# Dědice (Vyškov)

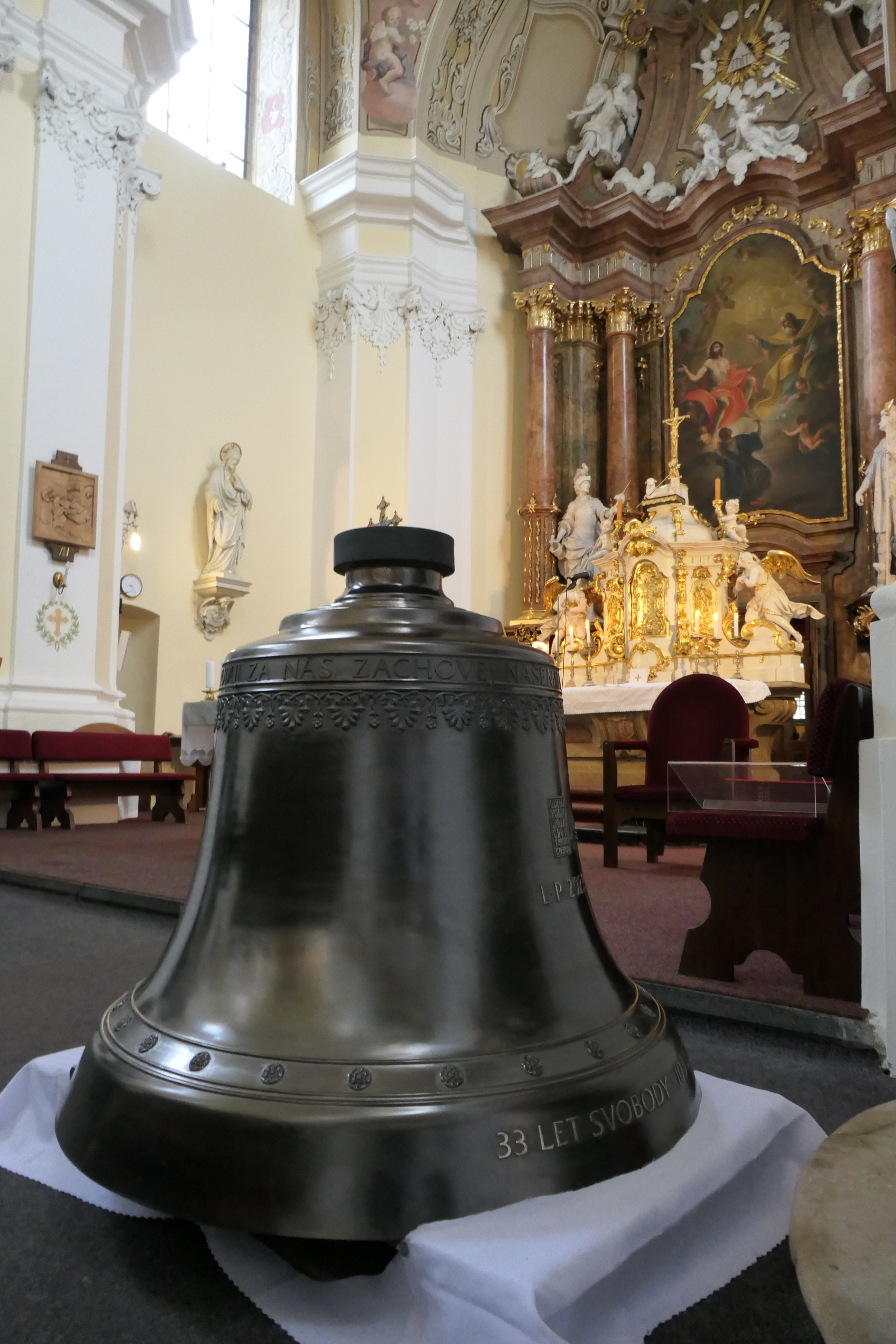
Zvon Panna Maria vystavený před zavěšením v kostele v Dědicích

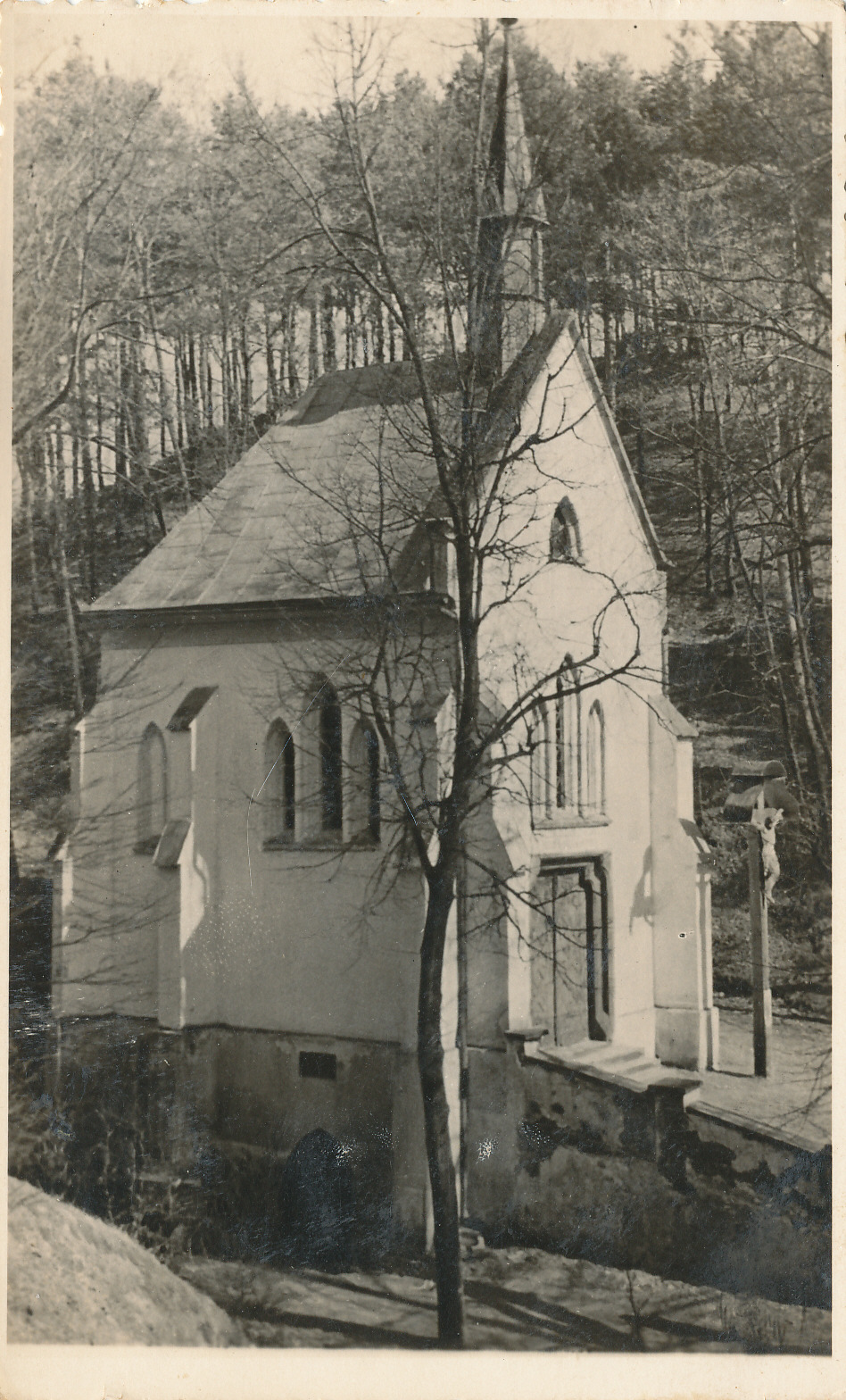
Kaple svatého Cyrila a Metoděje v Hamiltonech (Strachotinka), 1946

Mapa Vyškova po připojení okolních obcí: katastrální území Brňany, Dědice (část), Křečkovice, Nosálovice, Vyškov město a Vyškov předměstí

Vlajka Dědic (neoficiální) vycházející z dědického znaku. Vexilologický popis vlajky: V modrém listu žlutá zářící osmicípá hvězda. Poměr šířky k délce listu je 2 : 3

Dědice (německy Dieditz) jsou částí města Vyškov ve stejnojmenném okrese v Jihomoravském kraji. Náleží mezi nejstarší slovanské osady na Moravě. S městem Vyškovem byly Dědice s osadami Pazdernou a Hamiltonami spojeny poprvé koncem roku 1941. V roce 1942 byly k Vyškovu připojeny i Brňany, Křečkovice a Nosálovice. Po skončení druhé světové války se všechny tyto obce pokusily samostatnost získat zpět. V srpnu 1945 bylo radou MNV Vyškov zamítnuto odtržení Brňan a Dědic, a na začátku října bylo zamítnuto odtržení Křečkovic, protože „malá obec není s to plniti požadavky dnešní veřejné správy“. Dědičtí přesto v říjnu 1945 „nechtíc už mít nic společného s městem Vyškovem“ ustavili vlastní místní národní výbor. Žádost o osamostatnění, čímž zároveň chtěli legalizovat trvání „vlastního“ místního národního výboru, poslali Okresnímu národnímu výboru ve Vyškově a Zemskému národnímu výboru v Brně. Osloveno bylo i ministerstvo vnitra v Praze. ONV Vyškov ale výnosem 26. října 1945 prohlásil, že povahu samostatné obce (a tím vlastní národní výbor) Dědicím přiznat nelze, jestliže nebude rozhodnuto o jejich odtržení od Vyškova. Vzhledem ke kladnému stanovisku ZNV Brno k zatímní společné správě sloučených obcí z prosince 1945 mohl vyškovský národní výbor i nadále řídit i věci týkající se Dědic. Snahy o osamostatnění okrajových částí Vyškova trvaly i v dalších letech.
Výsledkem všech snah však bylo potvrzení vývoje, který započal v roce 1941. Nařízení vydané za protektorátu zůstalo nadále v platnosti. Vyškov, který až do 40. let 20. století náležel mezi menší moravská města, dnes společně s úředním rozhodnutím přičleněnými obcemi a díky dalšímu rozvoji ve 2. polovině 20. století (a připojení dalších obcí, ačkoli ne všechny zůstaly s Vyškovem trvale spojeny), tvoří významný sídelní celek.
Dědice leží severozápadním směrem od Vyškova na soutoku Malé a Velké Hané v nadmořské výšce 258 m n. m. (kolísá dle stanoviště kolem 258–271 m n. m.). Patří do správního obvodu Vyškov ve stejnojmenném okrese Jihomoravského kraje. Spolu s okresním městem tvoří vyškovsko-dědickou aglomeraci. Podle archeologických nálezů patří Dědice k nejstarším osadám na Moravě. Jejich osadami byly Pazderna a Hamiltony, obě založeny na vyškovském panství ve třetí čtvrtině 18. století.
V obci stojí farní kostel Nejsvětější Trojice, v jehož věži se nachází chráněné území, v němž během léta pobývá netopýr velký. V Dědicích jsou od roku 1935 vojenské kasárny. Je tu posádkový dům armády (zvaný též „PDA“) a sochy ukřižovaného Krista, svatých Cyrila a Metoděje a svatého Jana Nepomuckého.
Obec je také údajným rodištěm Klementa Gottwalda, který tu míval výstavní sál v Revoluční ulici v tzv. „rodném domě Klementa Gottwalda (1954)“. Tento objekt, do něhož po provedení úprav započatých v květnu 1954 povinně mířily zástupy školáků a pracujících, je po sametové revoluci historiky veřejně přijímán jako místo, kde se Gottwald s jistotou nenarodil. Tato spojitost Dědic (chalupa čp. 102) s prvním komunistickým prezidentem Československa vedla v roce 1985 k vyhlášení památkového ochranného pásma.

## Název

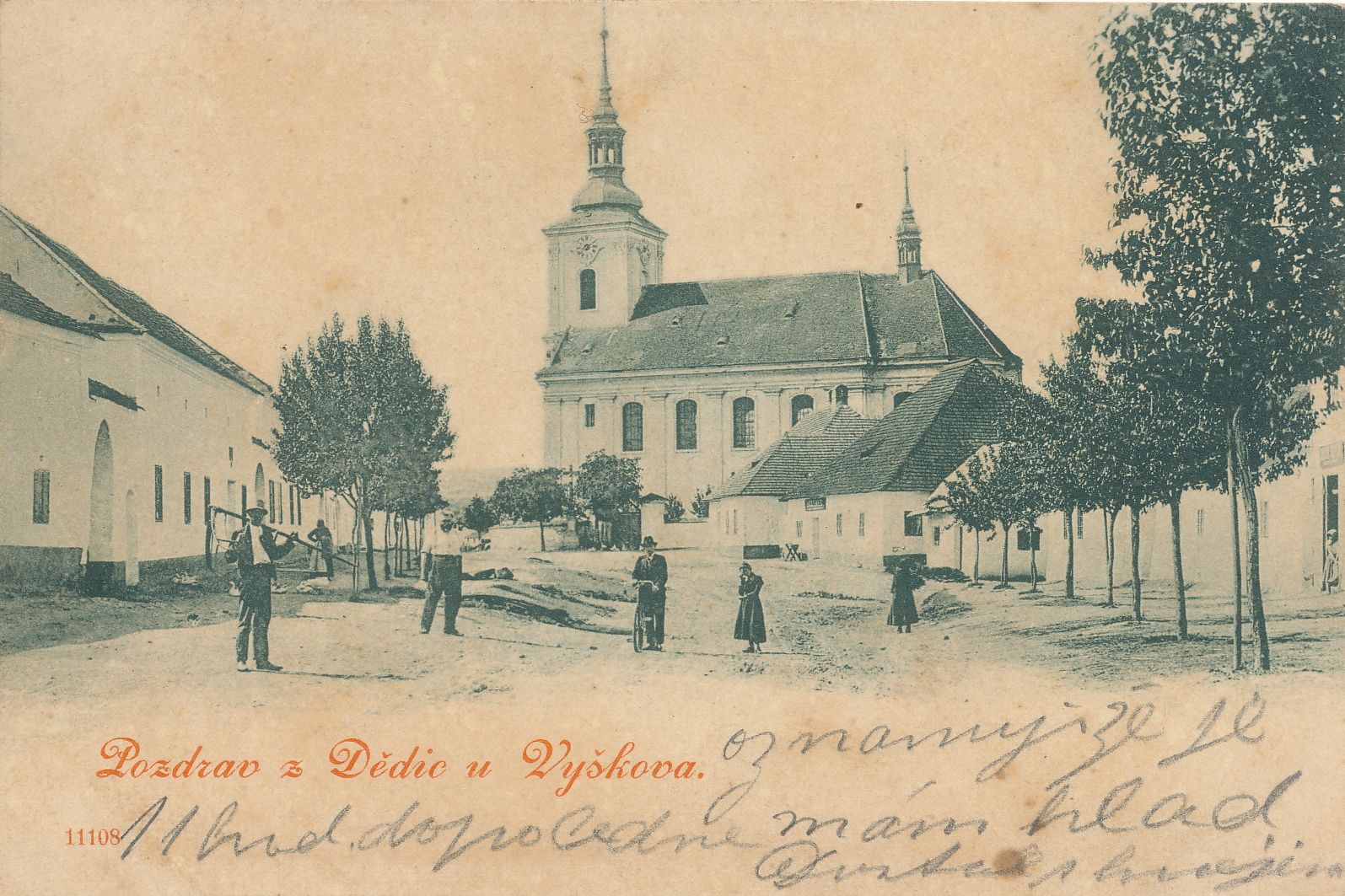
Náměstí v Dědicích na konci 19. století. Pozdrav z Dědic u Vyškova poslaný poštou v roce 1899

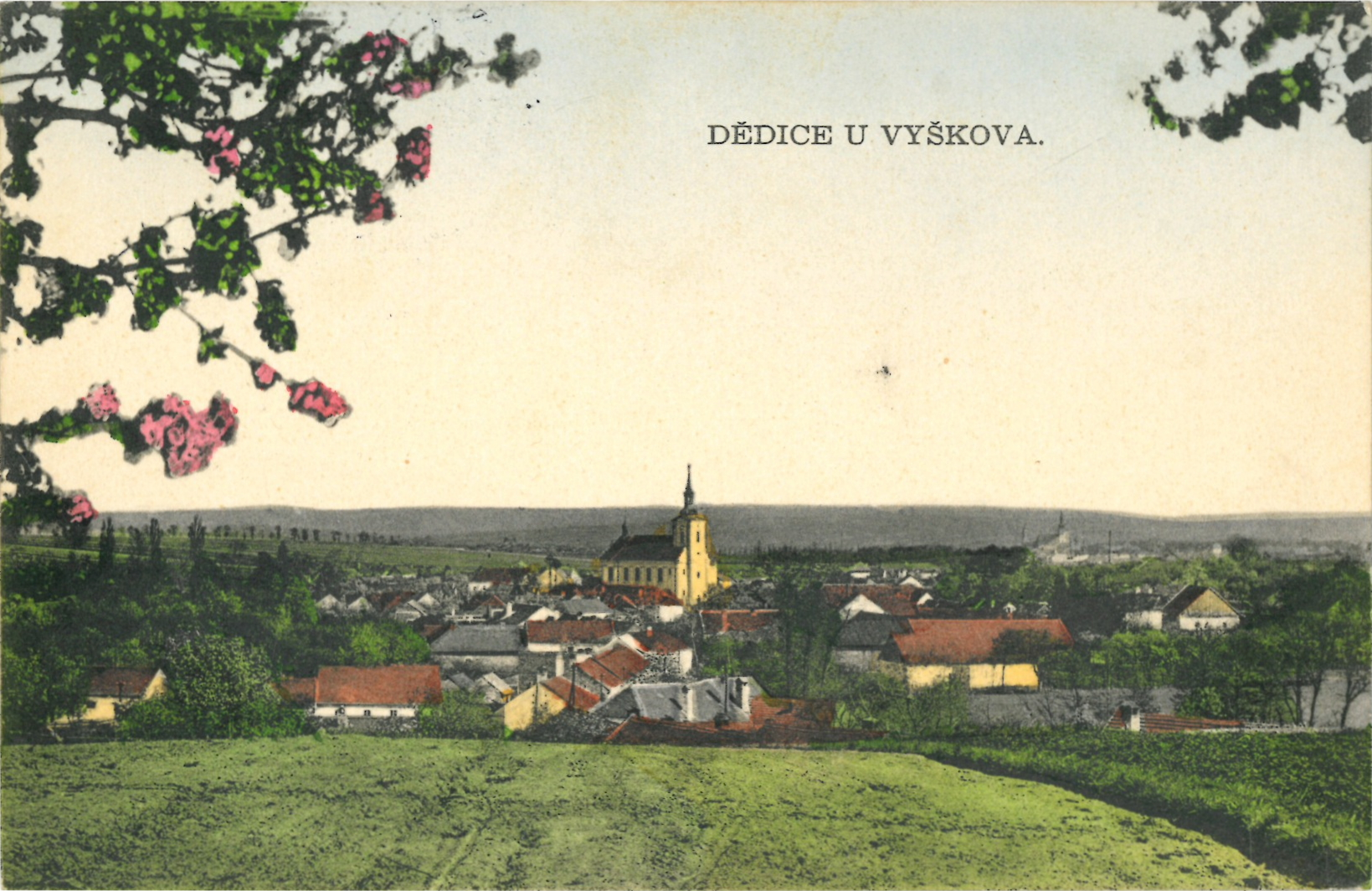
Dědice. Kostel Nejsvětější Trojice

Jméno je historicky doloženo v listinách a úředních knihách od 12. století. Způsob psaní se měnil: (1131–1141) Dedicih; 1278 de Diedicz; 1295 de Tiediz; 1371 oppidi nostri Diedicz..., in Diedycz..., in Dyedycz; 1376 in villa Diedicz; 1381 Dyedycz (první přímá zmínka o dědickém hradu); 1398 in villa Dyedycz, prope Wysskow; 1406 oppidi nostri Diedicz; 1442 městečka Dědic; 1482 ve vsi Dědicích; 1492 ve vsi Diediczych; 1512 z Diedicz; 1531 v městečku Diediczich; 1536 městečko Diedicze; 1633 Dědice; 1656 ex Dieditz; 1671 rektor diediczky; 1675 městečko, Dieditz; 1708/12 Dietitz, neopevněné městečko; 1718 a 1751 Dieditz; 80. léta 18. století (I. vojenské mapování) Dieditz; 1846 Dieditz, Dědice; 1850 Dědice = Dieditz (s osadami Hamiltony, Pazderna), charakter neuveden; 1880 městys; 1890 Dědice = Děditz; 1924 Dědice; 1940 Dieditz = Dědice; 1941 osada obce Vyškov; 1945 Dědice, obec; 1949 osada obce Vyškov.
Skloňování jména, jméno obyvatelské a přídavné, jak je odvozeno od místního jména v nářečí: Dědice, do Dědic, Dědičák, dědické. Dříve se též vyskytuje Dějice, do Dějic, Dějičák, dějické (disimilace dvou ď; opak asimilace).
Místní jméno vzniklo připojením přípony -ice k osobnímu jménu Děd. Děd znamená „starý muž“, a vyskytuje se i ve složeninách (Bezděd, Dědoslav). Osobní jméno Děd mohlo být jeho hypokoristickou (domáckou) zkratkou. Není však možné úplně vyloučit ani apelativní význam „dědici“, tedy svobodní lidé, kteří dědí.

## Historie

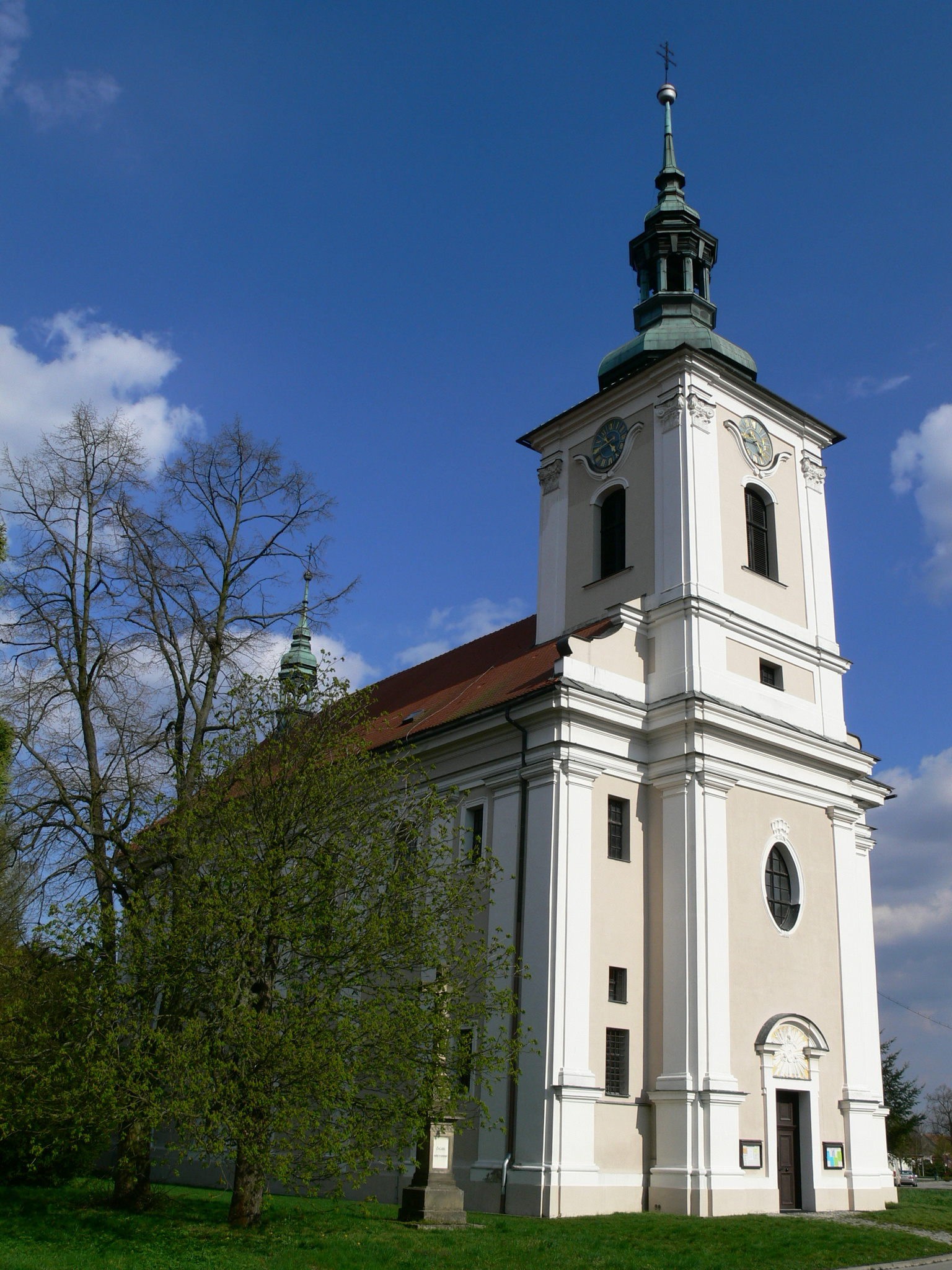
Kostel Nejsvětější Trojice (2015)

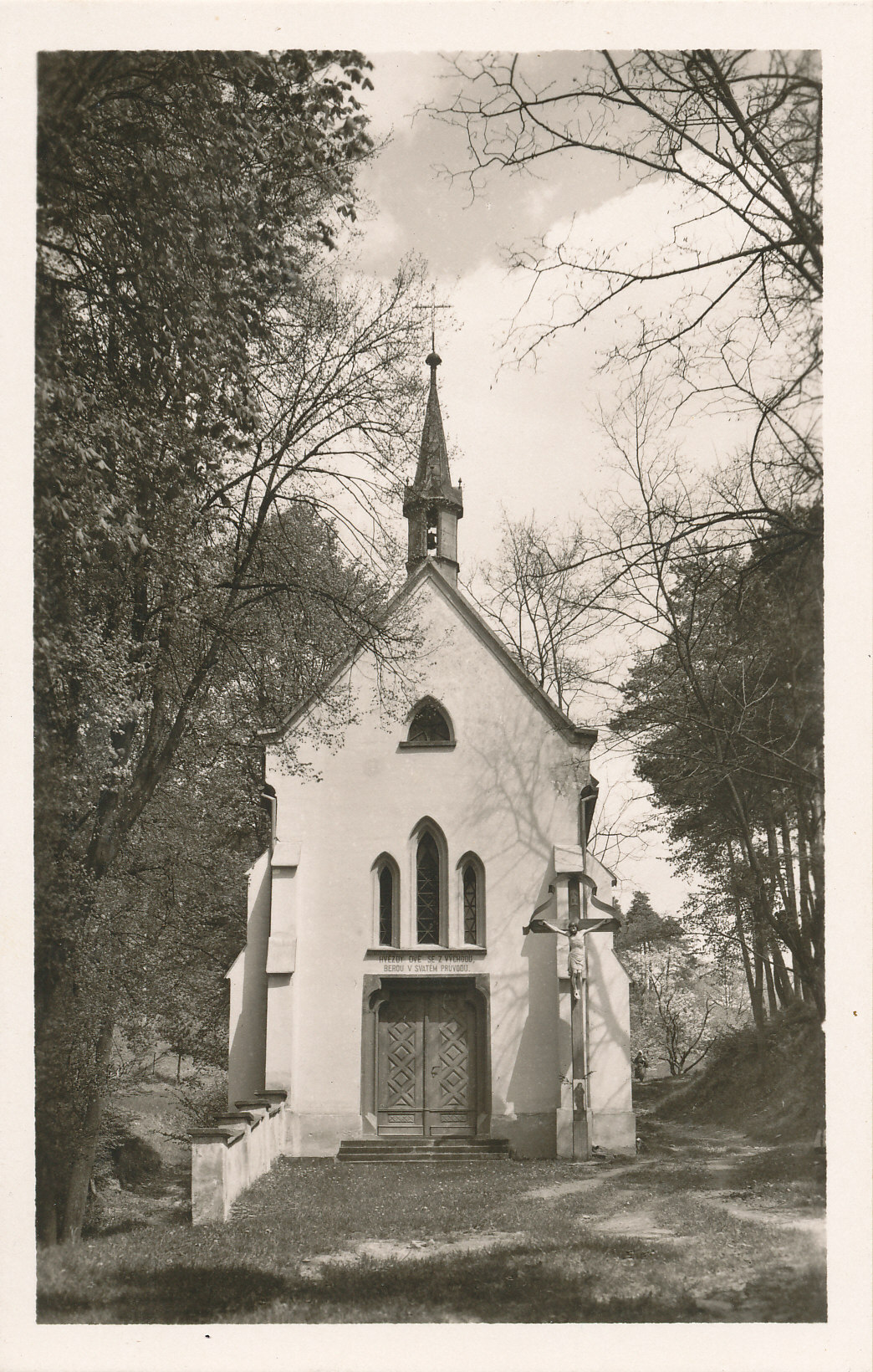
Kaplička Strachotinka v Hamiltonech (před provedenými úpravami)

### Středověk
První písemná zmínka o Dědicích v historickém pramenu je z 1. poloviny 12. století. Vztahuje se k listině původně datované rokem 1131. V této době je název Dědice uveden v listině vydané olomouckým biskupem Jindřichem Zdíkem. Listina pojednává o přenesení sídla biskupství od staršího kostela sv. Petra k nově vysvěcenému kostelu sv. Václava v Olomouci. V listině jsou vyjmenovány veškeré nemovité majetky olomouckého biskupství na Moravě. Jeden lán z územního rozsahu Dědic (jedno popluží) tehdy náležel olomouckému kostelu, a tím olomouckému biskupovi. Šlo o asi 18,5 ha. Listina obsahuje denní datum 30. června, ale nemá vročení.
Rok 1131 je uváděn v Codex diplomaticus et epistolaris Moraviae I, vydaném Antonínem Bočkem v roce 1836, i v Codex diplomaticus et epistolaris regni Bohemiae I, vydaném Gustavem Friedrichem na začátku 20. století. Novodobé výzkumy, prováděné ve druhé polovině 20. století, revidovaly předchozí časové zařazení listiny a posunuly je k roku 1141. Tehdy bylo olomouckému kostelu připsáno jedno v Dědicích se nacházející popluží. Ačkoli přesné datum vzniku listiny známo není, její samotná existence dokládá, že Dědice byly osídleny před jejím napsáním. Nelze ovšem vyloučit další úpravy datace, i když názor posouvající dobu vzniku listiny k polovině 30. let 12. století nebyl zatím jednoznačněji přijat.
V roce 1241 při tažení proti Tatarům se v tomto moravském městečku zastavil Jaroslav ze Šternberka. Koncem 13. století vlastnil Dědice Milota z Dědic (1252–1307), pocházející z rodu Benešoviců, který měl ve znaku odřivous – zavinutou střelu. Jeho jméno je v podobě Milota de Dieditz doloženo v letech 1278–1295. Z toho, že se v roce 1278 psal po Dědicích poprvé, se dá usuzovat, že dědický hrad postavil krátce předtím a že byl sídlem, kde pobýval nejčastěji.
O vytváření dědického panství lze mluvit od poloviny 13. století do 70. let 14. století. Počátkem 14. století Dědice získali Šternberkové, kteří dědické panství následně spojili s račickým panstvím. Litomyšlský biskup Albrecht Aleš ze Šternberka udělil městečku četná práva a výsady. Albrecht a jeho synovec Petr ze Šternberka Dědicím v roce 1371 potvrdili jarmark. V potvrzení stojí, že se v Dědicích od starodávna konal pondělní týdenní trh. Sousedé byli za určité výkupné osvobozeni od robot a dalekých vozních robot (za plat 4 hřivny), a od odúmrti. Dědickým bylo dovoleno využívat panské lesy starší šesti let na pastvu v místech vykázaných jim dědickým purkrabím. Tím, že se na ně nevztahovala odúmrť, mohli svůj majetek svobodně komukoliv odkázat. Tato práva byla během doby mnohokrát zrušena i opět obnovena. Roku 1381 Petr ze Šternberka zapsal své ženě Anně věno na panství Dědice.
Po smrti Petra ze Šternberka (1397) Dědice zdědil jeho švagr Petr Plumlovský z Kravař, který v tomtéž roce prodal v té části Dědic, která je blíže městu Vyškovu, lanškrounskému augustiniánskému klášteru 16 lánů bez čtvrti, 6 krčem, 4 podsedky a 5 niv za 941 hřiven grošů, a v roce 1406 Dědicím potvrdil městská privilegia. Tímto způsobem byly od té doby Dědice rozděleny na dvě části. Větší část byla po smrti Petra z Kravař a Plumlova v roce 1411 v držení jeho syna Jindřicha Plumlovského z Kravař, který padl v bitvě u Vyšehradu v roce 1420. Protože neměl potomky, přešly Dědice nejprve na jeho bratrance Petra Strážnického z Kravař (†1434), a potom na syna Petra Strážnického z Kravař Jiřího z Kravař a Strážnice, který Dědicím v roce 1442 potvrdil městská privilegia.
V roce 1460 byl králem Jiřím z Poděbrad lanškrounskému klášteru v Olomouci (klášter augustiniánů Všech svatých) potvrzen díl Dědic, Nezamyslic, porostlina Buděcko s dubovým lesem a Laškov. Páni z Kravař vlastnili Dědice do druhé poloviny 15. století. Po smrti Jiřího z Kravař a Strážnice v roce 1466, čímž rod pánů z Kravař vymřel po meči. Dědické panství, nejmenší část kravařského majetku, připadla na dceru Kunku. Dědice sňatkem s  dcerou Jiřího z Kravař a Strážnice Kunkou z Kravař a ze Strážnice vyženil Václav z Boskovic. Tím Dědice přešly do rukou pánů z Boskovic. Kunka z Kravař a ze Strážnice statek odkázala Ladislavovi z Boskovic. Boskovicové Dědice drželi do roku 1537. Poté Dědice přešly do rukou pánů z Pernštejna, kteří však dědický díl dlouho nepodrželi.

### Novověk

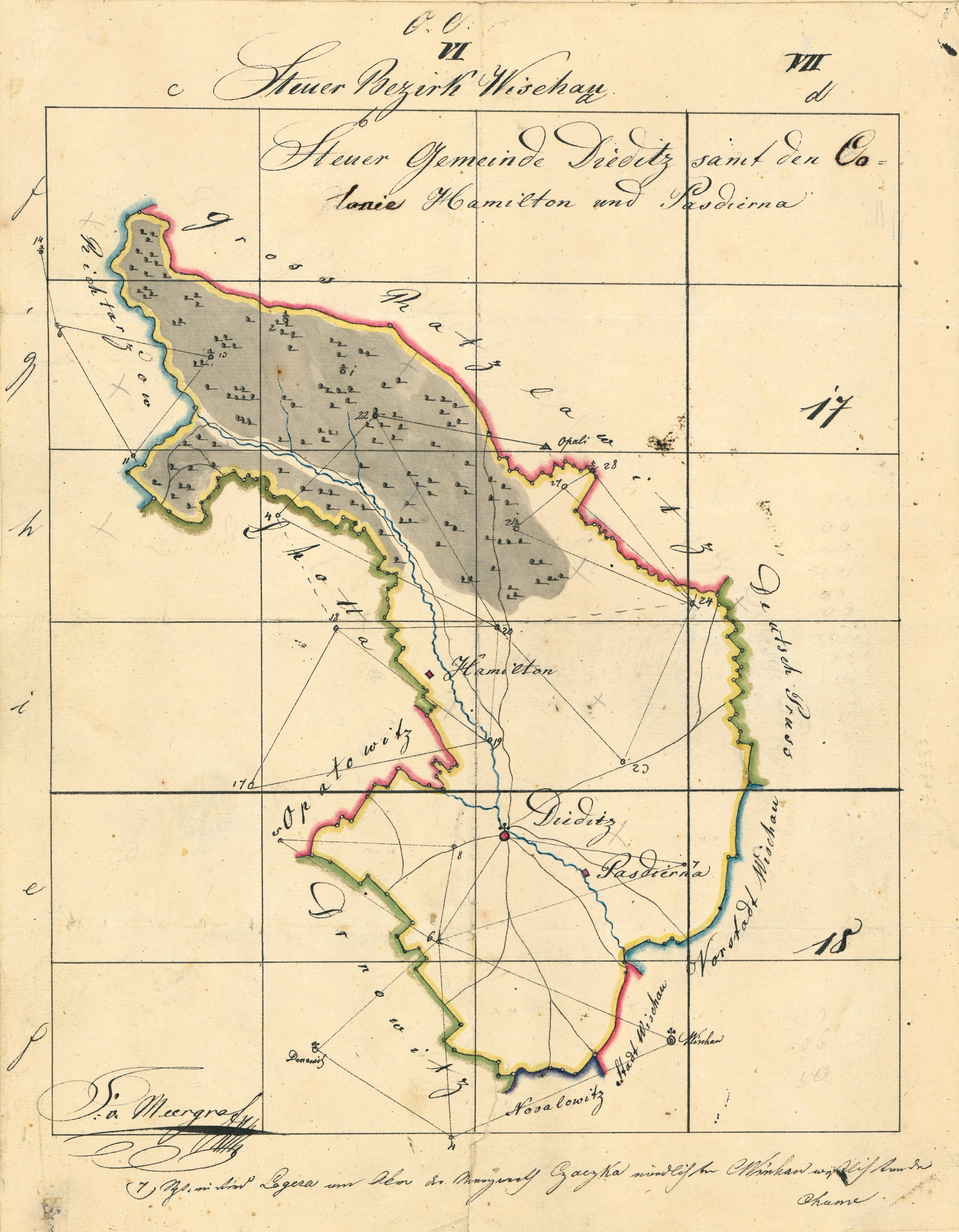
Dědice s osadami Hamiltony a Pazderna v roce 1825

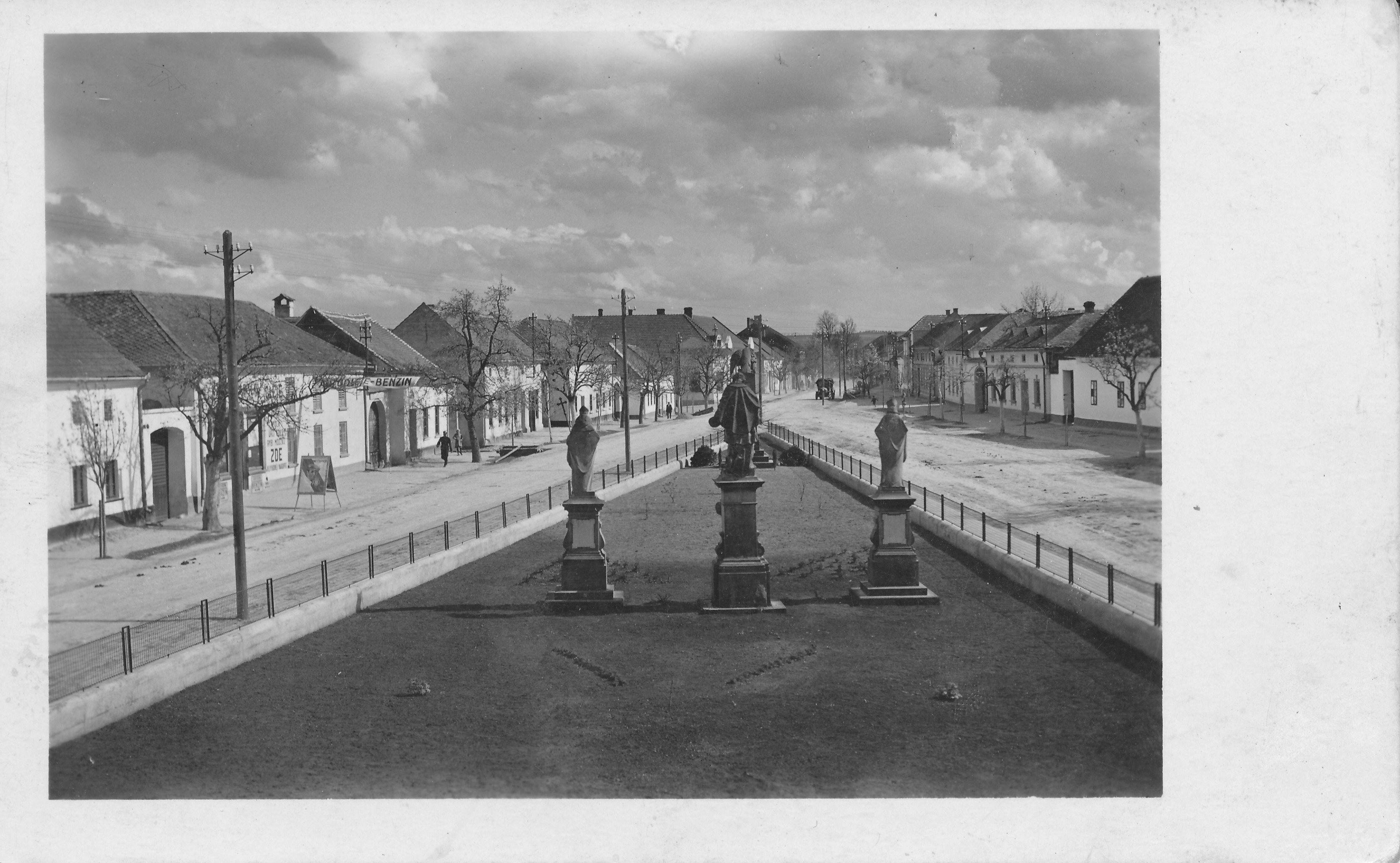
Náves před radnicí v Dědicích se sochami svatých Cyrila a Metoděje (1901) a Jana Nepomuckého (1826). Před nimi stojí pomník obětem první světové války

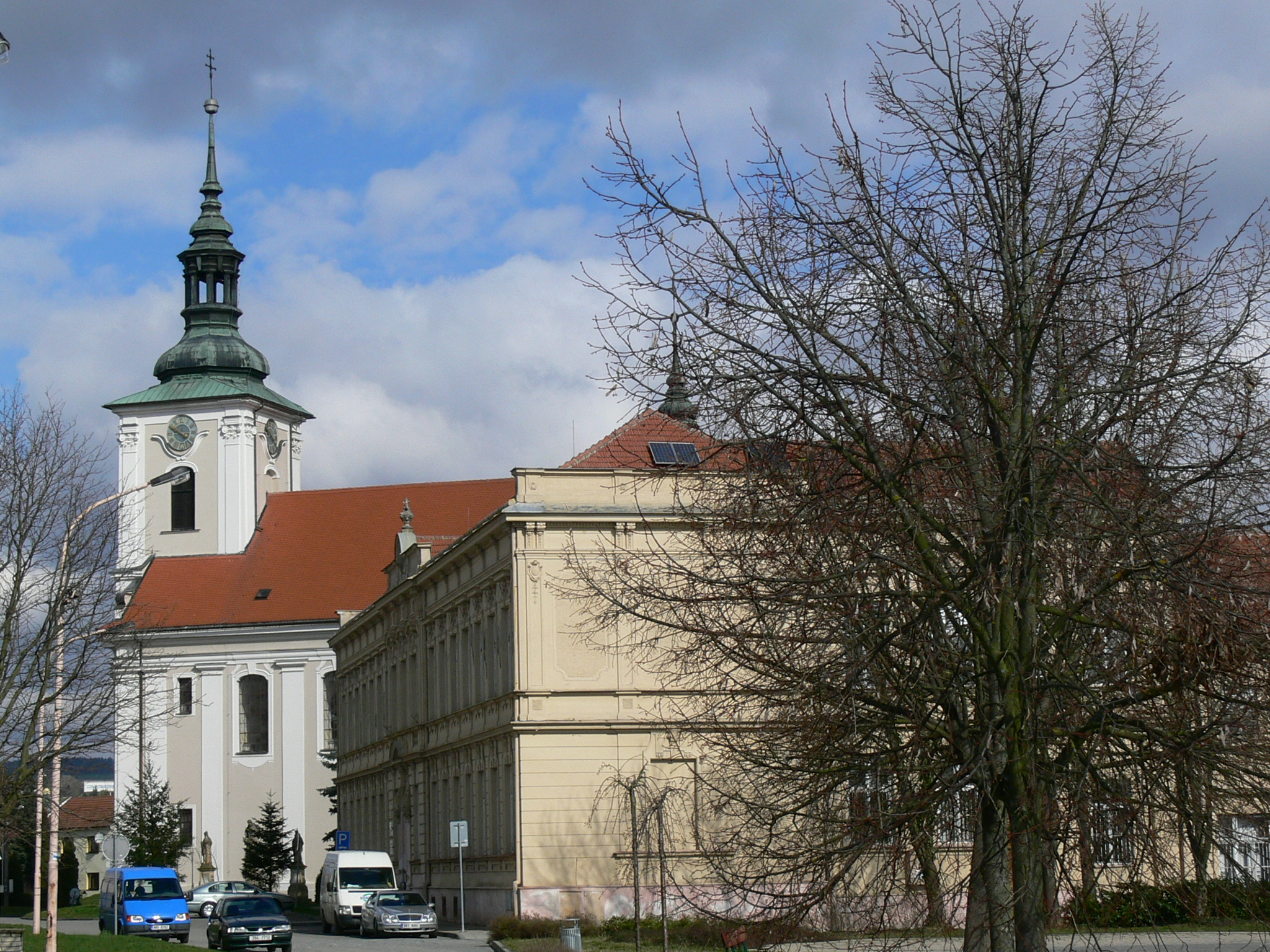
Kostel Nejsvětější Trojice a budova, v níž od roku 1973 do začátku 3. tisíciletí působila střední zdravotnická škola

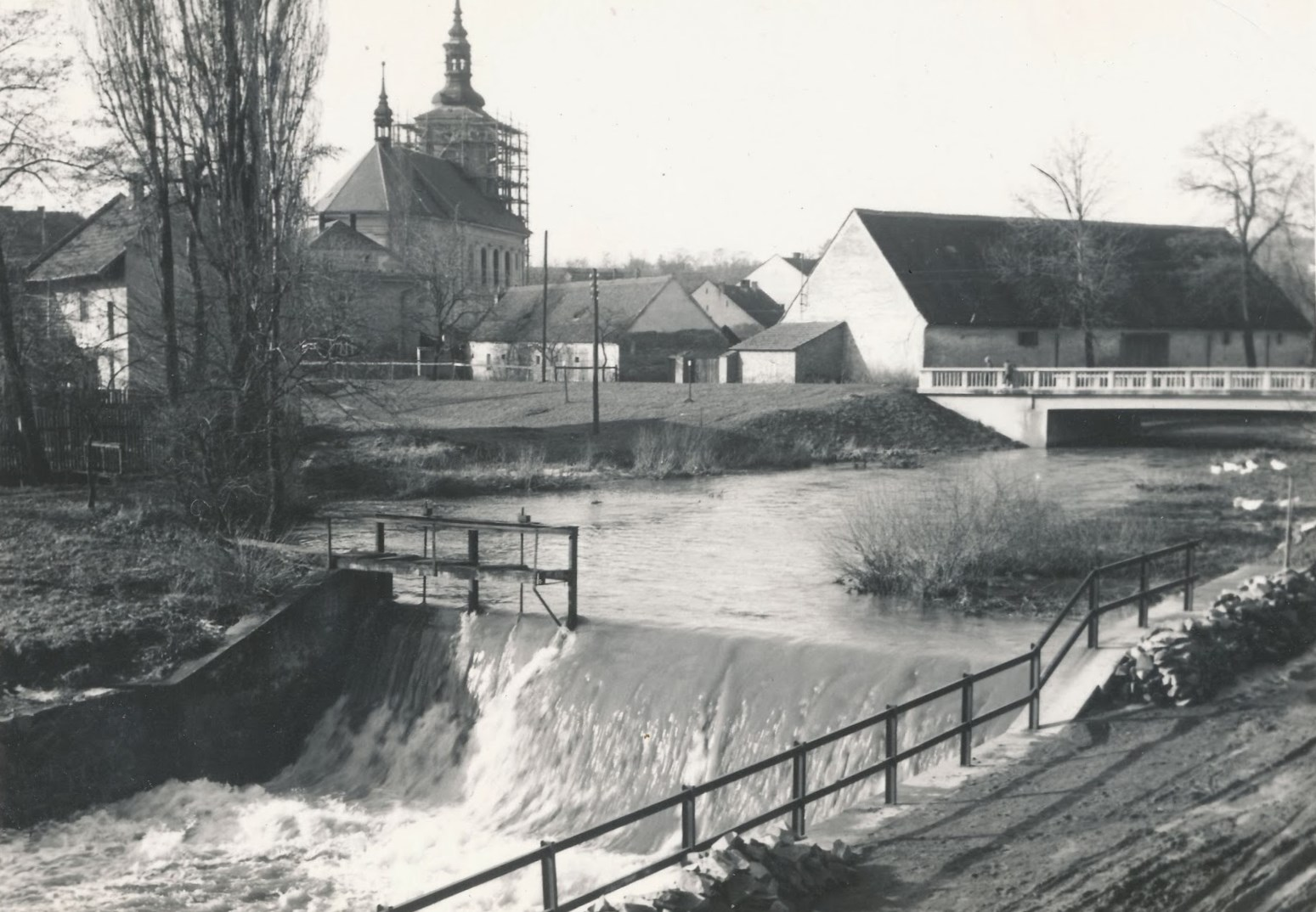
Oprava kostela v Dědicích (1967)

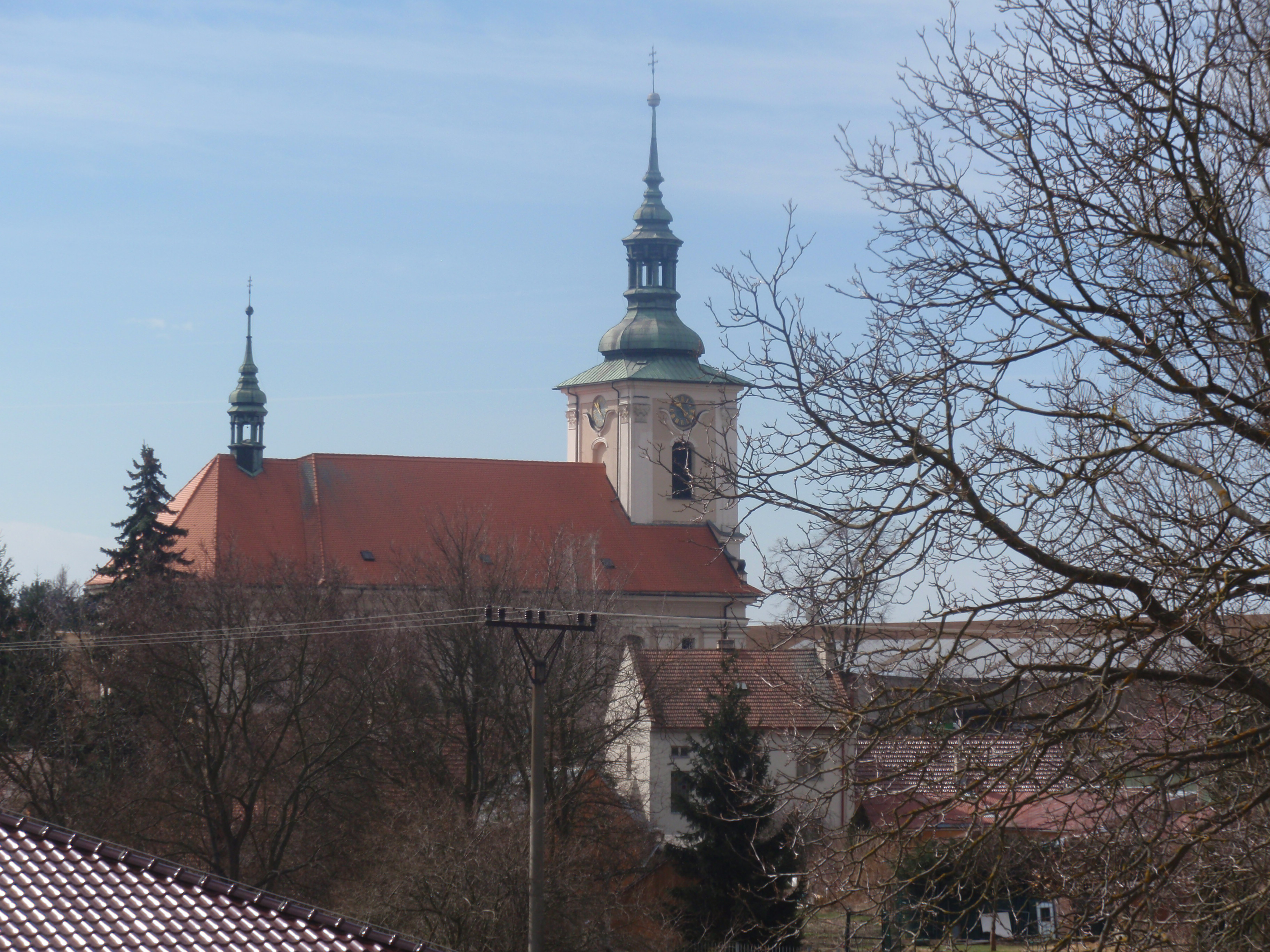
Kostel Nejsvětější Trojice v Dědicích

Na základě dílčích smluv mezi Dobšem Černohorským z Boskovic a Janem Černohorským z Boskovic získal Dědice Dobeš. Dobeš v roce 1533 Dědicím, Lhotě, Opatovicím, Rychtářovu a Radslavicím roboty změnil na plat a v roce 1537 vložil svůj díl městečka Dědic s poddanými, Lhotu s dvorem starého hradu, Rychtářov s pustým hradem, Opatovice a Radslavice Janovi z Pernštejna (prodáno za 6800 moravských zlatých). V roce 1538 Dědice tvořily dvě části, z nichž jedna patřila od roku 1397 lanškrounskému klášteru, který se za husitských válek přestěhoval do Olomouce, a druhá byla trvalým lénem olomouckého biskupa. Jan z Pernštejna totiž Dědice dlouho nedržel a statek i s vyjmenovaným příslušenstvím (včetně pustého městečka Hrádku) se souhlasem biskupa prodal Janovi z Doubravky a z Hradiště, známému pod jménem Jan Dubravius. Jan z Pernštejna dědický statek vyměnil za pasovský statek (biskupské manství Paskov na hranicích Těšínska). Tuto směnu, jež proběhla v letech 1535 a 1538, potvrdil olomoucký biskup. Jan z Doubravky Dědice v roce 1539 vložil olomouckému biskupu, takže se tyto statky staly biskupským statkem. Po nástupu Jana z Doubravky a z Hradiště na biskupský stolec v Olomouci v roce 1541 byla tato část Dědic zapsána do stolního majetku olomouckých biskupů. Druhou část městečka měli v majetku olomoučtí kanovníci kláštera Všech svatých, do něhož se během husitských válek uchýlili lanškrounští kanovníci.
Augustiniánský klášter Všech svatých v Olomouci v roce 1590 s biskupem uzavřel smlouvu. Poddaní z Dědic měli po dobu tří let z vyškovského pivovaru odebírat pivo a klášter měl z vyškovských rybníků oplátkou dostávat 1 kopu kaprů. Kvůli tomu, že se Dědičtí během stavovského povstání proti klášteru vzbouřili, svá privilegia ztratili.
V roce 1623 olomoucký probošt kláštera augustiniánů Caesar Nardus z Montepoli Dědicím obnovil privilegia a odúmrť; pro účast v českém stavovském povstání omezeně. Důvodem pro obnovení privilegií byla obava z toho, že by se obyvatelé mohli vystěhovat. Dědičtí byli dál osvobozeni od robot s výjimkou osmi robot, které by jim byly zvlášť poručeny.
V roce 1628 kardinál Ditrichštejn Dědicím potvrdil privilegia a stanovil roboty. Když bylo v roce 1653 Dědickými odmítnuto žnutí panského obilí, bylo jich několik uvězněno na vyškovském zámku. Po zlomení odporu se obec 1. srpna 1653 zavázala ke konání těchto robot reversem.
I zbývající roboty spočívající v osmi dnech roboty na nezamyslickém dvoře byly pro poddané kláštera v Dědicích tíživé, a tak je na jejich žádost v roce 1634 probošt Ondřej Orlík z Lažiska změnil na plat. V roce 1679 privilegia obnovil probošt Jiří Karásek.
Tento díl byl klášterem prodán v roce 1683 za 7000 zlatých rýnských. V roce 1684 jej klášter Všech svatých v Olomouci vložil Jiřímu Protivci Žalkovskému z Žalkovic, majiteli viceměřického statku. V roce 1732 Jiří Fridrich, Jan a Milota Žalkovští vložili díl Dědic Marii Alžbětě vévodkyni šlesvicko-holštýnské, rozené kněžně z Liechtenštejna (k panství Kojetín). Od roku 1683 se tu ve vlastnictví vystřídal velký počet pánů (například páni z Uttingu, páni z Metternichu a další). Tato část čítala 42 čísel a hostinec.
Svobodný dvůr v Dědicích byl v době třicetileté války držen Zdeňkem Martinkovským z Rozseče († 1646). V roce 1675 byl v Dědicích svobodný dvůr Miniattiho.
Dvůr byl v biskupské části v roce 1750. V roce 1784 byl dvůr parcelován. První části Dědic se tak podle držitelů říkalo biskupská či knížecí a druhé klášterská, žalkovská nebo vicoměřická. Nové roboty si Dědičtí zvolili v roce 1777.

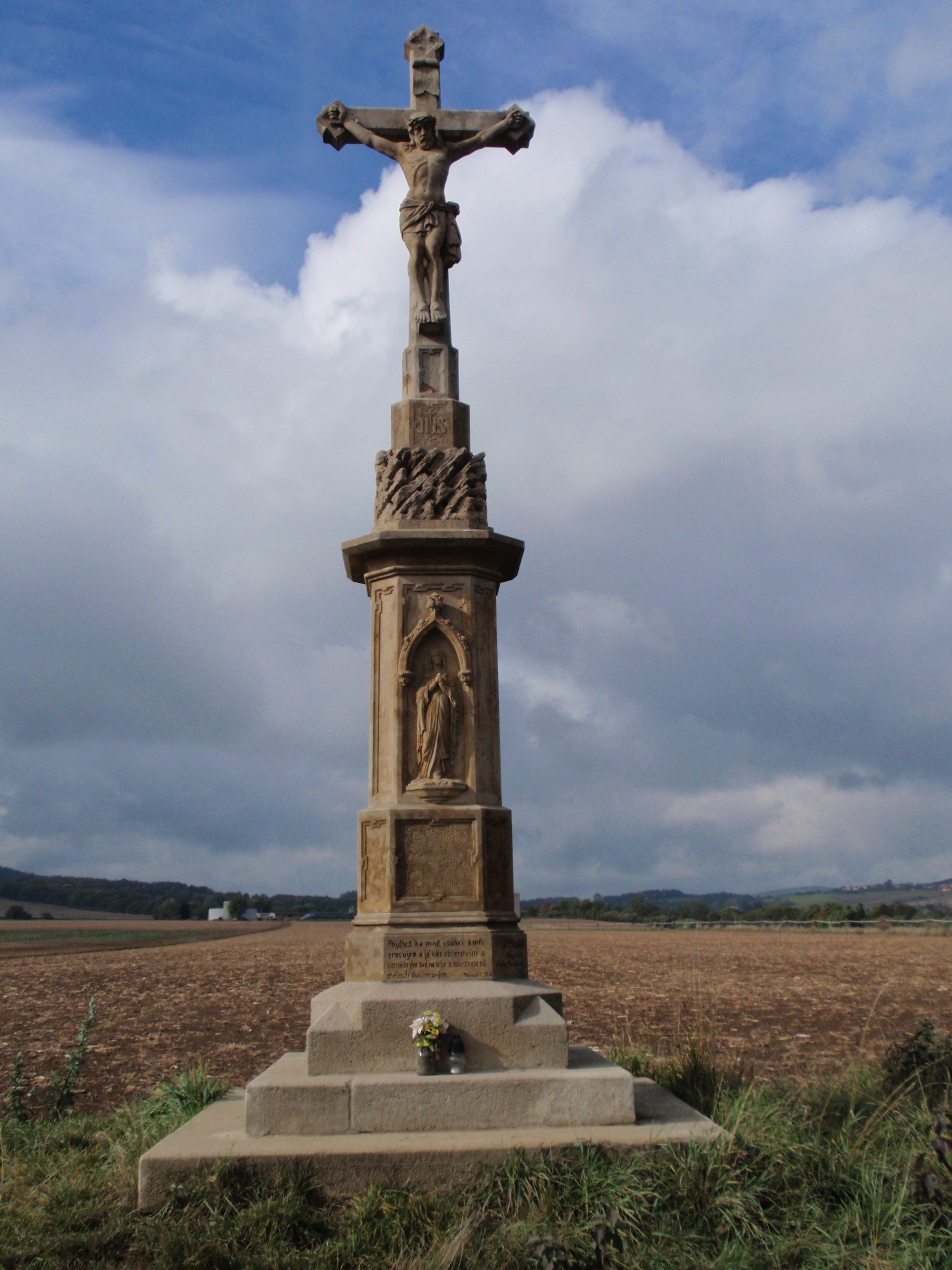
Socha ukřižovaného Krista

Velký vliv na městečko měly války. V 15. století je zasáhlo husitské hnutí. Následovalo stavovské povstání a třicetiletá válka. Dědice postihla zvláště těžce zejména poslední fáze třicetileté války, tzv. válka švédská. Po třicetileté válce se počet obyvatel snížil na pouhých „17 sousedů a 14 vdov“. Válka přinesla i nesmírné ztráty v hospodářství. Další neustálou hrozbou byli Turci, kteří ohrožovali okolí. V 18. století následovala tažení pruských vojsk v době napoleonských válek. Počátkem prosince 1805 místní kostel vyrabovali francouzští vojáci. Po bitvě u Sadové v roce 1866 do Dědic opět vpadli pruští vojáci, když pronásledovali poraženou císařskou armádu směrem do Vídně.
Kromě válek zažily Dědice i přírodní pohromy v podobě bouří s krupobitími, jindy to byly zase mrazy s množstvím sněhu (v roce 1622 dokonce i v květnu). Objevila se také velká sucha nebo povodně, které potom tvořily hlavní příčinu neúrody a bídy obyvatel. Další pohromy zahrnovaly časté a ničivé požáry a epidemie (moru, neštovic, cholery, či tyfu). V roce 1830 v Dědicích vyhořelo 46 domů.
O bohaté minulosti Dědic svědčí hlavně zdejší barokní kostel Nejsvětější Trojice, postavený roku 1753 na místě staršího gotického kostela ze 14. století, který byl zničen při velkém požáru. Z roku 1556 pochází nejstarší zvon dědického kostela, který ulil vyškovský zvonař Filip Konwarz. Chrám byl roku 1731 téměř zničen poté, co do něj uhodil blesk a stavbu zapálil. Farníci tehdy spolu s tehdejším farářem P. Karlem Leopoldem Felixem (1727–1750) ihned začali s opravou a zvýšili věž, která zůstala zachována. V roce 1750 byla věž stržena, protože se farníci rozhodli vystavět zcela nový kostel.
Felixův nástupce P. Jan Antonín Grosspeter začal zamýšlený plán uskutečňovat. Stavba byla zahájena 6. března 1752 a dokončena bez vnitřní výzdoby a jakéhokoli vybavení o rok později, v roce 1753. Nový barokní chrám slavnostně vysvětil 18. června 1780 první olomoucký arcibiskup Antonín Theodor Colloredo (1777–1811).
Největší snahu o rozkvět dědické farnosti i školy je vidět v 18. století. Byl zde vysvěcen nově postavený kostel a postavena nová škola, která však záhy vyhořela. Její obnovu zařídil až roku 1799 hrabě Althan. Do roku 1919 měly Dědice vlastní duchovní správu. Výhodou byla pozice blízko Vyškova, vrchnost si v Dědicích kupovala domy a polnosti.

### 20. století

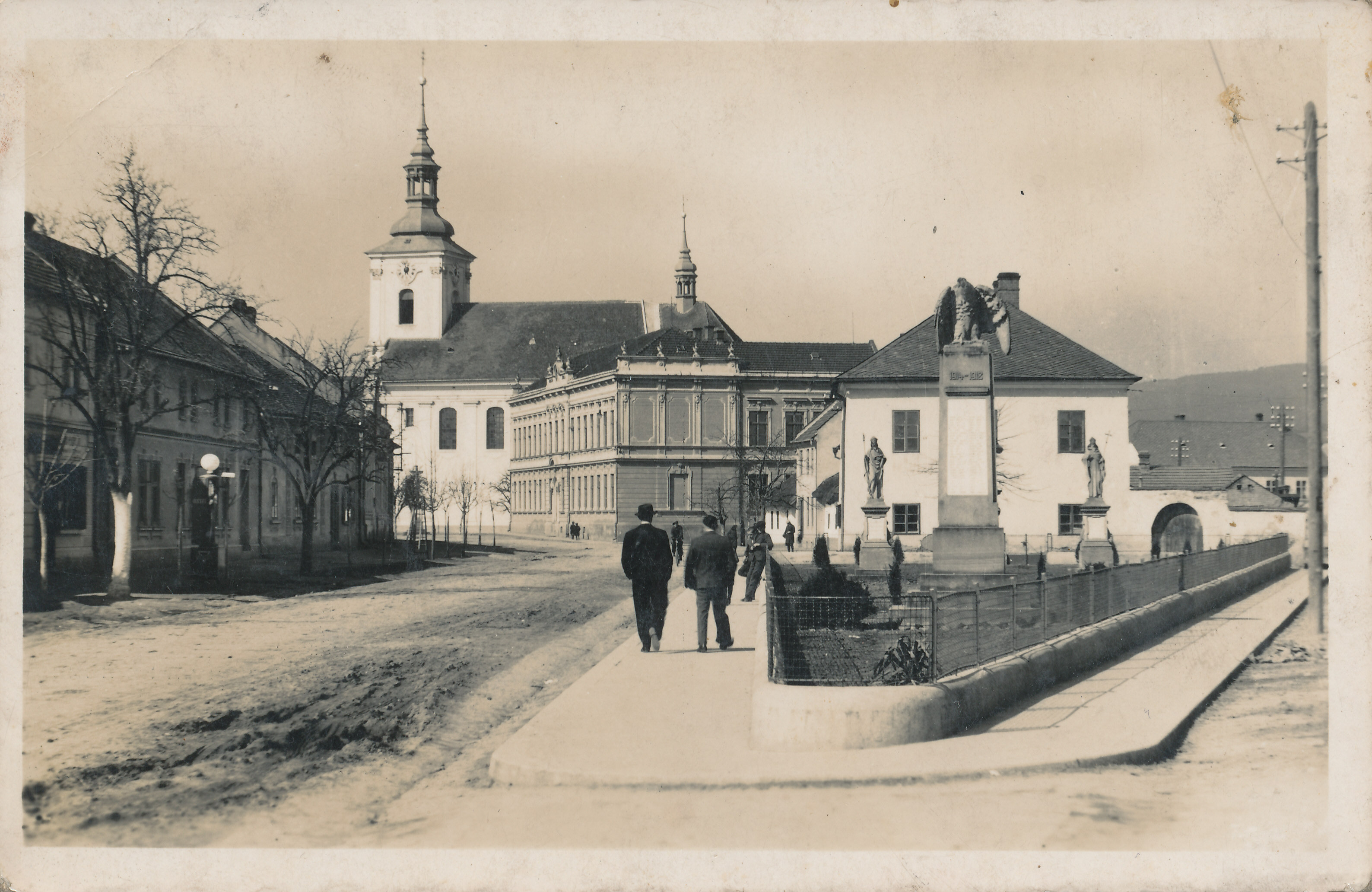
Náměstí před radnicí se sochami svatých Cyrila a Metoděje po stranách a Jana Nepomuckého uprostřed.

Po první světové válce stálo v roce 1921 v Dědicích celkem 439 domů (v Dědicích 315, v Hamiltonech 80, na Pazderně 44) a žilo zde 2529 obyvatel (v Dědicích 1843, v Hamiltonech 478, na Pazderně 208), jak udávají výsledky prvního sčítání lidu v Československé republice publikované v roce 1924. Dědice se rozkládaly na ploše 18,9 km2 (1890 ha).

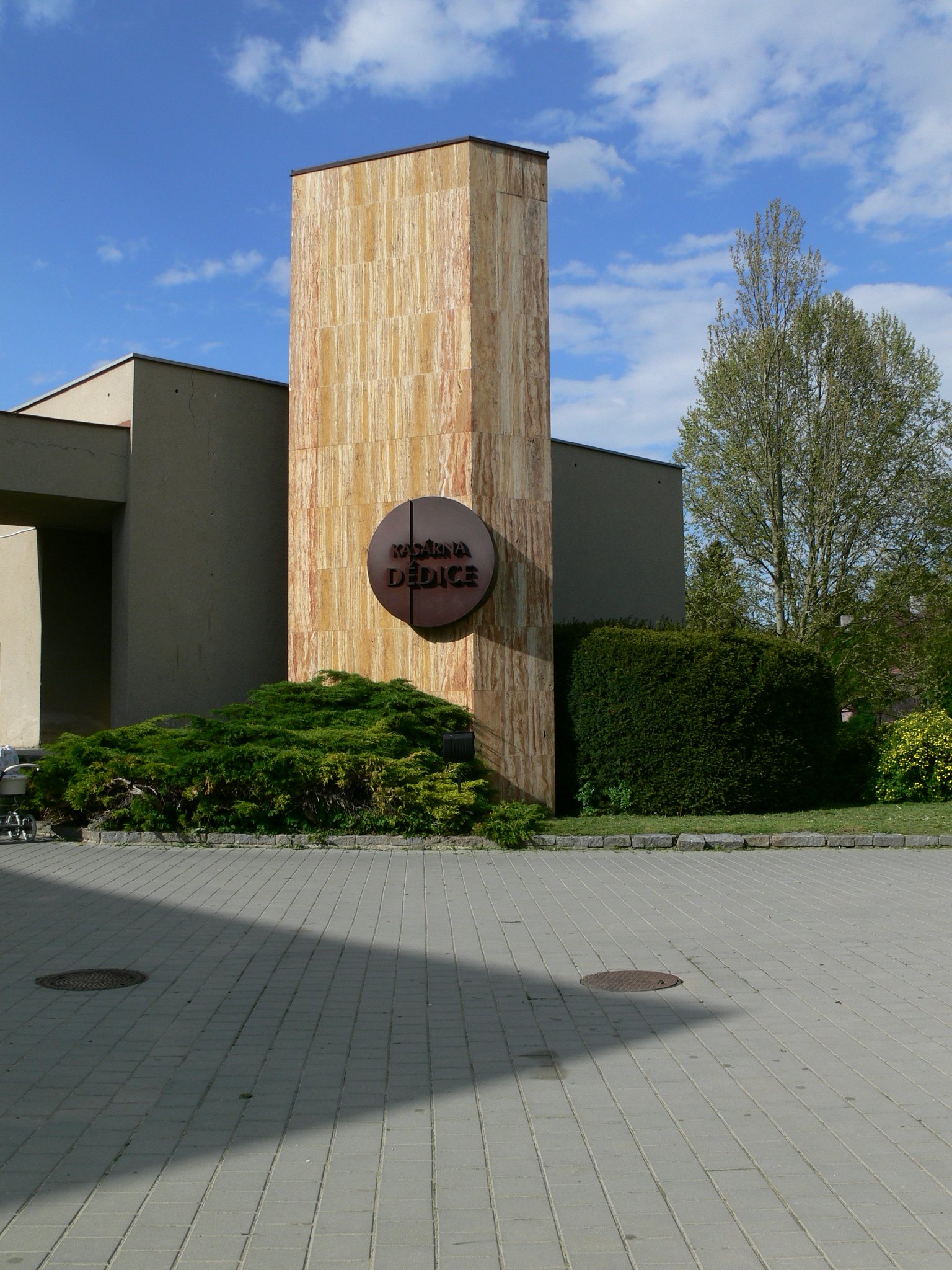
Kasárna Dědice

Na konci druhé světové války zasáhly Vyškovsko koncem dubna 1945 těžké boje. 2. ukrajinský front měl osvobodit Brno a pokračovat dál přes Vyškov na Prostějov, kde se měl spojit se 4. ukrajinským frontem postupujícím od Ostravy, kde od března 1945 probíhala Ostravská operace. Po osvobození Brna Rudou armádou 26. dubna 1945 byla zahájena operace proti Slavkovu ve směru na Vyškov, kam z jižního moravsko-slovenského pomezí ustupovaly oddíly německé armády generála Ferdinanda Schörnera. Sovětské nálety na německé pozice ve Vyškově, které se soustředily zvláště na německá skladiště materiálu, začaly zesilovat již po 20. dubnu. Situace se pro německé jednotky zhoršila až tolik, že své sklady začaly ničit samy, jak svědčily každodenní detonace na Kozí horce a v lese u Ježkovic.
Německé jednotky se stahovaly především ke Kozí horce. Ústup Němců k Vyškovu proběhl po pádu Slavkova v noci na 27. dubna. Od státní silnice se již bojovalo o Vyškov. Pro další vývoj boje o Vyškov bylo důležité osvobození Drnovic 29. dubna. A již ráno 29. dubna byla Rudá armáda v Dědicích. Téhož dne vstoupila do Nosálovic. Německé oddíly se za této situace snažily o co nejrychlejší stažení na Kozí horku a dál k Pustiměři, Drysicím a Želči. Dobývání Kozí horky, kam Němci z Dědic ustoupili, a střelnice trvalo kvůli rozkazu generála Schörnera bojovat do posledního muže ještě několik dní. Dědice byly osvobozeny 30. dubna 1945.
V dalším postupu Rudé armády na západ zabránila Drahanská vrchovina, jejíž úpatí bylo silně vojensky opevněno. V tomto prostoru zřídili Němci za války rozlehlou vojenskou střelnici, přičemž došlo k násilnému vystěhování 33 obcí. Oblast sloužila jako pevnost, do níž byl postup Rudé armády a rumunských vojsk prakticky až do 8. května zastaven. Z lesů na Kozí horce byly až do konce války ostřelovány Ivanovice a okolí a vedeny útoky na ruské hlídky.
Na kraji lesů severozápadně od státní silnice byla Němci vytvořena souvislá obranná linie (Lhota – Kozí horka – Pustiměř – Drysice. Odtud byl dělostřelecky bombardován Vyškov a ruské polní letiště u Nouzky. Ještě 3.–6. bylo na Dědice ve směru od Lhoty a Hamilton podniknuto několik útoků, které však byly odraženy.

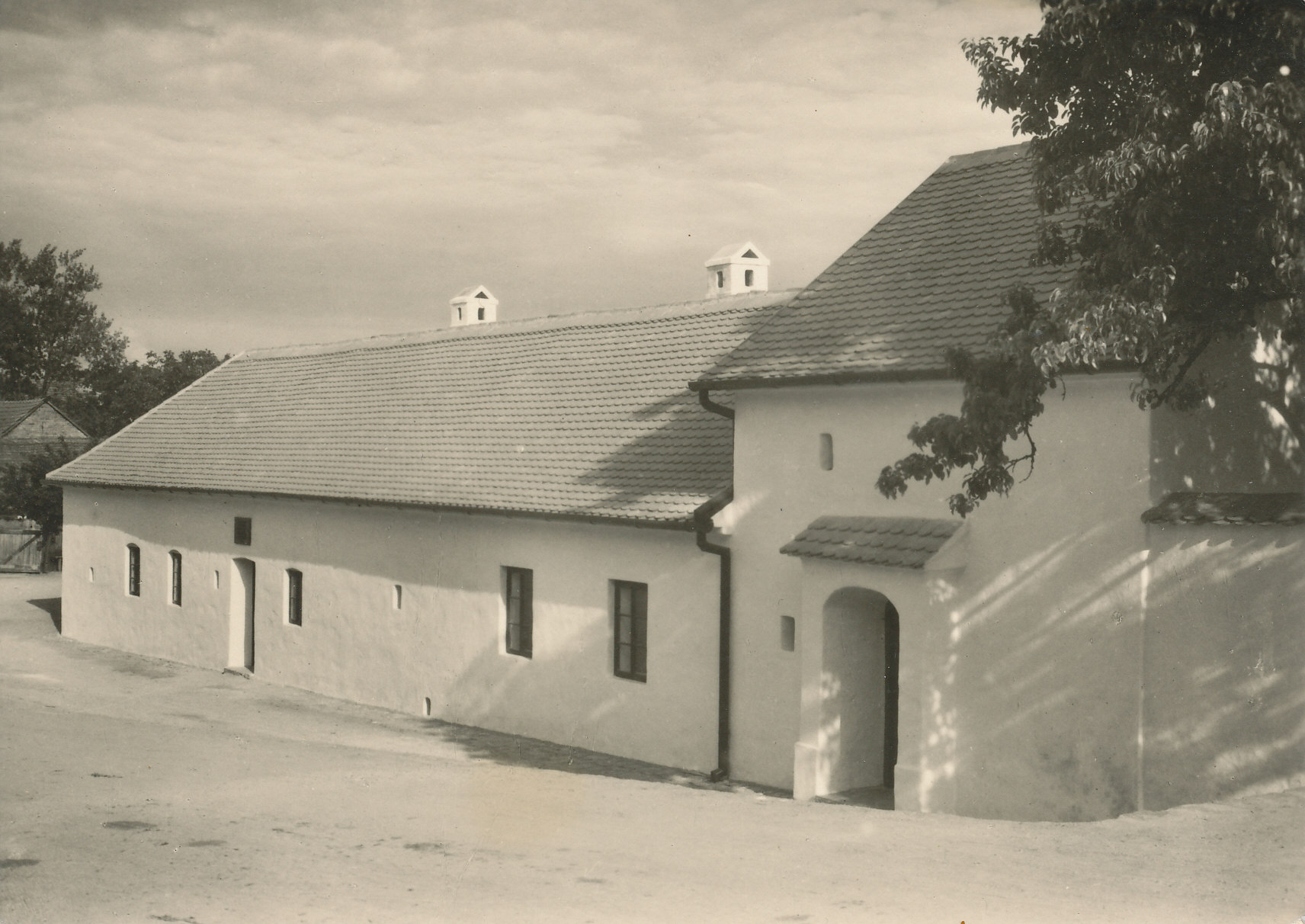
Pohlednice zachycující tzv. rodný domek Klementa Gottwalda ve stavu krátce po přestavbě původního domu

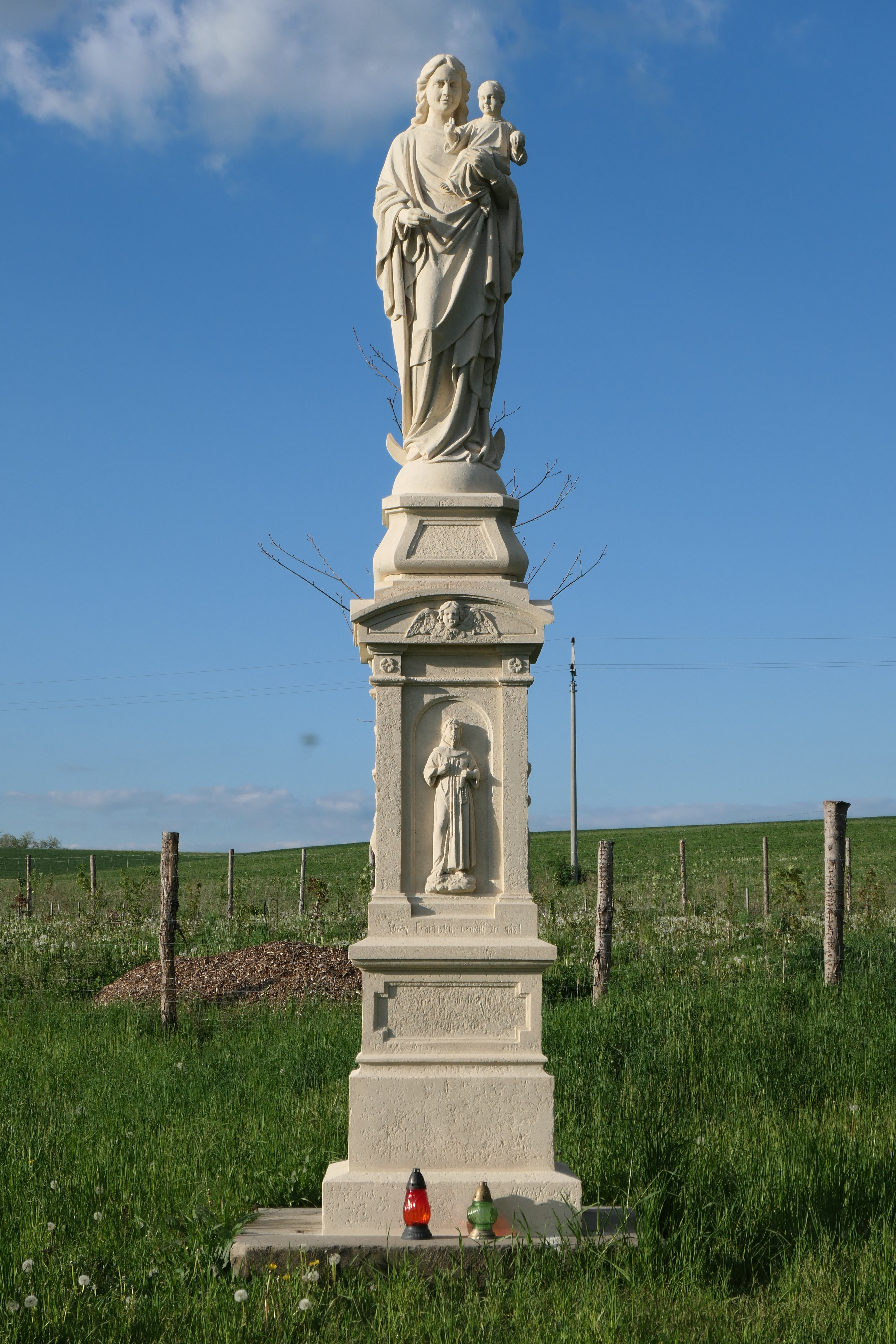
Socha Panny Marie s Ježíškem v Dědicích na konci ulice Revoluční

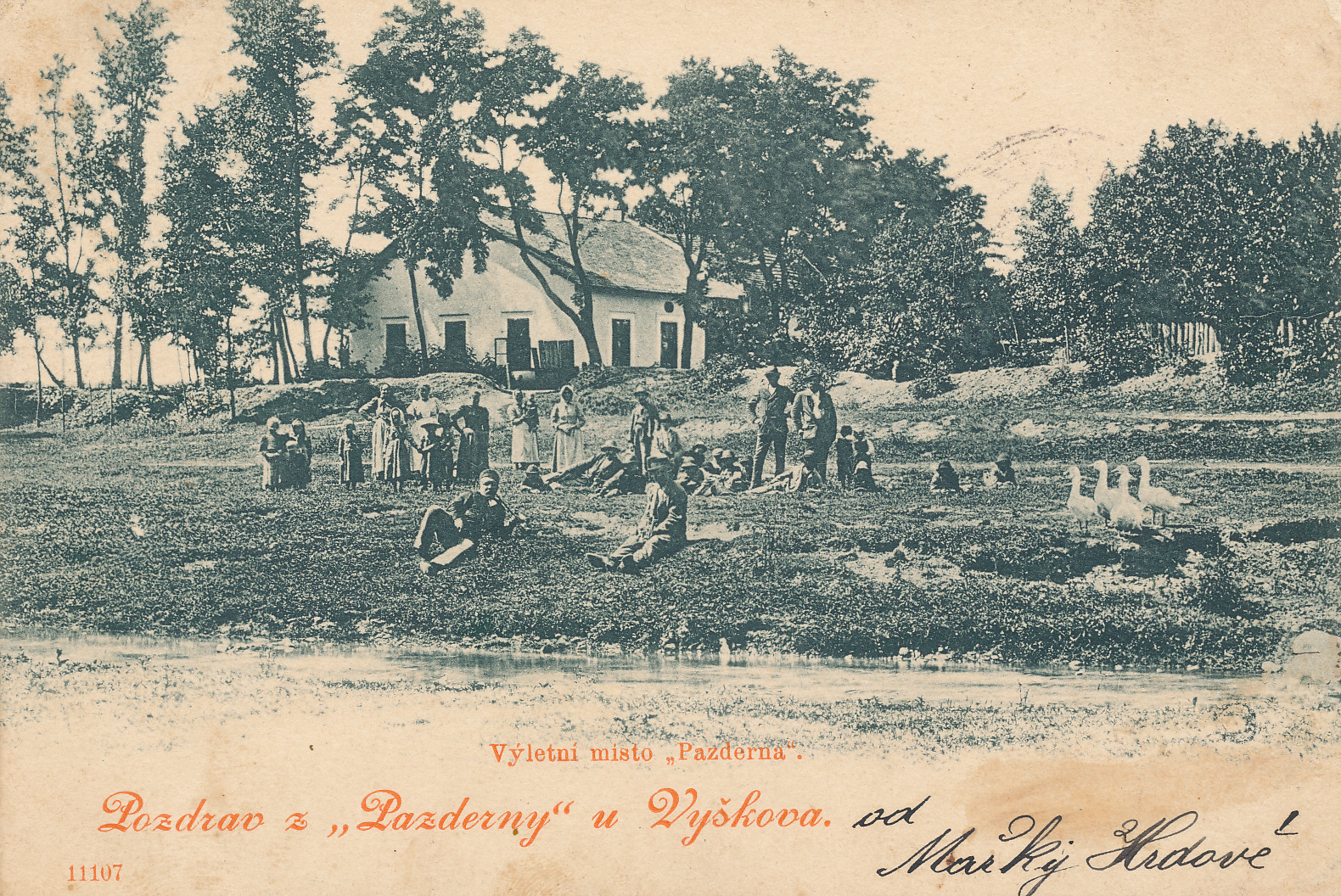
Osada městyse Dědic Pazderna, 1900.
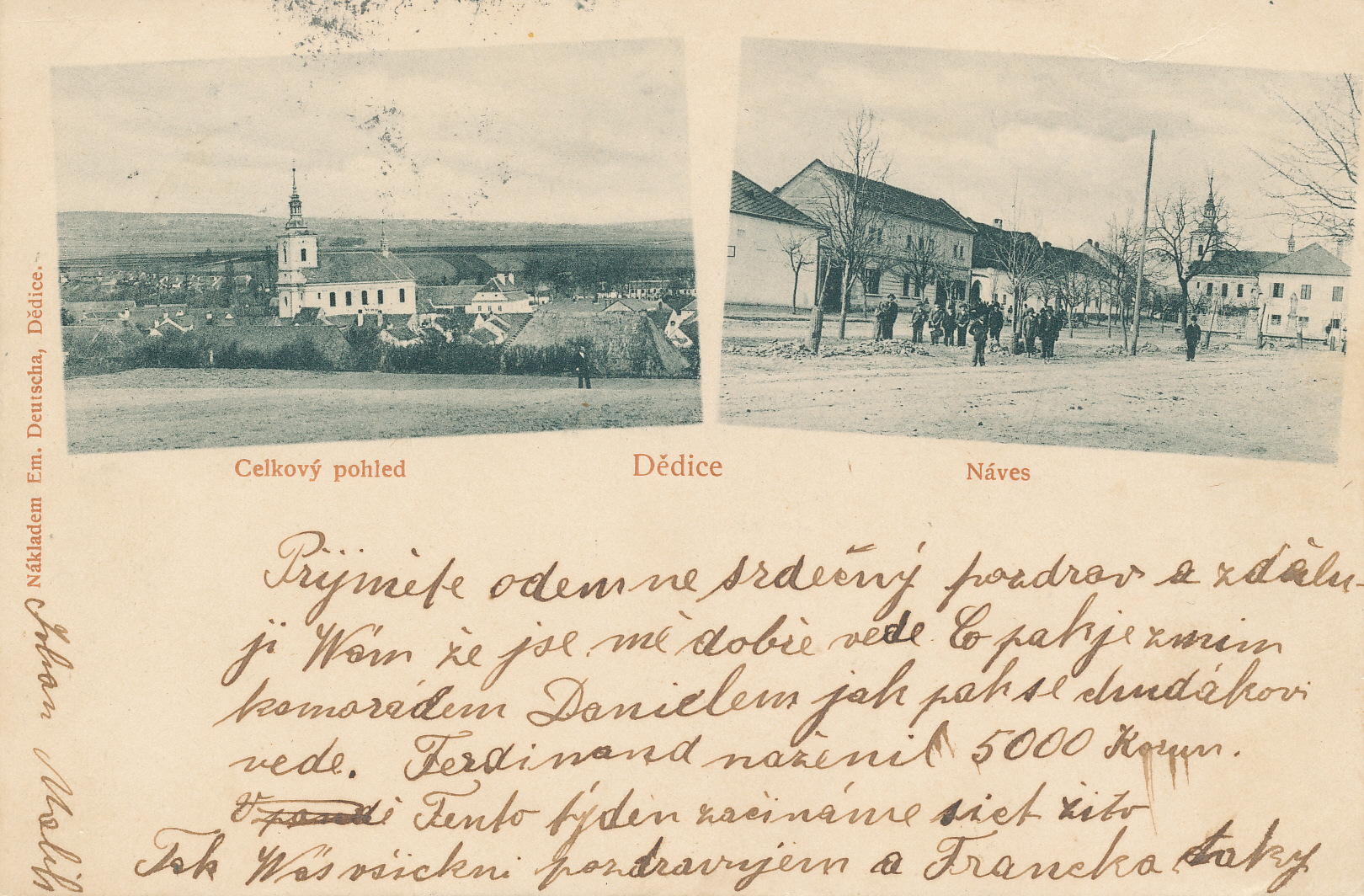
Dědice, začátek 20. století.
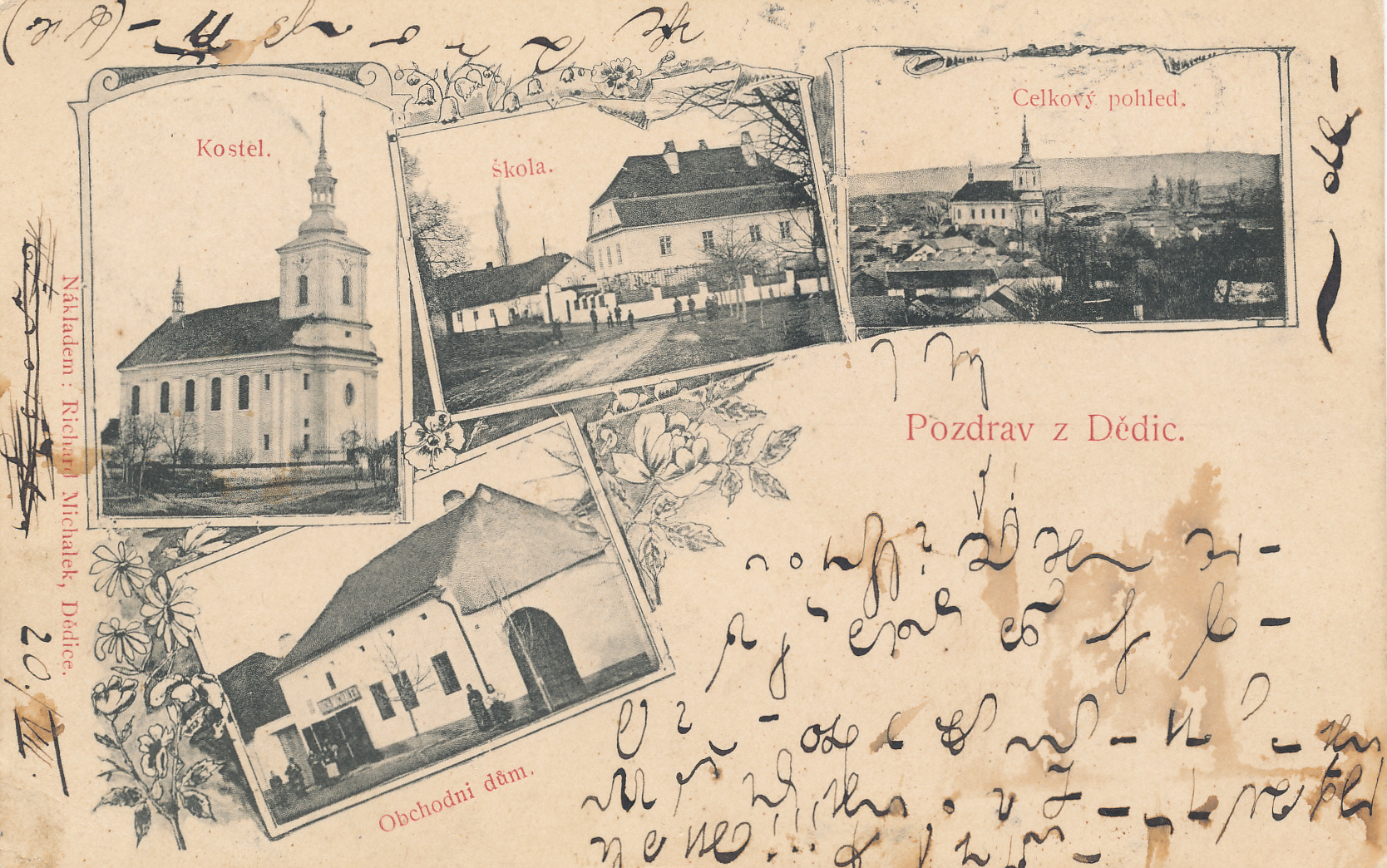
Dědice, 1. desetiletí 20. století.
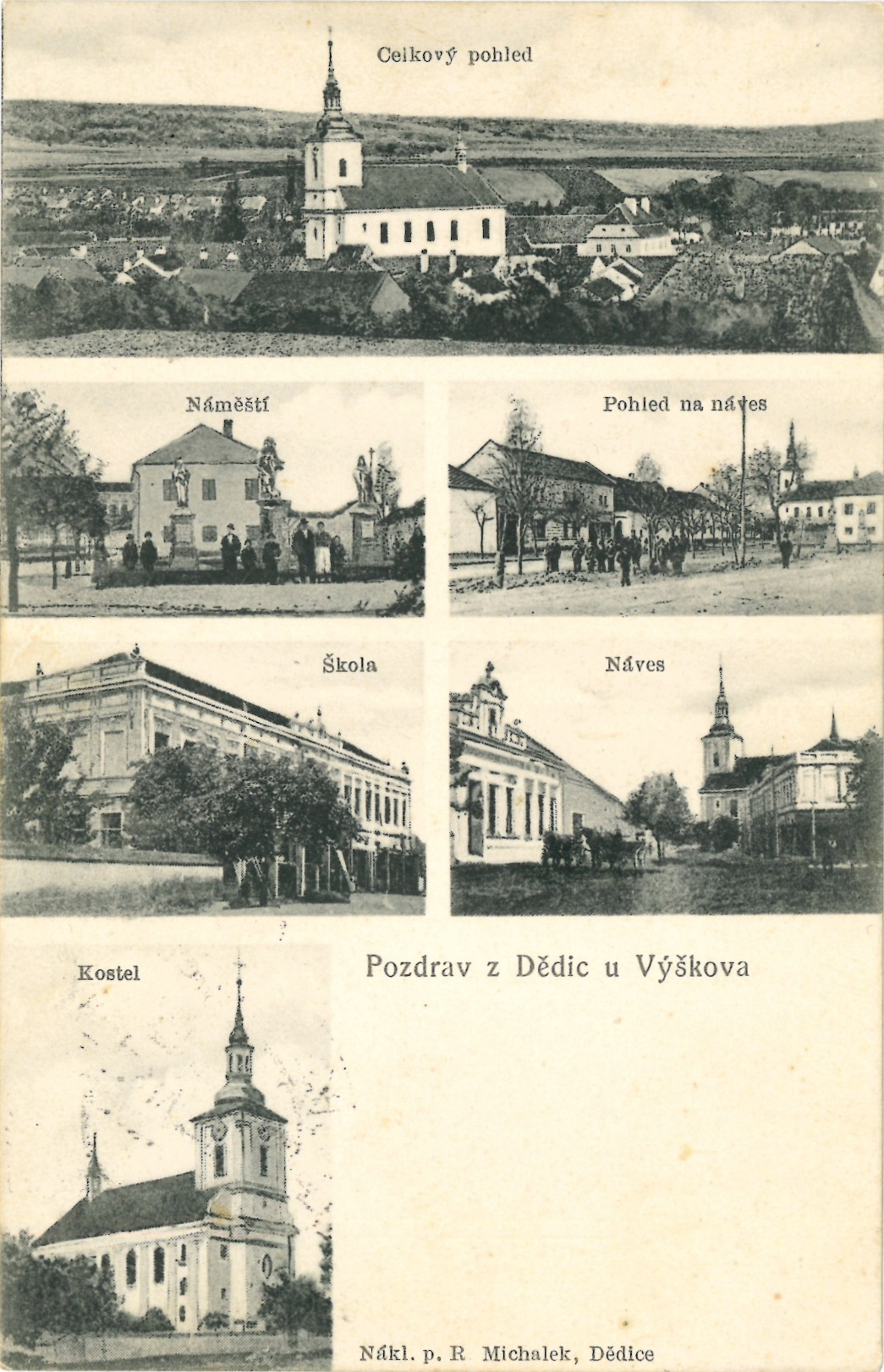
Dědice, začátek 20. století.
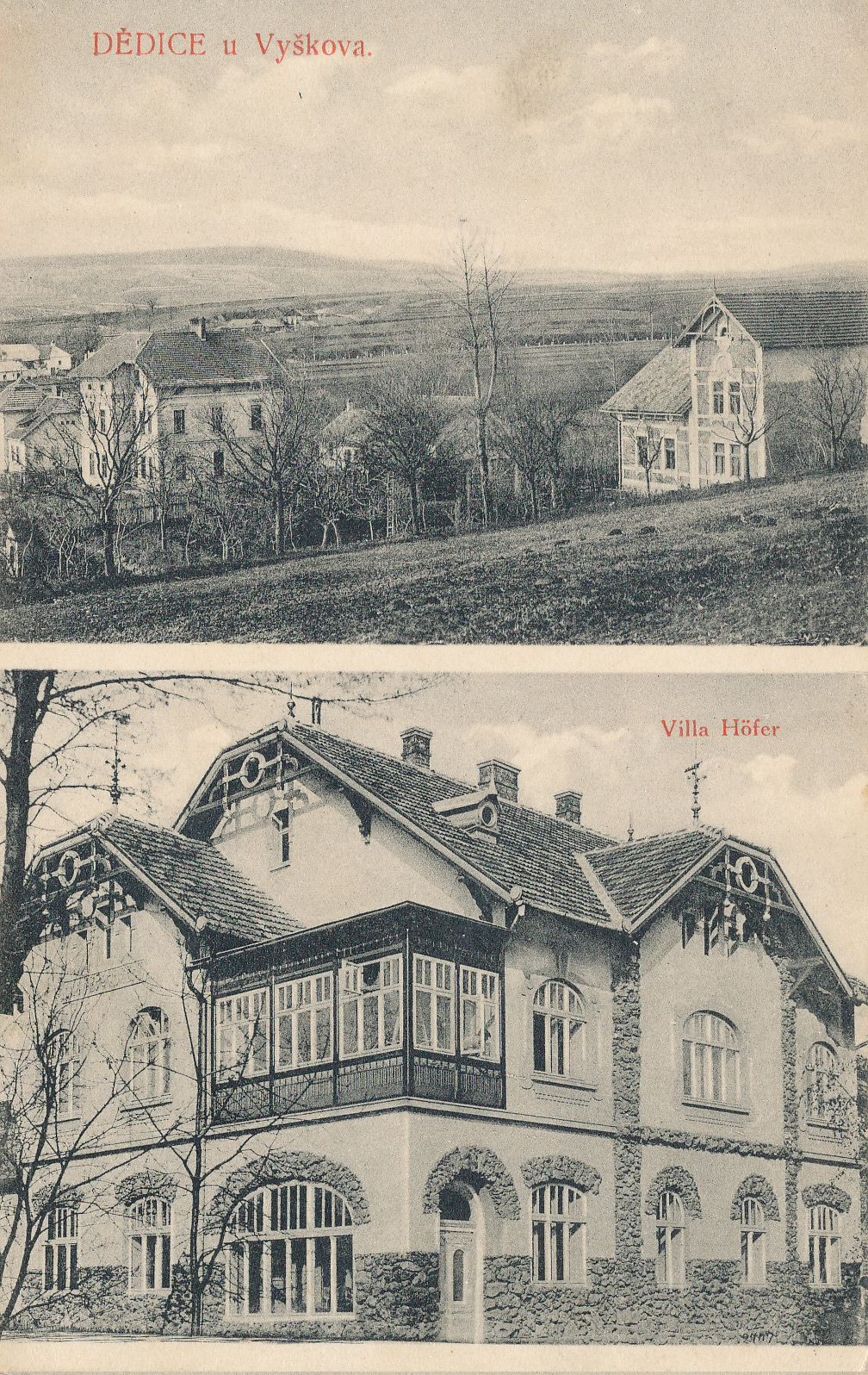
Dědice, 1. polovina 10. let 20. století. Höferova vila.
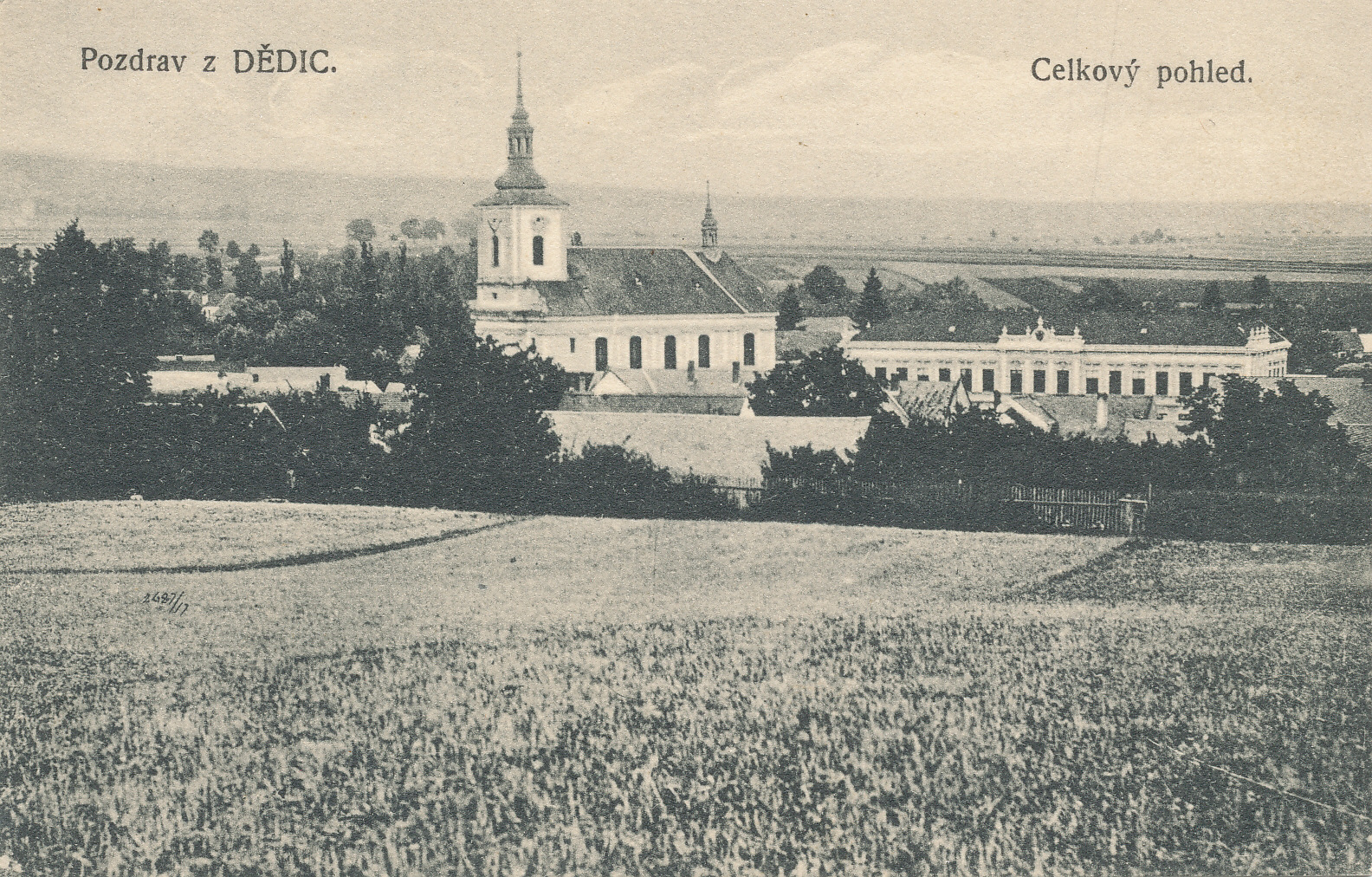
Dědice, 10. až 20. léta 20. století.
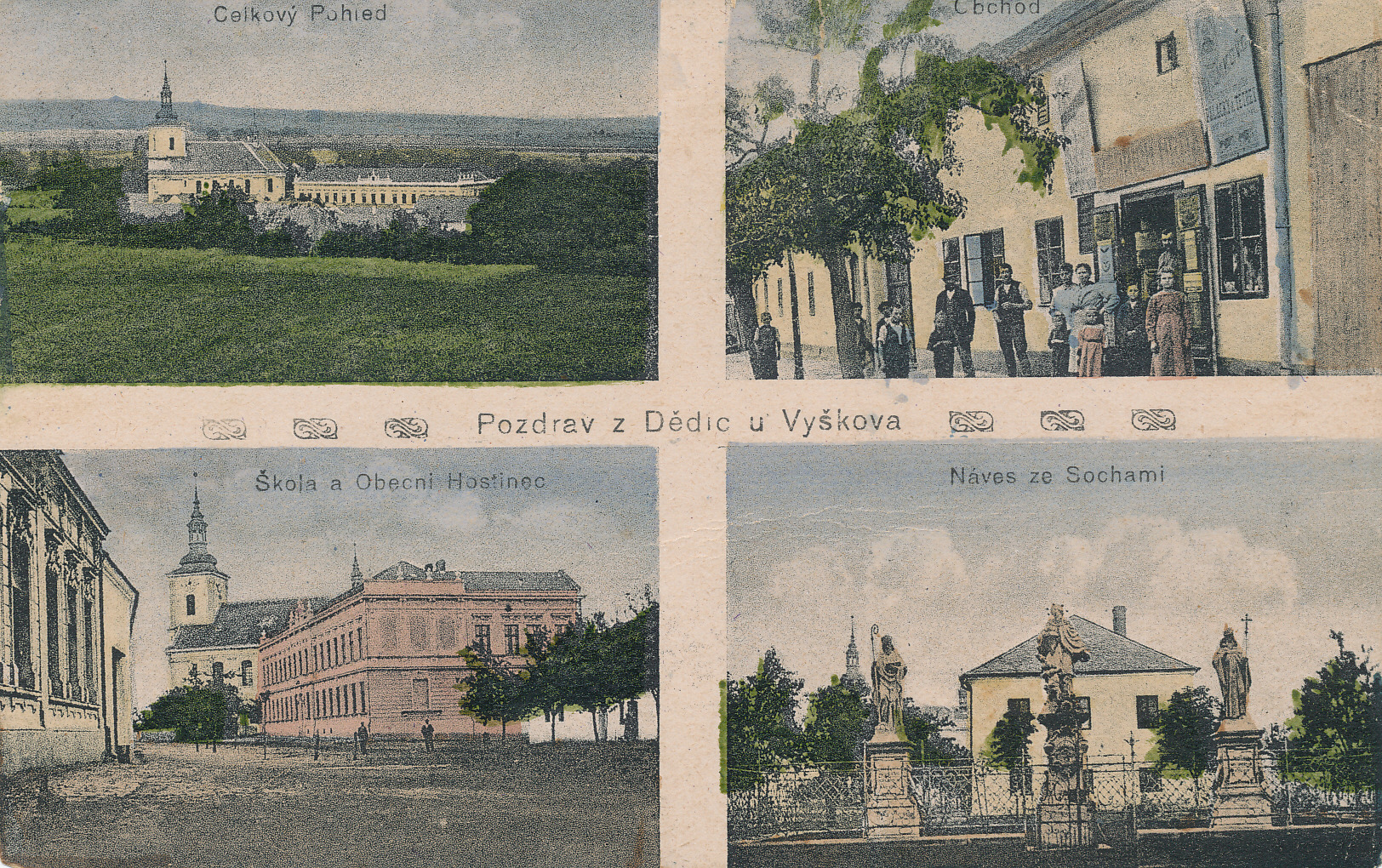
Dědice, 20. léta 20. století.
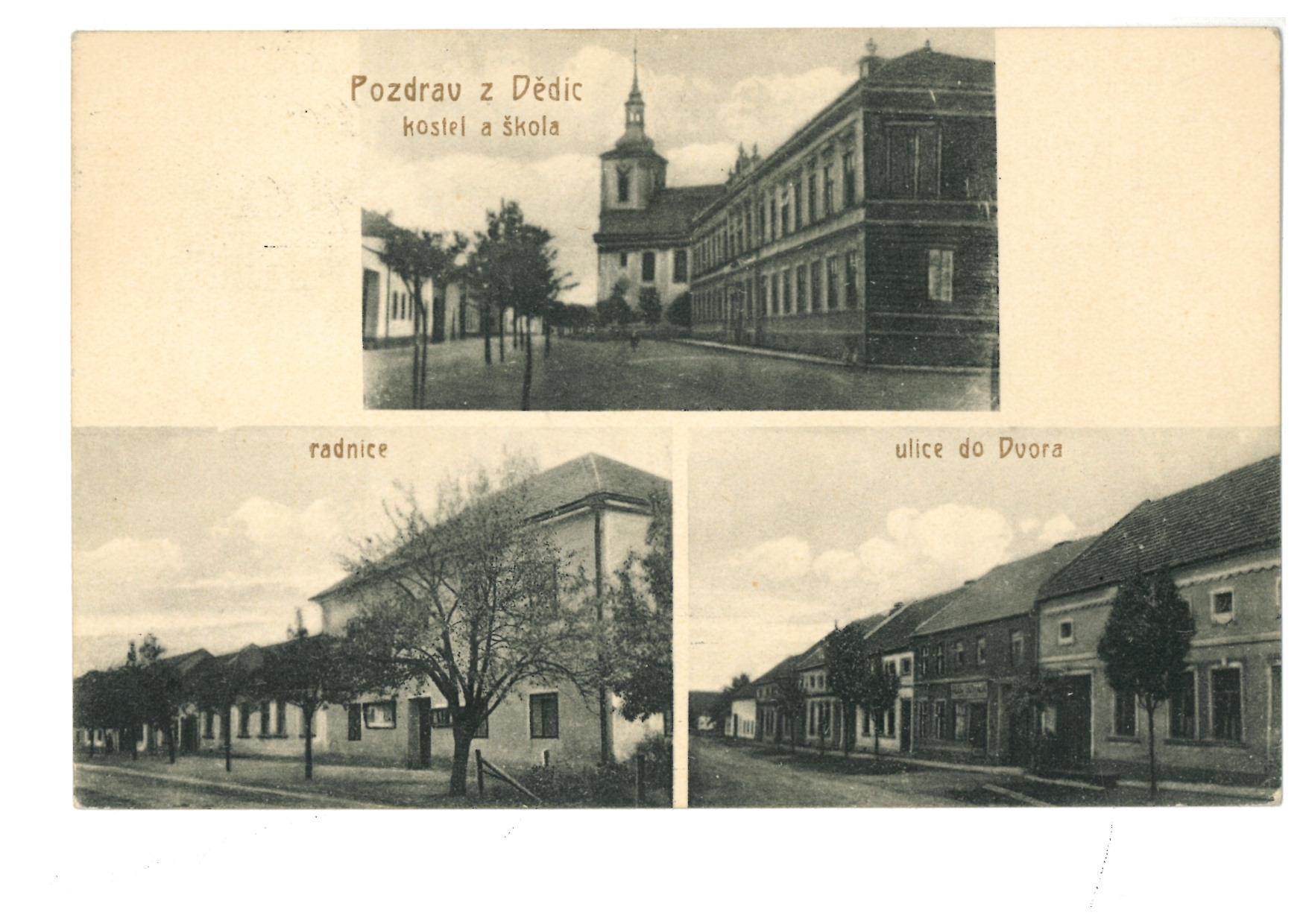
Dědice, 20. léta 20. století.
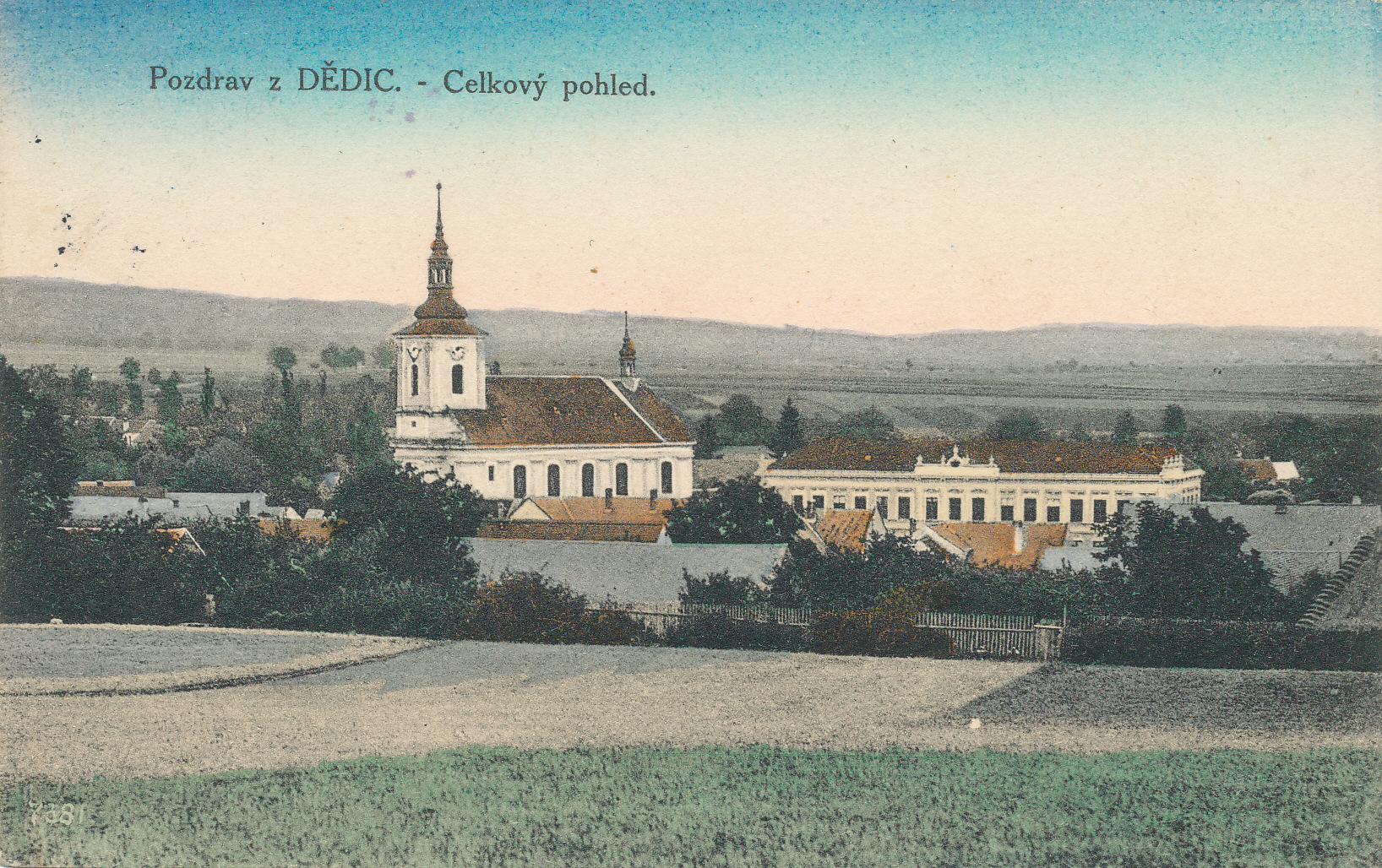
Dědice, 20. léta 20. století.
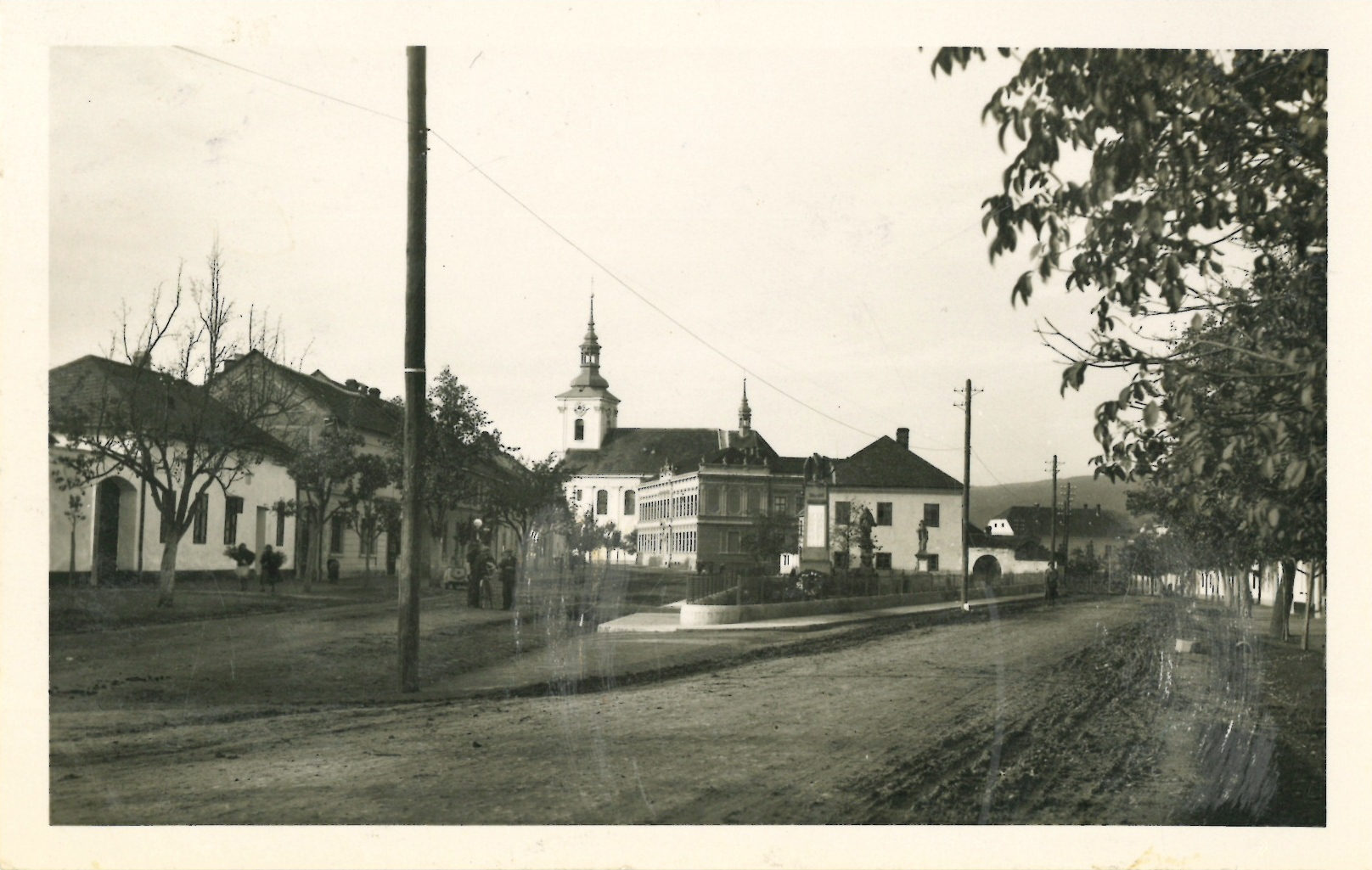
Část náměstí před dědickou radnicí se sochami svatých Cyrila a Metoděje (1901) a Jana Nepomuckého (1826).
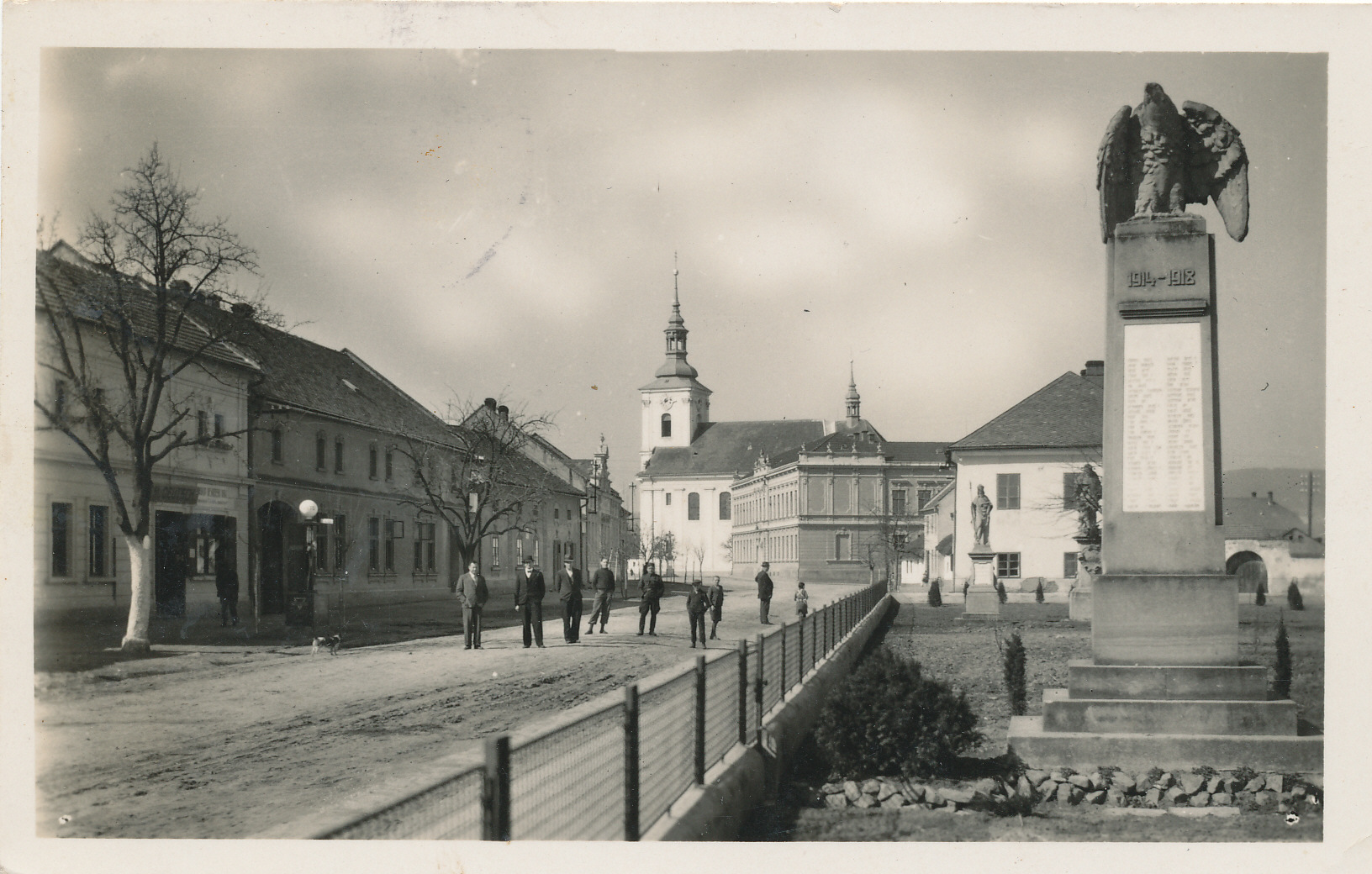
Pomník obětem první světové války postavený na náměstí v Dědicích v roce 1921 ve 2. polovině 30. let 20. století: "Památce občanů Dědic, Hamilton a Pazderny padlých v I. světové válce v letech 1914–1918".
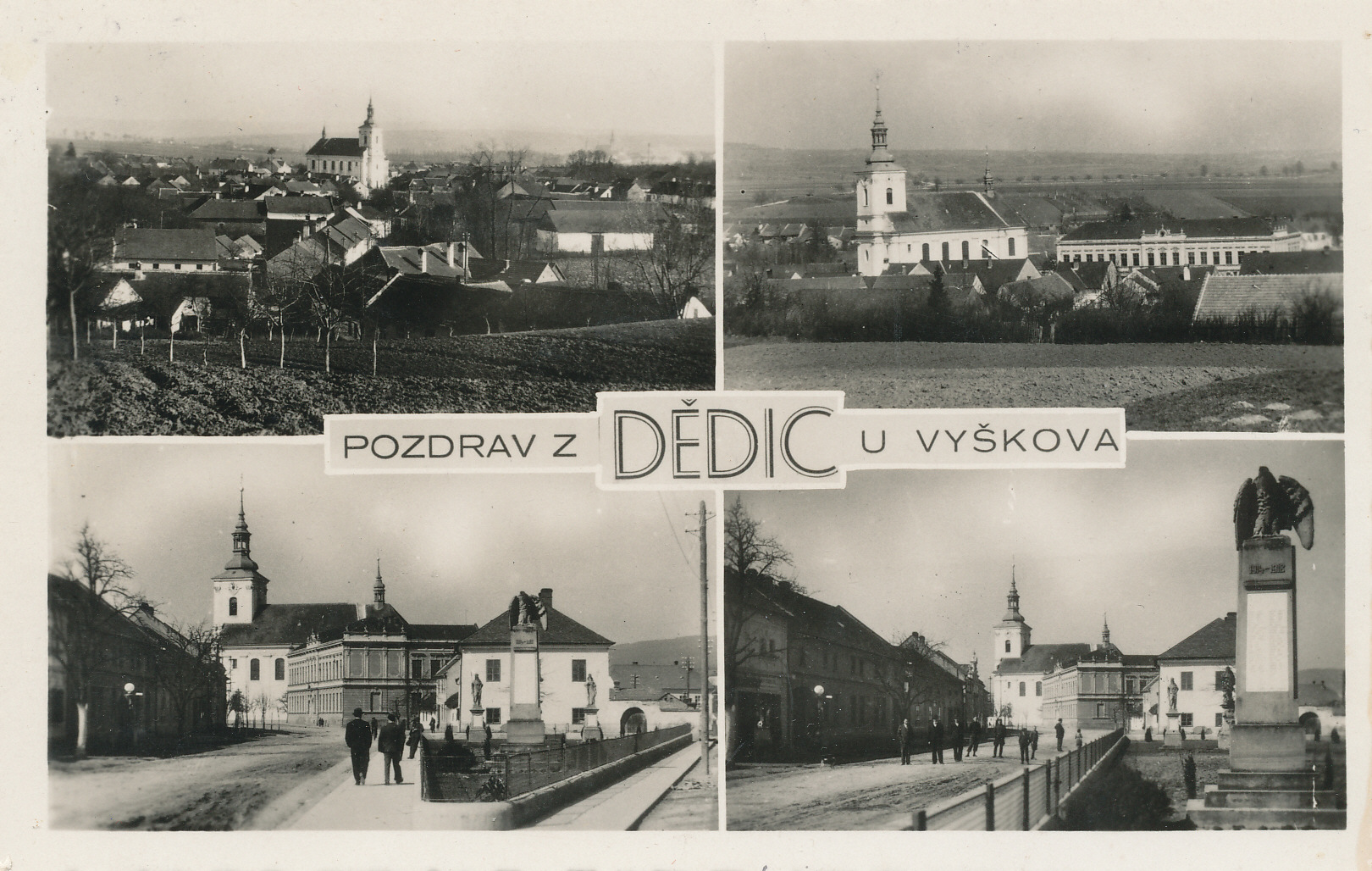
Dědice, 2. polovina 30. let 20. století (?).
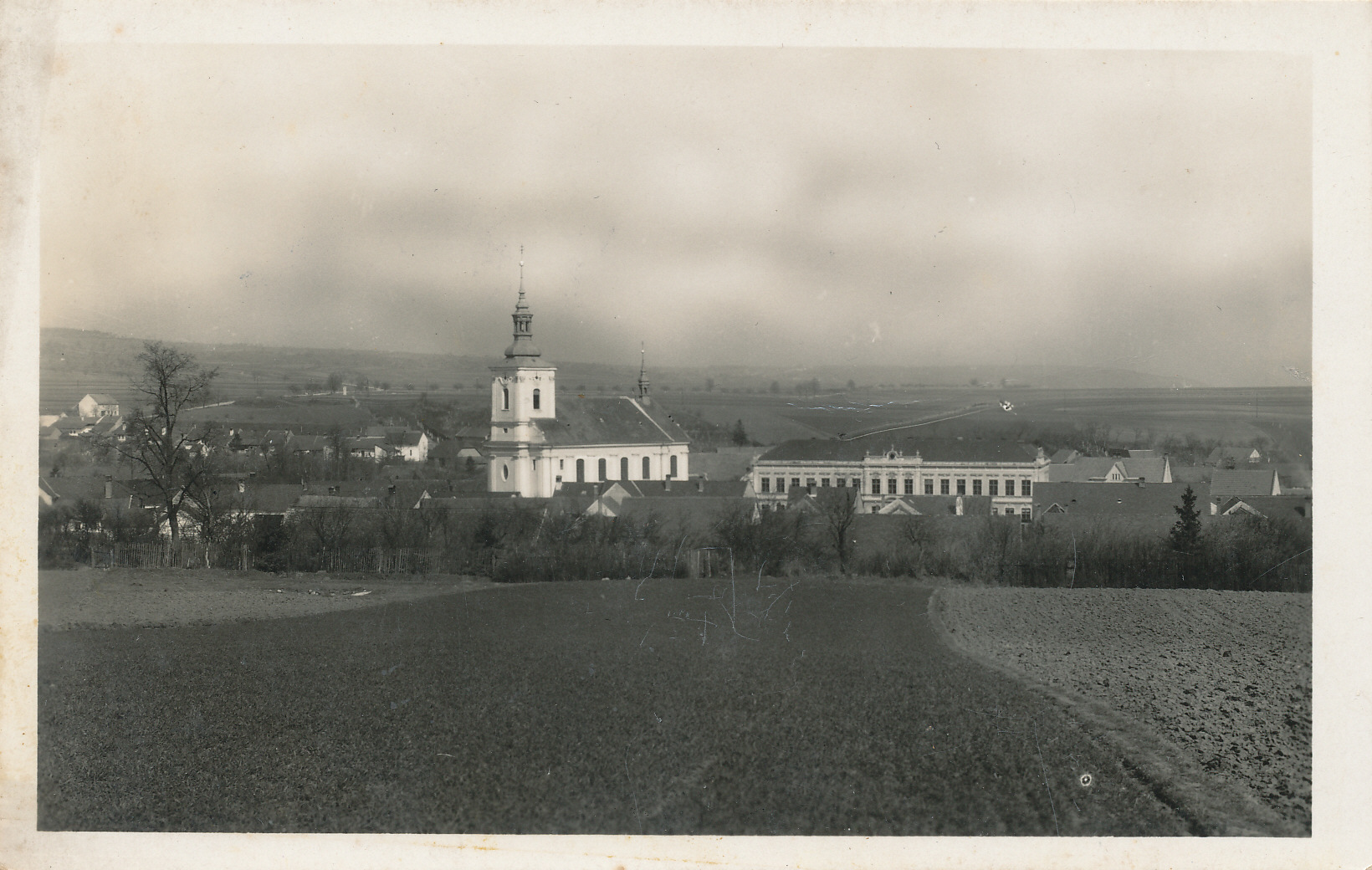
Dědice, 2. polovina 30. let 20. století (?).
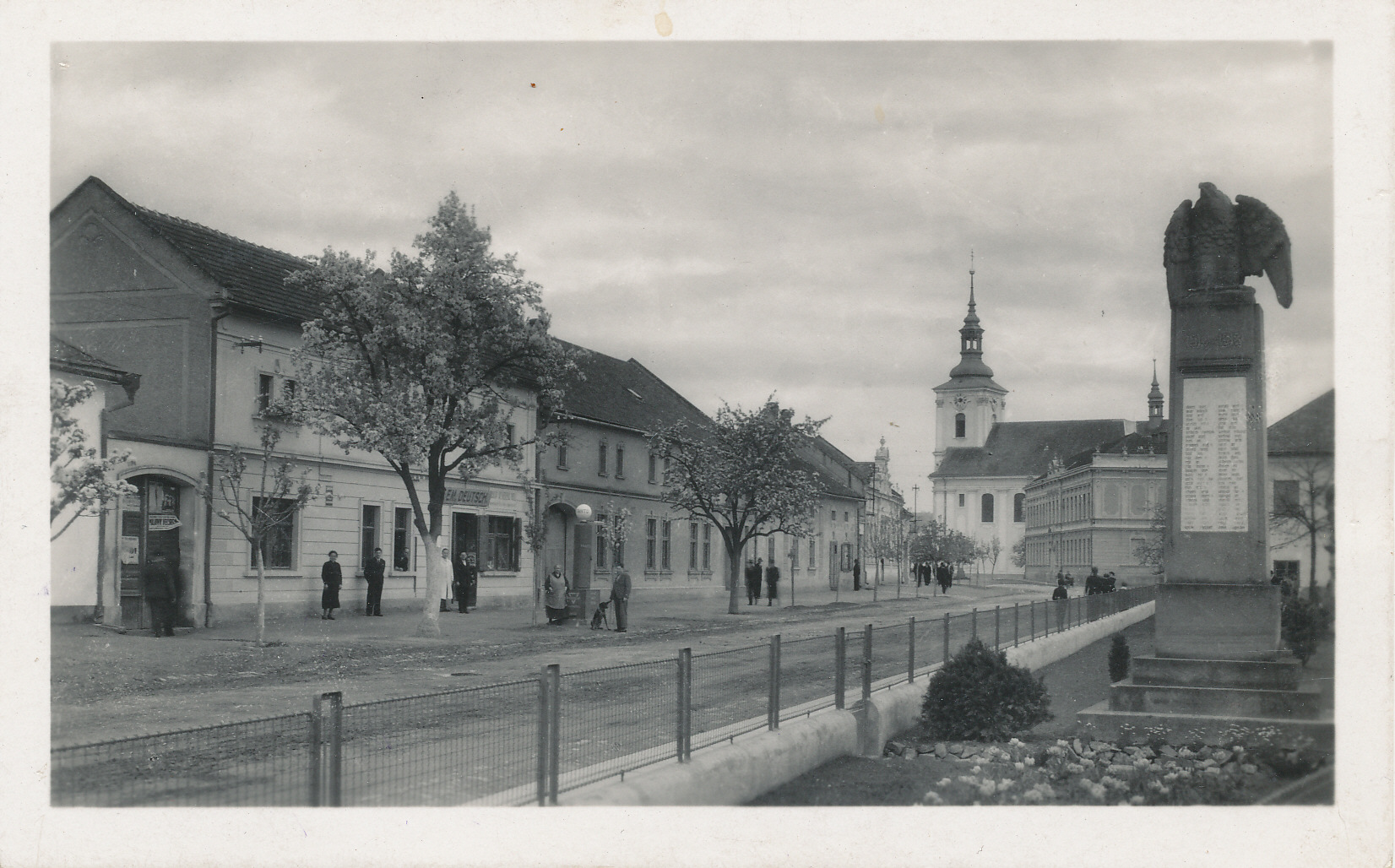
Dědice, 1. polovina 40. let 20. století.
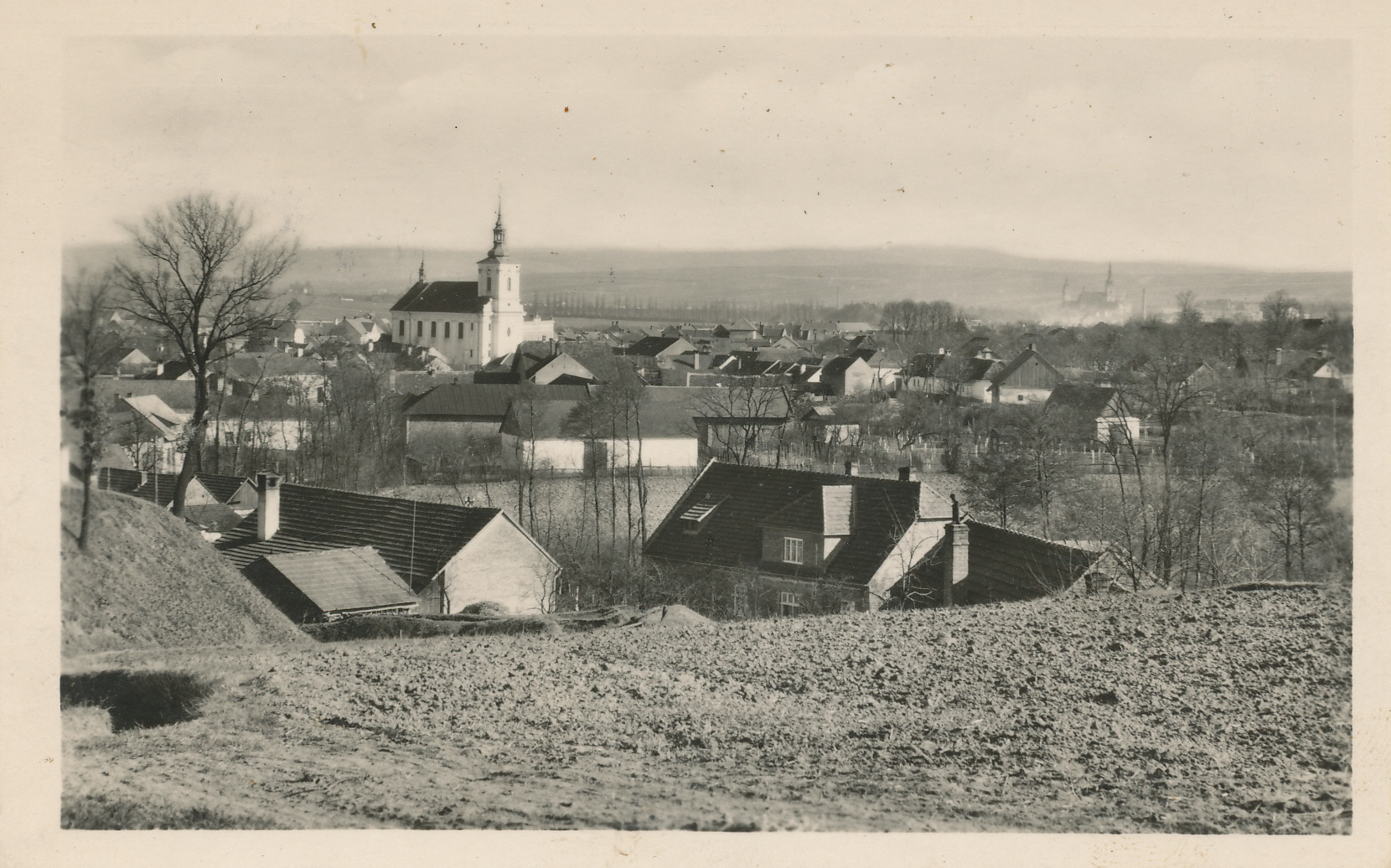
Dědice, 2. polovina 40. let 20. století.
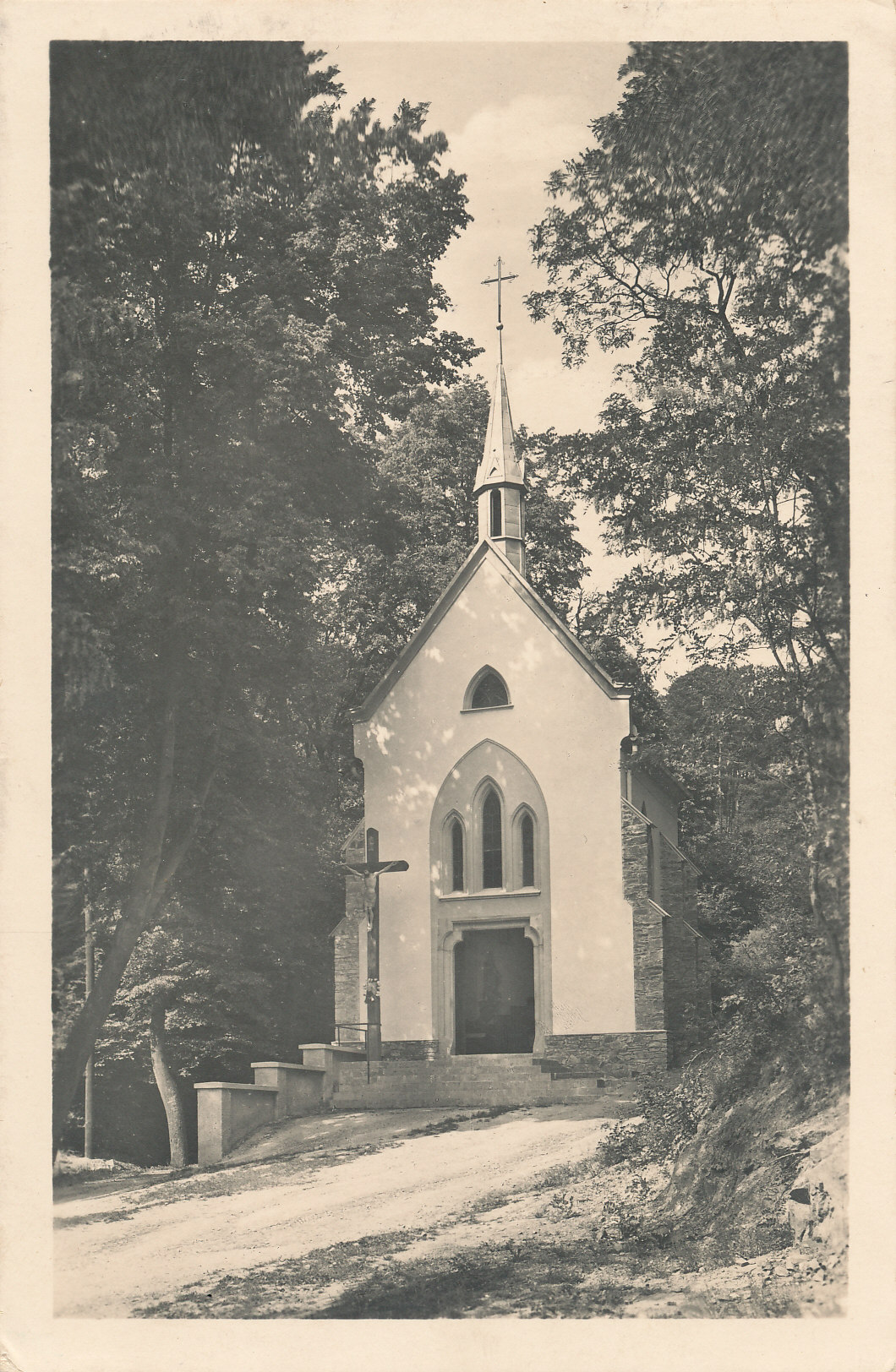
Kaplička Strachotinka v Hamiltonech po provedení úprav.
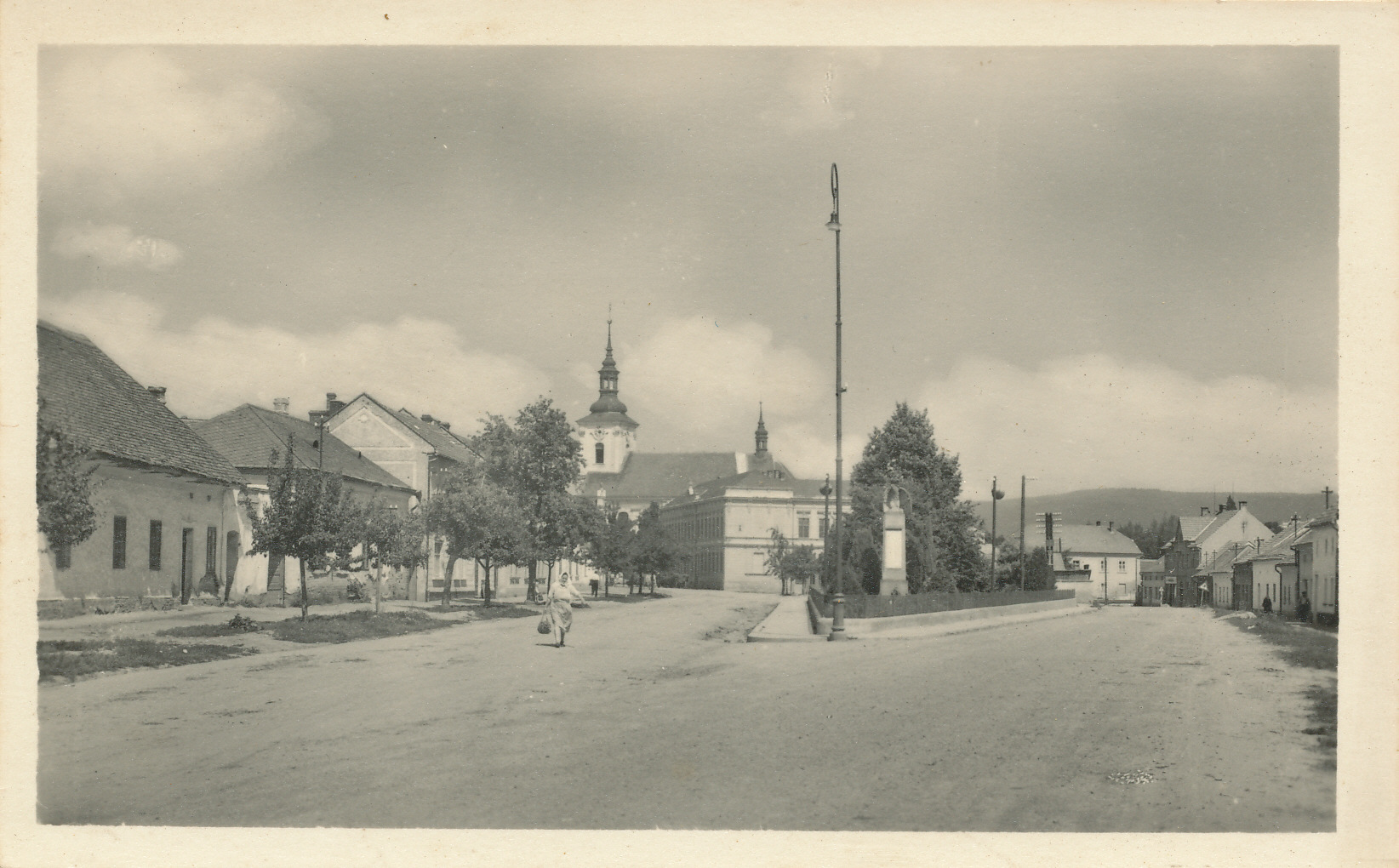
Náměstí v Dědicích, 50. léta 20. století.
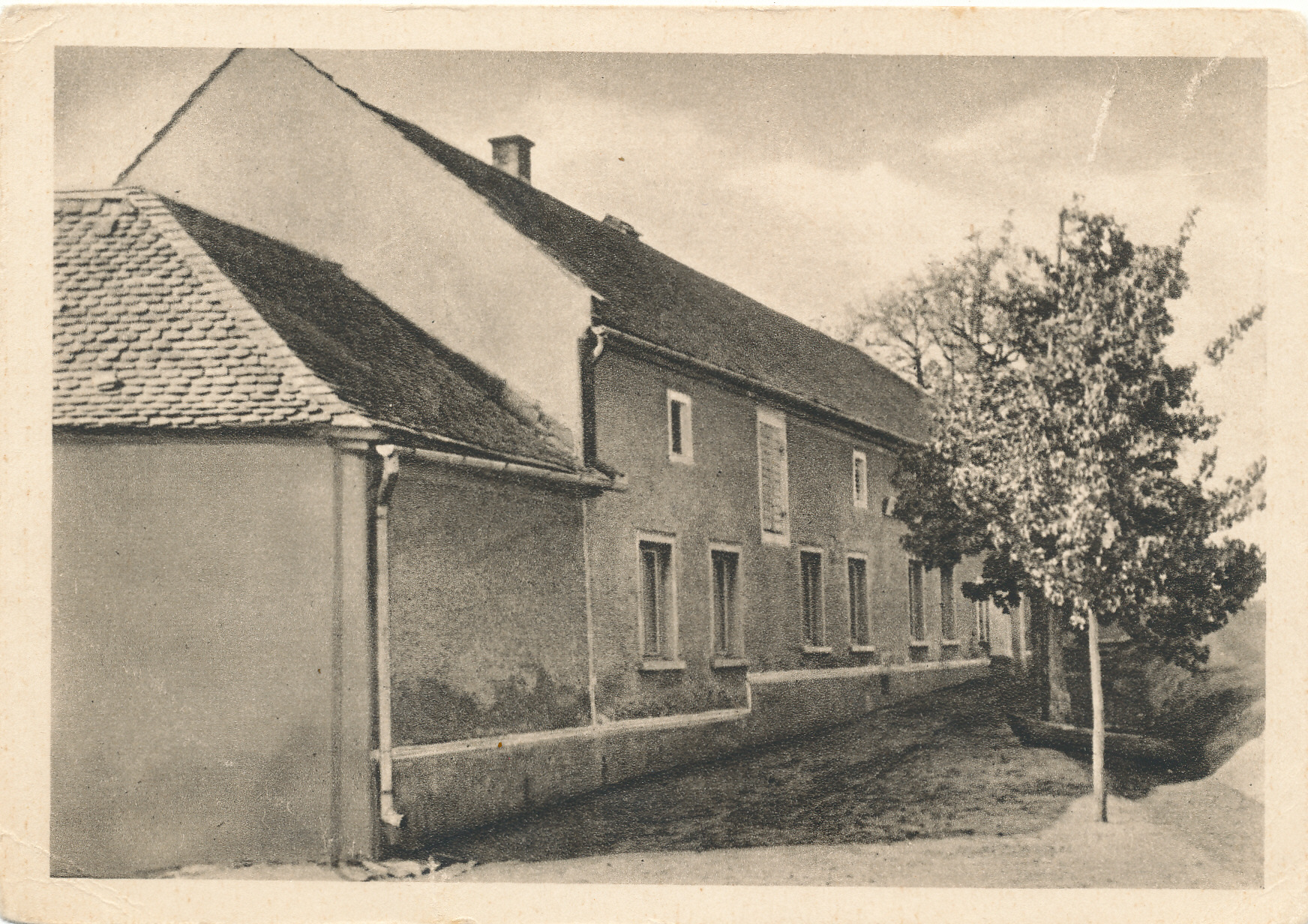
Tzv. Rodný dům Klementa Gottwalda v Dědicích na Hané ve stavu před rekonstrukcí. 2. polovina 40. let/začátek 50. let 20. století.
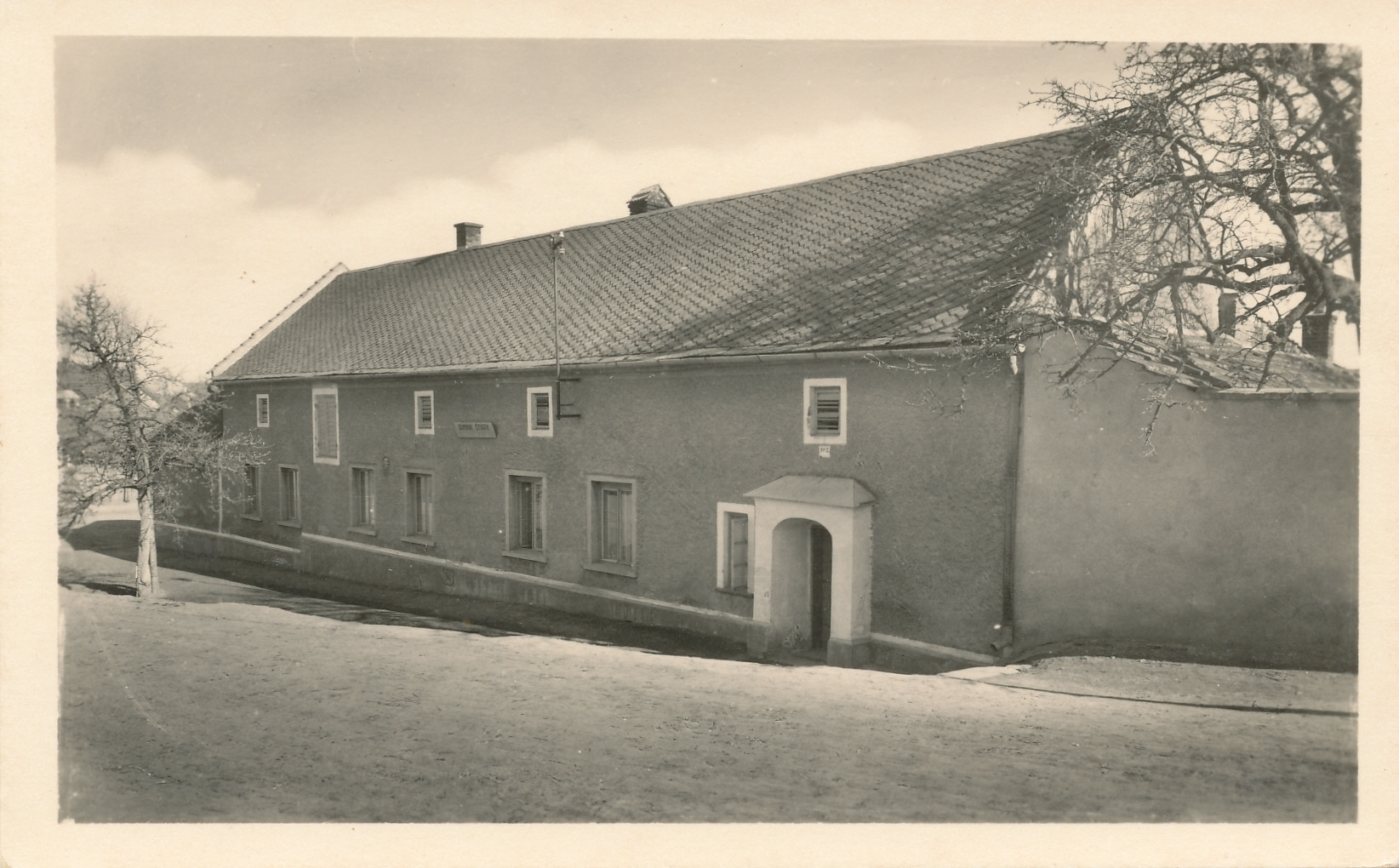
Tzv. Rodný domek Klementa Gottwalda před rekonstrukcí započatou v roce 1954, začátek 50. let 20. století.
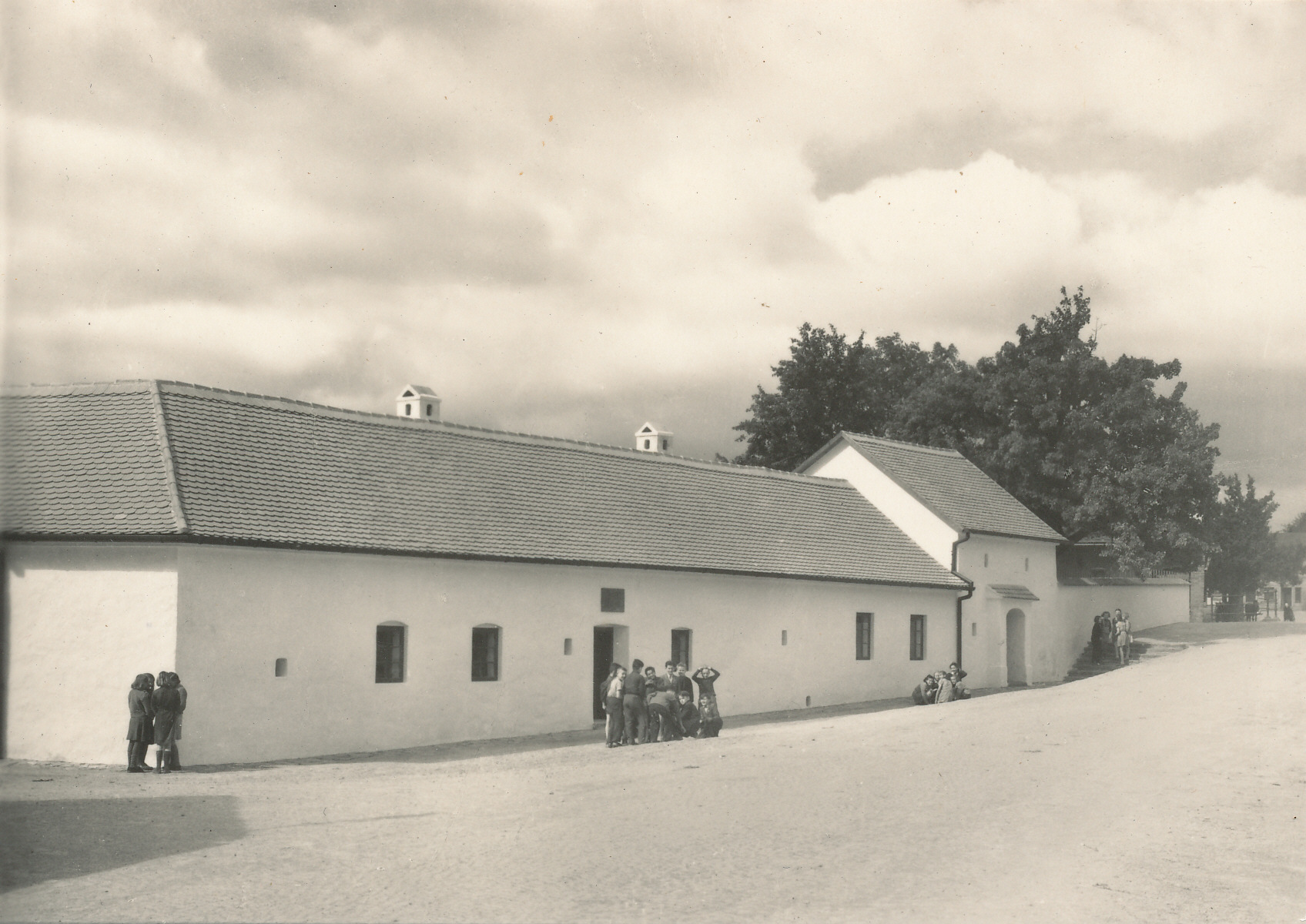
Tzv. Rodný domek Klementa Gottwalda po provedené rekonstrukci, 2. polovina 50. let 20. století.
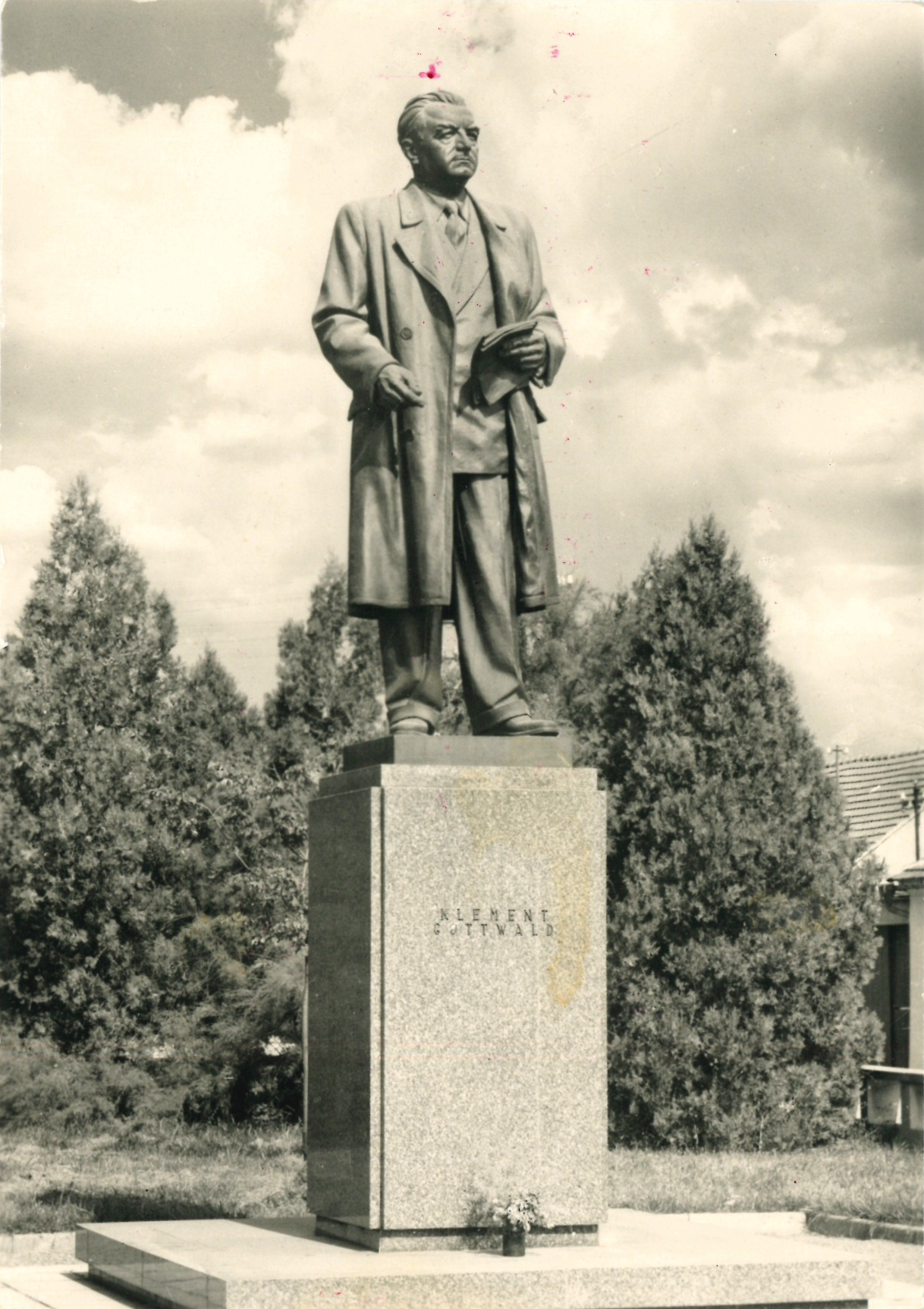
Pomník Klementa Gottwalda v Dědicích na náměstí Svobody, 60. léta 20. století
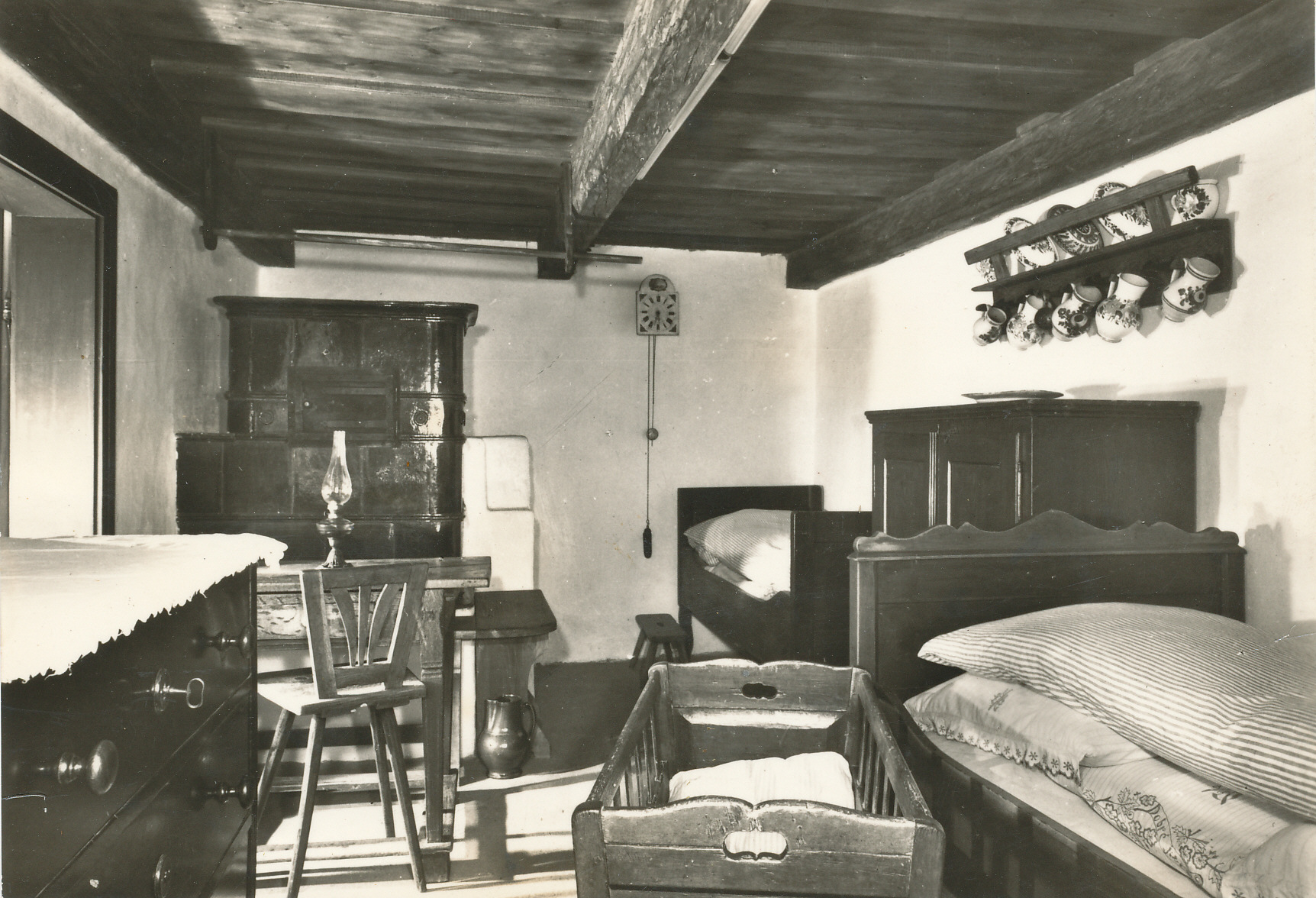
Památník Klementa Gottwalda v Dědicích na ulici Revoluční - rodná světnička, 50. až 60. léta 20. století.
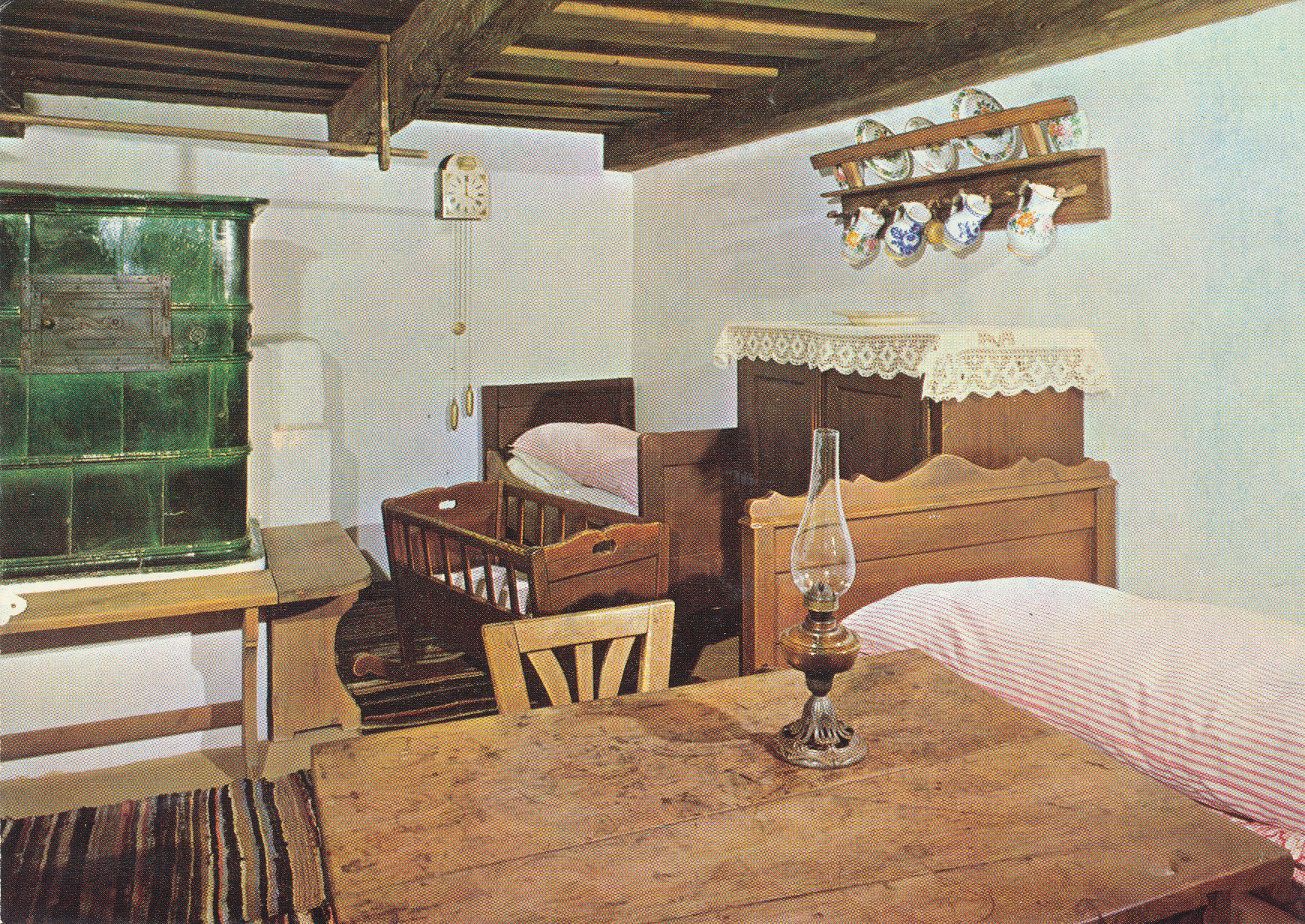
Památník Klementa Gottwalda – rodná světnička, 60. až 70. léta 20. století.

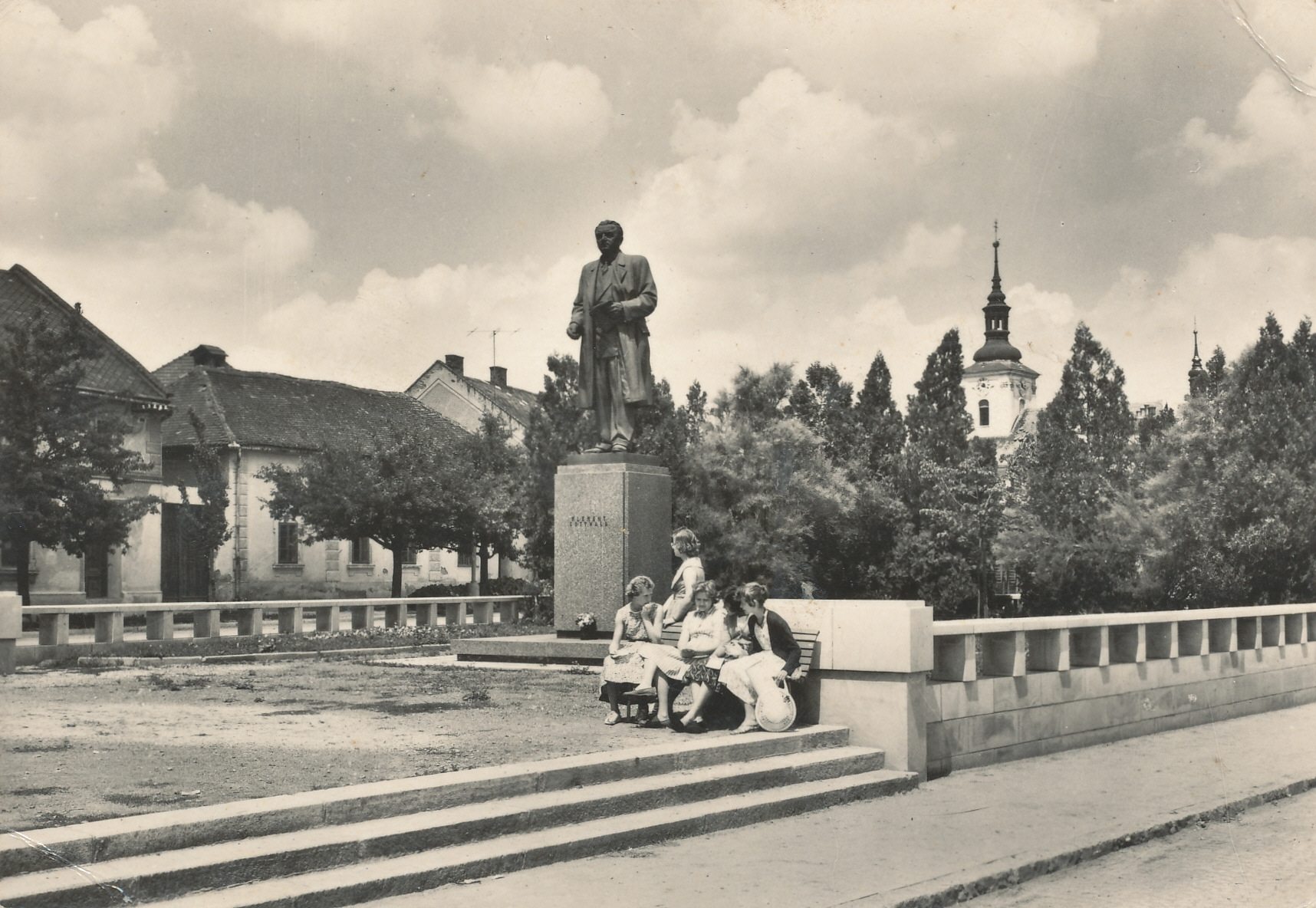
Pomník Klementa Gottwalda v Dědicích na náměstí Svobody, začátek 60. let 20. století.

Historická část Dědic se do začátku 3. tisíciletí s výjimkami dochovala v původním uspořádání půdorysu a s původní hmotovou strukturou.
Sochy svatých Cyrila a Metoděje a Jana Nepomuckého stojící před dědickou radnicí a před nimi stojící pomník obětem první světové války s nápisem: Památce občanů Dědic, Hamilton a Pazderny padlých v I. světové válce v letech 1914–1918, postavený v roce 1921, byly v polovině 50. let 20. století nahrazeny pomníkem Klementa Gottwalda. V souvislosti s touto úpravou náměstí byly sochy svatých přemístěny ke zdi dědického kostela a pomník obětem první světové války odsunut za dědický hřbitov.
Na náměstí Svobody kromě radnice již nestojí ani řada několika domů při ulici Dědické v místech, kde se dnes nachází např. zastávka hromadné dopravy. Vzhled náměstí byl následně upravován, např. v 80. letech 20. století, kdy byl pomník Klementa Gottwalda z roku 1956 přesunut z původního umístění na náměstí o několik desítek metrů blíže ke zdravotnické škole, a i později. Po sametové revoluci bylo dílo sochaře Vincence Havla z Opavy odstraněno.. Vnější plášť domů byl v 90. letech a na začátku 3. tisíciletí většinou obnoven a domy byly modernizovány.

### Současnost

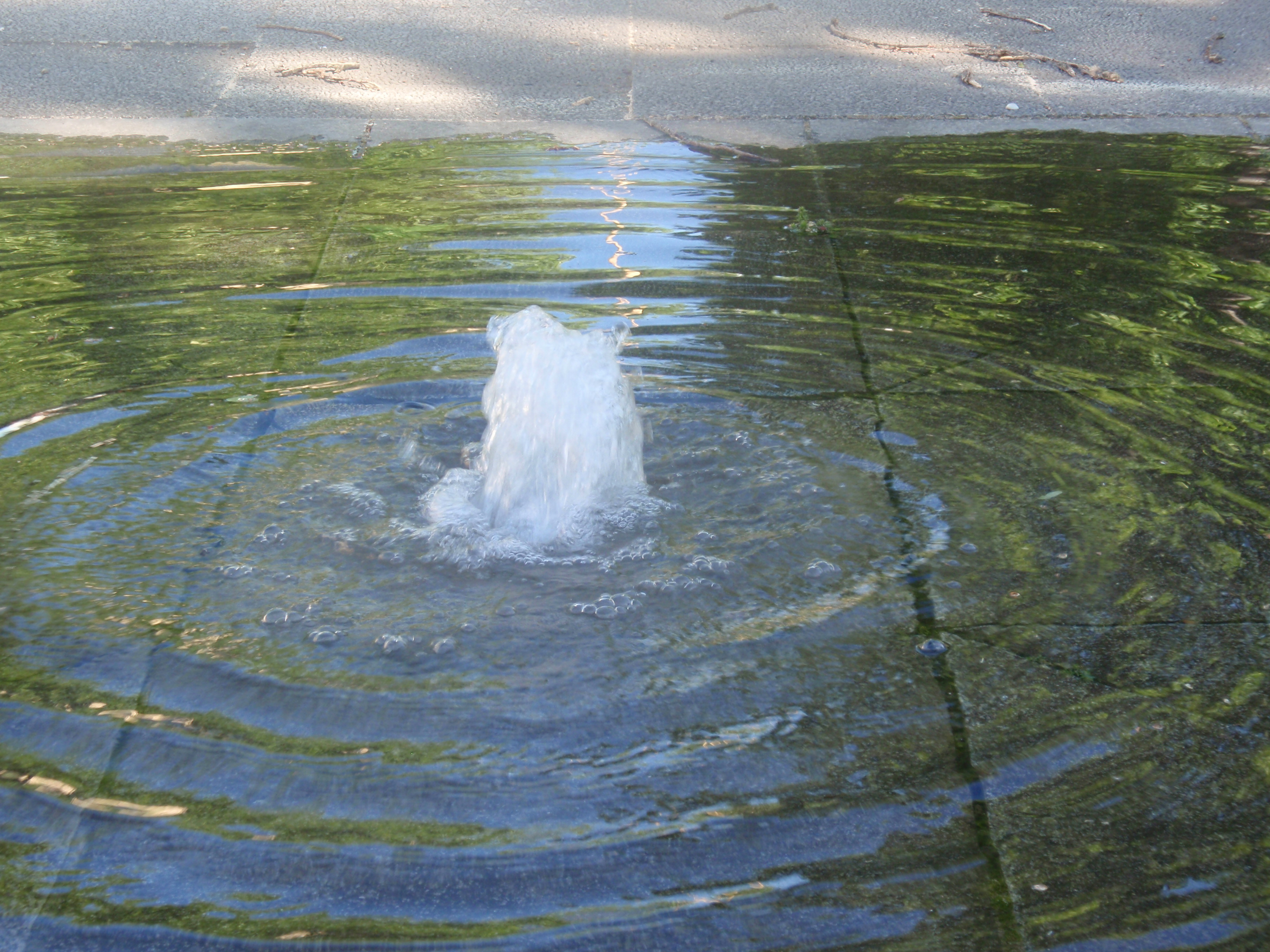
Vodní prvek na náměstí

#### Sousedé

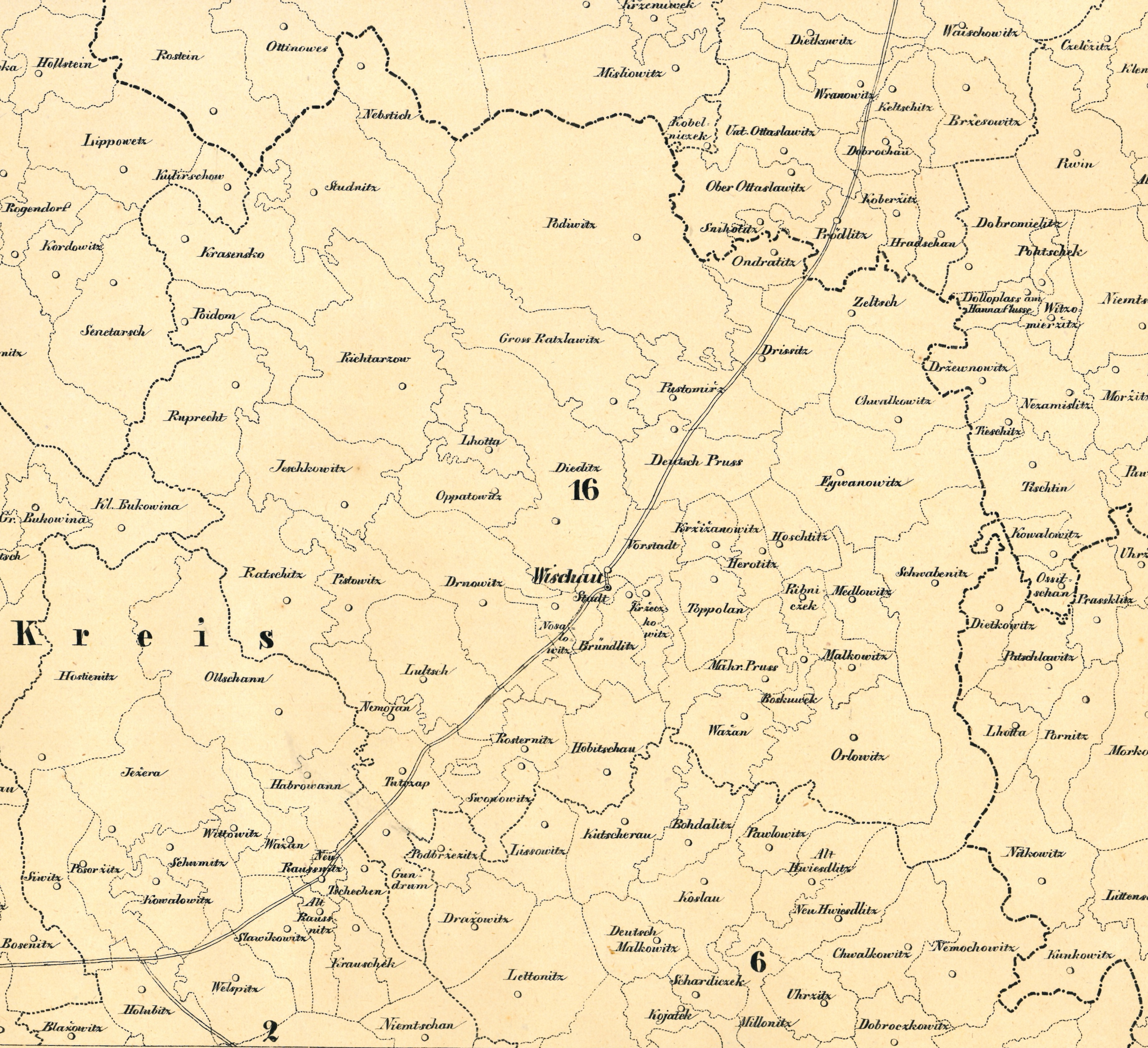
Výřez z přehledné mapy obvodních katastrálních, obecních a berních úřadů na Moravě k roku 1858, Brněnský kraj. Katastrální území Brňan, Dědic, Křečkovic, Lhoty, Nosálovic, Opatovic, Rychtářova, Studnic, Vyškova-město, Vyškova-Předměstí, a dalších obcí

V 19. století a v 1. polovině 20. století Dědice sousedily na severu a severovýchodě s Radslavičkami (Malé Raclavice) a Radslavicemi (Velké Raclavice, Hrubé Raclavice), část hranice tvořil Marchanický potok, na východě s Pustiměří (Pustoměří) a Vyškovem, na jihovýchodě s Vyškovem (Vyškov: dnešní ulice Na Hraničkách, a Vyškov-předměstí: okraj vyškovské části dnešních Smetanových sadů – vyškovského parku, tvořený mlýnským potokem, a s městskými poli nacházejícími se nalevo od dnešní ulice Sochorovy), na jihu s Nosálovicemi (dnešní ulice Purkyňova) a Drnovicemi, na jihozápadě s Drnovicemi, na západě s Opatovicemi a Lhotou, a na severozápadě s Rychtářovem.
Podstatnou změnu územního rozsahu a průběhu katastrální hranice na severu přinesl v polovině 30. let 20. století vznik vojenského výcvikového prostoru, kdy Dědice ve své severní části přišly o značnou část souvislého lesního porostu nacházejícího se v této oblasti, nalevo od Velké Hané.

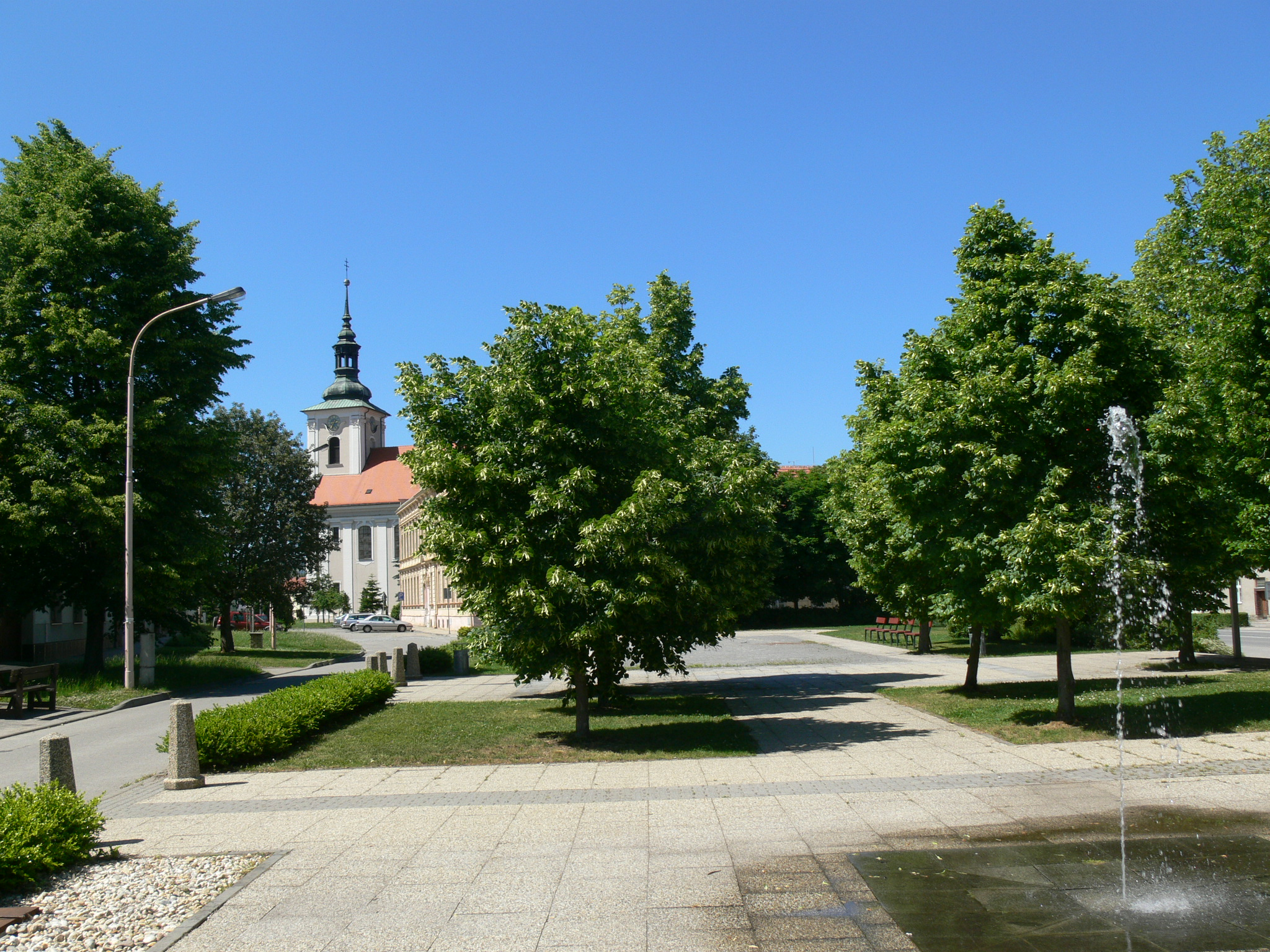
Náměstí Svobody s gejzírem

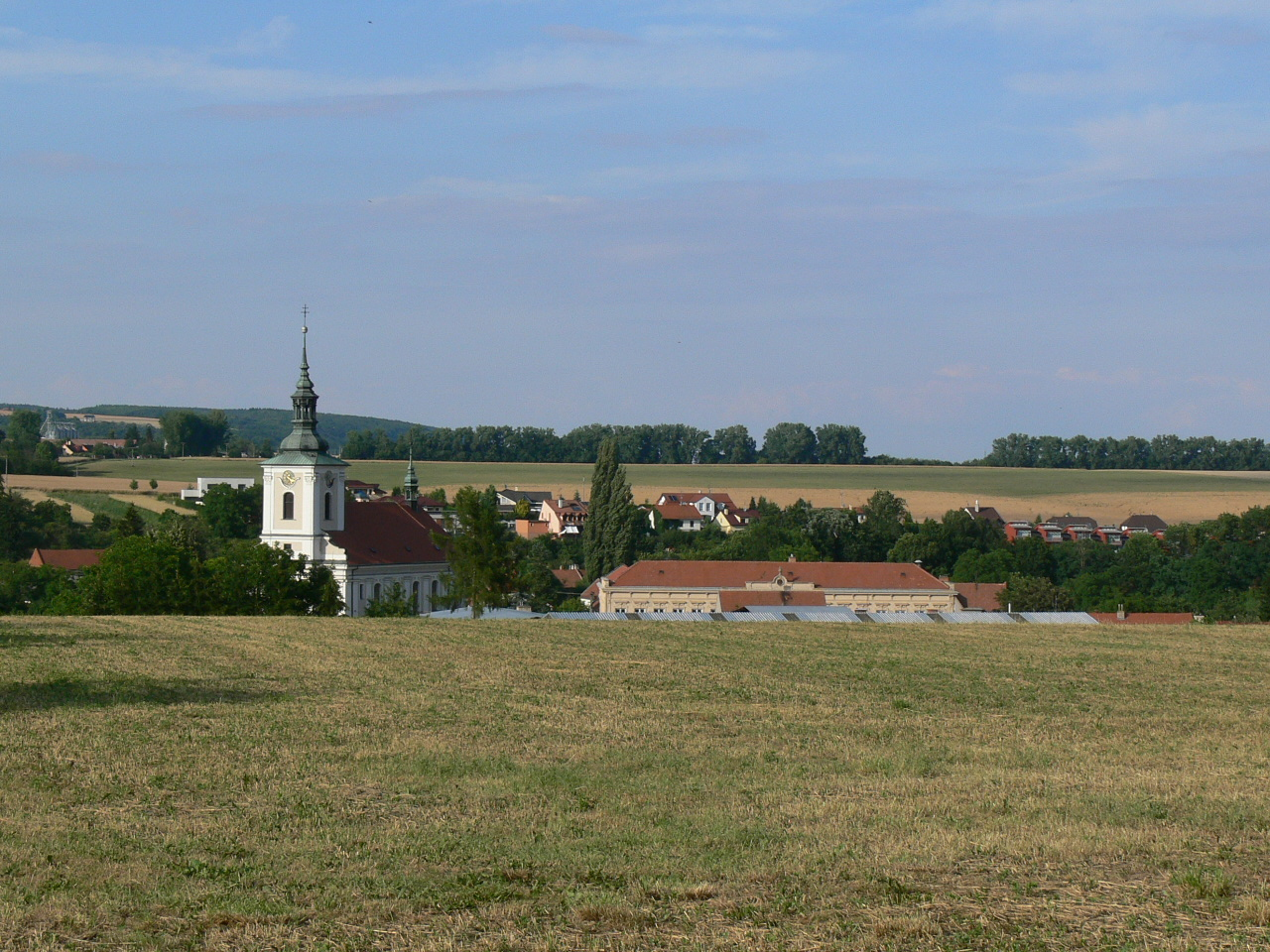
Kostel Nejsvětější Trojice (2015)

#### Rekonstrukce náměstí Svobody
Architektonické řešení zohlednilo venkovský charakter Dědic, současně však využilo mnoho moderních stavebních prvků. Nově plochu oživila vodní kašna, tzv. vodní prvek umístěný poblíž přístřešku s lavičkami, z jehož otvoru v úrovni dlažby stříká za pěkného počasí voda. Barokní rozšíření směrem nahoru zcela chybí. Je zde i prostor pro stavění májky, na okraji plochy, kterou je možné využít pro společenskou hru pétanque. Hra se však v Dědicích buď vůbec nehraje, nebo jen mimořádně, když byla po poslední rekonstrukci náměstí propagována pozvanými hráči. Místo se hodí pro další podobné hry, například házení míčem nebo hru na honěnou. Při rekonstrukci navazující na předchozí úpravu v 80. letech 20. století získalo náměstí nové povrchy komunikací a chodníků, nový mohutný přístřešek městské autobusové dopravy i kontejnerový přístřešek. Citlivě se obnovila a doplnila také zdejší zeleň. Rekonstrukce byla dokončena v květnu roku 2007. Rostou tu převážně listnaté stromy a keře. Zatím tu nevyrostl jehličnan, který by bylo možné o Vánocích ozdobit elektrickými svíčkami a hvězdou.

#### Vánoční strom
12. listopadu 2016 byl na náměstí Svobody přivezen a zde vztyčen první jehličnan (smrk). V předchozích letech účelu vánočního stromku sloužila po ověšení světýlky lípa. Slavnostní rozsvícení vánočního stromu se koná v Dědicích pravidelně. Ozdoby na dědický vánoční strom vyrobily děti z Mateřské školy Dědická. Strom pocházející z podivického lesa (darovaný myslejovickým hajným Josefem Výmolou), byl rozsvícen 26. listopadu 2016 po setmění za hojné účasti lidu. Vánoční strom rozsvícený s příchodem tmy 25. listopadu 2017 byl vedle světelných řetězů používaných již v předchozích letech (bílá světla) ozdoben ještě bohatěji. Poprvé byly přidány barevné řetězy, což dále umocnilo radostný zážitek přihlížejícího obecenstva.
V roce 2019 zorganizoval nazdobení a slavnostní rozsvícení vánočního stromu, jímž se stala jedle rostoucí vedle kostela, Sportovní spolek Dědice. Bylo provedeno po proslovech místopředsedy spolku Martina Šebely a starosty Vyškova Karla Jurky a vystoupení farního sboru 30. listopadu po sedmnácté hodině. V roce 2020 byl vánoční strom v Dědicích rozsvícen ve shodě s vládními opatřeními zakazujícími jakékoli sdružování většího počtu lidí a organizování akcí téměř bez informování a větší účasti obyvatelstva. V roce 2021 bylo Sportovním spolkem Dědice ohlášeno rozsvěcení vánočního stromu 27. listopadu. Akce spojená s kulturním programem však byla v této podobě krátce předtím 23. listopadu vzhledem ke zhoršující se epidemiologické situaci odvolána. A tak se po přestávce další společně setkání obyvatel Dědic u stromečku uskutečnilo v roce 2022. V roce 2023 stromeček vykazuje známky výjimečnosti.

#### Osadní výbor Dědice a Osadní výbor Hamiltony
Po komunálních volbách do městského zastupitelstva konaných na podzim roku 2018 „staré“ osadní výbory zanikly a nové nebyly zvoleny (potvrzeny). Přípravy rozsvěcení vánočního stromu v Dědicích se bývalí členové Osadního výboru Dědice a ani nikdo jiný neujal. Z tohoto a dalších důvodů došlo na začátku zimy 2018/2019 k přerušení této tradice. Osadní výbory pro volební období 2018–2022 prozatím nebyly ustanoveny ani v březnu 2019. K jejich ustavení v obměněném složení došlo až 2. května 2019 na III. řádném zasedání Zastupitelstva města Vyškova. Osadní výbor Dědice a Osadní výbor Hamiltony byly zřízeny Zastupitelstvem města Vyškova podle § 120 zákona o obcích k 3. květnu 2019. Předsedou Osadního výboru Dědice s osmi členy byl opět jmenován Jiří Wasserburger. Dalšími členy se stali František Kudlička, Jiří Hájek, Petr Večeřa, Olga Vymazalová, Renata Zemánková, Petr Nováček a Pavel Trávníček. Předsedou Osadního výboru Hamiltony se sedmi členy byl jmenován Ivo Chomoucký. Dalšími členy se stali Eva Formánková, Karel Zedník, Milan Pernický, Gabriela Zabloudilová, Bronislava Kudličková a Jaroslav Čtvrtníček. Osadní výbor Dědice ukončil činnost v říjnu 2022. V prosinci byl zřízen nový, jehož předsedou se stal MUDr. František Adamec. Dalšími členy jsou Jakub Burian, Eva Kalousová, František Kudlička, Petr Večeřa, Olga Vymazalová a Renata Zemánková. Předsedou Osadního výboru Hamiltony se stal Ivo Chomoucký. Dalšími členy se stali Eva Formánková, Karel Zedník, Milan Pernický, Gabriela Zabloudilová, Vladimíra Plhalová a Bronislava Kudličková.

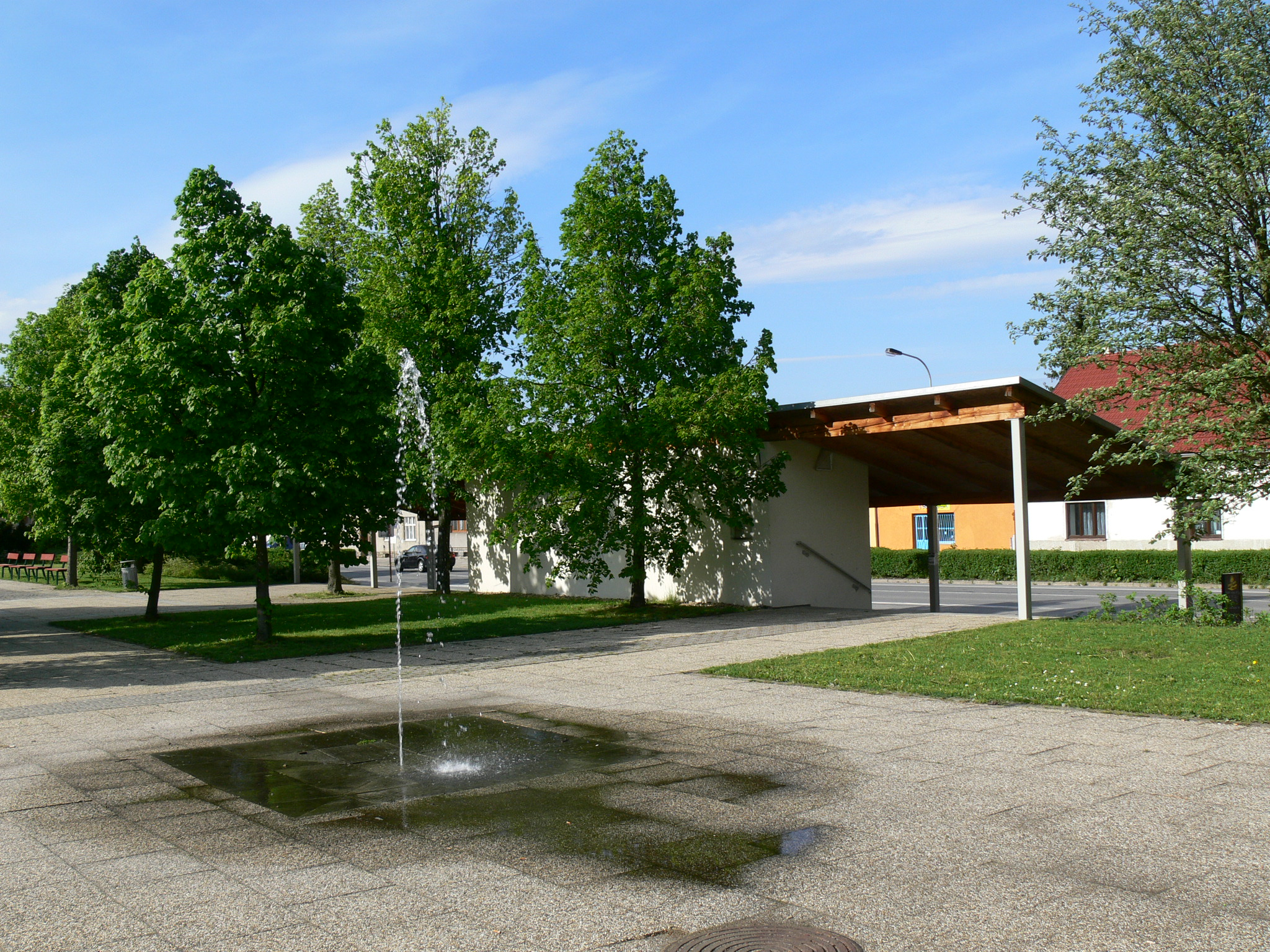
Zastávka na Náměstí Svobody.
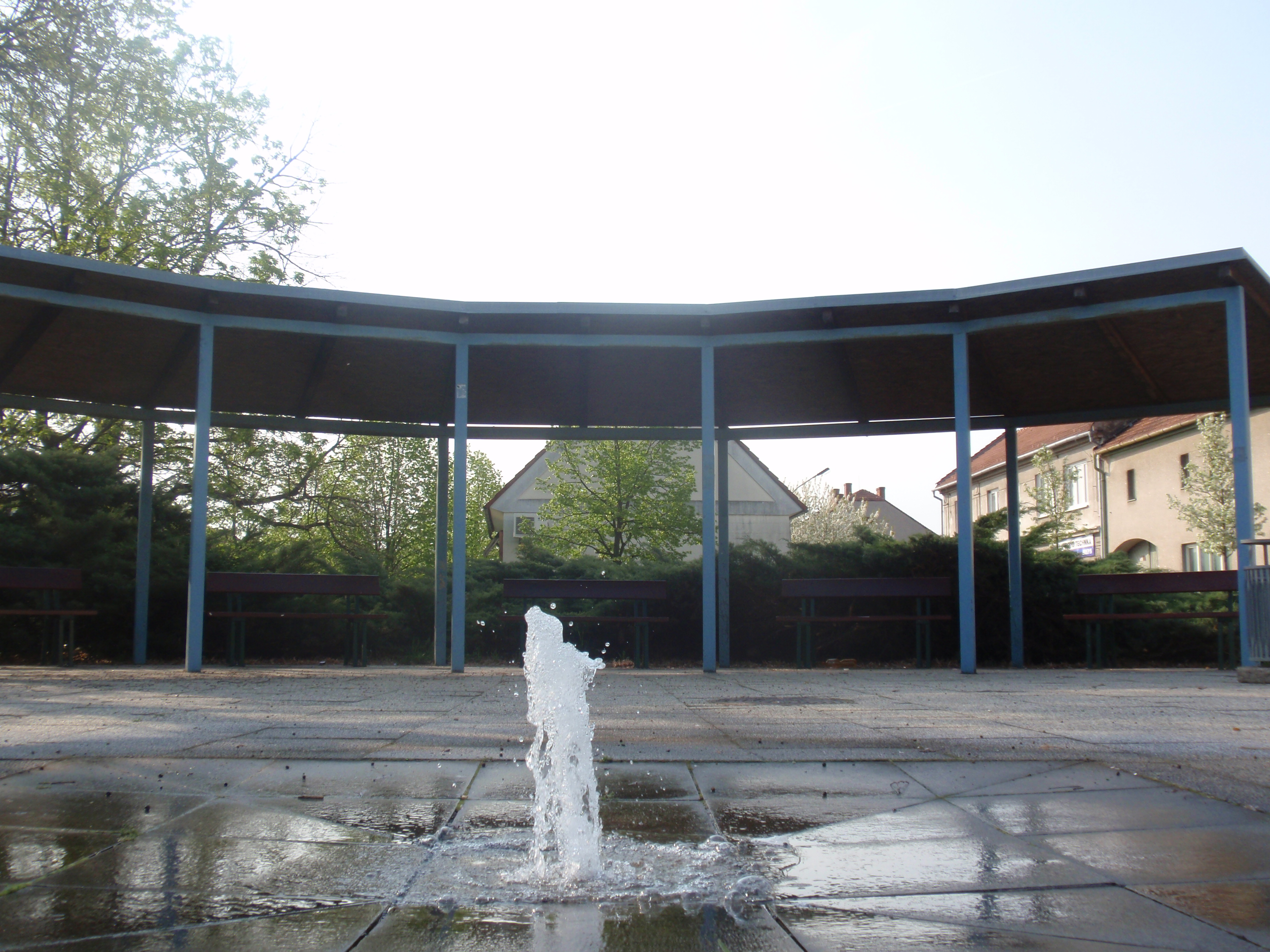
Přístřešek pro odpočívající.
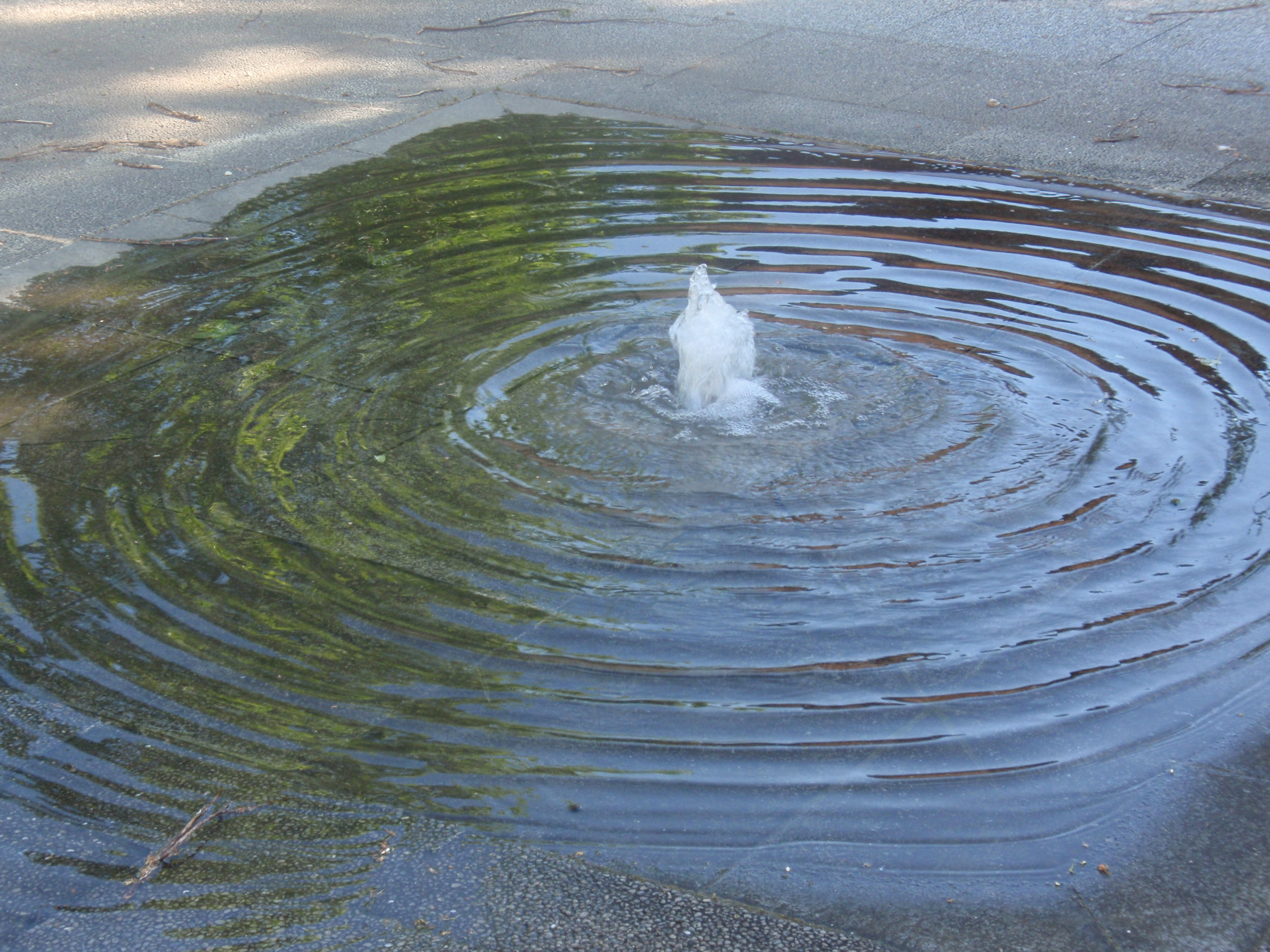
Vodní prvek.
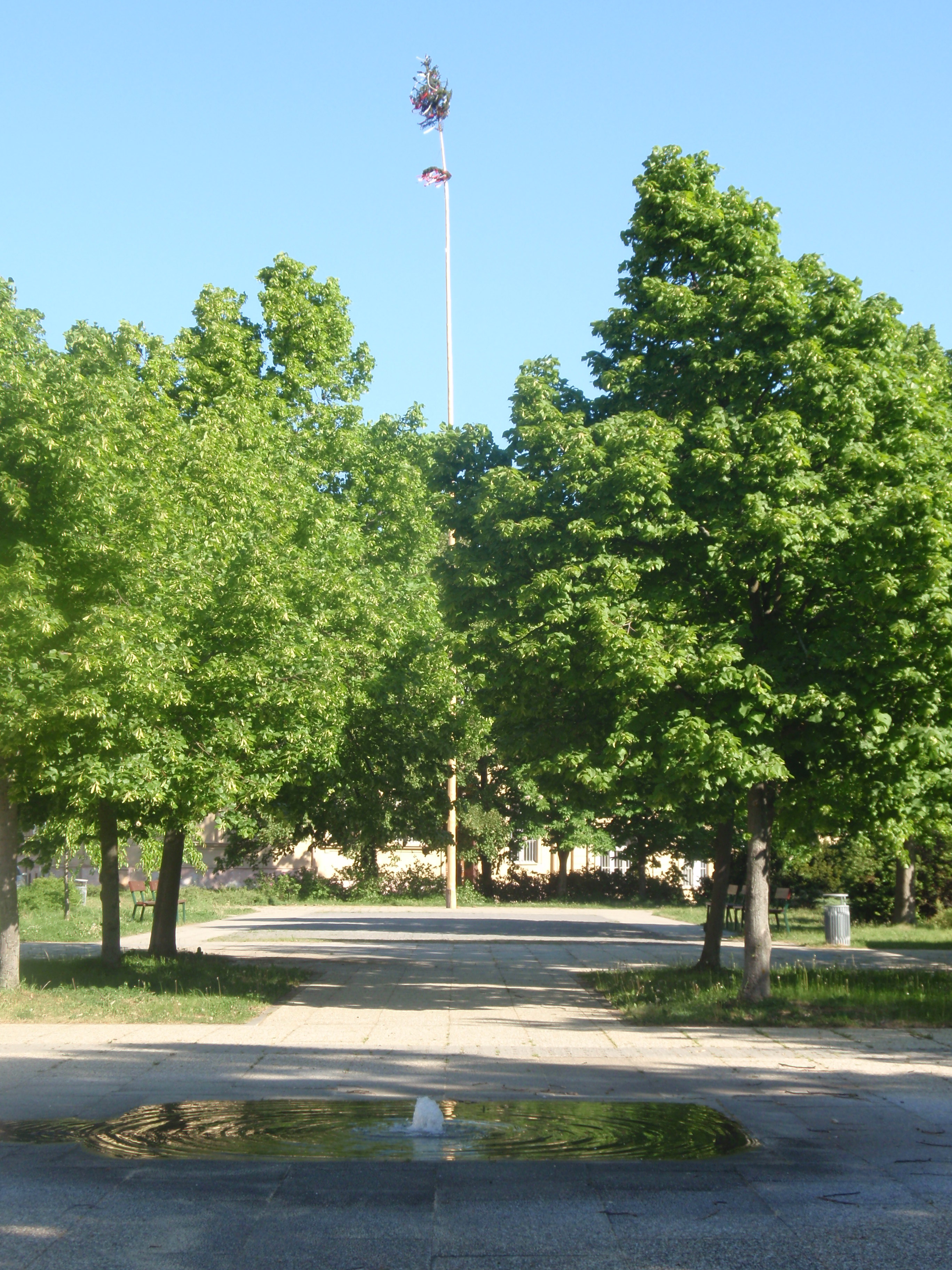
Stojící májka (25 m)

#### Hrušně
Až do začátku března 2008 stály kolem Dědické ulice desítky hrušní, které tu rostly přes sedmdesát let. Hrušně spolehlivě plodily hrušky, které vedle lidí přitahovaly i vosy. Stromy svým utvářením tlumily hluk silnice a zadržovaly prach, čímž vším místním obyvatelům přirostly k srdci. Tyto hrušně byly na konci zimy najednou pokáceny a později nahrazeny novými stromy, které jsou vybrány tak, že ovoce plodit nebudou.

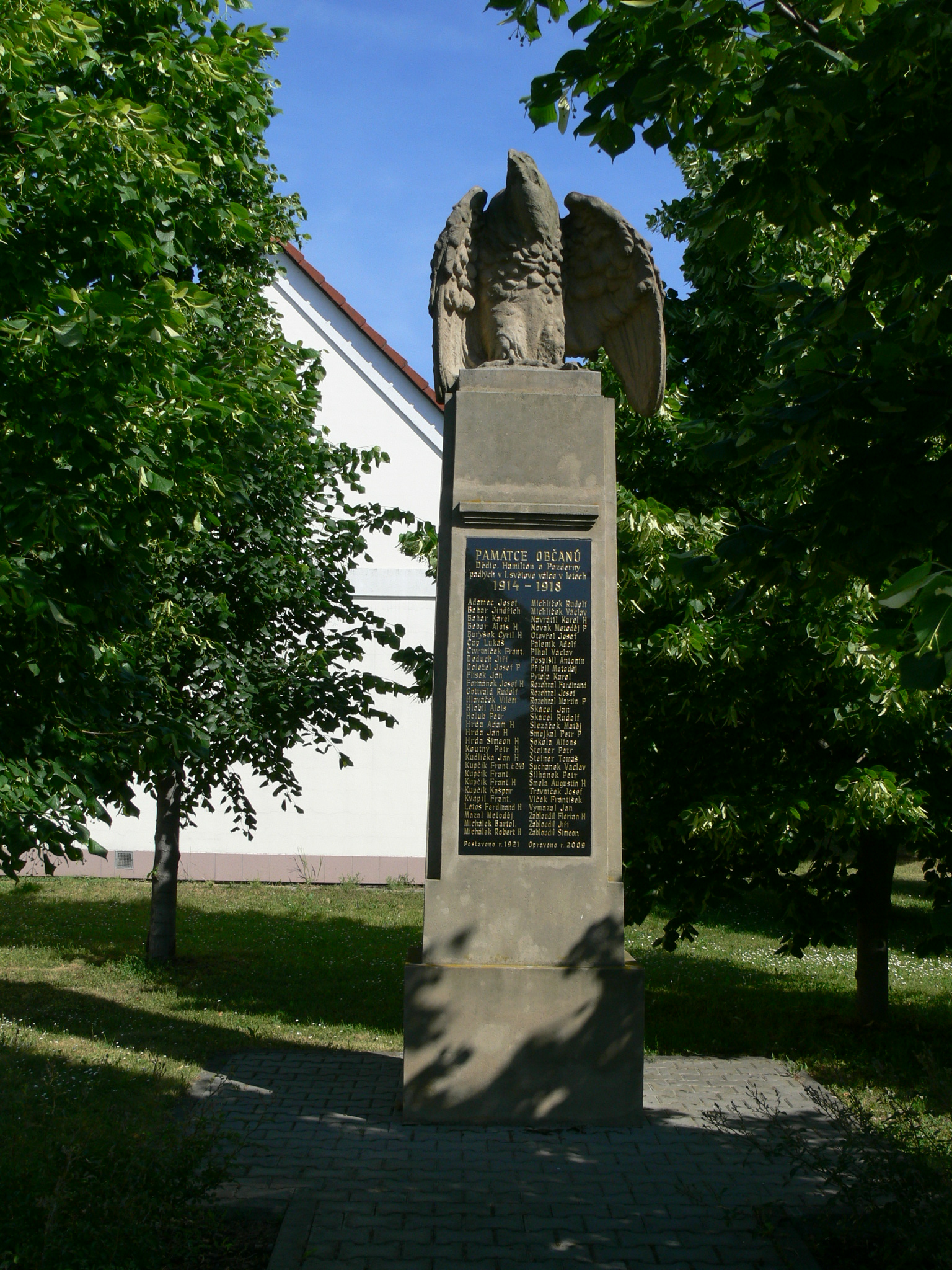
Pomník obětem 1. světové války

#### Pomníky
Na náměstí se dnes nalézá pomník obětem první světové války nesoucí nápis: Památce občanů Dědic, Hamilton a Pazderny padlých v I. světové válce v letech 1914–1918, který tu byl postaven v roce 1921. Později byl pomník přemístěn a stál v horní části hřbitova v Dědicích, a na náměstí byl postaven pomník Klementa Gottwalda, který tu stál až do začátku 90. let 20. století, kdy byl odstraněn, a následně uložen v depozitáři Muzea Vyškovska. Po změně poměrů v roce 1989 byl pomník obětem 1. světové války opraven a v roce 2009 přemístěn na náměstí Svobody.
V areálu kasáren se vedle sídliště Víta Nejedlého (Kozí Horka) nachází pomník Ludvíka Svobody a při jižním okraji nástupiště se nalézá pomník vojenským operacím v 1. a 2. světové válce z roku 1977. Dále tu najdeme Pomník operacím druhé světové války.

## Přírodní poměry

### Geologická stavba
Geologicky patří území Dědic do soustavy Českého masivu (pokryvné útvary a postvariské magmatity).
Paleozoikum (prvohory), období karbon se tu vyskytuje u Hamilton a v okolí kasáren jako šedočerné, zelenošedé jílovité břidlice, prachovce, jemnozrnné droby, šedé a modrošedé droby, případně šedé slepence.
Nejmladší geologická doba kenozoikum, období kvartér (čtvrtohory) je v oblasti u Hané zastoupeno zvláště nivními usazeninami (holocén) složenými z hlíny, písku a štěrku, vyššími koncentracemi písku a štěrku, případně smíšenými usazeninami. Dále od řeky jsou to zvláště spraše, sprašová hlína (pleistocén, dříve nazýván jako diluvium: svrchní pleistocén) složené z křemene, příměsí a uhličitanu vápenatého, které mají okrovou barvu. V okolí kasáren se vyskytují i písčito-hlinité až hlinito-písčité usazeniny, jejichž barva je různá.

### Reliéf

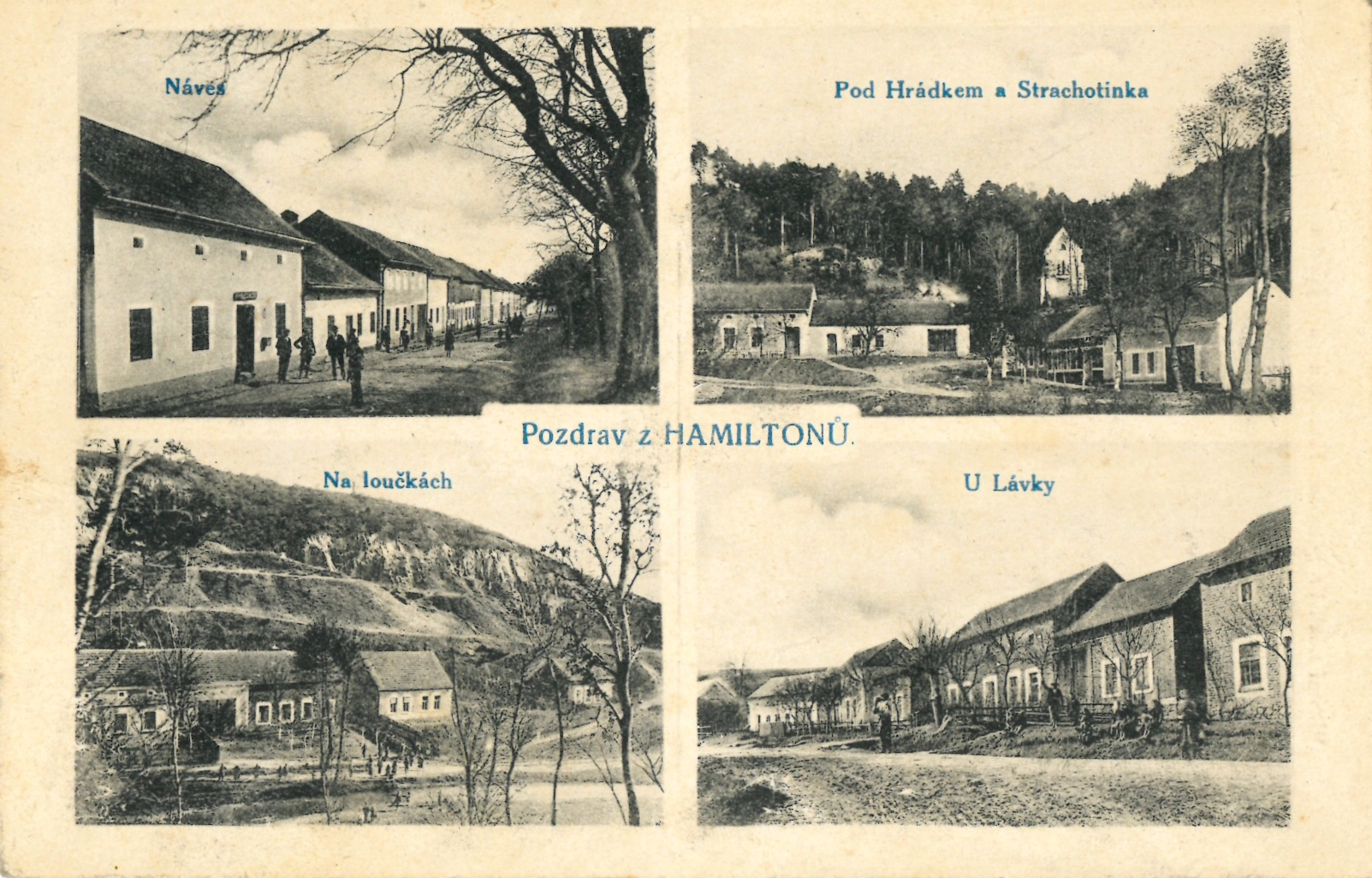
Hamiltony

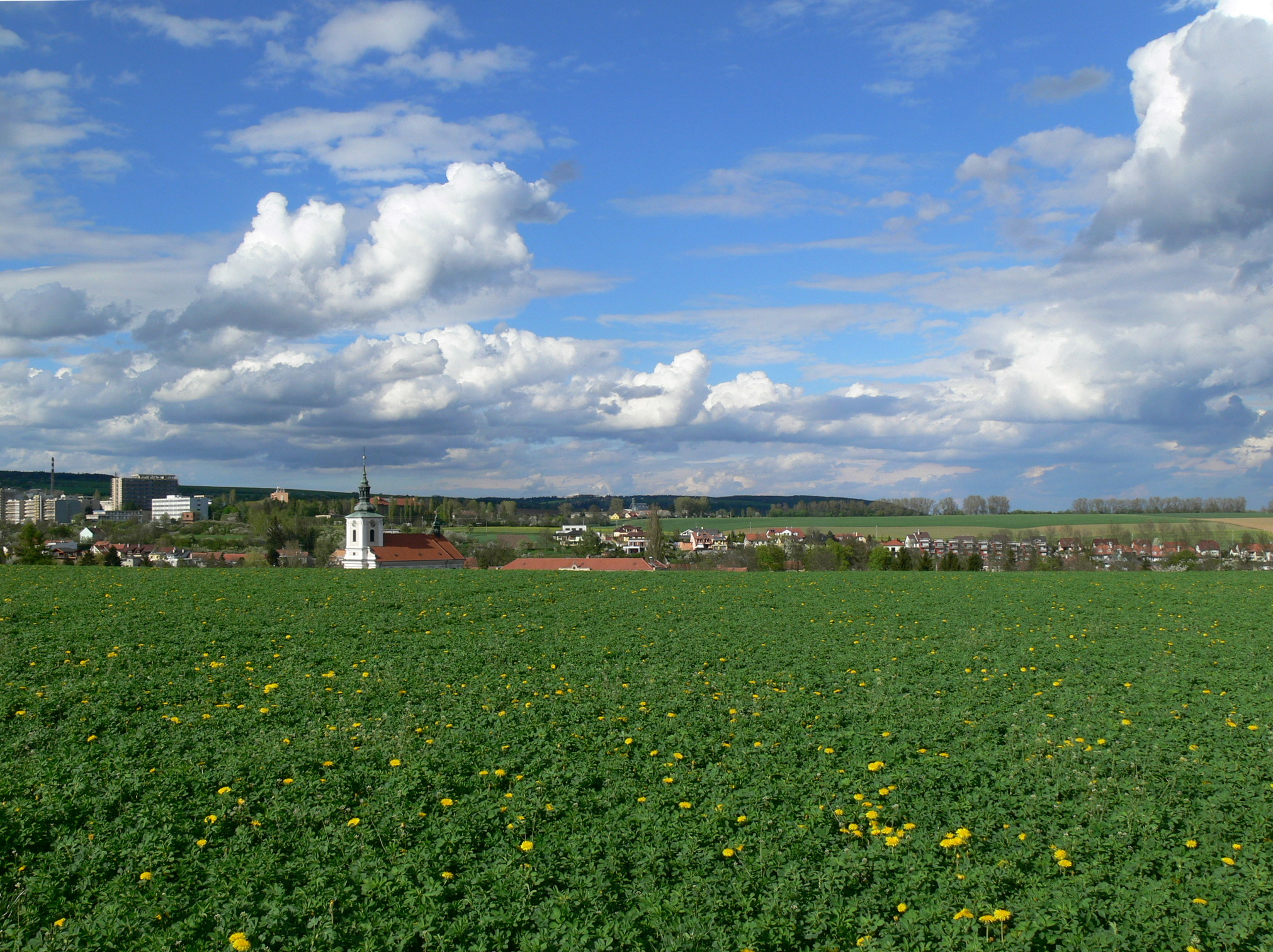
Dědice

Dědice se nachází v mírně kopcovité krajině severozápadně od Vyškova, vedle Konické vrchoviny, jež je podcelkem Drahanské vrchoviny. Pro obyvatelstvo znamená Konická vrchovina v jeho vědomí Drahanskou vrchovinu, jelikož další podcelky Drahanské vrchoviny Adamovská vrchovina a zvláště Moravský kras vypadají zcela jinak, než jak je vnímána hlavní vlastnost Drahanské vrchoviny, jíž jsou prostorné náhorní roviny, které jsou zde místně označovány jako planiny. Na území Konické vrchoviny se nalézá obec Drahany. Většina Bousínovského lesa tvořeného členitější vrchovinou spadá do Vojenského výcvikového prostoru Březina, který se rozkládá na sever od Dědic. Údolím na západním okraji Bousínovského lesa k jihovýchodu do Dědic teče Velká Haná. Typický vzhled náhorní roviny má Kojálská planina, kde pramení Malá Haná. Nejvyšším bodem Kojálské planiny je Kojál (600 m n. m.), na němž stojí televizní vysílač.
Dědice leží na západním okraji Ivanovické brány, což je úzká a protáhlá tektonická sníženina. Konická vrchovina se rozkládá na severozápad od Vyškovské brány. Ivanovická brána sousedí na jihozápadě s Rousínovskou bránou, což je také tektonická sníženina, a na severovýchodě s Prostějovskou pahorkatinou, která je částí Hornomoravského úvalu. Ivanovická brána a Rousínovská brána jsou částmi Vyškovské brány. Na východě Vyškovská brána sousedí s Bučovickou pahorkatinou, která je podcelkem Litenčické pahorkatiny. Zatímco přechod mezi Ivanovickou bránou a Konickou vrchovinou je tvořen výrazným zlomovým svahem, změna krajiny ve směru k Bučovické pahorkatině je pozvolná. Krajina Ivanovické brány se vyznačuje rovinami údolních niv řeky Hané a jejích přítoků a měkce zvlněnými sprašovými pokryvy, na což se lze z výšky podívat z veřejnosti přístupné rozhledny Chocholík, která se nalézá v Drnovicích, anebo z věže vyškovské radnice či jiné vysoko položené pozorovatelny. Národopisně je Vyškovská brána součástí Hané.

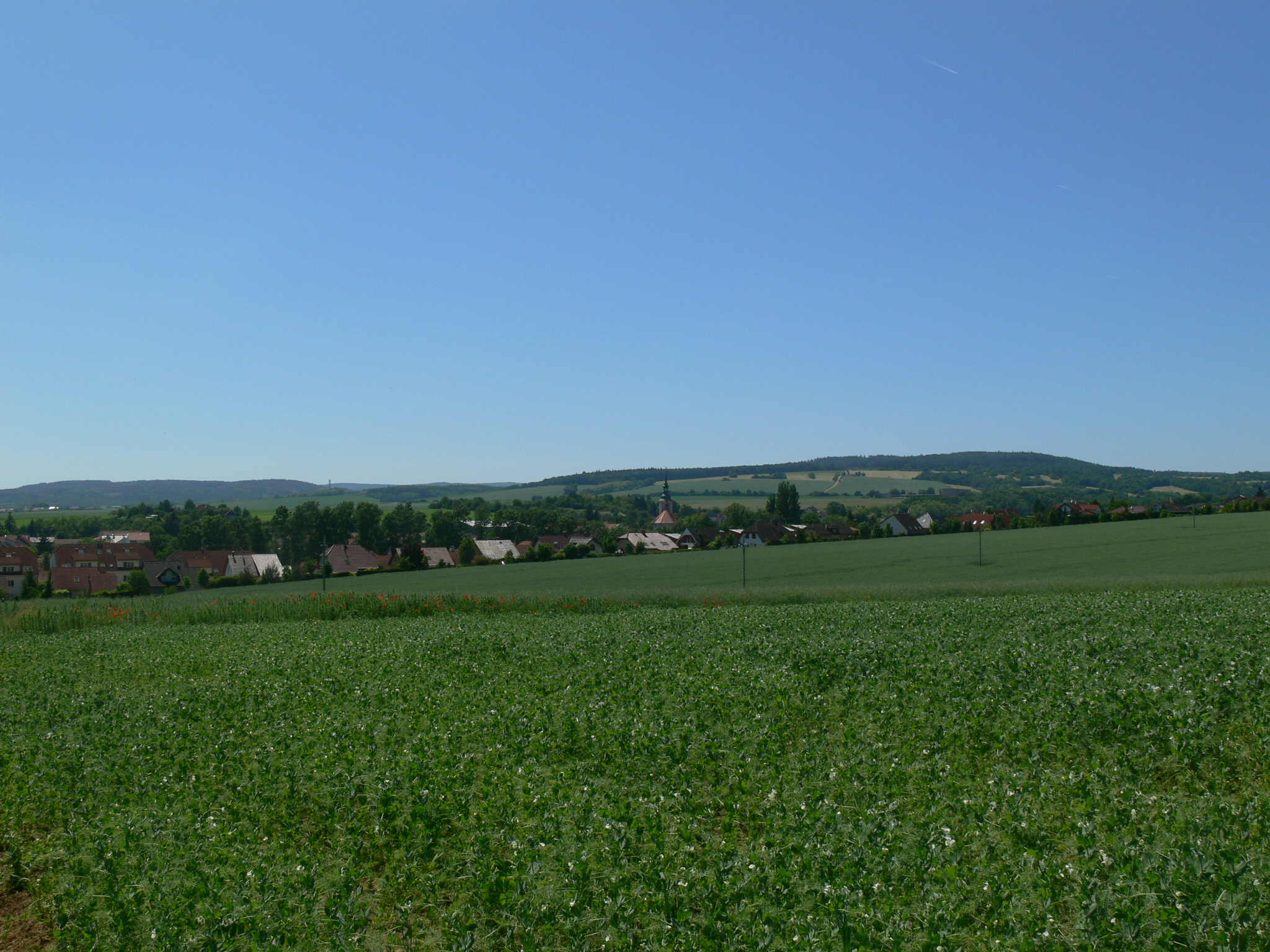
Dědice, A. B. Svojsíka
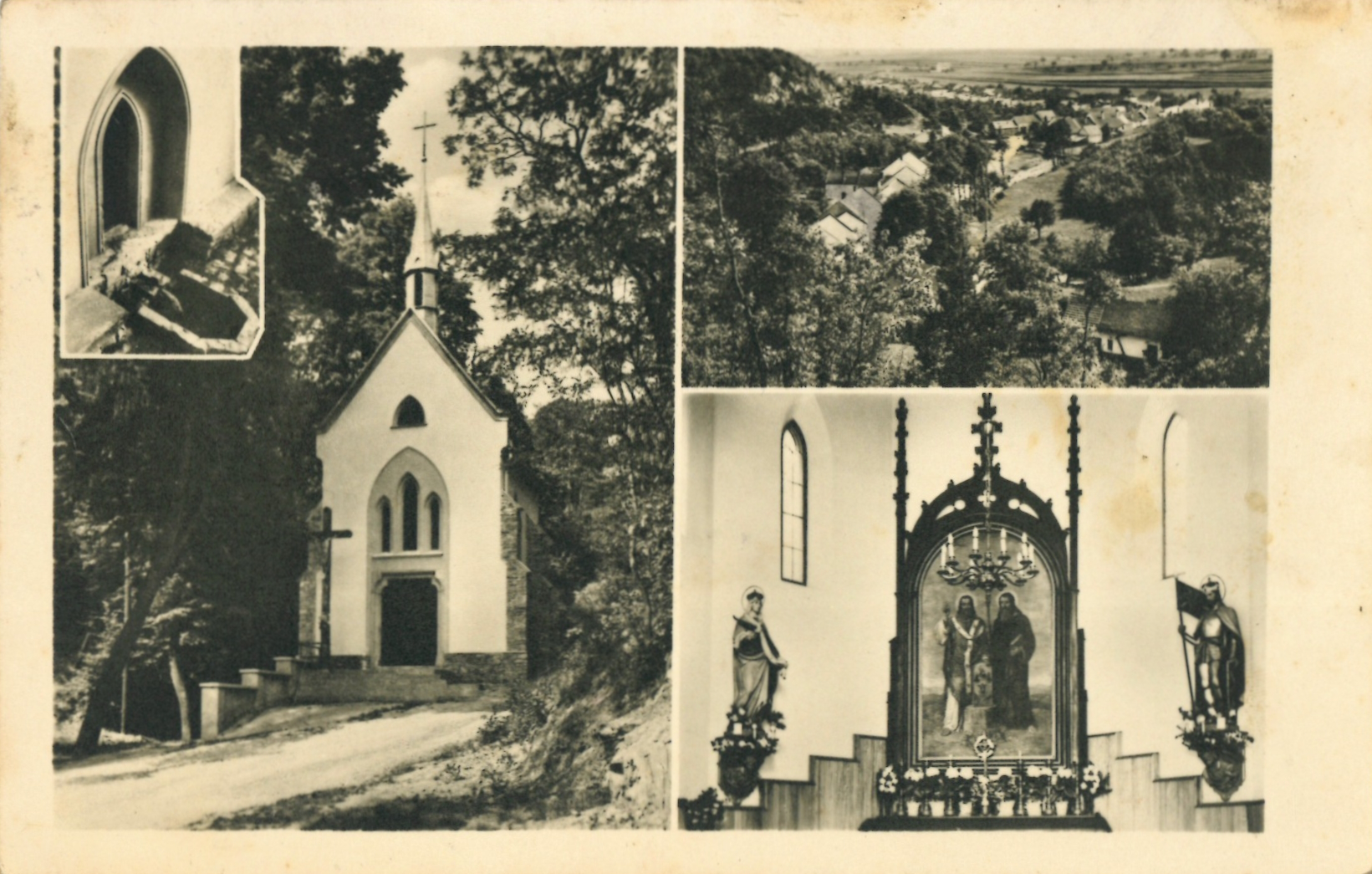
Hamiltony, kaple Strachotinka v Hamiltonech

### Údolí Velké Hané

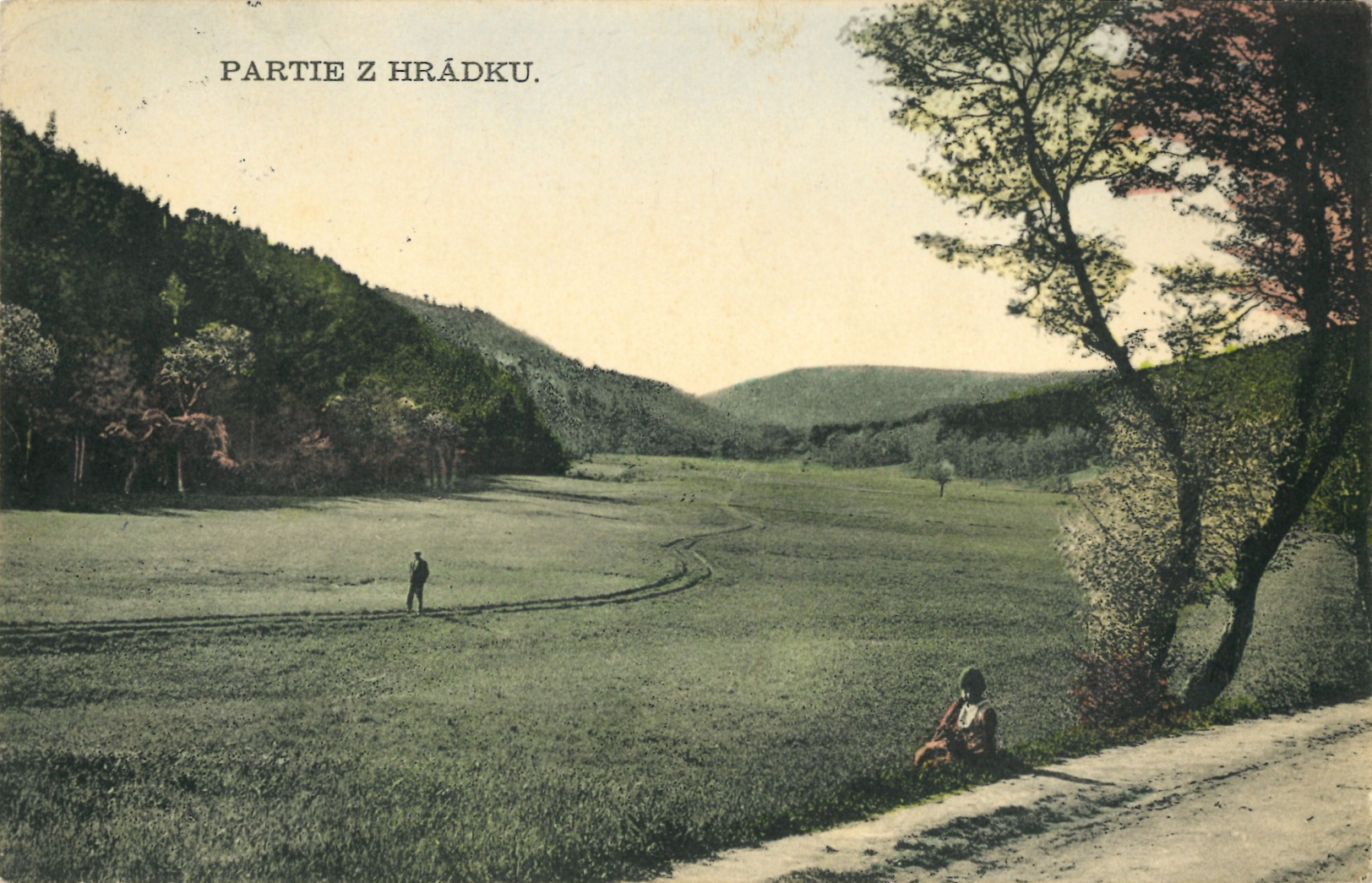
Údolí Velké Hané

Údolím Velké Hané vede po okraji vojenského prostoru červená turistická značka. Velká Haná tu protéká rozlehlými loukami, jejichž tráva slouží za potravu ovcím, koním a dobytku. V údolí žijí četné vzácné druhy živočichů, například pstruh potoční, rostou zde chráněné rostliny, jimiž jsou lýkovec jedovatý a sněženka jarní. Také se tu nachází včely. V okolních lesích žije srnčí a vysoká zvěř a také mufloni.

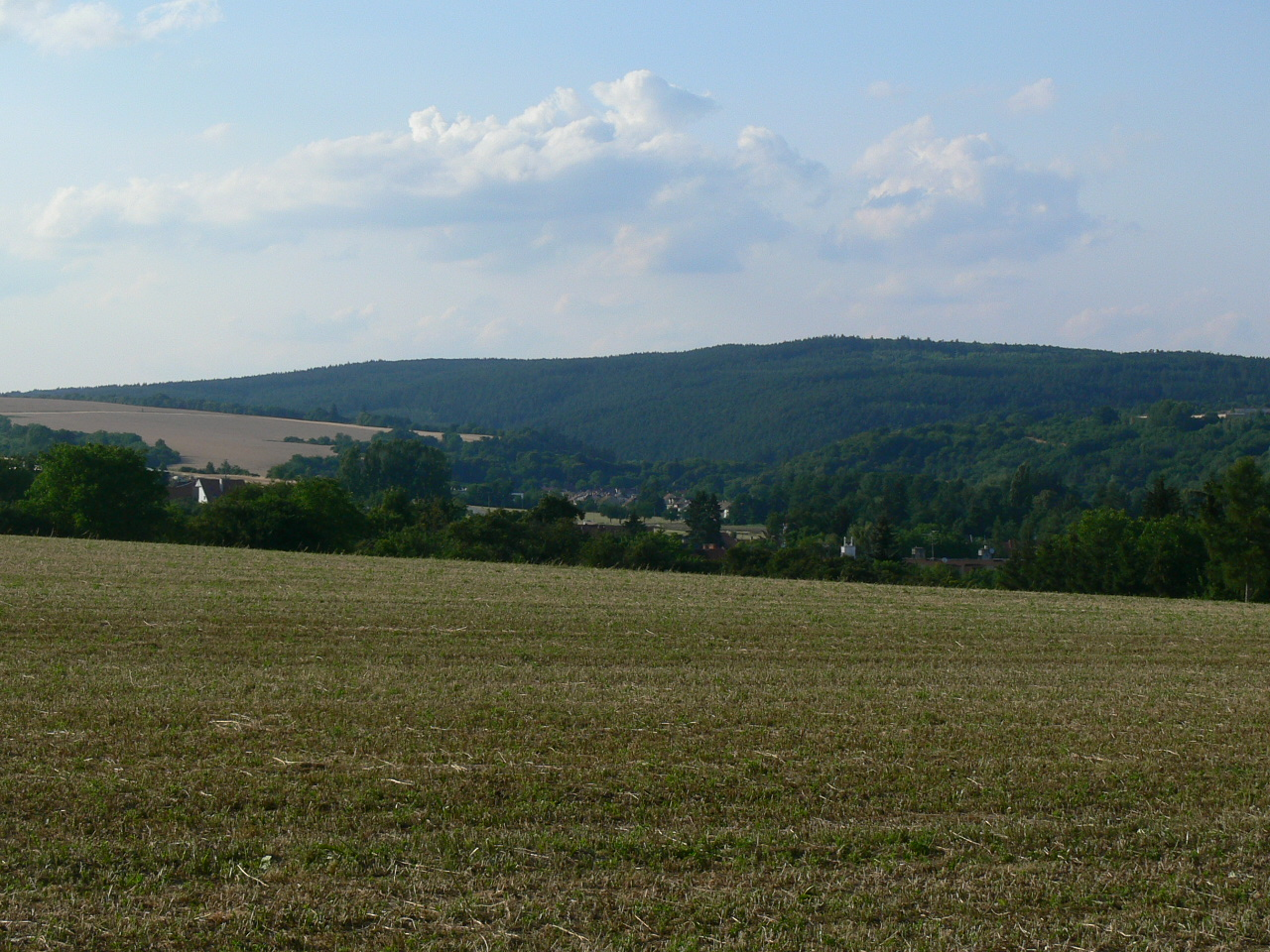
Údolí Velké Hané

### Podnebí
Dědice leží na okraji teplé klimatické oblasti, která se vyznačuje celkem dlouhým, suchým a teplým létem. Přechodné období je velmi krátké. Jaro a podzim jsou teplé až mírně teplé. Zima je krátká, mírně teplá, suchá až velmi suchá. Sněhová pokrývka trvá často velmi krátce. Hamiltony, Sídliště Víta Nejedlého, kasárny se nacházejí v navazující mírně teplé oblasti, kde je zimní období delší, průměrná teplota nižší a počet dnů se sněhovou pokrývkou vyšší. Průměrná roční teplota v Dědicích kolísá kolem 8,8 °C. V prostoru Vojenského újezdu Březina je při postupu do vyšších poloh chladněji až nejchladněji v chladné klimatické oblasti na severu.
Roční úhrn srážek se pohybuje okolo 650 mm, takže zavlažení je obvyklé. Nejvíce srážek spadne v červenci a nejméně deštivý je únor, ale velikost srážek při srovnání jednotlivých let dost kolísá.
Na Vyškovsku sice převládá jihozápadní a severovýchodní směr proudění větru o průměrné roční rychlosti 3 m/s, ale vyškovská část Drahanské vrchoviny představuje výjimku. Tady naopak převládá silné až velmi silné provětrávání v obou hlavních převládajících směrech větrného proudění.

### Vodstvo
Na Vyškovsku nejsou velké řeky. Pramení zde menší a oblast náleží k úmoří Černého moře. Velká Haná, která se po dvaceti kilometrech v Dědicích spojuje s přeloženým korytem Malé Hané ve výšce 255 m n. m., pramení v obci Drahany v nadmořské výšce 640 metrů (pramenné zdroje se nachází v katastrálním území Drahan, Nových Sadů a Podivic). Malá Haná začíná v Kulířově (pramenné zdroje se nachází v katastrálním území Kulířova, Krásenska, Rychtářova a Opatovic). Značka s nápisem Pramen Velké Hané je umístěná kousek od hlavního vchodu na zdi bývalé základní školy. Oba potoky mají charakter horské bystřiny. Po setkání Velké Hané s Malou Hanou v Dědicích řeka Haná vtéká na okraji vyškovského parku do Vyškova.

#### Povodně

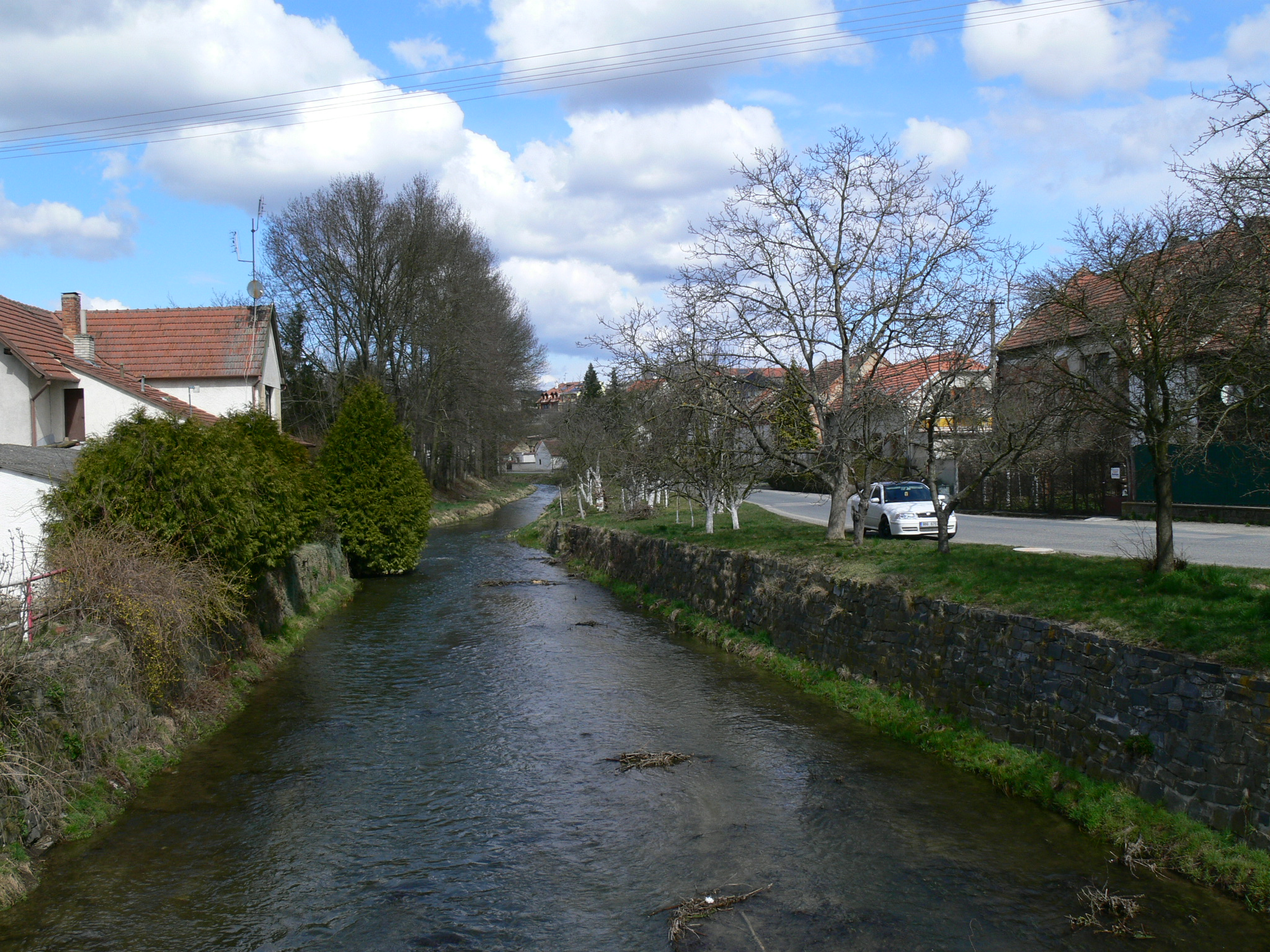
Řeka Haná nad Dvorským mostem, Závodí

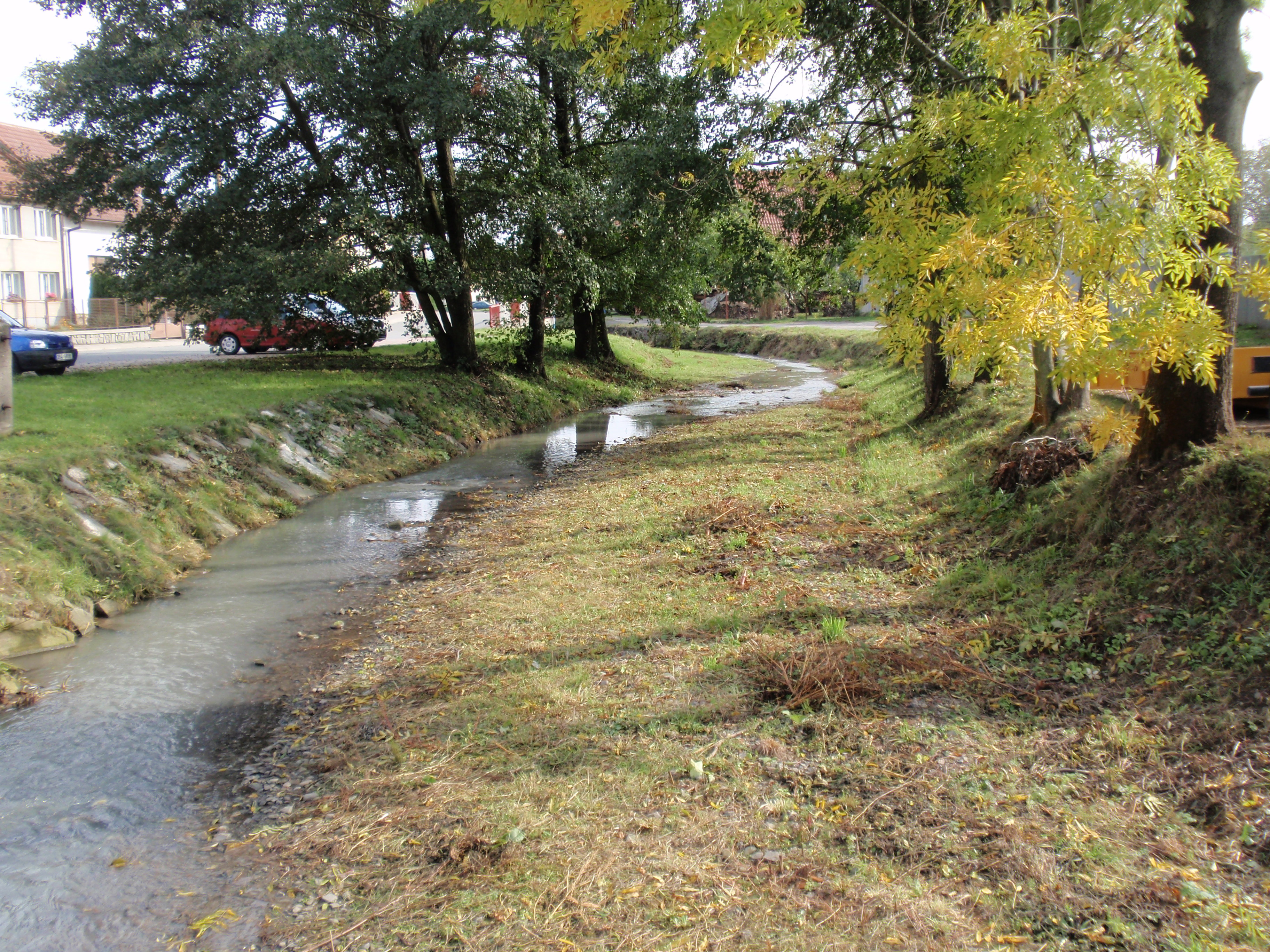
Nad mostem přes Malou Hanou na ulici Potoční

Ve dnech 22. a 23. března 1931 došlo v povodí říčky Hané ke katastrofální povodni. Následkem průtrže mračen a v horách nahromaděného sněhu vystoupila Haná do výše 3, místy až 5 metrů nad normálem. S touto povodní se dala srovnat pouze katastrofální povodeň z roku 1814 (konec srpna).
V neděli odpoledne 22. března 1931 se obloha zatáhla černými mraky a k večeru se spustil déšť, který se na horách proměnil ve velikou průtrž mračen. Velké spousty deště sníh v lesích a na horách rozpustily. Během asi dvou hodin bylo zaplaveno všechno okolí městečka Dědice a zároveň všechny domky a domy v Dědicích, které se nacházely při řece Hané. Voda se přihnala asi k desáté hodině večer, v době kdy občané nebyli na nic takového připraveni. S ohromnou silou rvala vše, co se kolem ní nacházelo. Veliké množství urvaných stromů, klád, dřeva, slámy a plotů ucpalo řečiště a v podobě velkého jezera bylo zaplaveno vše okolo Dědic, Vyškova a celého toku řeky Hané. Dravý proud se hnal nejenom údolím kolem řečiště nýbrž i níže položenými částmi Dědic.
Voda se hnala i od Opatovic, zaplnila Horní Závodí a kolem fary se spojila s proudy, které zaplavily Dolní Závodí, část Dědic zvanou Ve dvoře, a rozlila se údolím u Pazderny až k vyškovskému parku. Vše, co jí přišlo do cesty, nemilosrdně ničila. Celá řada domů se ocitla pod vodou. Pokles vody se však děl velmi pomalu. Ještě ráno druhého dne byly domky pod vodou. Četné domy byly podemlety, zvláště v Minátkách a Ve dvoře. Podlahy v domech byly úplně vytrhány, plavaly na vodě ve světnicích. Dřevo a mrva byly od domů odplaveny, orná půda odnesena s polí a na mnohých místech byly vyrvány ohromné jámy. Nejvíce půdy vyrvala voda v Dolním Závodí před domy ředitele Fialy a řídícího učitele Františka Mazálka. Vodní proudy, které nemohly ucpaným splavem pronikat dál, vyrvaly úplně říční zeď před oběma jmenovanými domy a půdu do hloubky asi čtyř metrů, rozmetaly úplně kamenné zídky kolem zahrádek a rvaly zahrádky směrem k oběma domům.

#### Regulace Hané
Městská rada ve Vyškově zaslala Zemskému úřadu v Brně na základě usnesení společné schůze zástupců obcí Opatovic, Dědic, Vyškova a Křečkovic, konané 30. dubna 1931 ve Vyškově, 4. května 1931 žádost o provedení regulace řeky Hané v průtoku katastrů těchto obcí. Katastrofa byla podle žadatelů zaviněna v prvé řadě tím, že koryto řeky Hané bylo poměrně plytké a řeka nebyla vůbec zregulována. Ohradní zdi, pokud byly již dříve jednotlivými obcemi postaveny, nápor vody nevydržely a z velké části se zbořily.
Vzhledem k tomu, že povodňové katastrofy se několikrát opakovaly již dříve a byla obava z nové povodně, obce žádaly o bezodkladné provedení regulace, kterou pokládaly za nutnou k zamezení dalšího nebezpečí. K žádosti se připojilo společenstvo mlynářů, které žádalo, aby při projektu bylo pamatováno zejména na vyrovnání ostrých zákrutů řeky, které vedly k trhání jezů a břehů. Byla sledována myšlenka regulace Hané v trati od Heroltického jezu až po jez Roberta Jánského, neboť tato trať trpěla povodněmi nejvíce. Celková délka trati obnášela asi 7 km, z toho místní trať ve Vyškově 1,5 km. O nemožnosti vyhovět žádosti o úpravu řeky Hané pro nedostatek peněžních prostředků byla městská rada ve Vyškově informována na začátku ledna 1932.
Ani po regulaci řeky Hané (úprava koryta) v 2. polovině 20. století nebezpečí velkých vod úplně neskončilo. Opatovická přehrada, jejíž stavba byla započata v září roku 1969, byla dokončena v červnu roku 1972. Vznikem vodní nádrže nacházející se přibližně jeden kilometr za Opatovicemi, která vznikla po zatopení sedmdesáti hektarů půdy, byly podstatně ovlivněny poměry v množství vody, která v Hané protéká Dědicemi.
Stavy vody při jarní oblevě jsou tak v Dědicích většinou z pohledu nárazového nadbytku v důsledku tání sněhu v povodí řeky Hané vcelku mírné. Situace roku 1931 byla výjimečná, i co se týče bezprostřední příčiny vzniku povodně. Následkem prudkého přívalu ještě umrzlá půda nestačila přívaly vody vsáknout, takže voda stékala po umrzlém sněhu, který se současně vzhledem k nastalému zvýšení teploty rozpouštěl. Voda rychle stékala po úbočích a plnila koryta vodních toků, která přívaly nemohla pojmout, takže vystoupila z břehů.

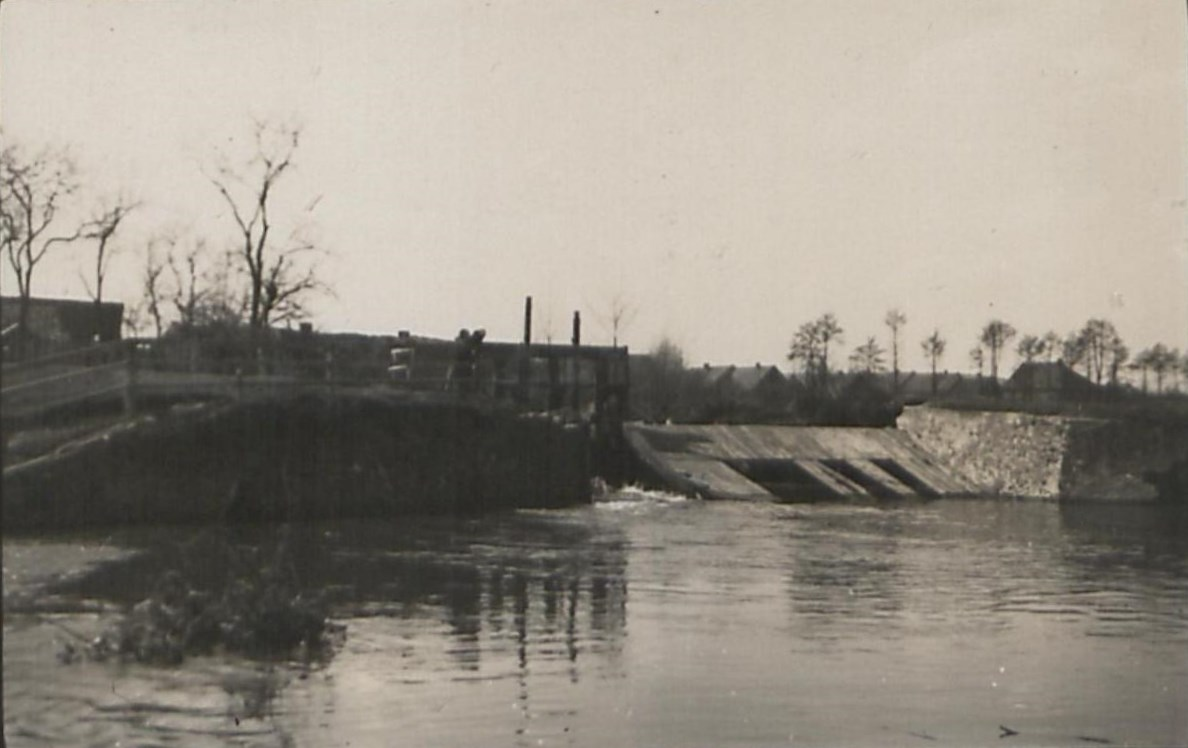
Poškozený splav Anežky Tomáškové na Pazderně (1931)
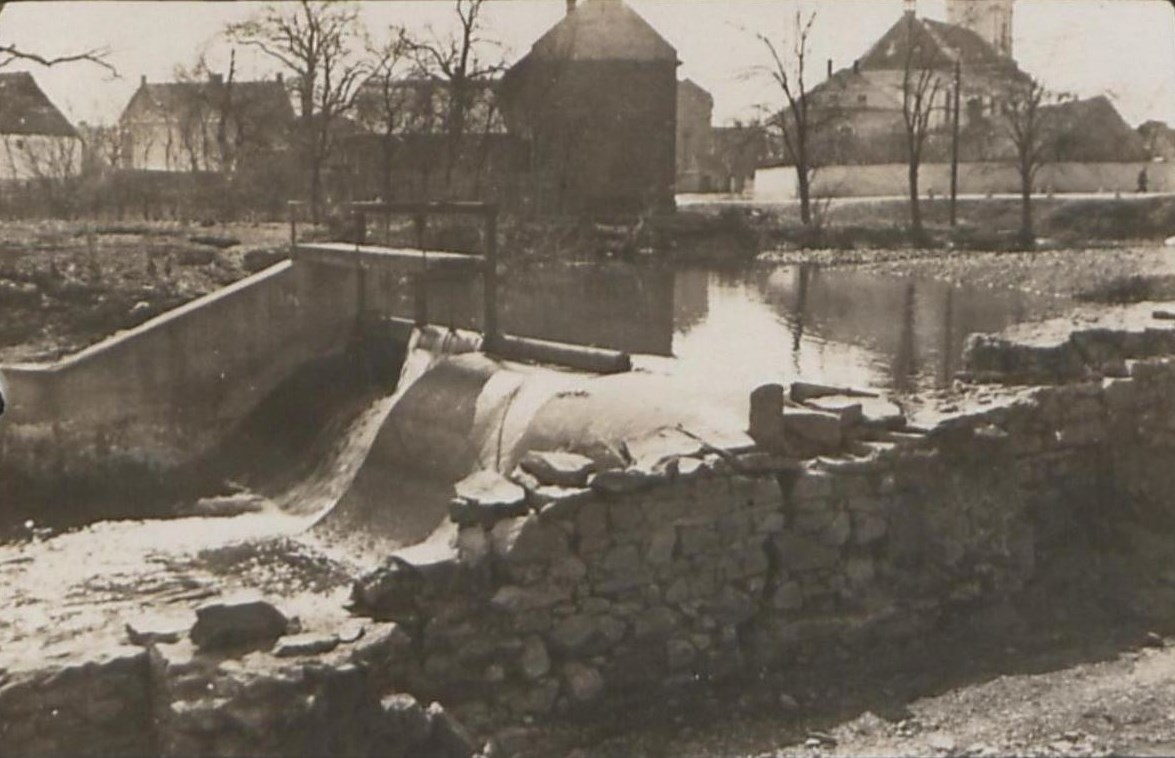
Po povodni z 22. na 23. březen 1931 v Dědicích u mostu přes spojenou Hanou
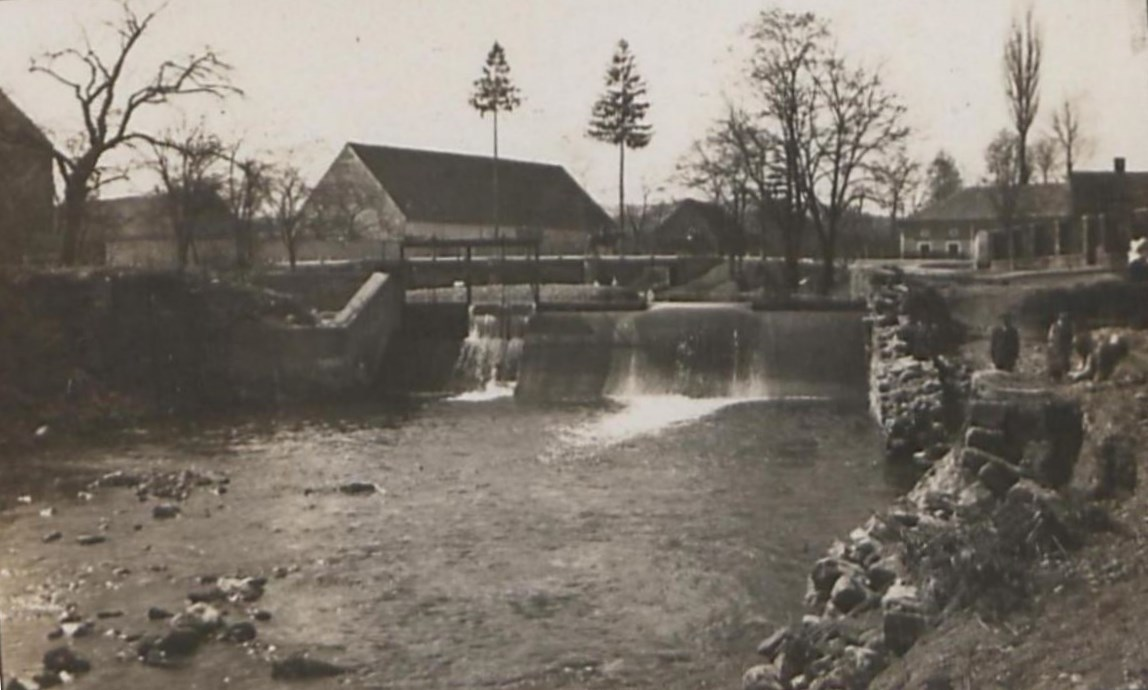
Poškozená opěrná zeď vedle cesty v Dolním Závodí po povodni z 22. na 23. březen 1931 v Dědicích
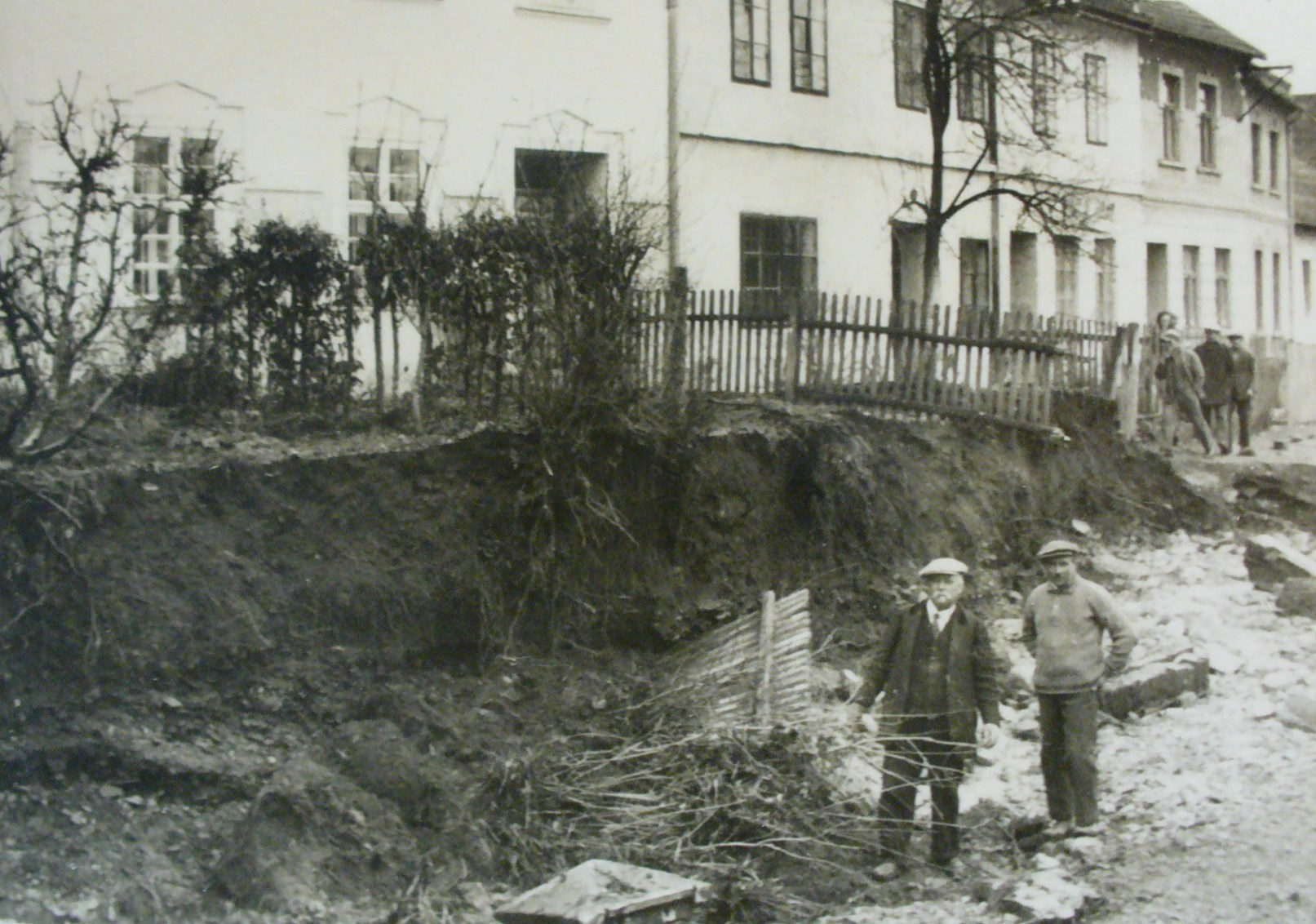
Vyrvaná půda cesty a zahrádek před domy v Dolním Závodí
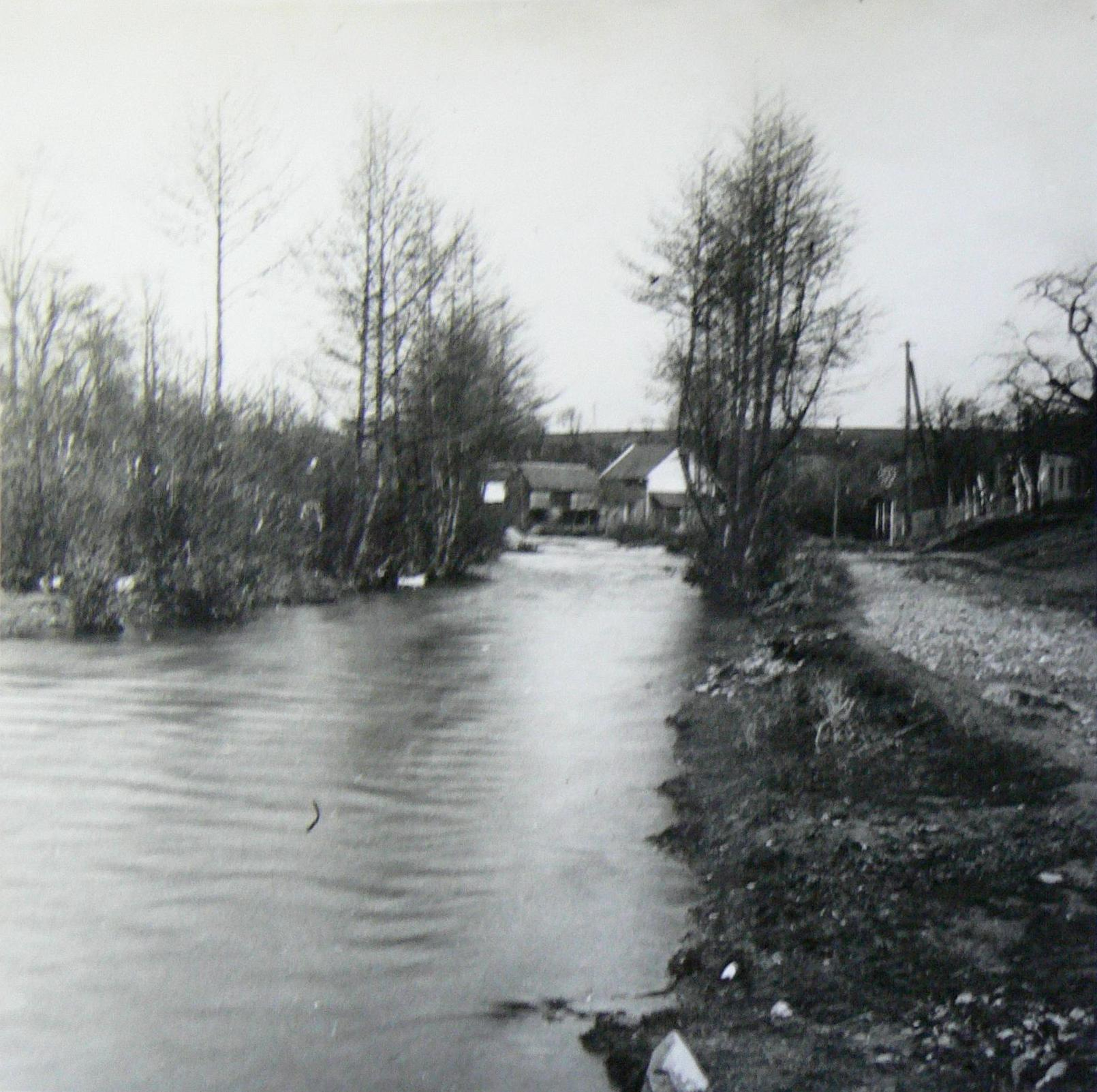
Haná nad Dvorským mostem
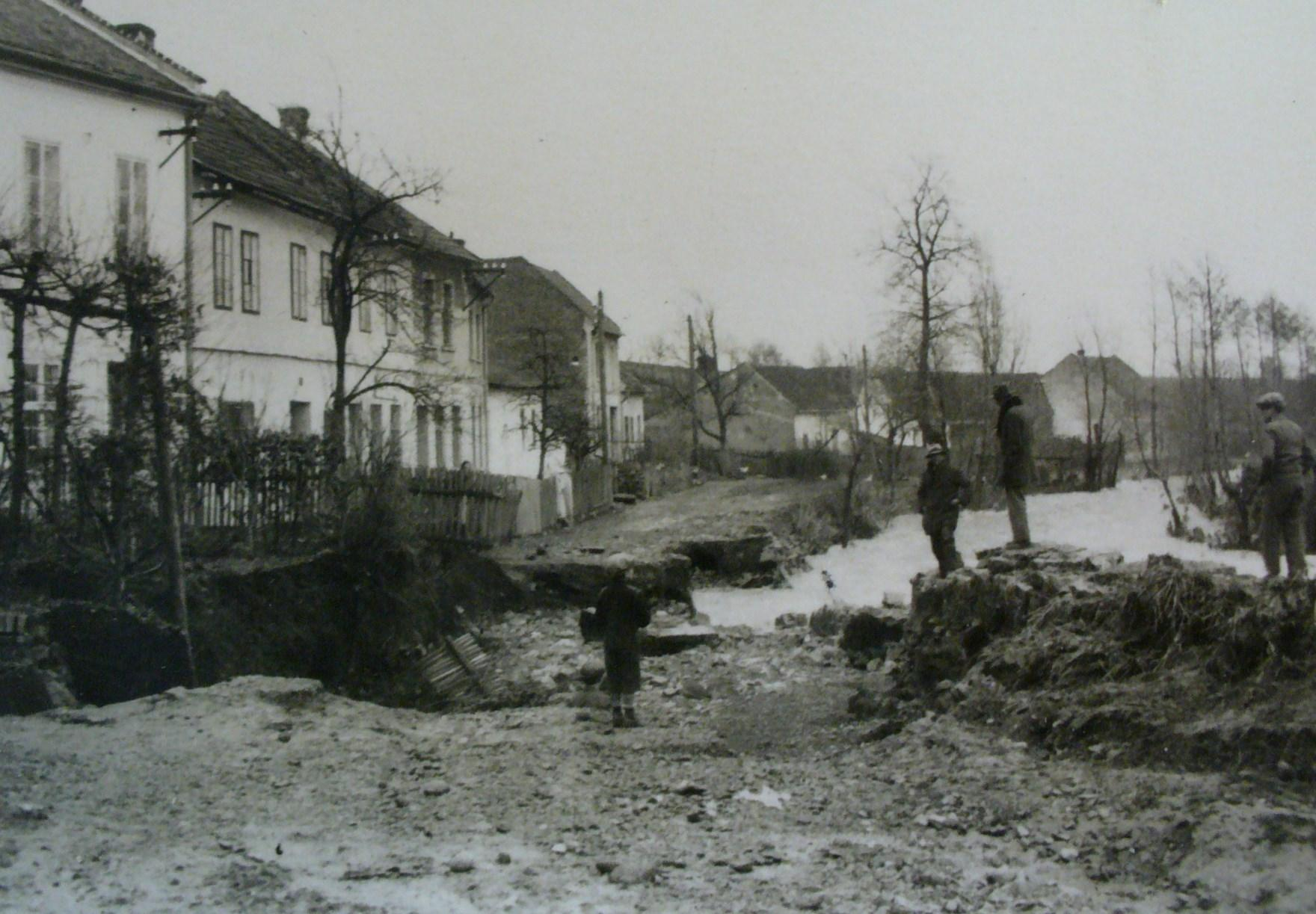
Poškozená cesta v Dolním Závodí po povodni z 22. na 23. březen 1931
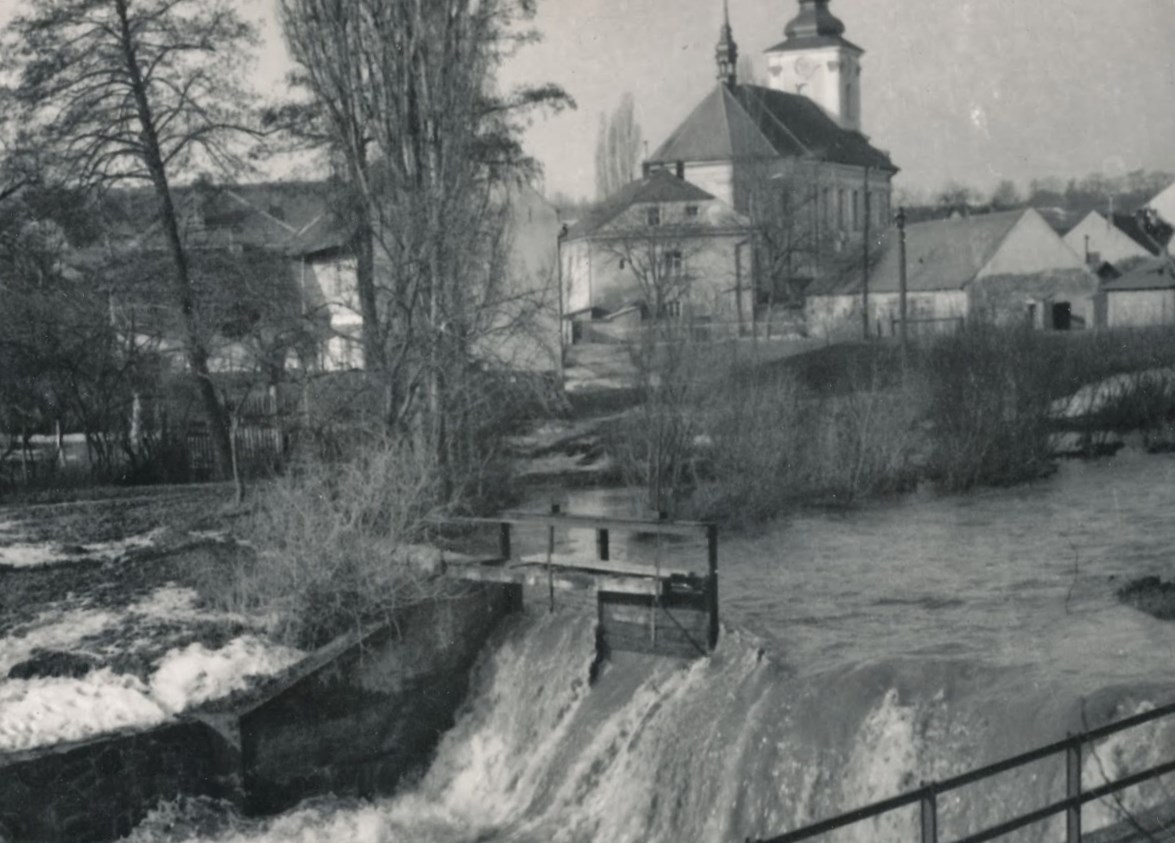
Jarní povodeň v Dědicích (1970)

### Ochrana životního prostředí
Na katastru Dědic se nachází chráněné území, jímž je letní kolonie netopýra velkého na půdě Kostela Nejsvětější Trojice. Je to jedna z pěti nejvýznamnějších letních kolonií netopýra velkého v České republice, a také jedna ze dvou evropsky významných lokalit na Vyškovsku zařazených do systému NATURA 2000 (Evropsky významné lokality: CZ0623703 – půda dědického kostela.). 

## Obyvatelstvo

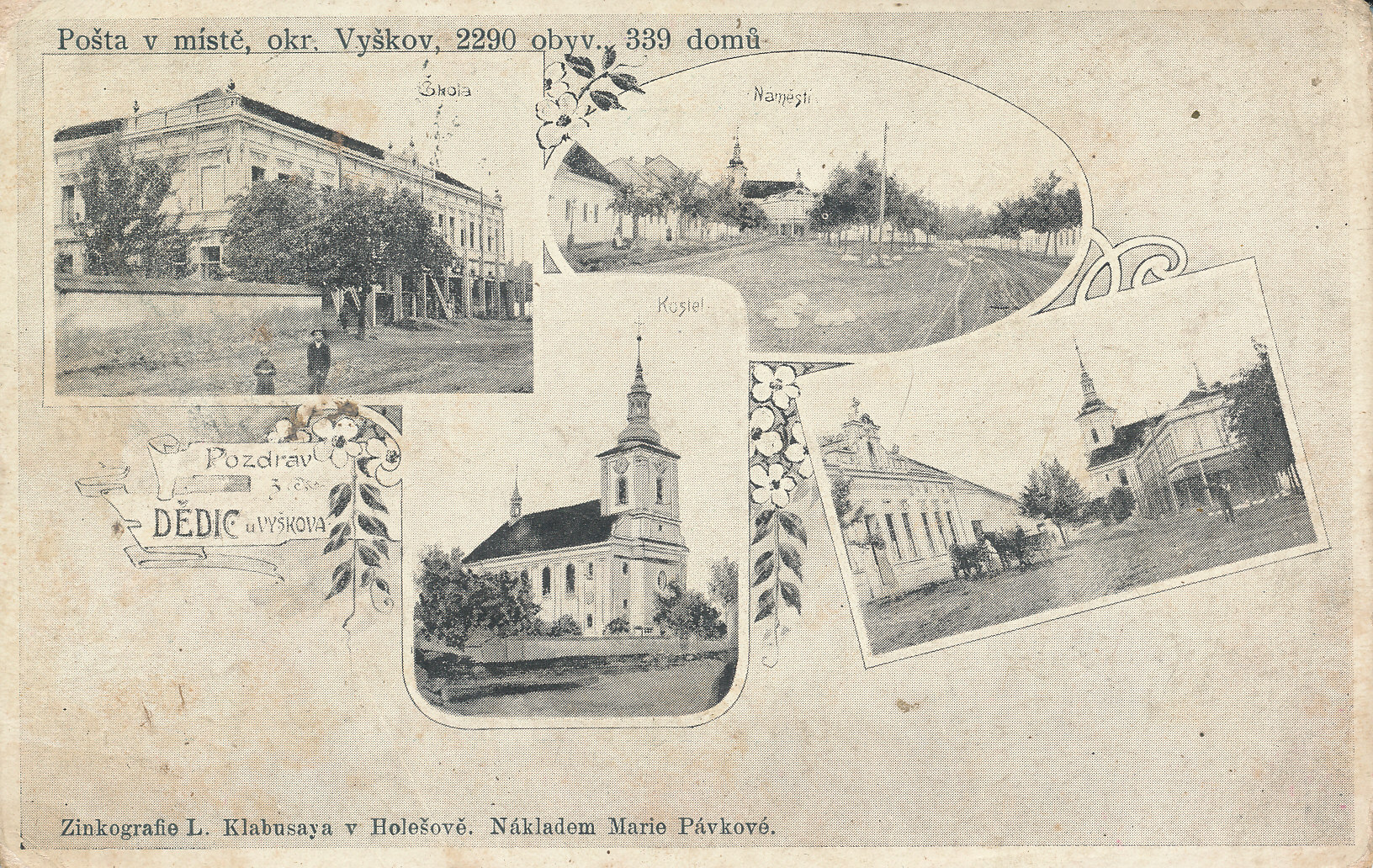
Dědice na začátku 20. století. Pozdrav z Dědic s údajem o počtu obyvatel

Od roku 1850 byly Dědice, Pazderna a Hamiltony jednou politickou obcí, Od roku 1941 resp. 1949 jsou vedeny pod Vyškovem.

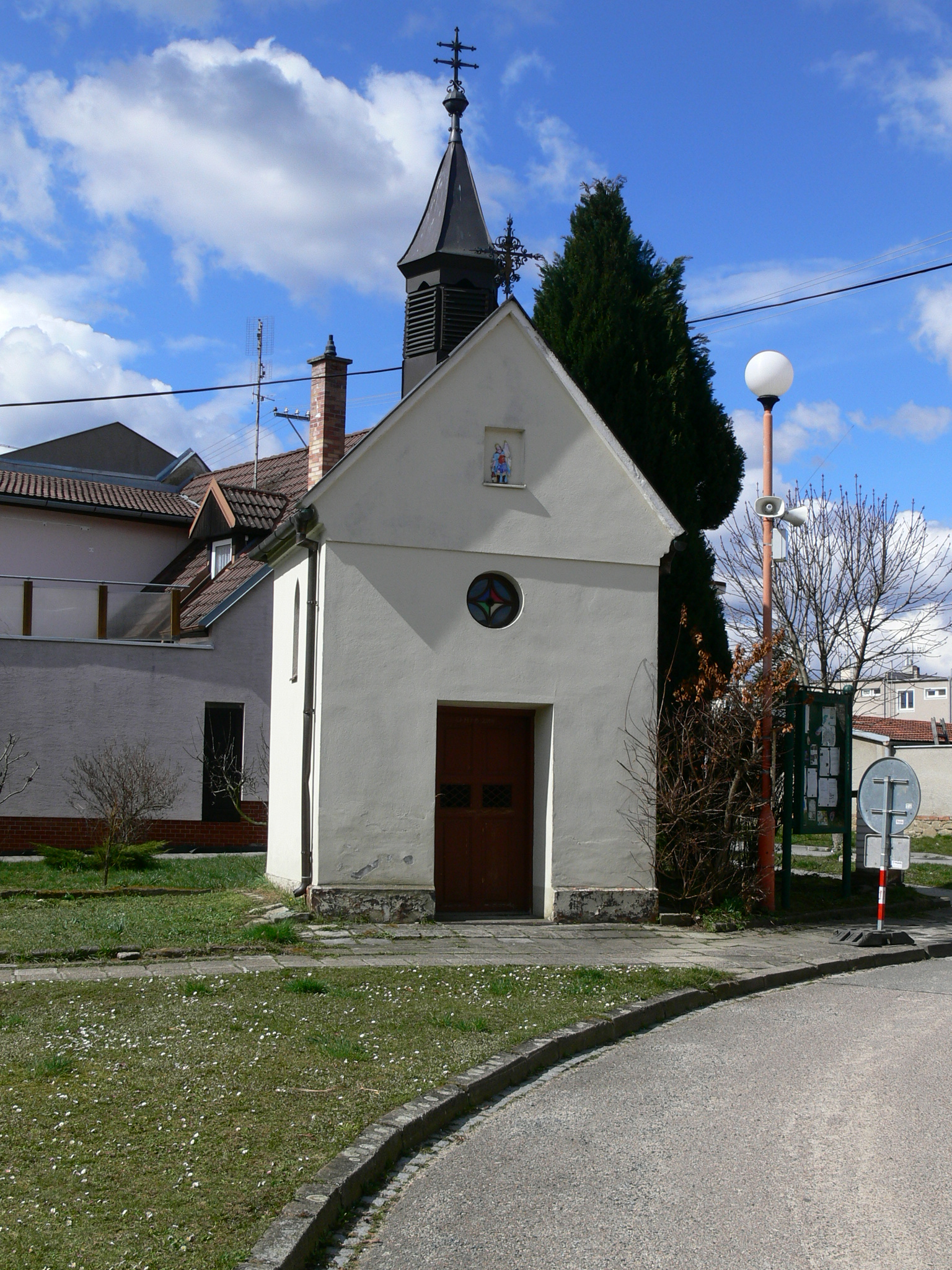
Kaplička na Pazderně

| Místní části (rok sloučení)                        | Místní části (rok sloučení) | 1791 | 1834 | 1850 | 1869 | 1880 | 1890 | 1900 | 1910 | 1921 | 1930 | 1950   | 1961   | 1970   | 1980   | 1991   | 2001   | 2011   | 2021 |
| -------------------------------------------------- | --------------------------- | ---- | ---- | ---- | ---- | ---- | ---- | ---- | ---- | ---- | ---- | ------ | ------ | ------ | ------ | ------ | ------ | ------ | ---- |
| Počet obyvatel Dědic, Pazderny a Hamilton          | část Dědice (1941,1949)     | 1258 | 1365 | 1945 | 1570 | 1692 | 1714 | 1738 | 1786 | 1843 | 1847 | 1750   | 2783   | 4267   | 4718   | 6659   | 7118   | 6287   | 5668 |
| Počet obyvatel Dědic, Pazderny a Hamilton          | část Pazderna (1941,1949)   | 175  | 127  |      | 243  | 243  | 211  | 199  | 231  | 208  | 215  | 198    | 168    | 157    | 431    | 374    | 356    | 310    |      |
| Počet obyvatel Dědic, Pazderny a Hamilton          | část Hamiltony (1941,1949)  | 174  | 199  |      | 250  | 297  | 351  | 374  | 451  | 478  | 476  | 414    | 432    | 377    | 332    | 312    | 326    | 372    |      |
| Počet obyvatel Dědic, Pazderny a Hamilton          | celá obec                   |      |      |      | 2063 | 2232 | 2276 | 2311 | 2468 | 2529 | 2538 | 12 391 | 12 505 | 14 089 | 18 392 | 22 696 | 22 514 | 21 391 |      |
| Počet domů v Dědicích, na Pazderně a v Hamiltonech | část Dědice                 | 156  | 155  |      | 176  | 218  | 255  | 279  | 290  | 315  | 383  | 445    | -      | 495    | 475    | 558    | 615    | 683    | 683  |
| Počet domů v Dědicích, na Pazderně a v Hamiltonech | část Pazderna               | 33   | 23   |      | 38   | 39   | 40   | 40   | 42   | 44   | 47   | 47     | -      | 46     | 115    | 132    | 115    | 144    |      |
| Počet domů v Dědicích, na Pazderně a v Hamiltonech | část Hamiltony              | 31   | 35   |      | 35   | 39   | 44   | 50   | 68   | 80   | 92   | 104    | -      | 109    | 110    | 127    | 130    | 154    |      |
| Počet domů v Dědicích, na Pazderně a v Hamiltonech | celá obec                   |      |      |      | 249  | 296  | 339  | 369  | 400  | 439  | 522  | 2173   | 2098   | 2213   | 2419   | 3190   | 3246   | 3518   |      |

### Náboženský život
První zmínka o dědickém kostele a faře je z roku 1510. Do Dědic byly přifařeny obce: Nosálovice, Opatovice, Lhota, Pařezovice a Radslavice. Na konci 16. století se zde učení Českých bratří rozšířilo až tak, že jen malá část dědických rodin patřila k vyškovské farnosti, s níž byla kvůli nedostatku věřících dědická farnost v roce 1590 spojena. Kostel a fara v Dědicích se staly majetkem stoupenců Českých bratří.
Dědice jsou sídlem římskokatolické farnosti Vyškov-Dědice. Ta je součástí Vyškovského děkanátu Olomoucké arcidiecéze v Moravské provincii. Území zdejší farnosti zahrnuje nejen oblast samotné obce, ale i dědické osady Hamiltony, Pazdernu, a Lhotu, Opatovice, Radslavice a Radslavičky. Hlavním duchovním stánkem farnosti je kostel Nejsvětější Trojice v centru Dědic. Místním farářem a administrátorem excurendo byl od července 2010 ThLic. ICLic. František Cinciala. V roce 2019 je to Michal Pořízek.

### Spolkový život

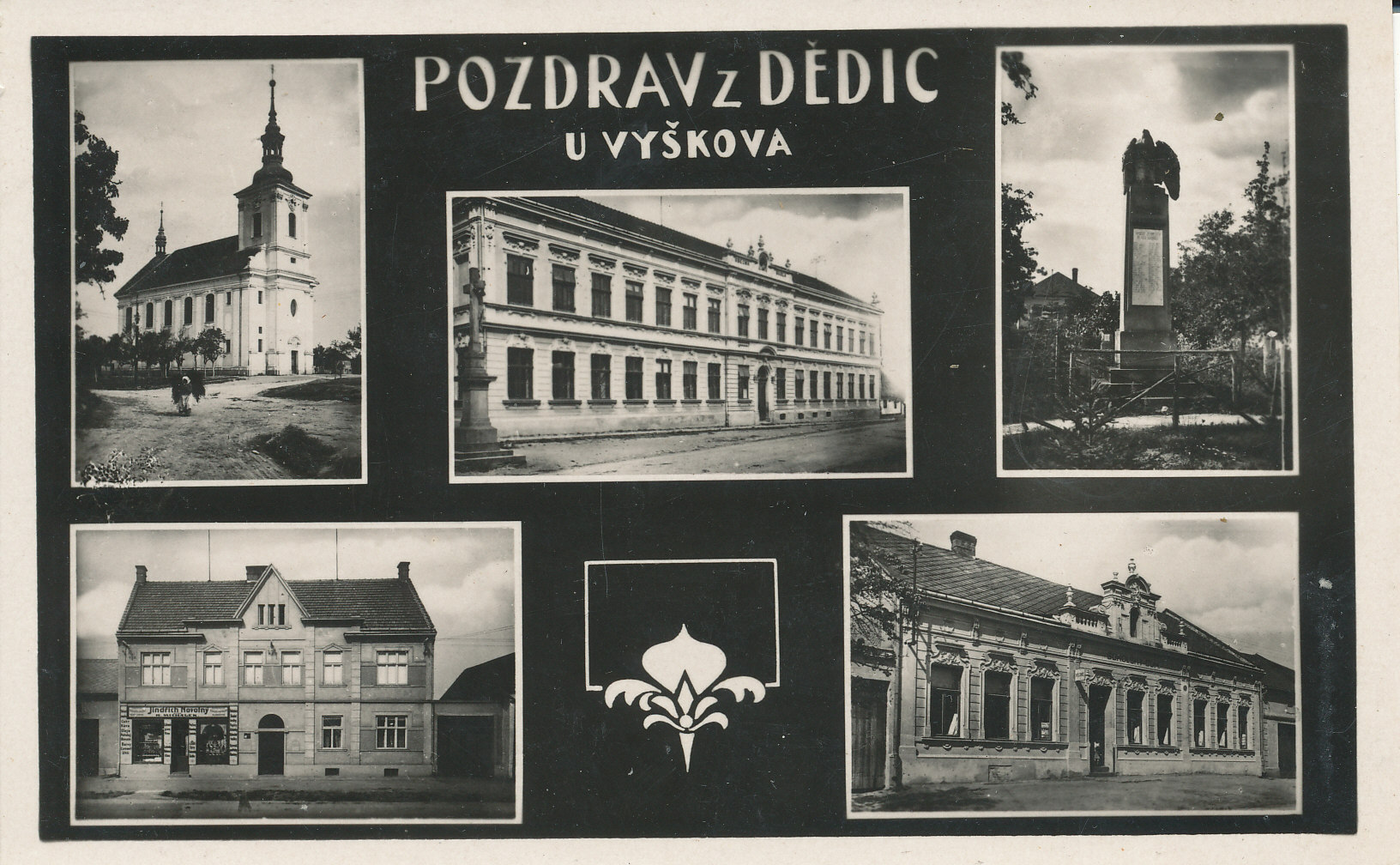
Pozdrav z Dědic. Sokolovna kolem roku 1930

V roce 1868 byl v Dědicích založen čtenářský a pěvecký spolek Slavibor, který vykazoval činnost ještě v roce 1919. Hasičský sbor vznikl v roce 1887. Mezi nejstarší včelařské spolky na Moravě patří vyškovský včelařský spolek, v němž byli sdruženi včelaři z 20 obcí. Včelařská schůze se konala z podnětu dědického učitele Ludvíka Fialy 26. září 1897 v Besedním domě ve Vyškově a k ustavení spolku došlo 27. prosince 1897.
Na začátku 20. století vznikl okrašlovací Spolek sv. Terezie (1901/1902). Od roku 1908 působí v Dědicích tkalcovský spolek, Národní jednota a Tělocvičná jednota Orel. Tělocvičná jednota Sokol Dědice byla založena v roce 1909. V roce 1911 vyvíjí v Dědicích činnost Odbor Národní jednoty, odbor Sokola, odbor Orla, Sbor dobrovolných hasičů, Čtenářskopěvecký spolek Slavibor, Spolek sv. Terezie, Krejcarový spolek, Místní skupina pro pojištění dobytka, Ústřední spolek tkalců a Tkalcovský spolek pro hejtmanství Vyškovské.

## Obecní správa a politika

### Vývoj postavení a funkce

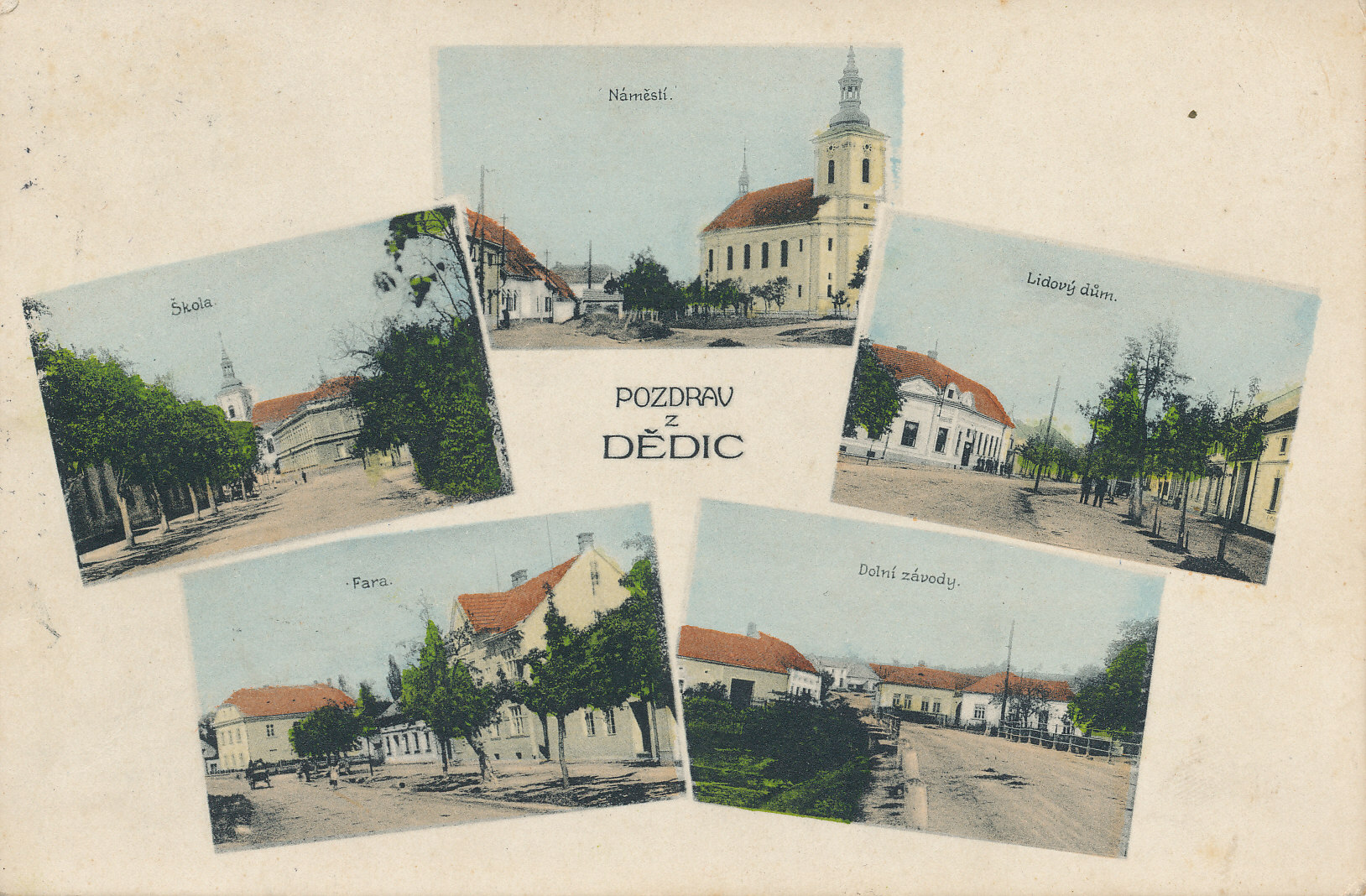
Pozdrav z Dědic zachycující náměstí se školou, kostelem, faru a obchod u okresní silnice vedle náměstí, a most přes Hanou

Před sloučením s Vyškovem v roce 1941 měla obec Dědice právní titul městys. Obec Dědice se skládala z osad Dědice, Hamiltony (poutní místo) a Pazderna. V roce 1941 se Dědice staly na základě výnosu okresního hejtmana (V-2677/3-1941 + č. 47/1942 UL) osadou obce Vyškov. Obec byla zrušena a obce Dědice a Vyškov byly sloučeny v obec Vyškov. Historický lexikon městysů a měst. Vývoj postavení a funkce městských sídel v dějinách územněsprávního členění českých zemí od roku 1850 do současnosti Štěpána Mlezivy a Karla Kuči uvádí, že po válce byla v roce 1945 provedena rozluka, když byla obec Vyškov rozloučena v obce Brňany, Dědice, Křečkovice, Nosálovice, Vyškov. V roce 1949 pak mělo dojít k opětovnému sloučení těchto obcí (č. 249/1949 U2; U2 = Úřední list II (1945–1951)). Obec Dědice byla zrušena a Dědice se společně s Brňany, Křečkovicemi, Nosálovicemi a Vyškovem znovu staly osadou obce Vyškov. Naproti tomu dobové dokumenty (Zápisy ze zasedání rady města, Pamětní kniha města Vyškova) svědčí o tom, že k osamostatnění Dědic a ostatních obcí po jejich násilném připojení k Vyškovu v roce 1941, resp. 1942, po roce 1945 již nedošlo. Po výnosu ONV z 26. října 1945, a poté, co se v prosinci i Moravskoslezský zemský národní výbor v Brně kladně vyslovil k prozatímní společné správě sloučených obcí, vyškovský národní výbor pokračoval v řízení záležitostí Dědic. Ministerstvo vnitra výnosem ze 7. února 1946 nařídilo společnou správu Vyškova, Brňan, Dědic, Křečkovic a Nosálovic. Na tomto základě byl vyškovský MNV v březnu 1946 doplněn dědickými zástupci.
Po zbytek roku občané Dědic přesto usilovali o zvrácení rozhodnutí ministerstva a neváhali se v této věci obrátit i na Klementa Gottwalda. Výsledkem jejich úsilí bylo alespoň to, že v Dědicích byla v roce 1946 zřízena expozitura MNV Vyškov. Zásadní zvrat nastal na začátku roku 1947, když vyhláška ONV Vyškov oznámila, že dle sdělení ZNV v Brně „společná správa obcí Vyškova, Brňan, Dědic, Křečkovic a Nosálovic, zavedená výnosem ministerstva vnitra ze dne 7. února 1946 čís. B-8111-28/1-1946-II/2 podle § 27 dekretu čís. 121/45 sb., zanikla dnem 17. února 1947. V důsledku toho je třeba, aby ve jmenovaných obcích byla aktivována vlastní správa, tj. aby byly sestaveny v jednotlivých obcích místní Národní výbory podle výsledků voleb do Ústavodárného národního shromáždění.“
Toto rozhodnutí musel vzít Vyškov na vědomí a kvůli sestavení národních výborů na základě volebních výsledků vznikly volební výbory, do nichž byli každou stranou jmenováni dva členové. Poté, když byly přepočteny mandáty, se sešly ustavující schůze nových místních národních výborů. Schůze MNV v Dědicích se konala 10. srpna 1947. Předsedou MNV se stal Bohumil Školař (ČSNS), prvním náměstkem Jan Otevřel (KSČ) a druhým náměstkem Leopold Michlíček (ČSL). Radu MNV tvořili Jakub Adamec, Jan Formánek, Rostislav Höfer, Josef Chomoucký, Rupert Kytka, Jan Mazal a Valentin Novák. V zastupitelstvu měla KSČ (Komunistická strana Československa – komunisté) 10 mandátů, ČSL 9 (Československá strana lidová – lidovci), ČSNS 8 (Česká strana národně sociální – národní socialisté), a 3 ČSSD (Československá sociální demokracie – sociální demokraté).
Úkolem nově vzniklých MNV mělo být dle stanoviska Okresního národního výboru Vyškov mimo jiné i ověřit, zda se tyto obce chtějí opět spojit s Vyškovem, anebo zůstat samostatné. Pro sloučení hlasovali v září 1947 jen v Nosálovicích, MNV Vyškov ale trval na tom, aby se opět spojily všechny obce. Kromě Nosálovic však ostatní národní výbory se spojením nesouhlasily. Na území Vyškova tak více či méně formálně existovalo pět MNV (MNV mimo Vyškov vlastně neměly žádnou pravomoc, jelikož nedošlo k rozdělení finančního hospodaření), což trvalo až do začátku roku 1948, kdy bylo ONV Vyškov 19. ledna 1948 rozhodnuto o předání správy národním výborům jednotlivých obcí i „de facto“. K tomu mělo dojít 23. února 1948. Jediné, co chybělo, byl souhlas ZNV v Brně. ONV Vyškov, ještě před jeho udělením, na 19. února svolal zástupce národních výborů a poté 21. února vydal výměr, jímž bylo rozhodnuto, že do konce března 1948 má být Vyškov spravován společným MNV. Očekávalo se přitom, že do té doby ZNV v Brně vydá stanovisko o spojení nebo odloučení obcí. ZNV vydalo pokyn, na jehož základě ONV Vyškov 25. února uspořádal poradu, jíž se zúčastnili zástupci ZNV, ONV a MNV Vyškova a Dědic.

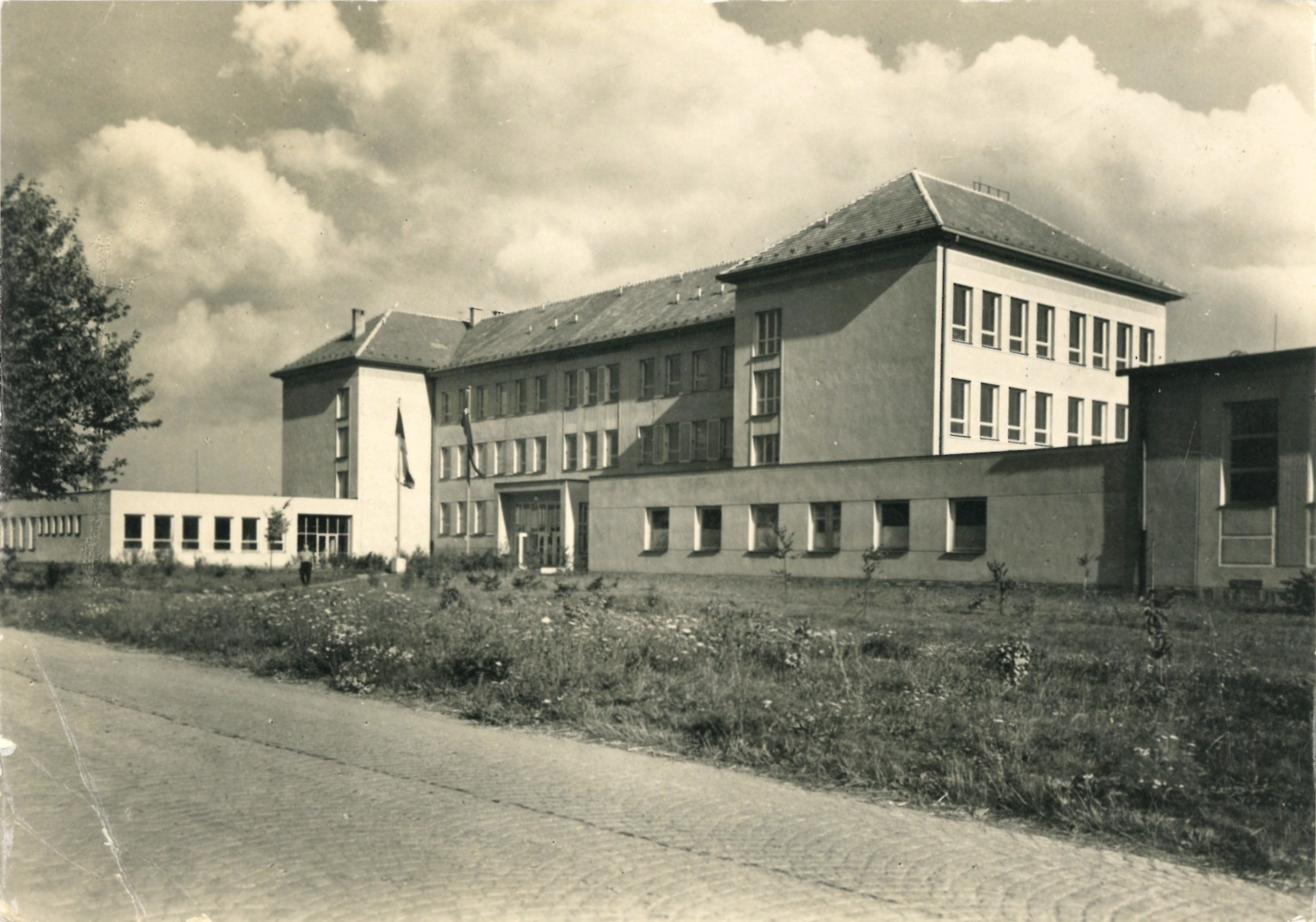
Základní škola Klementa Gottwalda

Dědičtí byli v otázce své samostatnosti nejaktivnější, když řešení průběžně urgovali u ZNV. Argumenty pro spojení obcí do jednoho celku byly na schůzce předneseny členem rady ZNV Jaroslavem Sedlákem. Případ byl pak formálně zakončen výměrem ZNV v Brně z 9. března 1948 o sloučení sousedních obcí s Vyškovem, což bylo odůvodněno „naléhavým zájmem veřejným“. Situace tím byla vyjasněna a k oddělení obcí od Vyškova tak nedošlo. S touto situací se však především Dědičtí nehodlali smířit a koncem ledna 1949 jejich poselstvo vyrazilo do Prahy do kanceláře prezidenta republiky. Tam protestovali proti spojení s Vyškovem. Mise byla neúspěšná, a tak se Dědičtí (společně se zástupci Brňan) proti rozhodnutí ZNV z 9. března 1948 o sloučení obcí odvolali k ministerstvu vnitra. Ale ani tam neuspěli.
ONV Vyškov pak mohl svým výnosem ze 14. září 1949 konečně sdělit, že „... citovaný výměr býv. zemského národního výboru v Brně o sloučení obcí Vyškova, Dědic, Brňan, Křečkovic a Nosálovic nabyl právní moci.“.. Od roku 1950 jsou Dědice částí obce Vyškov v okrese Vyškov.

### Rozšiřování zastavěného území

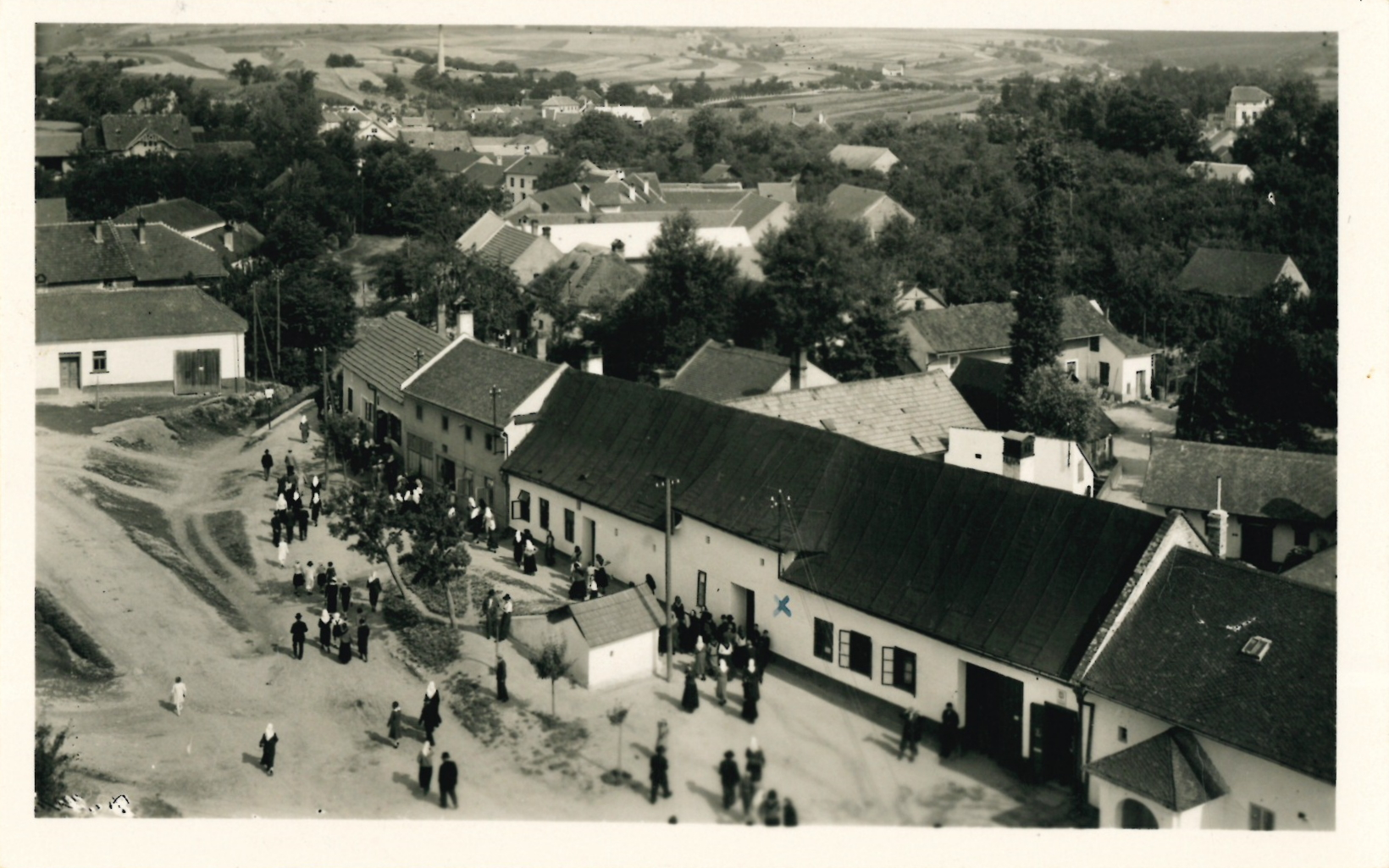
Pohled z kostelní věže na část návsi

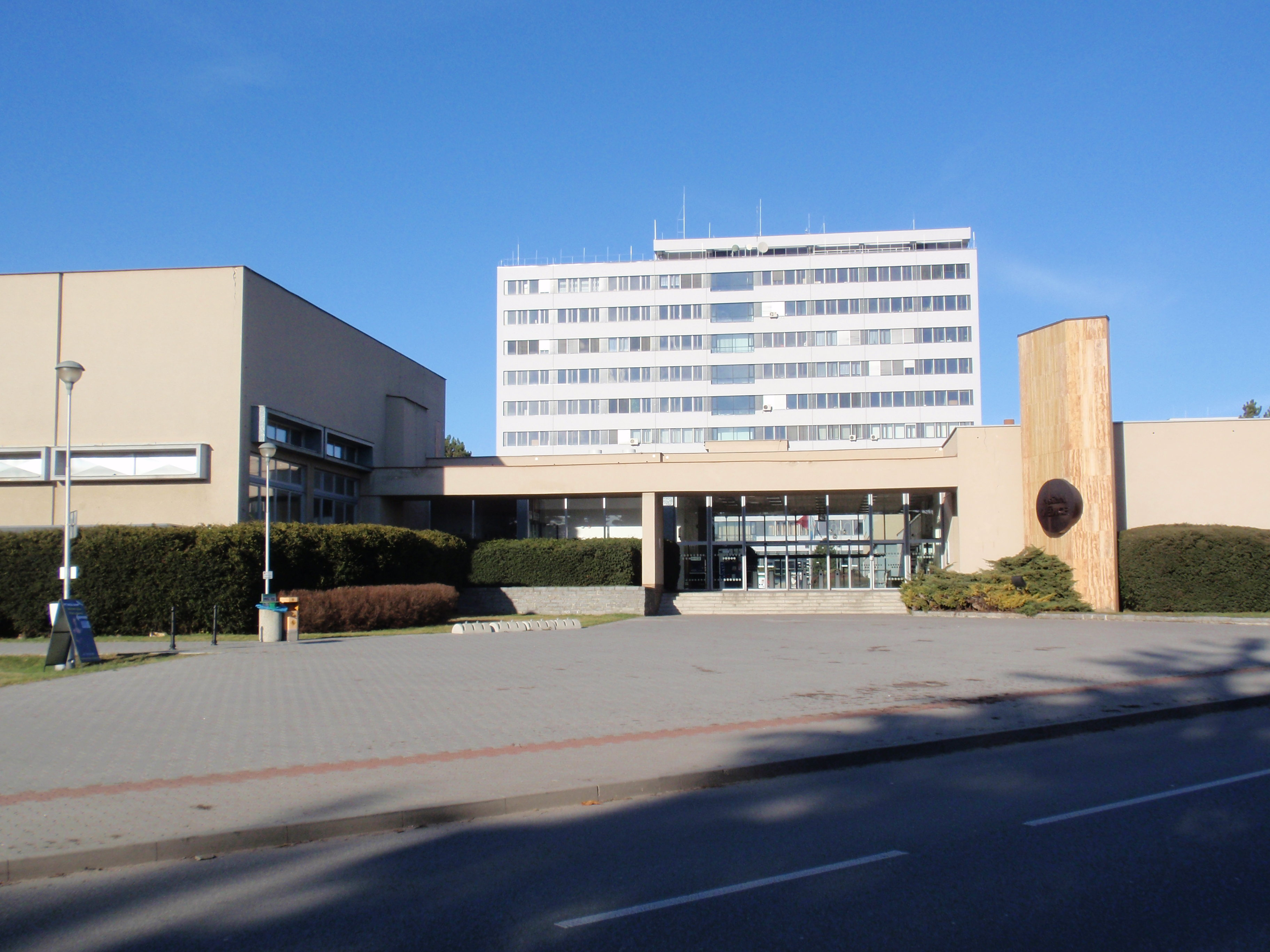
Areál vojenských škol v Dědicích, Kasárna Dědice

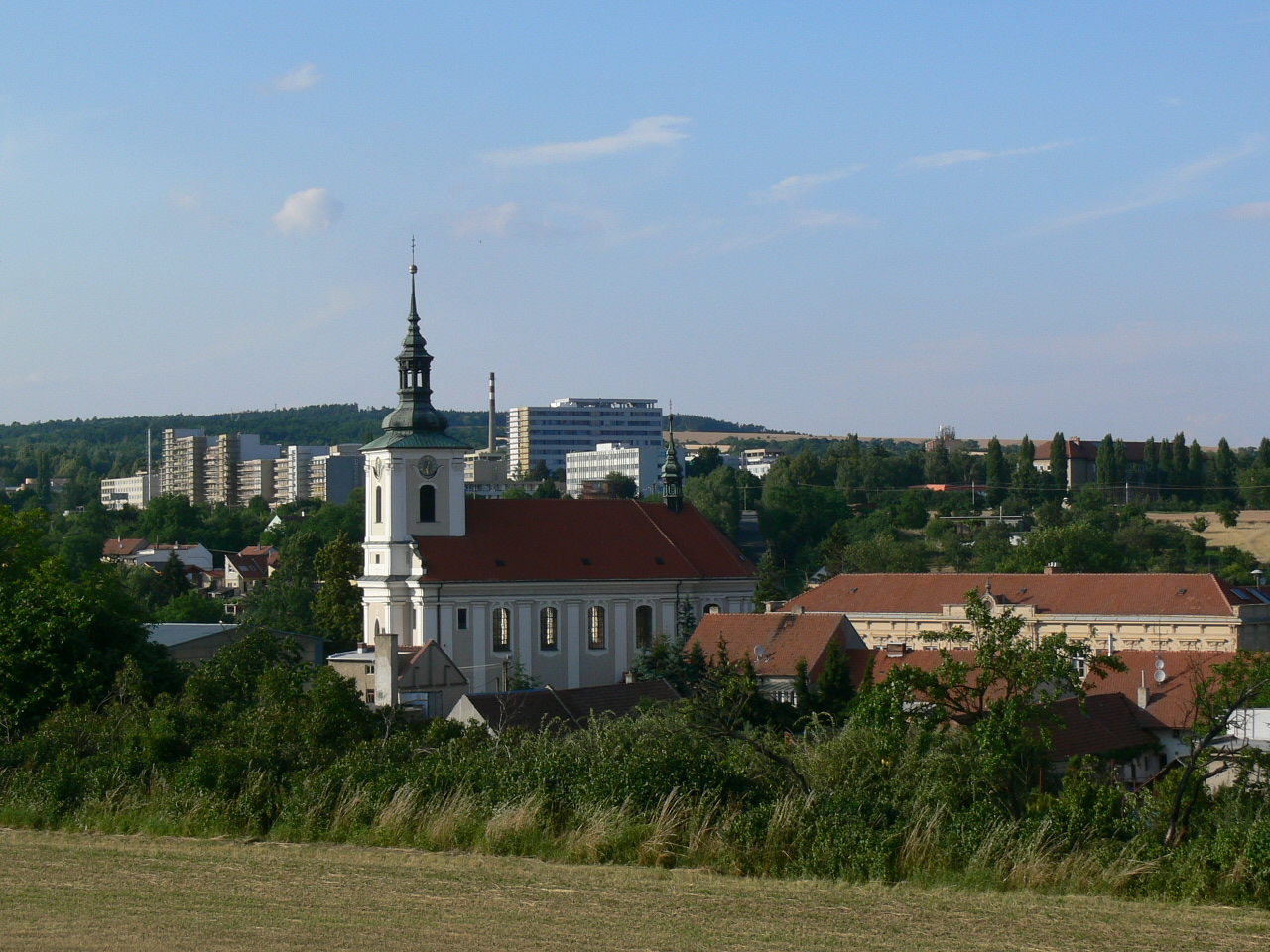
Areál vojenských škol

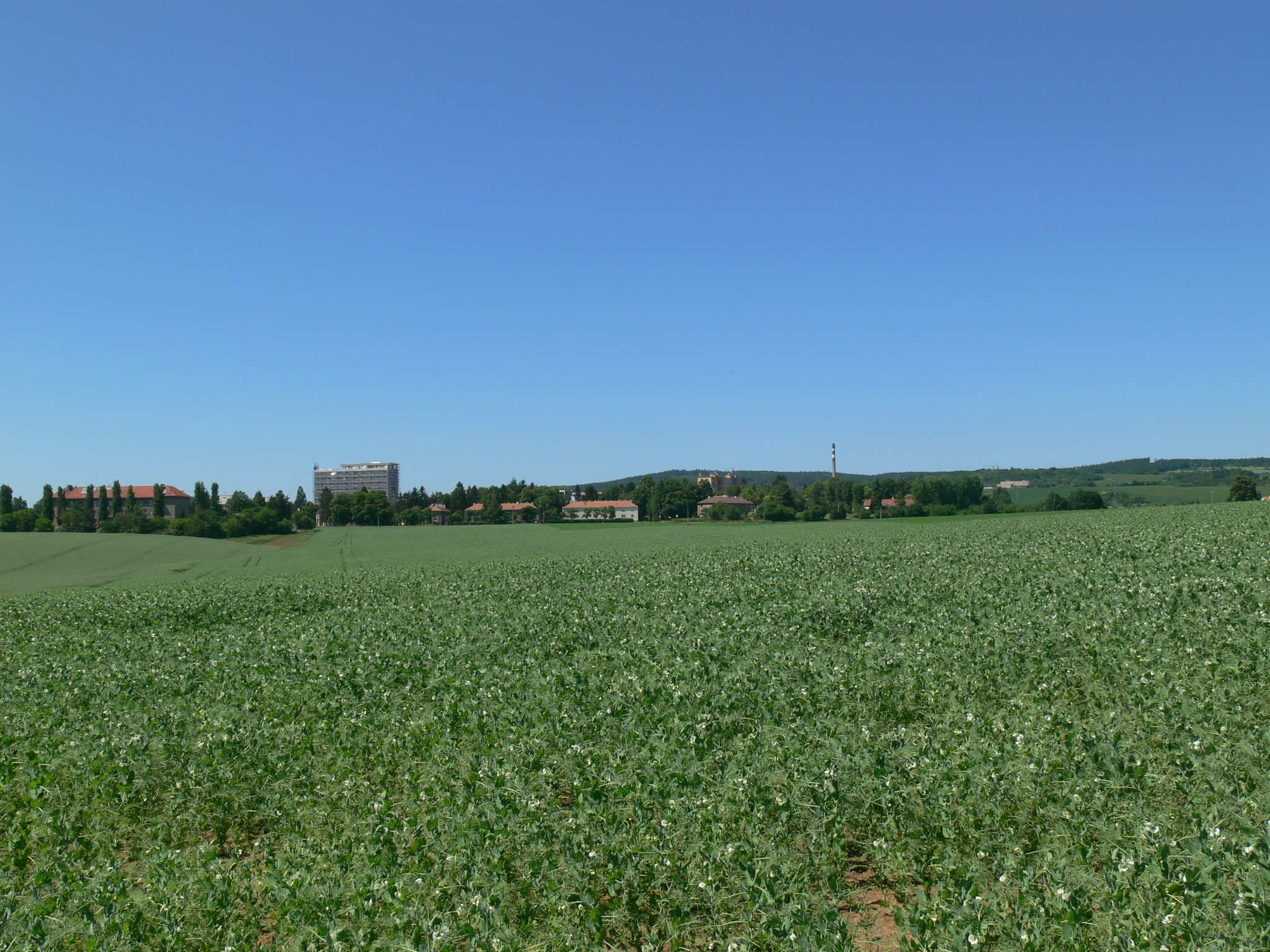
Sídliště Víta Nejedlého

Není známo, kdy bylo starší osídlení přeuspořádáno do útvaru s velkou vřetenovou návsí s kostelem stojícím uprostřed. Jádro Dědic je typově návesní silnicovka, jejíž tvar je na severozápadě ovlivněn potokem. Obytná a hospodářská stavení jsou ulicovitě seřazena. Za uzavřenými dvory se rozprostírají zahrady a pole. Hamiltony vznikly jako raabisační ulicovka. Byly po svém vzniku stavěny po jedné straně cesty. Jádro Pazderny tvoří malá, obdélníková náves, která je otevřená ve směru na západ.
Asi ve 3. čtvrtině 13. století byl na ostrožně proti proudu výše v údolí Velké Hané postaven hrad, podle něhož měl přídomek Milota z Dědic. Hrad se nacházel blízko dálkové trasy vedoucí přes Drahanskou vrchovinu a Vyškovskou bránu na jižní Moravu (na Hodonínsko). Dědický hrad nejpozději začátkem 15. století zanikl, jak dokládá na místě nalezená keramika. Z historických pramenů hrad mizí ve druhé čtvrtině 16. století. Do začátku 3. tisíciletí se dochovaly terénní zbytky a základy na krátké pravobřežní ostrožně do zákrutu Velké Hané.
Hrad byl postaven na nejzazším vhodném výběžku Drahanské vrchoviny, předtím než se údolí řeky Hané rozplývá v rovině. Hrad dispozičně sestával ze dvou částí. Předhradí od stoupajícího a rozšiřujícího se pokračování výběžku oddělovaly dva příkopy. Šířka vnějšího příkopu je mezi 16 a 24 metry. Kvůli políčku vzniknuvšímu na jeho dně a přemístění zeminy je jenom 4 metry hluboký. Za valem mezi těmito dvěma příkopy je příkop, který má 30 metrů na šířku a ve srovnání s valem hloubku až 11 metrů. Další příkop o šířce 20 metrů a hloubce 4,5 metru je mezi předhradím a jádrem hradu. Jádro bylo vybudováno na půdorysu zužujícího se čtyřúhelníku o rozměrech 50 na 51–21 metrů s náznakem parkánu na přístupové západní straně. Prostor byl po 2. sv. válce porušen úpravou na hlediště a letní divadlo. Vypadá to na to, že hrad byl bez věže. V roce 1372 tu byl šternberský purkrabí, což znamená, že po polovině 14. století Šternberkům dědický hrad patřil a pokračovalo se v jeho využívání.

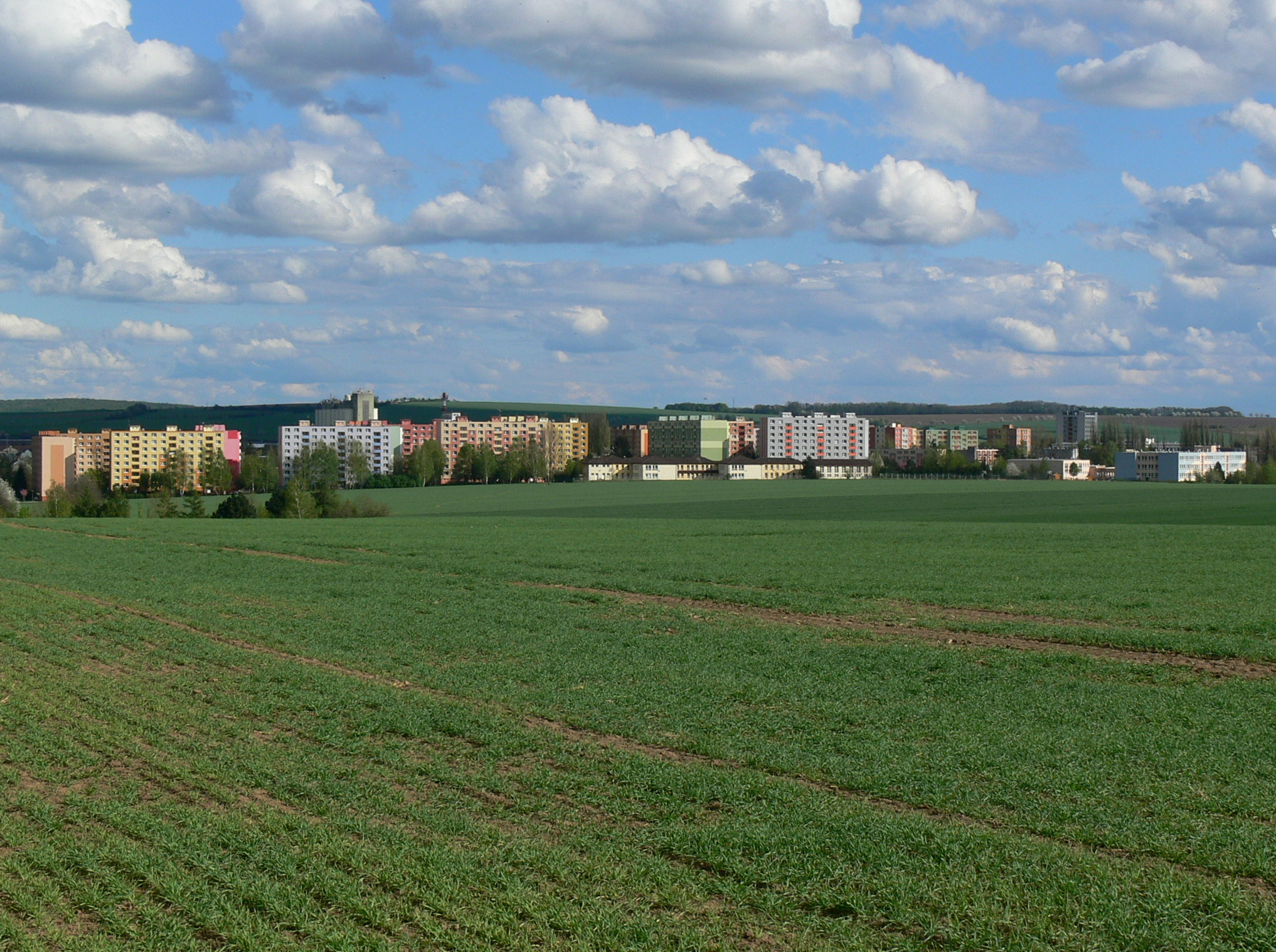
Sídliště Osvobození, sídliště Hraničky

Úlohu dědického hradu převzal již před rokem 1381 nově postavený hrad Stagnov ležící hlouběji v Drahanské vrchovině. Povýšení Dědic, ke kterému došlo někdy v době před rokem 1371, se vysvětluje především jeho úlohou podhradního městečka. Dědice byly ve středověku jasně stavěny jako konkurent blízkého Vyškova.
Původní jádro Dědic se nalézá napravo od řeky Hané. Na levém břehu Hané v Závodí byl pouze vrchnostenský dvůr a naproti mostu přes Hanou několik usedlostí. Třicetiletá válka Dědice značně postihla. V závěru 17. a v 1. polovině 18. století došlo k ustálení vývoje a mírnému rozvoji. Po požáru byl středověký kostel nahrazen novou podstatně větší pozdně barokní stavbou. Městečko mělo v této době spíše vesnický ráz. Po polovině 18. století se tu napočítá na 86 obydlí. Okolo roku 1760 byla mezi Dědicemi a Vyškovem na území Dědic založena malá ves Pazderna a brzy poté následovalo založení vsi uličního typu Hamiltony v údolí pod zbytky dědického hradu. Pazderna a Hamiltony se staly osadami Dědic. V roce 1834 měly Dědice 155 domů a 1365 obyvatel.
Počet domů se ve 2. polovině 19. století postupně spíše zahušťováním stávající zástavby zvyšoval. U kostela byla při náměstí postavena velká budova školy.
Po příchodu vojáků v polovině 30. let 20. století se nad Dědicemi a Hamiltony začal rozrůstat komplex kasáren, který postupně dosáhl značné velikosti. Výstavba sídliště vedle kasáren začala v 50. letech. Výškové stavby byly postaveny na přelomu 70. a 80. let 20. století, kdy se zdejší vojenské učiliště, které se původně podobalo jiným, rozrostlo v největší vojenskou školu státu. Nejprve byl celek zřízený na území východní části Drahanské vrchoviny, který zahrnuje střelnice a cvičiště pro tankové jednotky, pěchotu a dělostřelectvo a další druhy vojsk umístěné na střední Moravě označován jako vojenský výcvikový tábor Dědice a později jako Březina. Vojenský újezd byl utvořen na území původně patřícím ke katastrálním územím obcí z někdejších politických okresů Prostějov, Boskovice a Vyškov. Části katastrálních území těchto obcí byly při vytvoření újezdu nově sloučeny do šesti katastrálních území (Doubrava u Březiny, Kotáry, Osina, Pulkava, Stříbrná u Březiny, Žbánov). Na začátku 3. tisíciletí je „Kozina“ střediskem výcviku Armády České republiky. Je tu také britské výcvikové středisko (Britský vojenský poradní a výcvikový tým (BMATT ČR).
V roce 1960 byla na k. ú. Dědice nově vytvořena osada obce Vyškov pojmenovaná Sídliště Víta Nejedlého. Tato osada byla k 1. lednu 1980 sloučena s osadou Dědice. Na nárůstu počtu obyvatel ve 2. polovině 20. století se vedle vzniku „vojenského“ sídliště na Kozině podílela nová výstavba ve směru k Vyškovu, jakou představuje sídliště Hraničky, ulice Juranova, Pionýrská, Antonína Zápotockého. Velký nárůst byl způsoben postavením nového sídliště Osvobození. Další nová zástavba se vytvořila v oblasti po levé straně řeky Hané kolem ulice A. B. Svojsíka.

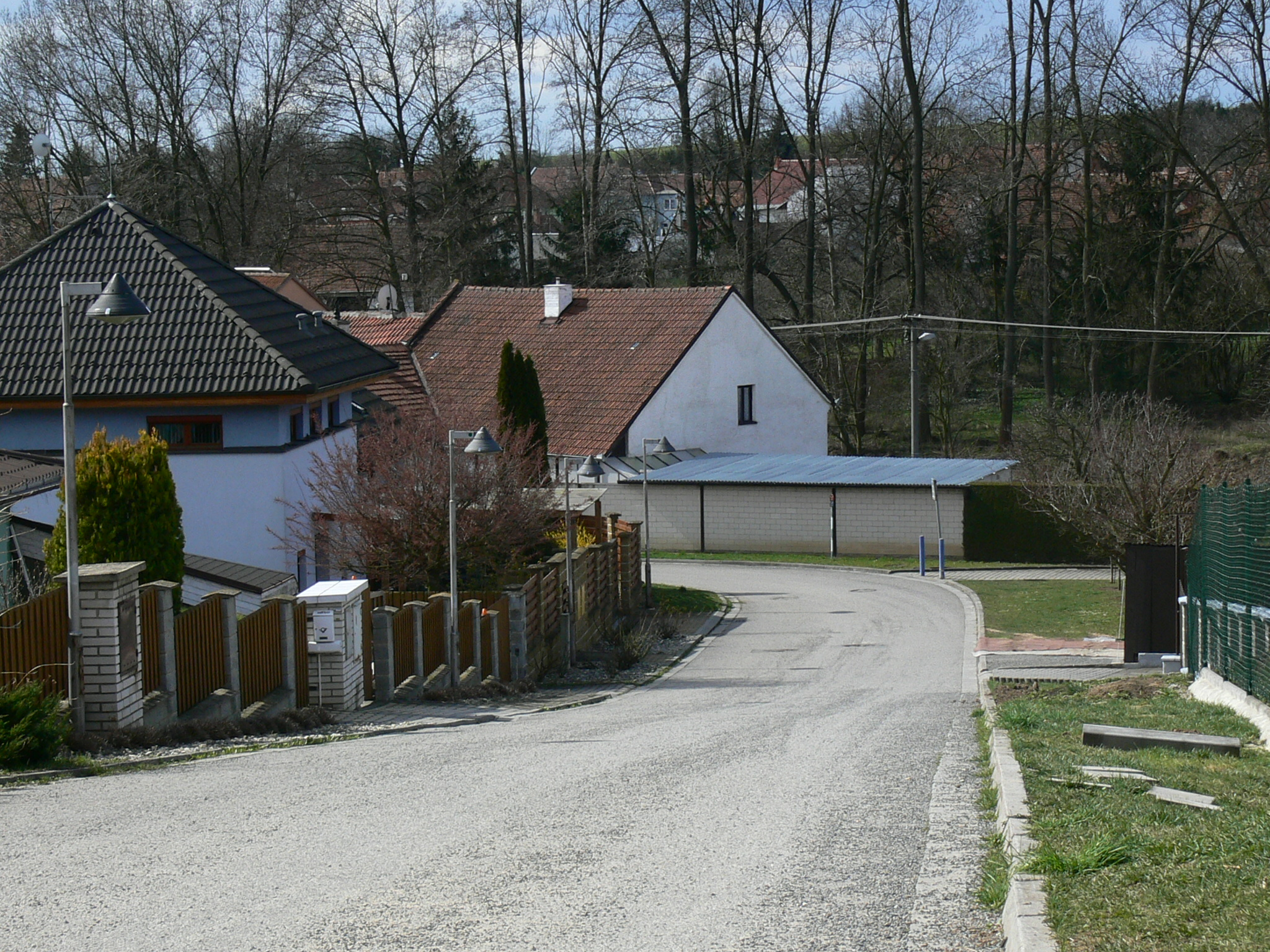
Ulice A. B. Svojsíka
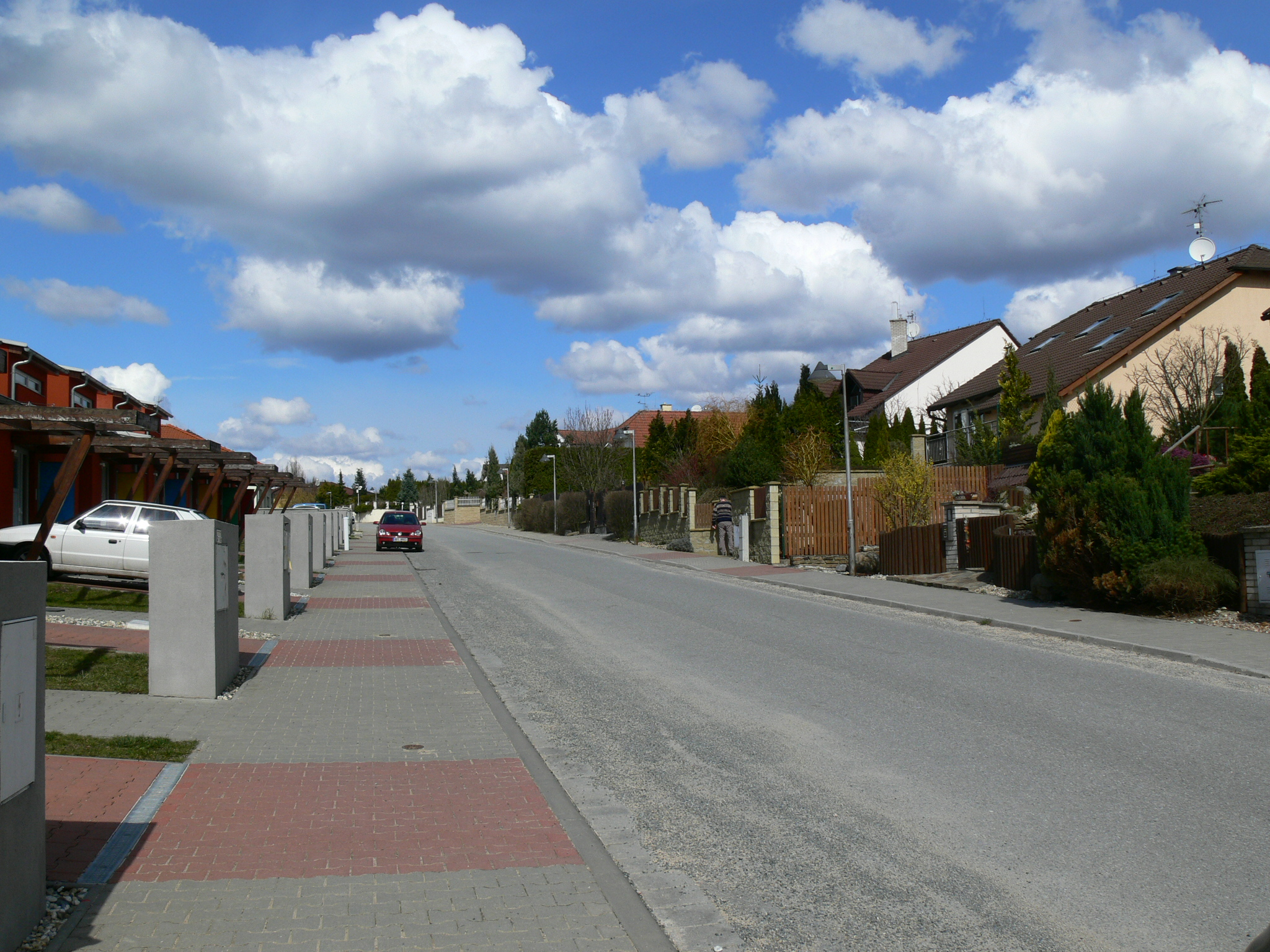
Ulice A. B. Svojsíka
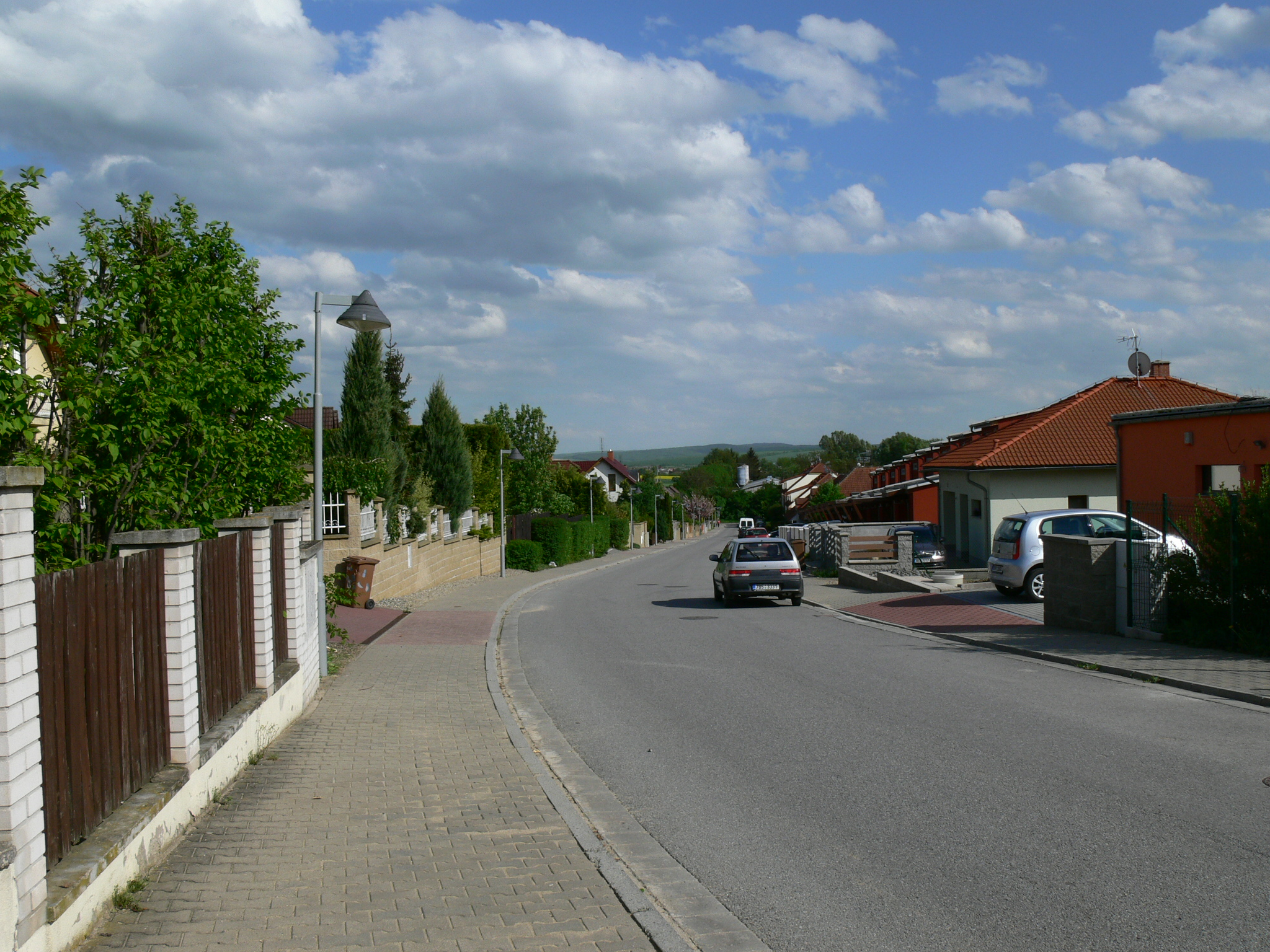
Ulice A. B. Svojsíka
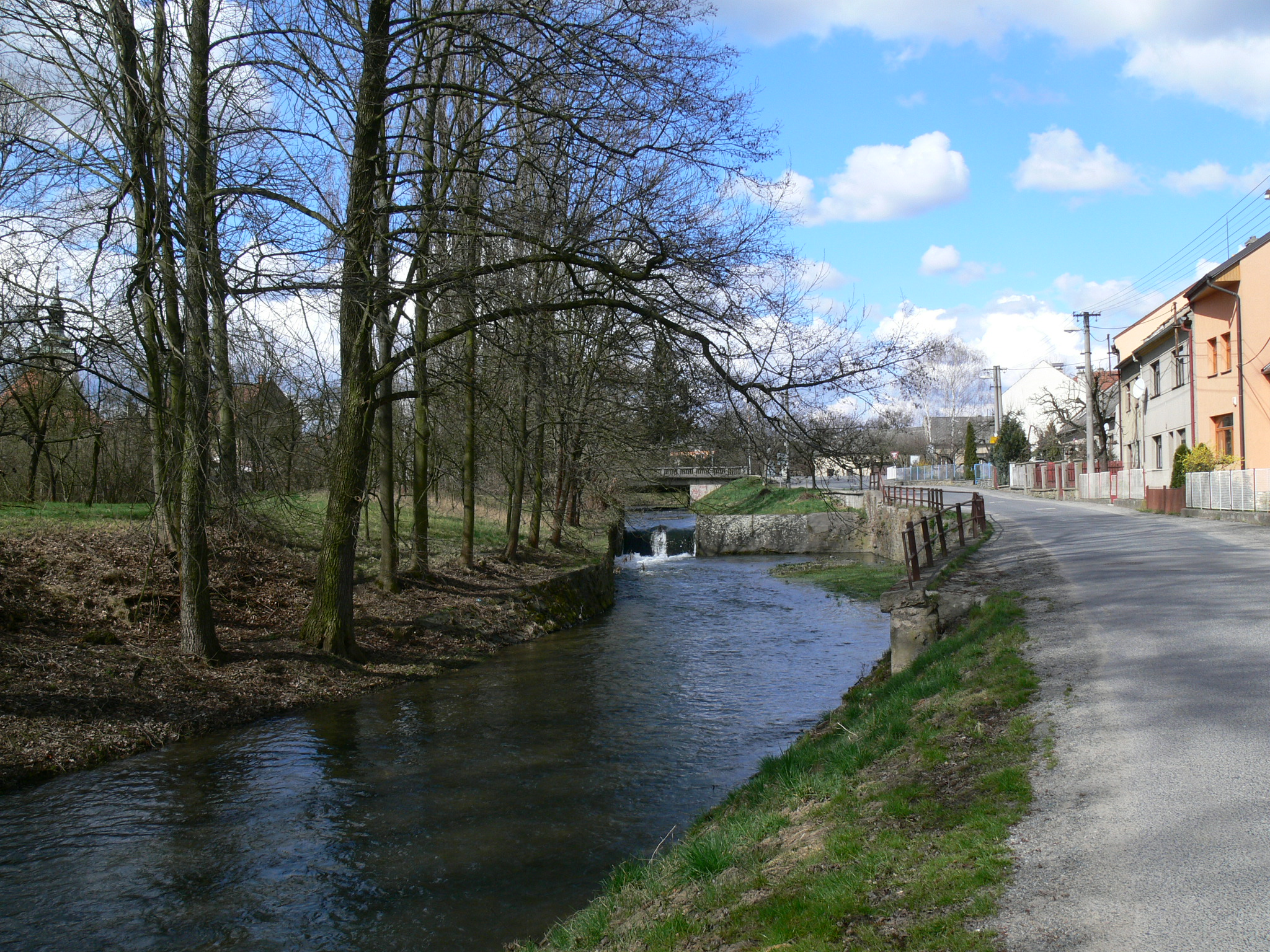
Ulice Závodí
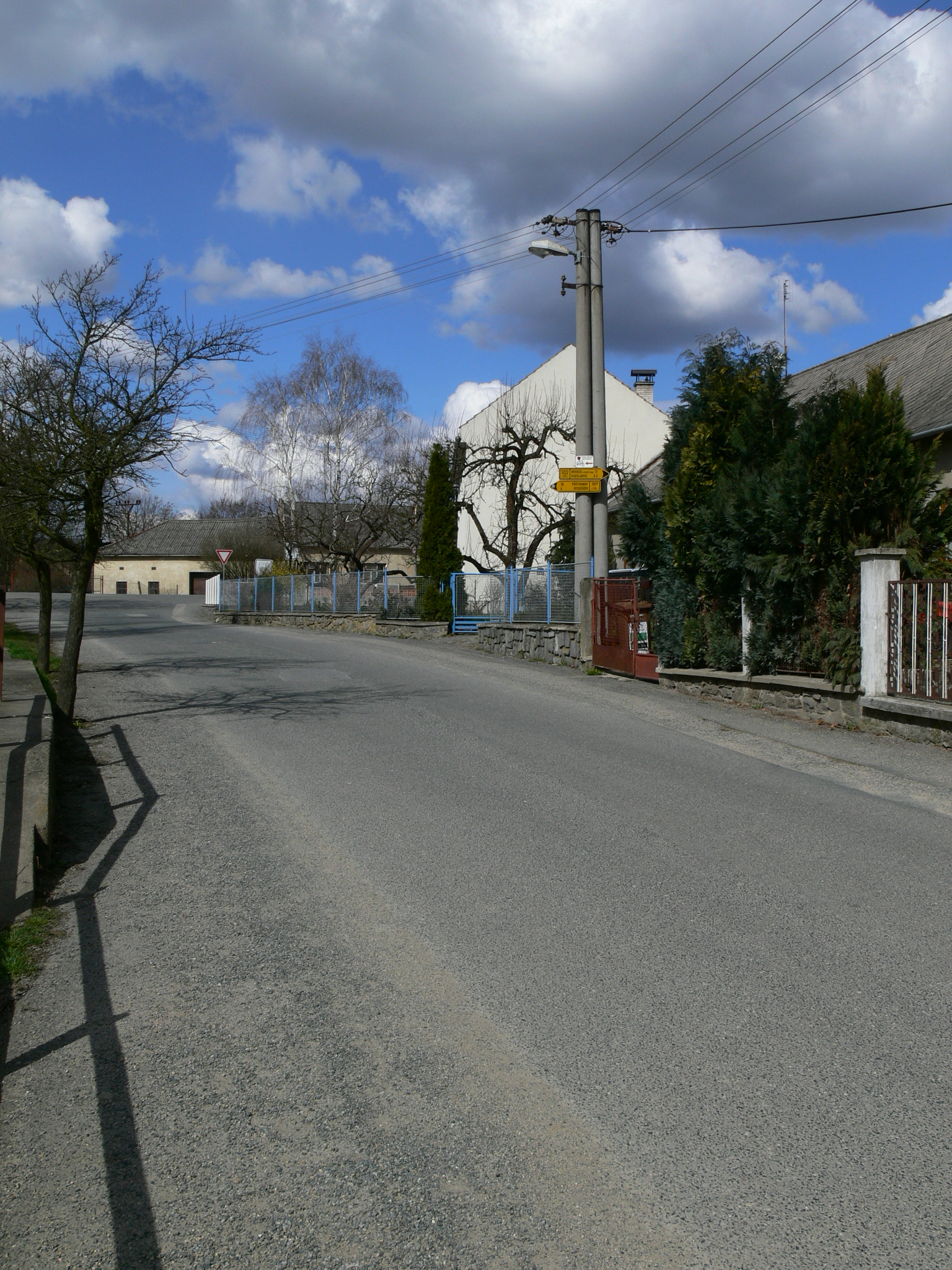
Ulice Závodí
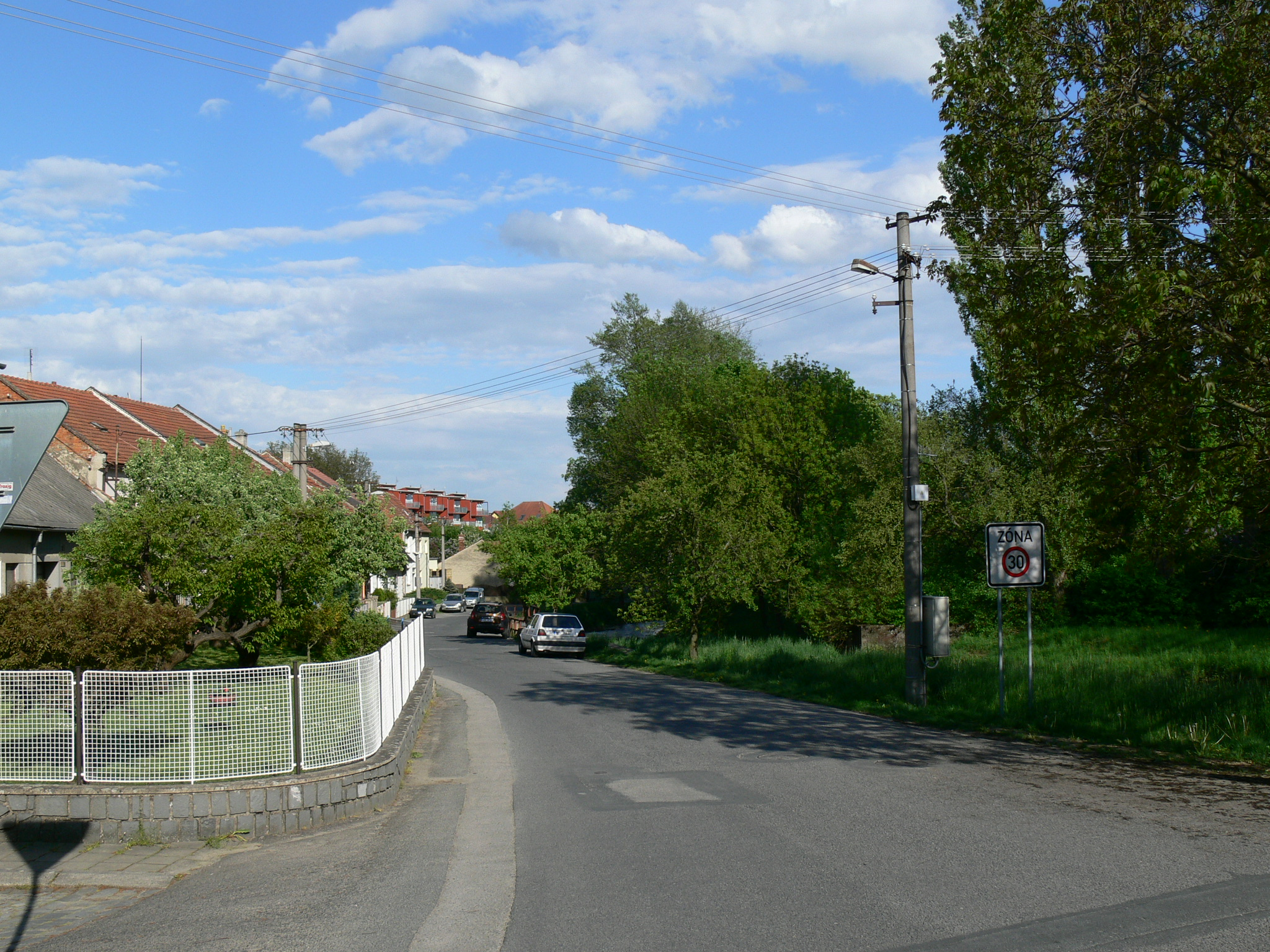
Ulice Závodí
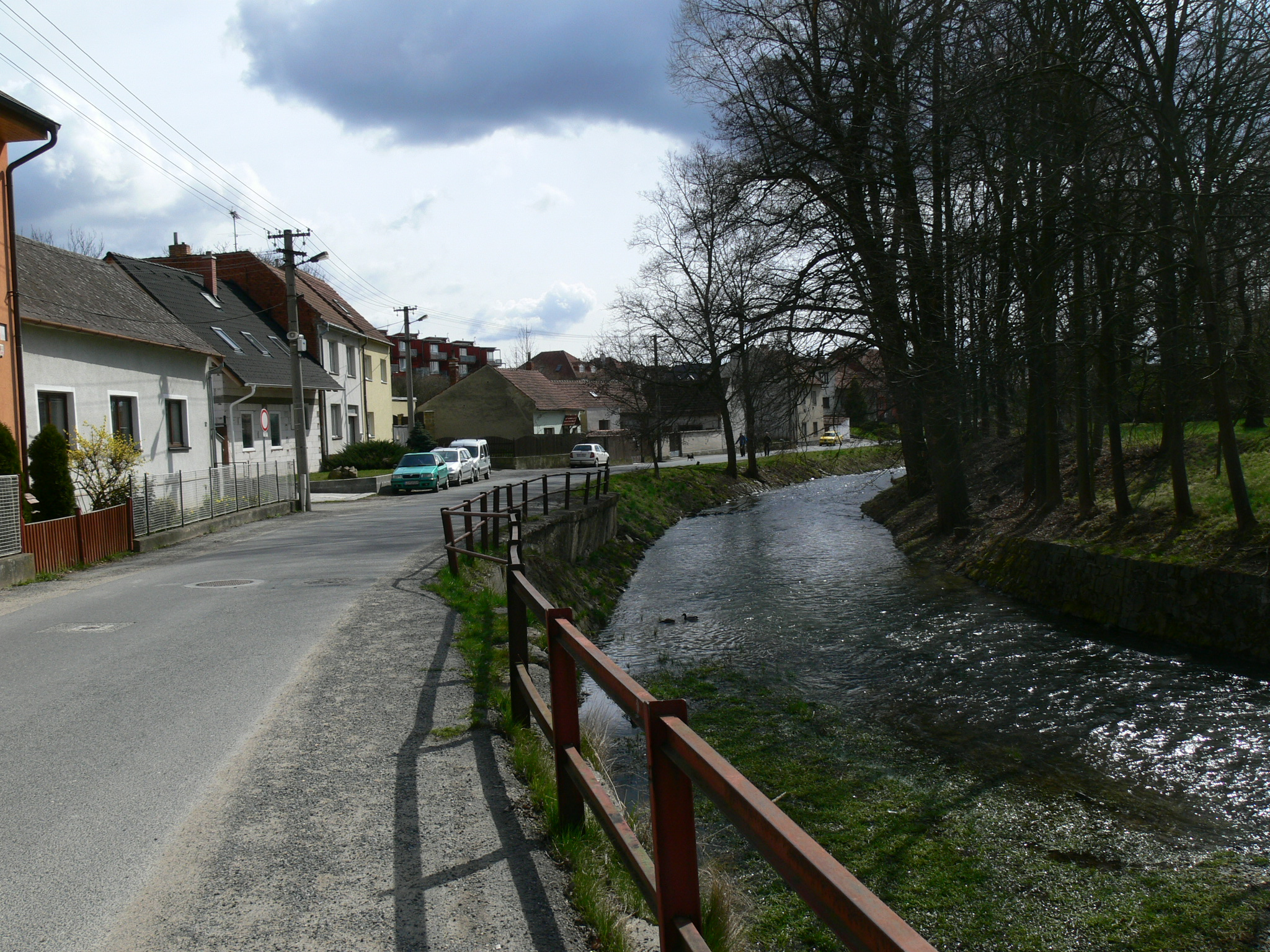
Ulice Závodí
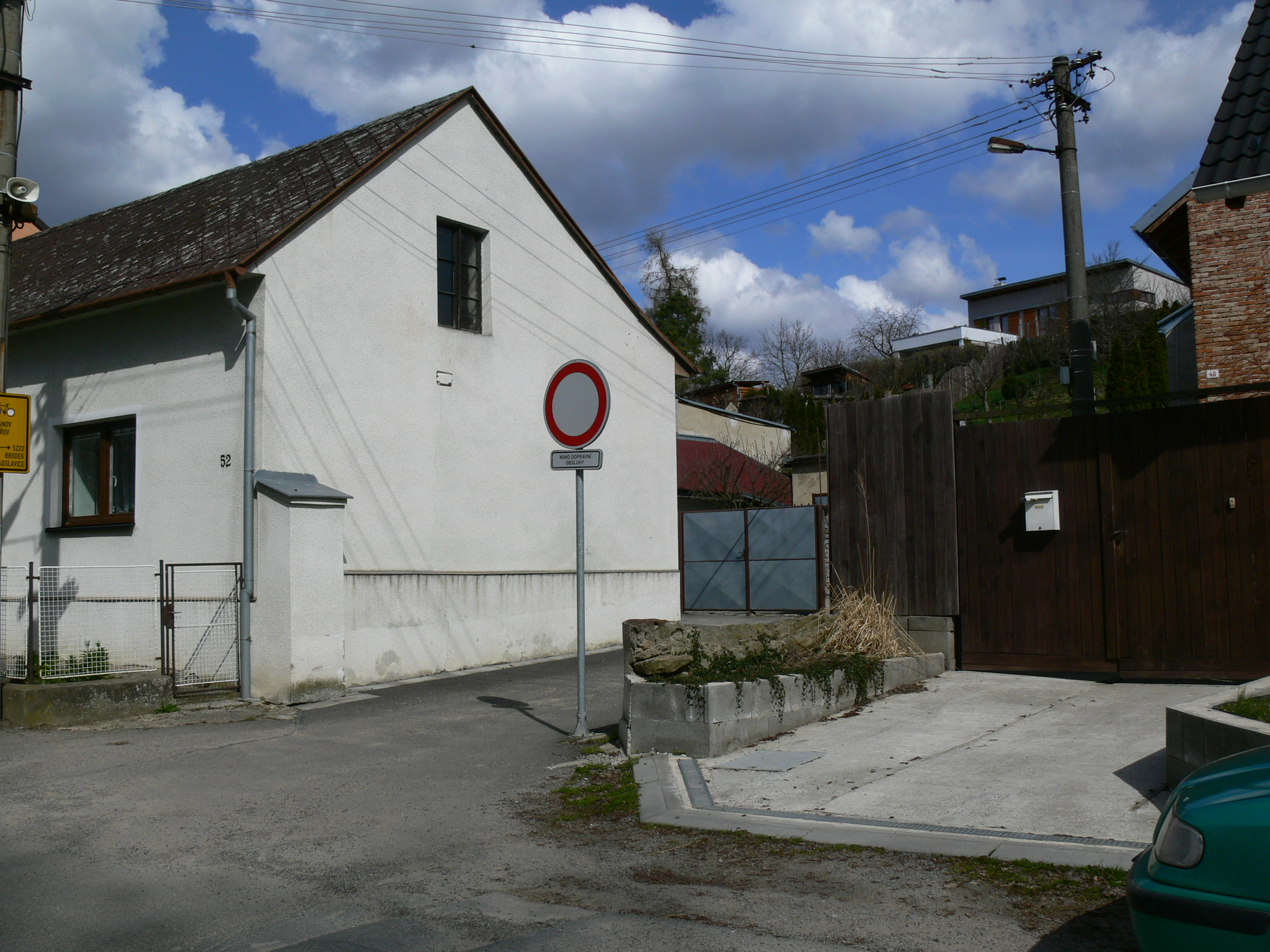
Ulice Závodí, Hraběcí
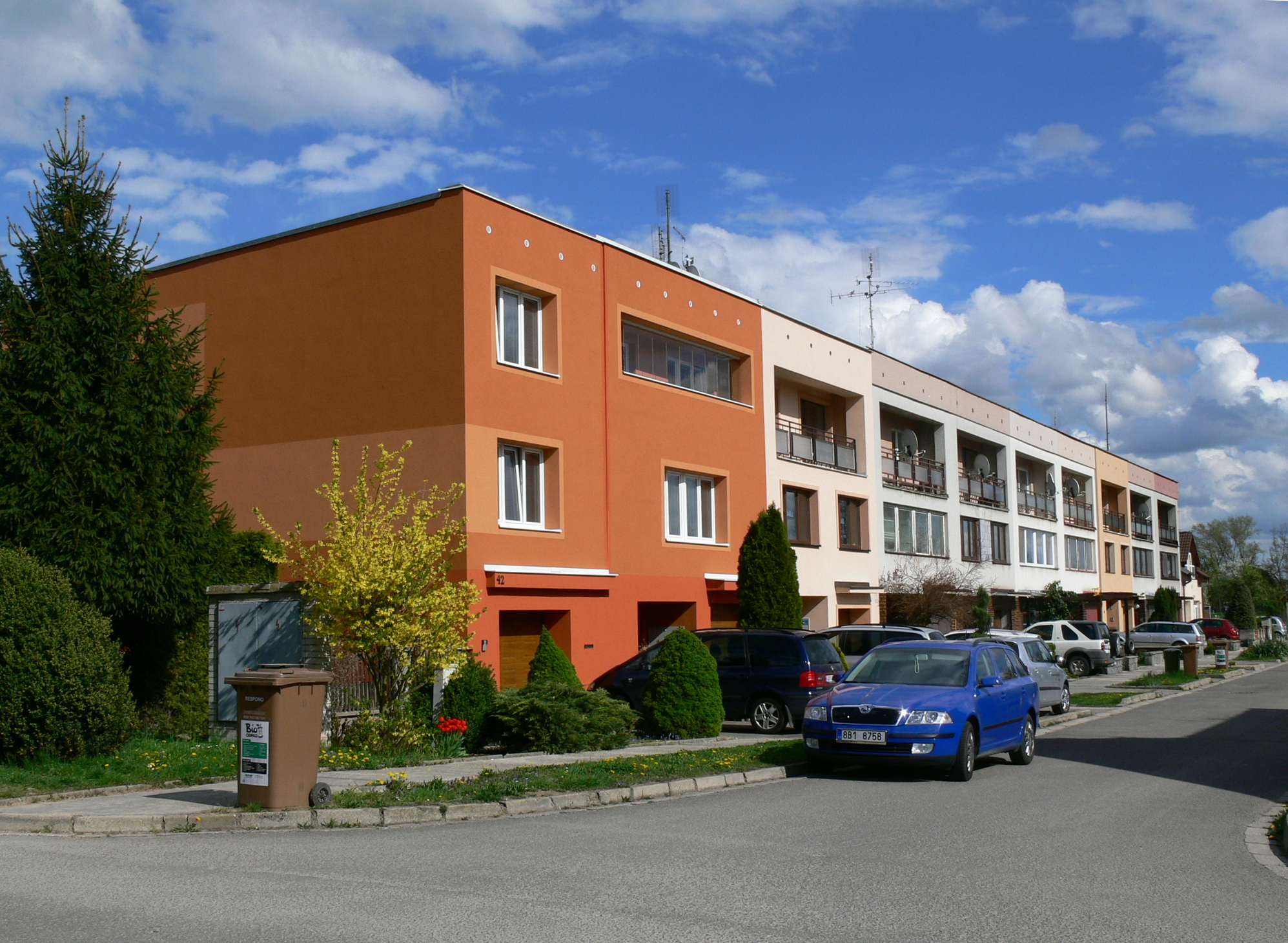
Ulice Revoluční
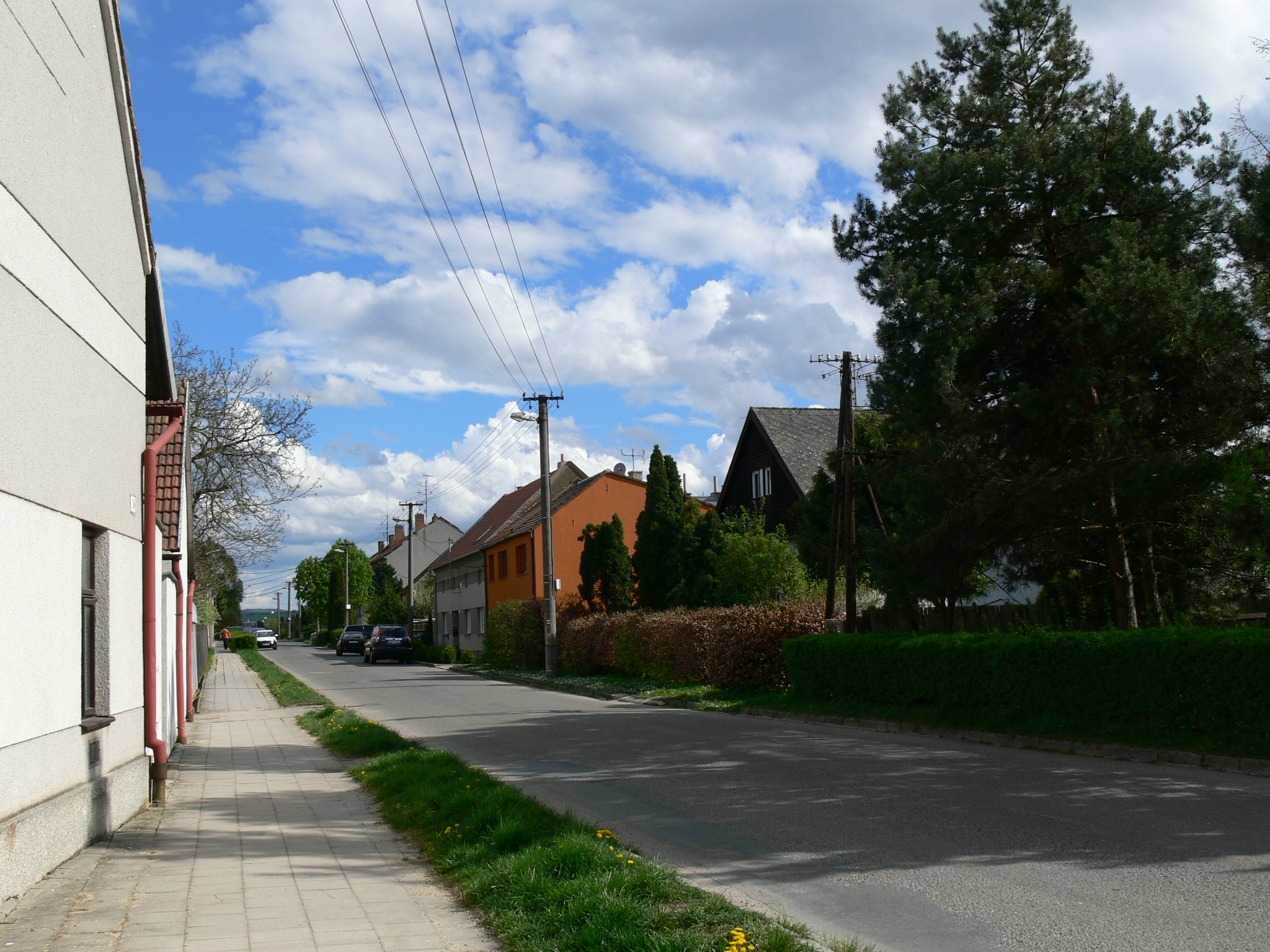
Ulice Jízdárenská
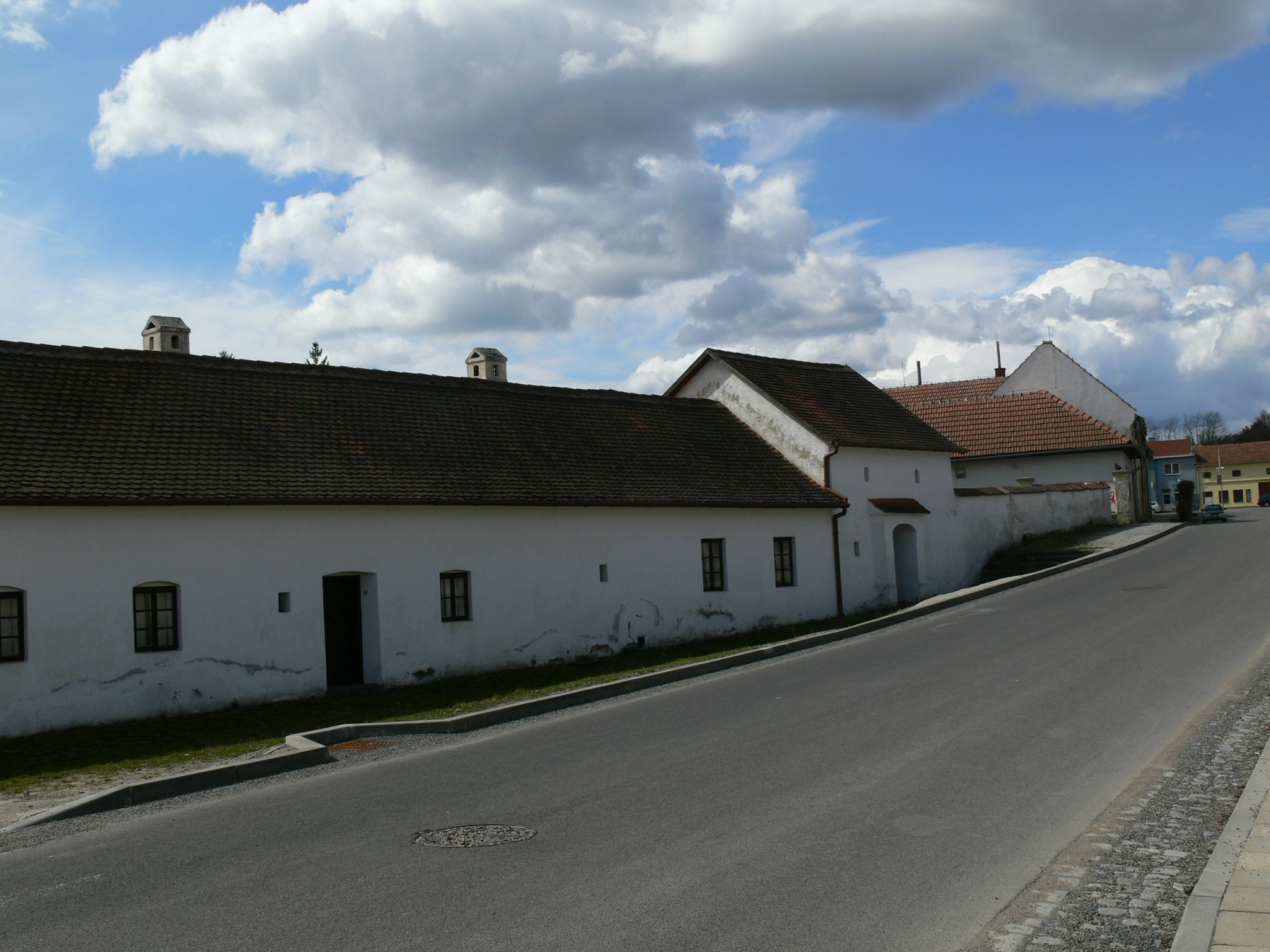
Ulice Revoluční
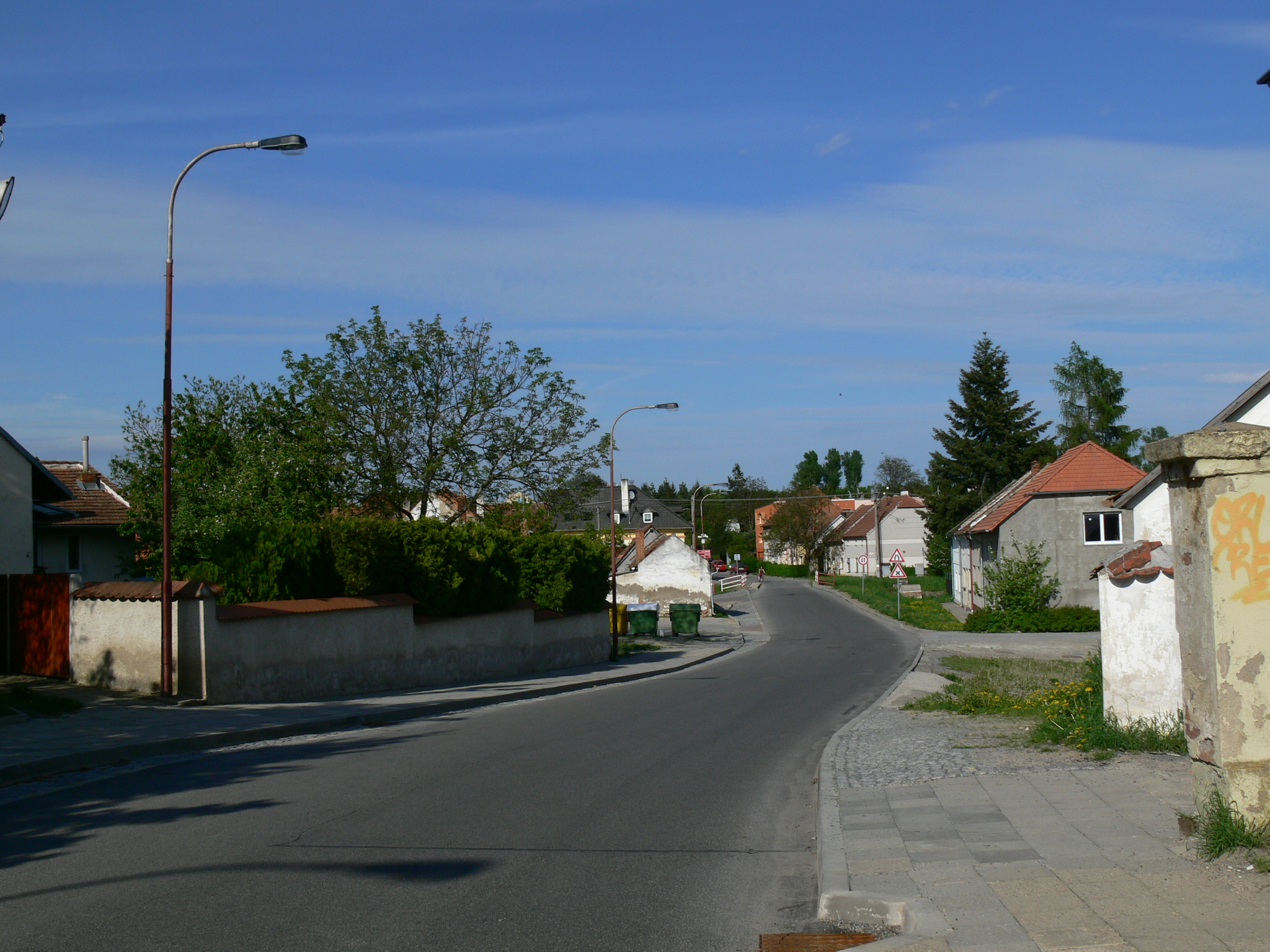
Ulice Revoluční
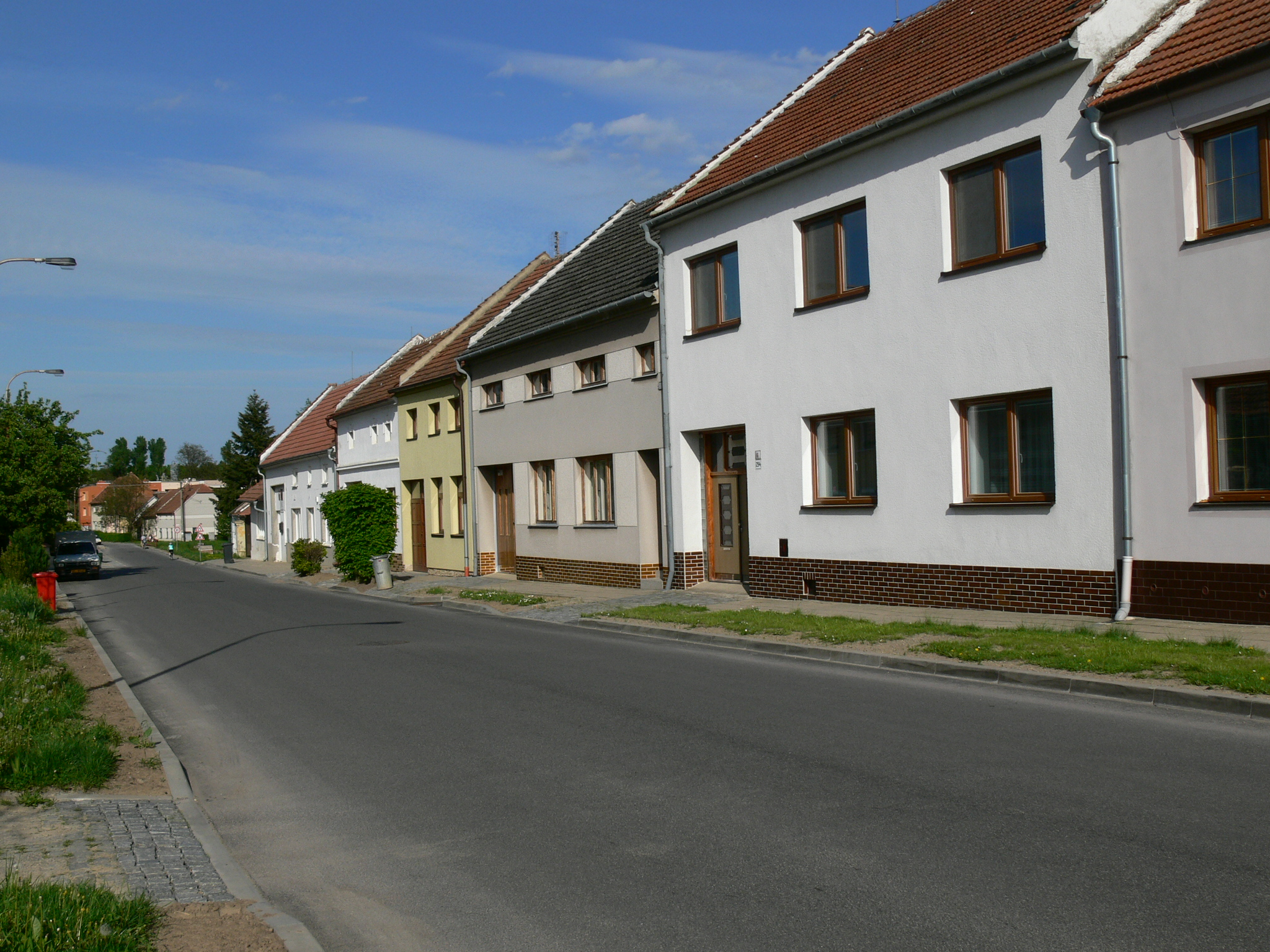
Ulice Revoluční
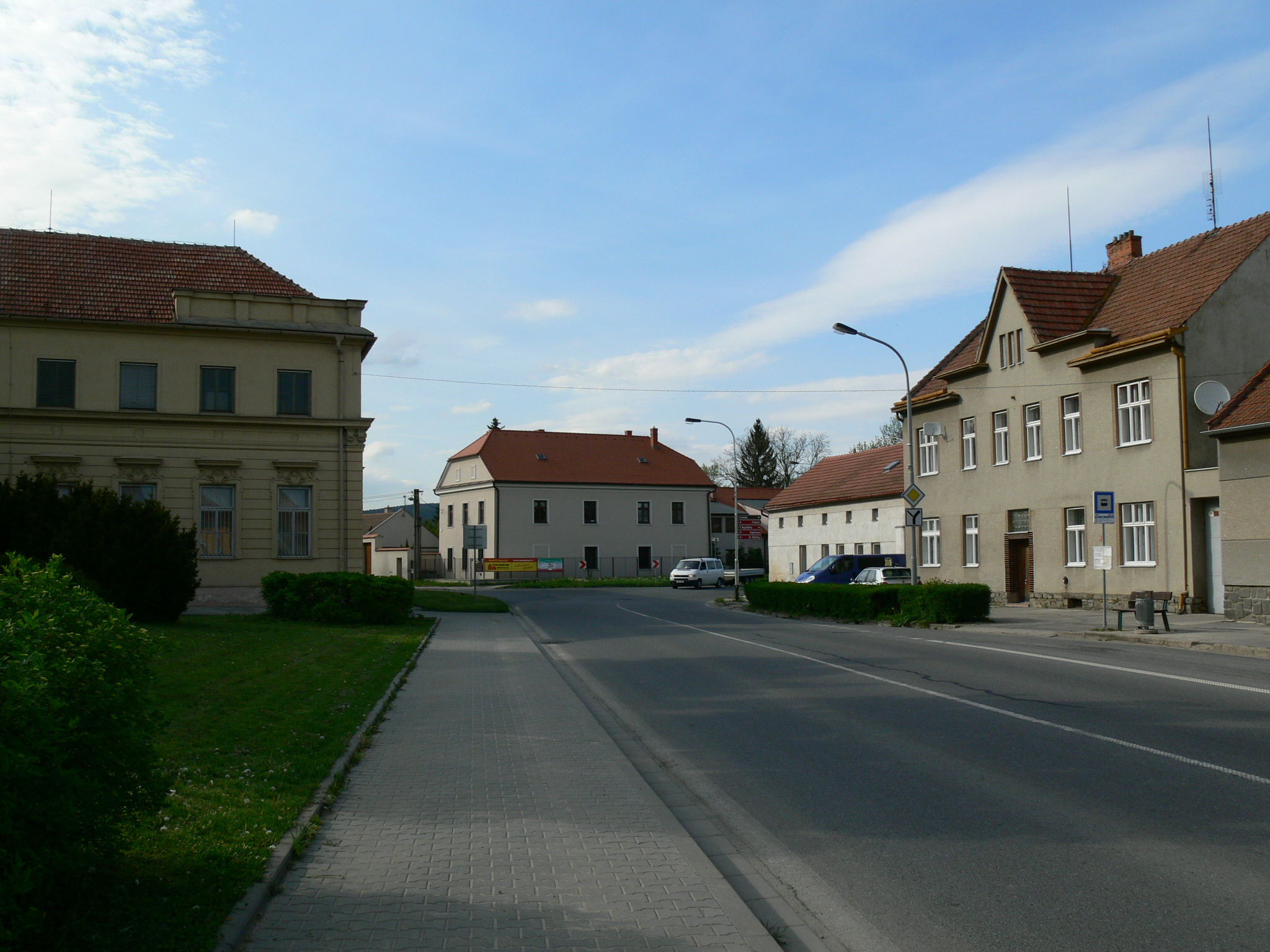
Náměstí Svobody
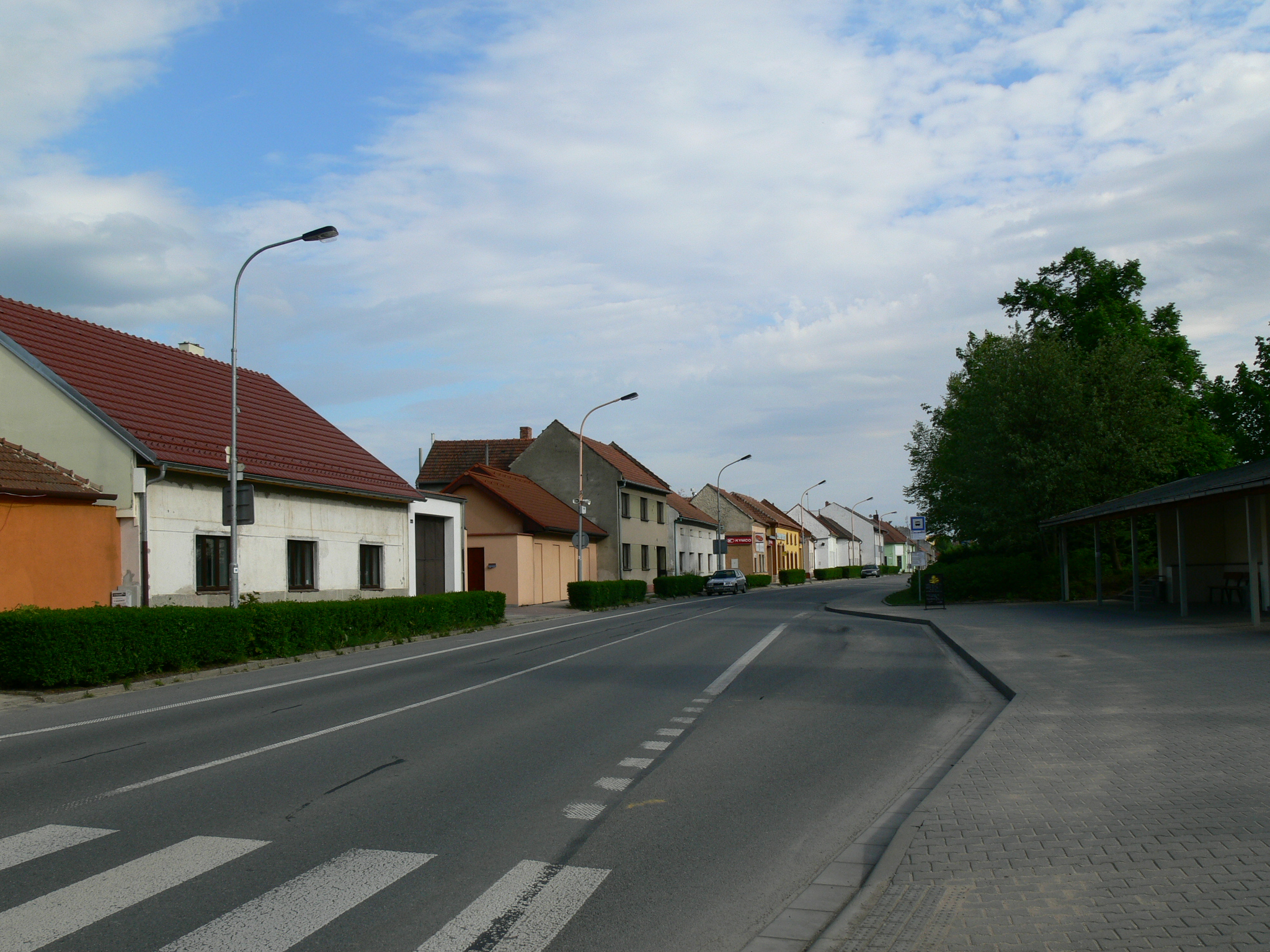
Náměstí Svobody
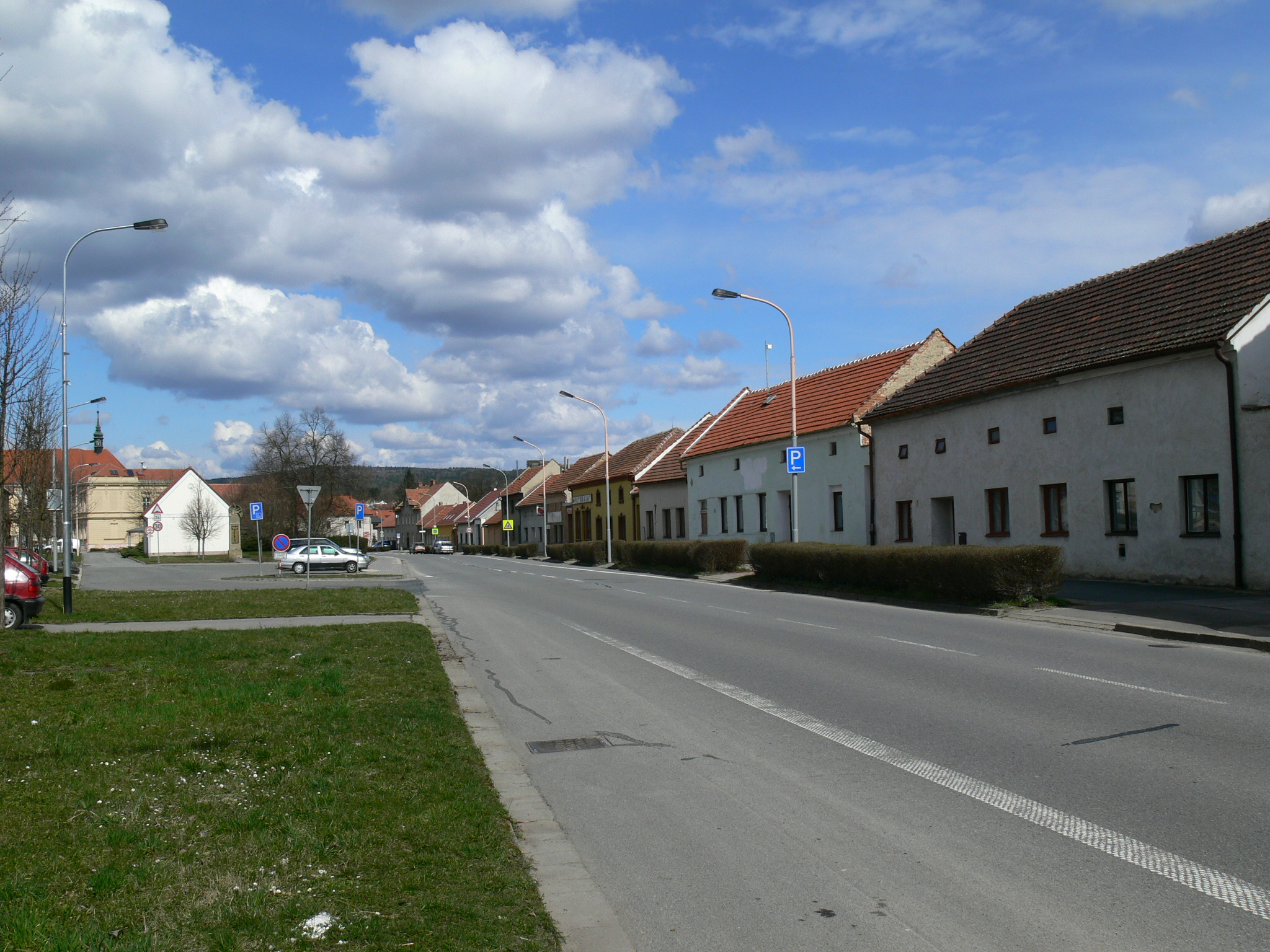
Ulice Dědická, náměstí Svobody
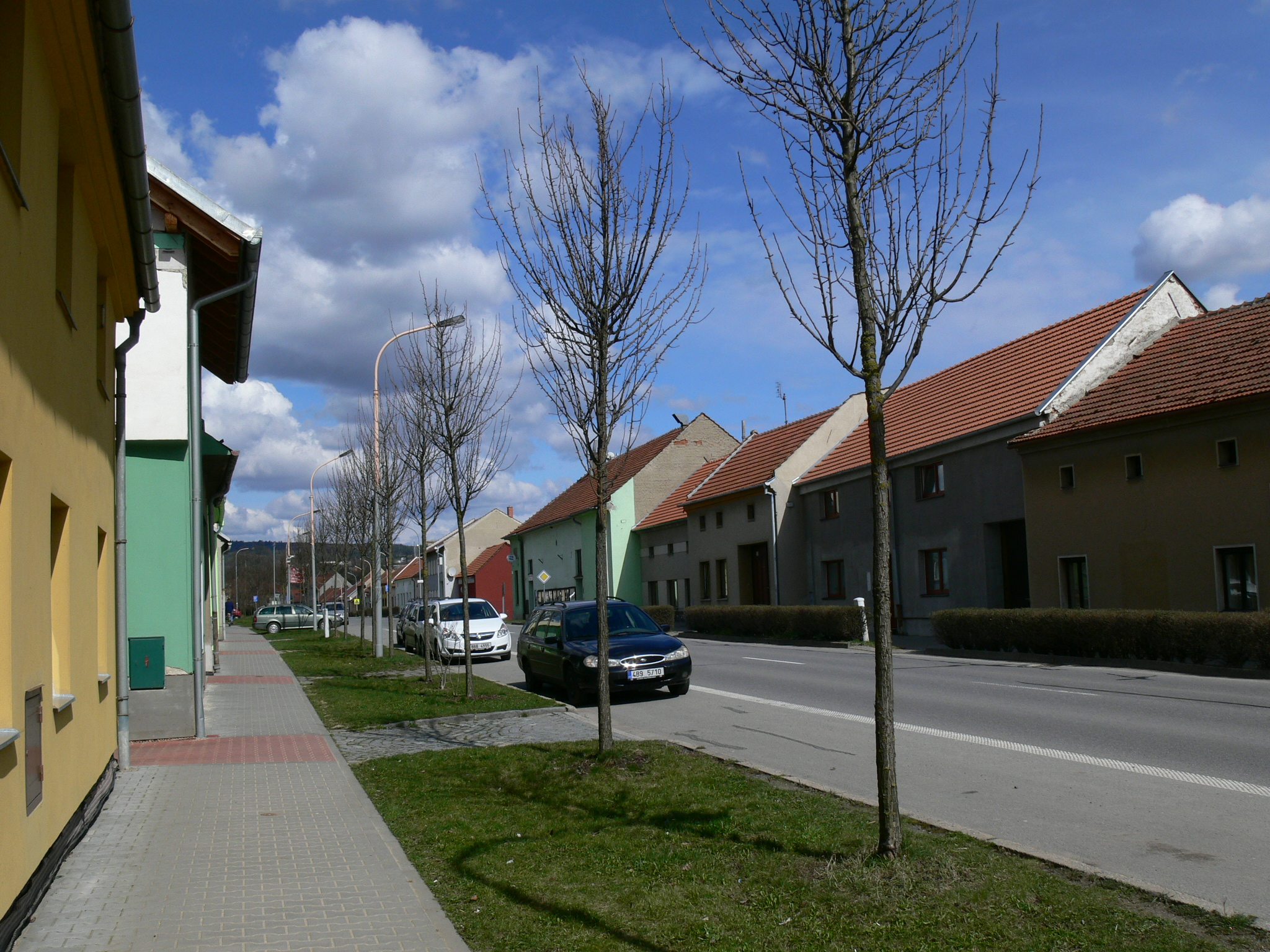
Ulice Dědická
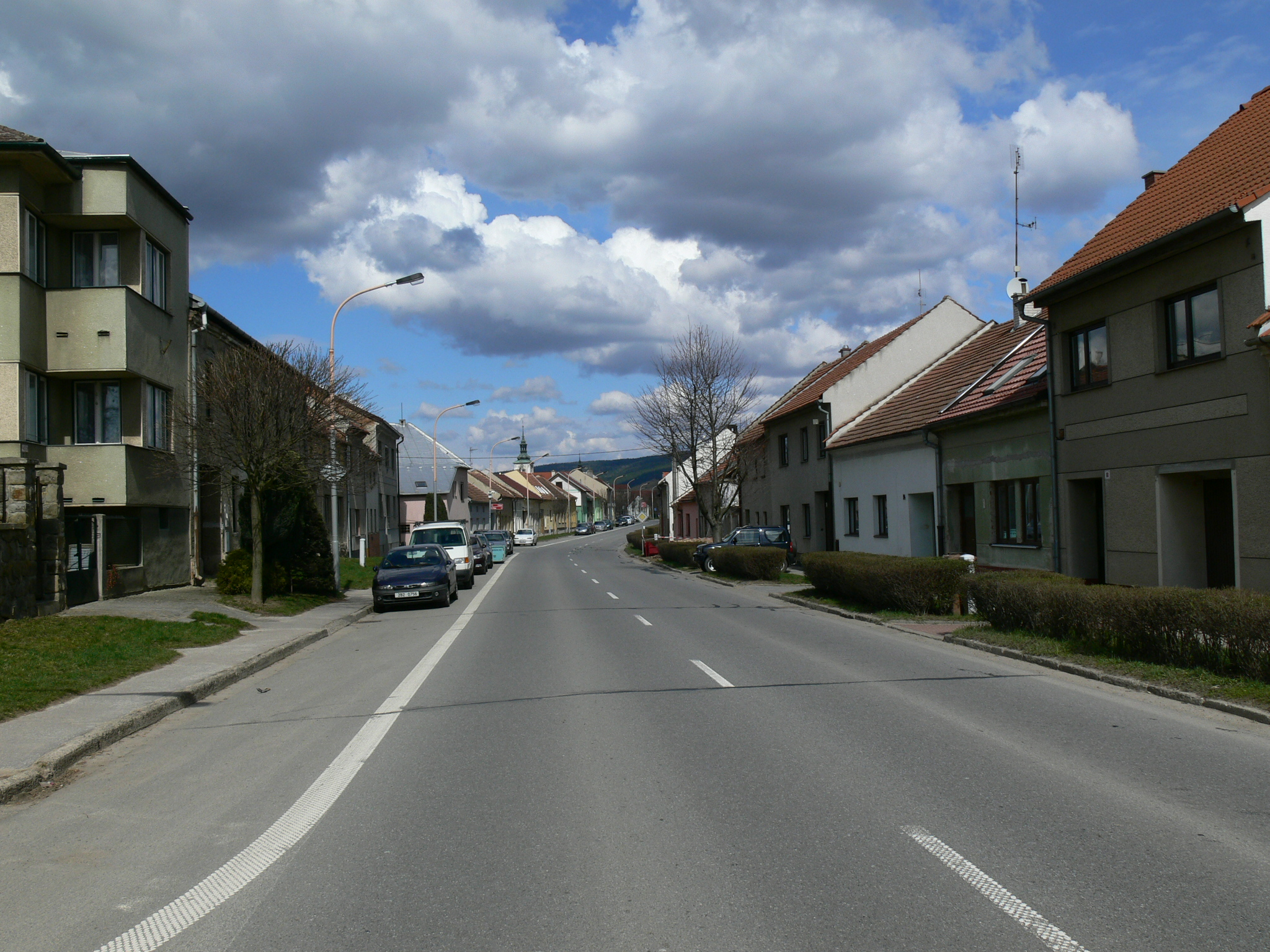
Ulice Dědická
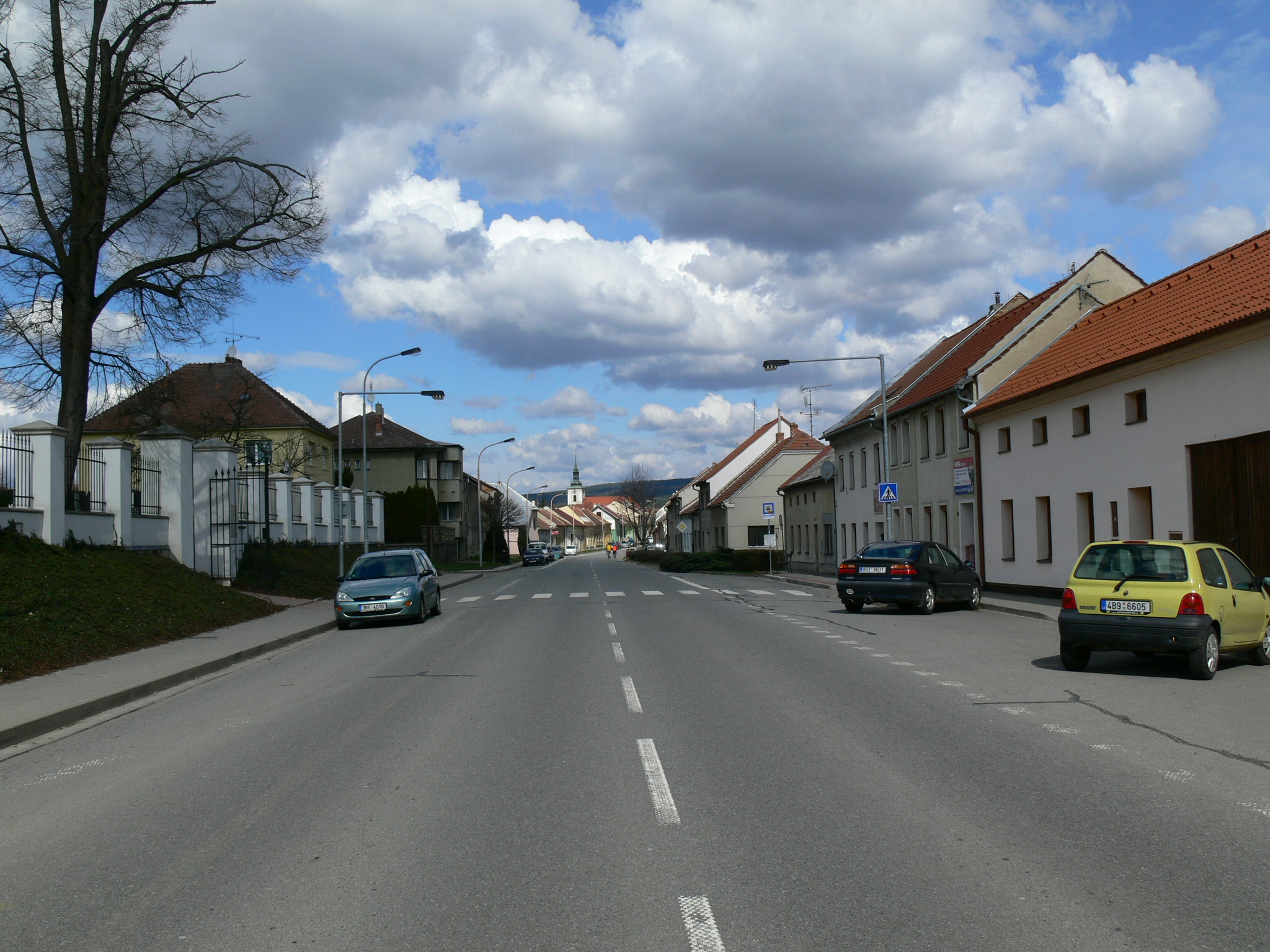
Ulice Dědická
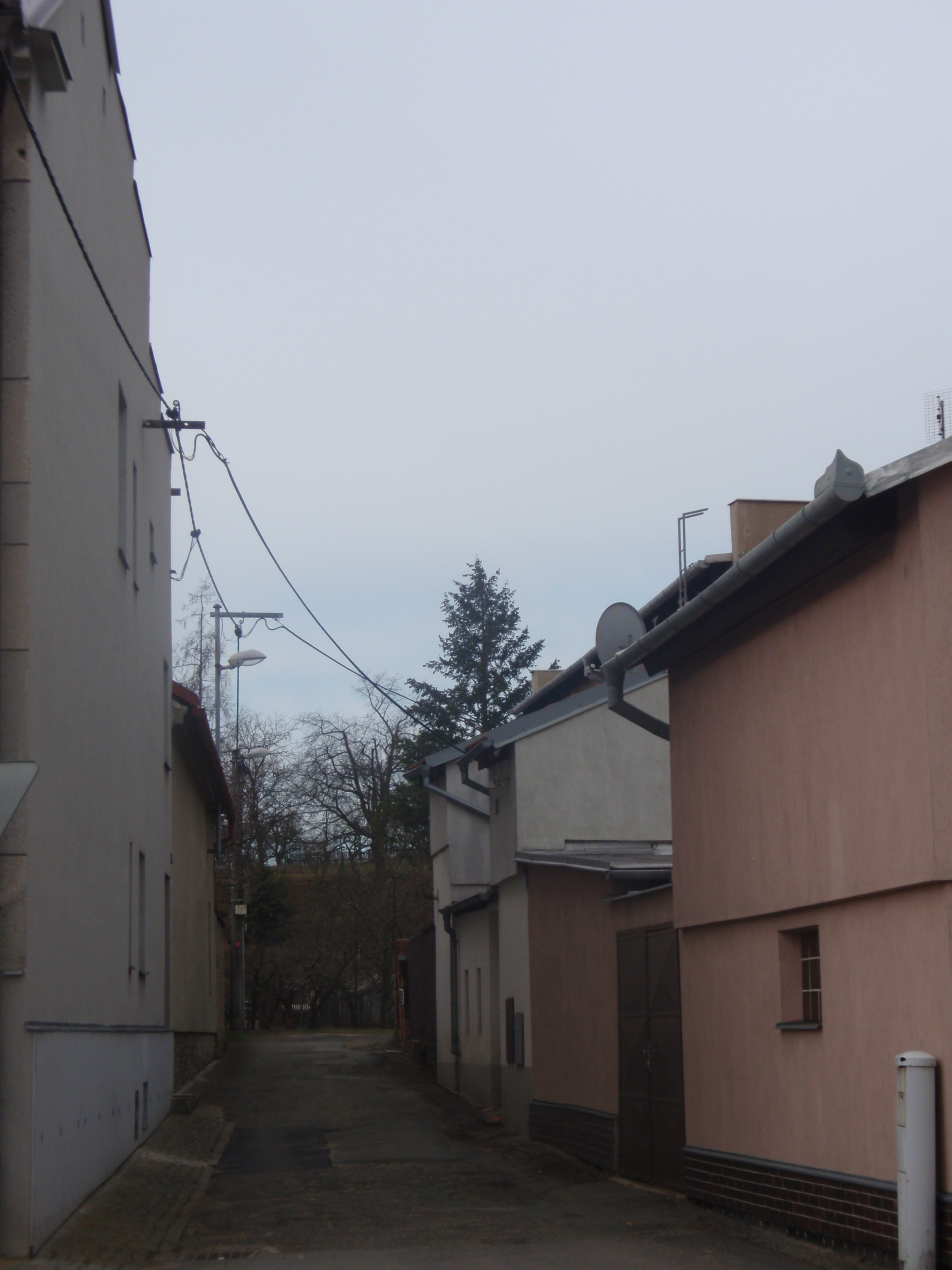
Ulice v Hliníku
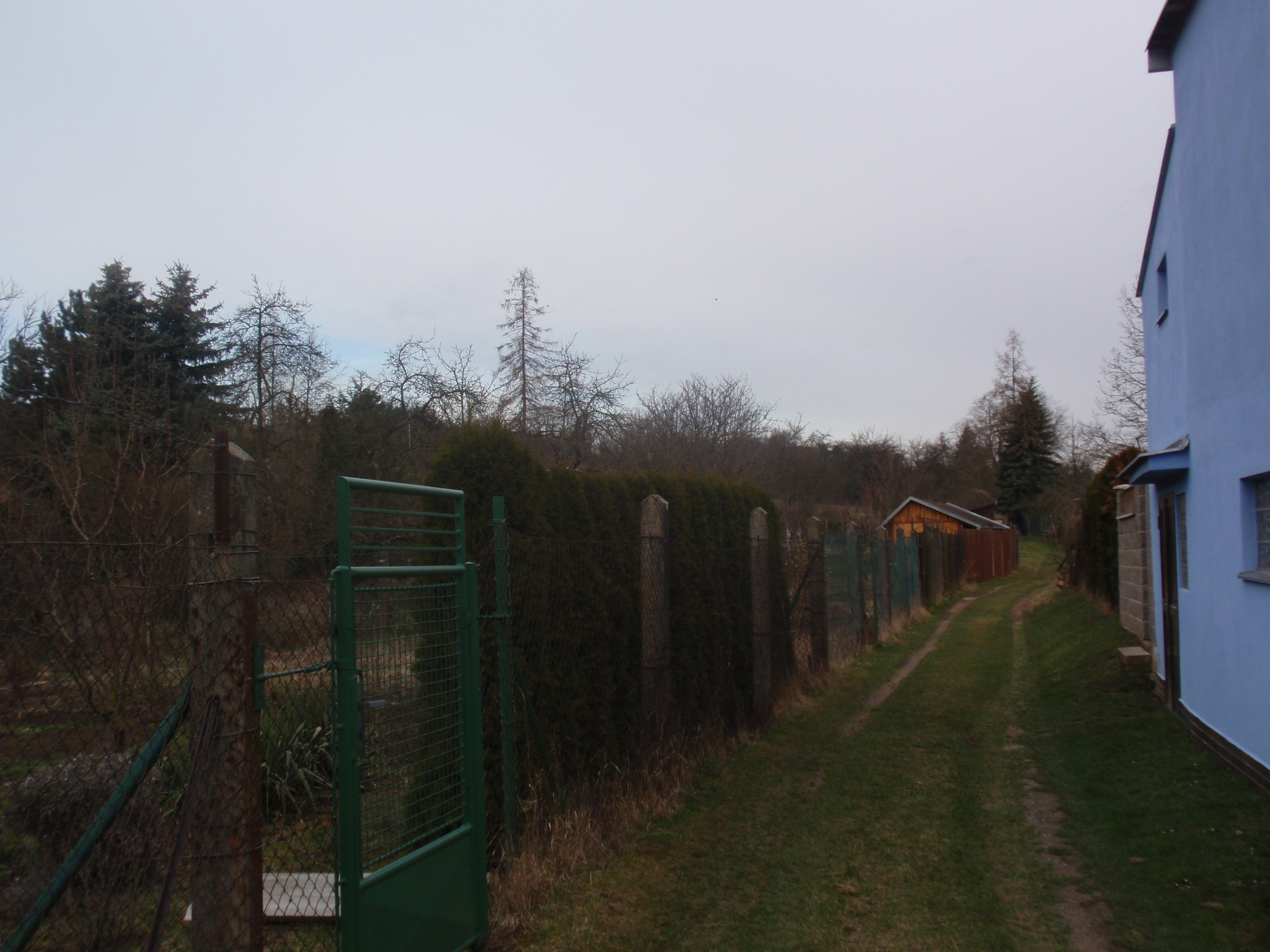
Ulice v Hliníku
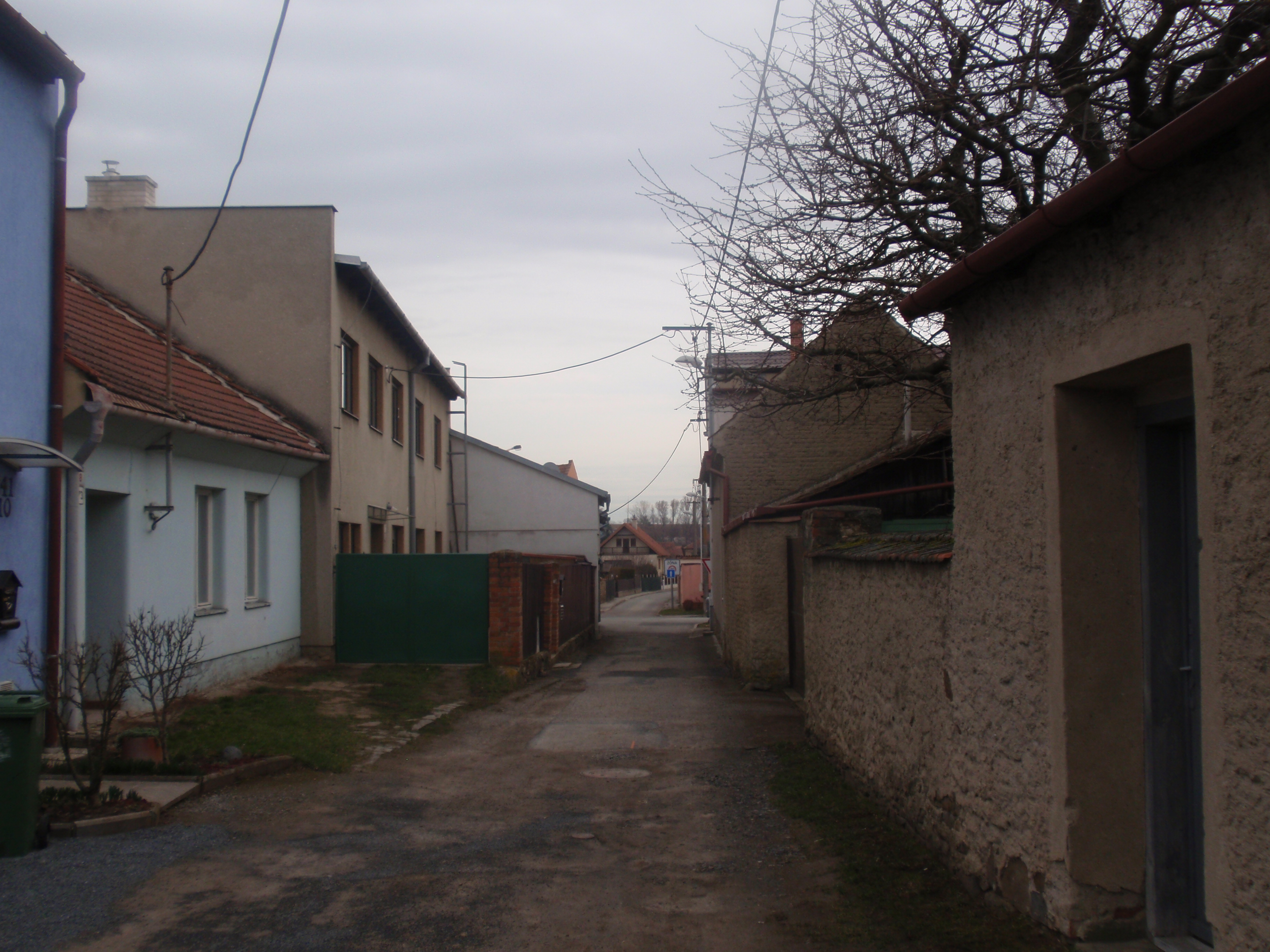
Ulice v Hliníku
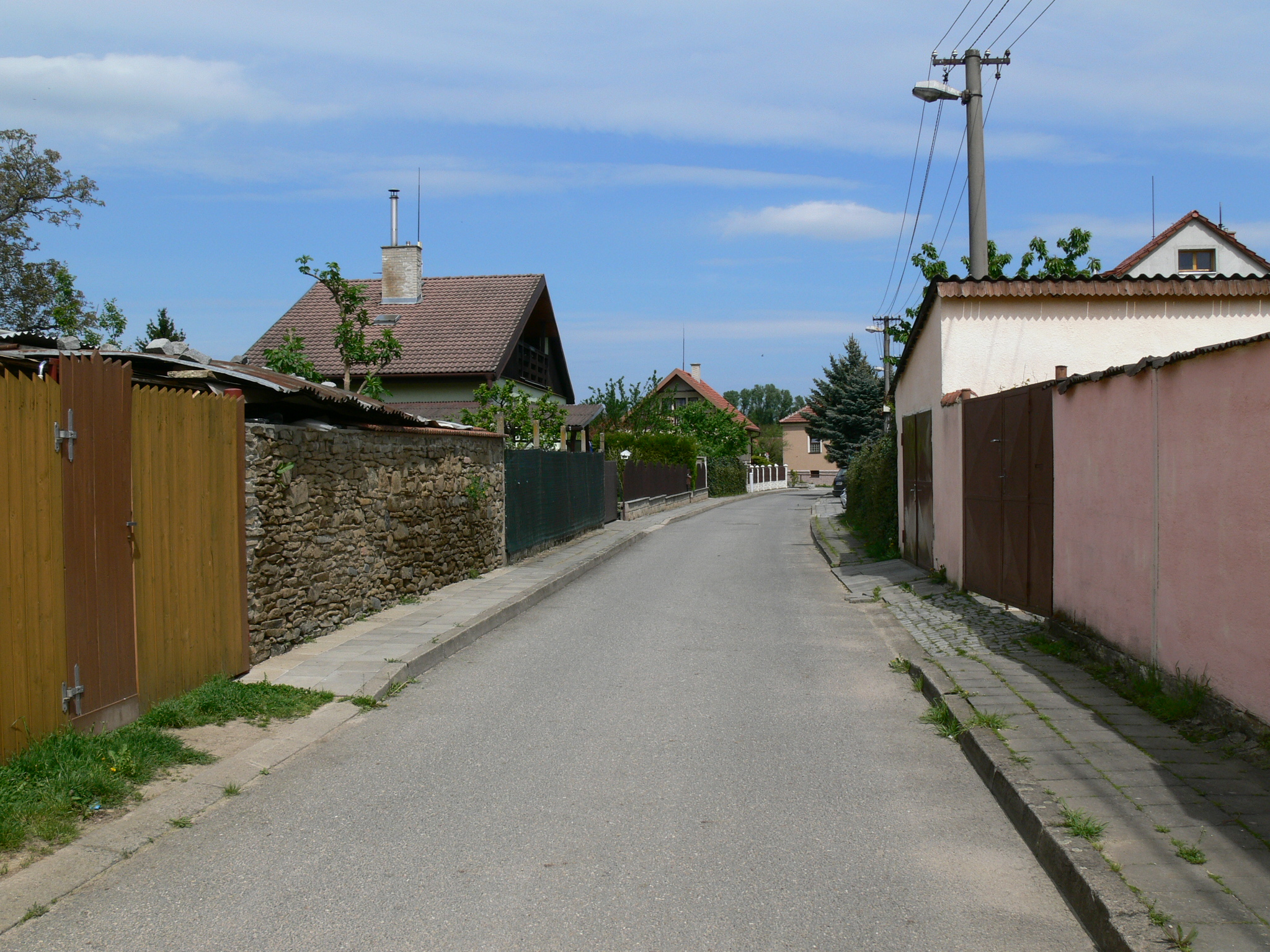
Ulice U Mlýna
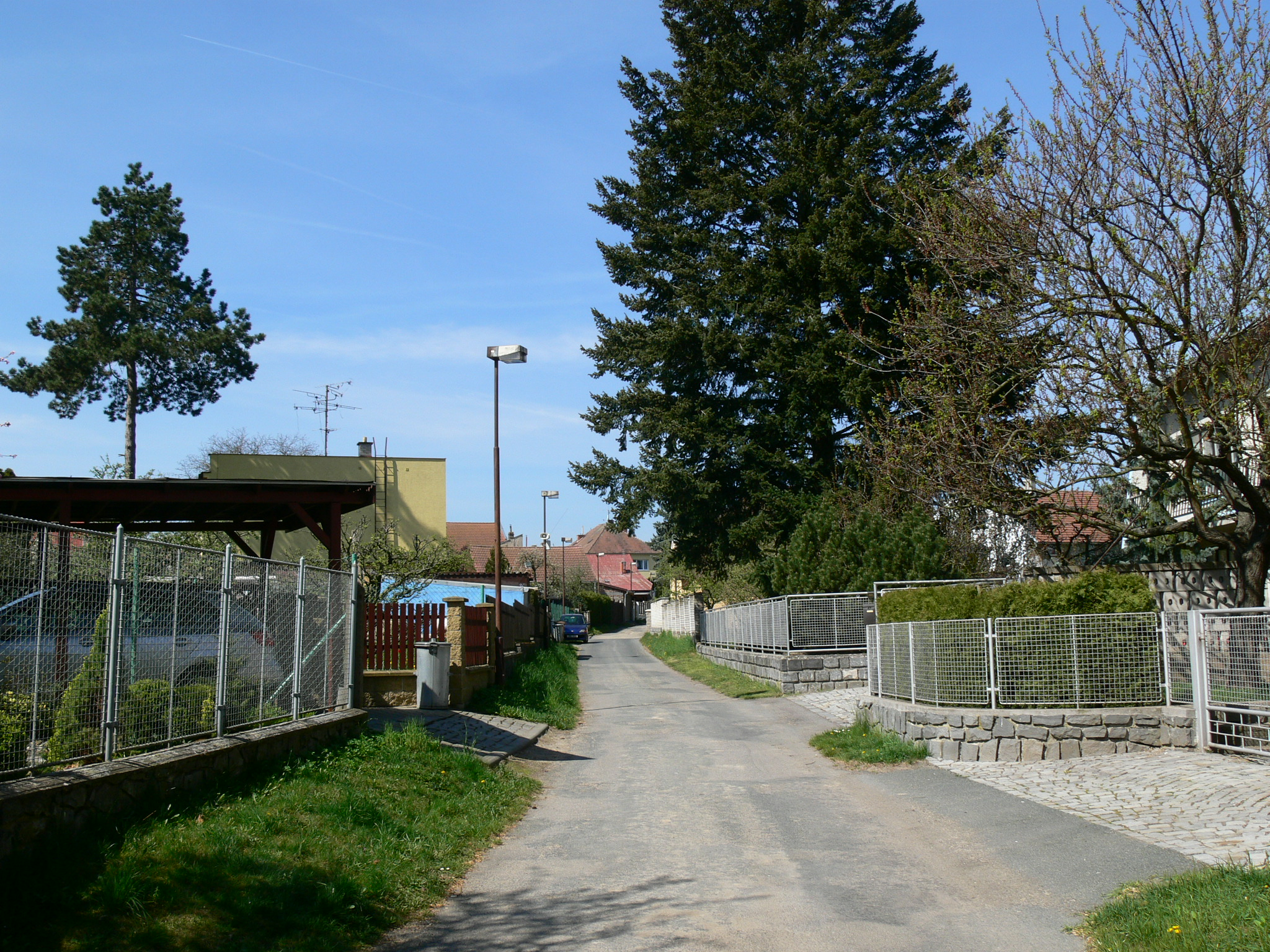
Ulice U Mlýna
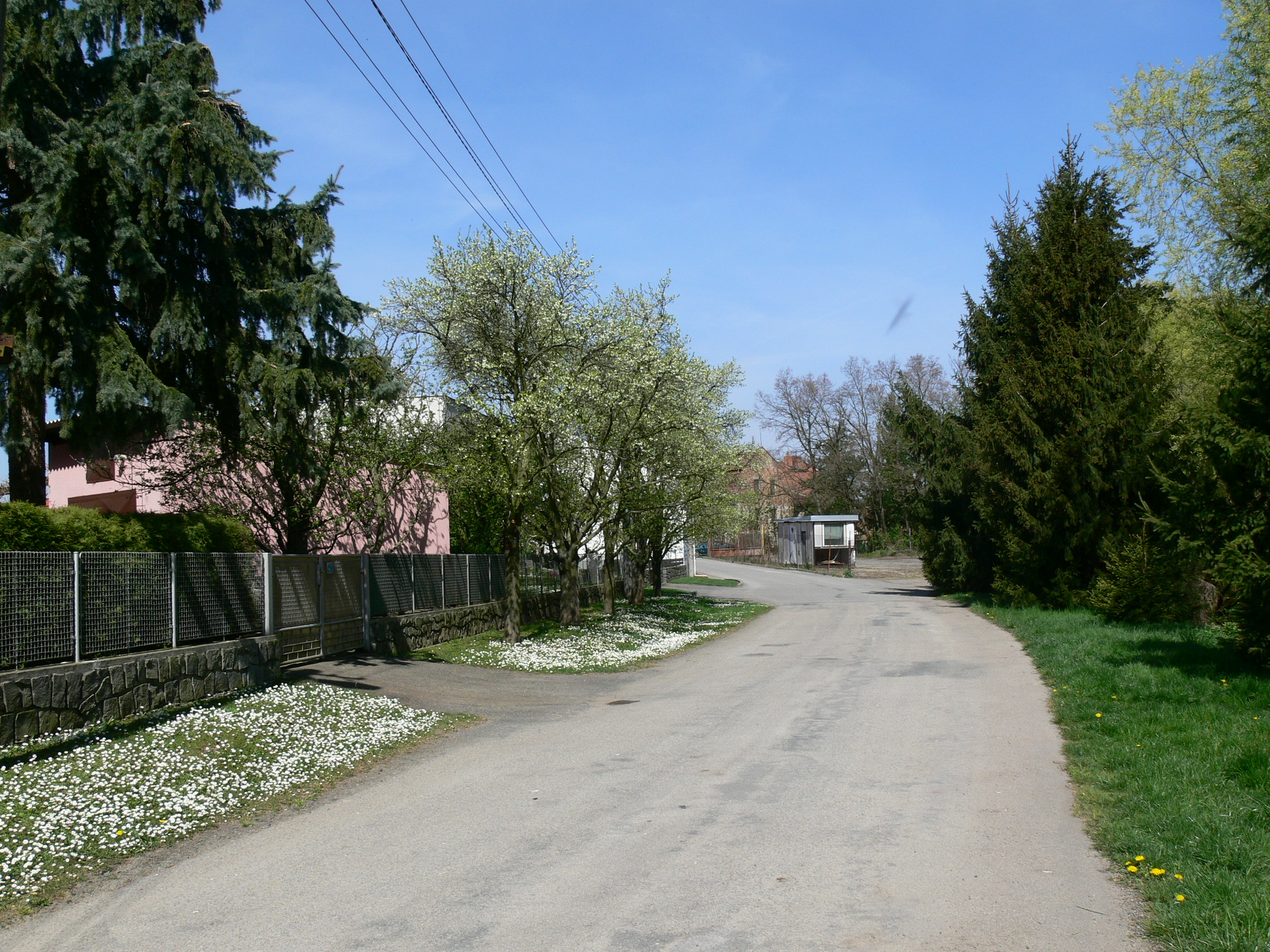
Ulice U Mlýna
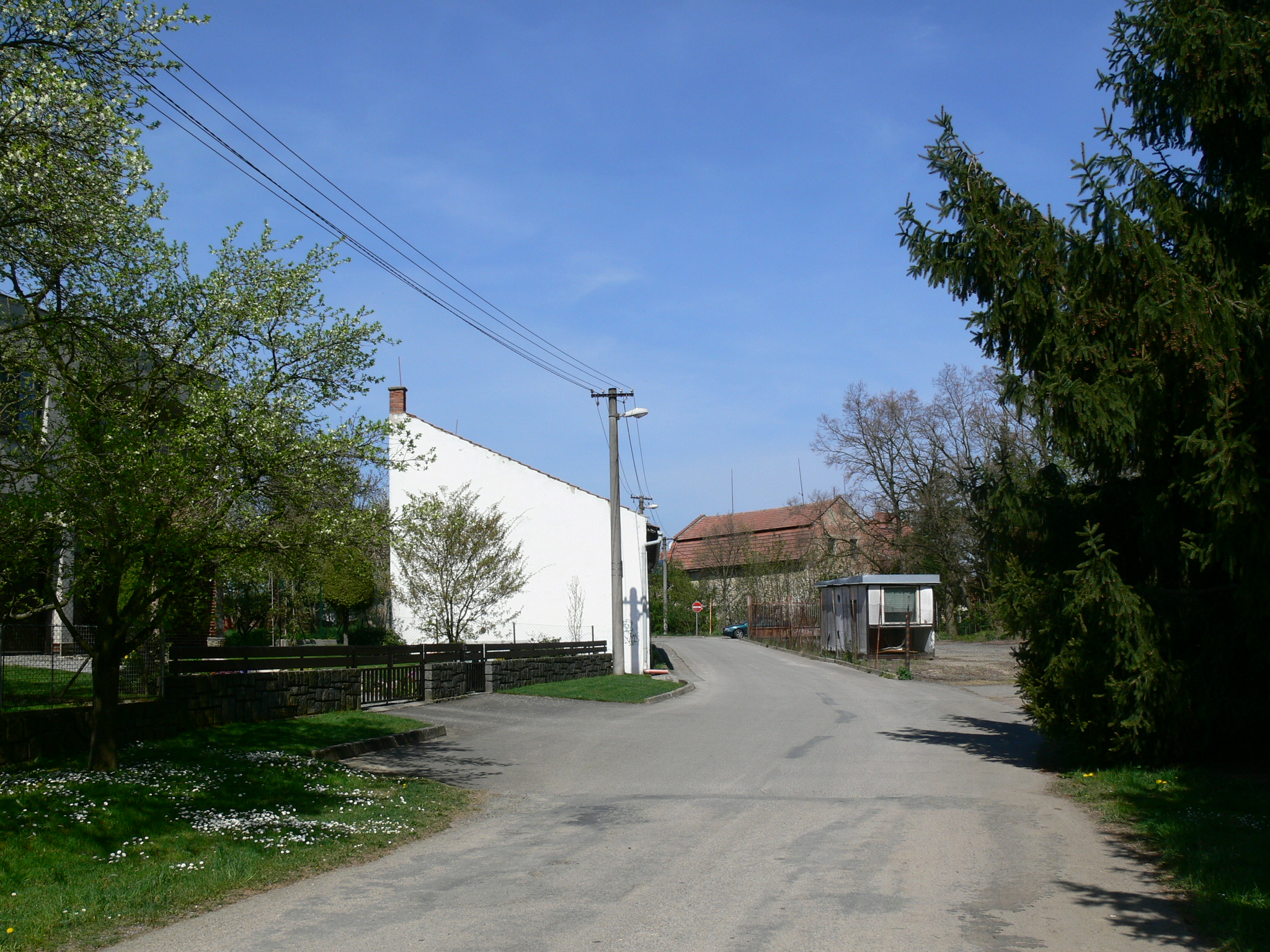
Ulice U Mlýna
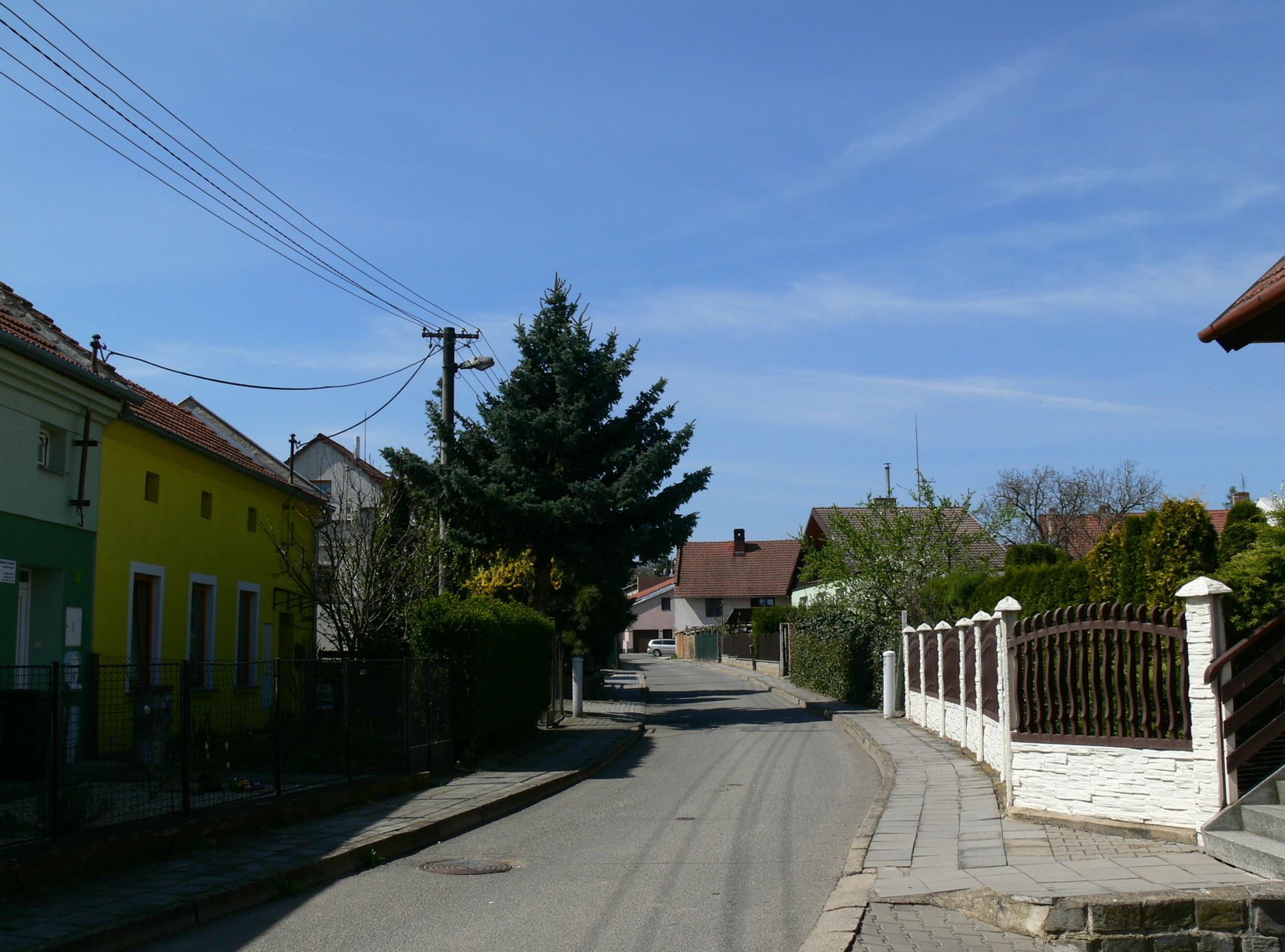
Ulice U Mlýna
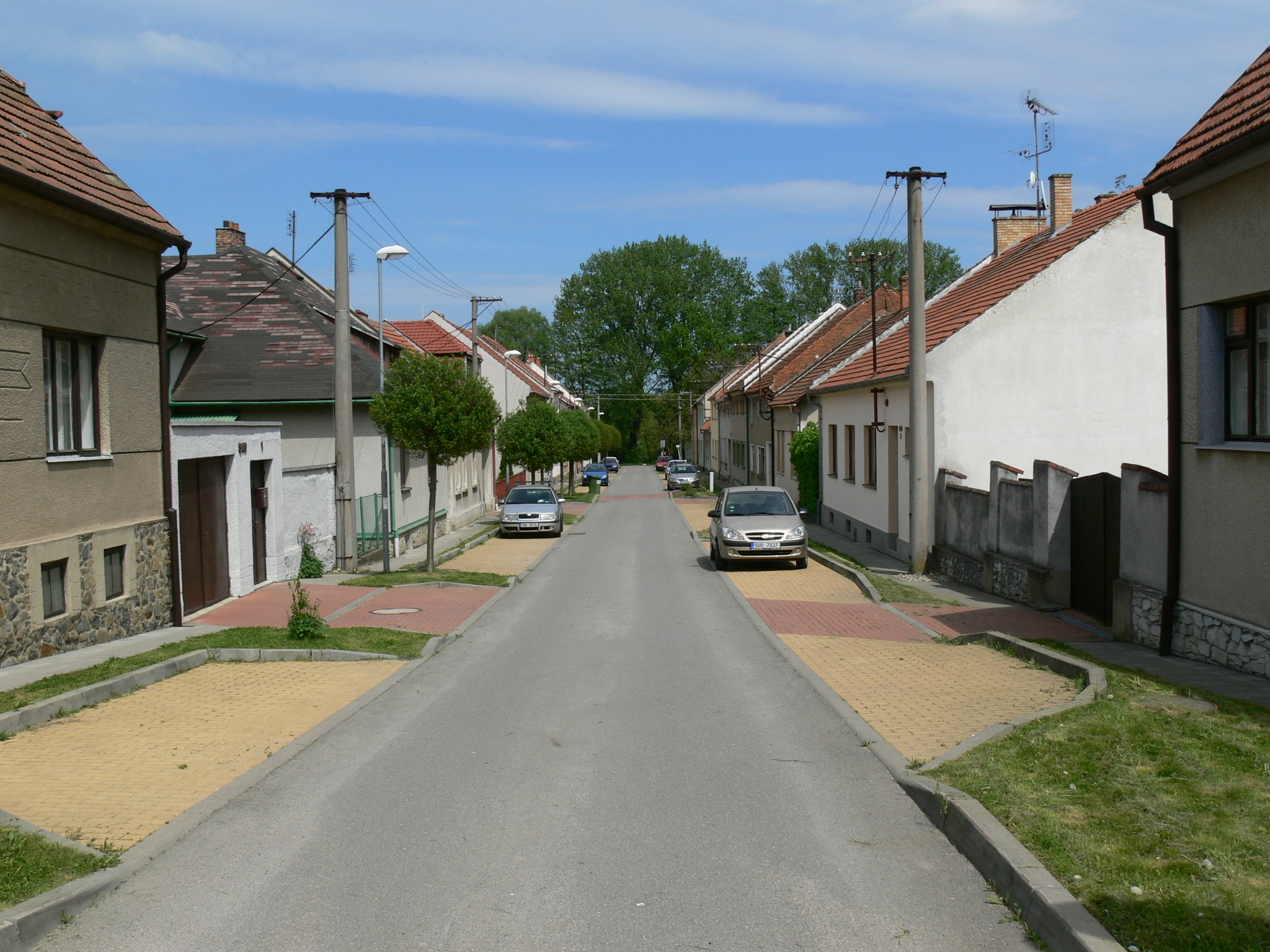
Ulice Mánesova
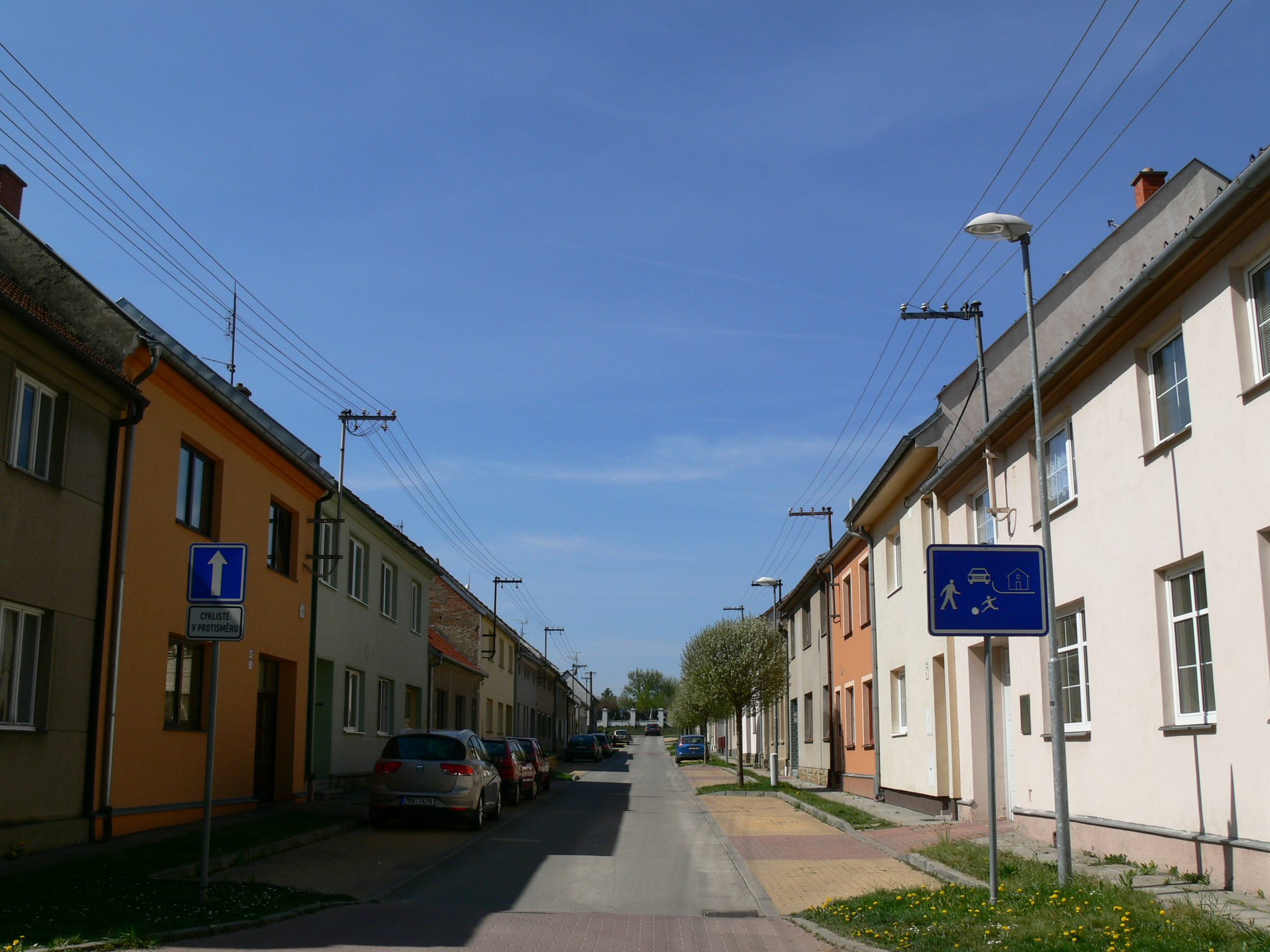
Ulice Mánesova
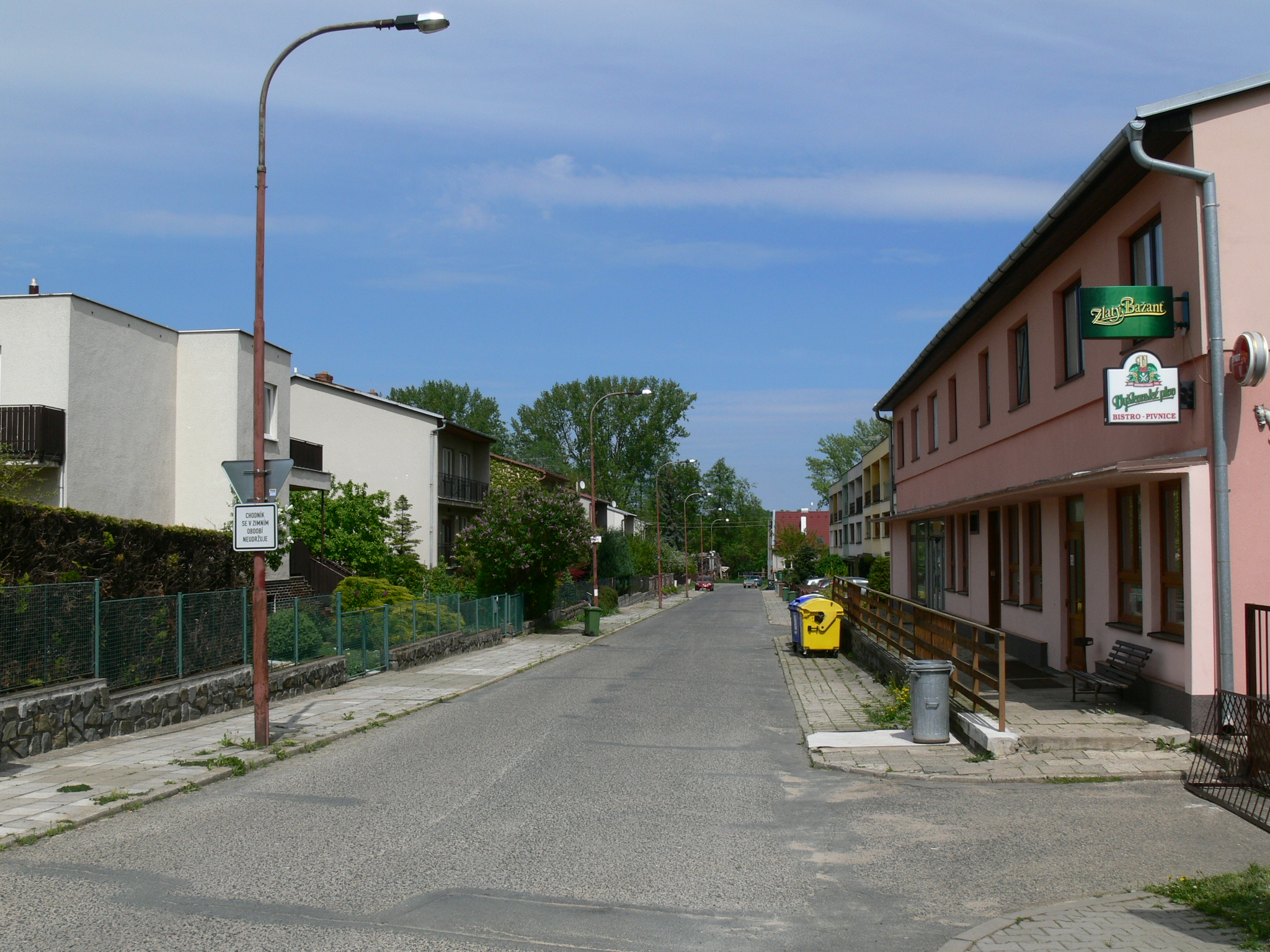
Ulice Juranova
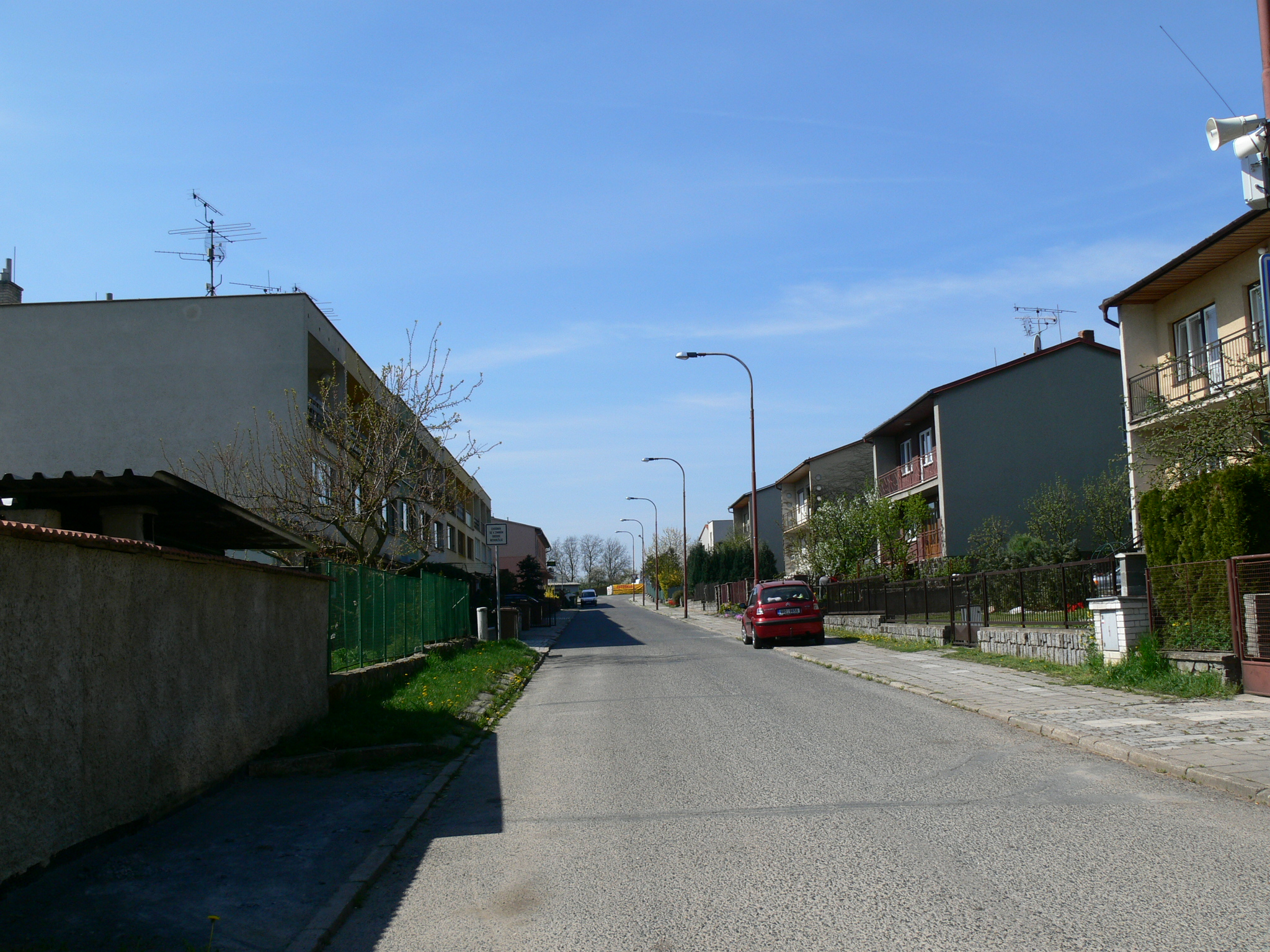
Ulice Juranova
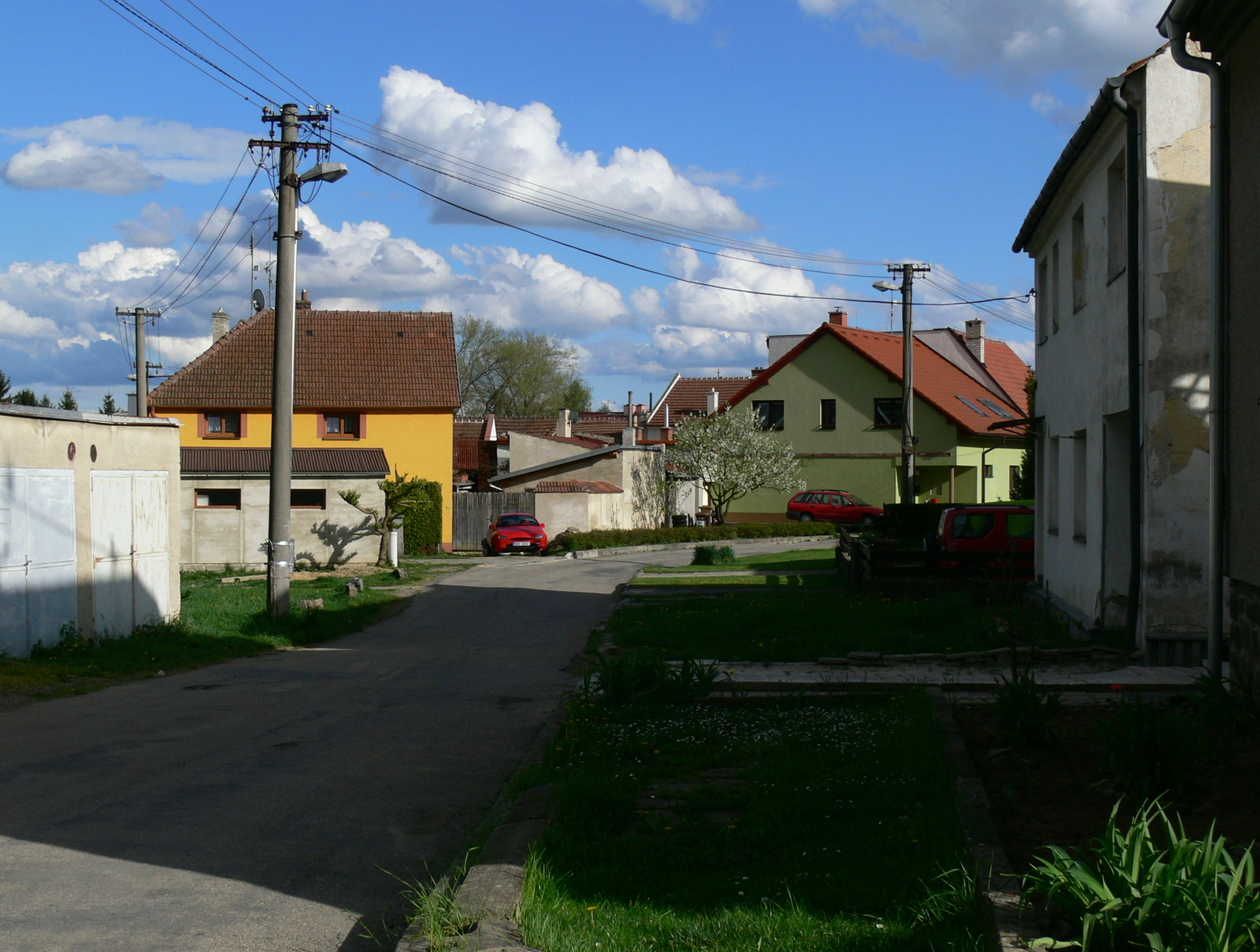
Ulice U Splavu
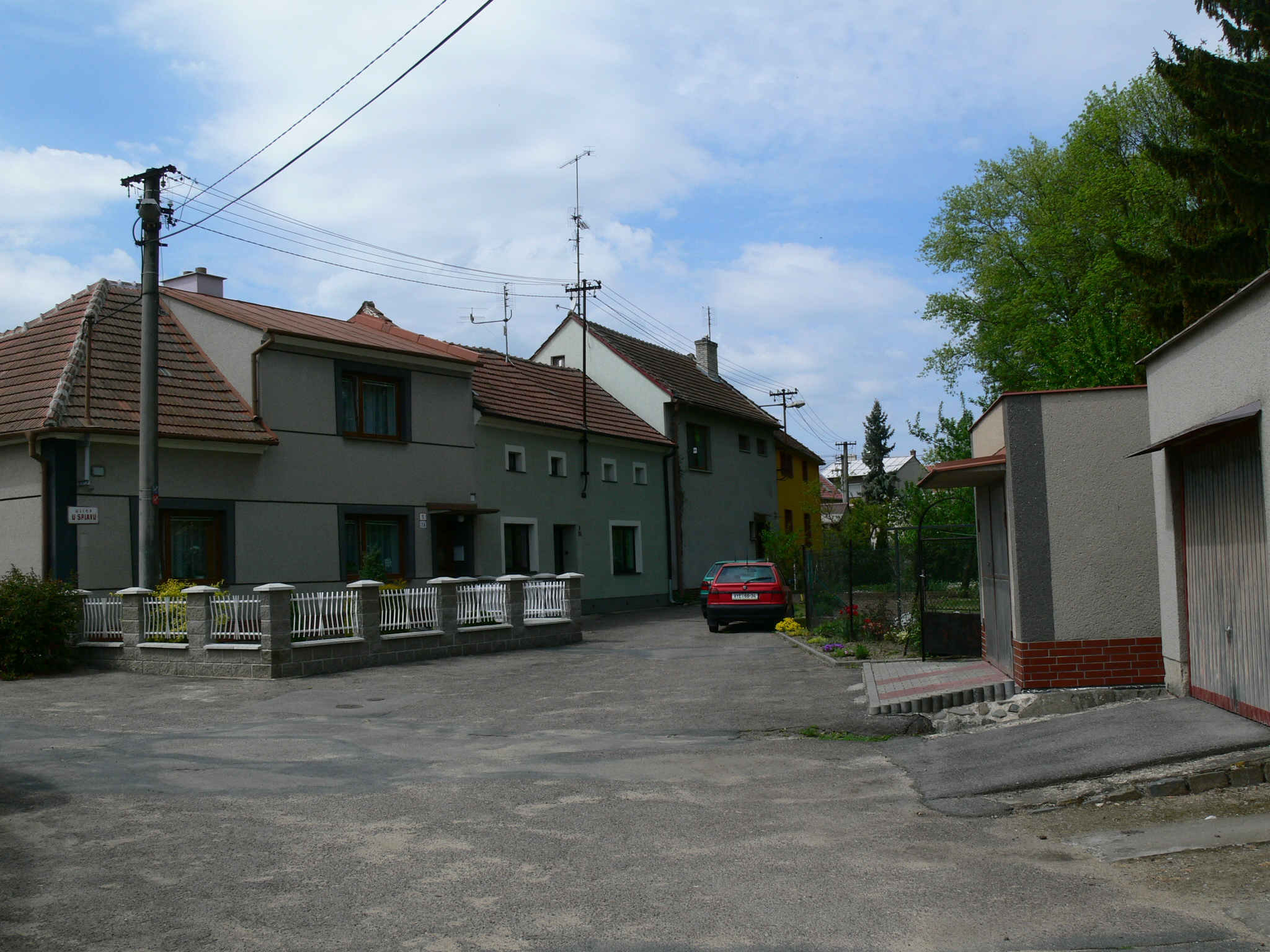
Ulice U Splavu
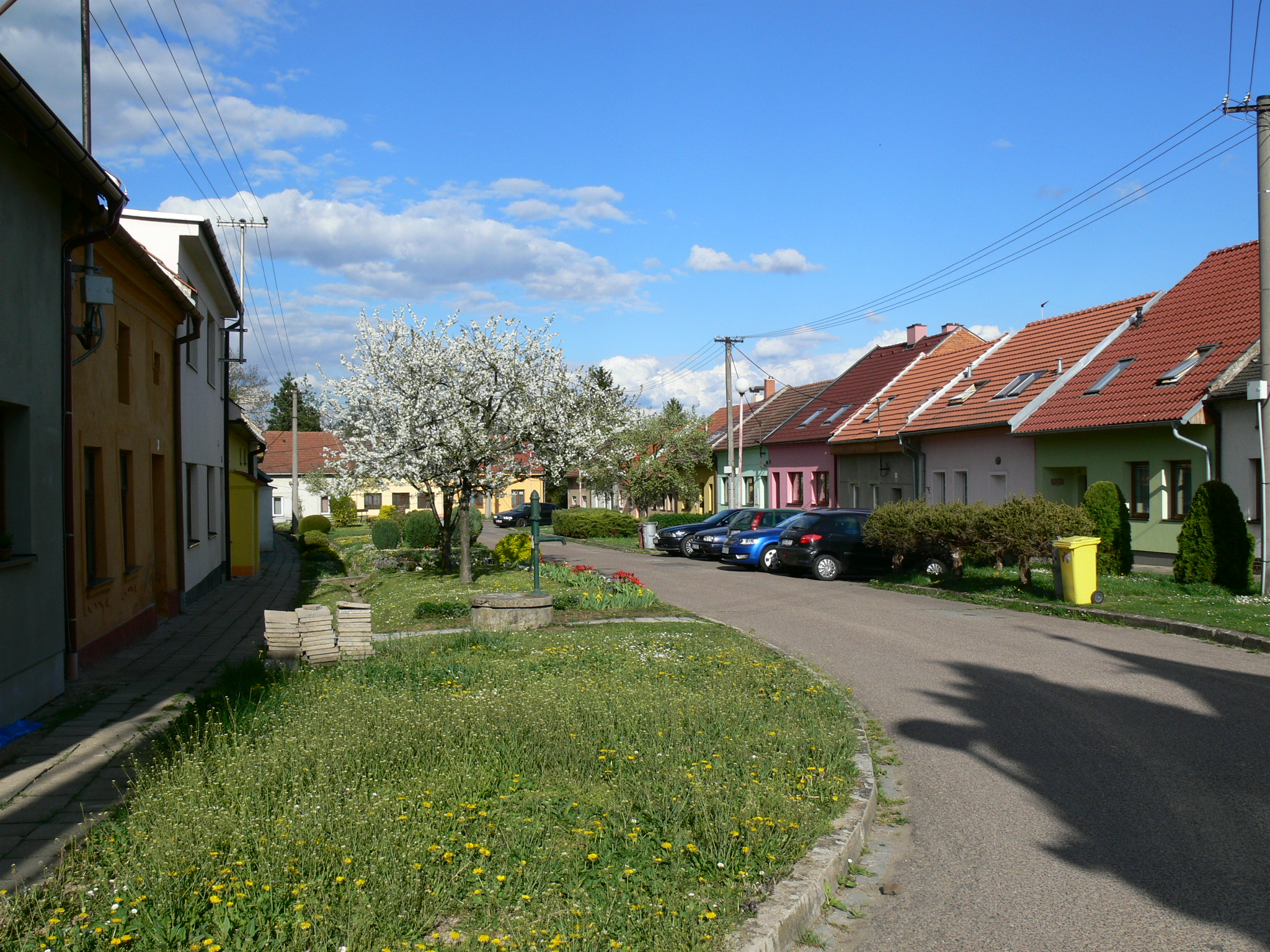
Pazderna
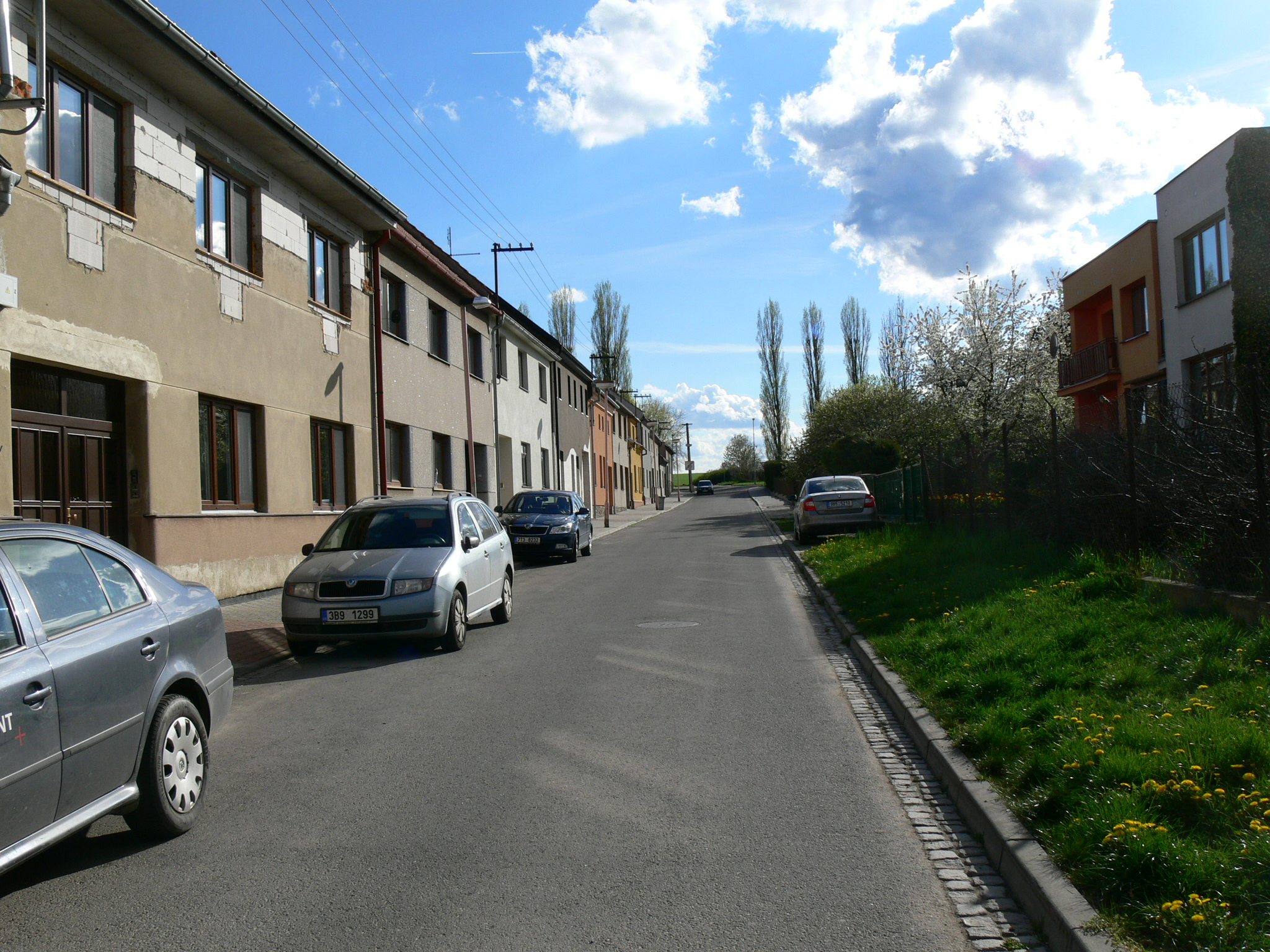
Ulice Pazderna
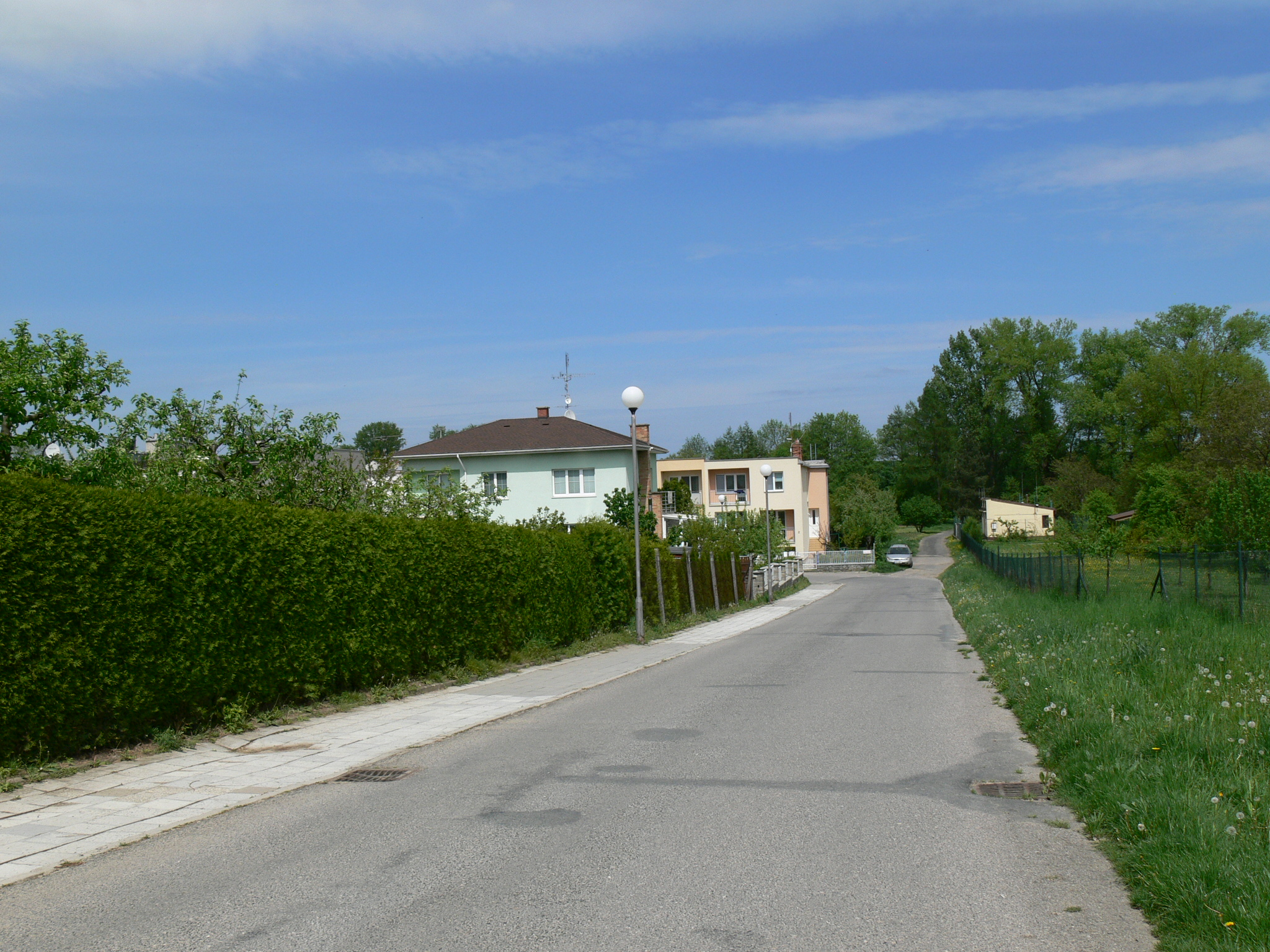
Ulice Antonína Zápotockého
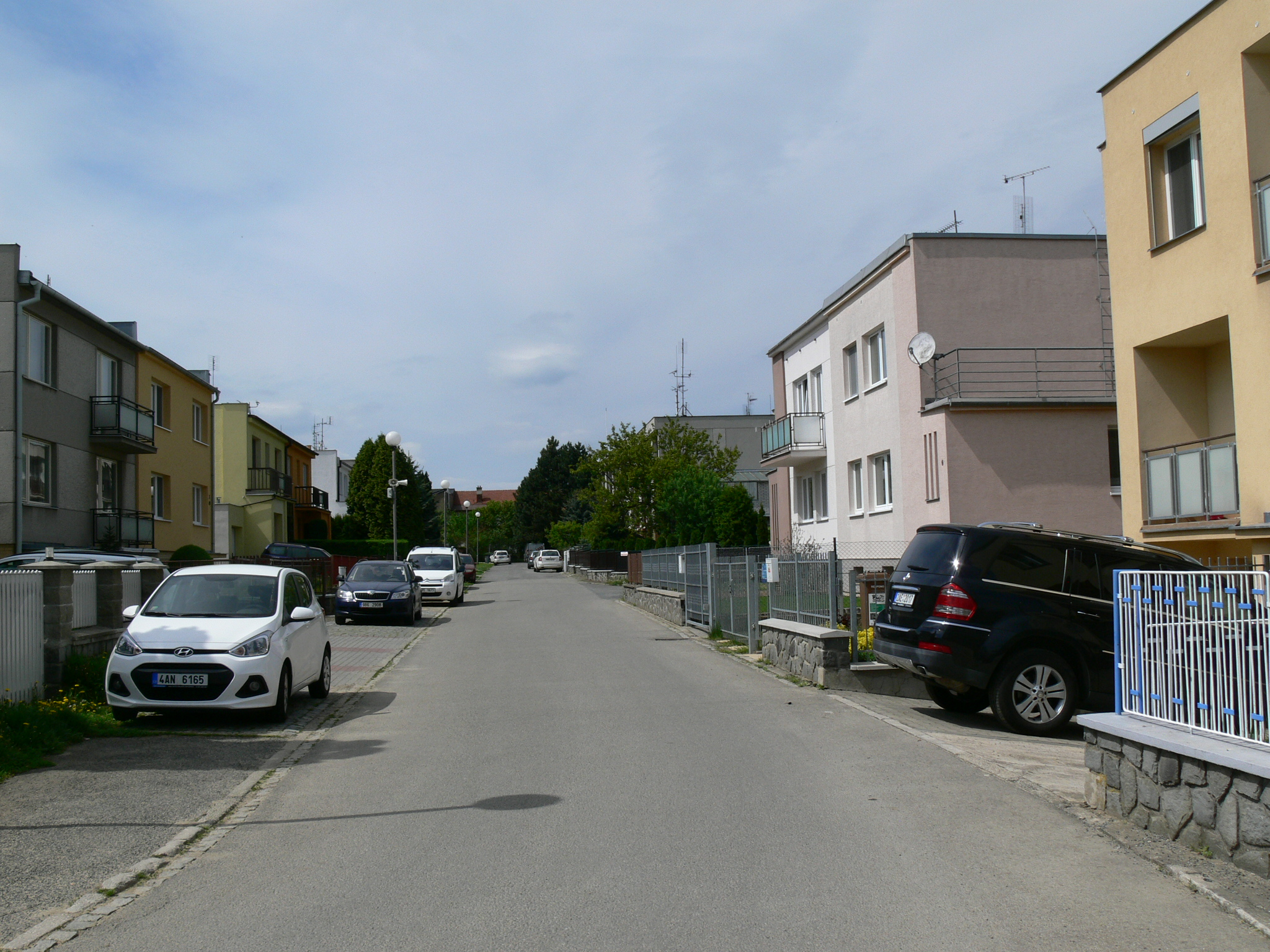
Ulice Antonína Zápotockého
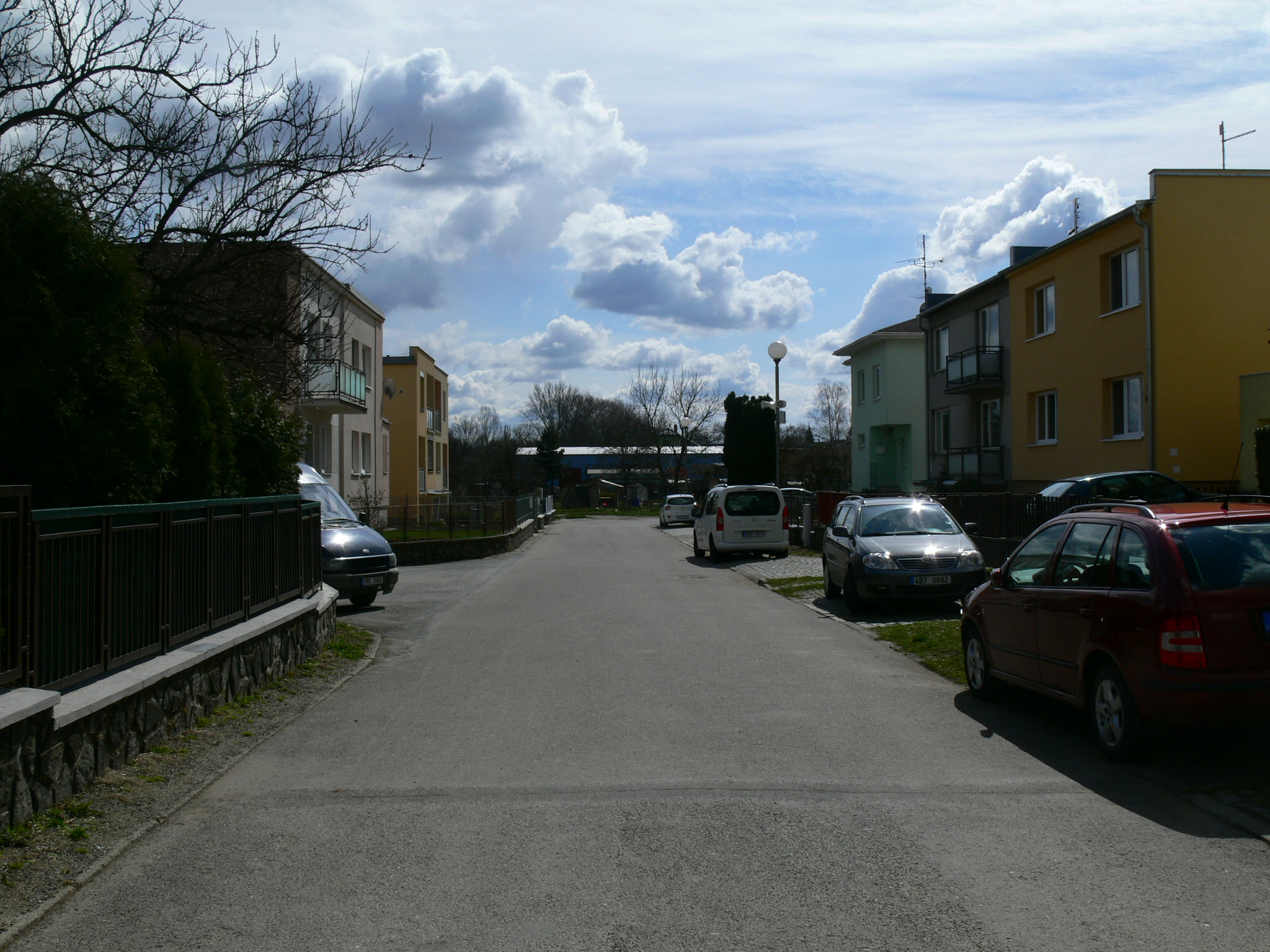
Ulice Antonína Zápotockého
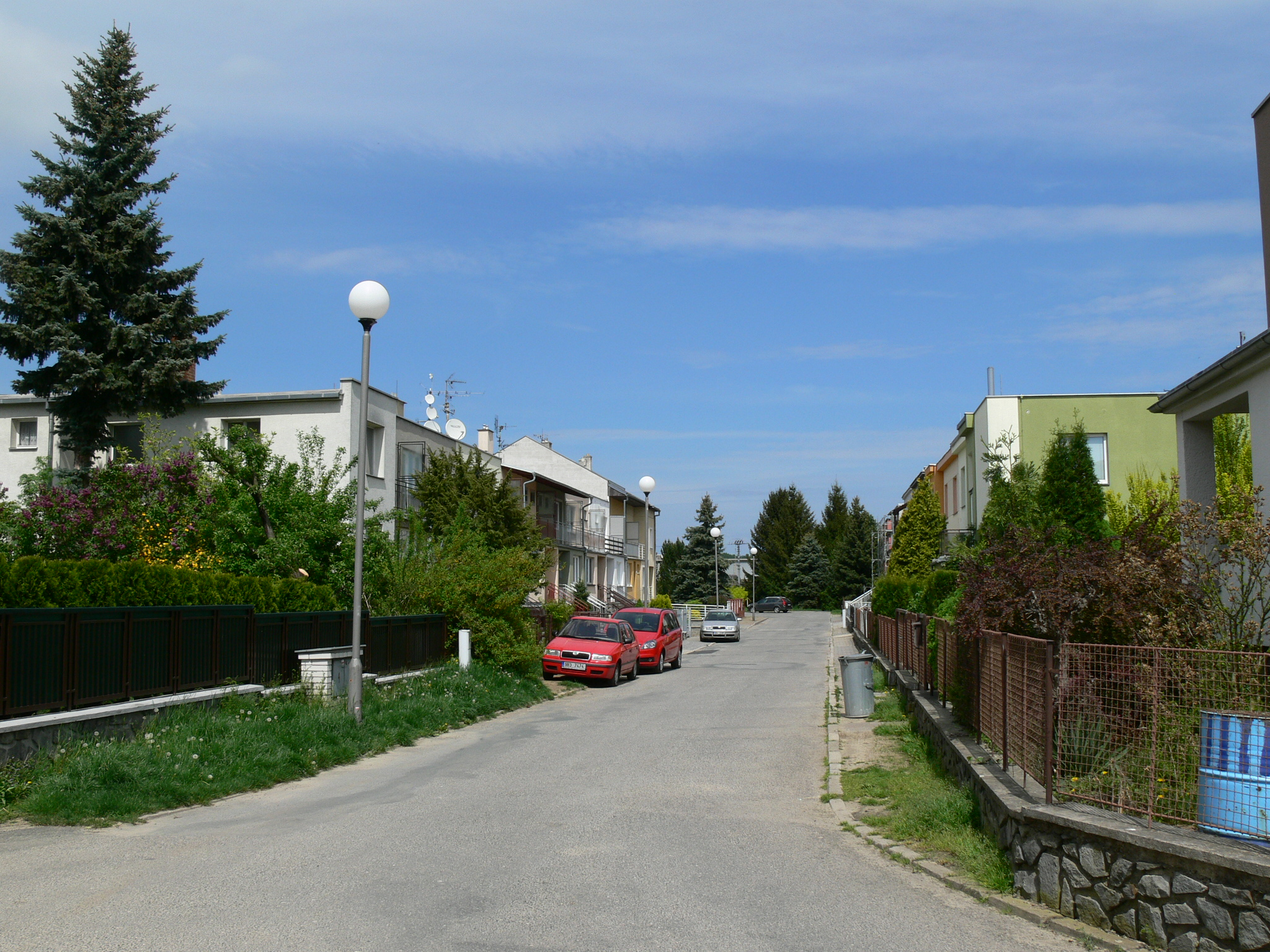
Ulice Pionýrská
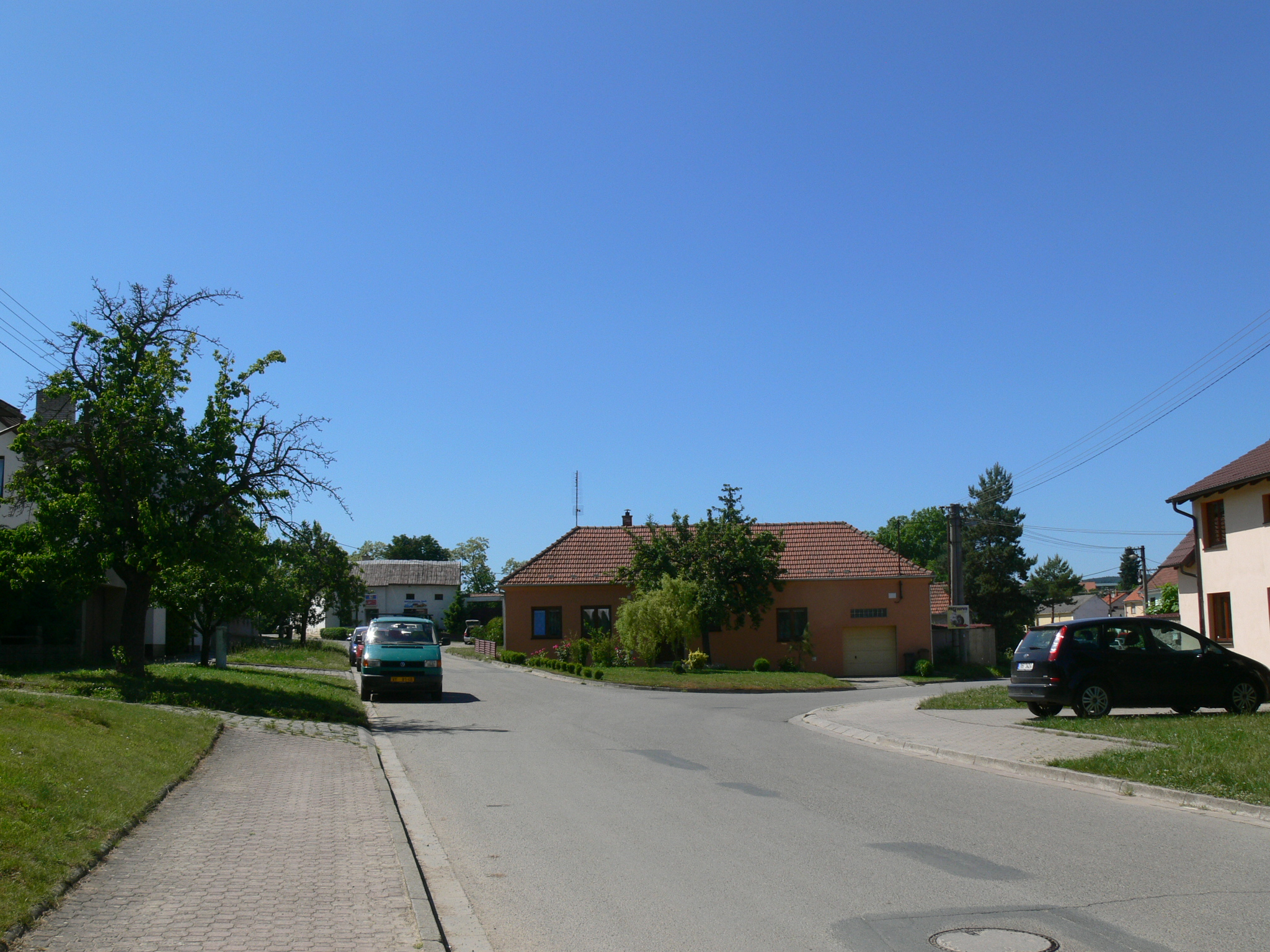
Ulice Potoční a Kopřivova
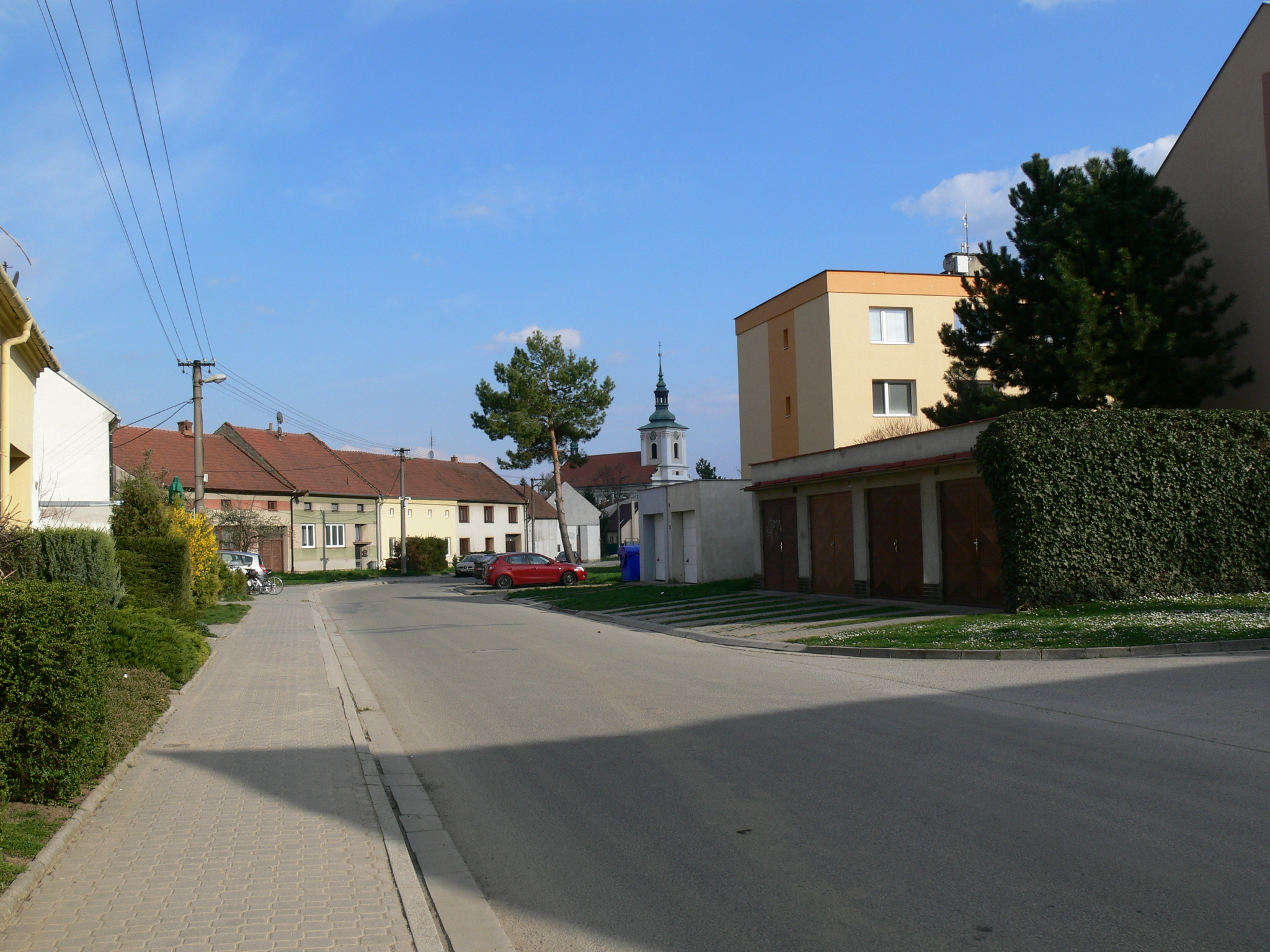
Ulice Potoční
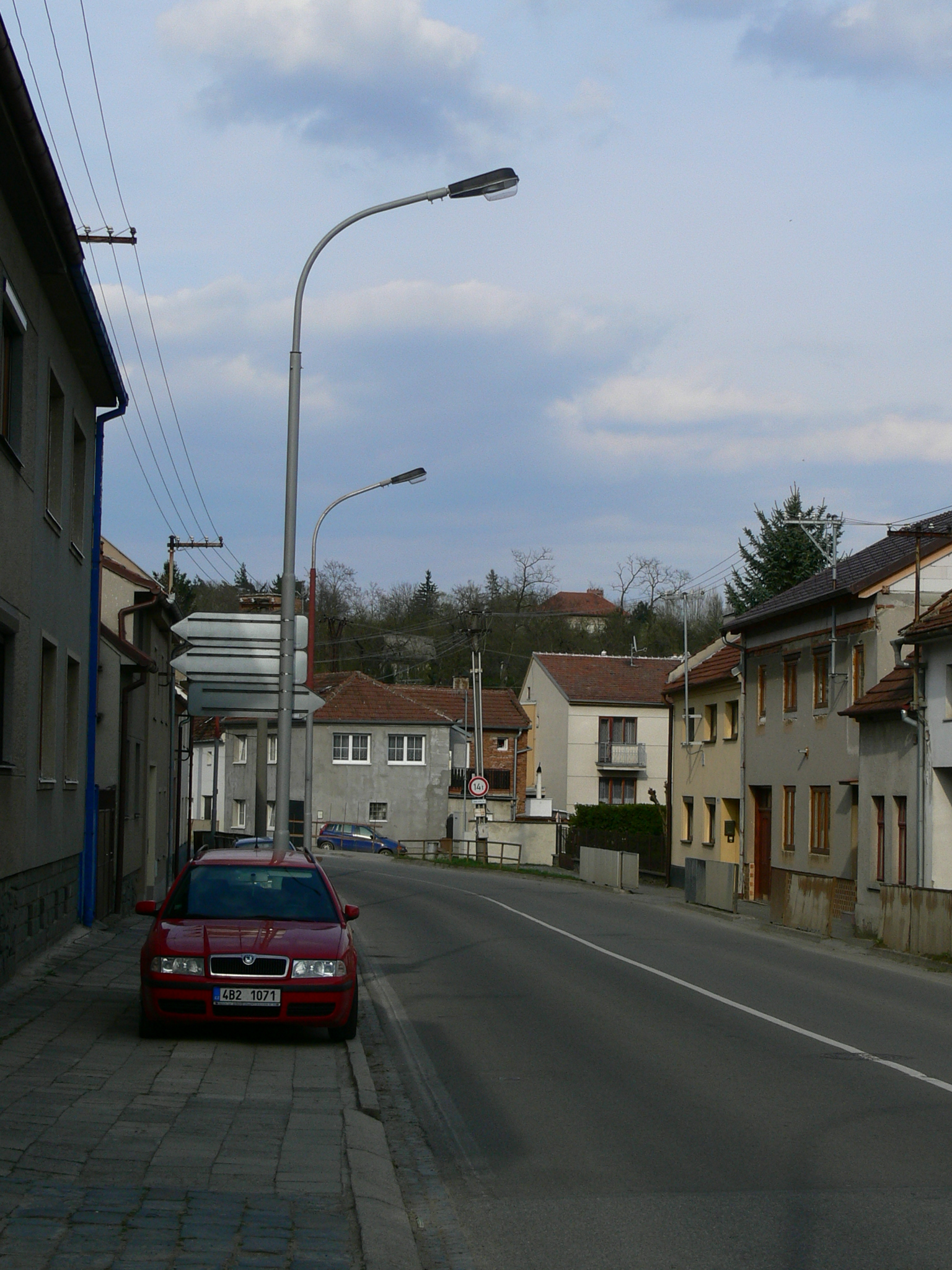
Ulice Palackého
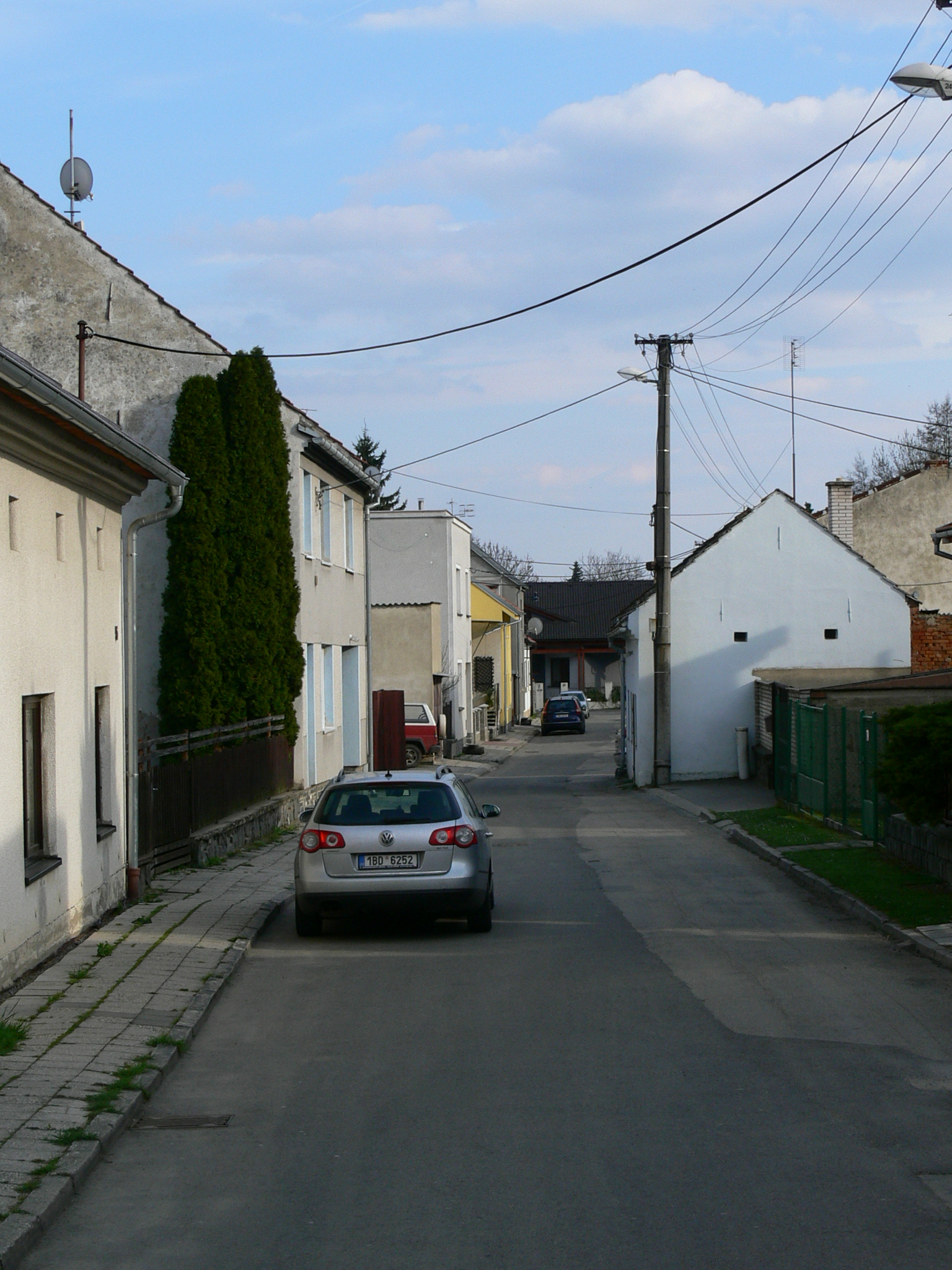
Ulice Minátky
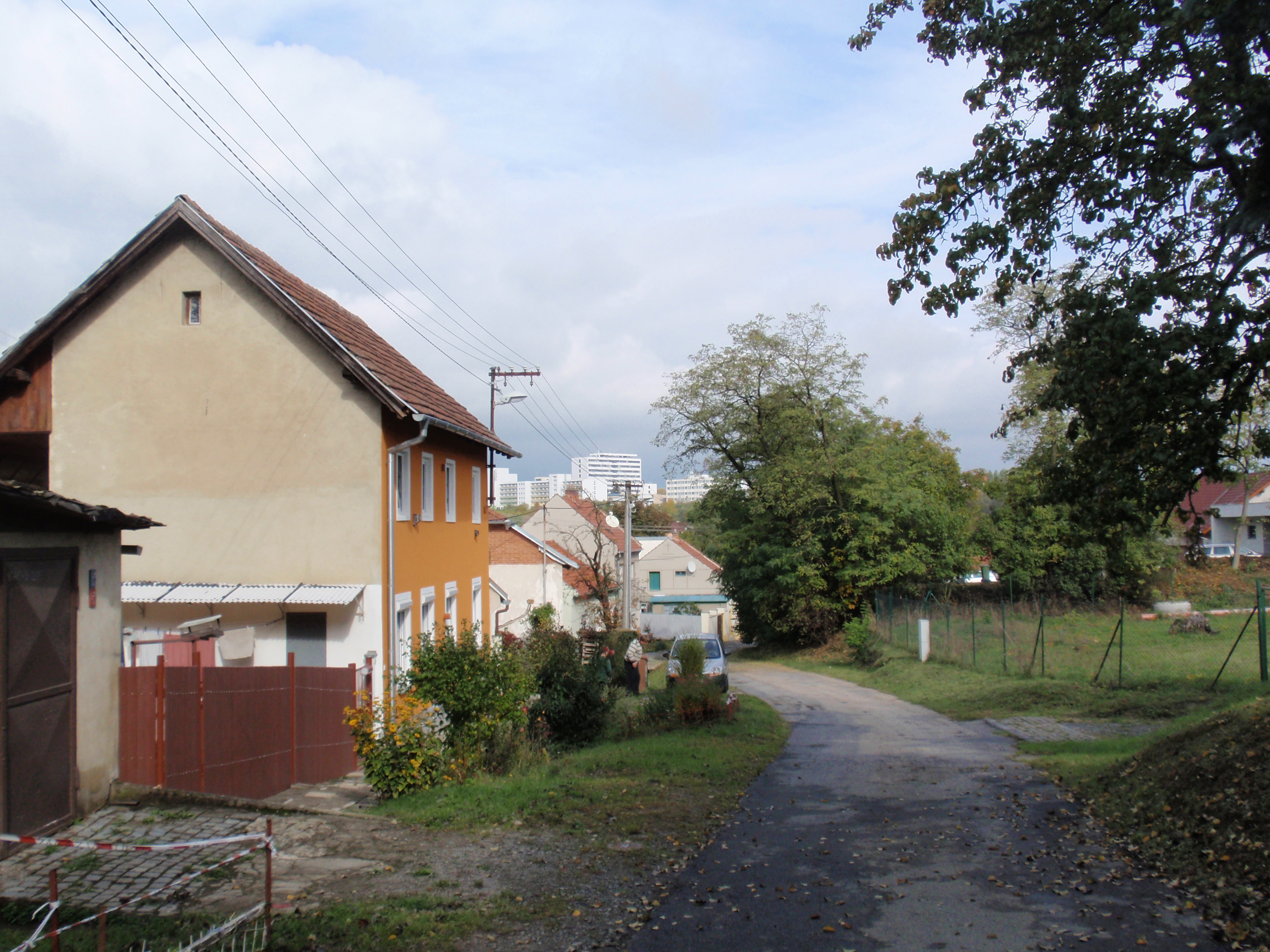
Padouchy, ulice Doktora Růžičky
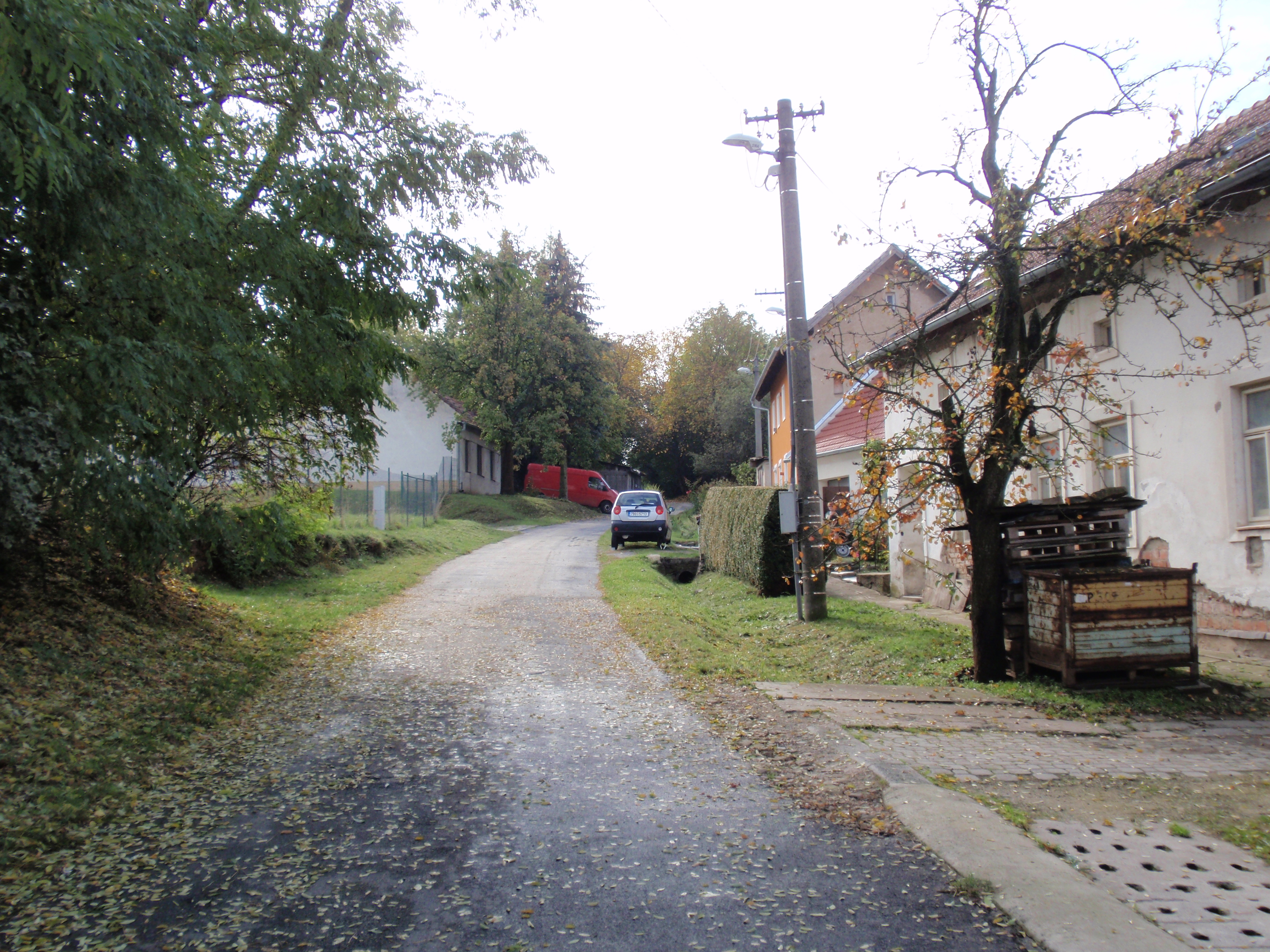
Dědice, Padouchy, Doktora Růžičky
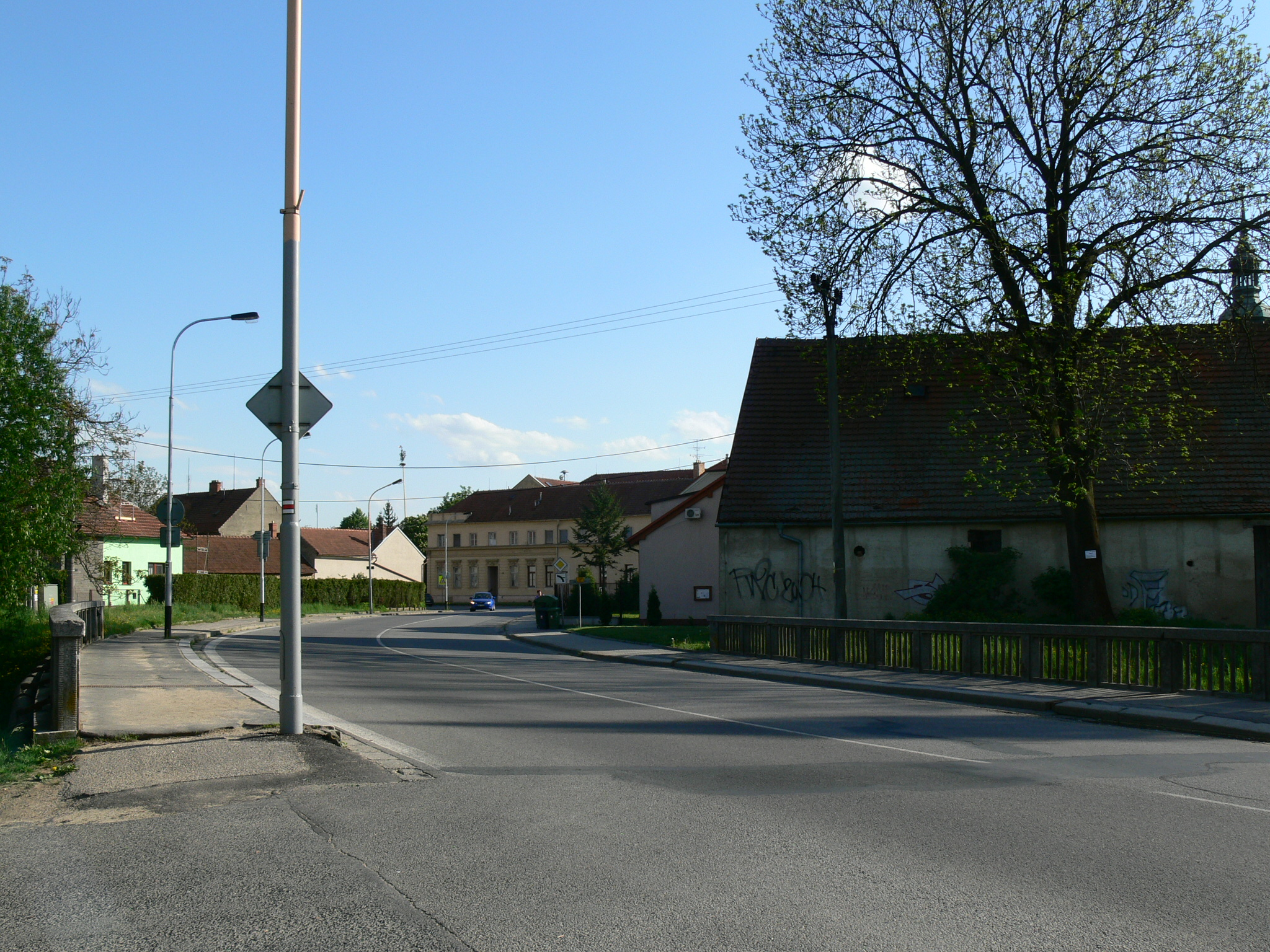
Ulice Morávkova
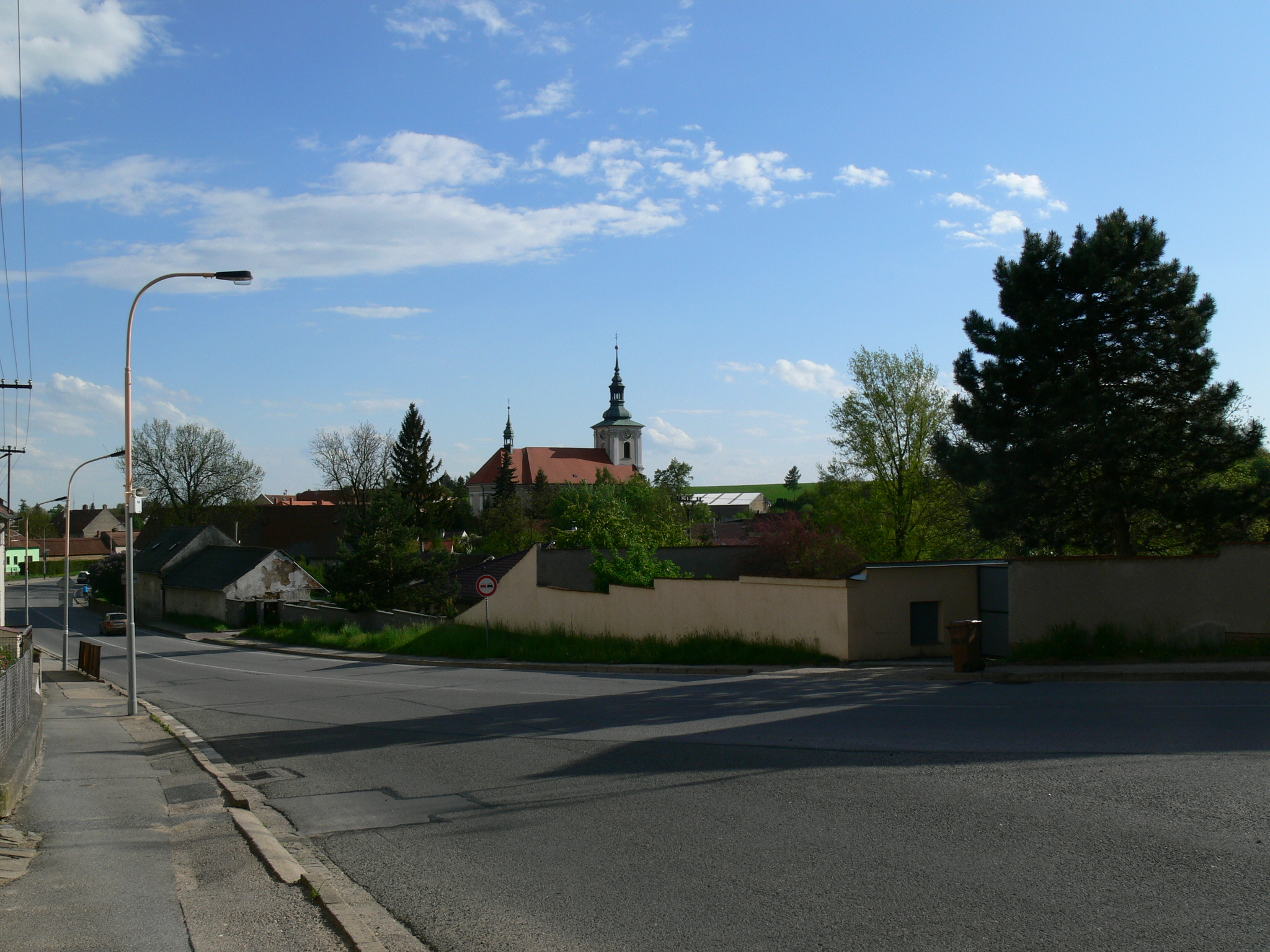
Ulice Morávkova
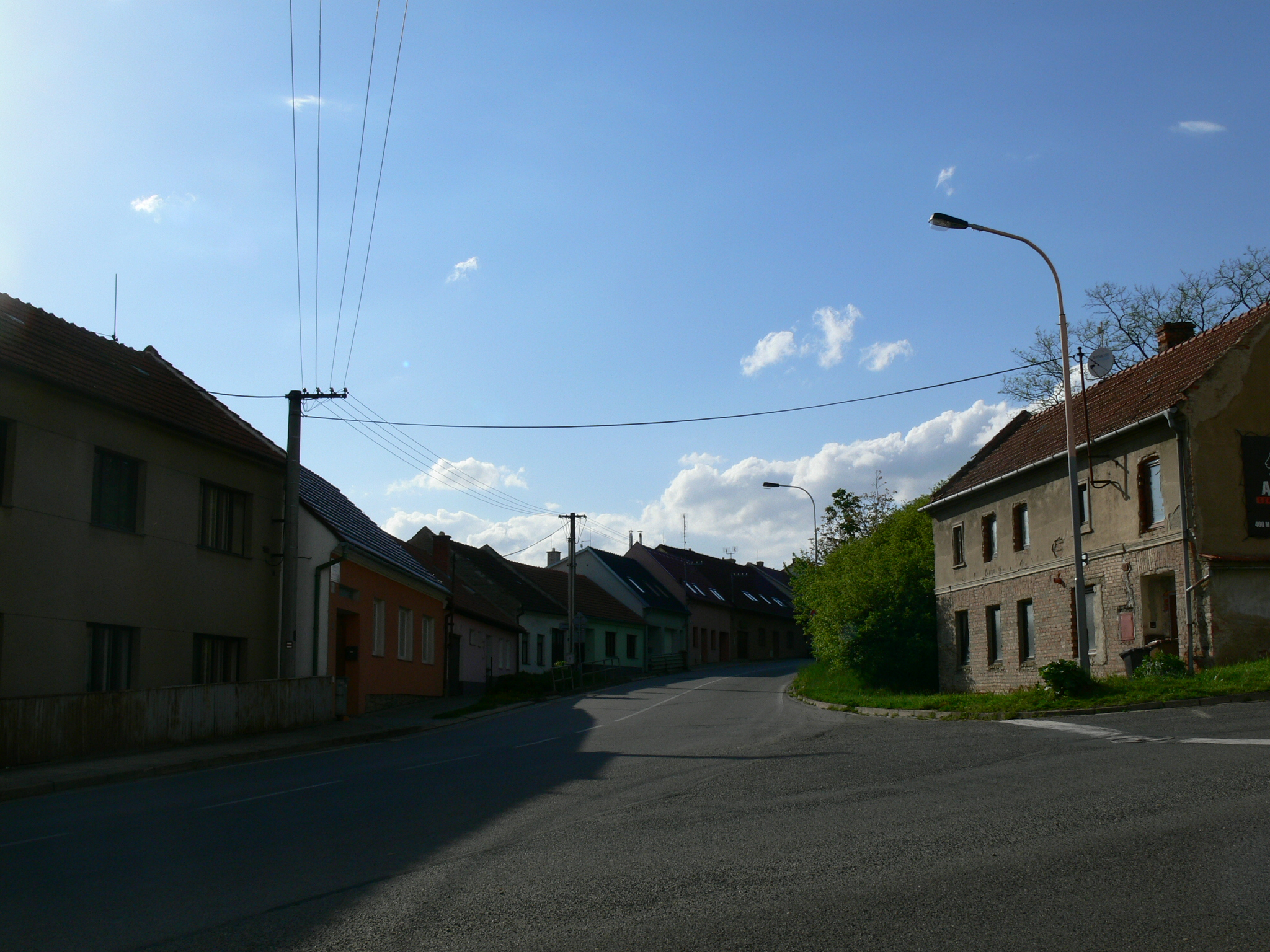
Ulice Morávkova
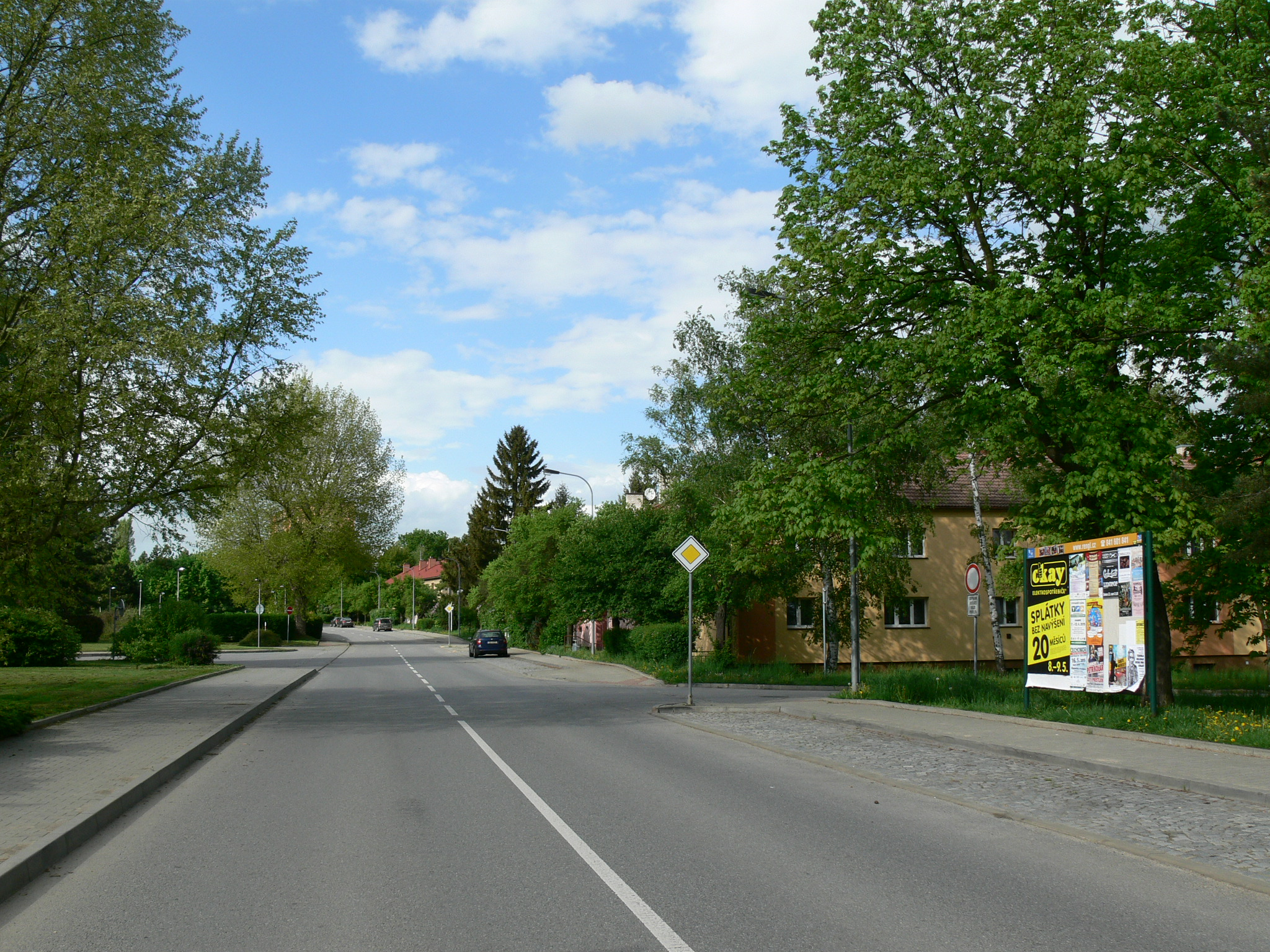
Ulice Víta Nejedlého
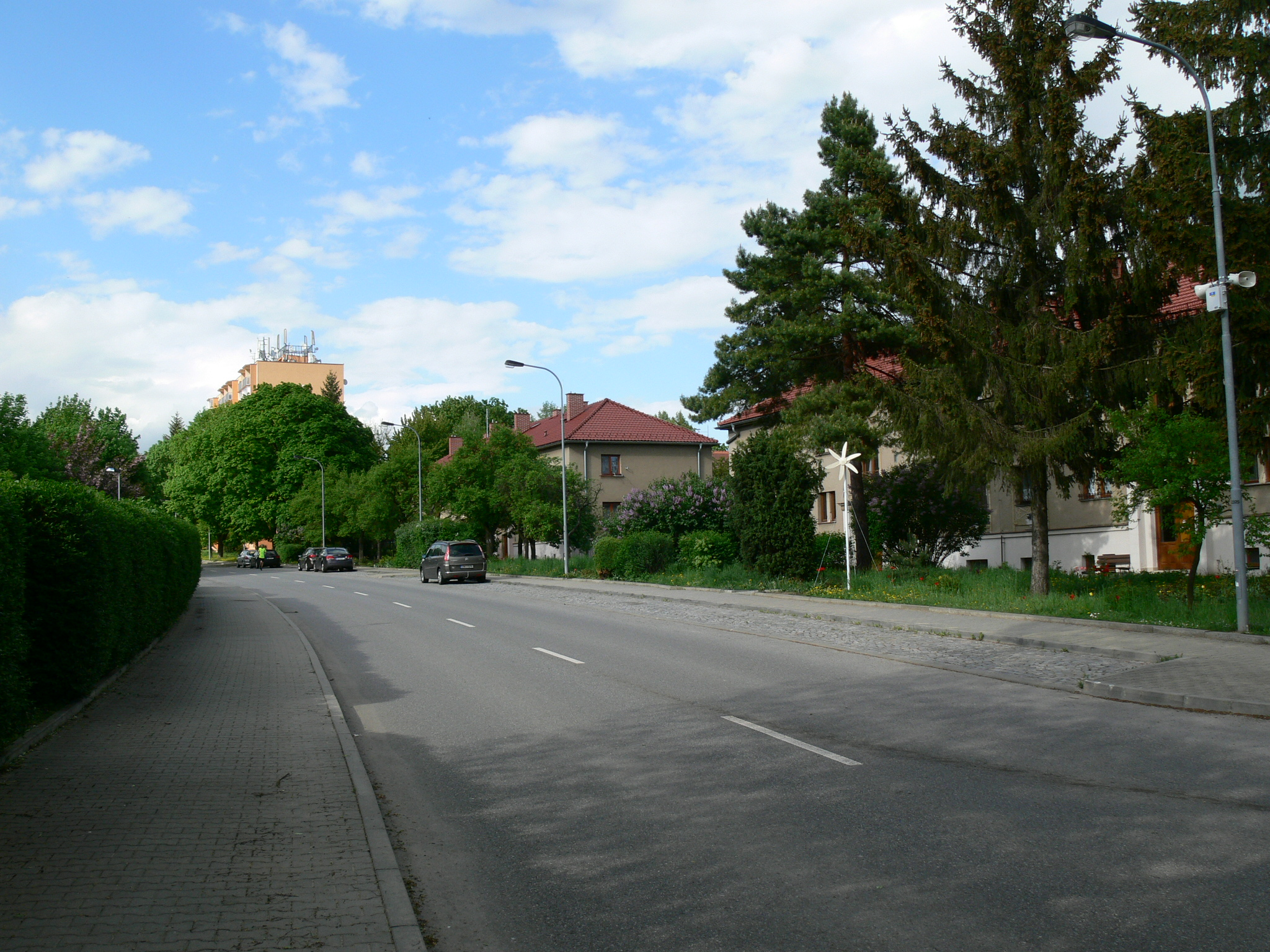
Ulice Víta Nejedlého
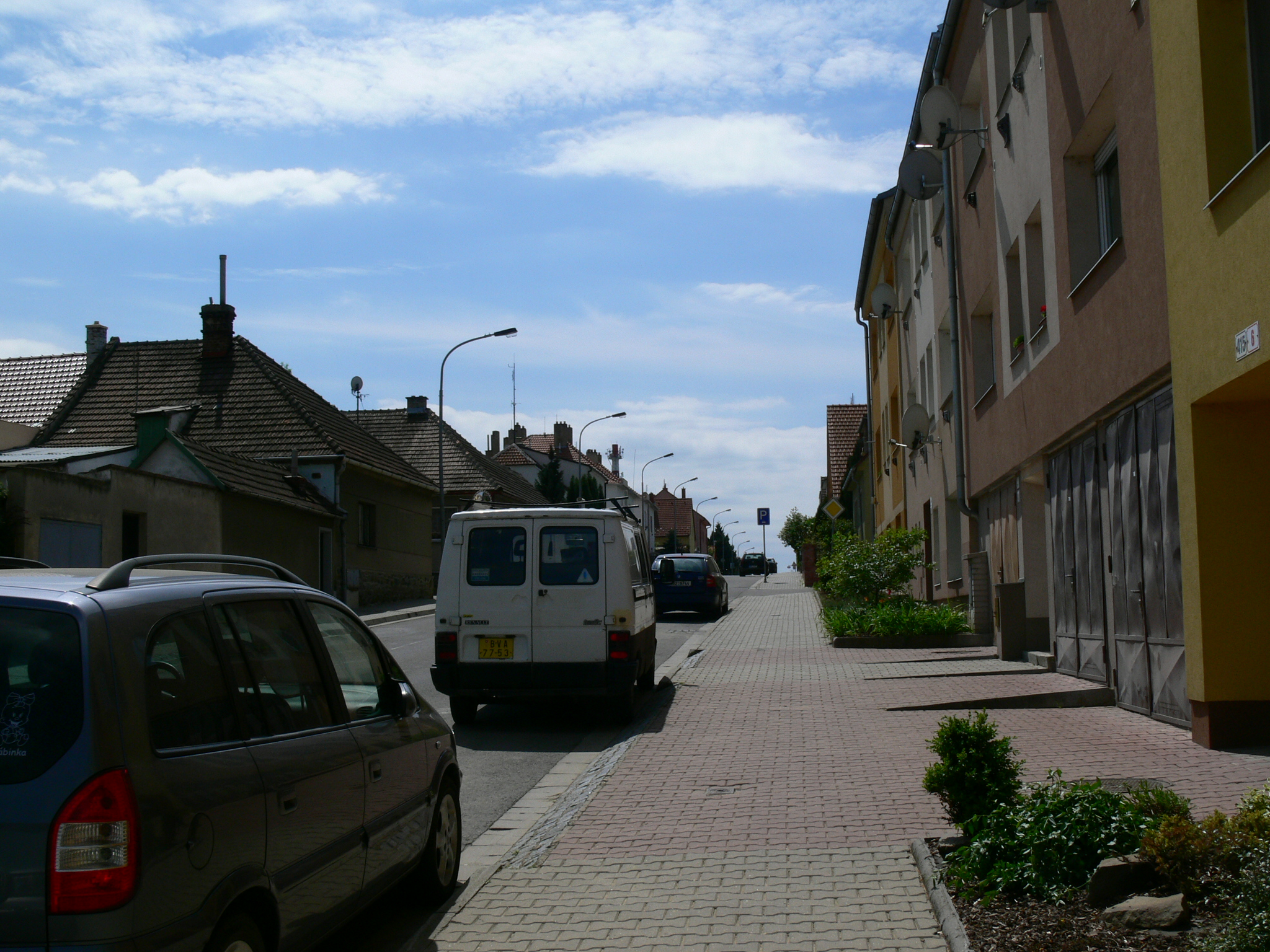
Ulice Na Hraničkách
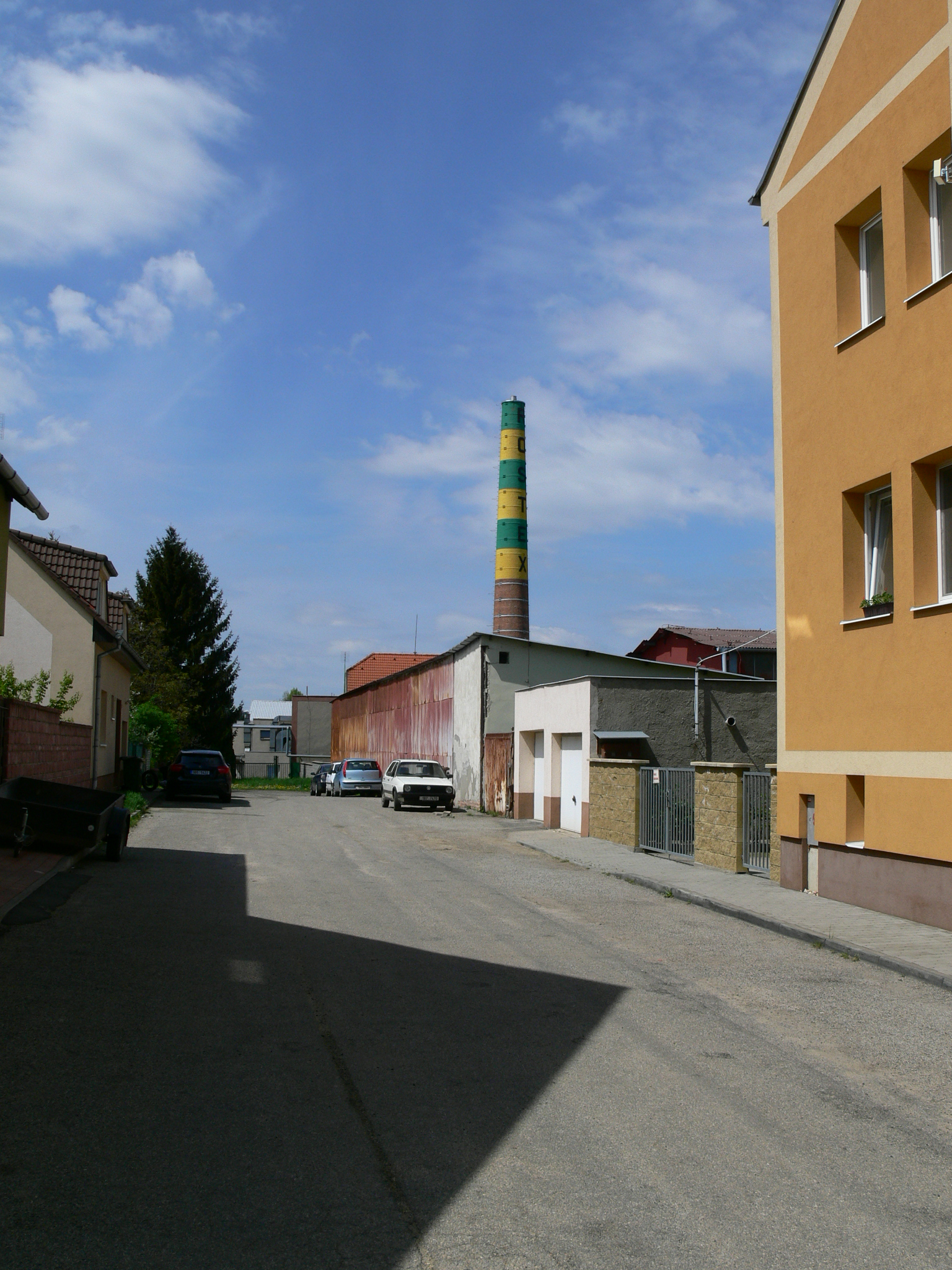
Ulice Alšova
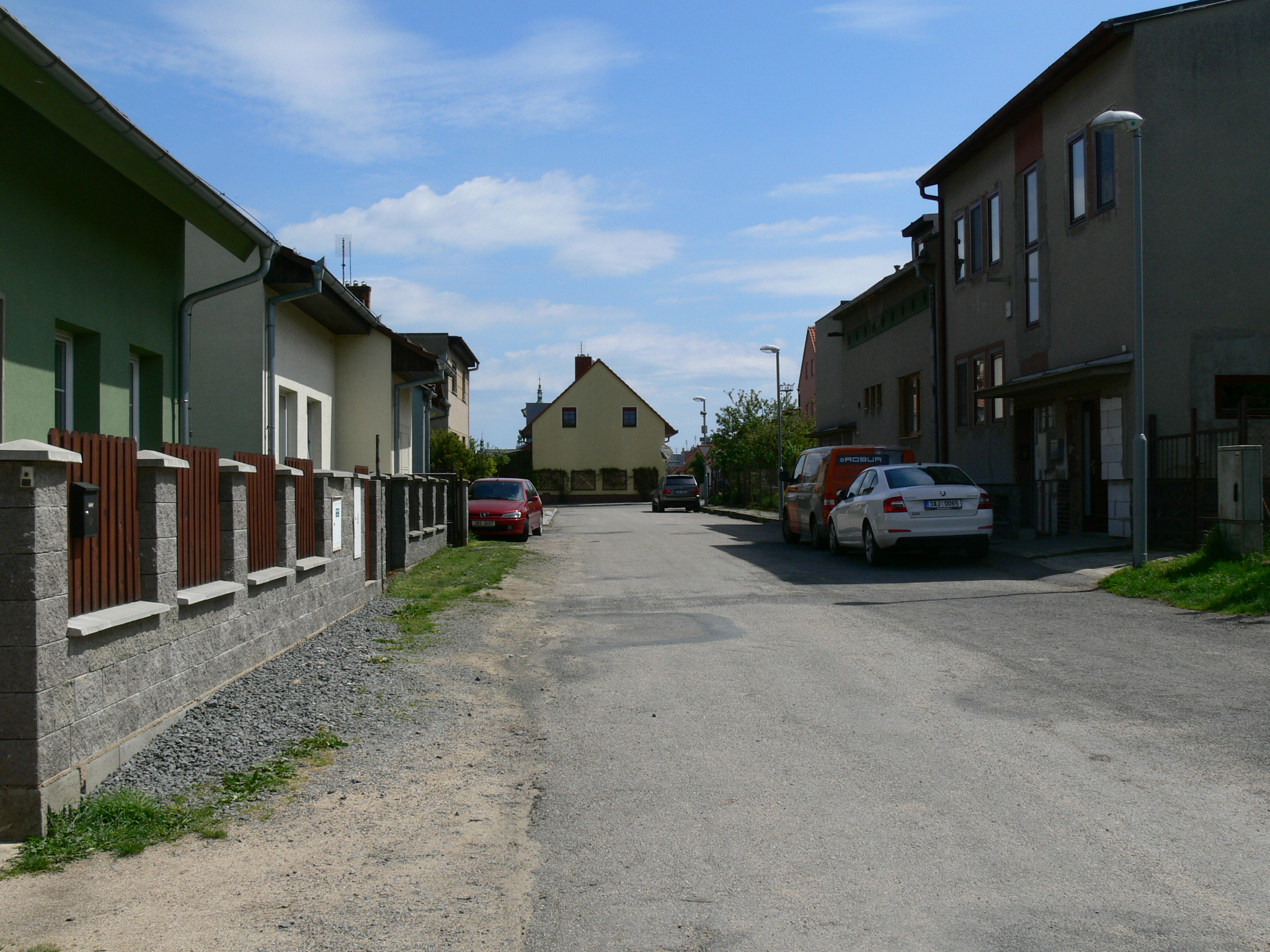
Ulice Petra Bezruče
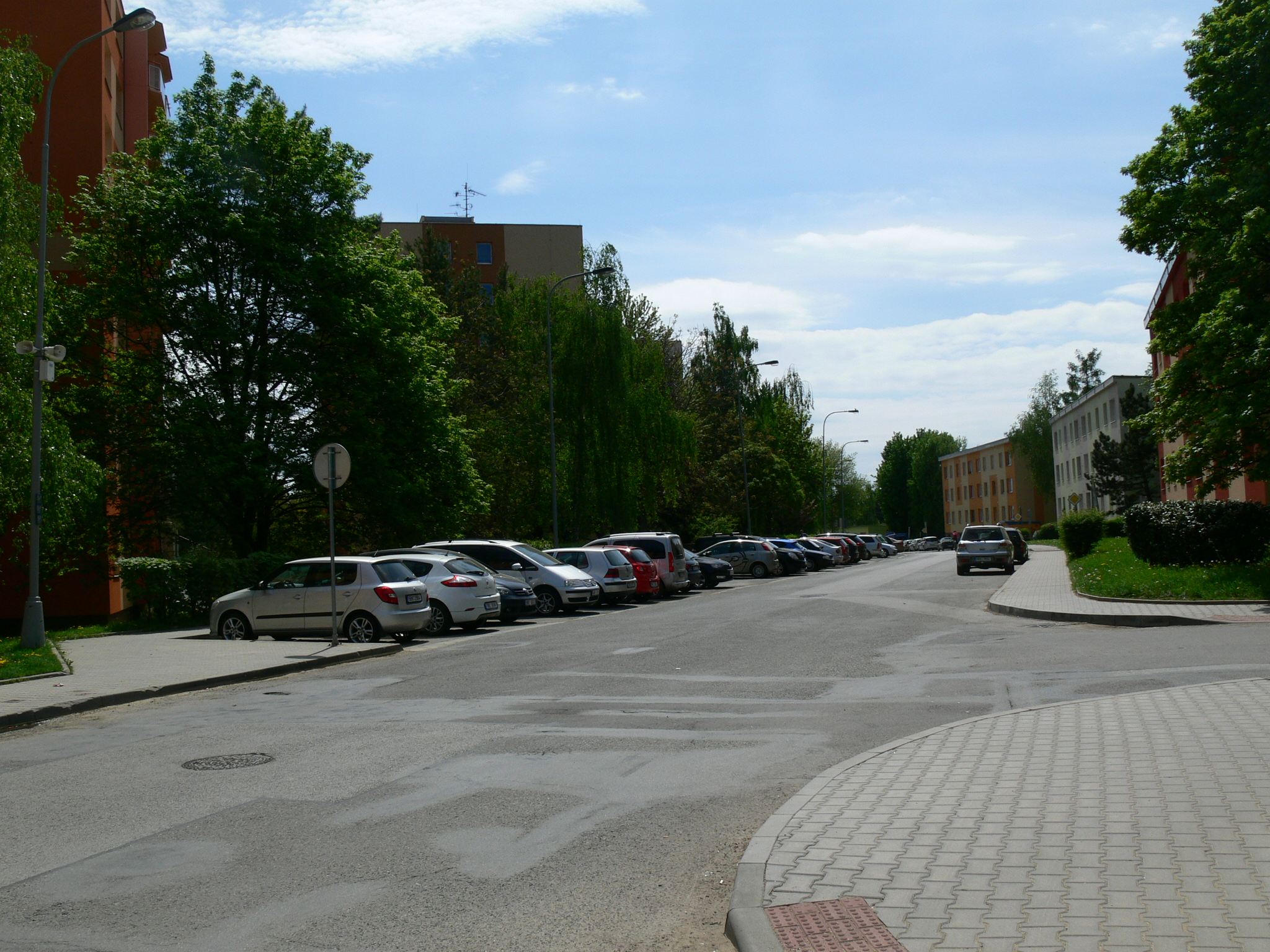
Ulice Na Hraničkách
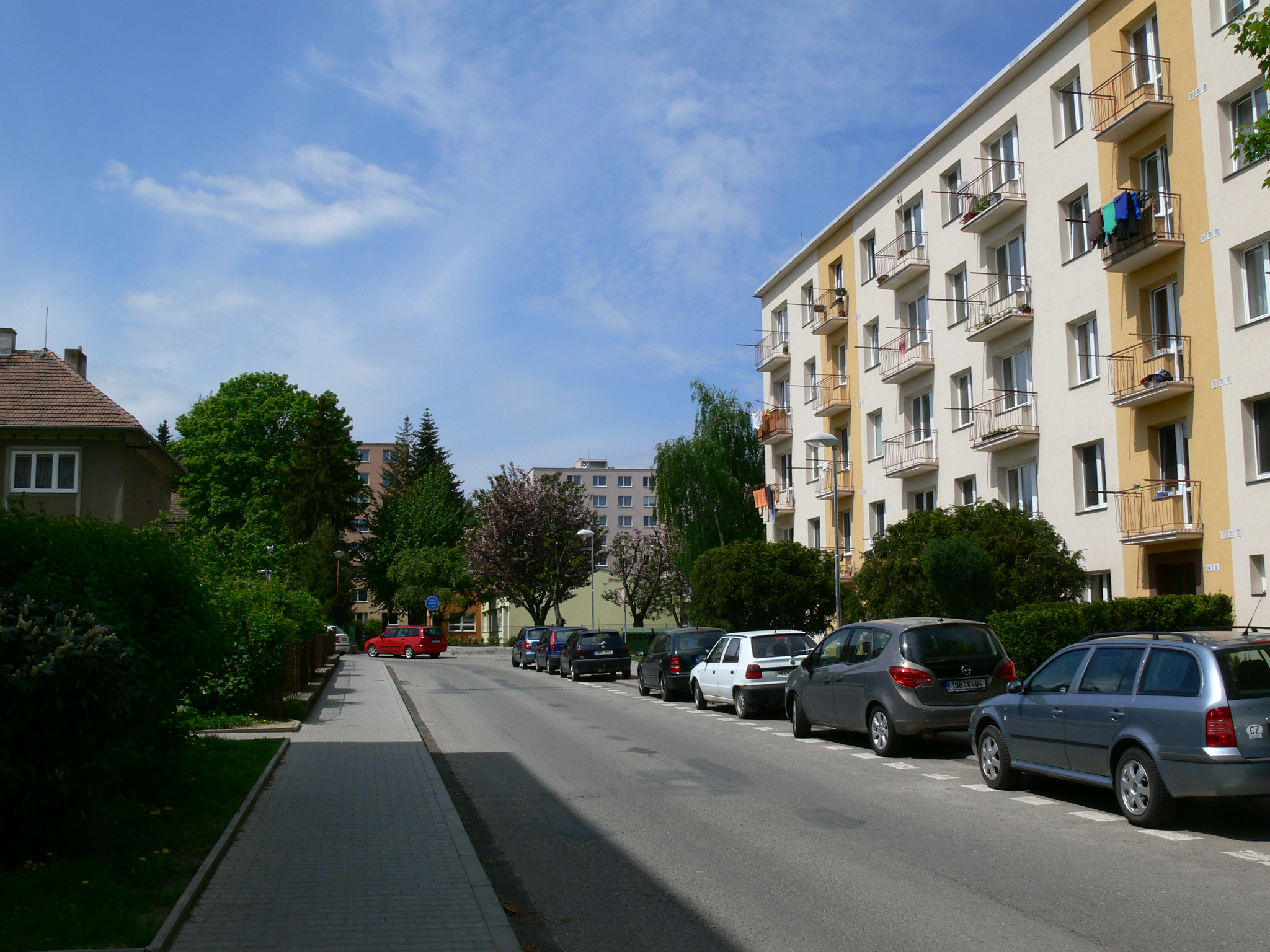
Ulice Na Hraničkách
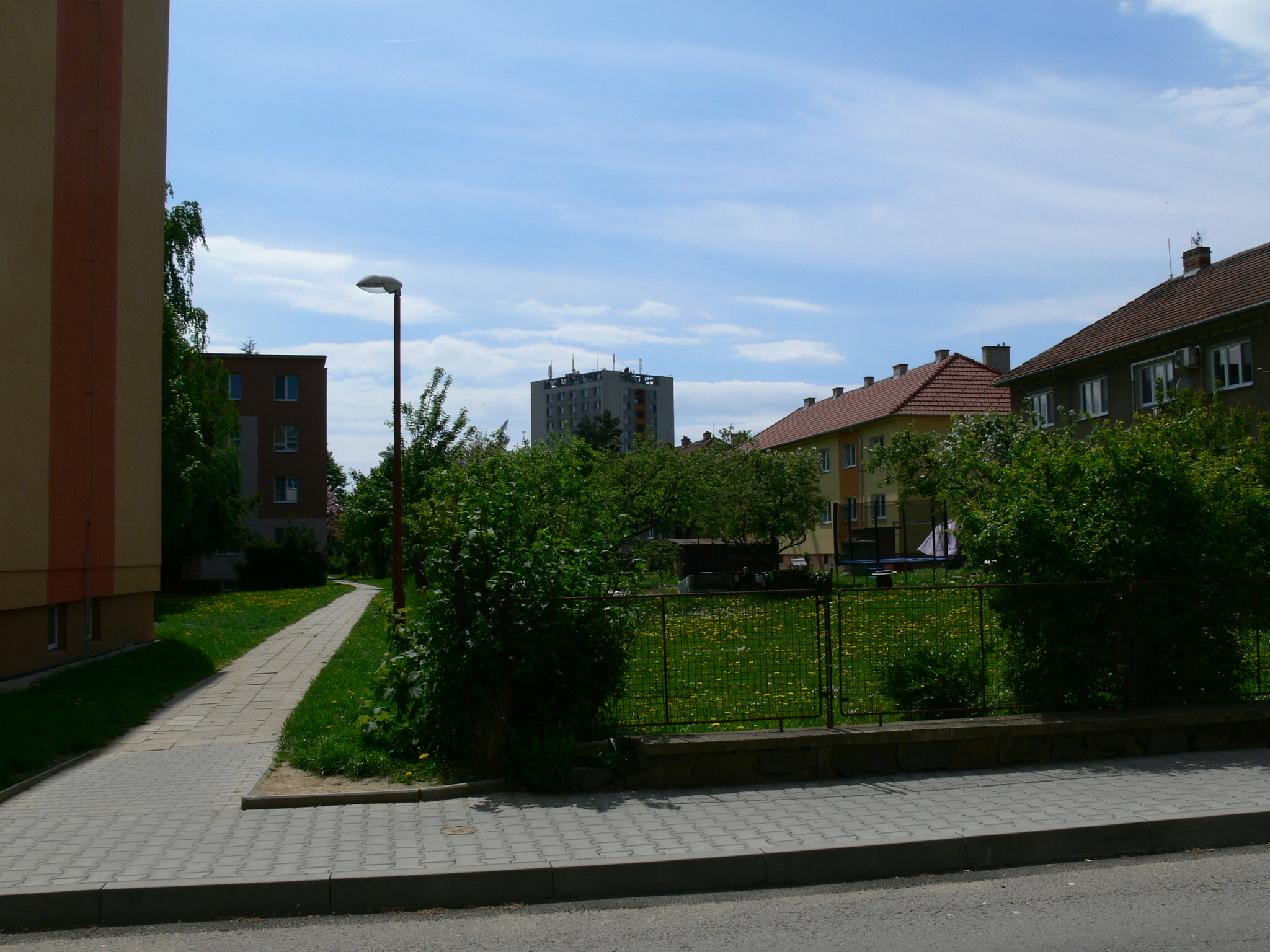
Ulice Puškinova
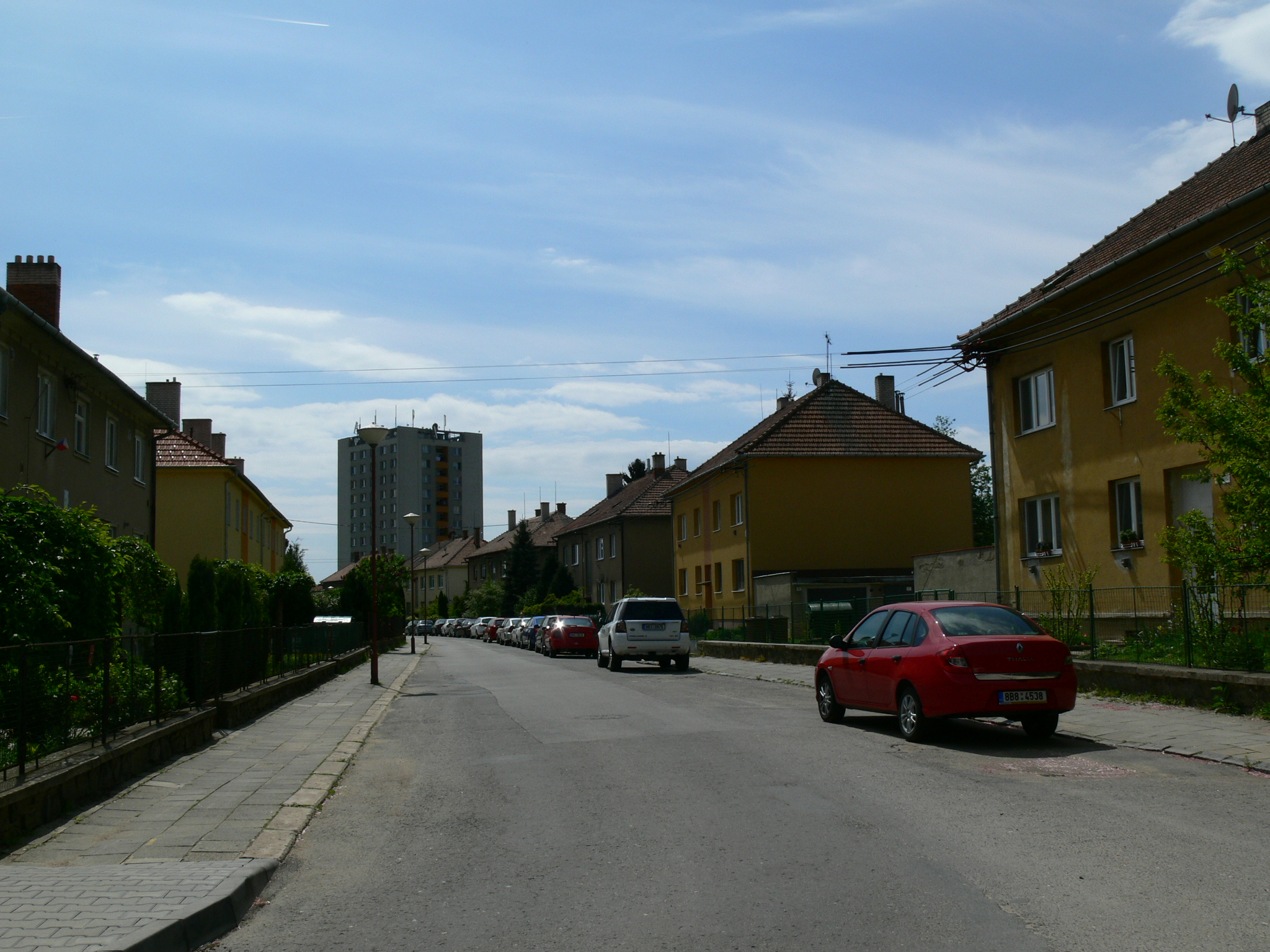
Ulice Puškinova
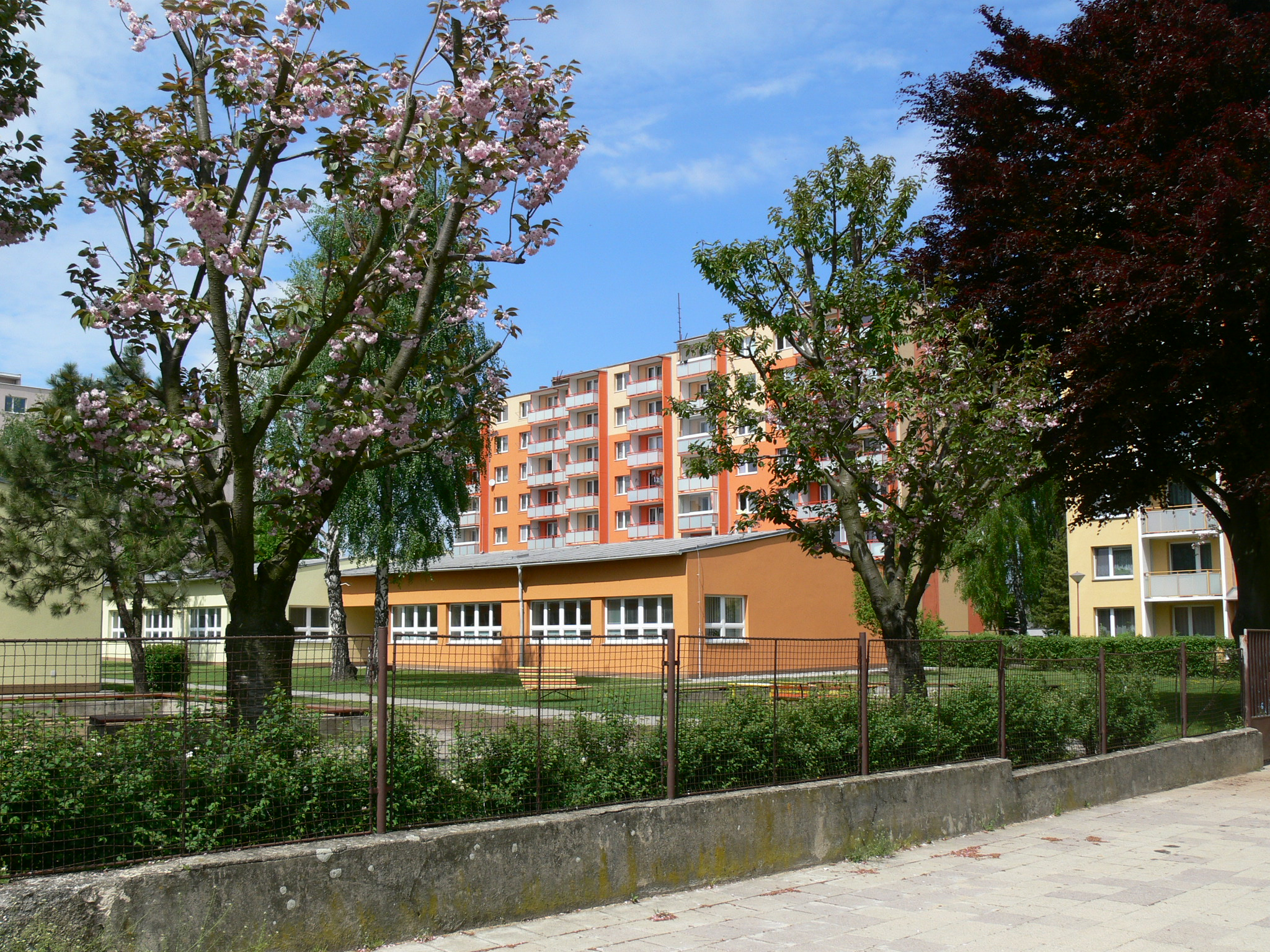
Ulice Puškinova
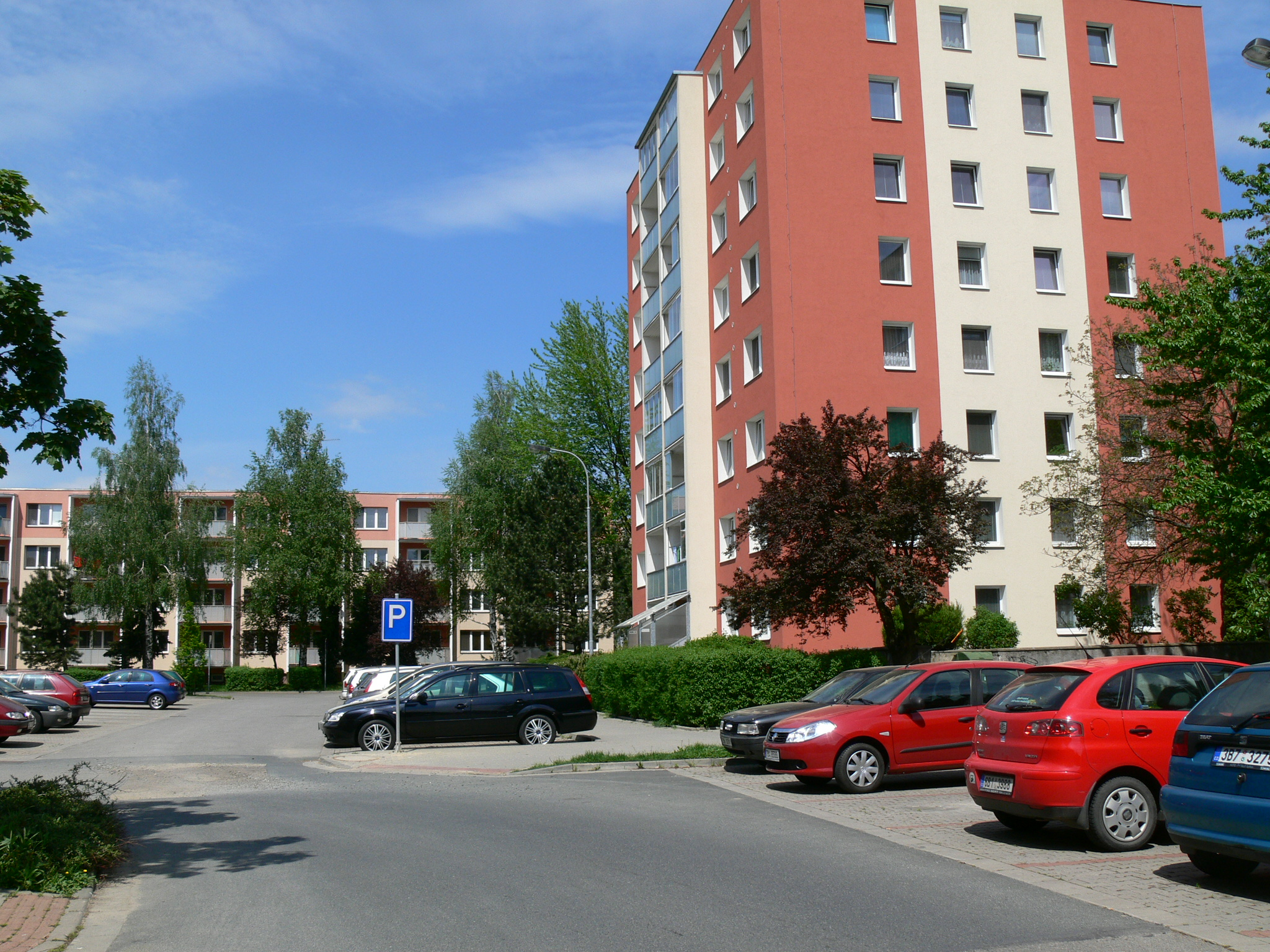
Ulice Maxima Gorkého
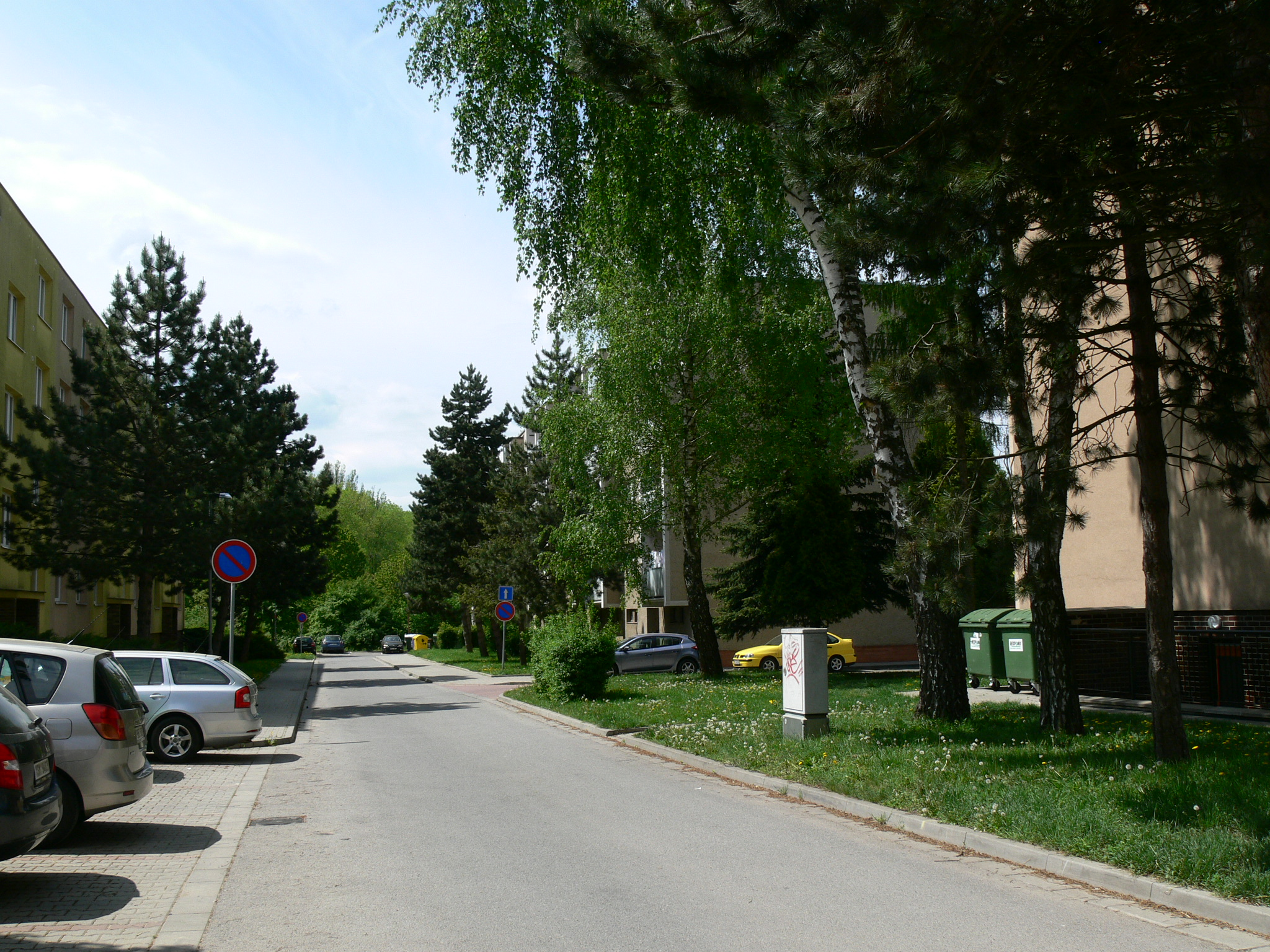
Ulice Maxima Gorkého
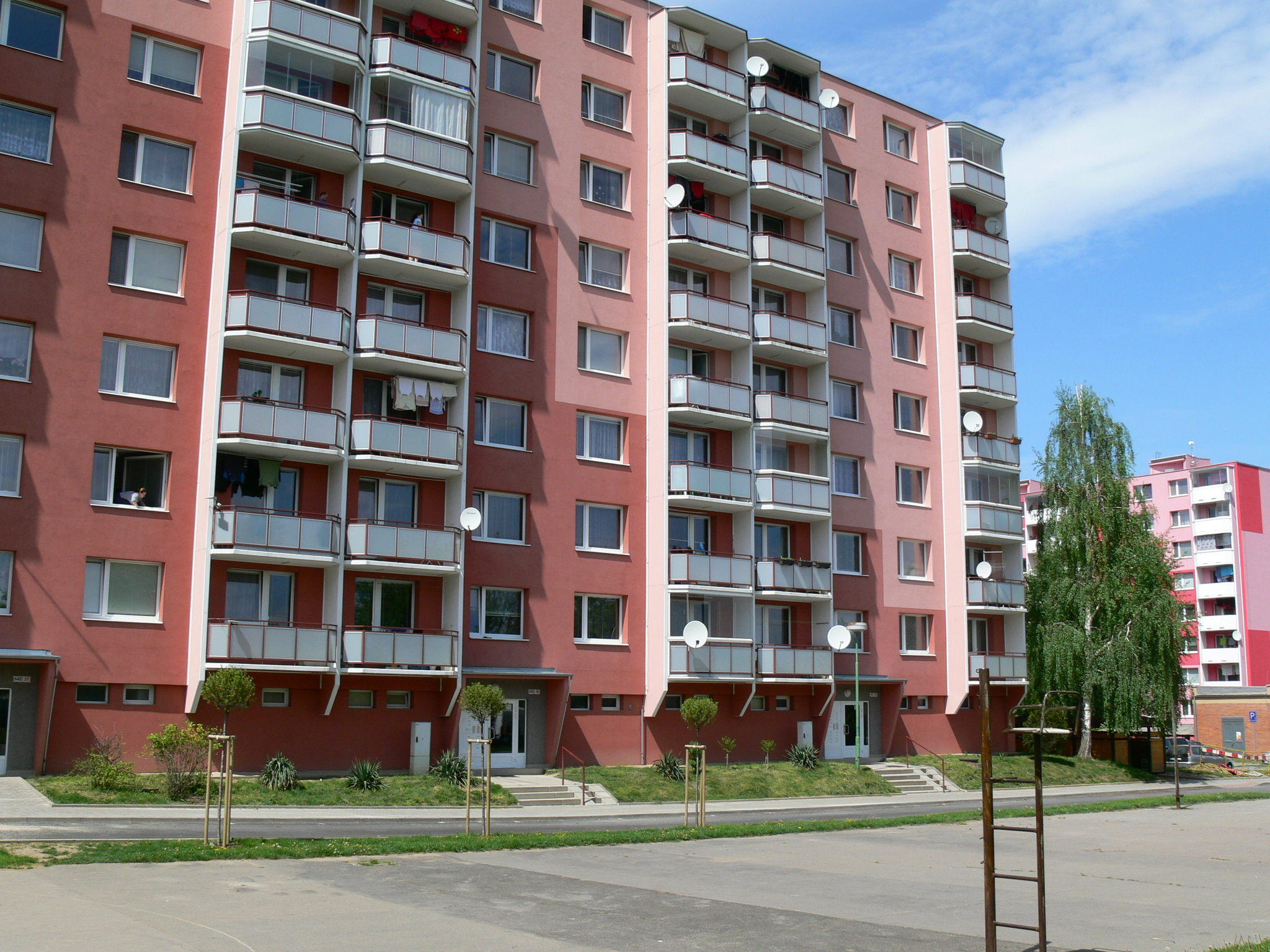
Ulice Sídliště Osvobození
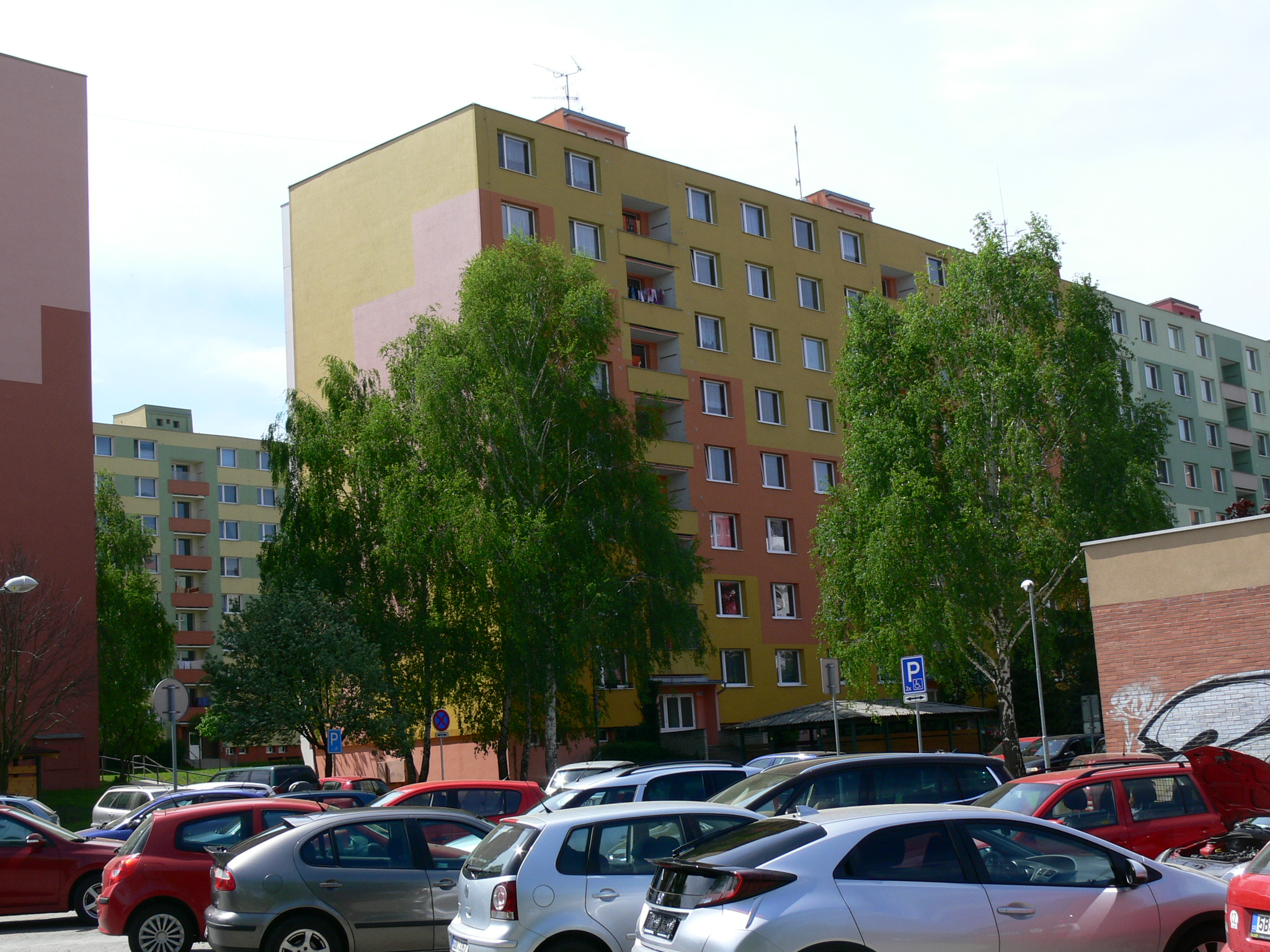
Ulice Sídliště Osvobození
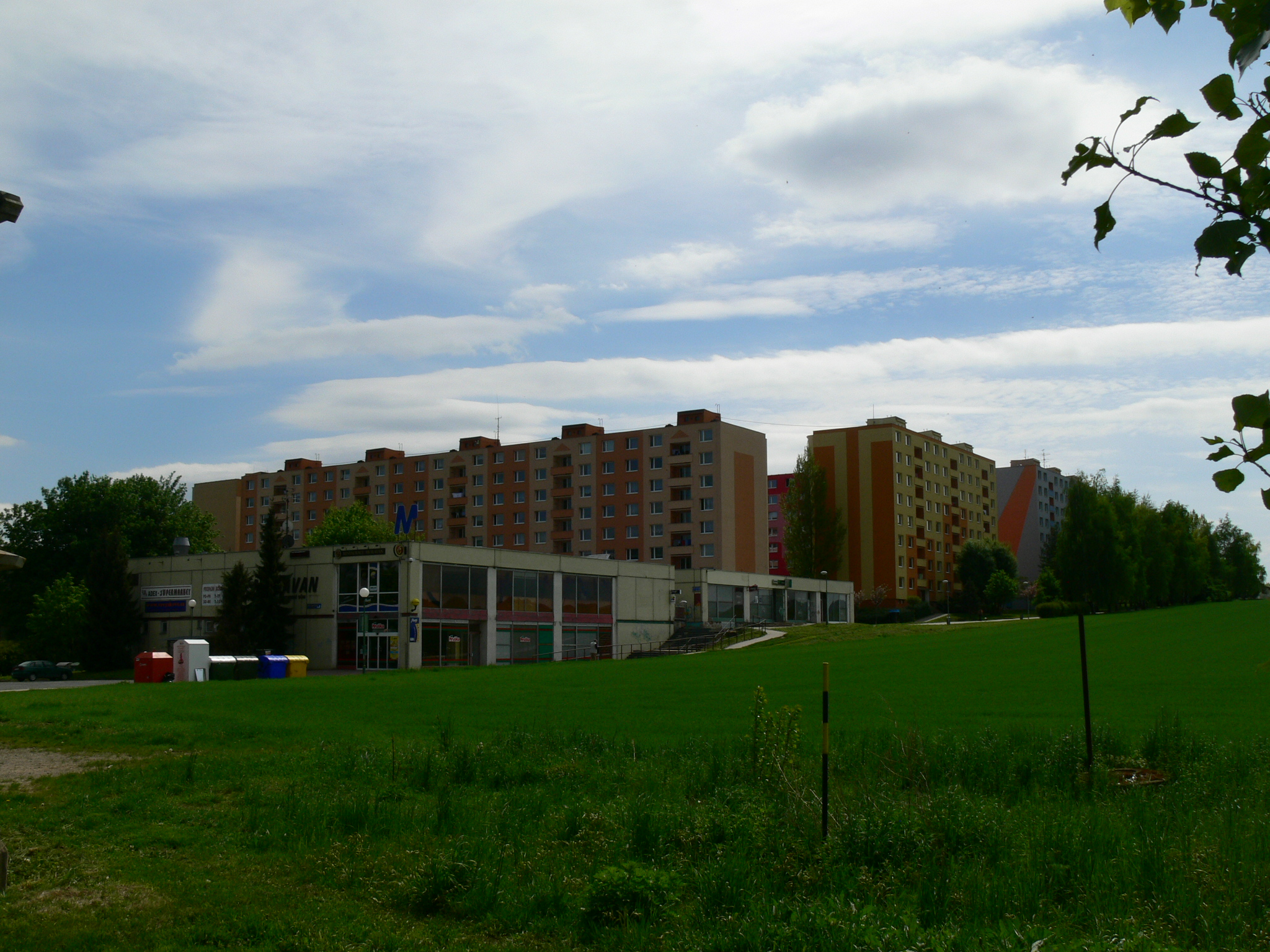
Sídliště Osvobození

Vedle menších projektů nová rozsáhlejší zástavba vzniká např. na Letním poli v prostoru mezi nemocnicí a základní a mateřskou školou. Na Kozí horce byla obnovena původně vojenská trafostanice. Po této přestavbě byl objekt Nadací pro rozvoj architektury a stavitelství oceněn jako stavba roku 2022.

### Znak
Městečko Dědice mělo ve znaku zlatou osmihrotou zářící hvězdu v modrém poli. Místní část Dědice dnes tuto zářící hvězdu v modrém poli užívá. Tuto hvězdu Dědice do svého pečetního znamení zřejmě přijaly po svých pánech, když Albrecht a Petr ze Šternberka Dědicím v roce 1371 potvrdili výroční trh a své poddané osvobodili od odúmrtí a robot. Pro dobu 70. let 14. století, kdy byla městečku udělena privilegia, je šternberská hvězda doložena na malovaném obalu Knihy Ješka či Jana ze Šternberka z let (1370) 1373–1384, brněnské řady moravských zemských desek.

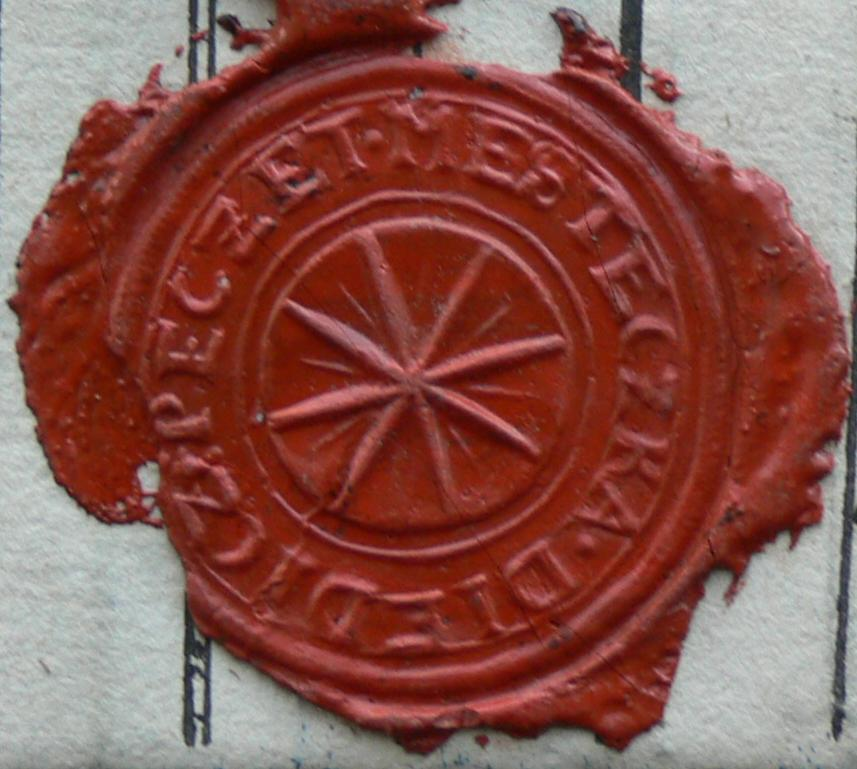
Pečeť městečka Dědice, osmihrotá zářící hvězda (rok 1787)

Zatímco na malovaném obalu Knihy Albrechta z Boskovic olomoucké řady moravských zemských desek z let 1567–1572 je prostá osmihrotá šternberská hvězda, na obalu Knihy pana Albrechta Černohorského z Boskovic brněnské řady moravských zemských desek z týchž let je zlatá hvězda v modrém poli umělcem provedena jako zářící.
Jako pečetní znamení je tato zářící hvězda na pečeti z konce 18. století, která má v průměru 35 mm, která byla použita při pečetění josefinského katastru. Zde je pečeť městečka Dědice otištěná v červeném vosku. Pečeť je přitištěna v knize josefinského katastru z roku 1787. V pečetním opise stojí: „+ Peczet mesteczka Diedicz“. Na pečeti vícoměřické části z téhož roku, která byla přitištěna na téže straně knihy, je zobrazen sv. Jan Nepomucký na mostu.
Asi z poloviny 18. století pochází jiná pečeť, která má průměr přibližně 38 mm. V pečetním poli je oválný barokní štít s osmihrotou hvězdou zasazený do bohatě zdobené kartuše. Opis je nečitelný. Ze špatného otisku není patrné, zda jsou mezi jednotlivými rohy paprsky. V pečetním poli pečeti viceměřické části z roku 1734 je na mostě stojící postava sv. Jana Nepomuckého s paprsky svatozáře kolem hlavy, s křížkem v levé pokrčené ruce a palmovou ratolestí v pravé, vpravo napřažené ruce. Opis psaný majuskulou je od pečetního pole oddělen silnou linkou, na vnější straně věncem: „+ Peczet mesteczka Diedicz po stranie wiczo mierske leta 1734“.
Dědice znakové privilegium nikdy nedostaly. Z toho důvodu jsou při zkoumání historie původu a vývoje dědického znaku studovány dochované pečeti. Na pečeti biskupského dílu Dědic u vyškovského panství o průměru 26 mm, která byla použita v roce 1589, je v pečetním poli štít s osmihrotou hvězdou. Opis oddělený od pečetního pole linkou, na vnější straně oddělený věncem, je ale nezřetelný.

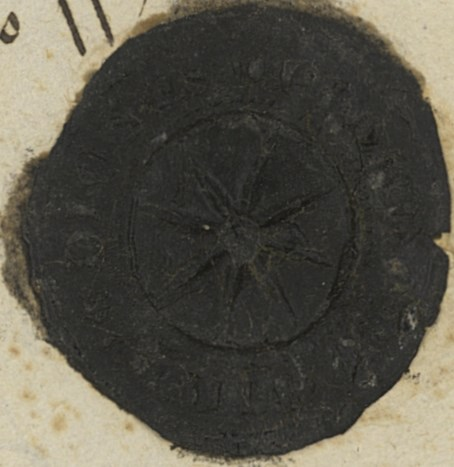
Přitištěná pečeť Dědic (rok 1524)

Viceměřická část patrně znak vůbec neměla. Znak části patřící k Vyškovskému panství se nejspíš vyvinul z pečeti pánů ze Šternberka, kteří byli jednou z dědických vrchností. O existenci typáře, jímž byly pečetěny dokumenty, předcházejícího vývojově zářící osmihrotou hvězdu, která je mezi znaky dalších obcí, na nichž se rovněž nachází osmihrotá hvězda, jedinečná, svědčí starší otisk pečeti pod papírovým krytem (1749), který byl v 1. polovině 20. století překreslen do Knihy pamětí městečka Dědic, kde byly současně na ukázku otištěny další ve 20. století existující typáře. Hvězda tohoto typáře, který má v opise vyryt rok 1686, je osmihrotá. Barvy tohoto znaku doloženy nejsou. Je velice pravděpodobné, že byly stejné jako u rodového erbu Šternberků, kde je zlatá hvězda v modrém poli.
Znak městečka Dědic se vyvinul z těchto pečetních znamení, a protože Šternberkové měli ve svém erbu zlatou osmihrotou hvězdu, je za znak Dědic třeba pokládat rovněž zlatou osmihrotou hvězdu na modrém štítě, či zlatou osmihrotou hvězdu s osmi paprsky uprostřed mezi jednotlivými rohy na modrém štítě, jelikož pečetní znamení viceměřické části Dědic se nestalo znakem městečka. Poté, co byly obě části v roce 1850 sloučeny, zůstal v užívání pouze znak vyškovské části.
V současnosti se dá za nejstarší dochovanou pečeť považovat otisk z 12. ledna 1524. Barva okrouhlé pečetě ze včelího vosku je černá. V pečetním poli je osmihrotá hvězda a v latinsky psaném opisu, který se nachází mezi perlovcem, je gotickou majuskulou (s unciálou) napsáno: + S : OPIDAnORVm : In : DYEDICZ. V koroboraci listiny, k níž je pečeť přitištěna, stojí: „A protož my purgmistr a rada svrchupsaní ... rozkázali sme k tomuto listu svú pečeť vlastní městečka našeho přitisknúti nám bez škody i všem budúcím potomkom našim.“

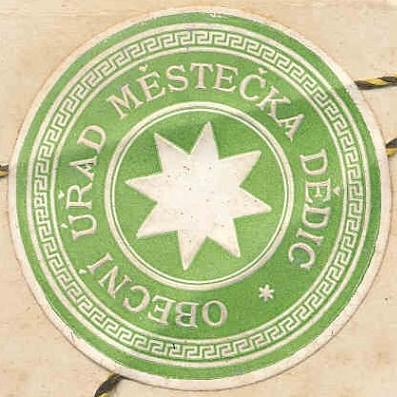
Obecní úřad městečka Dědice, papírová pečeť (rok 1905)

Na razítcích obecního úřadu Městečka Dědic z 2. poloviny 19. století a 1. poloviny 20. století se setkáváme s prostou osmihrotou hvězdou. Typář doložený pečetí v josefinském katastru z roku 1787 se zářící osmihrotou hvězdou byl u důležitých dokumentů (operát stabilního katastru, rozdělení obecních pozemků) používán i v 19. století. V opise papírové pečeti ze začátku 20. století stojí: „Obecní úřad městečka Dědic“. Barva papírové pečeti, která byla použita v pracovní knížce, napodobuje barvu zeleného vosku, který používala městečka ve středověku. Osmihrotá hvězda zde není provedena jako zářící. Hvězda a text opisu jsou bílé.
Na dopravní značce umístěné v místě posunuté katastrální hranice je pod označením Dědice vidět vyobrazení převzaté z práce Jiřího Čarka z roku 1985 Městské znaky v českých zemích. Zde je tento popis znaku: Na modrém štítě je osmicípá hvězda zlaté barvy s osmi tenkými paprsky mezi špicemi. Jedná se o heraldicky nepřesný popis, který informuje o tom, co na znaku vidíme. Kresba v příloze práce je pojata jako výtvarná stylizace inspirovaná trojrozměrnou pečetí z 18. století a tedy včetně hran.
Téměř stejný popis znaku nacházíme v práci Josefa Augustina z roku 1997: Na modrém štítě zlatá osmihrotá hvězda s osmi tenkými paprsky mezi špicemi. Informace v textové části jsou převzaty z práce Městské znaky v českých zemích. Příloha obsahuje graficky totožným způsobem zpracovaný znak.
Na ceduli umístěné na dopravní značce nacházející se ve směru od Vyškova jen několik metrů před kruhovým objezdem, který byl dokončen na začátku zimy 2014/2015, je oproti heraldickému popisu znak Dědic při spodním okraji španělského štítu doplněn navíc o letopočet tzv. první písemné zmínky o Dědicích (L. P. 1131), který však nemusí být přesný, jak naznačuje výzkum Zdíkových listin z této doby. To však pochází z vynalézavosti autorů. Do štítu letopočty nepatří, navíc z doby, kdy heraldika v našich zemích ještě neexistovala. Znak Dědic je definován popisem výše.

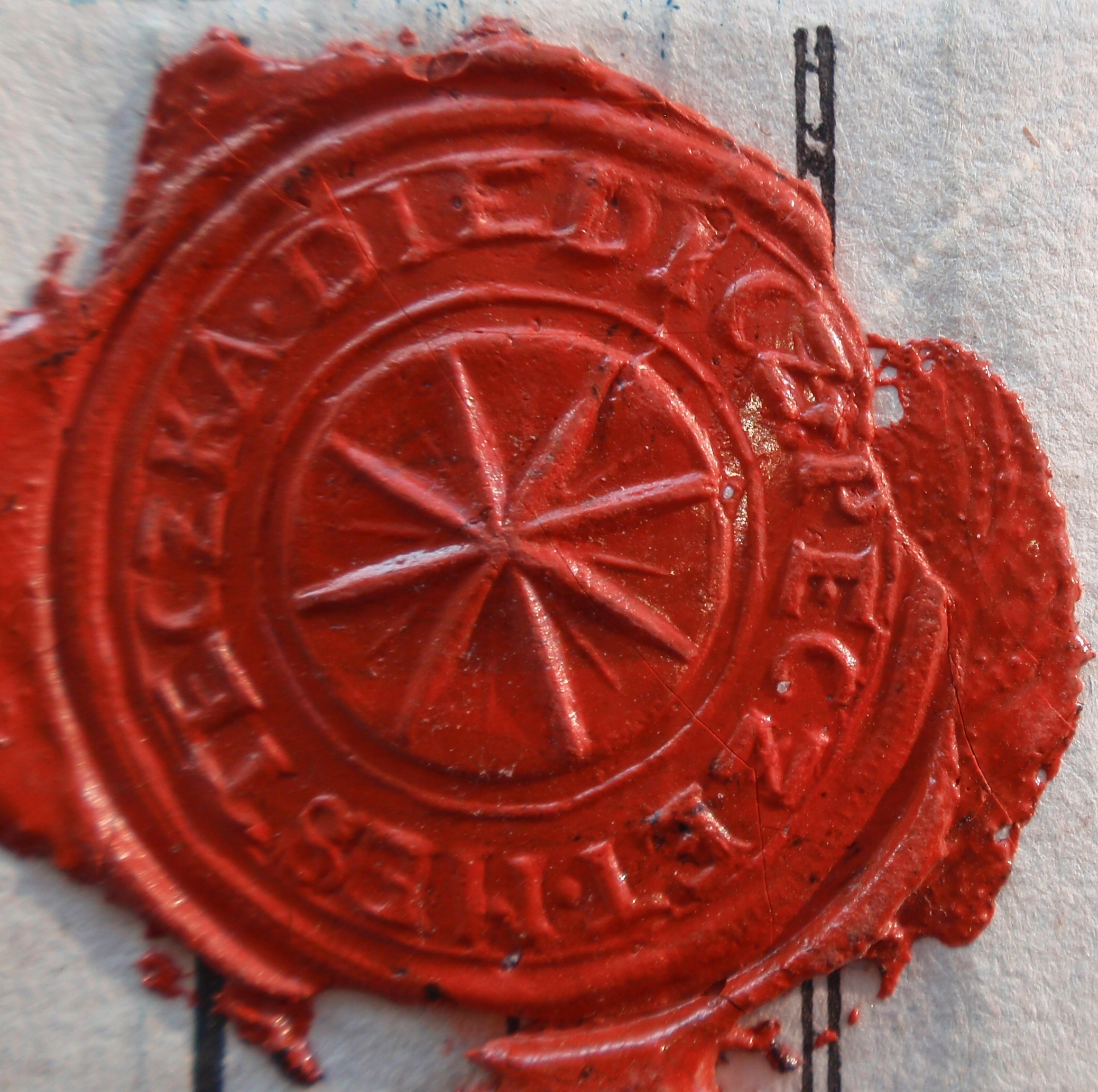
Pečeť městečka Dědice (1787)
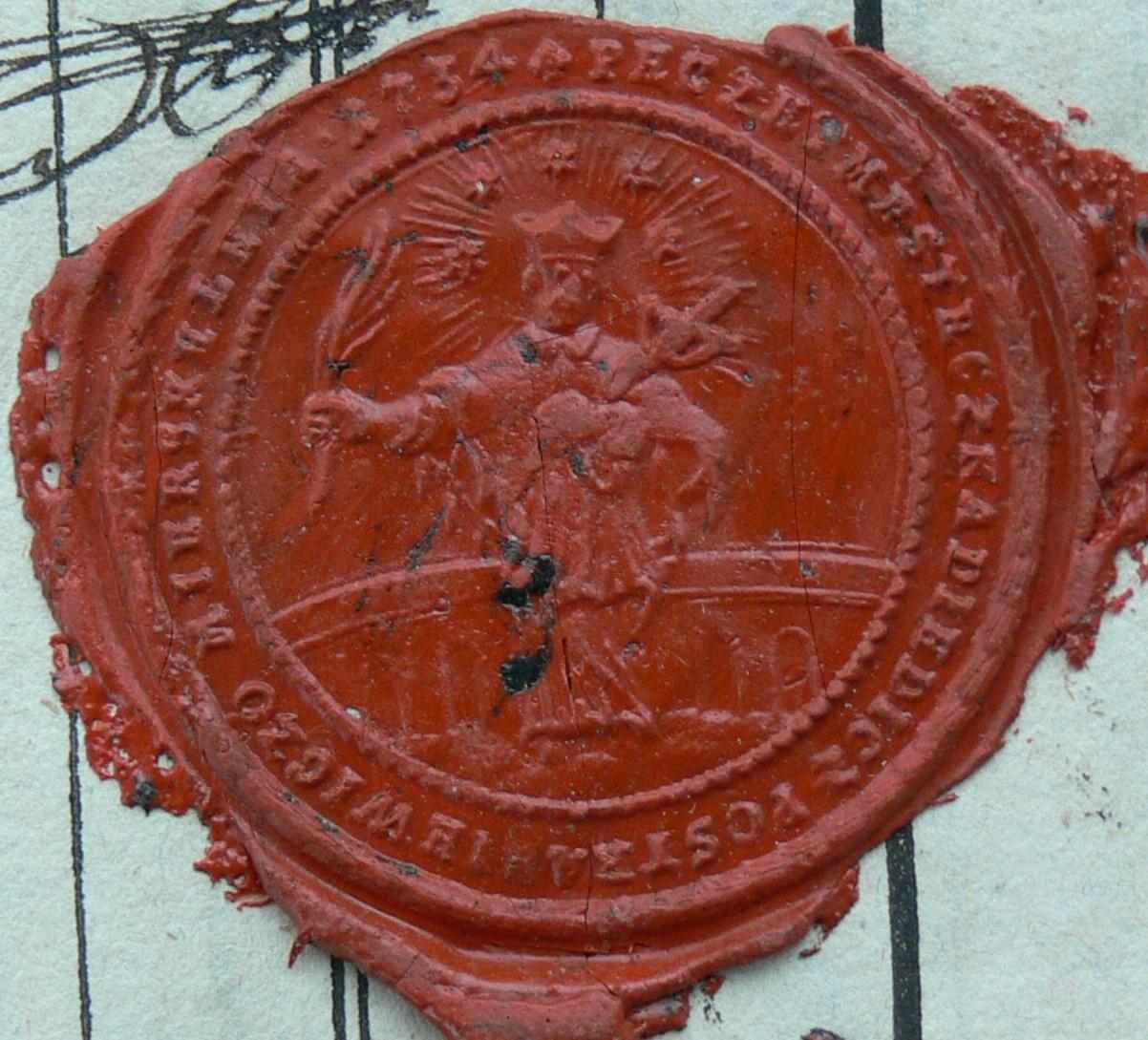
Pečeť viceměřické části městečka Dědic. V opisu rok 1734
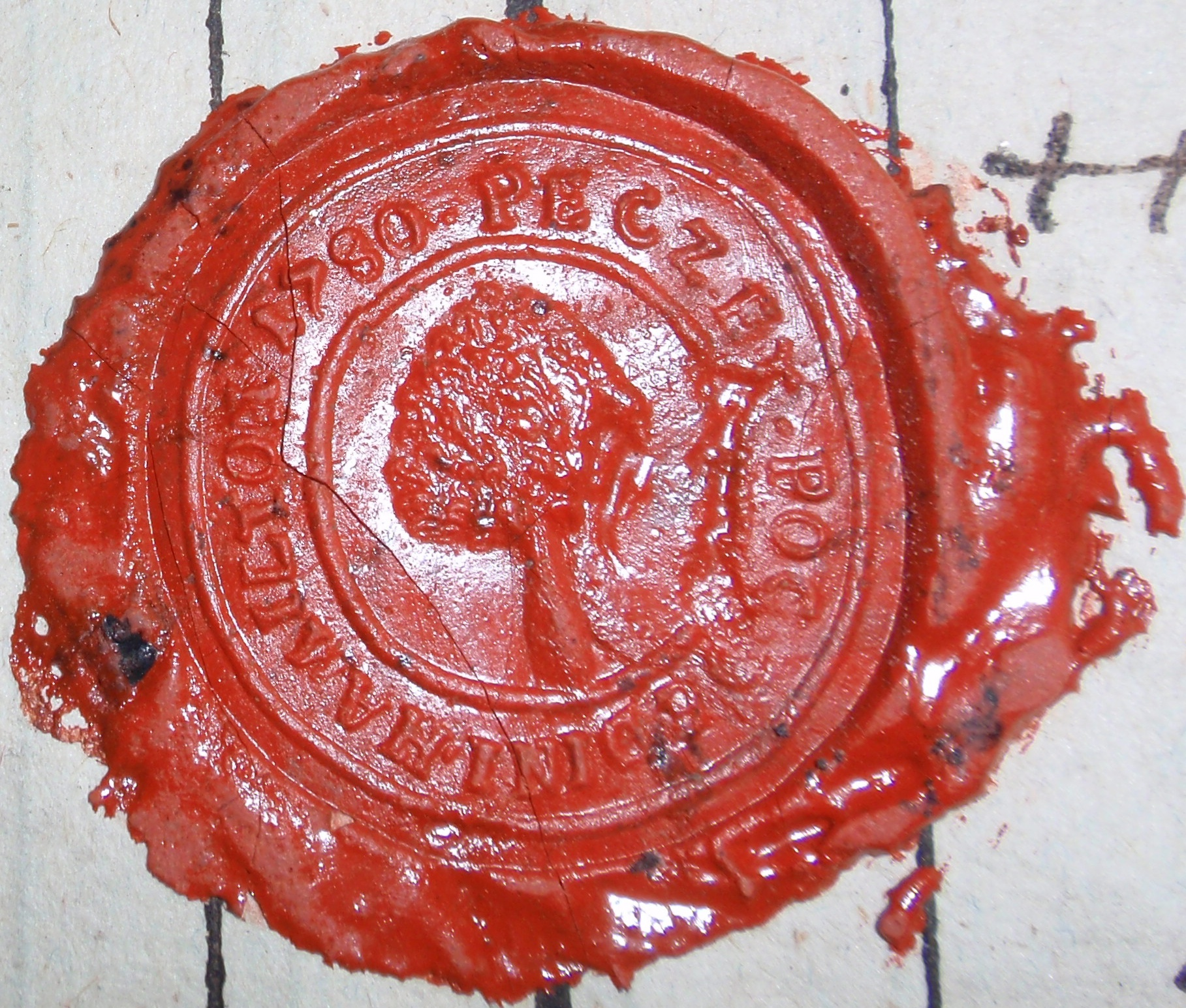
Pečeť Hamilton. V opisu rok 1780
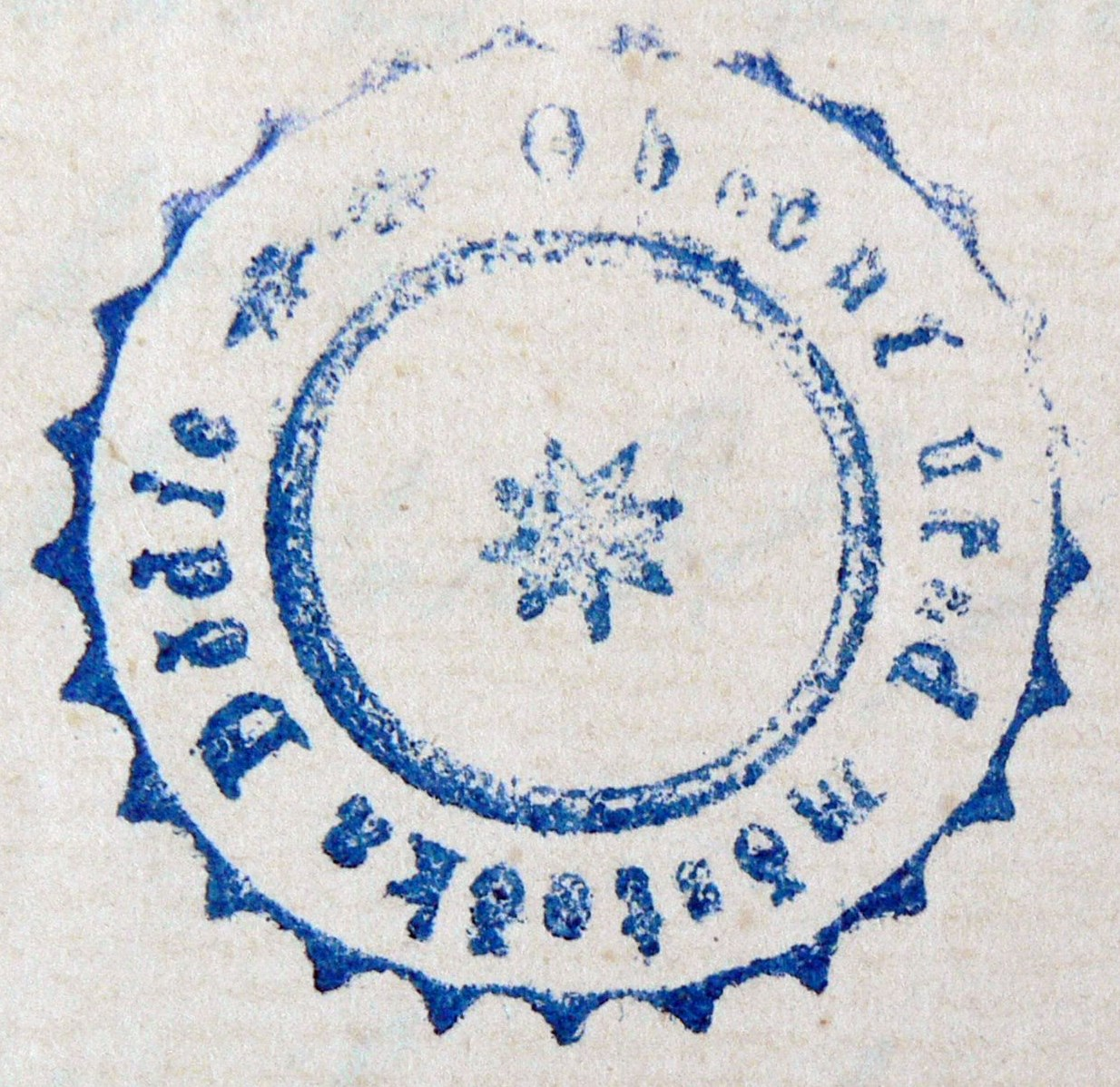
Razítko. Obecní úřad městečka Dědic (rok 1887)

#### Betlémská hvězda

Znak Dědic. Zlatá osmihrotá zářící hvězda v modrém poli

Osmihrotá hvězda se do znaku městečka Dědice dostala pod vlivem erbu Šternberků, a pak k ní v 18. století přibyly (v naší heraldice) unikátní paprsky záře, jež z ní učinily zářící osmihrotou hvězdu.
U základní heraldické hvězdy se počet hrotů nehlásí (kontinentální šestihrotá a anglosaská pětihrotá). Hlásí se u hvězd s vyšším nebo nižším počtem hrotů (viz Šternberkové). Na vlajkách mají hvězdy logicky cípy, ne hroty. Základní vexilologickou hvězdou, kdy se počet cípů nehlásí, je pěticípá.
Šternberkové jsou v našich zemích jediným rodem, jenž byl odedávna v panském stavu. Ve shodě se starou rodinnou legendou Šternberkové svůj původ odvozují od Kašpara, což byl jeden ze tří biblických králů, kteří se do Betléma přišli poklonit narozenému Ježíškovi. Jméno Kašpar je v rodě oblíbené.
Šternberská romantická erbovní legenda byla následně obnovena a živena zvláště v 19. století v souvislosti s rukopisnými boji. Tři králové (či spíše mudrci) se poprvé objevují v Matoušově evangeliu, kde ale nejsou uvedeni jmenovitě. Jména těchto mudrců Kašpar, Melichar a Baltazar se objevila až později (zkratka C+M+B+ původně znamenala „Christus mansionem benedicat“, „ať Kristus požehná tomuto příbytku.“
Zlatá hvězda ve znaku Šternberků je proto Betlémskou hvězdou. Váže se k ní rodové heslo pod štítem „Nescit occasum“ znamenající, že tato hvězda „Nikdy nezapadá“. Betlémská hvězda zářila a vedla krále (mudrce). Tato symbolika vytváří spojitost s jedinečnými paprsky dědické hvězdy.

## Hospodářství

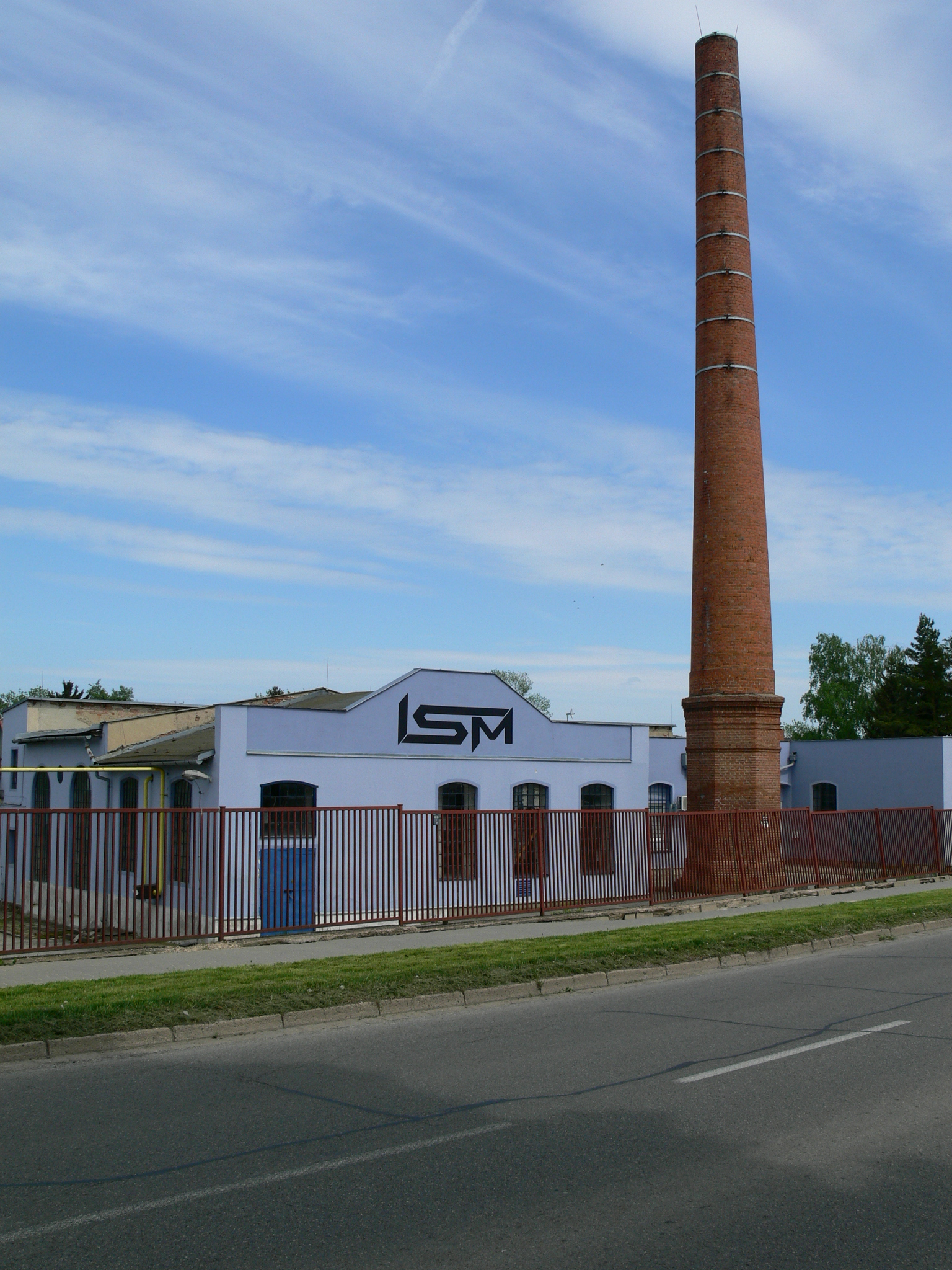
Bývalá provozovna UP závodů Rousínov

V Dědicích se tak jako dnes i v minulosti rozvíjel rozličný obchod a průmysl. Od roku 1873 tu vyvíjela činnost nejprve jedna, později dvě záložny. Pro 20. léta 20. století je uváděno stavební a krejčovské, po roce 1945 krejčovské a zemědělské družstvo. Dědice, Pazderna a Hamiltony ovšem byly obcemi drobných zemědělců a dělníků, jelikož 2/3 polí patřily rolníkům a 1/3 obhospodařoval velkostatek. Nacházela se zde mechanická tkalcovna. V roce 1908 byla postavena Greplova tkalcovna se 180 stavy. Po roce 1948 v její budově byla provozovna UP závodů Rousínov. Na kraji obce tu byla u cesty do Lhoty/Hamilton cihelna. Z řemeslníků tu byli nejvíce zastoupeni obuvníci a stolaři.
V roce 1911 se v Dědicích nachází 2 bednáři, 2 cihelny, 1 cukrářství, 1 podnik dobývání písku, 4 faktorství, 2 holiči, 7 hostinců, 2 jircháři, 1 lom a tlučení štěrku, 2 kováři a podkováři, 3 kramářství, 7 krejčích, 4 mlynáři, 2 obchodníci dobytkem, 1 obchodník houbami, 2 obchodnice krátkým zbožím, 1 obchodnice květinami, 3 obchodníci máslem, ovocem, vejci apod., 1 obchodník mlékem, 7 obchodníků plátnem, 1 obchodník rakvemi a pohřebnickými přípravami, 6 obchodníků smíšeným zbožím, 2 obchodníci střižným zbožím, 2 obchodníci vlněným zbožím, 7 obuvníků, 3 pekaři, 2 prodejci kořalky v láhvích, 7 řezníků, 1 sedlář a řemenář, 1 soustružník, 4 stolaři, 5 tkalců, 2 výrobci bavlněného zboží, 1 výrobce lihovin, 1 výrobce tvarůžků, 1 výtažný.

### Řemesla
Na Moravě se dařilo soukenictví od začátku 14. století. Sukno se vyrábělo ve Vyškově i v Dědicích a bylo prodáváno na týdenních a výročních trzích (Vyškov odkoupil dva trhy od Dědic, takže jich měl šest). Ve Vyškově a okolí bylo také hodně rozšířeno ševcovství. Nejvíce však bylo soukeníků. V 70. letech 19. století ale obor zasáhla krize, kdy byl tento druh výroby zatlačen tovární. Někteří vyškovští soukeníci řešení hledali ve faktorském způsobu výroby, kdy byl materiál dovezen z brněnských továren, zpracován ve Vyškově a okolí a toto zboží odvezeno zpět do továren. Na konci 19. století bylo toto původně nejrozšířenější řemeslo opuštěno.
V dřívějších dobách se řemeslníci soustřeďovali v městečkách a ve městech, na dědinách (vesnicích) jich bylo málo anebo také žádní. V Dědicích tak najdeme 3 kováře, 2 koláře, 3 truhláře, 4 řezníky, 2 pekaře a 1 jircháře. Cechy byly v Rakousku zrušeny v roce 1859. V roce 1883 byly živnosti rozděleny na svobodné a koncesované. Pro řadu řemesel bylo potřeba mít průkaz způsobilosti, jehož zavedení žádali sami řemeslníci, protože svobodné řemeslo po roce 1859 upadalo i kvůli nedostatečné způsobilosti některých řemeslníků a špatné jakosti výrobků. V roce 1885 bylo založeno Společenstvo řemeslných živností pro Vyškov a okolí. Ke zhoršení těžké situace došlo po 1. světové válce za krize a v souvislosti s konkurencí továren, s čímž se tehdy mohla vyrovnat pouze některá řemesla.
V roce 1924 byl v Dědicích 1 cukrář, 2 bednáři, 1 faktor, 3 holiči, 3 jircháři, 1 kolář, 1 kopytář, 1 kovář, 1 podkovář, 6 krejčích, 2 švadleny, 4 mlynáři, 11 obuvníků, 2 pekaři, 1 pohodný, 7 řezníků, 1 sklenář, 6 stolařů, 1 tesař.
Po roce 1948 se jednotlivá řemesla dostala pod služby města Vyškova.

### Průmysl
Průmyslový rozvoj začíná na Moravě na konci 18. století. V roce 1924 bylo v Dědicích 1 obecně prospěšné stavební družstvo, 1 výrobní, nákupní a prodejní družstvo krejčovských mistrů, mistrových, tovaryšů a tovaryšek, 1 tkalcovna bavlněného zboží (Jan Grepl), 1 cihelna a lom, 1 lom kamene, 2 podniky dobývání písku, 2 pily a 1 výroba sukna.
Zpracování dřeva (v 1. polovině 20. století je to např. výroba dřevěných obručí Františka Jelínka s pobočným závodem v Rychtářově), a výroba nábytku (stolařství Karla Höfera), se v Dědicích nachází i ve druhé polovině 20. století.
V prvních letech po 2. světové válce v průmyslovém podnikání ještě převažoval soukromý sektor. Až v roce 1948, poté co došlo ke znárodnění závodů s více než 50 zaměstnanci, bylo Vyškovsko podstatně zasaženo touto fází socializace průmyslu. Největším závodem odvětví všeobecného strojírenství byl Sandrik, Vyškov. V Dědicích bylo jedno ze sídel závodů národního podniku Cihelny Gustava Klimenta. Byl vytvořen Okresní průmyslový podnik ve Vyškově určený pro služby obyvatelstvu, k němuž byla přičleněna i cihelna v Dědicích.
Strojírenský průmysl představuje na začátku 3. tisíciletí např. podnik Rostex.

### Pily
Je doloženo zpracování dřeva. Až do poloviny 20. století zde bylo prováděno řezání dřeva na pilách, které měly dostatek suroviny pocházející z okolních lesů. Pila při Krajčově mlýnu byla součástí mlýna a zpracovávala dřevo jen po určitou část roku. Pilařský závod Josefa Frice, který vznikl kousek od staré pily, již Florian Fric koupil v roce 1898 od olomouckého arcibiskupa, řezal dřevo celoročně. V roce 1927 stará pila vyhořela a krátce nato byla na konci 20. let postavena nová pila. Ve 40. letech zde došlo k rozvoji výroby beden v bednárně postavené v roce 1940 podle plánu z roku 1939. Provoz tohoto podniku skončil v polovině 20. století, kdy jeho prostory začala využívat sběrna surovin. Později nahradilo tento způsob využití budov a ploch okolo bývalé pily skladování a nakládání se stavebninami, které zajišťoval podnik Staviva. Námezdní pilařství bylo jedním z možných dalších zdrojů příjmů mlynářů. Rybník patřící ke Klevetovu mlýnu umožňoval chov ryb a, když byla tuhá zima, ledování. S ledováním jako se zdrojem příjmů počítal zvláště poslední majitel mlýna Alois Suchánek.

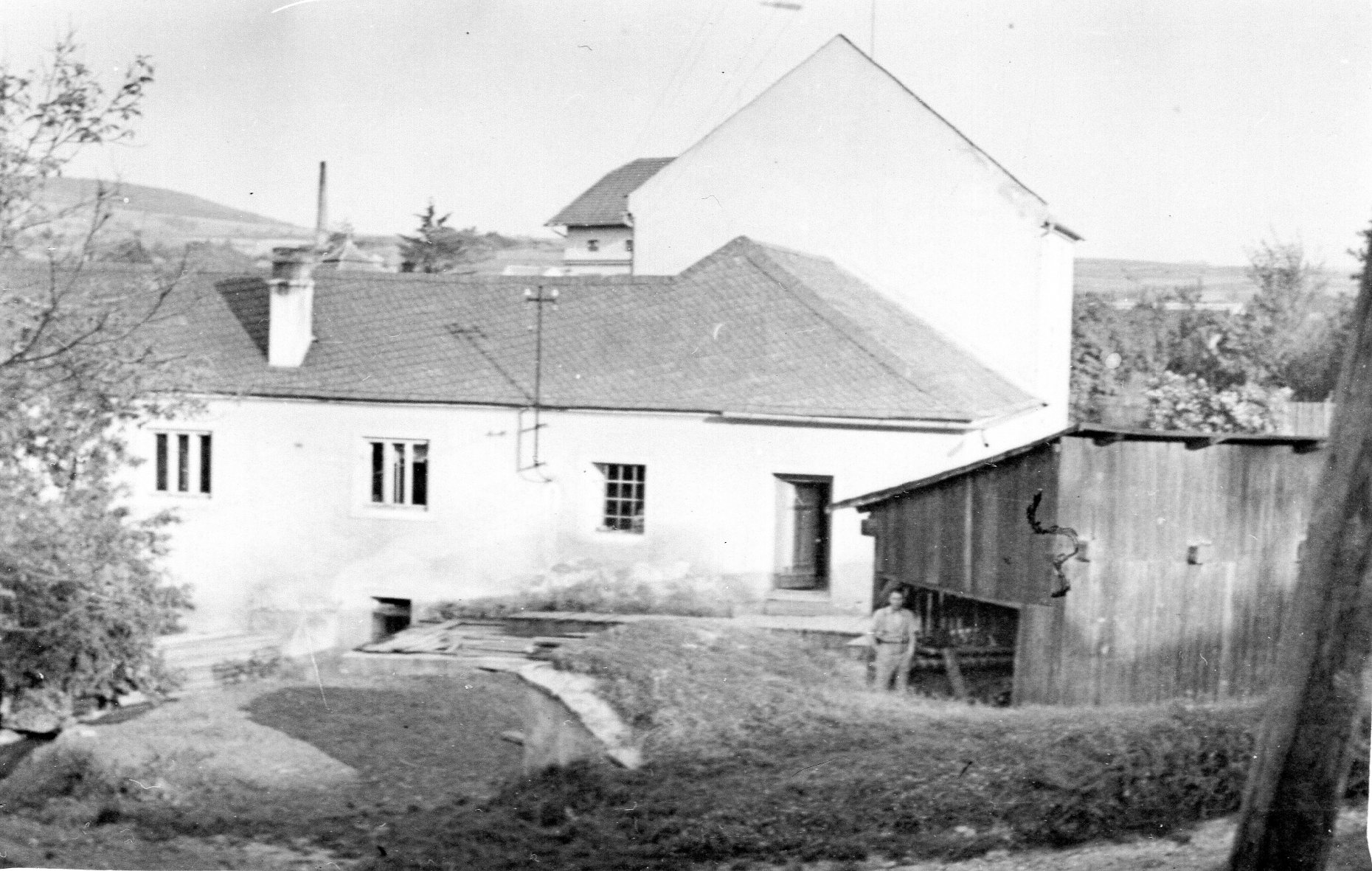
Krajčův mlýn a pila před rekonstrukcí
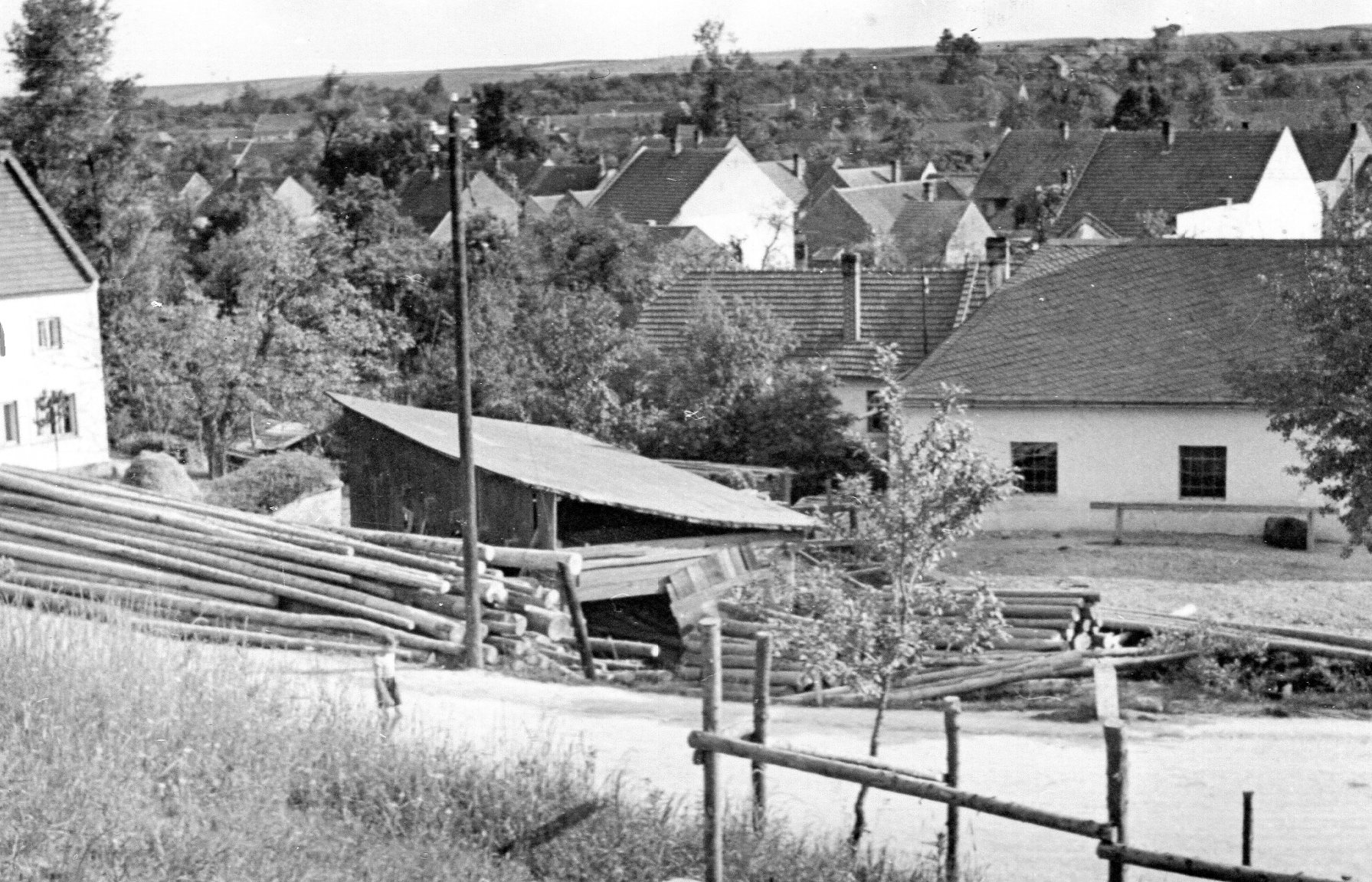
Pohled ze stráně na Krajčův mlýn před zahájením rekonstrukce, klády k pořezání, bez data (začátek 40. let 20. století)
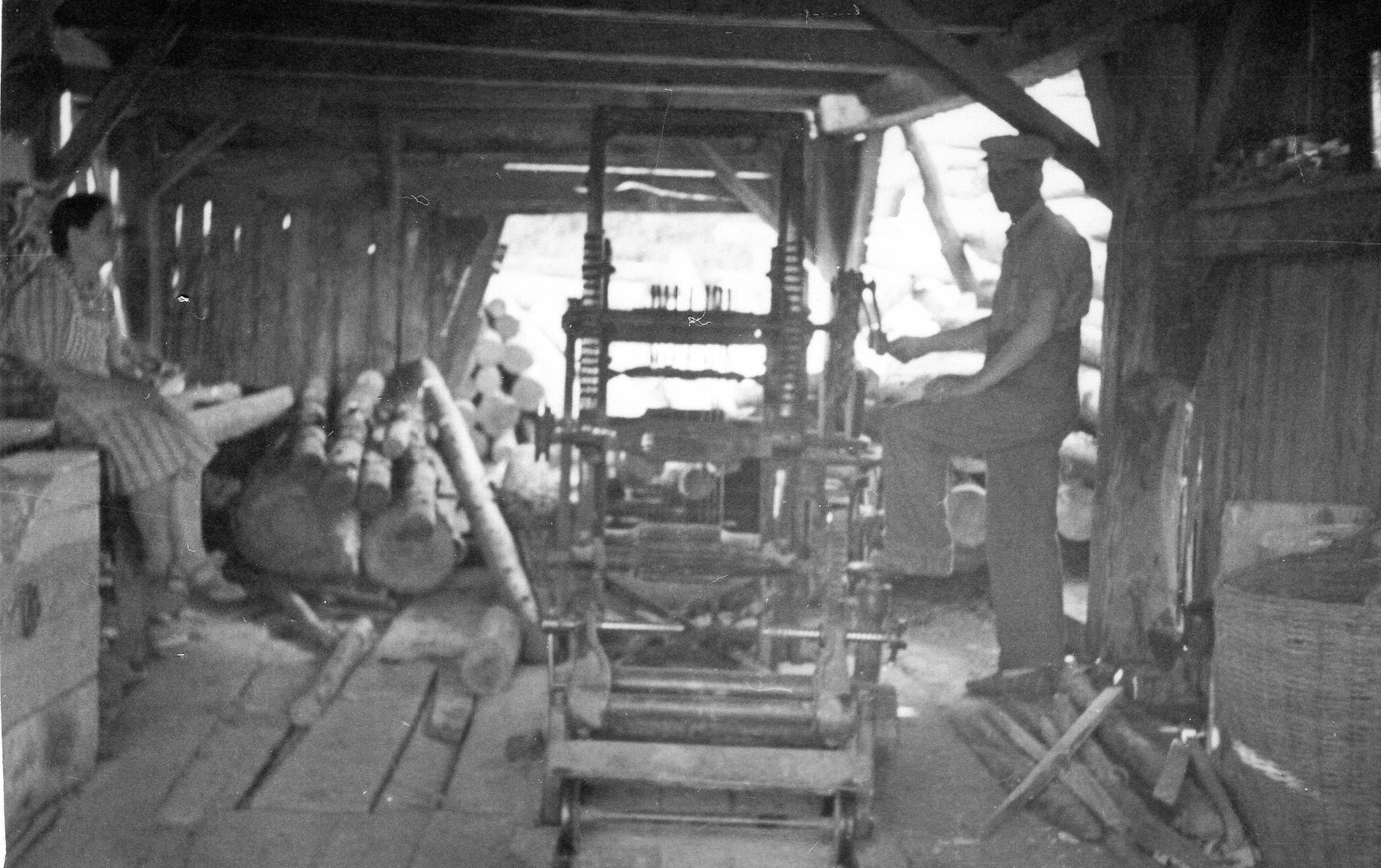
Kontrola chodu katru pily při Krajčově mlýnu, bez data (40. léta 20. století)
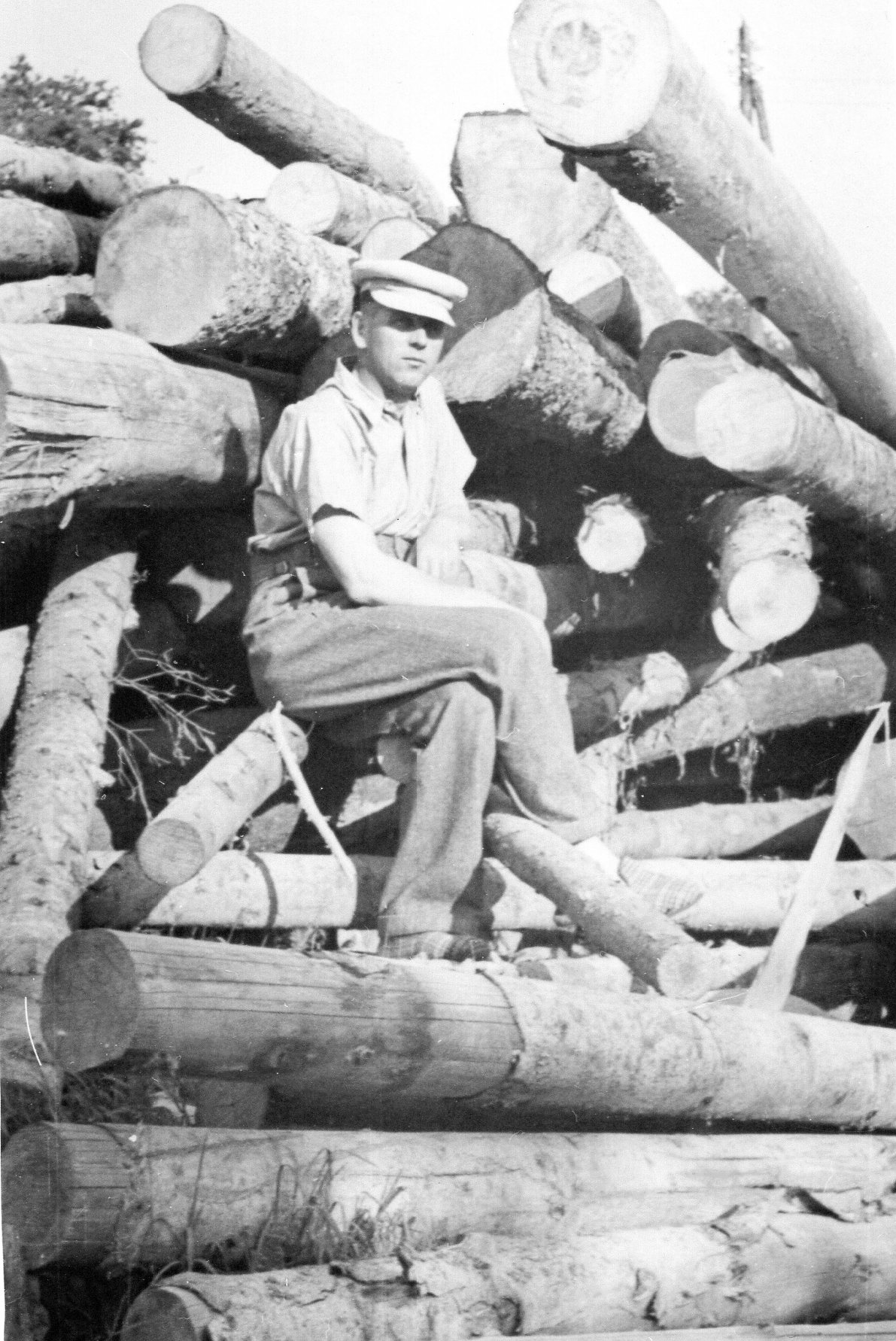
Karel Krajča na připravených kládách
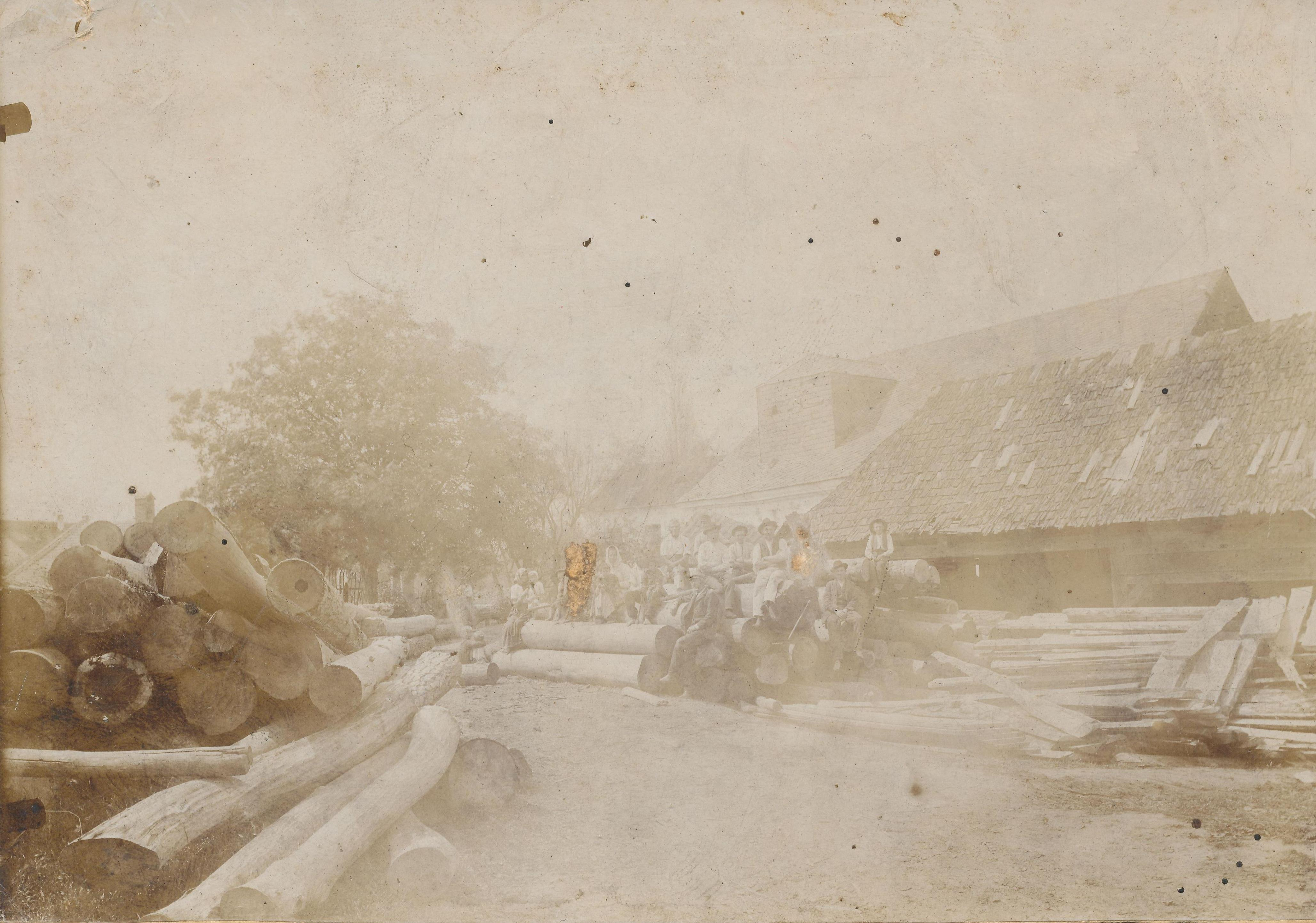
Starý Fricův mlýn a pila, bez data (začátek 20. století)
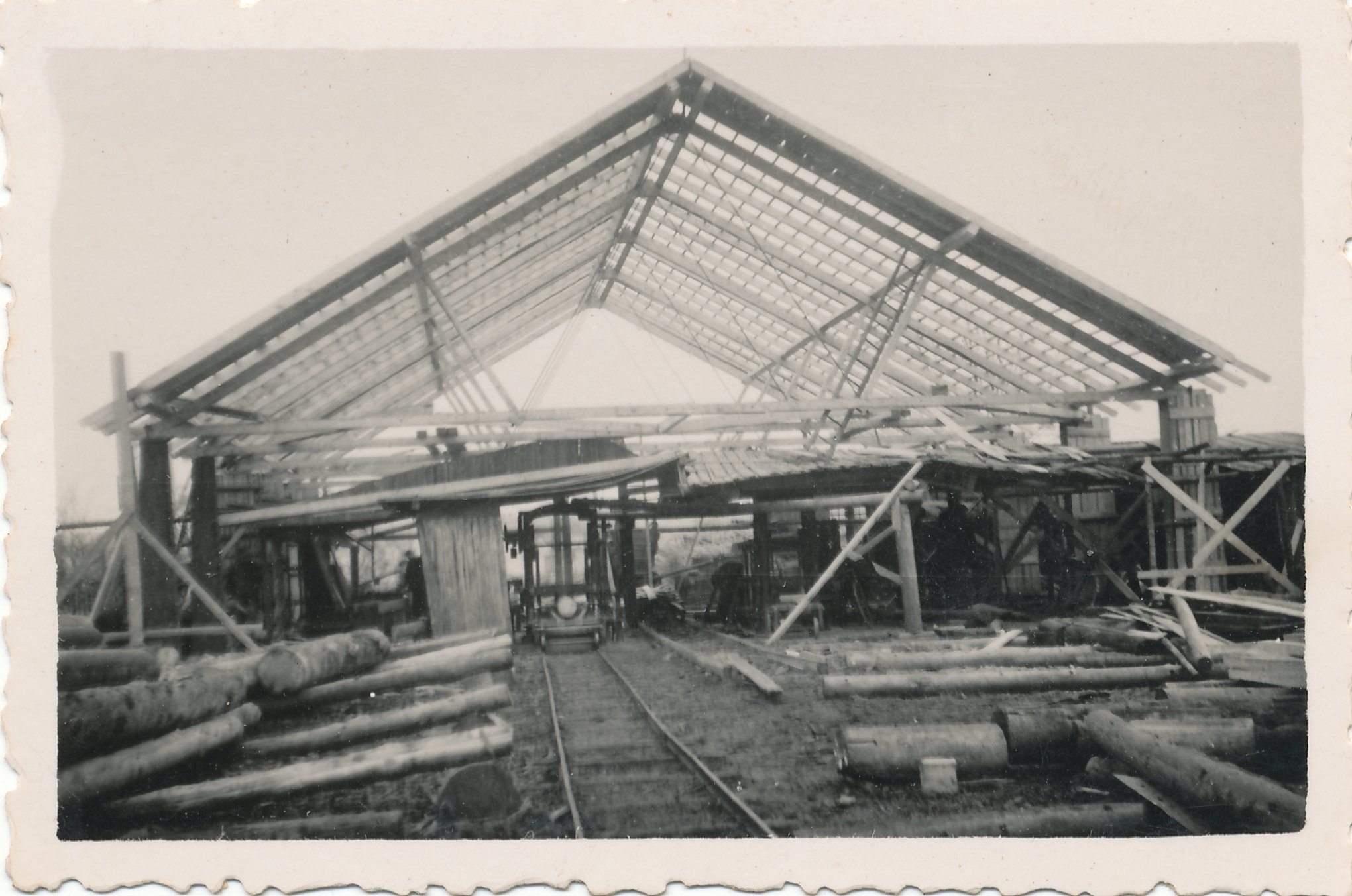
Stavba nové Fricovy pily (2. polovina 30. let 20. století)
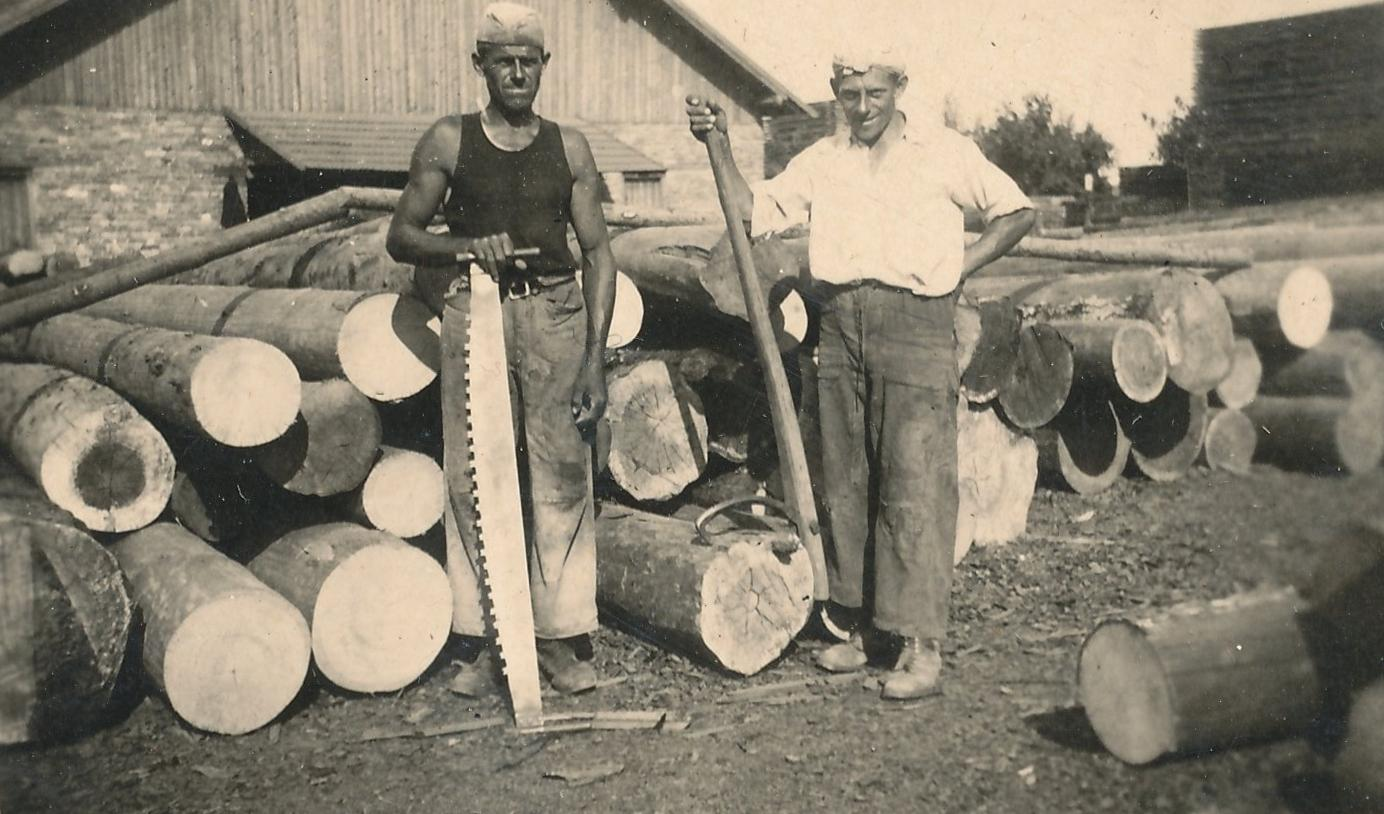
Nová pila Josefa Frice, bez data (30. léta 20. století)
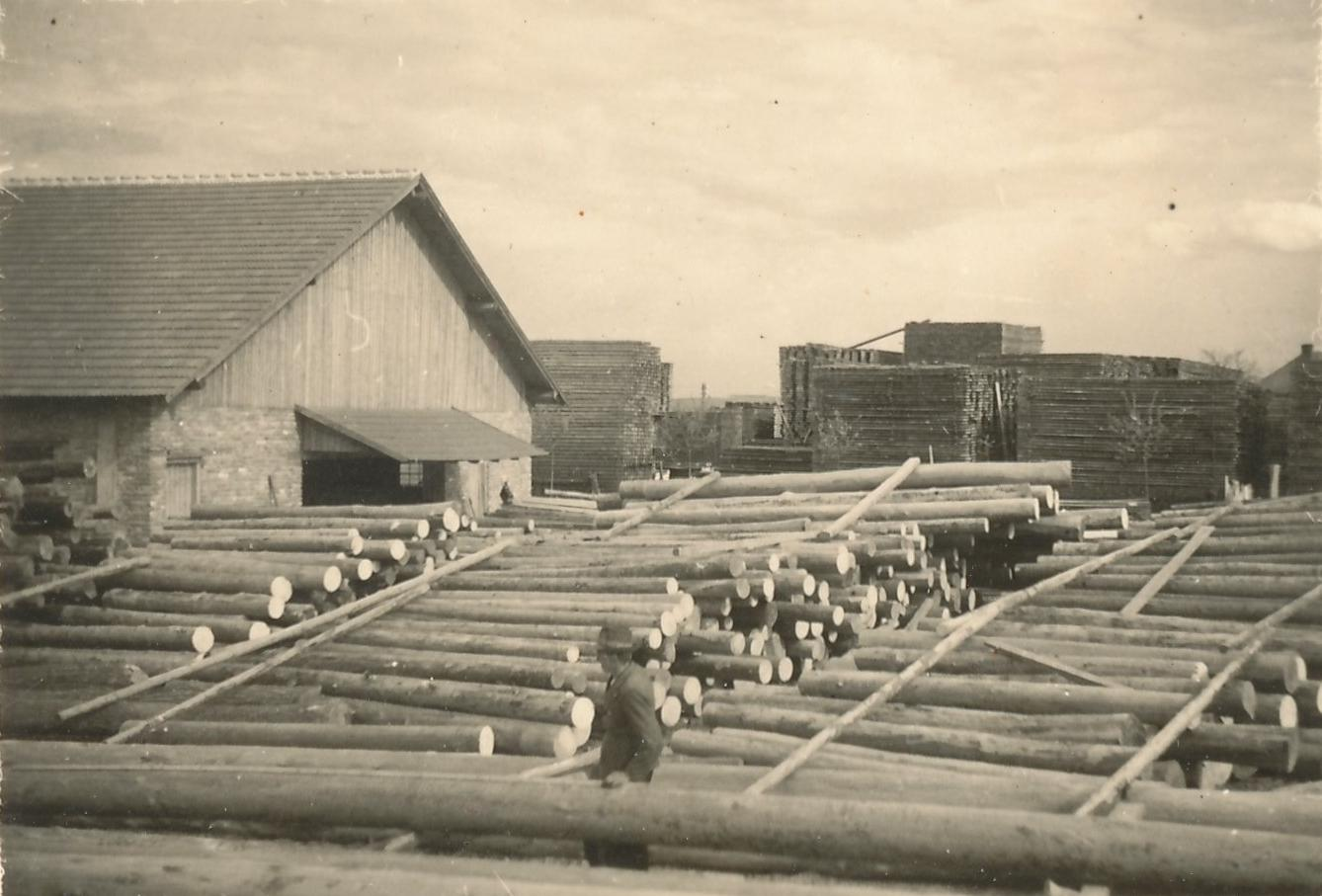
Nová pila Josefa Frice, bez data (30. léta 20. století)
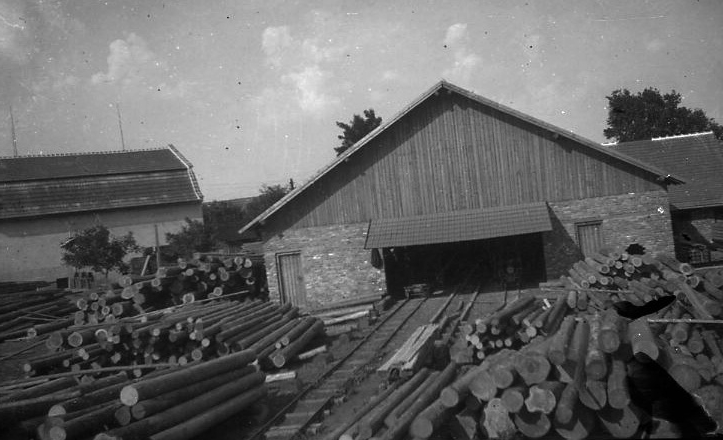
Pila Josefa Frice v Dědicích, bez data (30. léta 20. století)
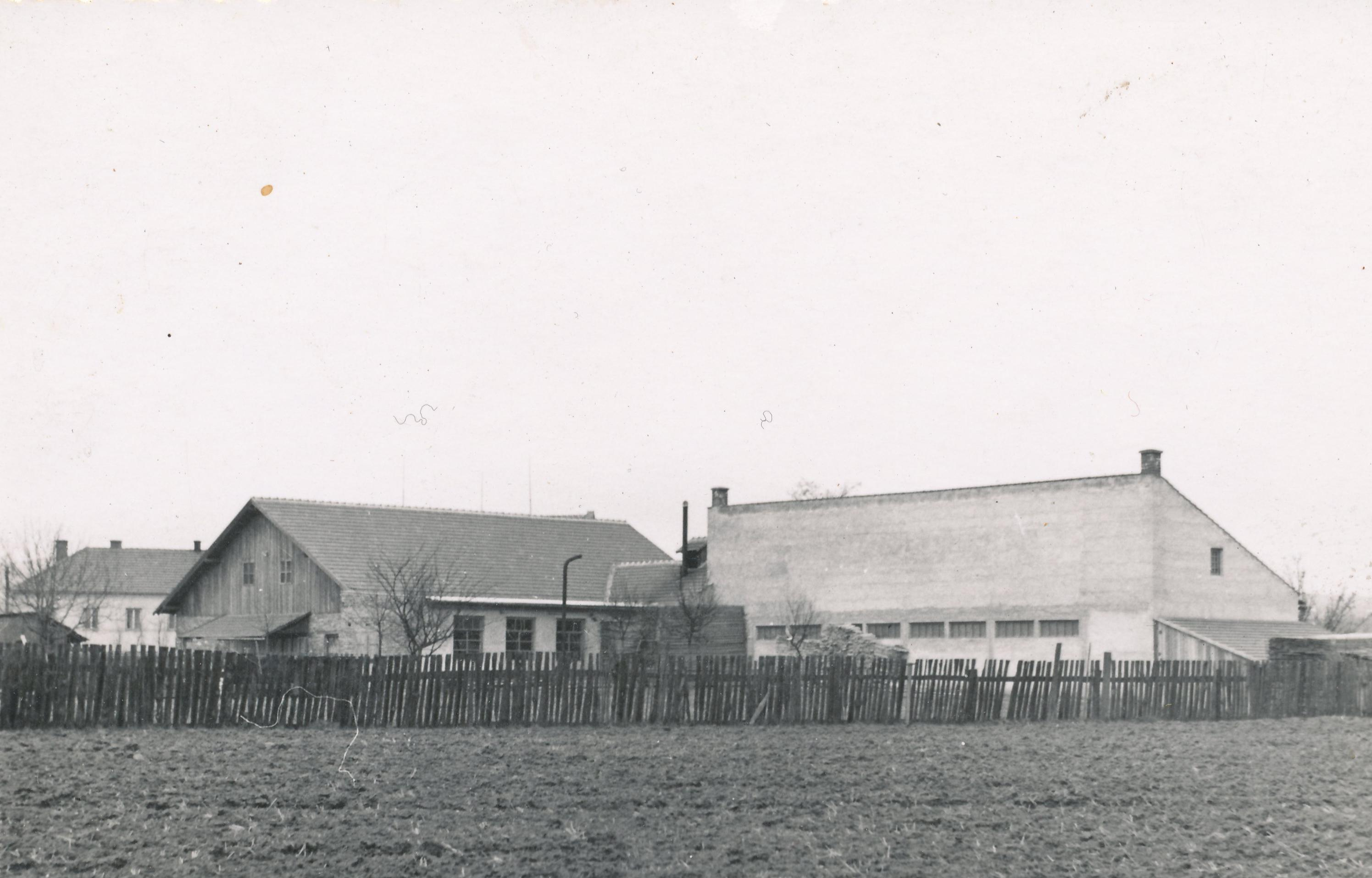
Nová pila a bednárna Josefa Frice, bez data (40. léta 20. století)
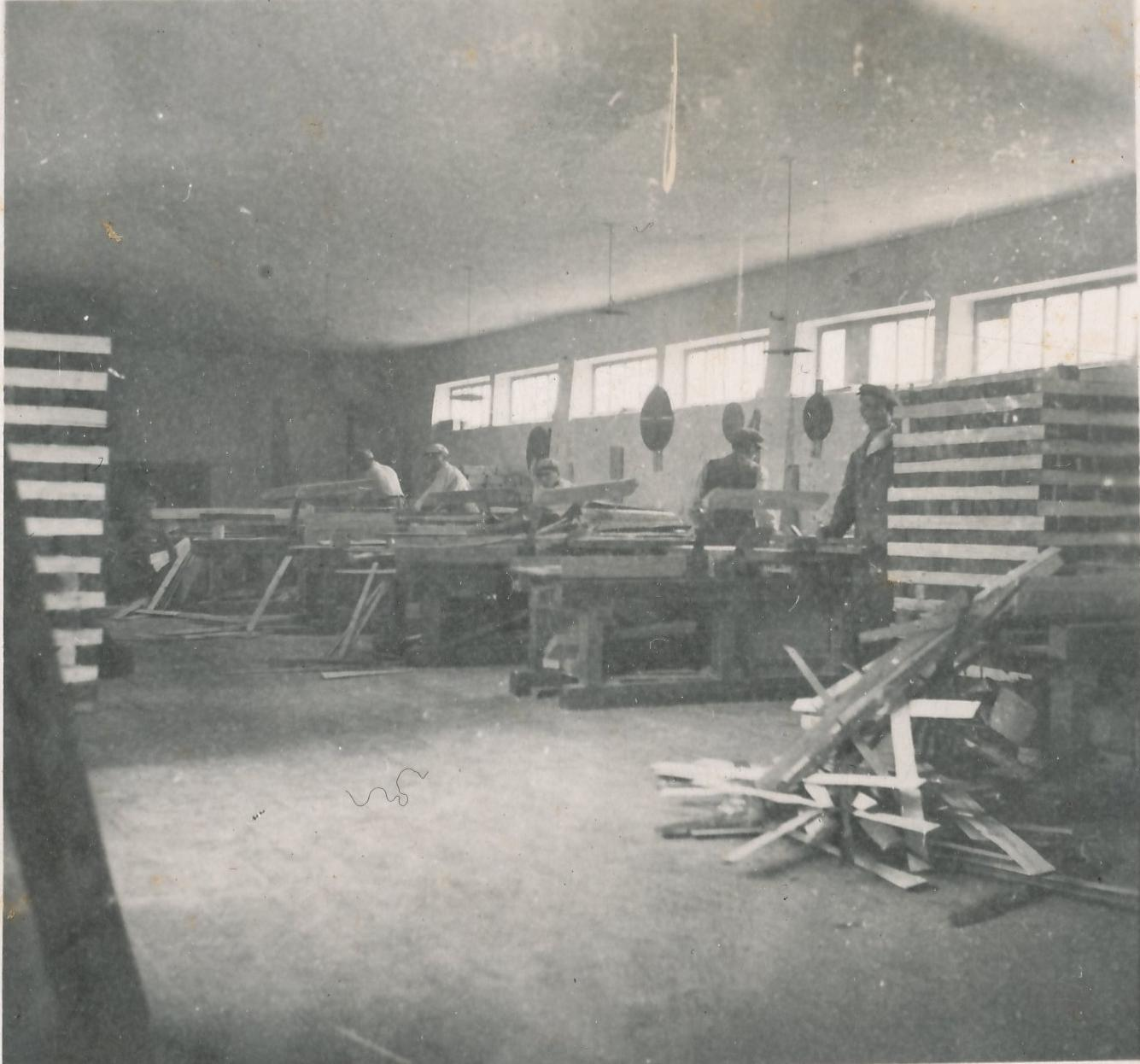
Uvnitř bednárny (bedničkárny) vedle pily, bez data (40. léta 20. století)
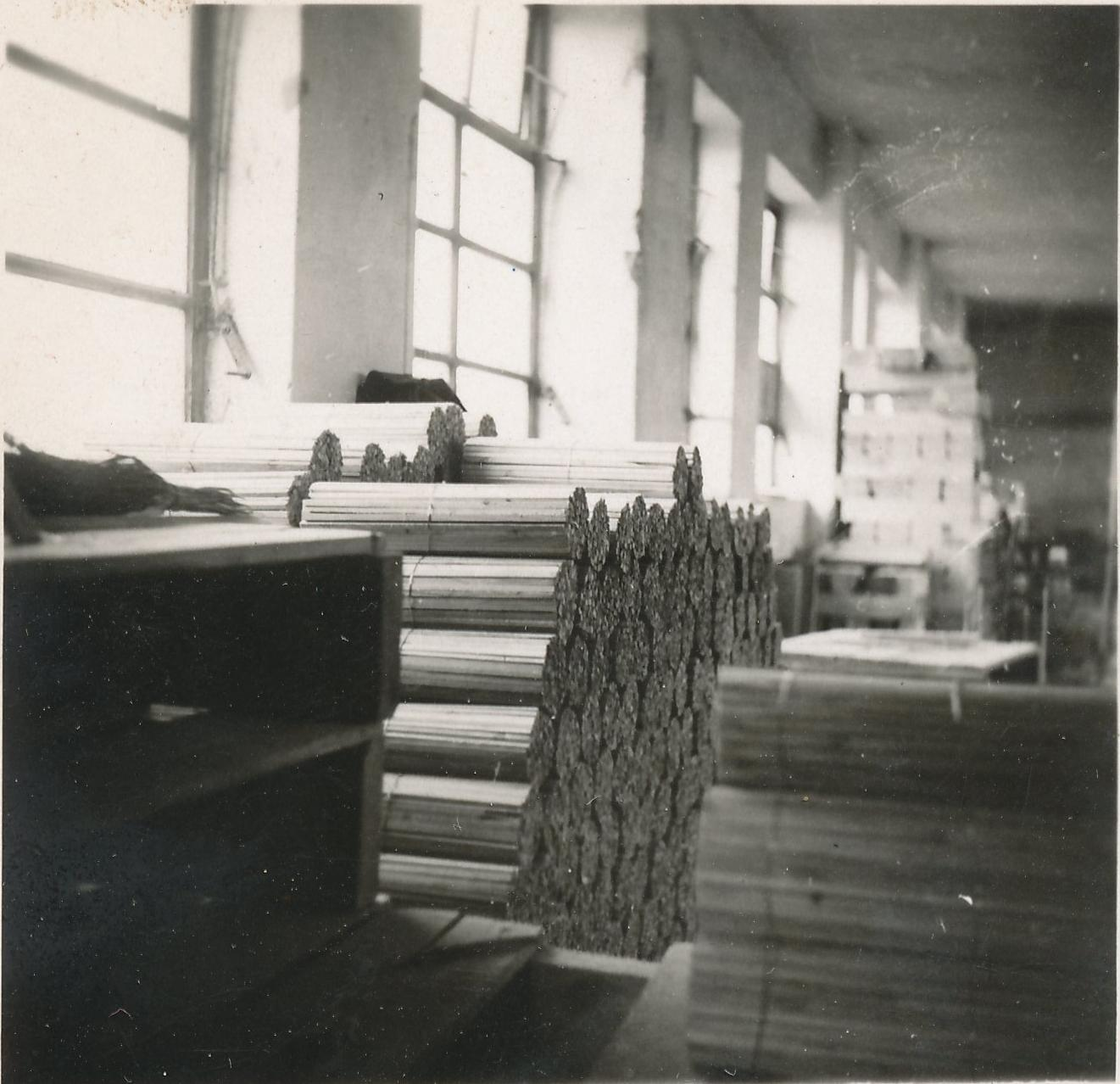
Uvnitř bednárny (bedničkárny) vedle pily, bez data (40. léta 20. století)
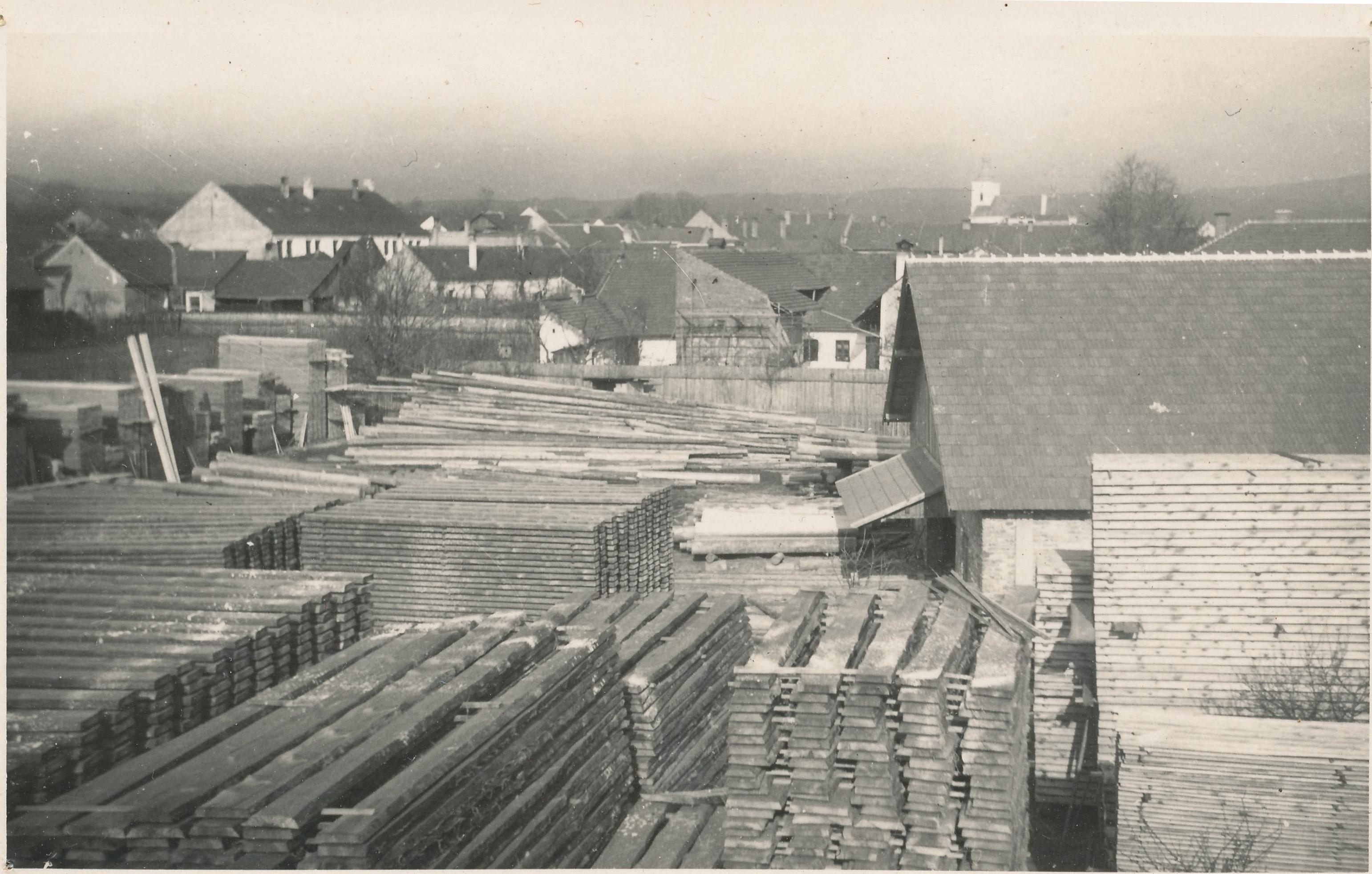
Pila Josefa Frice v Dědicích, bez data (40. léta 20. století)
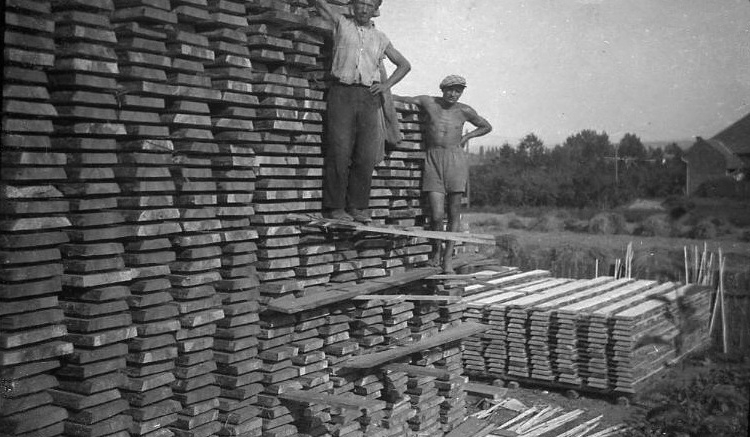
Pila Josefa Frice v Dědicích, bez data (40. léta 20. století)
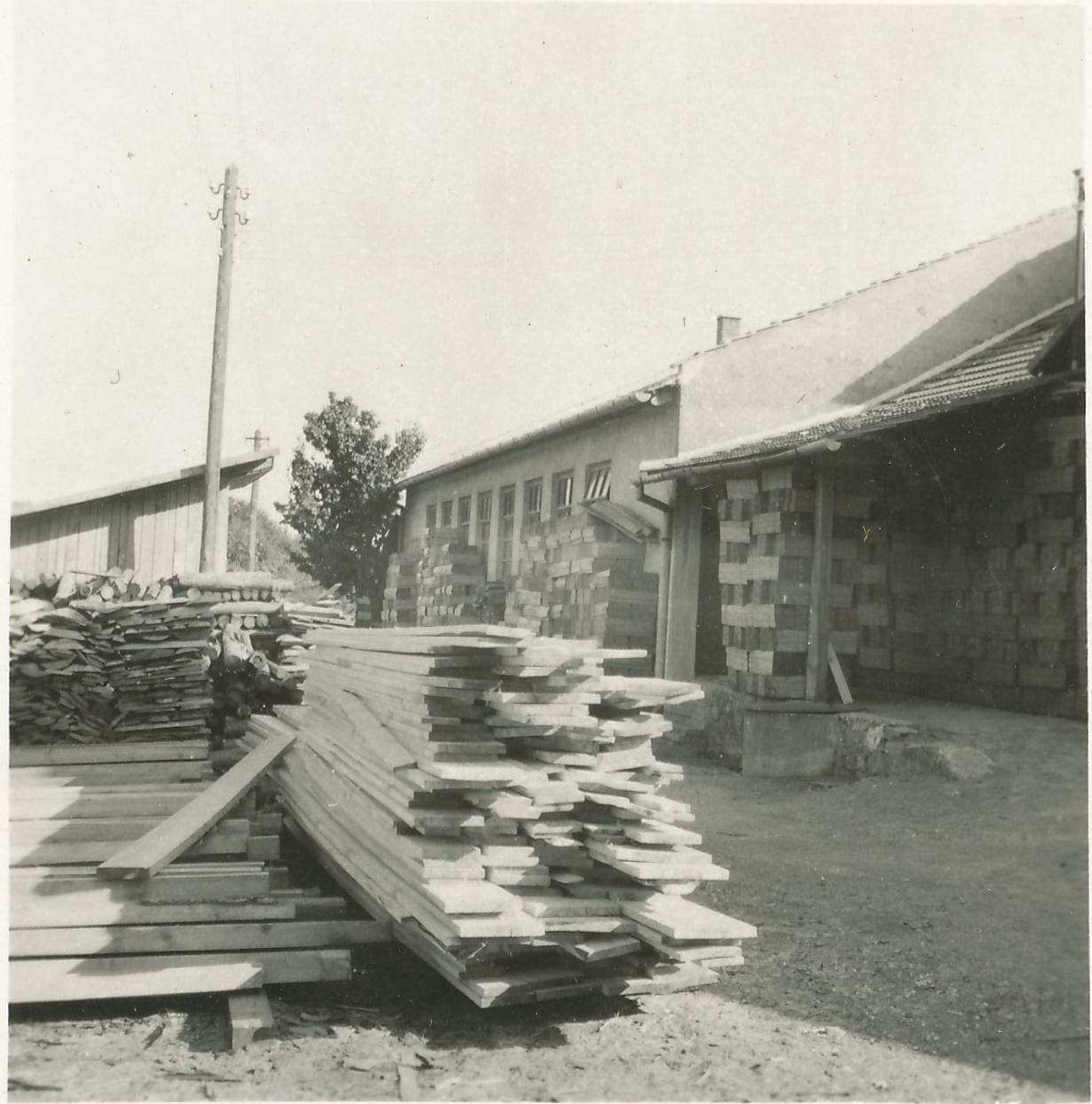
Bednárna vedle pily a přístřešek na dřevo, bez data (40. léta 20. století)
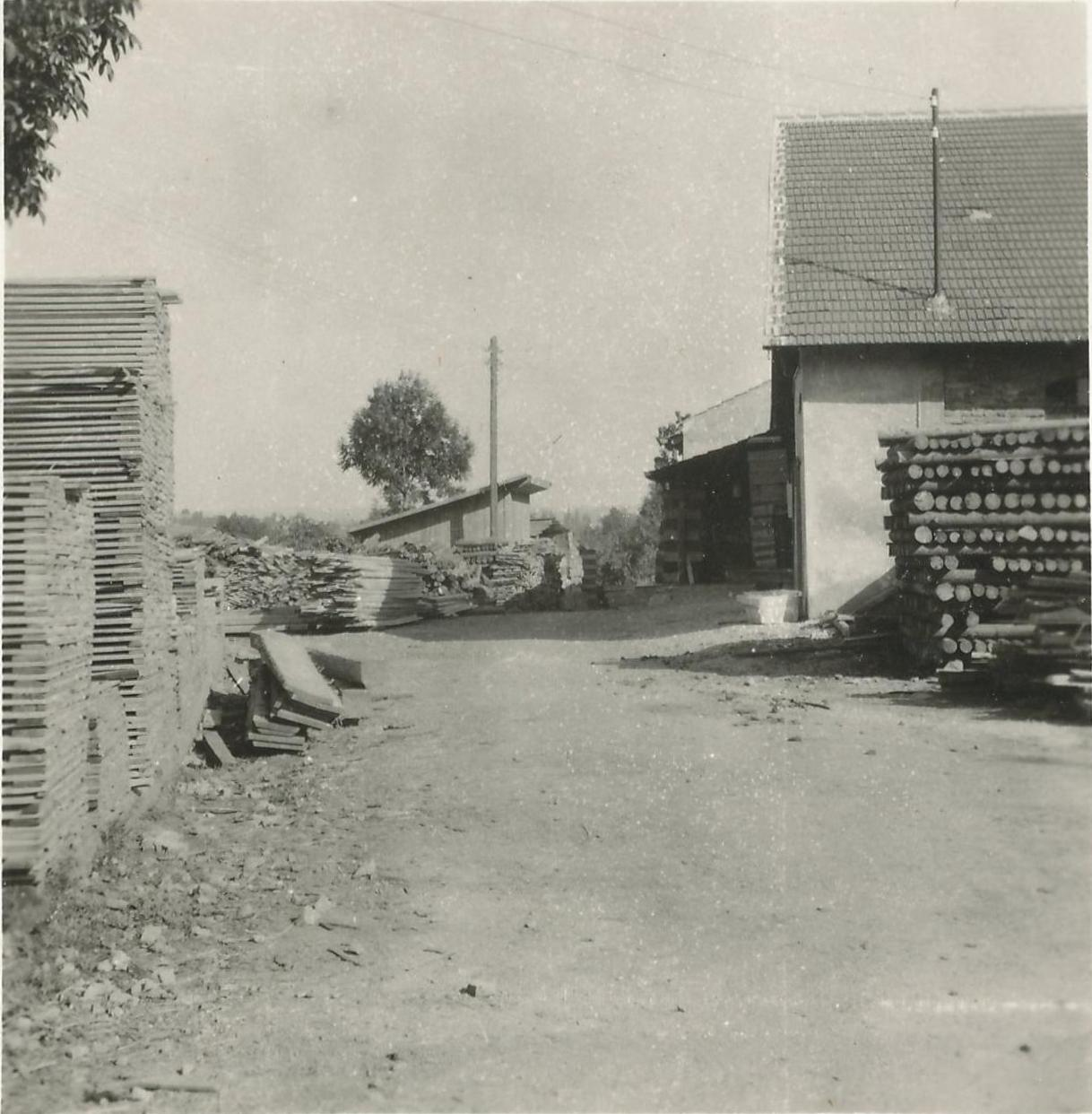
Bednárna vedle pily a přístřešek na dřevo, bez data (40. léta 20. století)
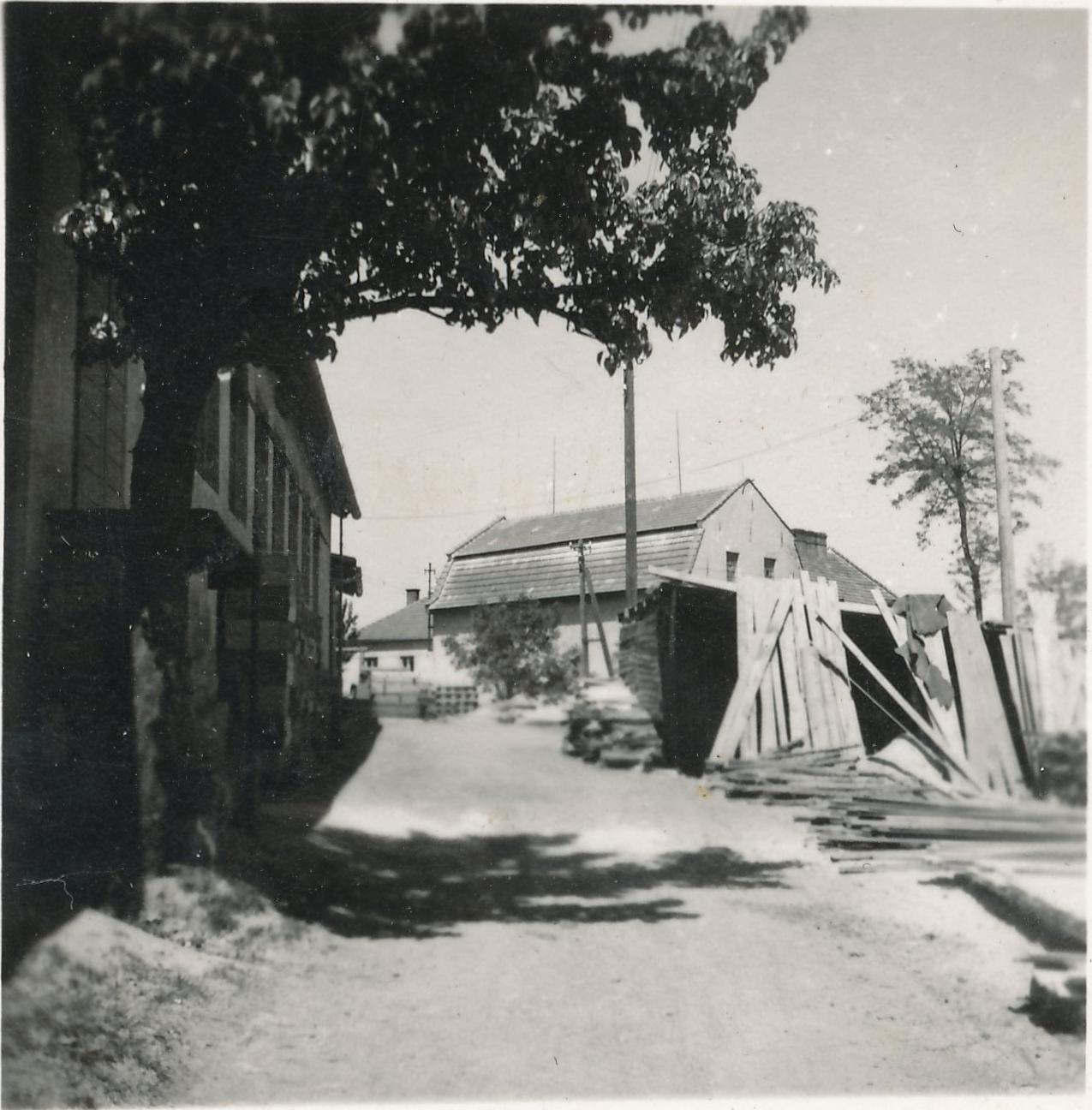
Bednárna vedle pily, přístřešek na dřevo, mlýn od jihovýchodu, bez data (40. léta 20. století)
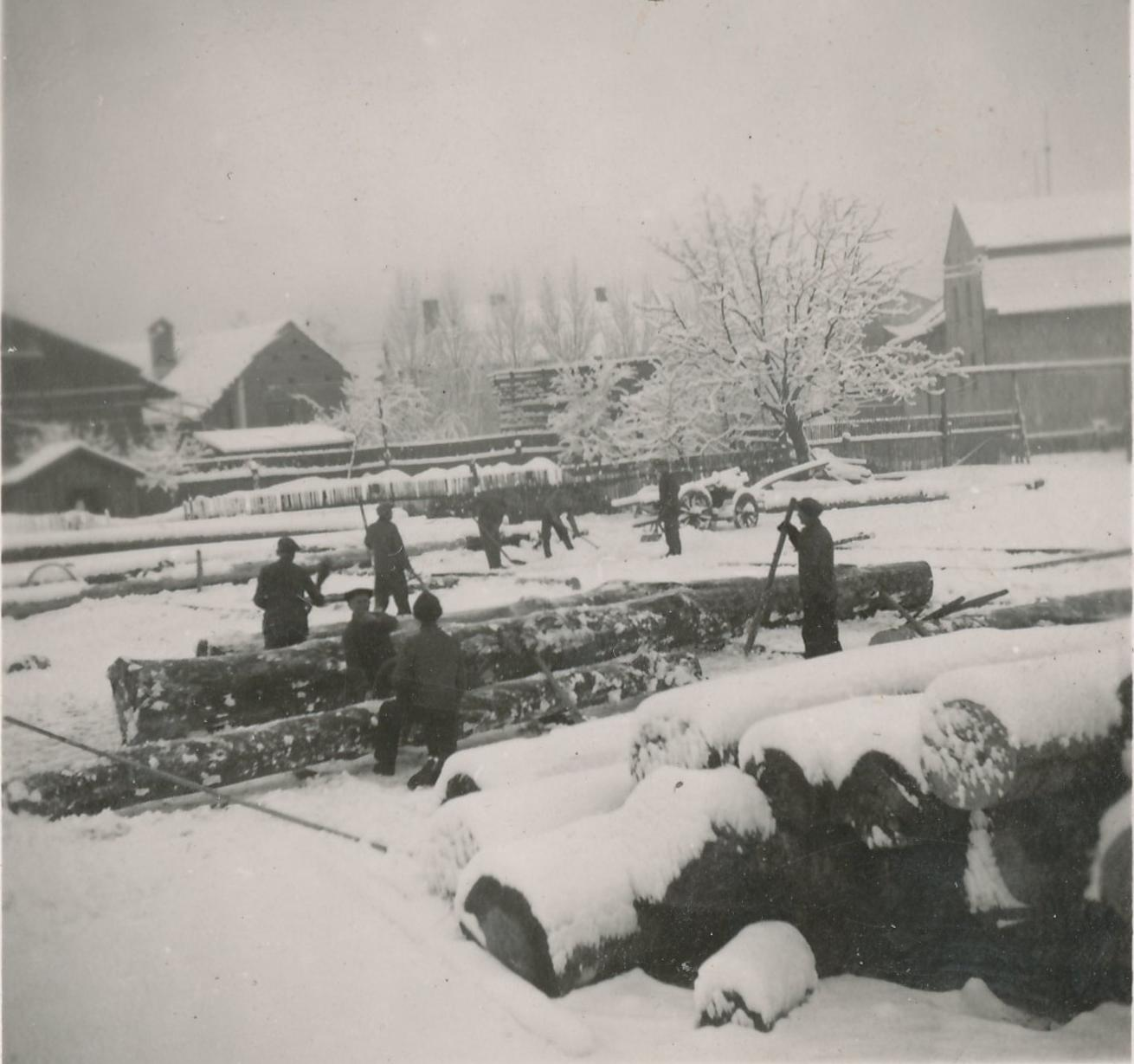
Pila a mlýn, bez data (40. léta 20. století)

### Mlýny

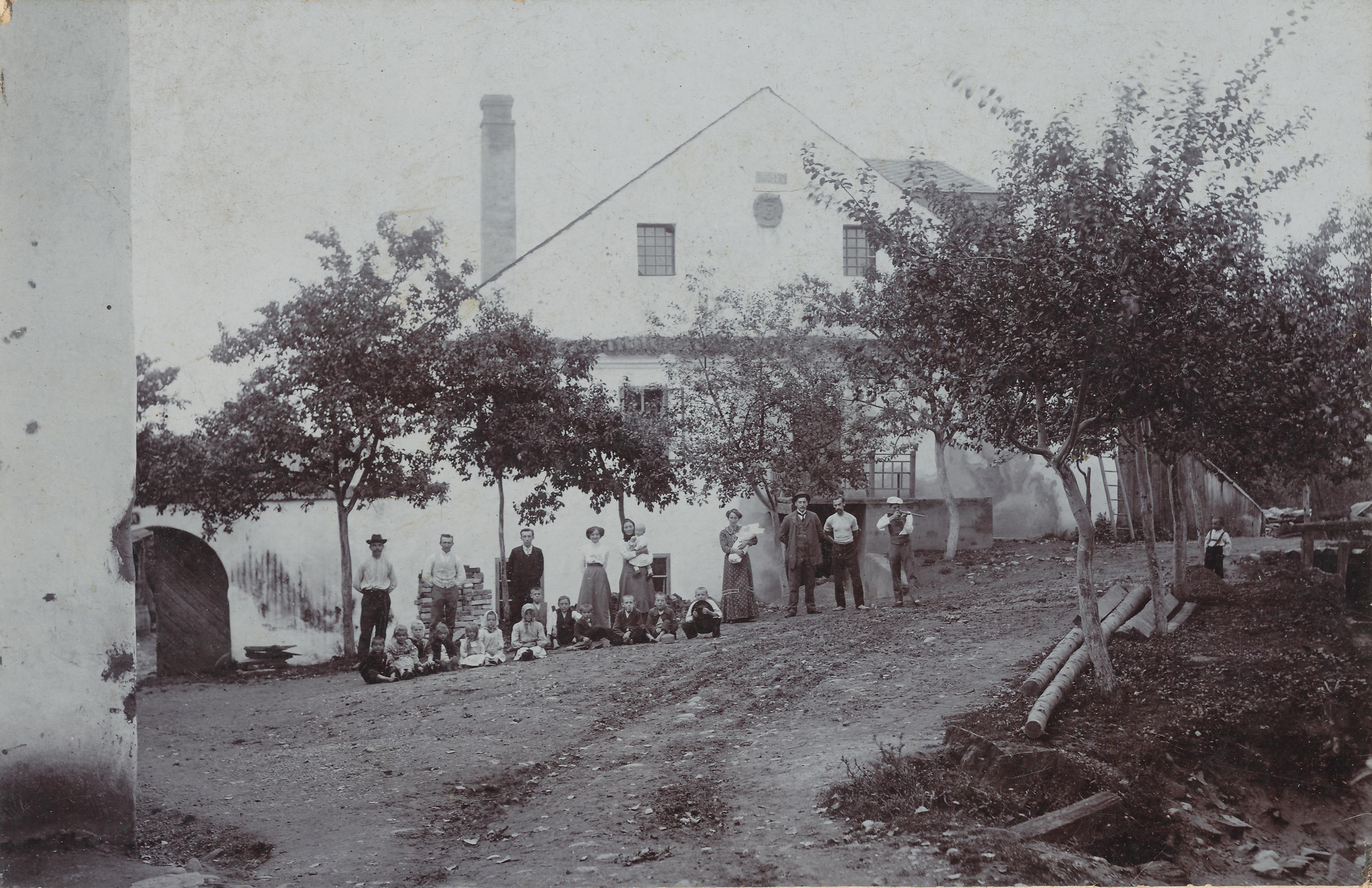
Starý Fricův mlýn na začátku 20. století, 1. polovina desátých let

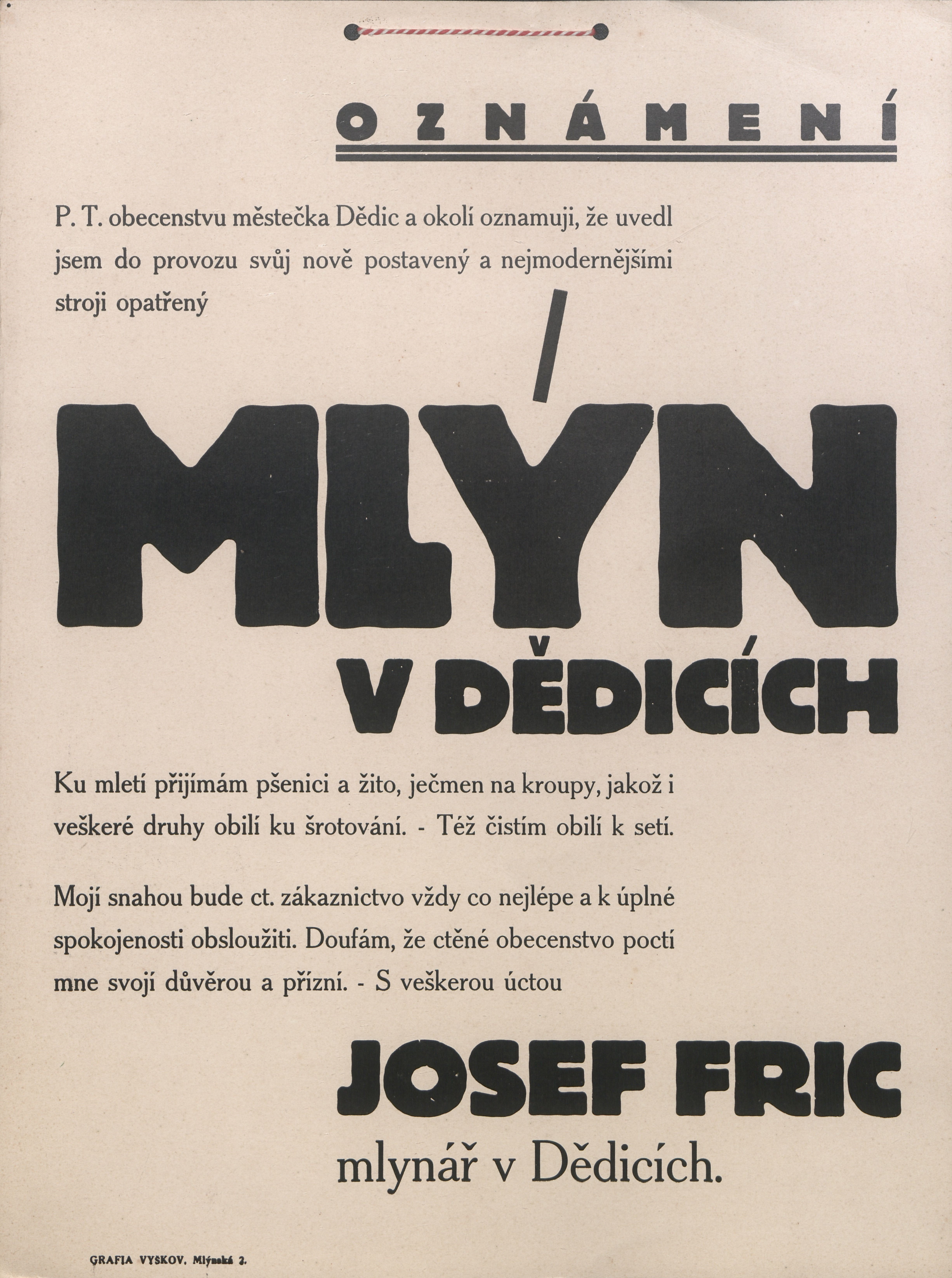
Oznámení Josefa Frice, mlynáře v Dědicích, o uvedení rekonstruovaného a nově vybaveného mlýna do provozu, začátek třicátých let 20. století

Haná je v oblasti střední Moravy druhým nejdelším přítokem řeky Moravy po řece Bečvě. Zdrojnicemi této řeky jsou říčky Malá Haná a Velká Haná, které pramení na Drahanské vrchovině. Na katastru obce, jímž protéká Velká a Malá Haná, které se v Dědicích spojují ve výšce 260 metrů nad mořem, (stok byl při regulaci toku přeložen) se v minulosti nacházelo několik mlýnů, které střídaly své majitele. Ve čtyřech mlýnech bylo zpracováváno obilí na mouku a další mlynářské produkty.
Na začátku roku 1918 bylo zásluhou Aloise Hanáčka, mlynáře v Nemojanech, založeno Společenstvo mlynářů vyškovského politického okresu. Mlynáři v Dědicích provozovali svou mlynářskou živnost většinou zhruba do poloviny 20. století. V této době byla činnost většiny mlýnů zastavena.

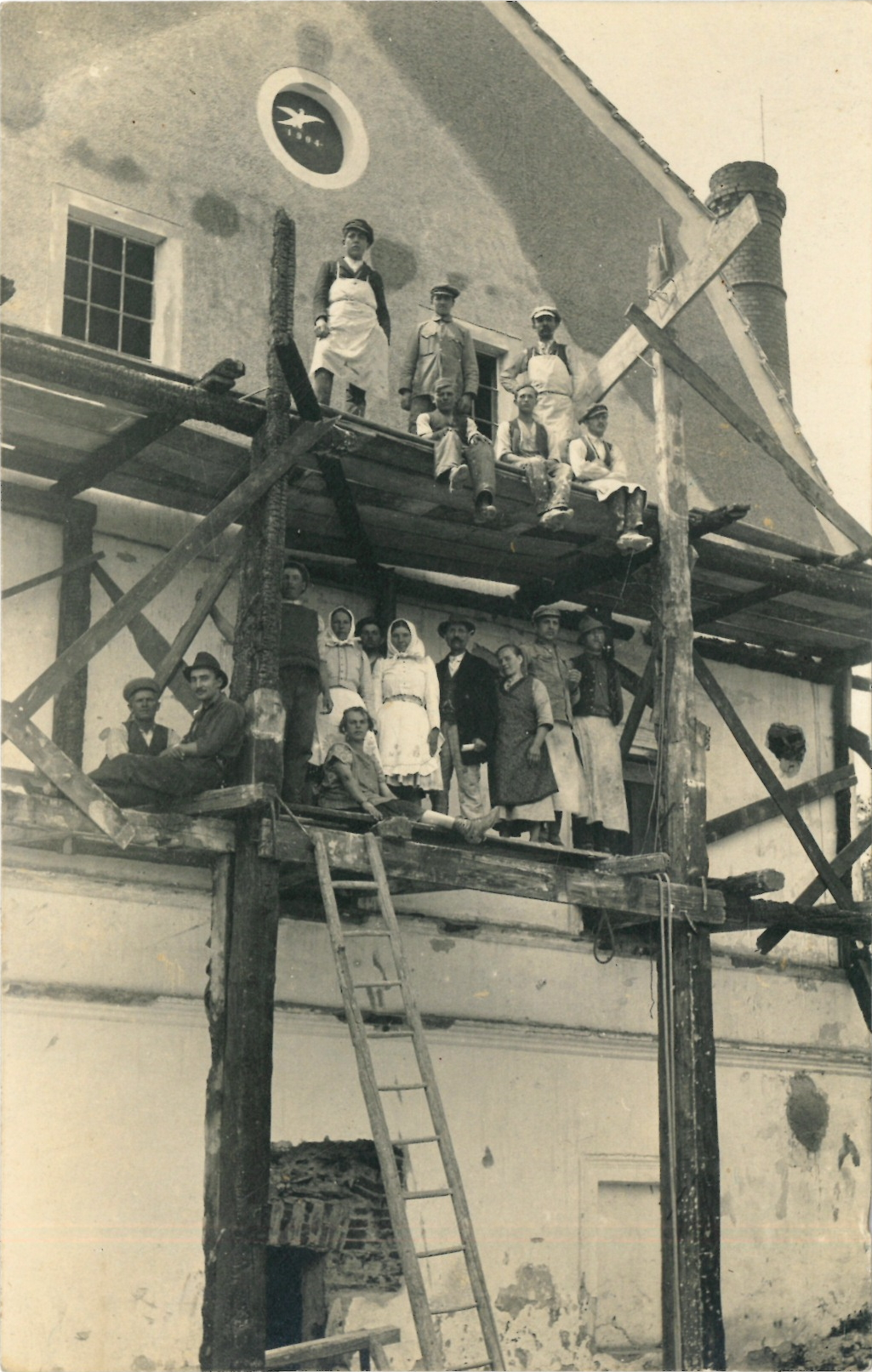
Mlýn Anežky Tomáškové v Dědicích. Rekonstrukce po požáru v roce 1923

Podle posledních majitelů mlýny můžeme označit jako mlýn Krajčův (do 30. let znám jako mlýn Jánského) na Velké Hané, Suchánkův (v 19. století Klevetův mlýn) na Malé Hané, Fricův a Tomáškův (v 1. polovině 20. století mlýn, na němž provozoval mlynářskou živnost Jan Ličman) na spojené Hané. Na kraji dědického katastru před vyškovským parkem se nacházel jez patřící ke mlýnu Jaromíra Součka ve Vyškově, který provozování mlynářské živnosti ve svém mlýně zastavil v roce 1935. Mlýnský náhon k mlýnu za viaduktem byl odstraněn v roce 1935 a od té doby již vyškovský park nevypadá jako říční ostrov.
Mlýn Roberta Jánského byl v roce 1940 pronajat Karlem Krajčou, který jej okamžitě začal rekonstruovat. Jednou z fází rekonstrukce byla rekonstrukce náhonu. Mezi mnoha pracovníky, kteří se přestavby probíhající v letech 1940–1941 zúčastnili, byl i Richard Podaný, komunistický funkcionář a pozdější předseda ONV. Předchozím nájemcem byl mlynář František Moučka. V roce 1949 Karel Krajča mlýn koupil. Mlýn byl uzavřen v letech 1950–1951.
Mlýn Josefa Frice v Dědicích, Anežky Tomáškové v Dědicích a inženýra Jaromíra Součka ve Vyškově mezi sebou navzájem souvisely, takže vzdutá voda u Součkova jezu zasahovala do podkolí mlýna paní Tomáškové a voda od mlýna Tomáškové do podkolí Fricova mlýna. Mlýny mezi sebou byly spojeny průběžnou nivelací. Mlýnský náhon, odbočující od Součkova jezu, přes který voda řeky Hané vtékala u Smetanových sadů do předměstí Vyškova, doleva, tvořil hranici katastru mezi Dědicemi a Vyškovem.
Fricův mlýn, který byl jedním z nejstarších mlýnů, na štítě nesl letopočet 1600. Patříval k arcibiskupskému panství, od něhož byl odkoupen novými majiteli Kumry. Tito na něm hospodařili, až jej v roce 1858 museli prodat Emanuelu Fricovi.
Nástupcem Emanuela Frice se stal na začátku 80. let 19. století Florian Fritz, který v roce 1898 koupil od olomouckého arcibiskupství vedle mlýna stojící pilu. V roce 1911 na něm začal samostatně hospodařit Josef Fric. Po první světové válce zde došlo k modernizaci, když původní čtyři kola na vrchní vodu byla nahrazena turbínami postavenými v místě bývalé lednice a byl postaven nový jez na Hané. 21. března 1930 mlýn vyhořel a byl rekonstruován do podoby, kterou má dnes.
V roce 1943 byl mlýn úředně zastaven. Výroba byla ve mlýně obnovena až po válce v roce 1945. Od 30. června 1951 působil Jaroslav Fric jako vedoucí mlýna u Hospodářského družstva ve Vyškově. Fricův mlýn, v němž se ve mletí pokračovalo, byl nejprve provozován jako námezdní a v roce 1953 byl převzat Mlýnským podnikem. V roce 1959 bylo rozhodnuto, že mlýn byl znárodněn dnem 1. ledna 1953, jelikož sloužil provozu skladištního a výrobního hospodářského družstva. Stalo se tak ke dni 1. července 1959. Podle § 8 odst. 3 zák. č. 118/48 Sb. byly zestátněním znárodněny zemědělské mlýny, které sloužily provozu bývalých Hospodářských družstev. Hospodářské družstvo ve Vyškově bylo znárodněného ke dni 1. ledna 1953. Od 50. let 20. století tak mlýn působil dále pod státními podniky, jimiž byly postupně Středomoravské mlýny a pekárny, Jihomoravské mlýny a pekárny, Mlýny a těstárny Pardubice, závod Kyjov, Mlýnský průmysl Kyjov. Tento mlýn byl v chodu ještě na začátku 80. let, kdy v něm pracoval Jaroslav Fric, a potom zde byla po několik let prováděna výměna mouky za obilí. Voda přiváděná z řeky Hané přestala být používána k roztáčení lopatek turbín, čímž byla získávána energie k pohonu mlýna, v roce 1977.

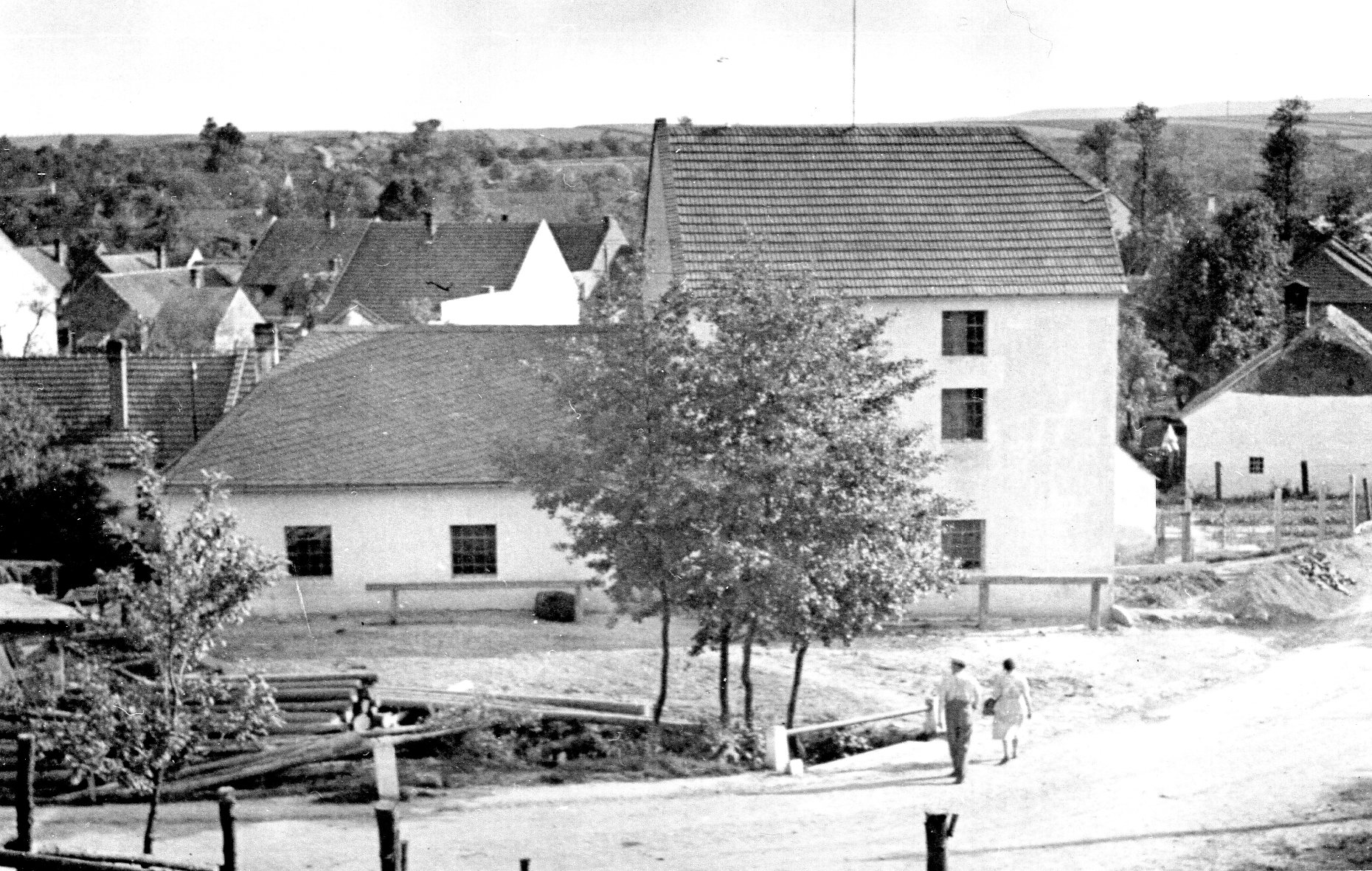
Krajčův mlýn před zahájením rekonstrukce
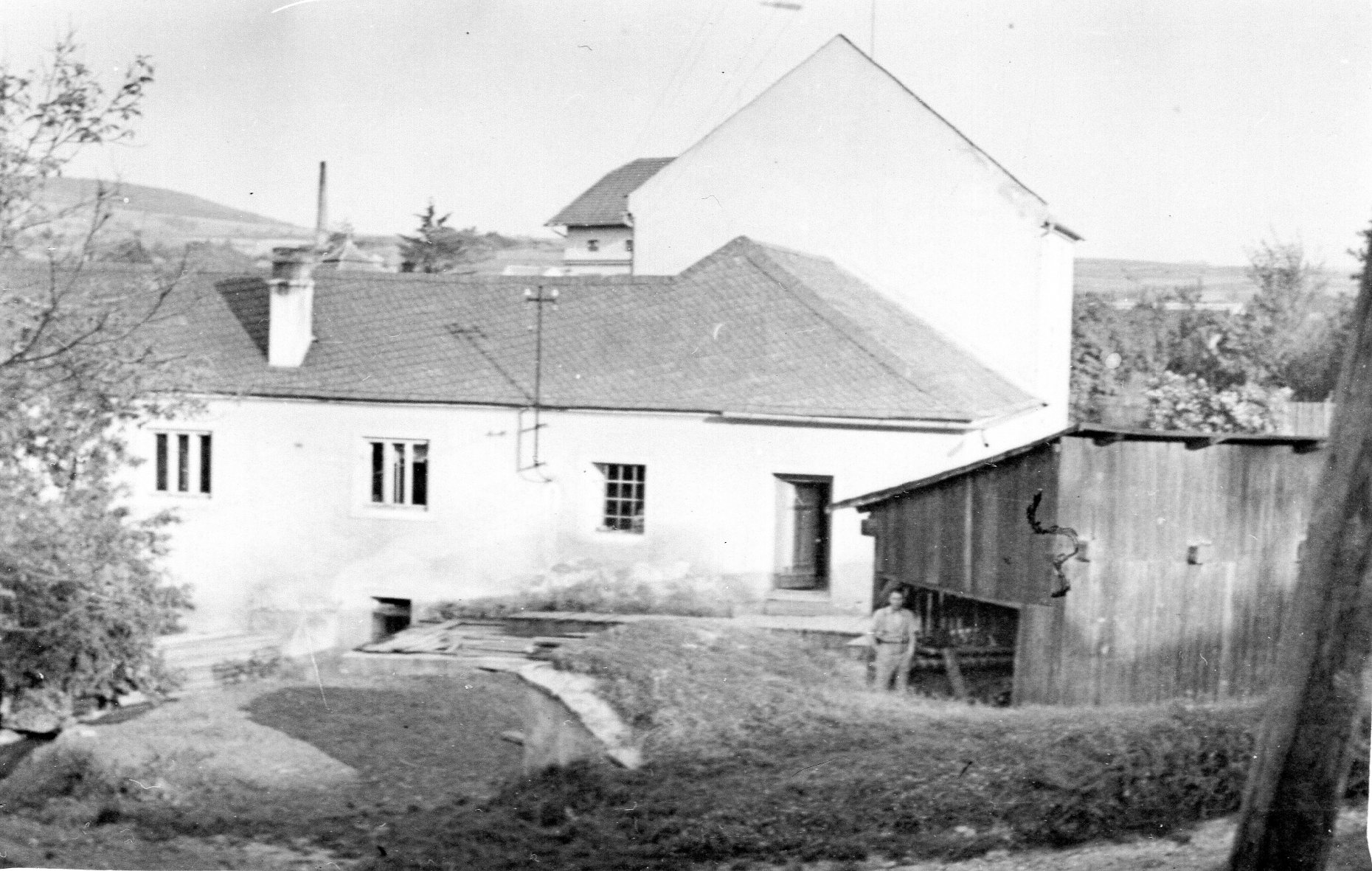
Pohled ve směru mlýnského kola na Krajčův mlýn a pilu před rekonstrukcí
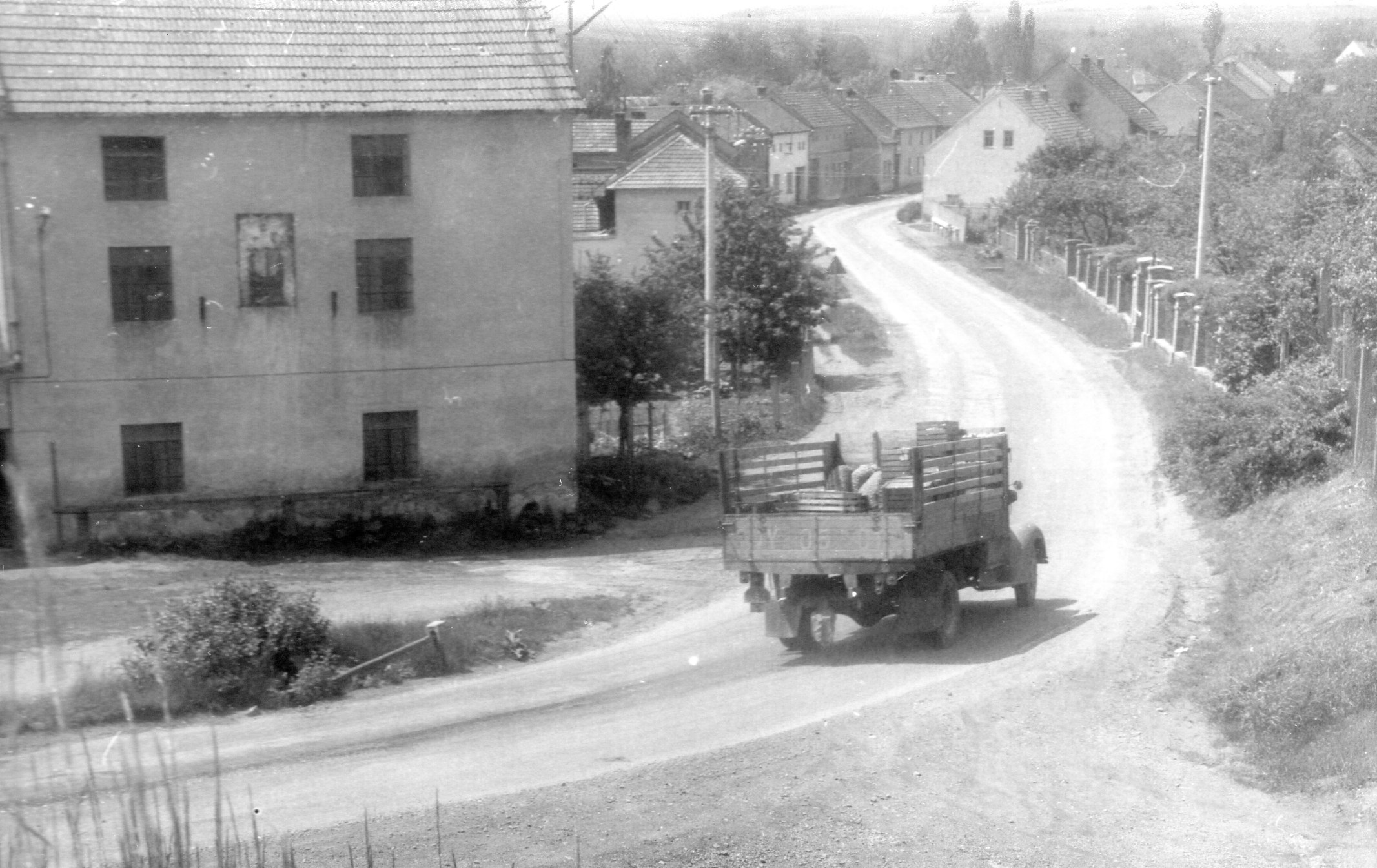
Pohled na Krajčův mlýn v období jeho uzavírání
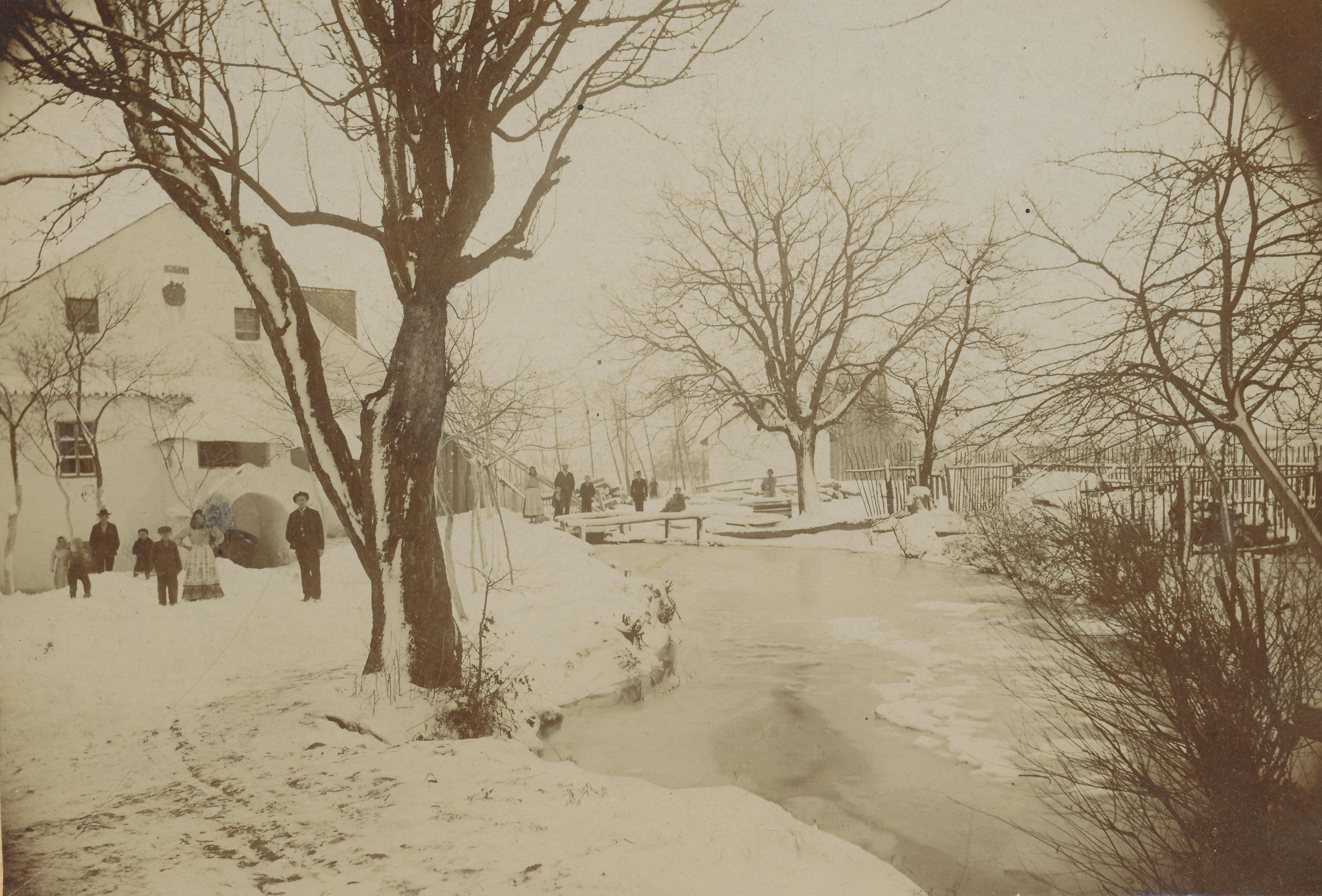
Starý Fricův mlýn a rybníček v zimě na začátku 20. století
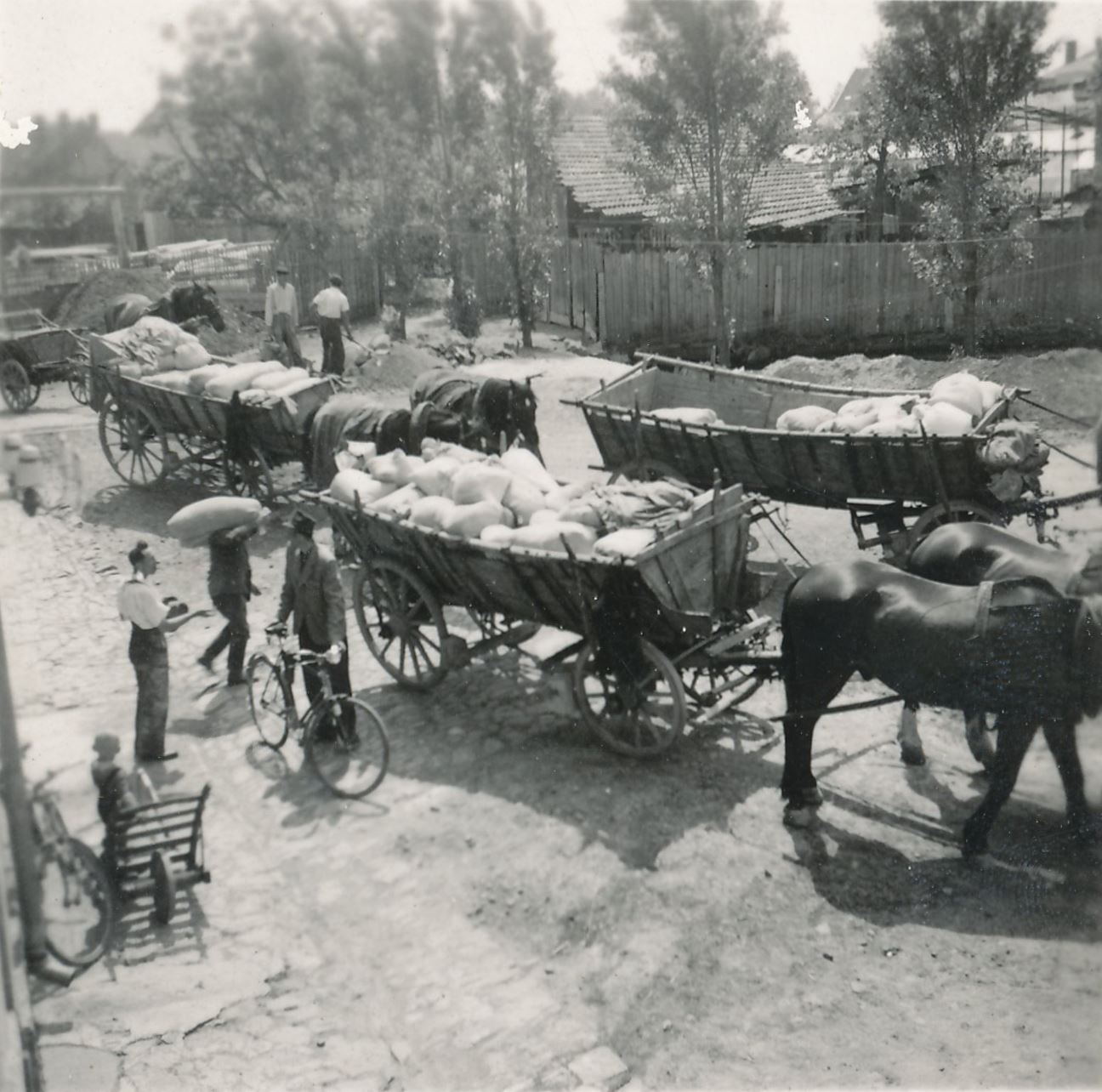
Prostranství před mlýnem s vozy, koni a mleči, bez data (30.–40. léta 20. století)
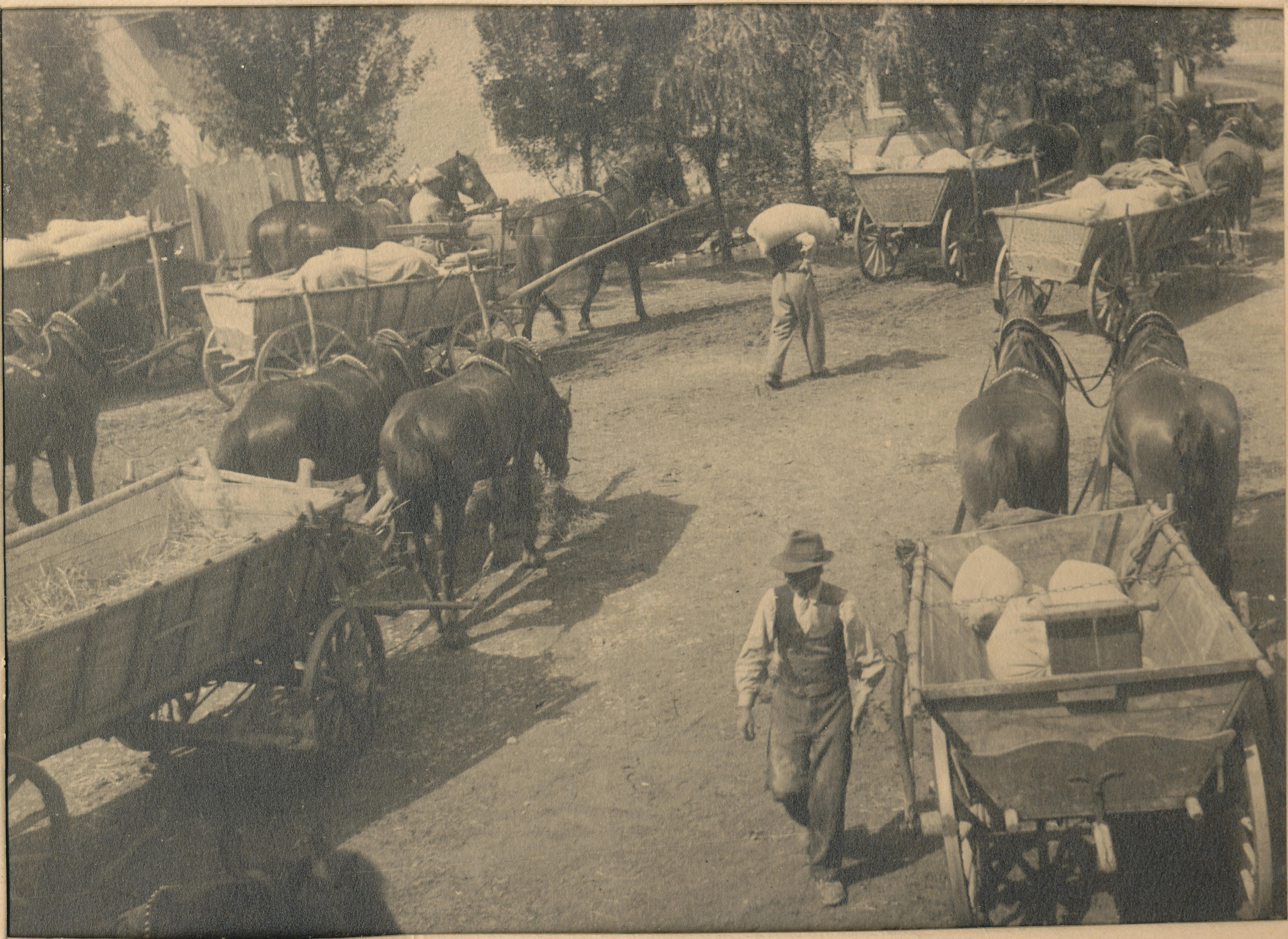
Prostranství před mlýnem s vozy, koni a mleči, pohled do Uličky, bez data (30.–40. léta 20. století)
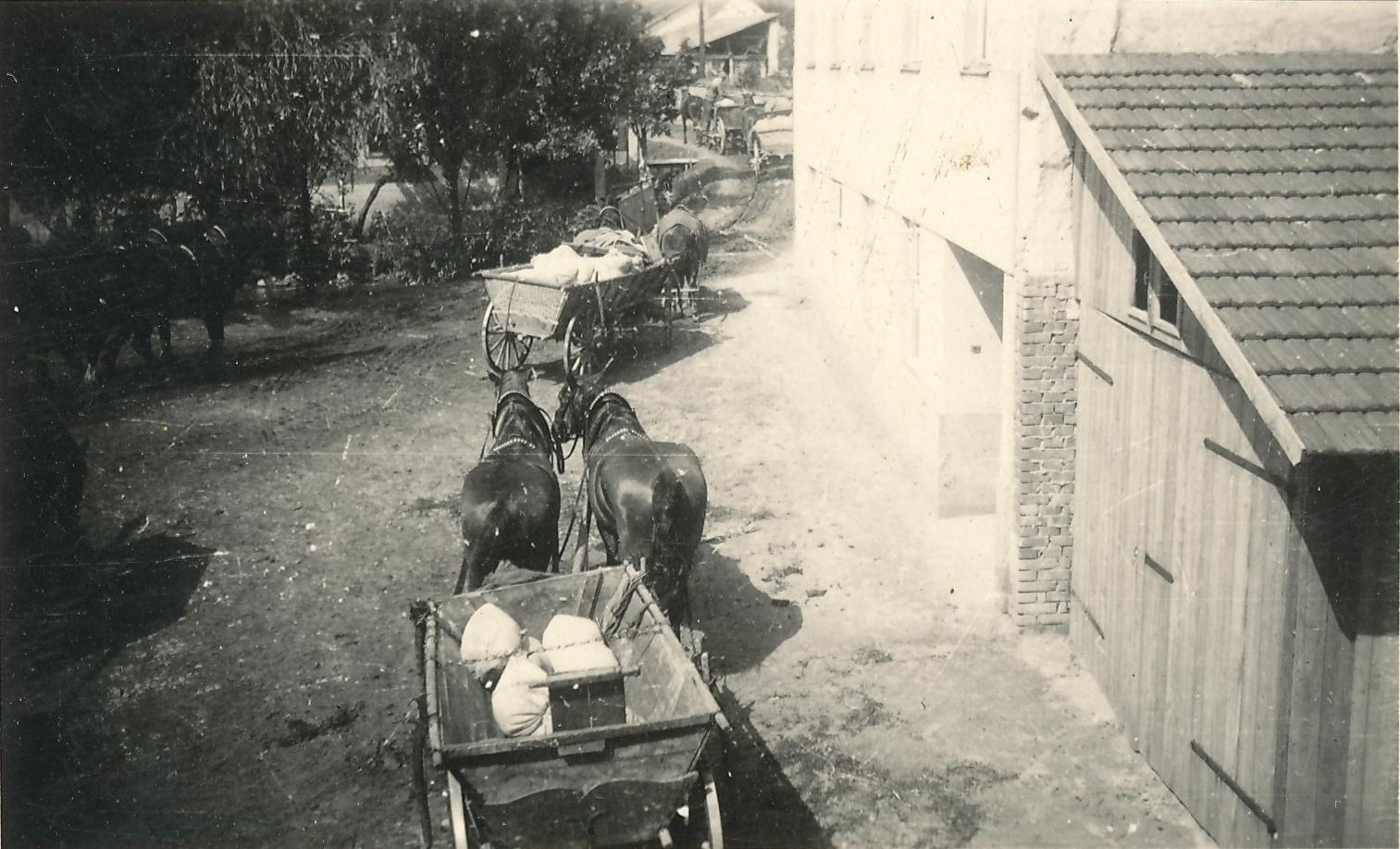
Prostranství před mlýnem s vozy, koni a mleči, pohled do Uličky, bez data (30.–40. léta 20. století)
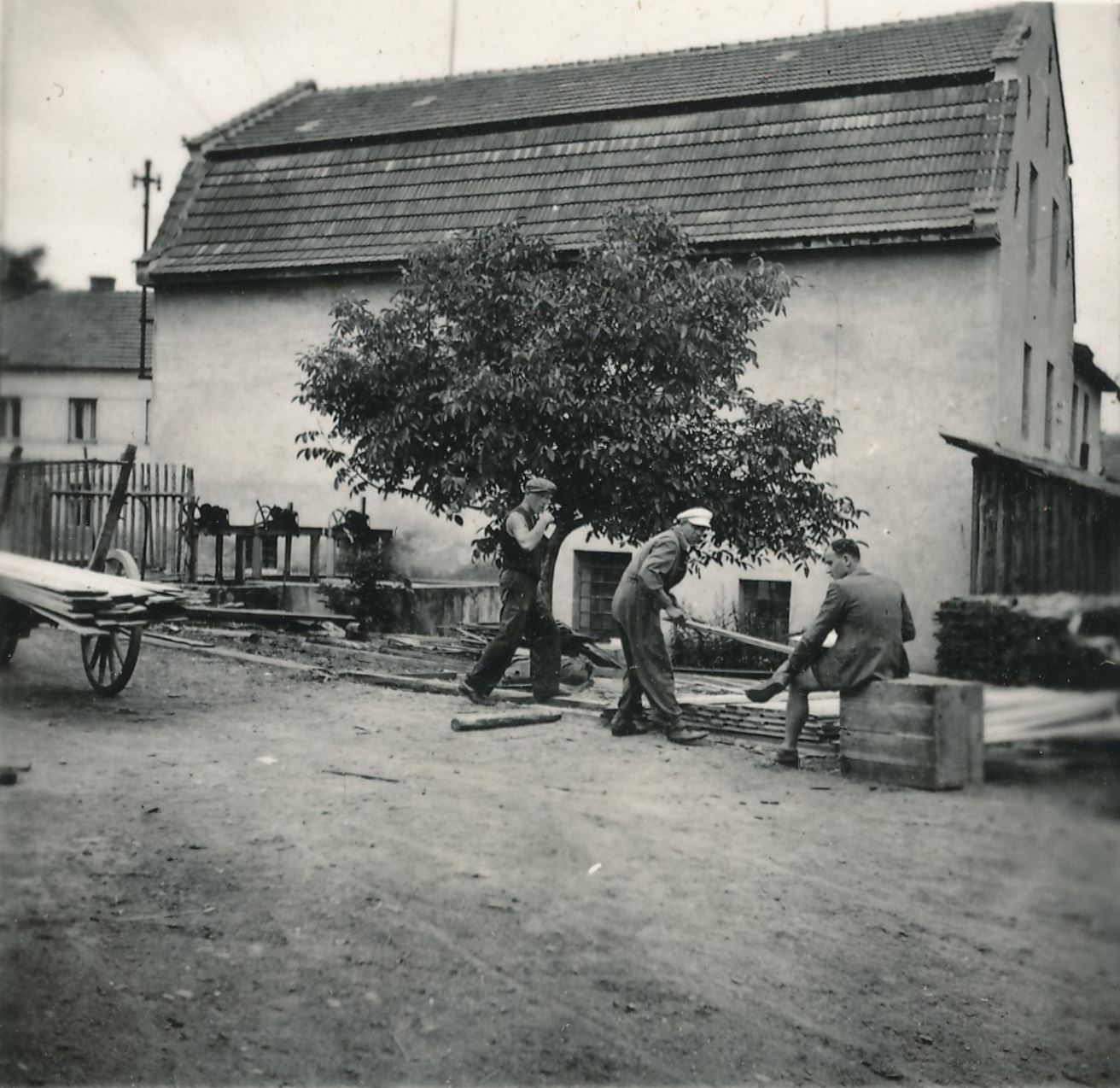
Mlýn Josefa Frice, po rekonstrukci, bez data (30.–40. léta 20. století)
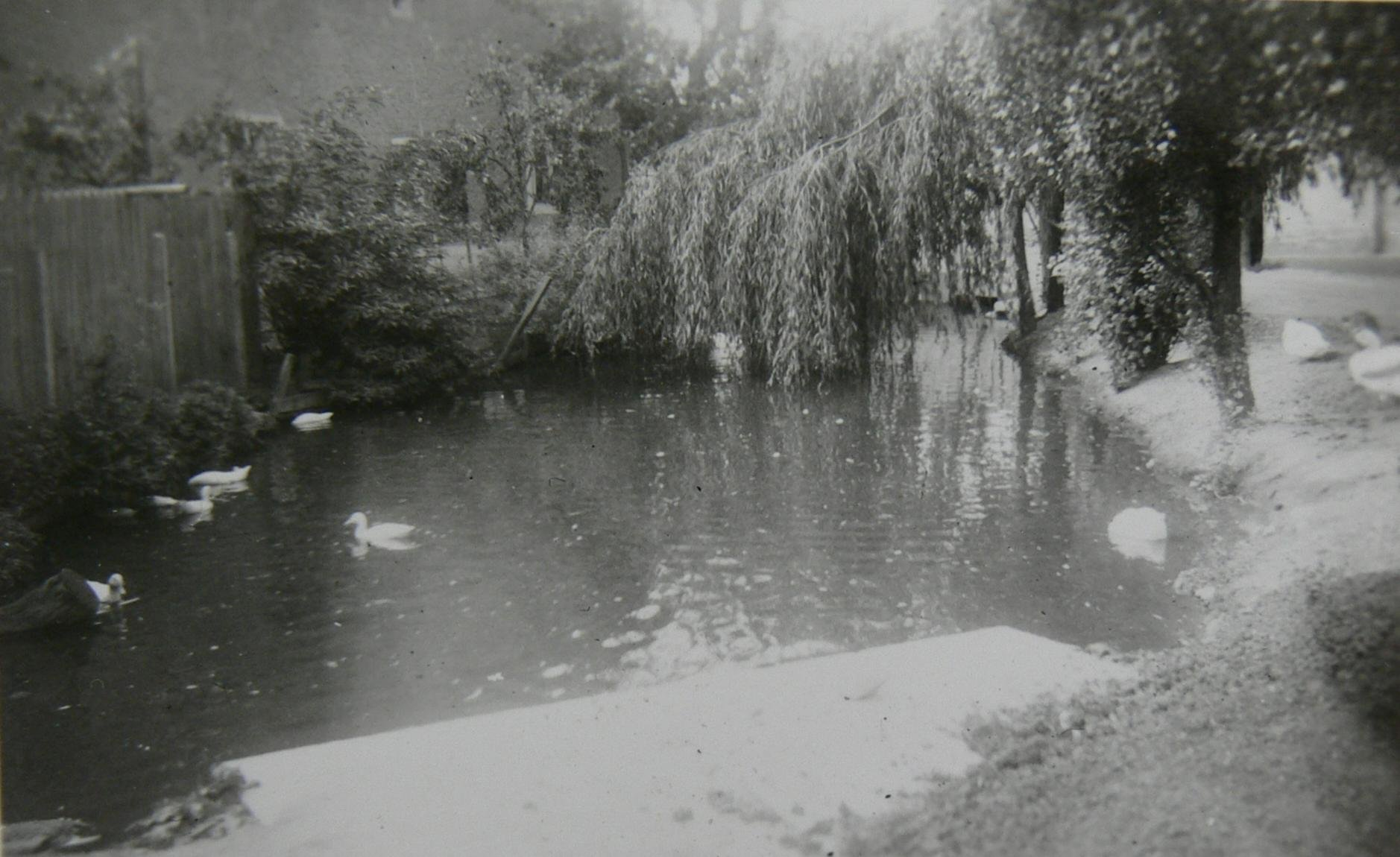
Rybníček před mlýnem, bez data (30. -40. léta 20. století)
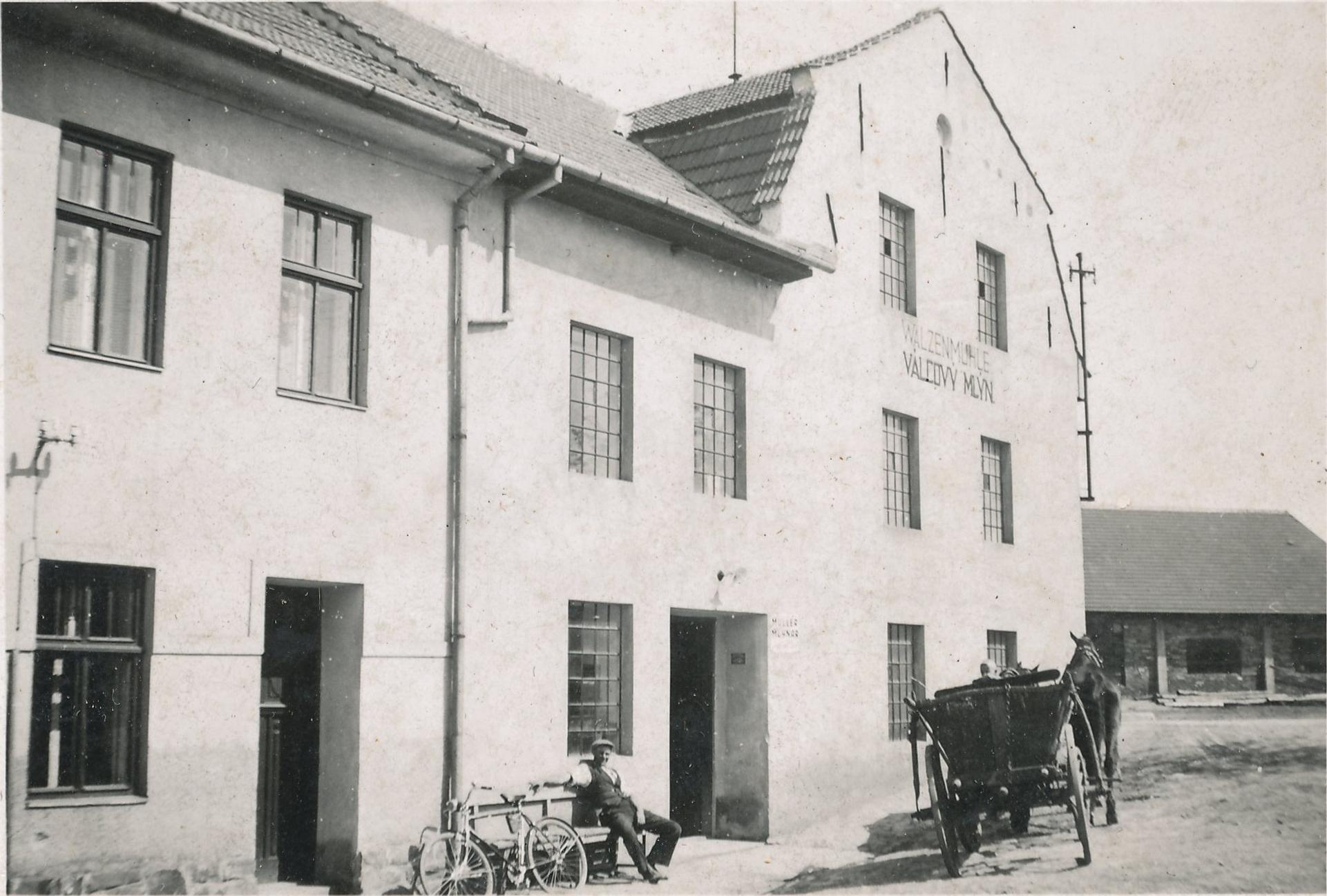
Nový Fricův mlýn, bez data, začátek 40. let 20. století
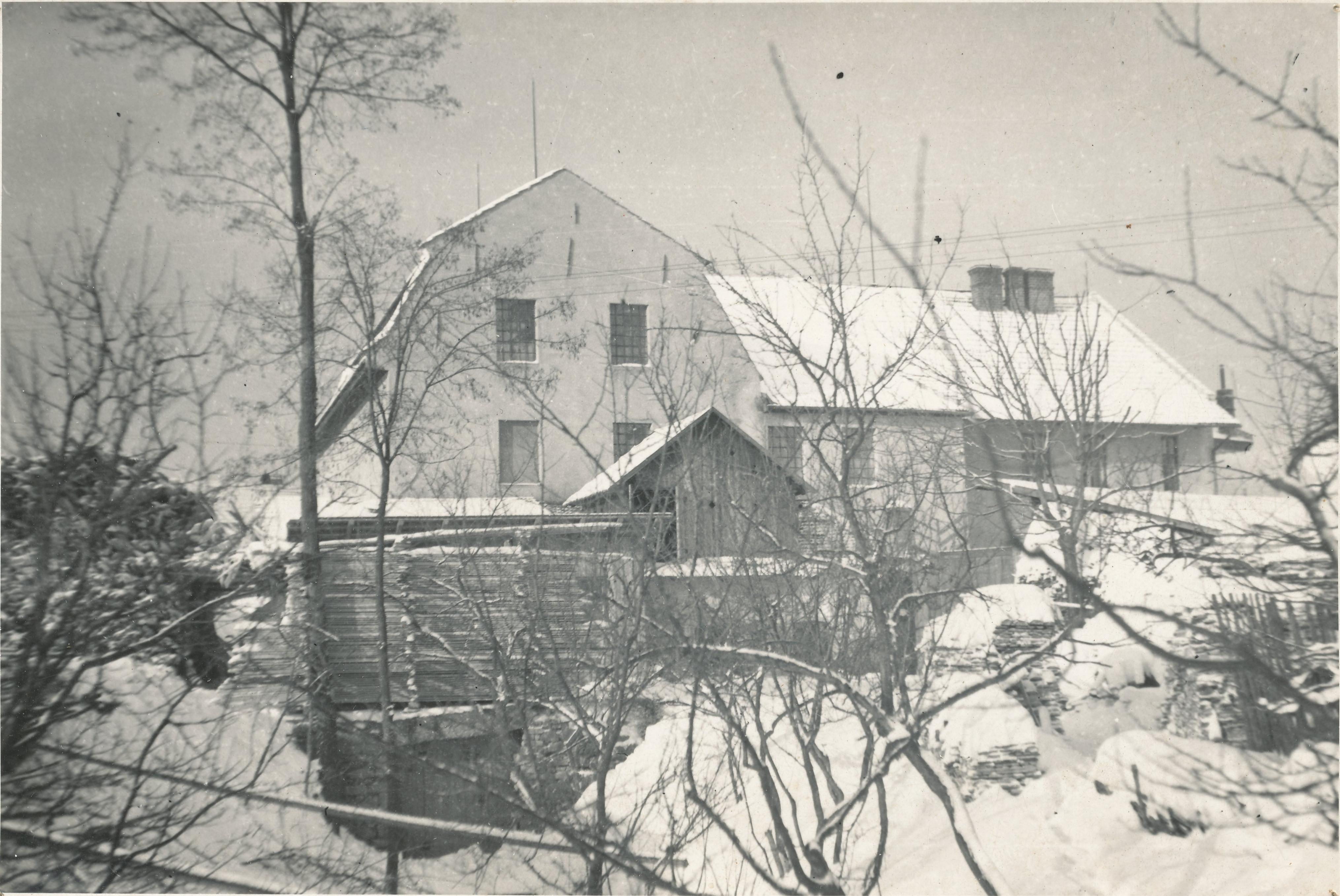
Nový Fricův mlýn, bez data, 40. léta 20. století
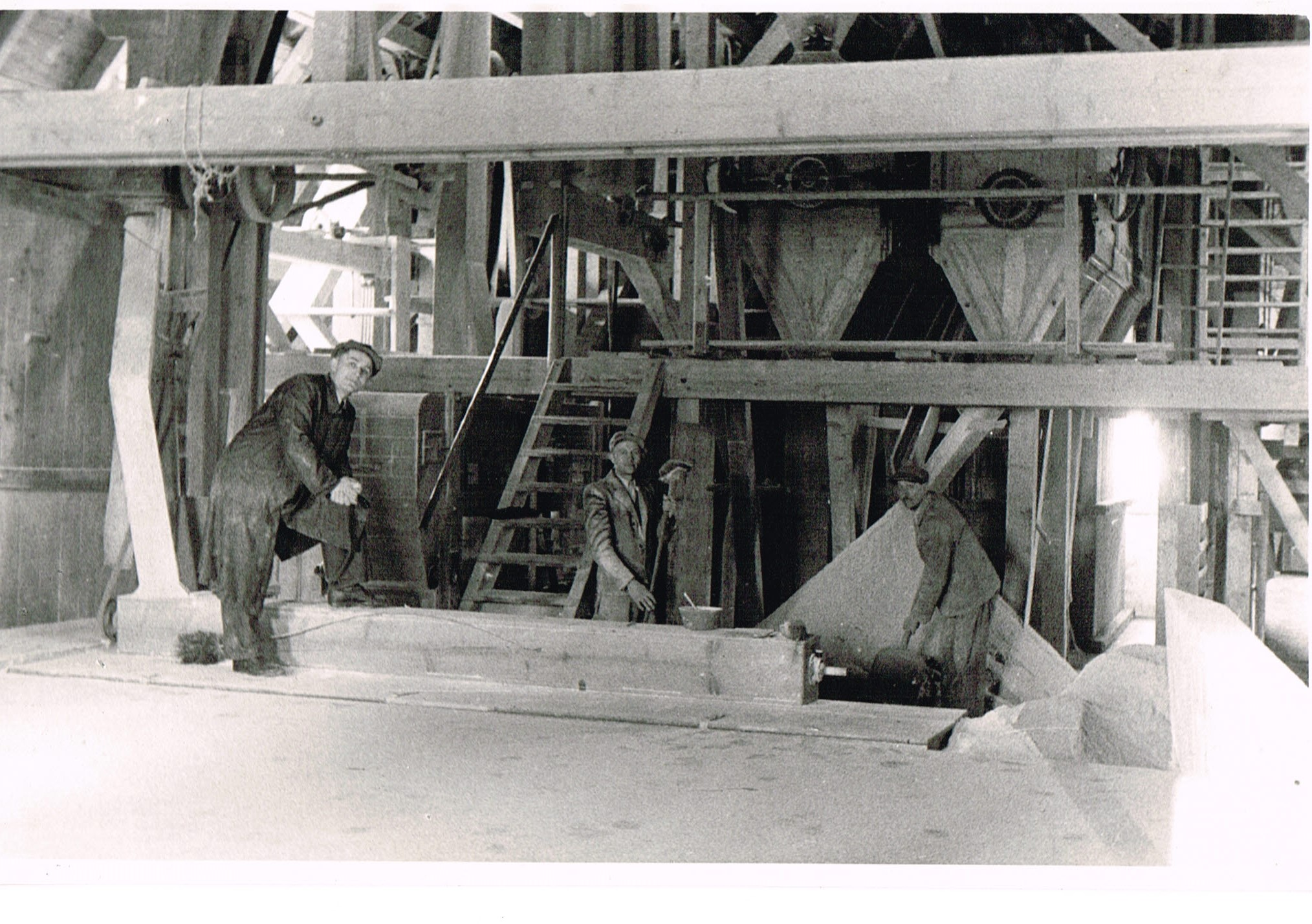
Tomáškův mlýn v Dědicích, 1944
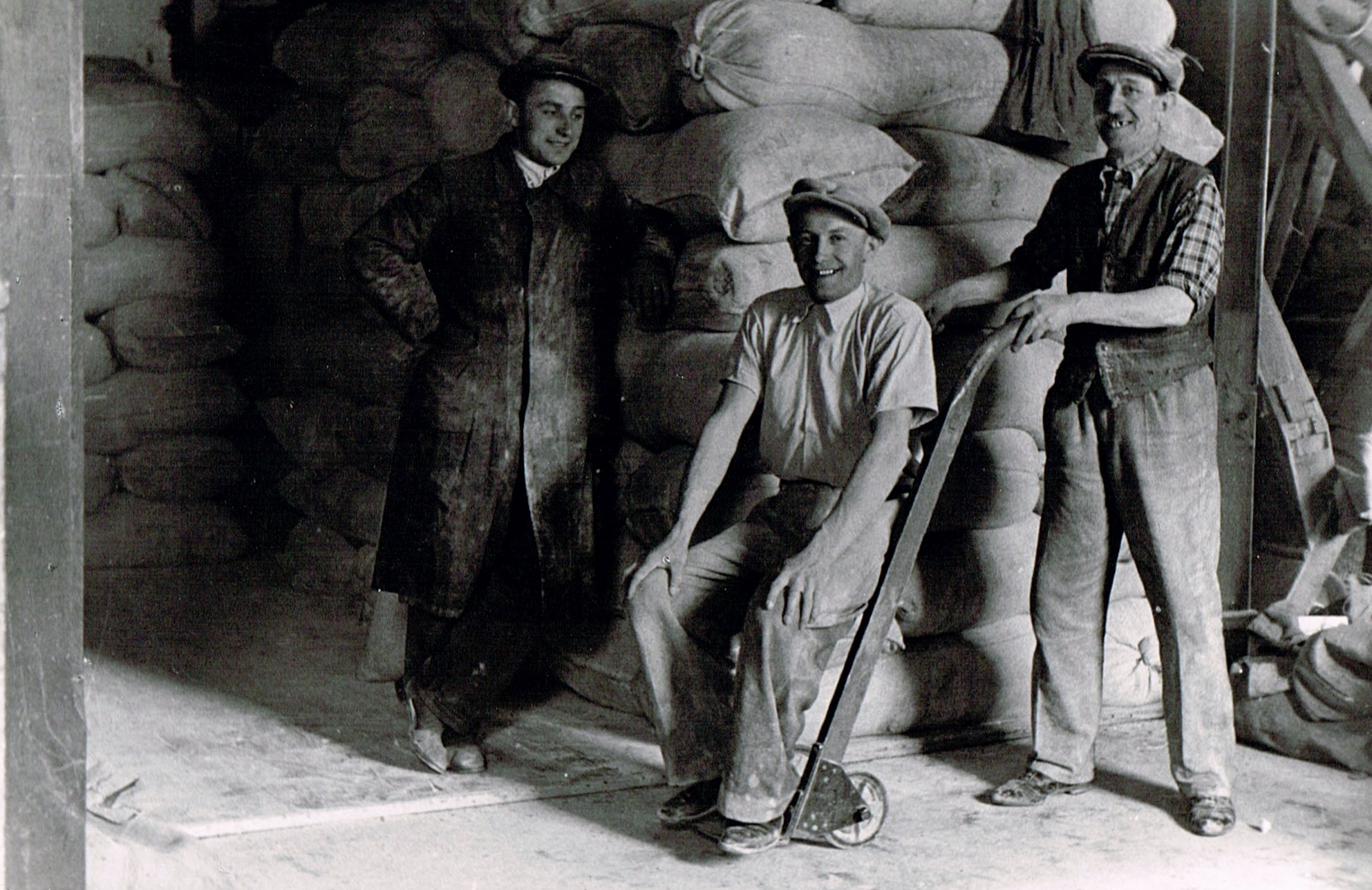
Tomáškův mlýn v Dědicích, 1944
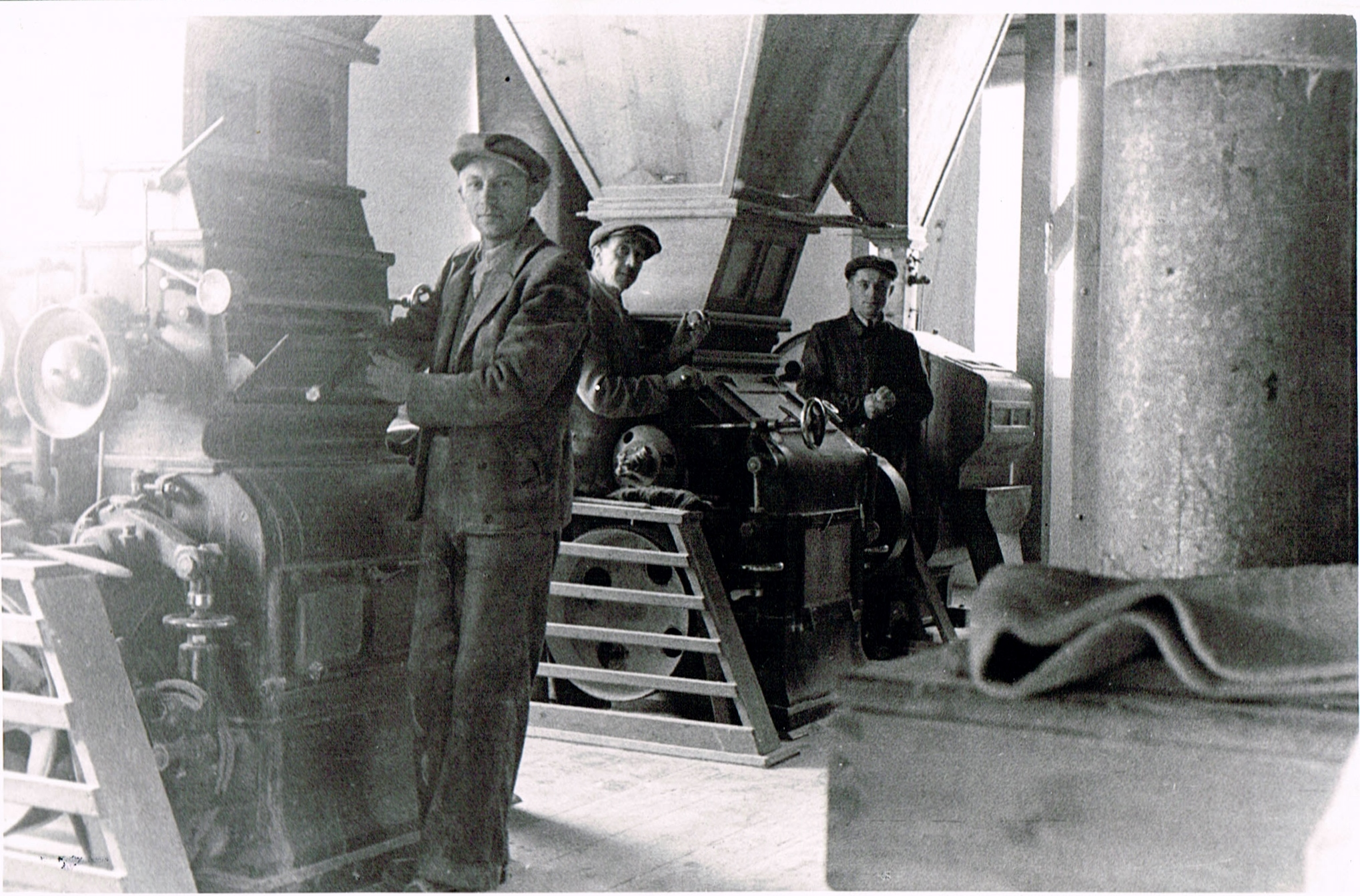
Tomáškův mlýn v Dědicích, 1944
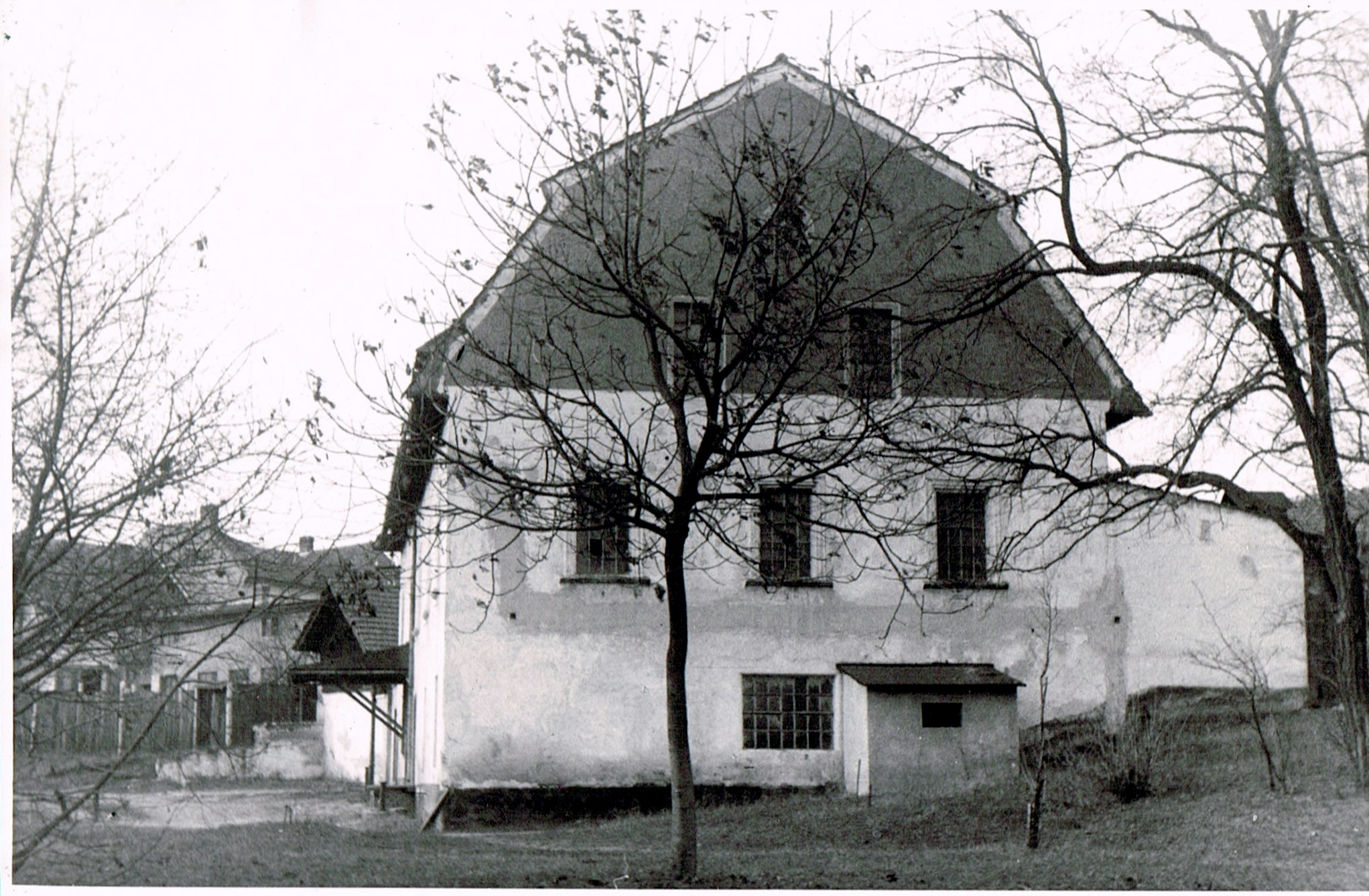
Mlýn Řehoře Tomáška v Dědicích, 1951
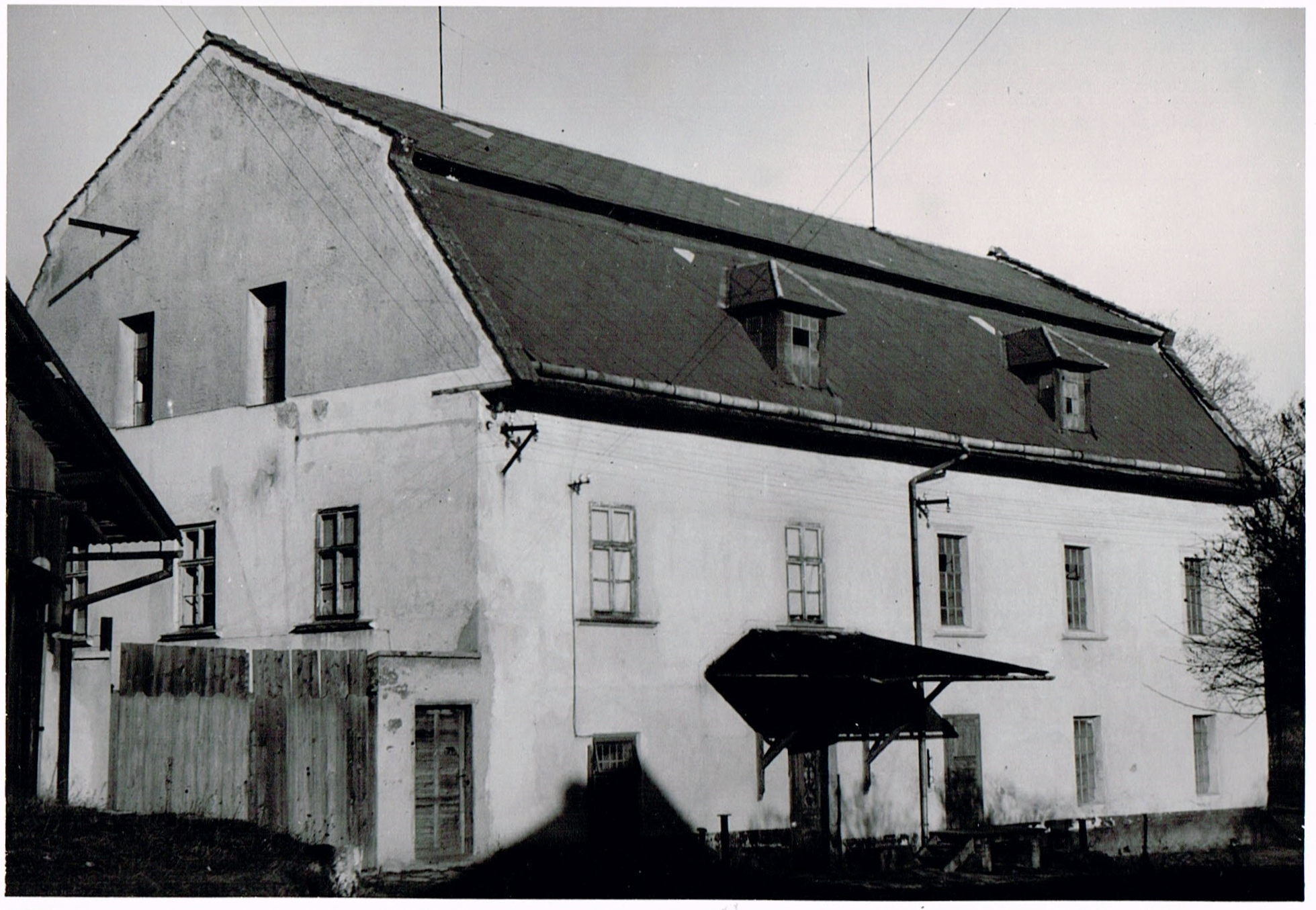
Tomáškův mlýn v Dědicích, 1952

### Vodní díla
Mlýnské náhony a odpady těchto mlýnů, jejichž technické parametry jsou popsány ve vložkách vodní knihy pro Dědice, kde se nachází zápisy z 2. poloviny 19. století a ze začátku 30. let 20. století, kdy byly prováděny revize těchto vodních děl, úředním autorizovaným civilním inženýrem Janem Dezortem zhotovovány jejich plány a konečně prováděna místní šetření, byly celé nebo zčásti zrušeny při regulaci řeky Hané, která proběhla v 50. a 60. letech 20. století.

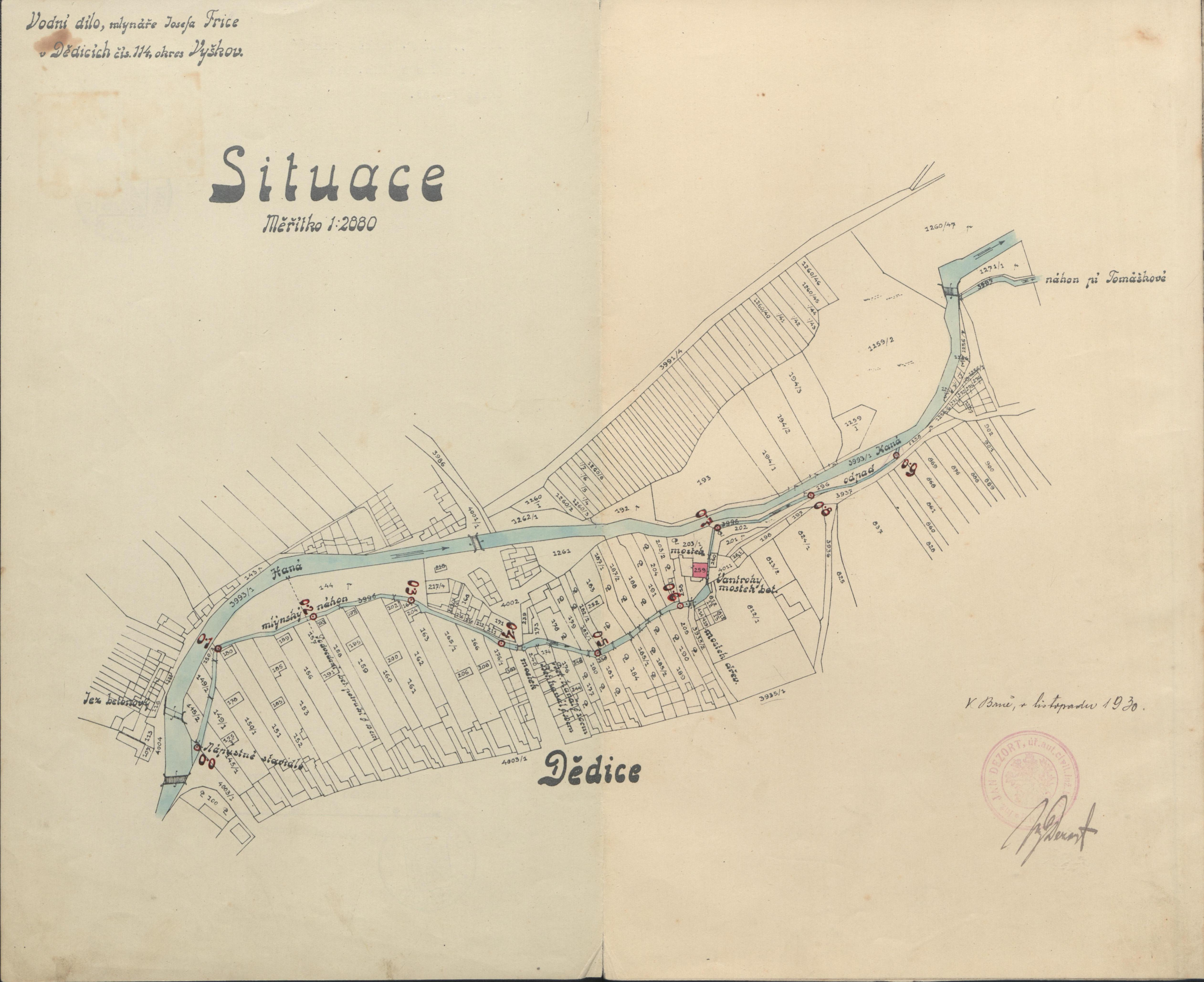
Situační plán vodního díla mlynáře Josefa Frice, součást souboru plánů inženýra Jana Dezorta: Vodní dílo, mlynáře Josefa Frice v Dědicích čís. 114, okres Vyškov, měřítko 1:2880, Brno, listopad 1930

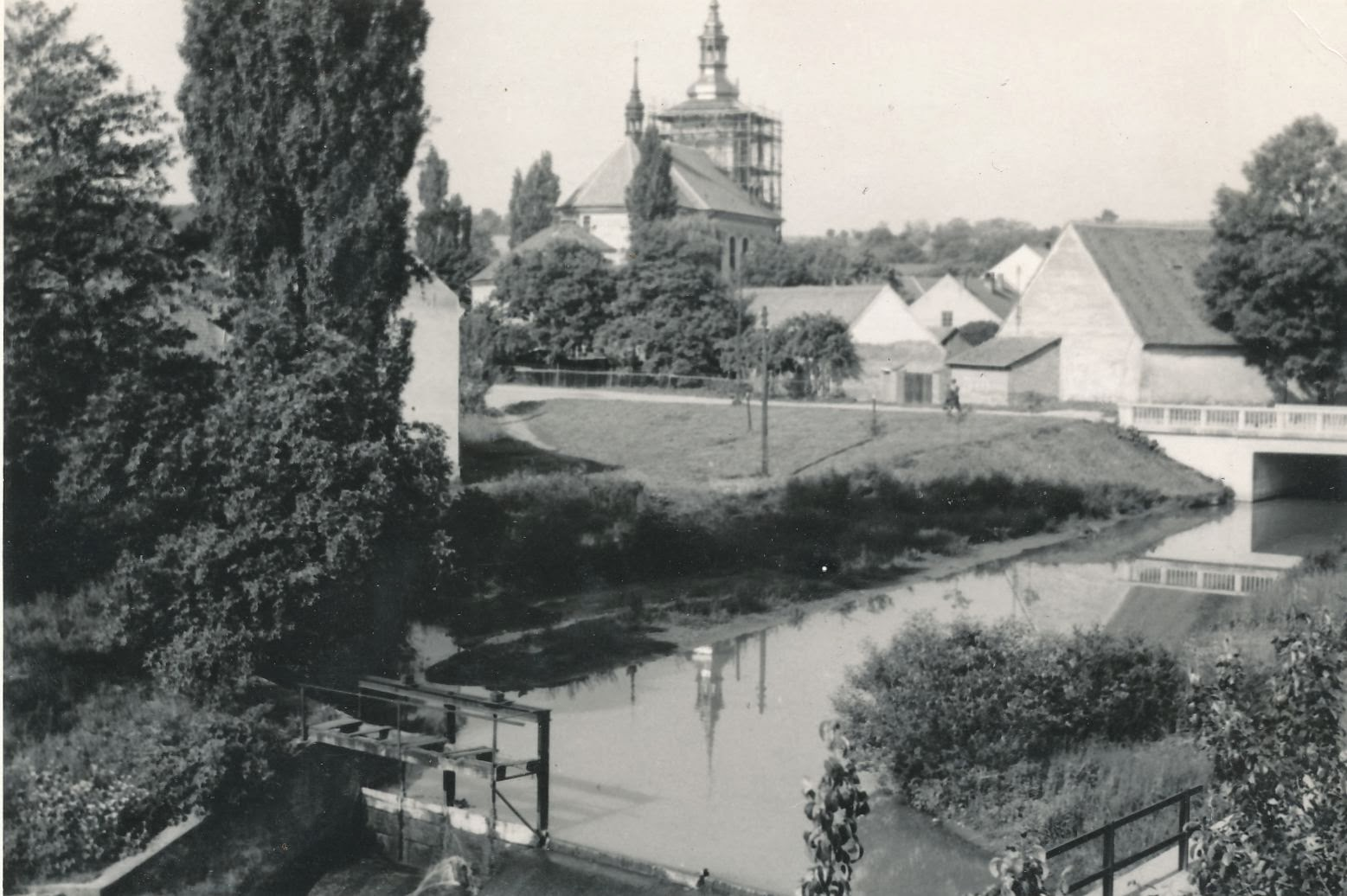
Fricův jez na Hané, bez data (1967)

Náhony mlýnů Jánského (Krajčova), Suchánkova a Tomáškové byly v době, kdy už byly tyto mlýny uzavřeny, zcela zrušeny. V případě Krajčova mlýna a mlýna Řehoře Tomáška došlo k uzavření v roce 1950, mlýn Aloise Suchánka byl uveden do klidu v září 1927, kdy zastavení provozu ohlásila okresnímu úřadu ve Vyškově správkyně majetku Štěpánka Klevetová. Odpad od Fricova mlýna byl v důsledku úpravy řeky Hané postupně o asi 200 m, prostor vyplněn navážkou, zkrácen a provizorně sveden z pohledu vodního díla nefunkčním potrubím do Hané, které bylo následně očekávatelně ucpáno nánosy bahna z plavenin nesených řekou. Tím zmizel ostrůvek, který se nacházel mezi touto částí mlýnského potoka a Hanou, jejíž tok byl při regulaci vyrovnán. Na začátku 70. let přibyly v prostoru zakončení odpadu náhonu na navezeném materiálu garáže pro motorová vozidla. Živelnému zastavění unikla pouze místa, kde se počítalo s vodovodem či mostem, čímž vznikly ony nezastavěné proluky. Tímto vývojem získala nové využití původně obecní pastvina, kterou vidíme na indikační skice Dědic z roku 1826, nacházející se vedle tehdy zachyceného místa stoku mlýnského potoka s Hanou. Takto náhon zřejmě probíhal v té době (20. léta 19. století). Místy, kde byla předtím obecní pastvina, odpad mlýnského potoka o něco později procházel (až do zasypání při regulaci Hané, tedy minimálně 90 let), což je dobře vidět na mapě vojenského mapování – Františko-josefského z let 1876–1878 (Morava a Slezsko), a o téměř sto let později např. na mapě souboru topografických map v systému S-1952 z roku 1959 (tisk uskutečněn v roce 1965). Umístění značky soutoku mlýnského potoka s řekou Hanou odpovídá zachycení situace na mapě III. vojenského mapování, projektové dokumentaci k vodnímu dílu inženýra Dezorta, projektům regulace řeky Hané v Dědicích, které jsou uloženy v archivu Povodí Moravy. Pohled na vodní dílo shora přinášejí vedle leteckého snímku z roku 1933 např. kolmé snímky leteckého snímkování z let 1947, 1953, 1961.

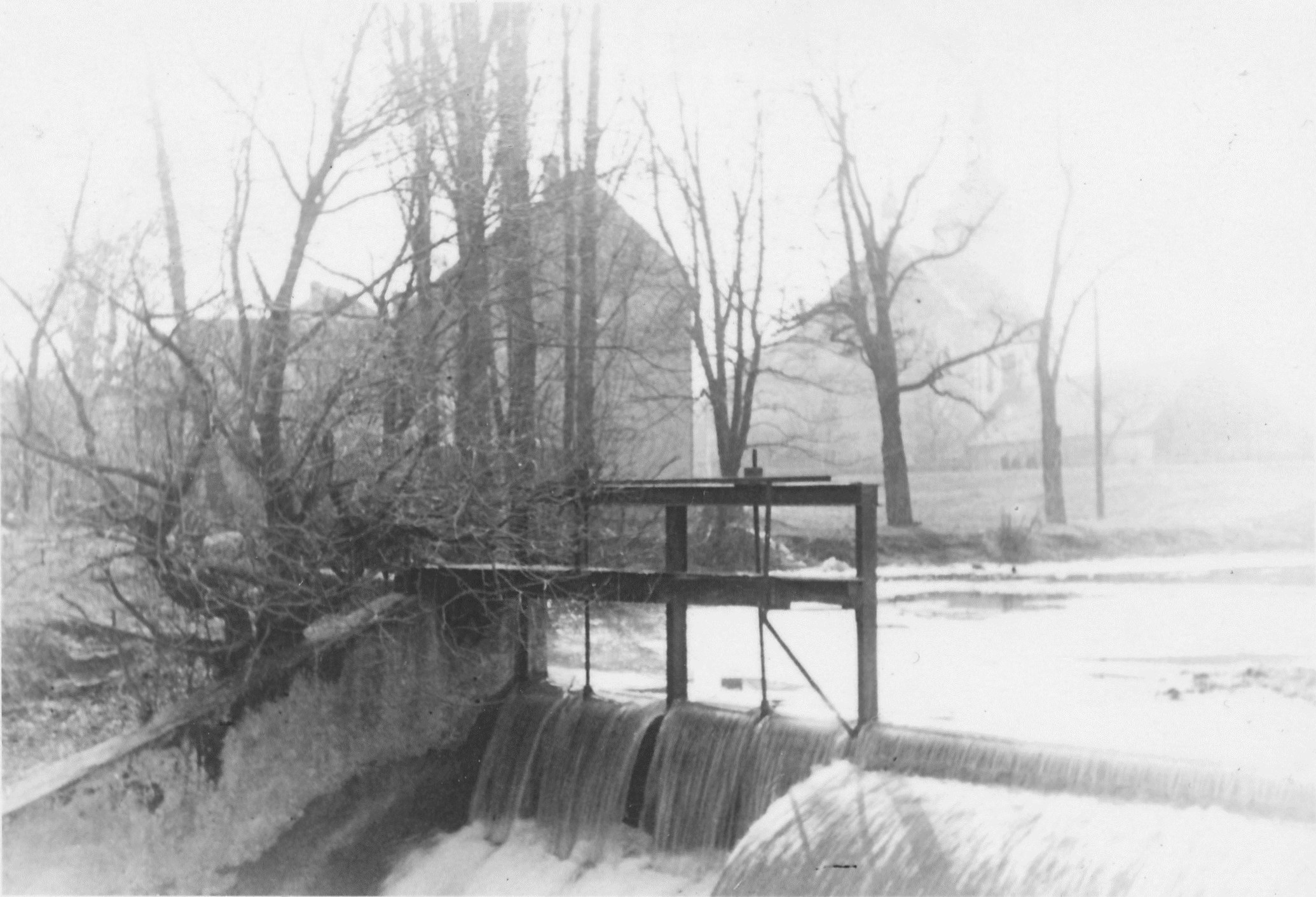
Jez pod mostem přes Hanou v Dědicích (před 1965)
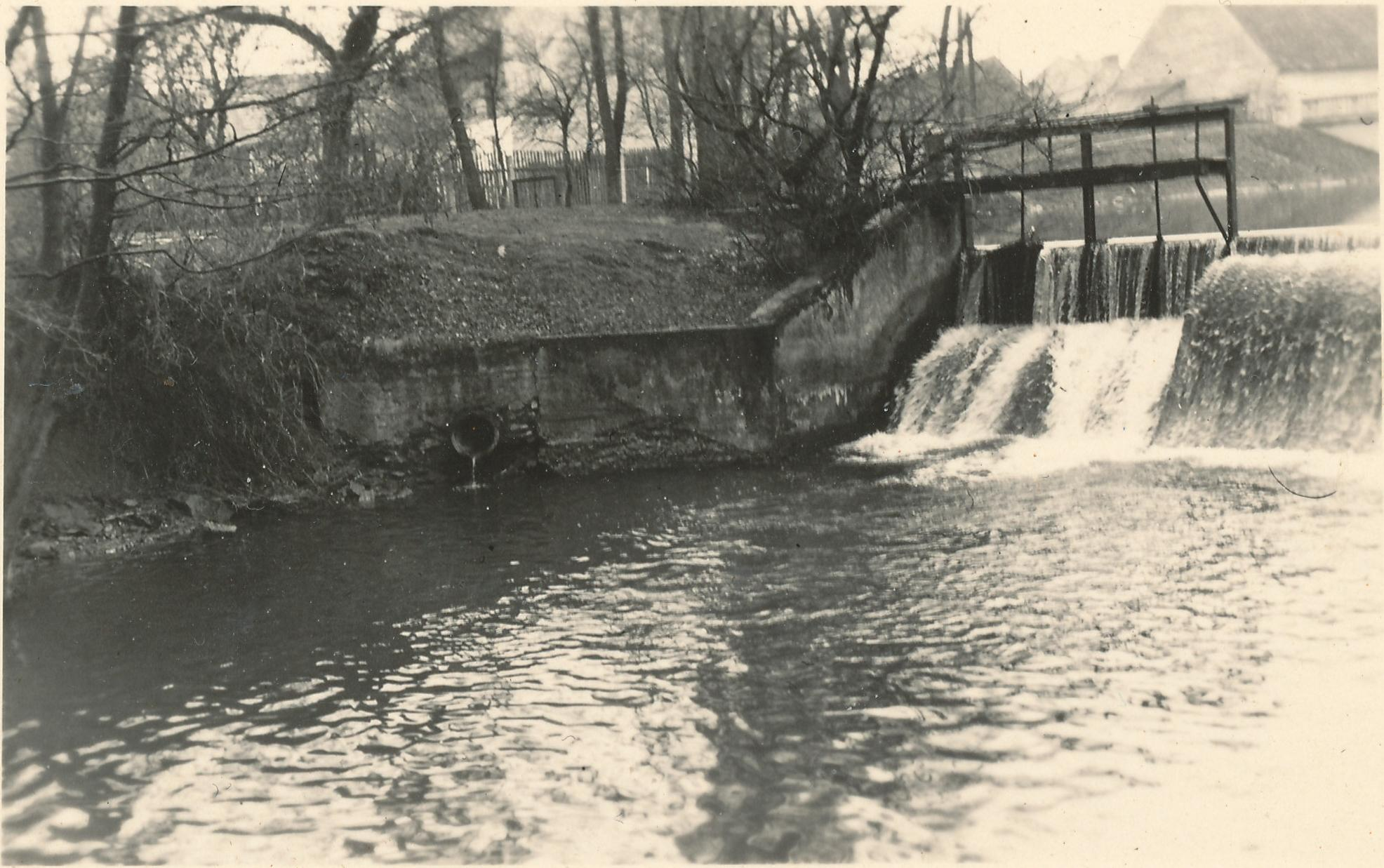
Jez pod mostem přes Hanou v Dědicích (před 1965)
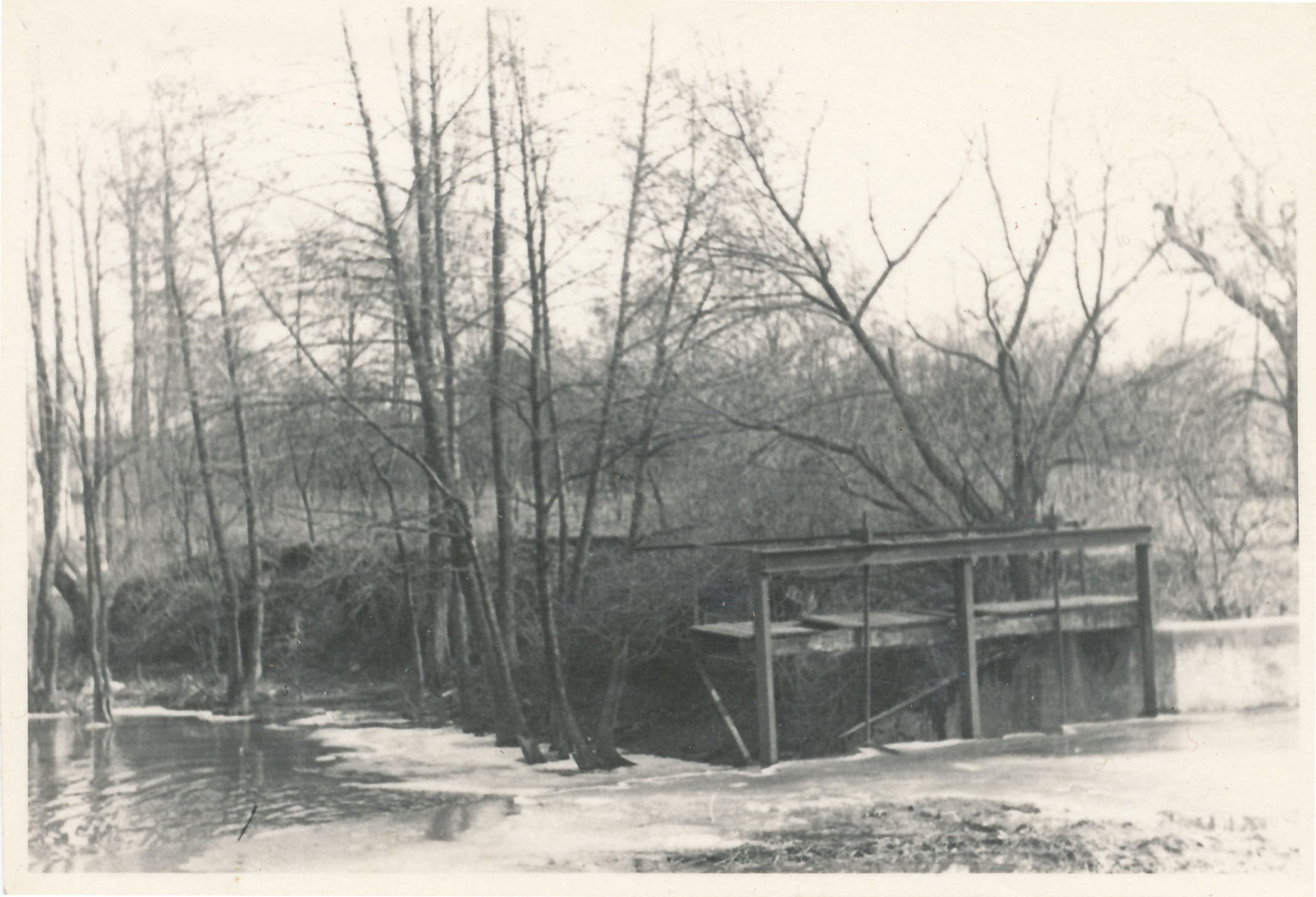
Jez pod mostem přes Hanou v Dědicích (před 1965)
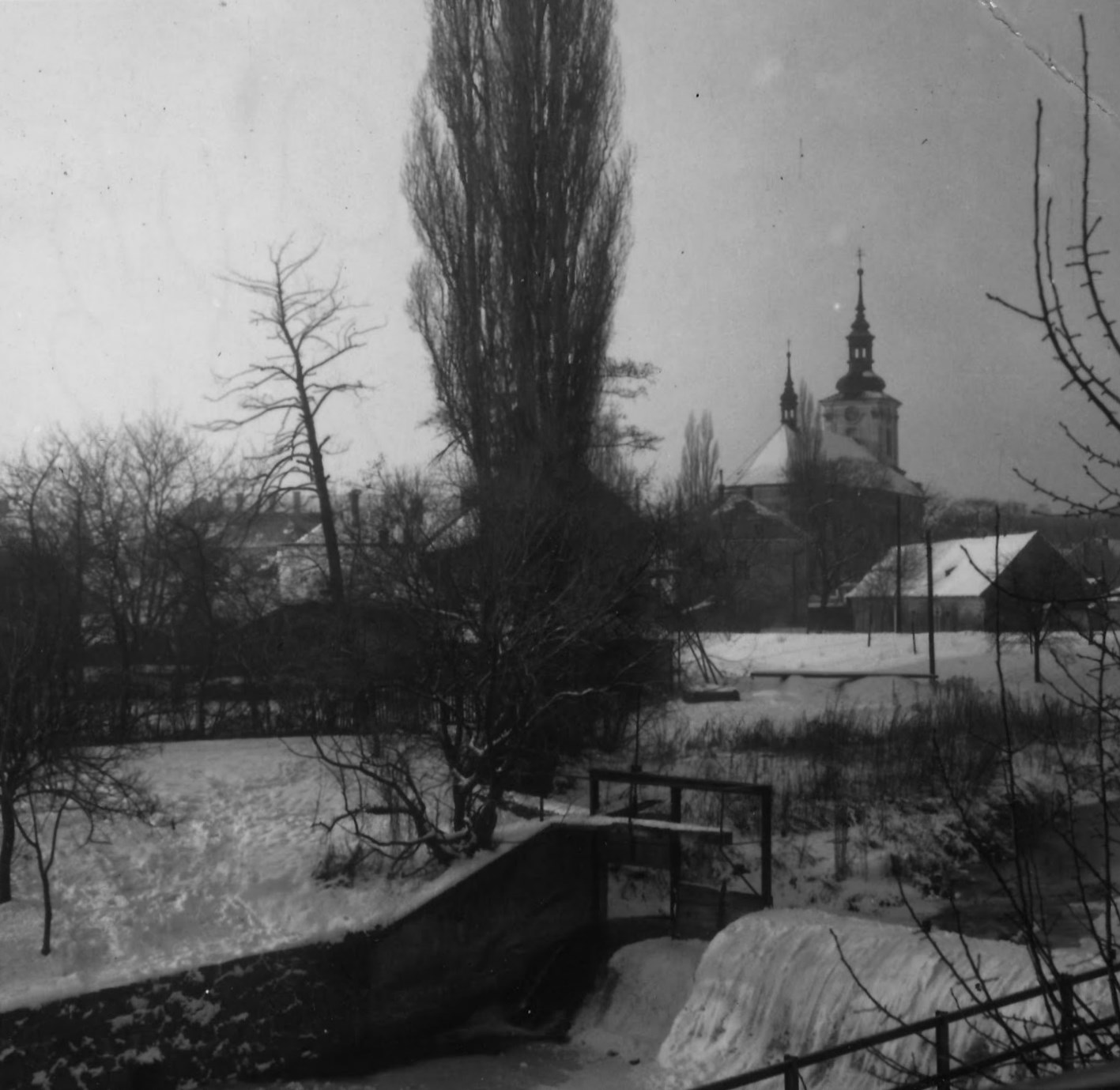
Zimní pohled na jez na Hané s topoly a dědický kostel (1983)
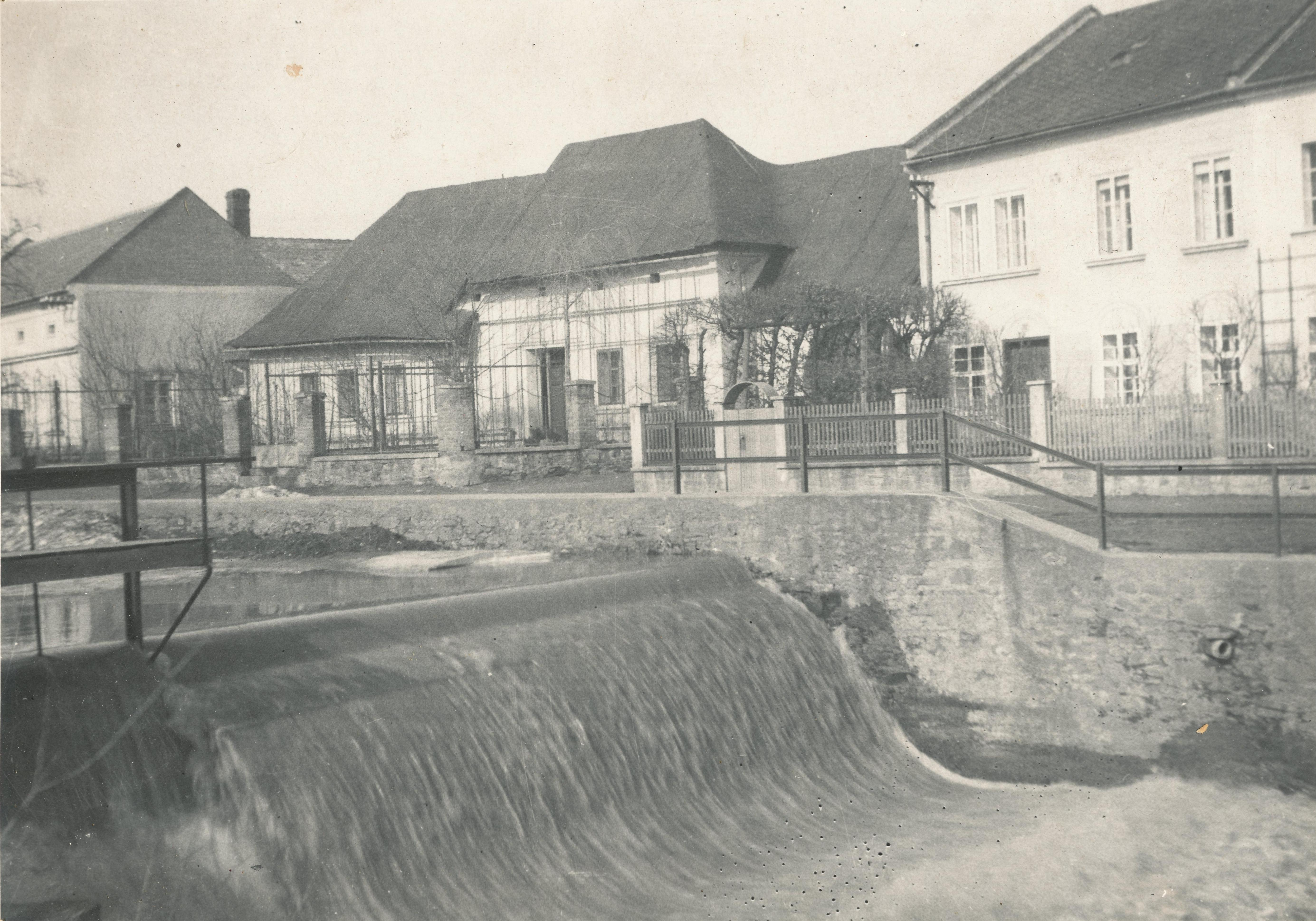
Splav v Dolním Závodí na řece Hané (30. léta 20. století)
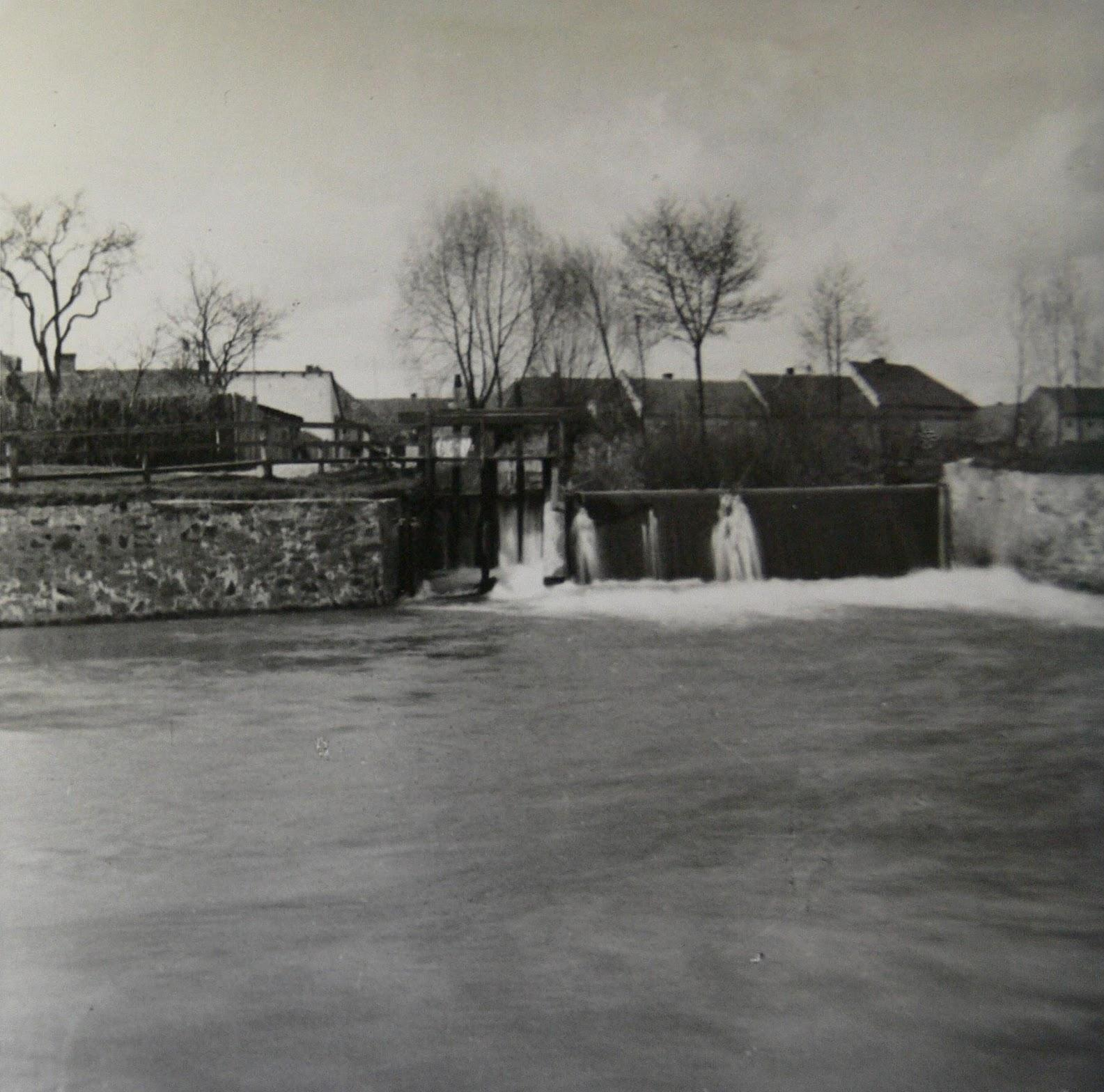
Jez mlýna paní Anežky Tomáškové na Pazderně (30. léta 20. století)
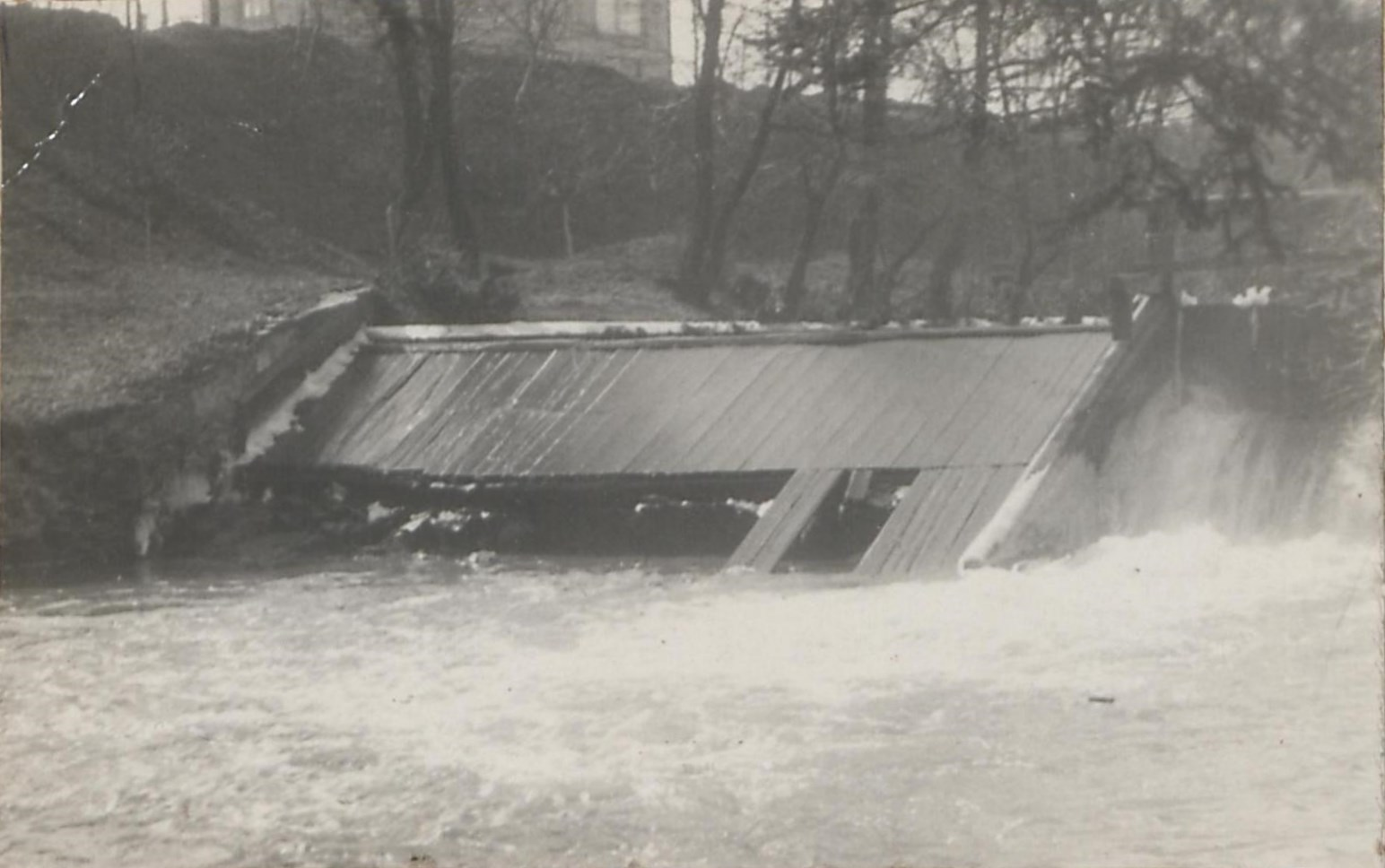
Poškozený splav mlýna Jaromíra Součka ve Vyškově nacházející se na hranici katastrálního území Dědic na jaře 1931

Prostor před nápustním stavidlem u mostu přes řeku Hanou byl správcem toku upraven v roce 1989 zasypáním kamením. Před regulací prováděnou v 50. a 1. polovině 60. let 20. století to byla tato vodní díla a níže položené části Dědic, jako Minátky, která trpěla škodami způsobovanými velkými vodami a pravidelně se opakujícími povodněmi.

### Továrny

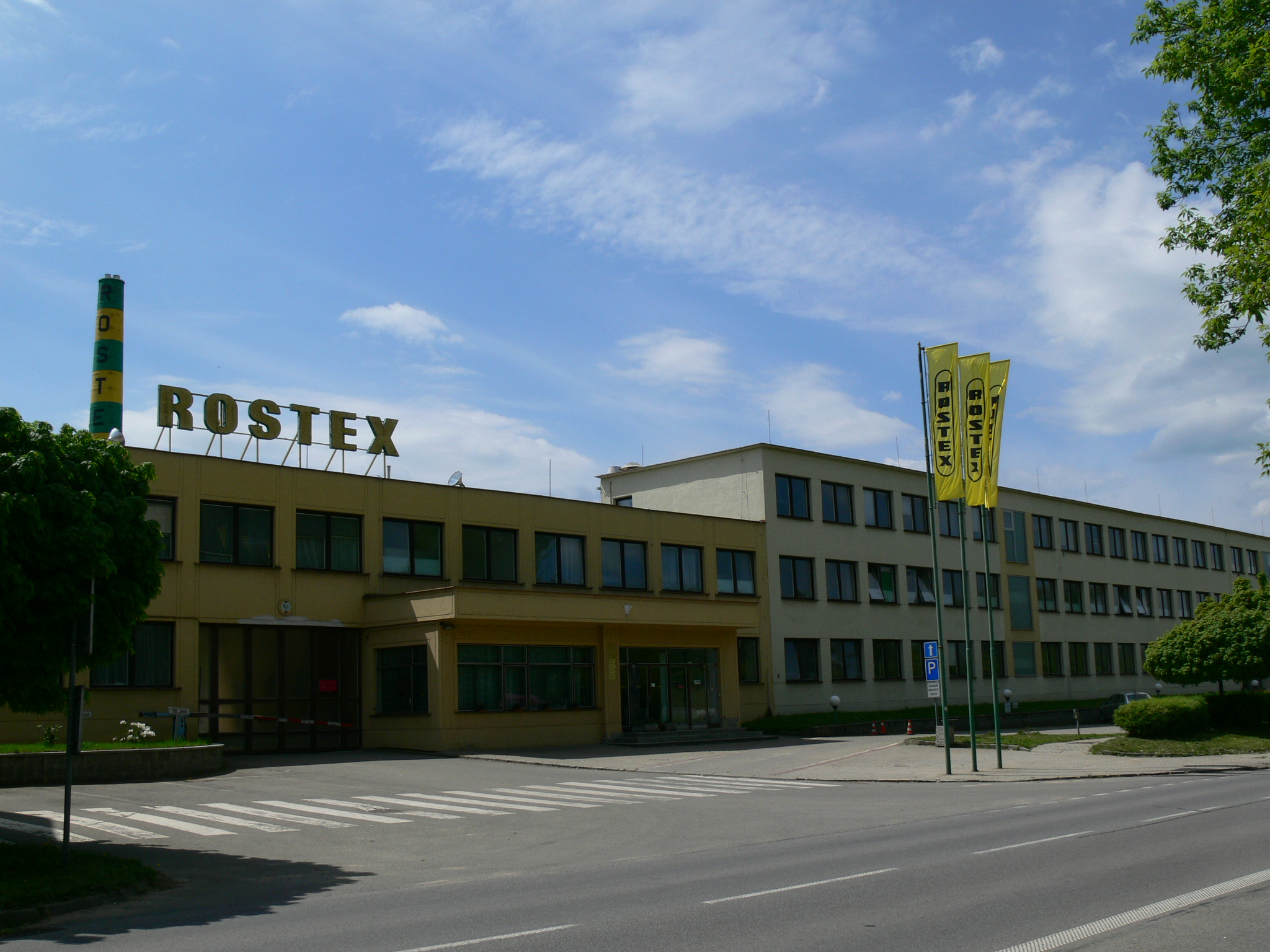
Rostex

Do přelomu 60. – 70. let 20. století si vyškovský okres udržoval výhradně zemědělský charakter. I na začátku 3. tisíciletí je jedním z tradičních závodů symbolizujících průmysl Vyškovska strojírenský podnik ROSTEX Vyškov, s. r. o. V roce 1938 byla zahájena technologicky nová výroba vrchního stavebního kování z nerezavějící oceli. Dnes se zaměřuje na výrobu stavebního kování z nerezavějících materiálů, jehož je v České republice jediným výrobcem.
V roce 1925 byla na samém okraji Vyškova jako společný podnik Františka a Julie Pazderkových založena Pazderkova továrna na kovové zboží (Vyškov, Dědická 17) s názvem Železářský průmysl, spol s r. o., zabývající se výrobou drobného kovového zboží. Na začátku 30. let bylo započato s výrobou stavebního kování odlévaného z mosazi a zinkoslitin. K přeměně na akciovou společnost došlo v roce 1940. Před znárodněním nese společnost název Pazderka, železářský průmysl, a. s. Podnik se nejprve rozvíjel při hranici katastrů Vyškov-předměstí a Dědice. K podstatnějšímu rozšíření závodu směrem do Dědic došlo až po skončení 2. světové války. Na konci 30. let Pazderkova továrna zajišťovala výrobu veškerého kovového zboží, stavebního kování (i pro vnitřní dekoraci), drobného kovového zboží pro železářské obchody, kapesních nožů, drobného ocelového a galanterního zboží. Byla zde slévárna kovů.
Závod byl v roce 1948 znárodněn a přičleněn k národnímu podniku Továrny stavebního kování v Boskovicích. V roce 1950 došlo k přičlenění k n. p. Sandrik v Moravské Třebové. Po osamostatnění v roce 1953 byl začleněn k n. p. Sandrik, Dolné Hámre. Původní firma tak byla nejprve přejmenována na Sandrik a později na Rostex. Tento druh stavebního kování, který chránila známka ROSTEX, se stal pojmem, a v roce 1969 se jméno ROSTEX stalo i názvem podniku, který vyráběl mimo jiné i malé kapesní nože – rybičky. V rámci privatizace v roce 1992 byl státní podnik převeden na soukromou společnost. K privatizaci státního podniku Rostex došlo v roce 1993. V roce 1998 vznikla nová firma ROSTEX Vyškov s. r. o, která se zabývá výrobou zámků a kování. Vyrábí se zde bezpečnostní kování, dveřní a okenní kování, doplňkové kování, panikové kování, nábytkové kování, nářadí. Je tu zakázková výroba pro zpracování plechů. V současnosti[kdy?] se provozy a administrativní budova nachází v k. ú. Vyškov.

### Zemědělství

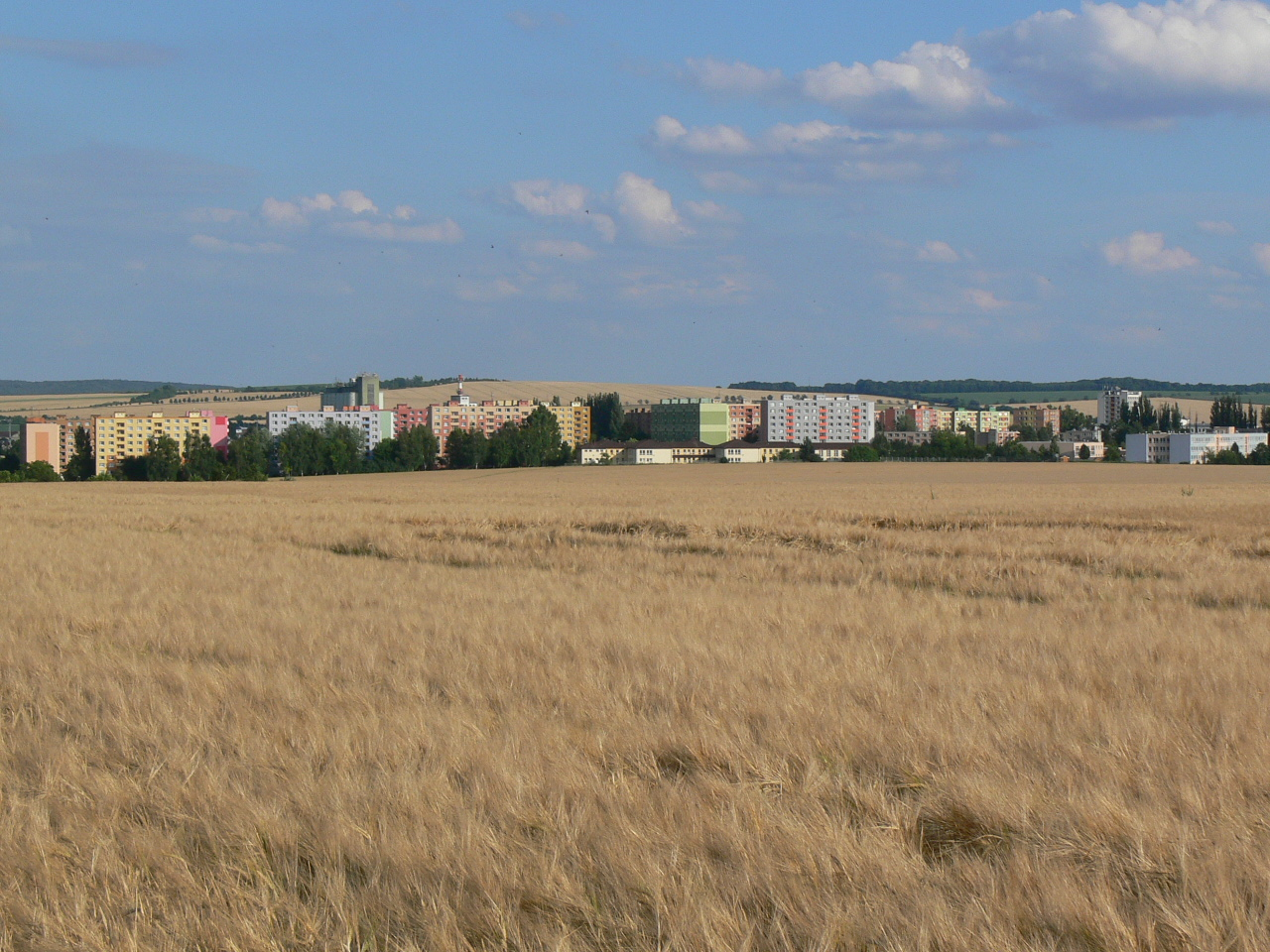
Letní pole, sídliště Osvobození, sídliště Hraničky

Dědice byly vyspělou zemědělskou obcí s velkým katastrem, kde na úrodné půdě vyrůstaly větší i menší rolnické statky. Roku 1900 zabírala hospodářská půda 1833 ha (pole 1129, lesy 594, louky 44, zahrady 33, pastviny 33). Lesní revír spadal pod Velkostatek Vyškov. V roce 1965 zabíral podle Vlastivědy moravské Vyškovsko katastr Dědic, Hamilton a Pazderny 18,9 km2. Toto území v sobě zahrnovalo tratě pojmenované: Lesní pole, Letní pole, Legerní pole, Zápovědi, Nivky, Padělky, Pazderna, Zahrádky, Náplavy, Za Markem, Vinohrady, Kopaniny na příkopě, Roušky, Česlava, U Strachotinky, Hamiltony. V roce 1923 byla provedena změna hranic s obcí Radslavičky.

## Doprava

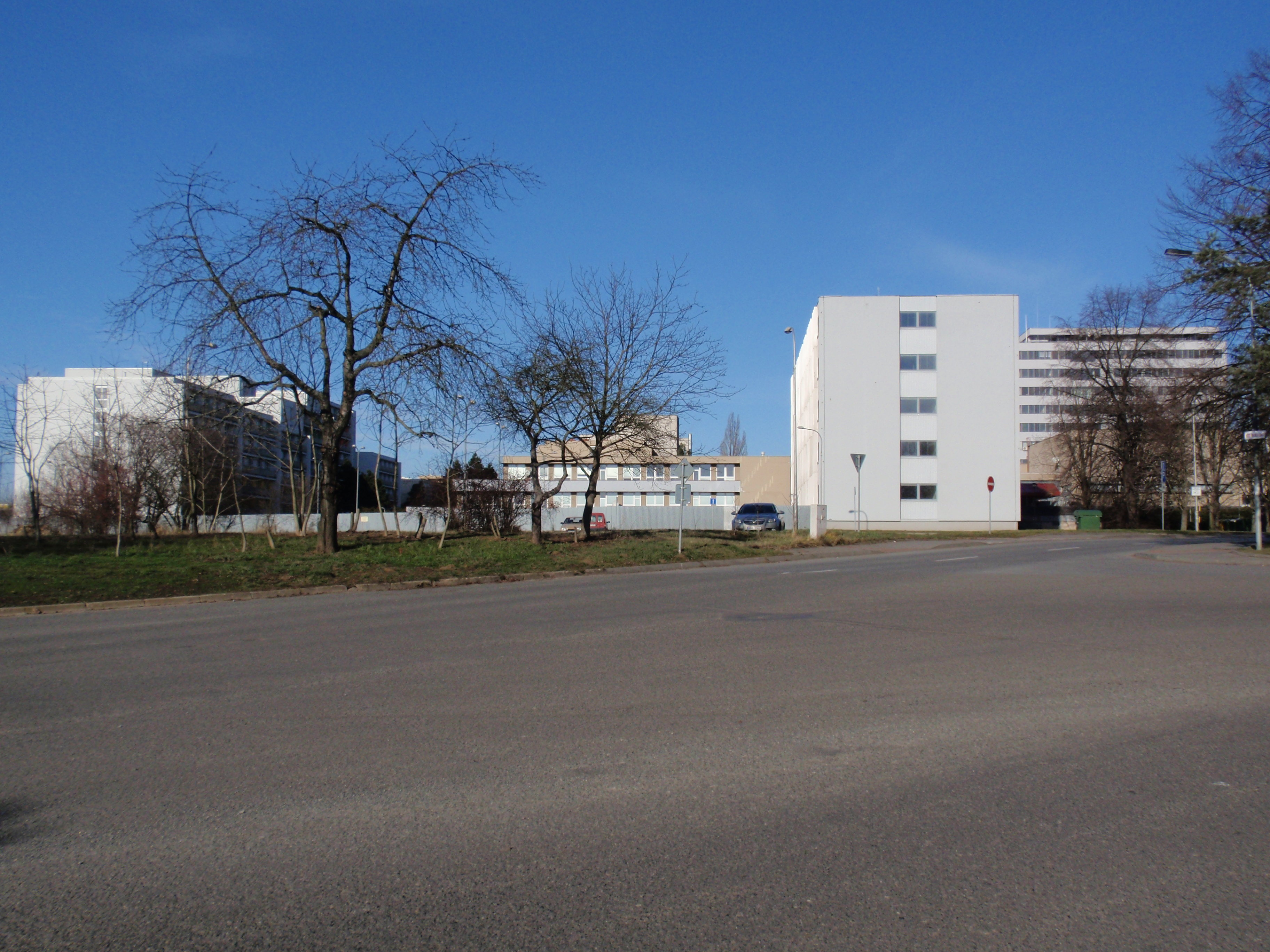
Křižovatka před areálem vojenských škol v Dědicích, na Kozí Horce

Silniční doprava se na hlavních tazích uskutečňuje po silnicích III. třídy: III/37728 Vyškov – Dědice – Hamiltony – Lhota – Rychtářov – Studnice; III/37729 Radslavice – Dědice; III/37737 v Dědicích; III/37738 Dědice – Opatovice; III/37739 v Hamiltonech.
V roce 1869 byla postavena jednokolejná železniční trať Brno–Přerov, vedoucí přes Vyškov. Po vzniku ČSR obstarávali autodopravu do ostatních obcí soukromí dopravci. Teprve po zřízení dopravního závodu ČSAD v roce 1951 byly postupně zavedeny autobusové spoje do všech obcí v okrese. V roce 1962 bylo ve Vyškově vybudováno nové autobusové nádraží. Současnou městskou hromadnou dopravu ve Vyškově zajišťují autobusové linky, které jsou součástí Integrovaného dopravního systému Jihomoravského kraje.
Dědice jsou, co se týče letecké přepravy, oblíbenou oblastí vyhlídkových letů. Na obloze jsou od jara do podzimu poměrně často vidět kroužit soukromé dopravní letecké prostředky, jako jsou ultralehká letadla, ale i jiná letadla. Mimořádně je ve vzdušném prostoru nad Dědicemi k vidění horkovzdušný balon nebo přelétající vojenská stíhačka či helikoptéra.

## Společnost

### Školství

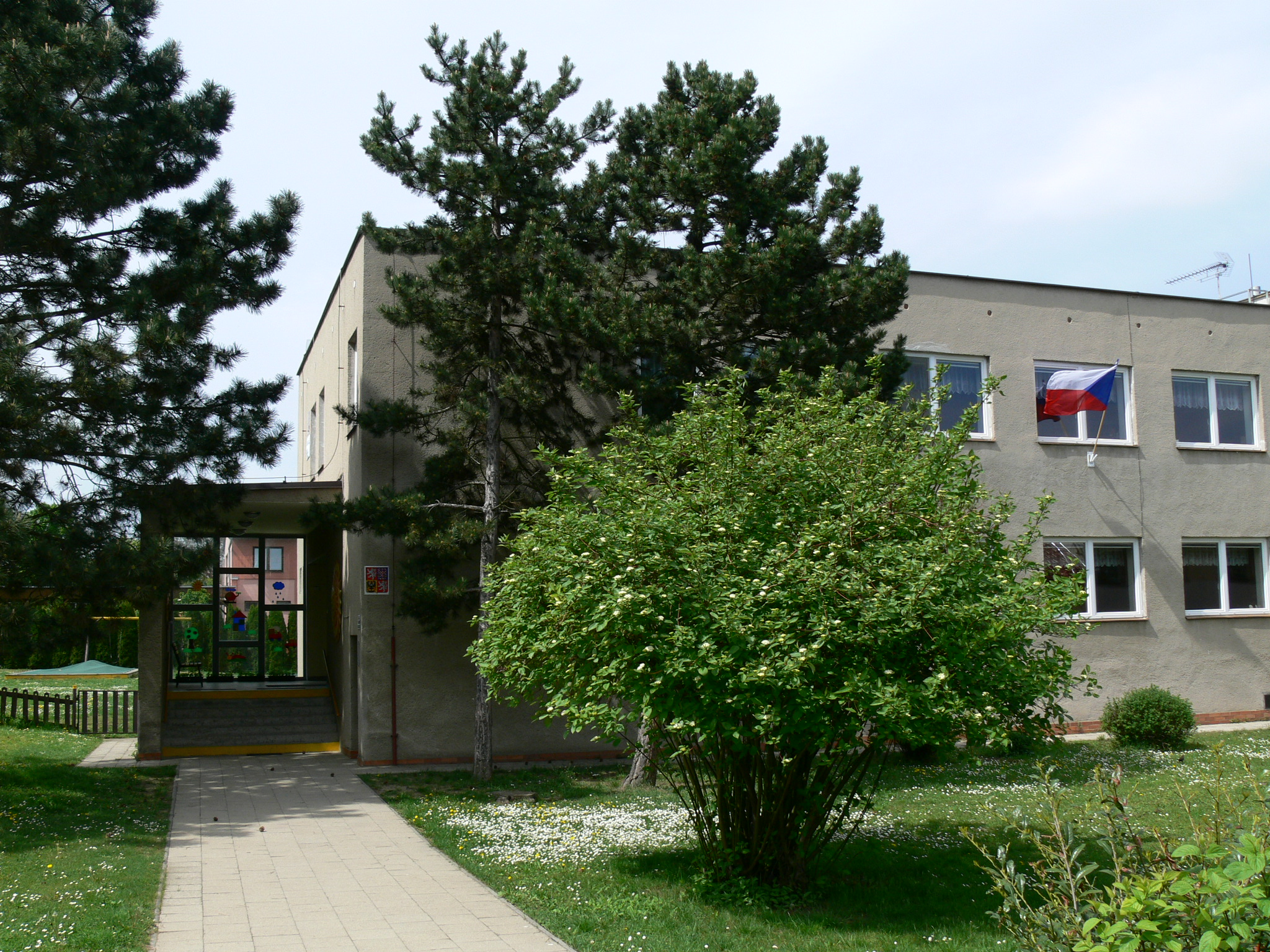
Mateřská školka Dědická

Školní budova v roce 1705 vyhořela, což se pak stalo ještě několikrát. V nově vytvořeném okrese byla v roce 1848 v Dědicích dvojtřídní škola. Statistika k roku 1880 uvádí pro Dědice školu čtyřtřídní.
Český učitelský spolek byl ve Vyškově ustaven v roce 1869 a zanikl v roce 1874. Okresní školní rada byla ustavena ve Vyškově v roce 1870. Předsedou místní školní rady zřízené v říjnu 1870 se stal starosta Dědic František Kopřiva. Předsedou utrakvistického Okresního učitelského spolku, který nahradil český učitelský spolek, byl v roce 1882 zvolen český nadučitel z Dědic Tichavský (do roku 1884). Ve Vyškově bylo v roce 1899 otevřeno české gymnázium postátněné v roce 1910. V roce 1905 byla učiteli z Vyškovska vytvořena okresní učitelská jednota Budeč.
Od roku 1891 v Dědicích působila živnostenská pokračovací škola. Po 1. světové válce byla zřízena a 1. září 1922 otevřena měšťanská škola. K tomu potřebné místnosti byly zčásti získány postoupením učeben obecní školy a zčásti zrušením obecního hostince.

#### Mateřské školy

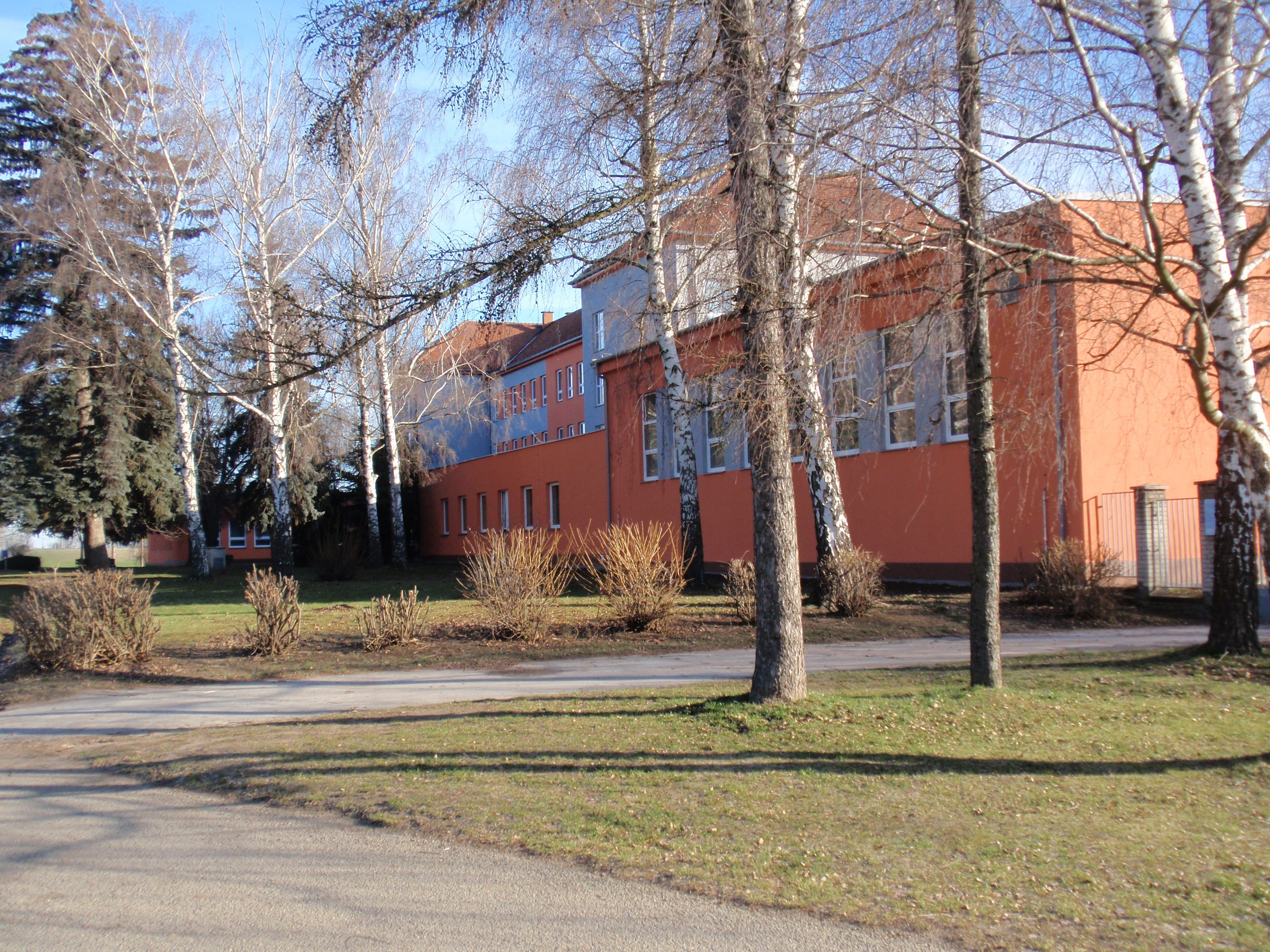
Základní škola Morávkova na Kozině po rekonstrukci v roce 2015. Před přejmenováním v důsledku společenských změn po roce 1989 stejně jako i některé další školy v ČSSR pod názvem ZŠ Klementa Gottwalda.

V Dědicích je několik mateřských škol (Hraničky, sídliště Osvobození, Dědická, Víta Nejedlého, které navštěvují mladší děti, předškoláci a starší děti. Děti jsou vedeny v souladu s požadavky rámcového vzdělávacího programu pro předškolní vzdělávání. Je rozvíjeno výtvarné a hudební nadání dětí. Péče je věnována také pohybovým aktivitám.

#### Základní školy
Na katastru Dědic jsou základní školy, které byly s odstupem postaveny ve 2. polovině 20. století. Základní škola a Mateřská škola Vyškov je na Letním poli, Základní škola Morávkova stojí na Kozí Horce. Budova devítileté střední školy byla dokončena v roce 1959. Na sídlišti Osvobození se nachází Mateřská škola, Základní škola, Střední škola a Dětský domov, Vyškov. Mateřská a základní škola je určena pro děti se zdravotním postižením. Střední škola slouží dětem se speciálními vzdělávacími potřebami.
Základní škola Morávkova na Kozině se původně jmenovala Základní škola Klementa Gottwalda. Tato základní škola je úplnou základní školou se všemi ročníky. Součástí školy je školní kuchyně a školní družina. V rozsáhlém areálu se dále nachází školní dílny, včetně ateliéru a keramické dílny, sportoviště, školní zahrada a sad. Pro sportovní aktivity je využívána školní tělocvična s moderním odpruženým umělým povrchem a rozsáhlý sportovní areál (sportovní stadion z roku 1960).

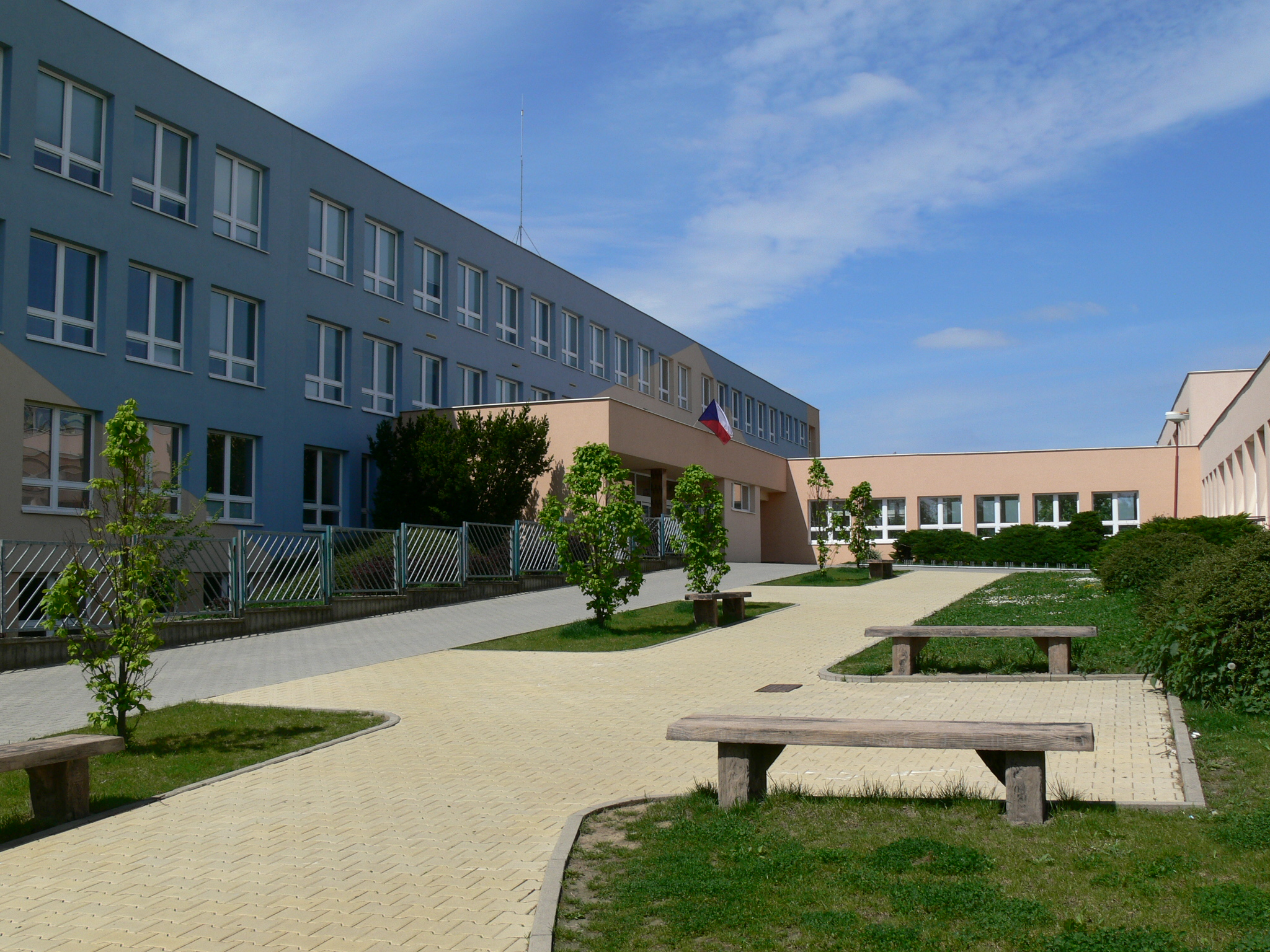
Základní škola Letní pole

Po dostavění sídliště Osvobození byla na jeho okraji vedle sídliště Hraničky postavena Základní škola Letní pole. Tato základní škola byla otevřena v roce 1993. V minulosti se škola nacházela v prostorách současné Knihovny Karla Dvořáčka vedle vyškovského kostela. Její historie sahá až do roku 1874. Jedná se o úplnou základní školu s 1. – 9. ročníkem, školní družinou a školní jídelnou. Od školního roku 2014/2015 je při základní škole otevřena mateřská škola s jedním oddělením.
Ke škole patří rozsáhlý venkovní sportovní areál, který sestává z tartanového atletického oválu se zařízenými sektory pro skoky, hody a vrhy, fotbalového hřiště, víceúčelového hřiště s umělým travnatým povrchem, 2 volejbalových hřišť s umělým travnatým povrchem a hřiště na košíkovou. V zahradním areálu se nachází školní zahrada se skleníkem a učebna v přírodě. Bylo zahájeno budování odpočinkových ploch, včetně hřiště pro žáky školní družiny. V roce 2002 se začalo s budováním výukových ploch a školní zahrada se přeměňuje na „školní přírodovědnou učebnu“ pro velké množství předmětů. Hlavními částmi uvedené „školní přírodovědné učebny“ má být stávající učebna a naučná stezka se stanovišti: rybník, mokřad, potok, bylinková spirála, ukázky různých biotopů, mechová zahrada, stanoviště s exotickými a méně známými rostlinami, mini ZOO, školní meteorologická stanice a stanice měření emisí ČHMÚ, malá solární elektrárna připojená do elektrické sítě, teplovzdušný kolektor, model větrné elektrárny a další. Některá z uvedených stanovišť jsou již vybudována.

#### Střední školy a odborná učiliště
V Dědicích od 3. září 1973 v budově bývalé základní školy působila samostatná Střední zdravotnická škola. Vyučováno bylo dvěma oborům: „zdravotní sestra“ (čtyřletý obor s maturitou) a „ošetřovatelka“ (dvouletý obor končící závěrečnou zkouškou), jenž byl zrušen ve školním roce 1976–1977. Od školního roku 1990–1991 byl změněn název oboru „zdravotní sestra“ na „všeobecná sestra“.

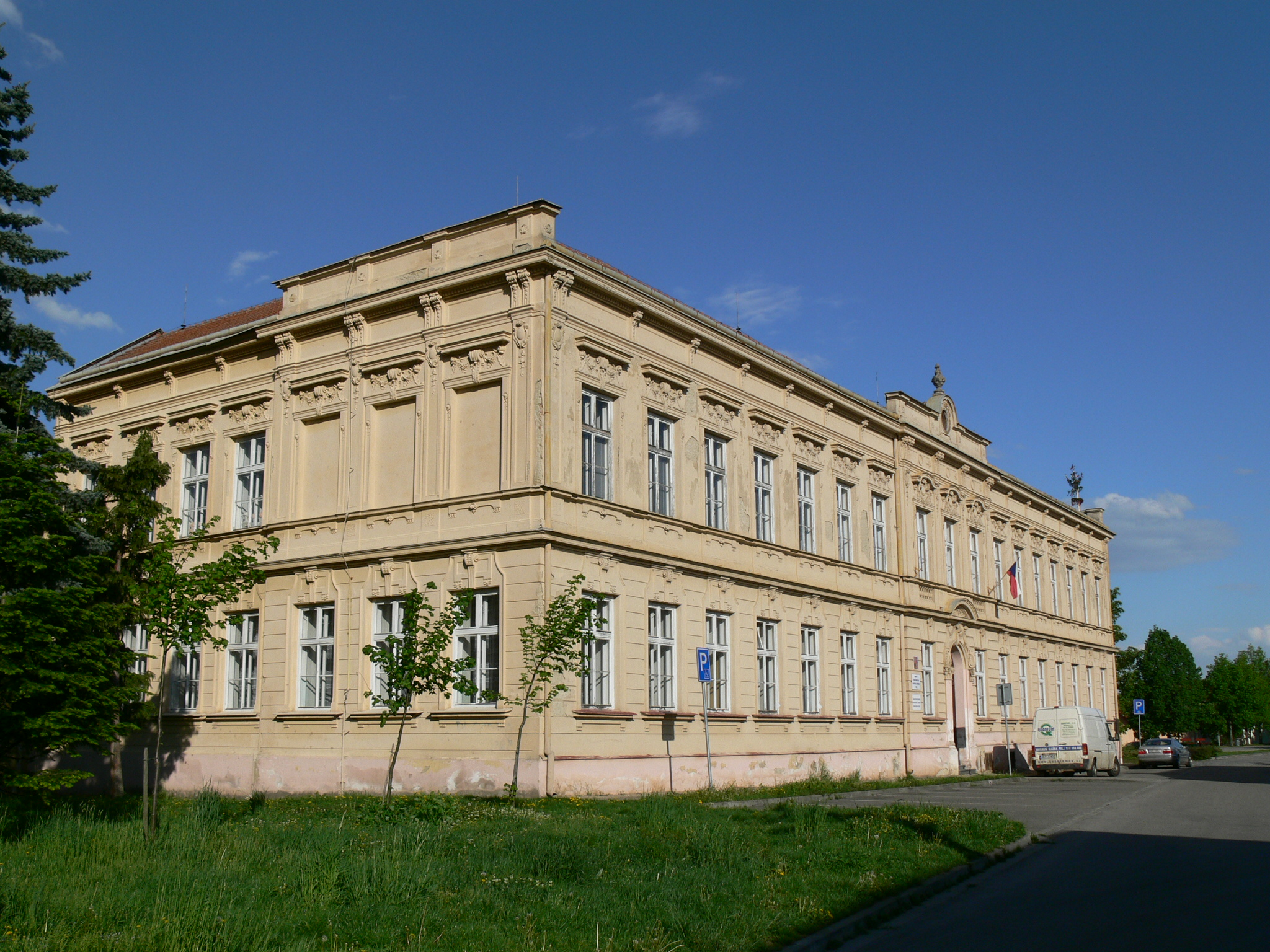
Střední zdravotnická škola

Na začátku nového tisíciletí další samostatnou existenci zdravotnické školy ovlivnila tak jako jiné střední školy optimalizace sítě středních škol. K 1. červenci 2004 byla Střední odborná škola Vyškov sloučena se Střední zdravotnickou školou v Střední odbornou školu a Střední zdravotnickou školu Vyškov (SOŠ a SZŠ Vyškov). Od 1. září 2006 se škola jmenovala Střední škola zdravotnická a zemědělsko – ekonomická Vyškov (SŠZZE). Od 1. července 2012 byla Střední škola zdravotnická a zemědělsko – ekonomická Vyškov sloučena s Gymnáziem Vyškov. Nová škola měla název Gymnázium a Střední odborná škola zdravotnická a zemědělsko-ekonomická Vyškov. Od 1. září 2013 škola změnila název na Gymnázium a Střední odborná škola zdravotnická a ekonomická Vyškov.
V dalším kroku v září 2016 proběhlo naplánované ukončení výchovy středního zdravotnického personálu v původních prostorách hned vedle náměstí Svobody v Dědicích a přesun kapacit a žáků do Vyškova, do budovy gymnázia ve vyškovské Komenského ulici. Budova zůstala prázdná. V roce 2017 objekt postavený obyvateli Dědic v roce 1908 a sloužící jako obecná škola od Jihomoravského kraje, jehož nové vedení se jej rozhodlo prodat, koupila vyškovská radnice. Zastupitelstvo města Vyškova 26. února 2018 na otázku týkající se budoucnosti bývalé zdravotnické školy v Dědicích, zda objekt zbourat a postavit nový, nebo jej rekonstruovat, odpovědělo tím způsobem, že na veřejném zasedání rozhodlo o zbourání budovy. Proti tomu před hlasováním bezúspěšně vystoupil např. Roman Celý a další opozice tvořená Karin Šulcovou, členem dědického osadního výboru Františkem Kudličkou a dalšími. Osadní výbor Dědice pak k demolici bývalé školy na náměstí Svobody vydal oficiální stanovisko.  Následně vznikla petice proti zbourání bývalé zdravotnické školy.

#### Vysoké školy

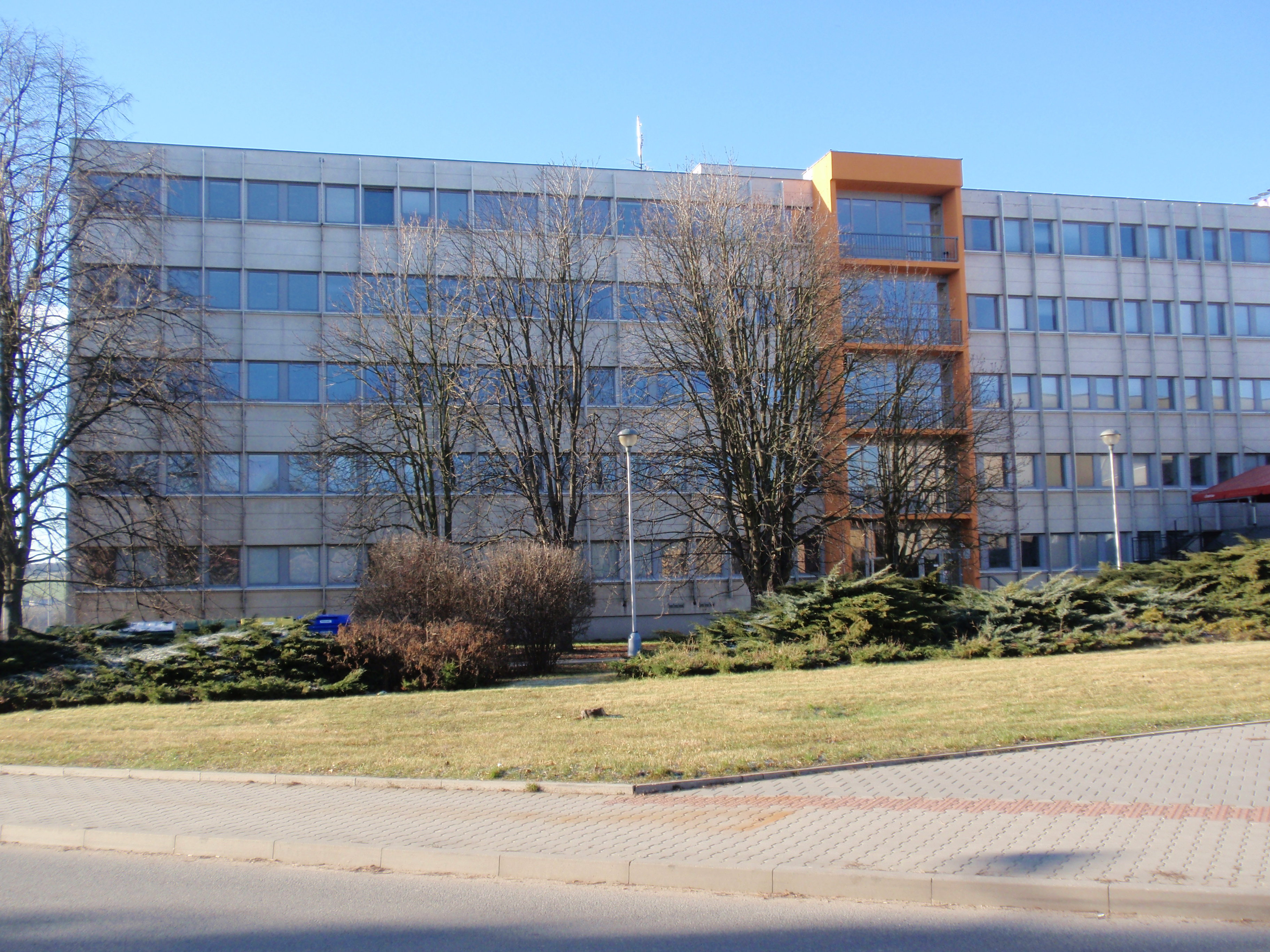
Kozí Horka

Areál vojenských škol se v Dědicích nachází na Kozí Horce. V roce 1935 vznikl vojenský výcvikový prostor. Vojenská posádka přišla k 1. říjnu 1936, když tu byl dislokován pluk útočné vozby. V roce 1937 sem bylo umístěno Učiliště útočné vozby, které bylo přemístěno z Milovic. Od roku 1937 bylo budováno vojenské letiště, které náleželo k posádce. Od července 1937 se začalo s budováním čtyř cvičných objektů pro výcvik posádek Těžkého pohraničního opevnění. V roce 1938 byl na těchto opevněních zahájen výcvik.
Velké množství pevnůstek a strojoven, určených k tahání cvičných cílů – zejména maket tanků, vzniklo po zabrání zbytku Československa, když byla v kasárnách umístěna německá vyšší a nižší praporčická škola tankových vojsk. Kvůli rozšíření výcvikového prostoru bylo v letech 1940–1942 vystěhováno několik přilehlých obcí.
Po druhé světové válce tu zahájilo činnost Tankové učiliště, na které navázalo Vojenské učiliště, Vyšší vojenské učiliště a Velitelsko-organizátorská fakulta Vojenské akademie Antonína Zápotockého v Brně, která svoji činnost skončila v roce 1972, kdy ve Vyškově vznikla Vysoká vojenská škola pozemního vojska. VVŠ PV ukončila činnost v roce 2004, když byla sloučena do Univerzity obrany se sídlem v Brně.

### Zdravotnictví

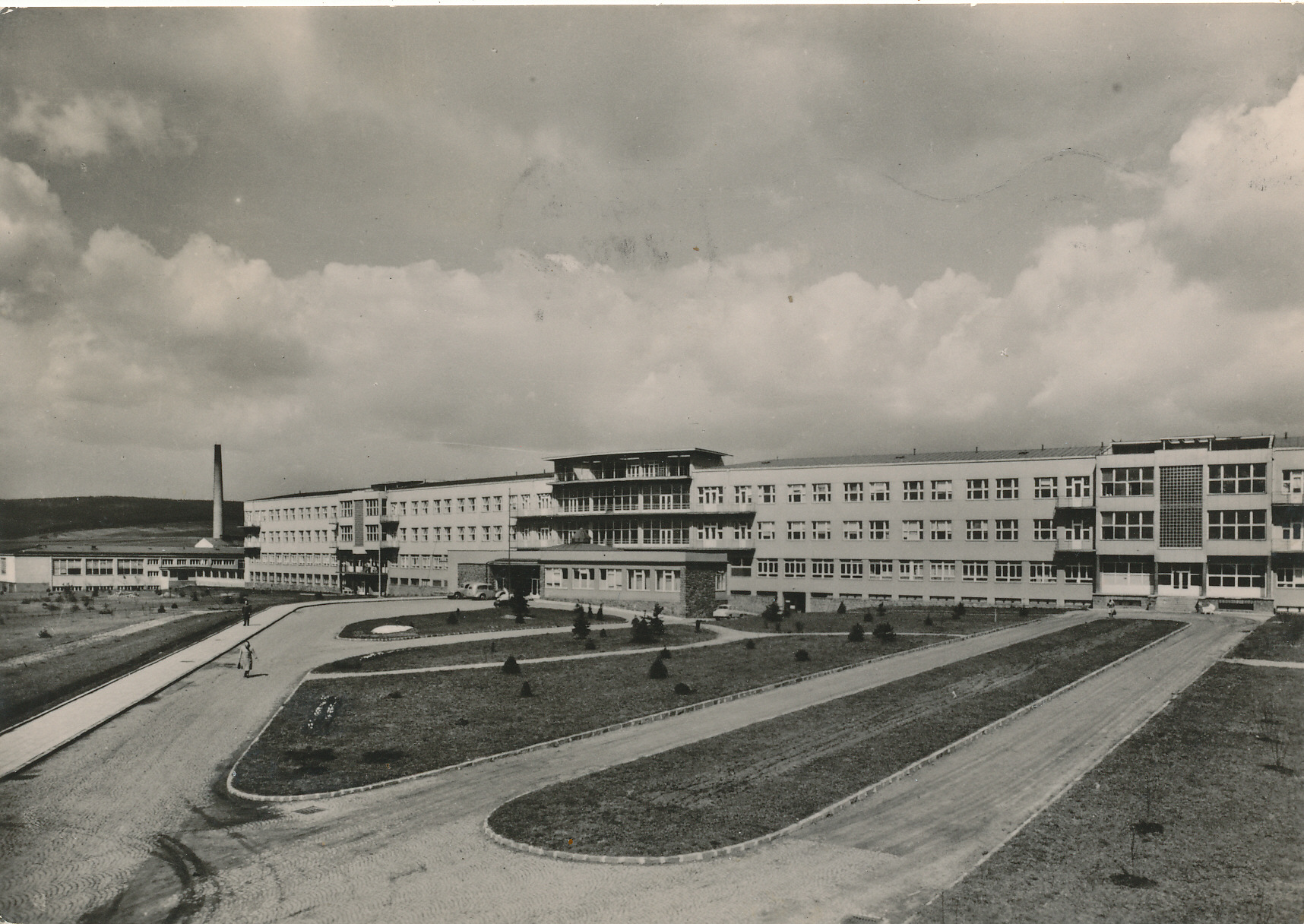
Vyškovská nemocnice v Dědicích, začátek 60. let 20. století

Již v prvních letech po vzniku Československa (ČSR) si obyvatelstvo vyškovského okresu přálo, aby byla zřízena okresní veřejná nemocnice. Finanční prostředky k tomu účelu vyčlenilo ve svém rozpočtu okresní zastupitelstvo zvolené v roce 1928 již v roce 1929. Tím však celá akce stavby nemocnice prozatím skončila, jelikož státní a zemské instituce v situaci nastupující hospodářské krize nejevily ochotu finančně přispět. Tyto prostředky byly v roce 1935 předány zřízené studentské nadaci.
S výstavbou nemocnice se začalo až po skončení 2. světové války, v roce 1946. Výstavba byla zpomalena kvůli nedostatku materiálu a pracovních sil, a tak byla nemocnice předána do užívání až po pěti letech. Nesmírnou zásluhu na vybudování nové nemocnice měl tehdy její první ředitel a přednosta interního oddělení prim. MUDr. Jan Krejčí.
V roce 1950 se do nových pavilonů jako Okresní ústav národního zdraví přestěhovala nemocnice, která byla v roce 1943 po zrušení české střední školy ve Vyškově zřízena v budově reálného gymnázia. Po válce tuto nemocnici spravoval MNV až do 1. prosince 1945, kdy ji převzal Okresní národní výbor. Protože obnovené gymnázium, které zahájilo svoji činnost ve školním roce 1945/1946 žádalo vrácení původní budovy, bylo ONV ve Vyškově rozhodnuto, že se tak stane po postavení nové nemocniční budovy.
Jedním z lékařů nemocnice a na začátku 90. let 20. století ředitelem byl kardiolog MUDr. František Adamec. V současnosti[kdy?] ústav pracuje jako Nemocnice s poliklinikou Vyškov.
Nemocnice Vyškov je jediným nemocničním zařízením poskytujícím léčebnou péči v okrese pro více než 90 000 obyvatel. Vedle léčení při delší vícedenní léčbě osob v nemocnici je poskytována i ambulantní léčebně preventivní péče jak na poliklinice, tak i v nemocnici.

### Cvičení a pohyb

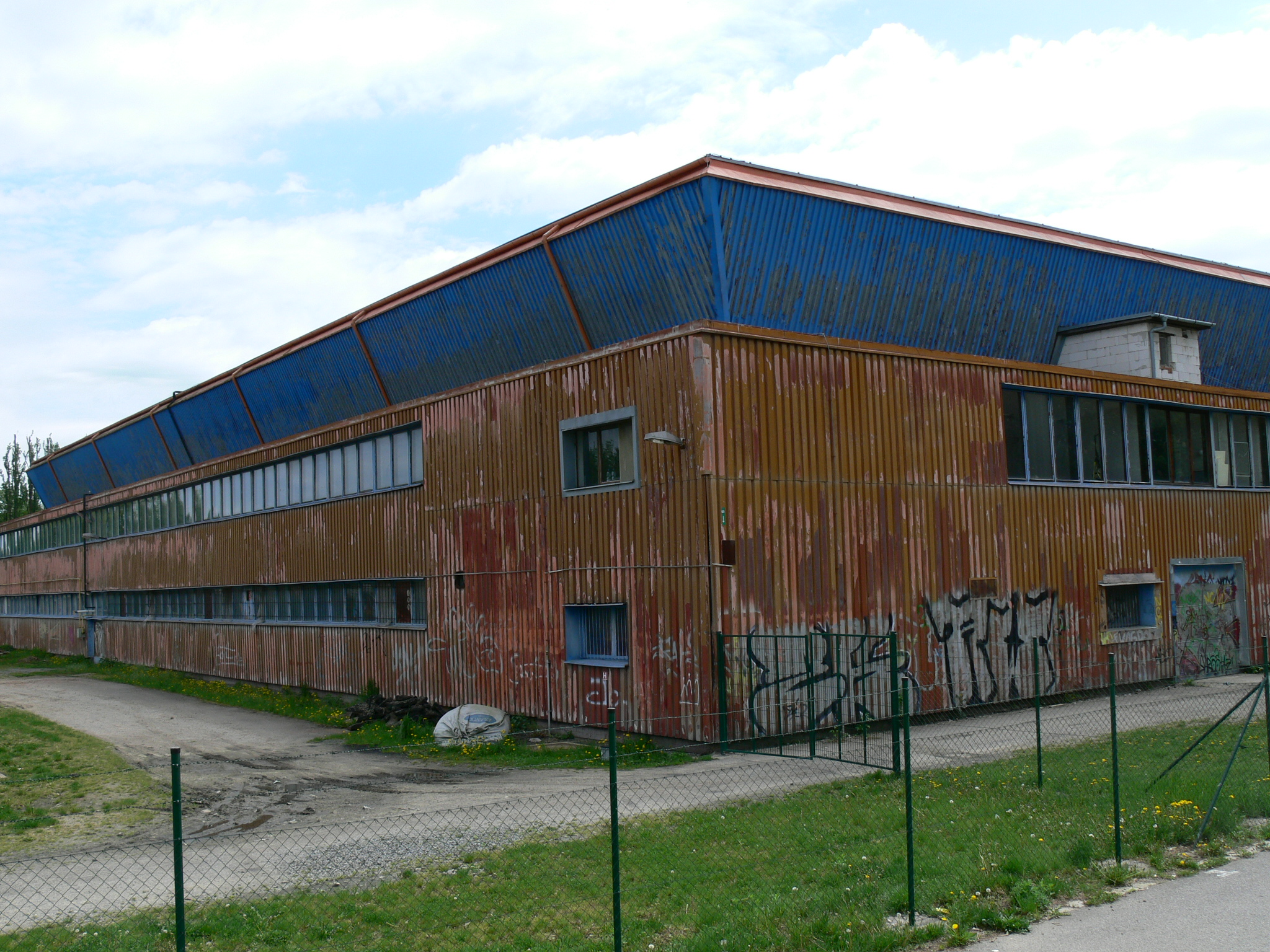
Starý zimní stadion

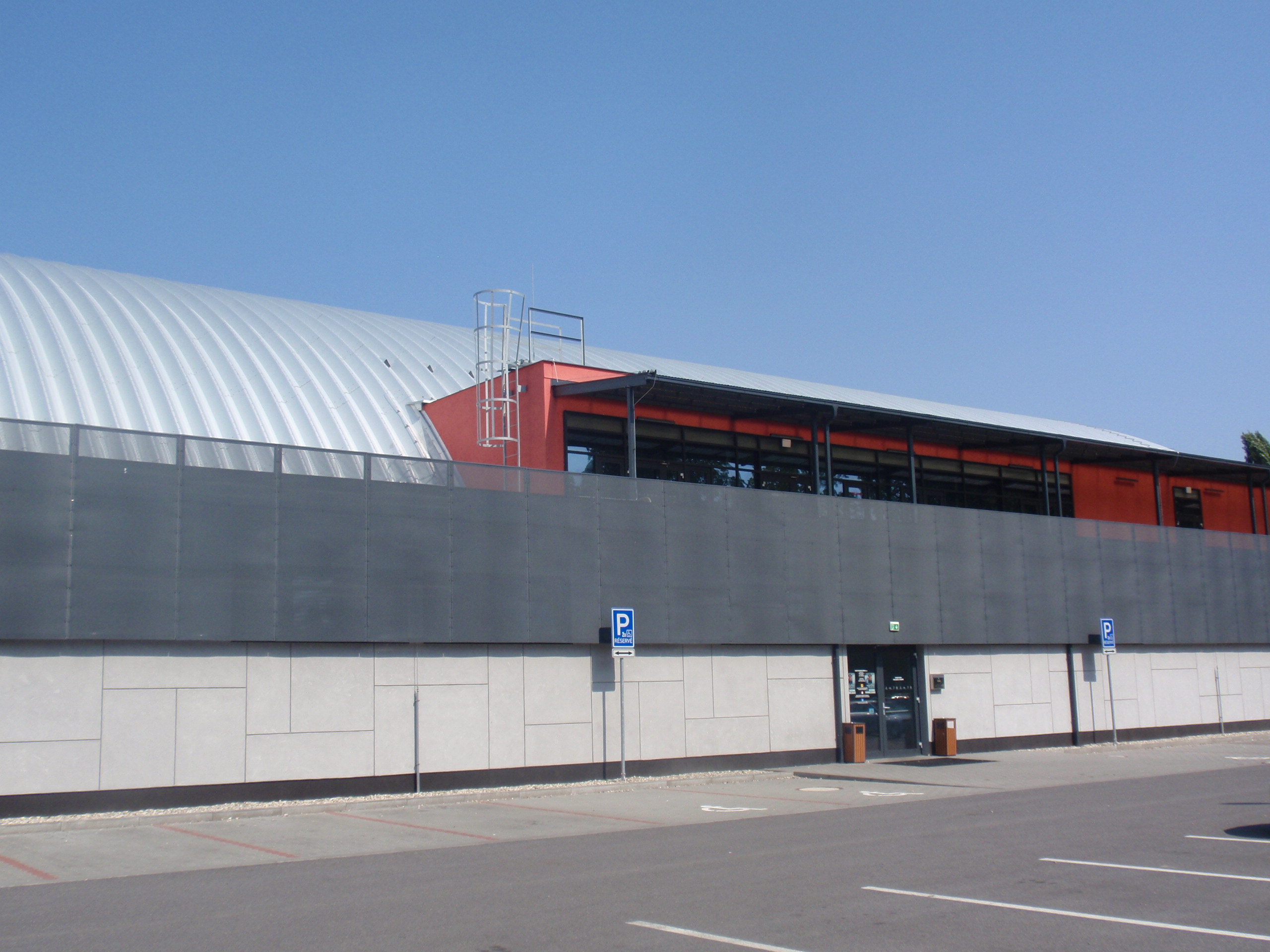
Nový zimní stadion (2017)

V Dědicích se za Malou Hanou při cestě do Opatovic nachází fotbalové hřiště spadající pod Tělocvičnou jednotu Sokol Dědice, která byla založena v roce 1909. 13. června 2009 oslavila Tělocvičná jednota Sokol Dědice sté výročí od svého založení. Oslavy byly spojeny se znovuodhalením pomníku padlým občanům Dědic a Hamilton za 1. světové války na náměstí v Dědicích poblíž sokolovny, kde stával již v minulosti. Sokol dále nabízí tělocvičnu, tenisové kurty, volejbalové hřiště. Pod Sokol Dědice spadá také oddíl juda. Je rozdělen na dvě skupiny, skupinu mladších a skupinu starších judistů.
2. května 2018 byl za člena FAČR přijat Sportovní spolek Dědice, z.s..
Atletický a fotbalový stadion se nachází stejně jako Zimní stadion Vyškov (1974), který slouží jak amatérským hokejovým klubům, tak veřejnému bruslení, sportovní hala využívaná například studenty středních škol a přetlaková tenisová hala (v provozu od 20. října 2014) v Městském sportovním areálu v blízkosti Smetanových sadů. Jsou tu také, stejně jako při sokolovně na náměstí Svobody, tenisové kurty. Vedle zimního stadionu byla v roce 2003 postavena plocha s osmi překážkami, nájezdovými a sjezdovými plochami pro jízdu na prkně nebo na kole (Skatepark) o velikosti 1000 m2. Poté, co bylo rozhodnuto o postavení nového zimního stadionu v Dědicích namísto rekonstrukce stávajícího, proběhla v únoru 2017 jeho demolice (včetně hřiště pro jezdce na prkně na kolečkách), na niž plynule navázala nová výstavba, která byla dokončena v listopadu 2017. Hala má samonosnou střešní konstrukcí, je vybavena nejmodernější technologií chlazení, osmnácti kabinami pro sportovce, samostatně fungující restaurací s výhledem na ledovou
plochu a zázemím pro trenéry, rozhodčí a návštěvníky veřejného bruslení. Slavnostní otevření stadionu proběhlo 25. ledna 2018.
Jednou ze stezek pro cyklisty vedoucích Dědicemi je Stezka srdcem jižní Moravy. Je tu vhodný prostor pro jezdce na kolečkových bruslích navazující u zimního stadionu na vyškovskou část stezky jdoucí vedle Hané, pod viaduktem, a dále procházející vyškovským parkem. Vyškovský park je od dědického oddělen sportovním areálem. V létě roku 2015 byla v dědickém parku provedena stavba silnice procházející středem anglického parku, kterou využijí jak cyklisté tak chodci. Se stávající cestou podél Hané (část bývalé stezky Klementa Gottwalda) tato nová cesta, v jednom místě se poněkud více přibližující dětskému hřišti s jahodovým kopečkem, s jedním vyústěním těsně před ulicí Jízdárenskou a druhým před skateparkem u zimního stadionu vytváří okruh, který využijí vedle jezdců a chodců i běžci, jimž všem měla být trasa zokružněna. Stavba byla po dokončení pro veřejnost slavnostně otevřena na konci září 2015. Chodce, bruslaře a cyklisty se od sebe oddělit nepodařilo a provoz odlehčen nebyl, i když právě to byl jeden z důvodů výstavby, a obě stezky jsou zhruba stejně dlouhé a bylo vybudováno i několik nájezdů. Lidé oddělení cest nerespektují, čímž cyklostezka ztrácí na smyslu, nebo nechápou zřejmě z toho důvodu, že nově budovaný park byl při tvoření husté silniční sítě na poměrně malém prostoru rozpůlen na dvě části nudlovitého tvaru.

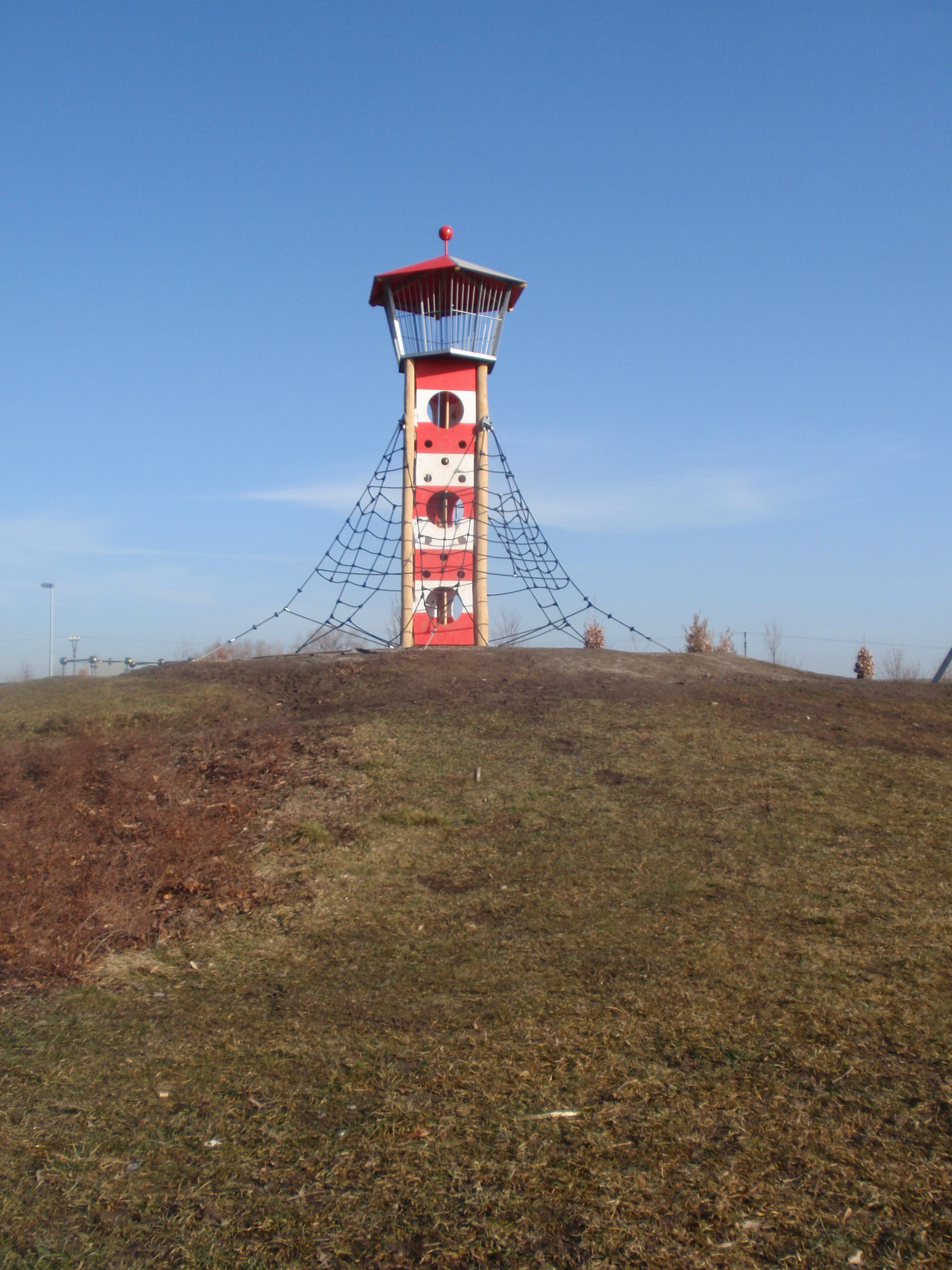
Rozhledna na Jahodovém kopečku v dědickém parku

Plocha části Smetanových sadů s lavičkami navazuje na okolní zeleň a stromové porosty na březích řeky Hané a na rozlehlý sportovní areál ležící na dědické straně při hranici s vyškovským parkem. Nová cyklostezka, u níž se do budoucna počítá se zavedením smíšeného provozu, aby nebylo nutné podle stávajících pravidel za přestupky běžně pokutovat návštěvníky parku, a s přidáním dalších šesti značek, má délku 432 metrů a je některými obyvateli považována za zbytečnou. Důvodem pro vybudování nového souběžného úseku ke stávající trase byl vysoký provoz, na němž se podílela vedle cyklistů, bruslařů, rodičů s dětmi v kočárcích i spousta dalších občanů. Kvůli zvládání dopravní situace bylo v parku na šesti křižovatkách rozmístěno osmnáct dopravních značek. Možnost postavení krásné sochy, na kterou by bylo ze všech míst dobře vidět, tak jako se mohou vzájemně pozorovat uživatelé nově vzniklého okruhu, je teprve zvažována. Místo jedné stezky určené výhradně pro chodce a druhé pro cyklisty se zde tak jako jinde plánuje smíšený provoz, po jehož zahájení by dopravní značky zmizely.

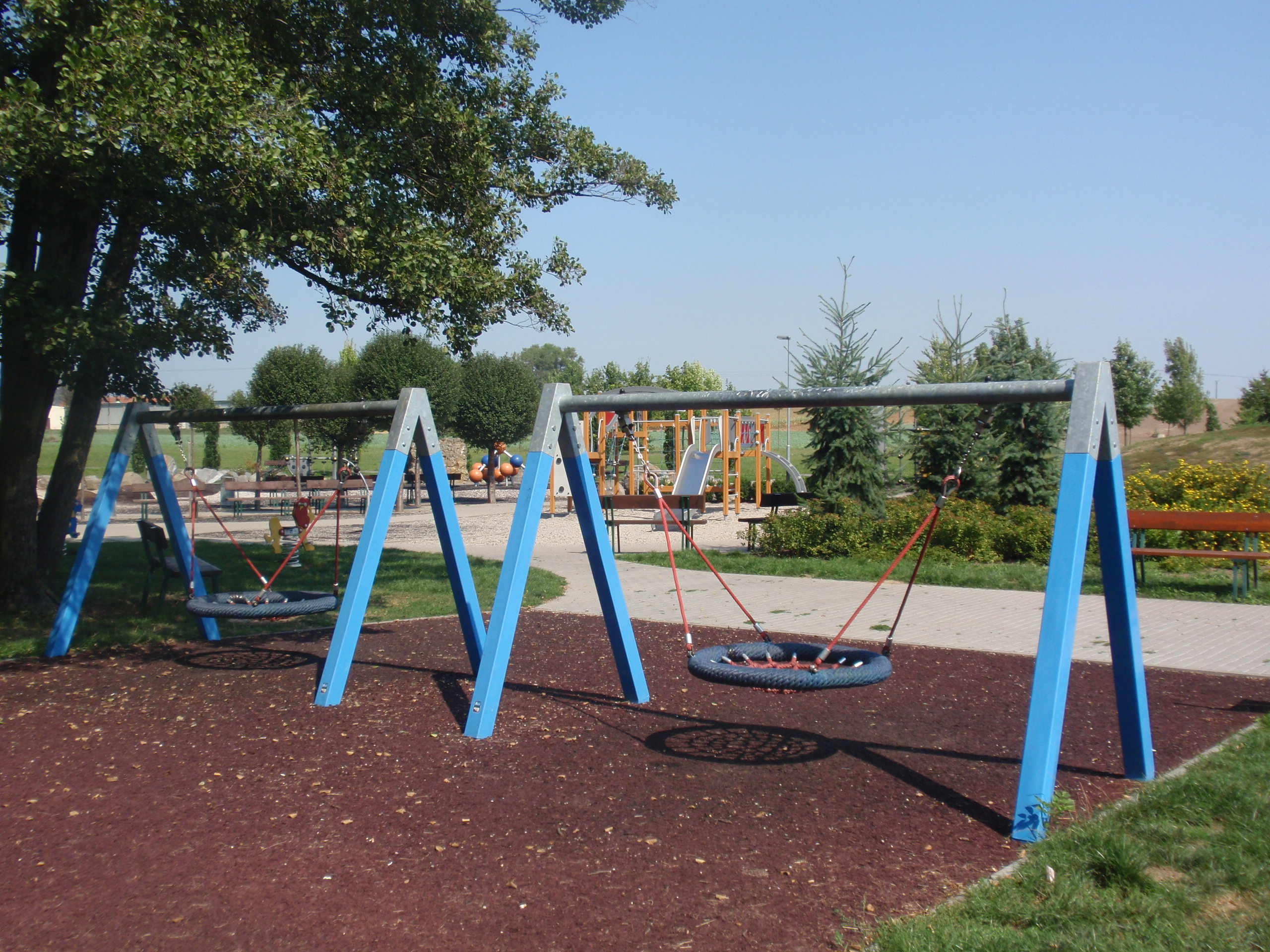
Dětské hřiště v dědickém parku. Houpačky

Při cestě mezi zimním stadionem a zahrádkářskou kolonií naproti Pazderně bylo v prostoru rozšíření Smetanových sadů do Dědic na podzim roku 2012 postaveno nové moderní hřiště pro malé děti. Podobně jako jinde nahrazuje pískoviště a hřiště, která jsou již z pohledu začátku 3. tisíciletí oproti předchozím názorům považována za svým pojetím zastaralá a zájemcům nevyhovující. Jsou zde postaveny různé prolézačky, nalézačky, vylézačky, hopsadla, skákadla, skluzavka, šplhací stěny, pískoviště, houpačky a jiné hračky i umělý kopec a lanová dráha. Toto zařízení je rovněž využíváno i dětmi odrostlejšími a lidmi dospělými. Důraz byl při stavbě kladen na bezpečnost, a tak jsou mezi jednotlivými prvky dodrženy bezpečné vzdálenosti a ve složení materiálu povrchů bylo při výrobě vhodně použito hodně gumy. Písek má být zdravotně nezávadný. Jahodové hřiště nazývané někdy novináři podle barvy koulí jedné z atrakcí Oranžové bylo rozšířeno o pět nových herních prvků s dopadovými plochami. Místo se tím pro zájemce o sportovně-odpočinkové vyžití stalo přitažlivějším. Dětem všech věkových skupin se tak vytvořila bohatší nabídka vyžití. Pod lanovou dráhou a dvěma houpacími koši dodatečně vyrostly dosud tam chybějící dopadové plochy. Pružný povrch z gumové štěpky byl postaven pod houpačkami, vícefunkčním prvkem, balančním mostem, lanovou trampolínou a pod dvěma kusy houpadel. Byla doplněna zeleň. Nové prvky propojily pěší cesty.
Před mostkem přes Hanou na cestě na Pazdernu je vyhrazen prostor pro volné pobíhání psů. Hned za řekou je na Pazderně také jedno obyčejné hřiště využívané ke kopané. Pro volnočasové aktivity odrostlejších je určena možnost využívat v odpoledních hodinách prostor školního hřiště Morávkova 40 na Kozině, jinak přístupného pouze při vyučování.

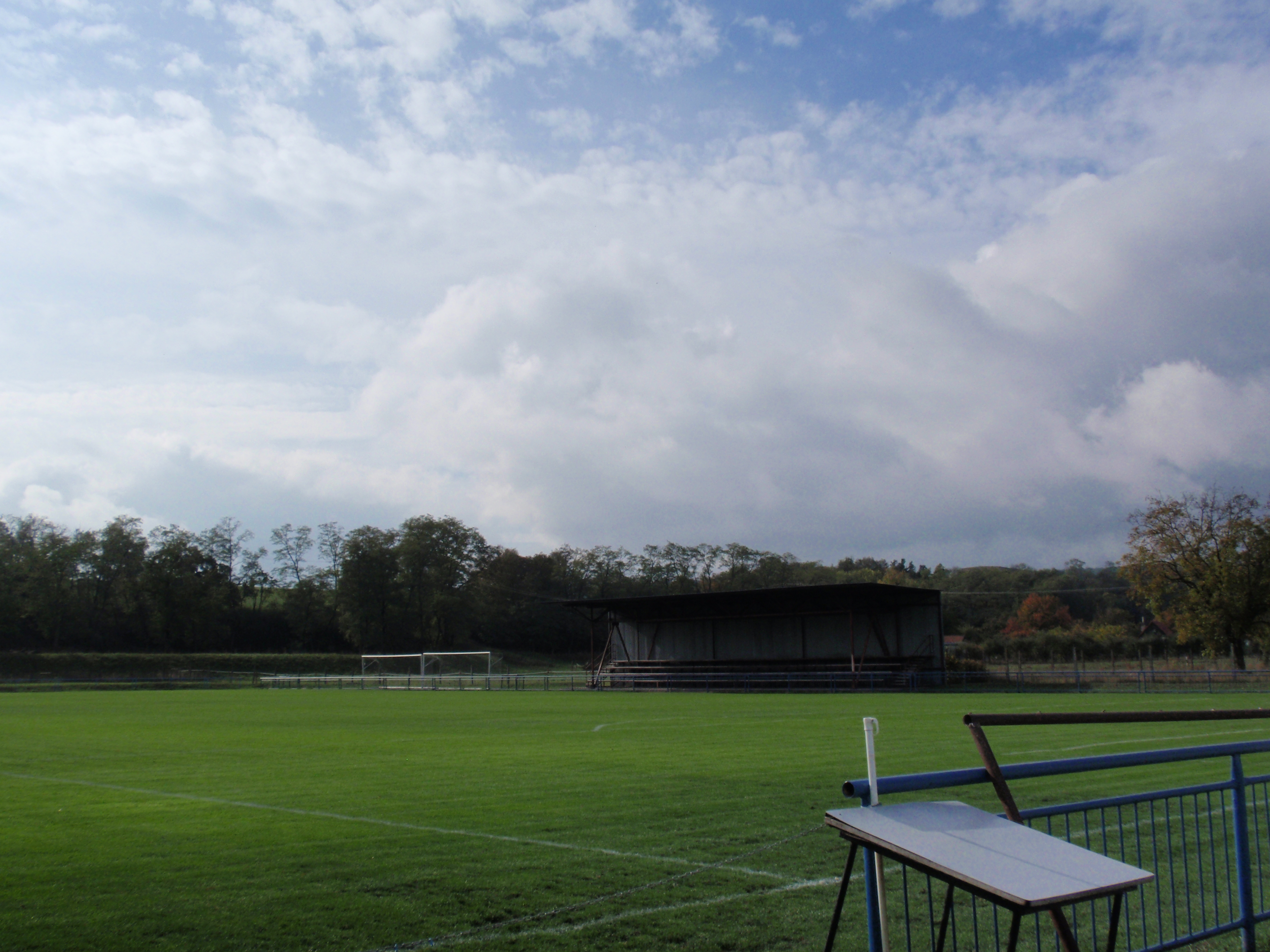
Fotbalové hřiště vedle Malé Hané
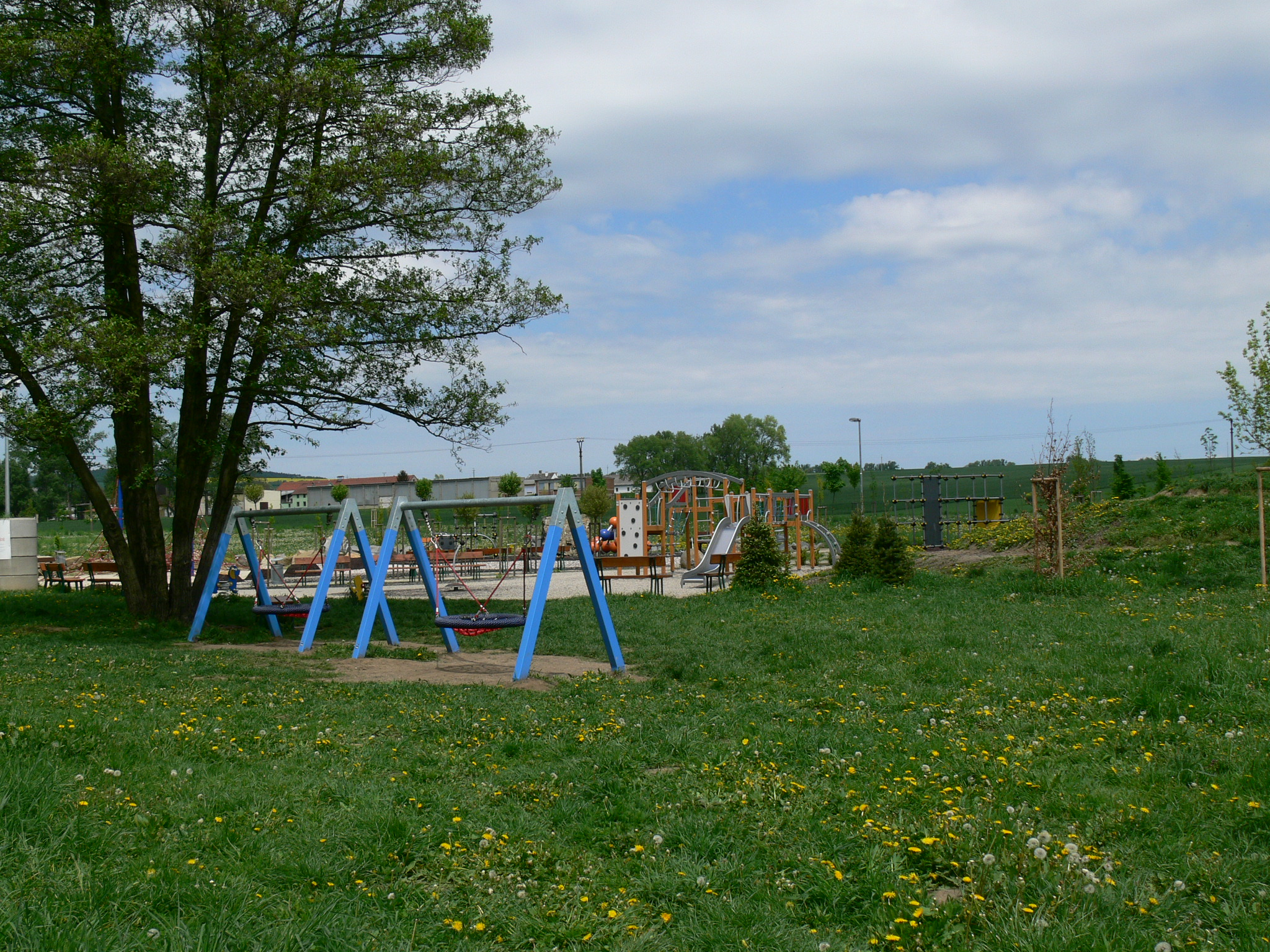
Dětské hřiště u cesty do vyškovského parku
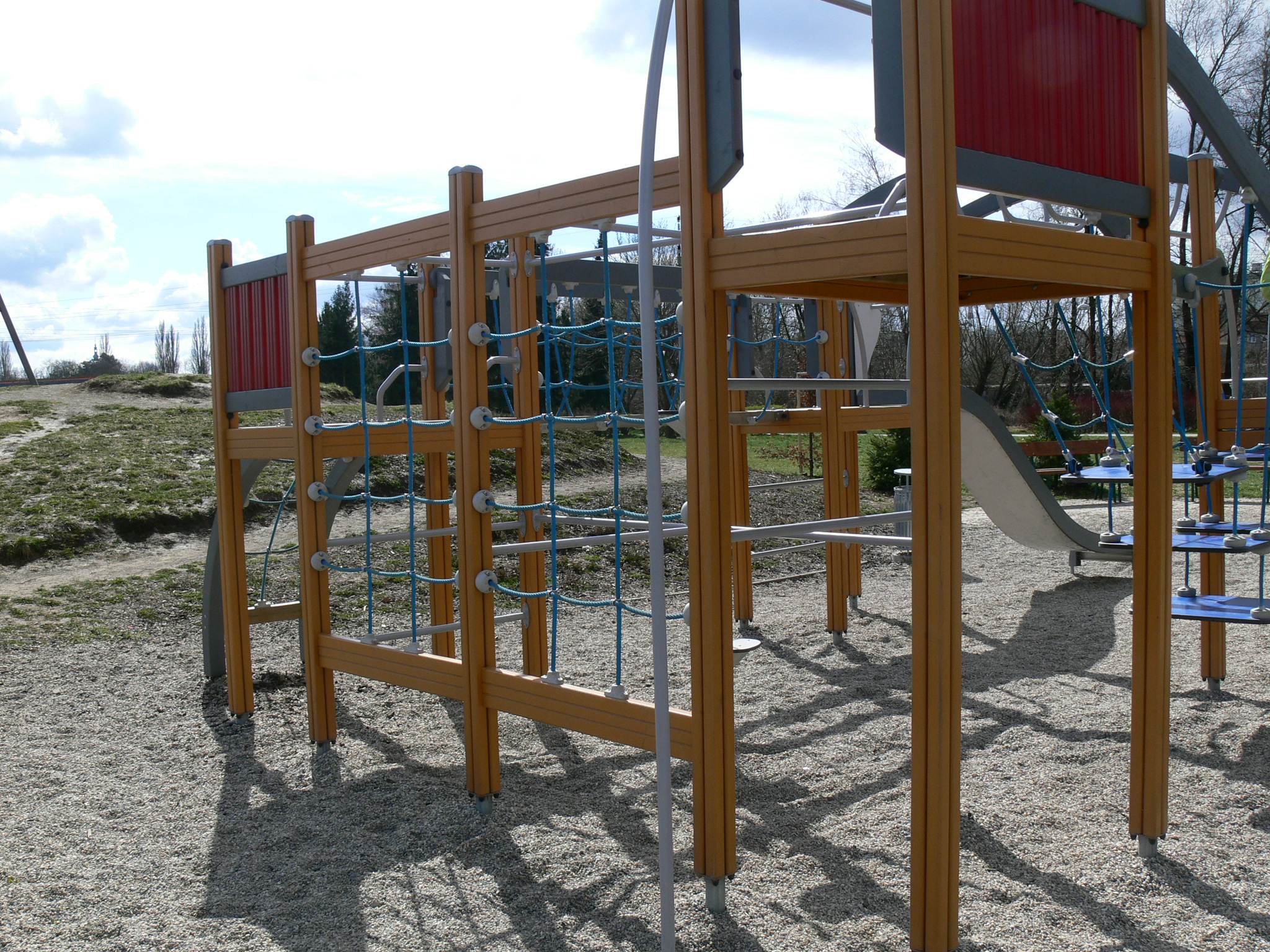
Prostor na hraní, zařízení k lezení, prolézání a klouzání
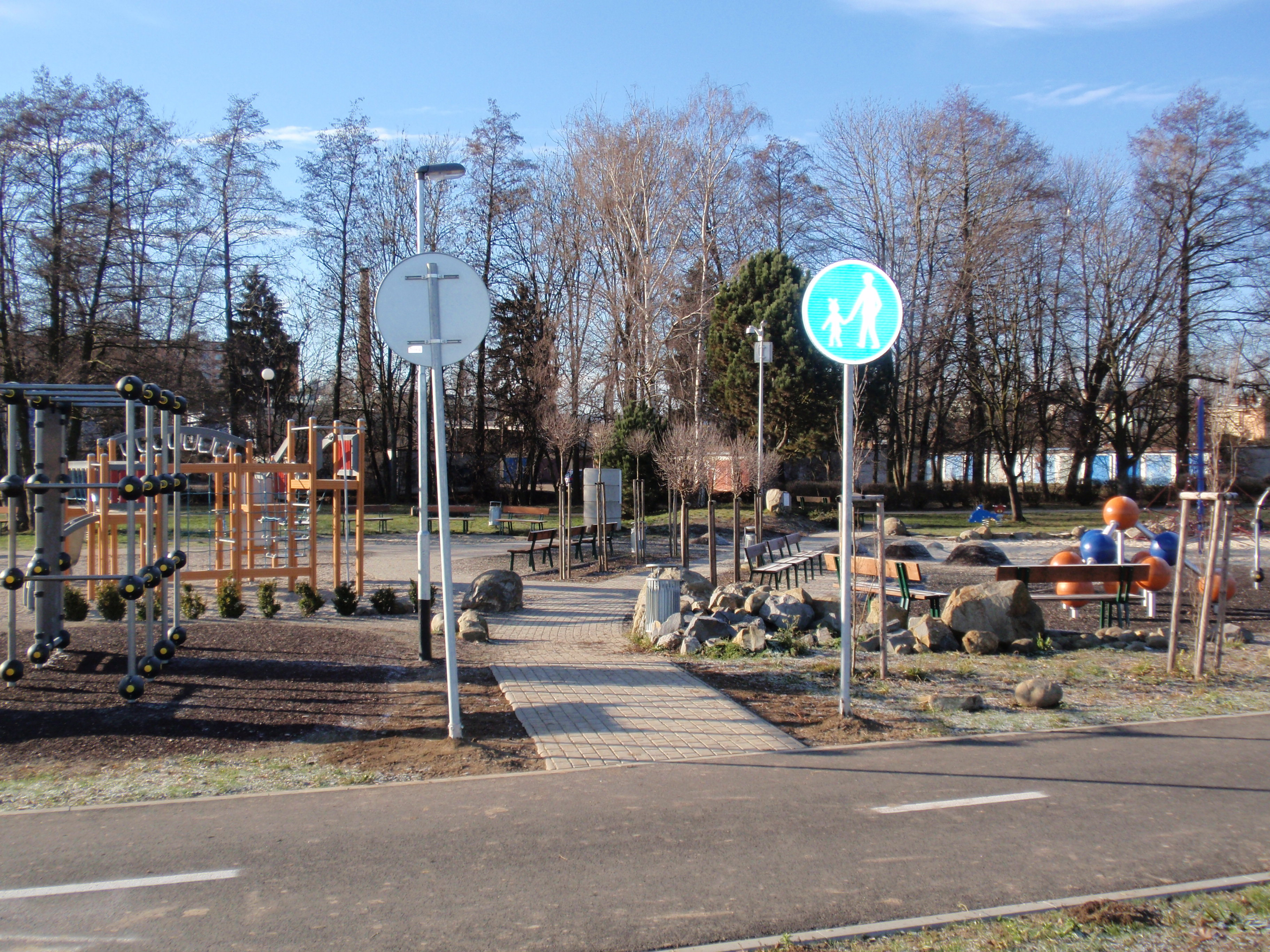
Dětské hřiště vedle nové cesty
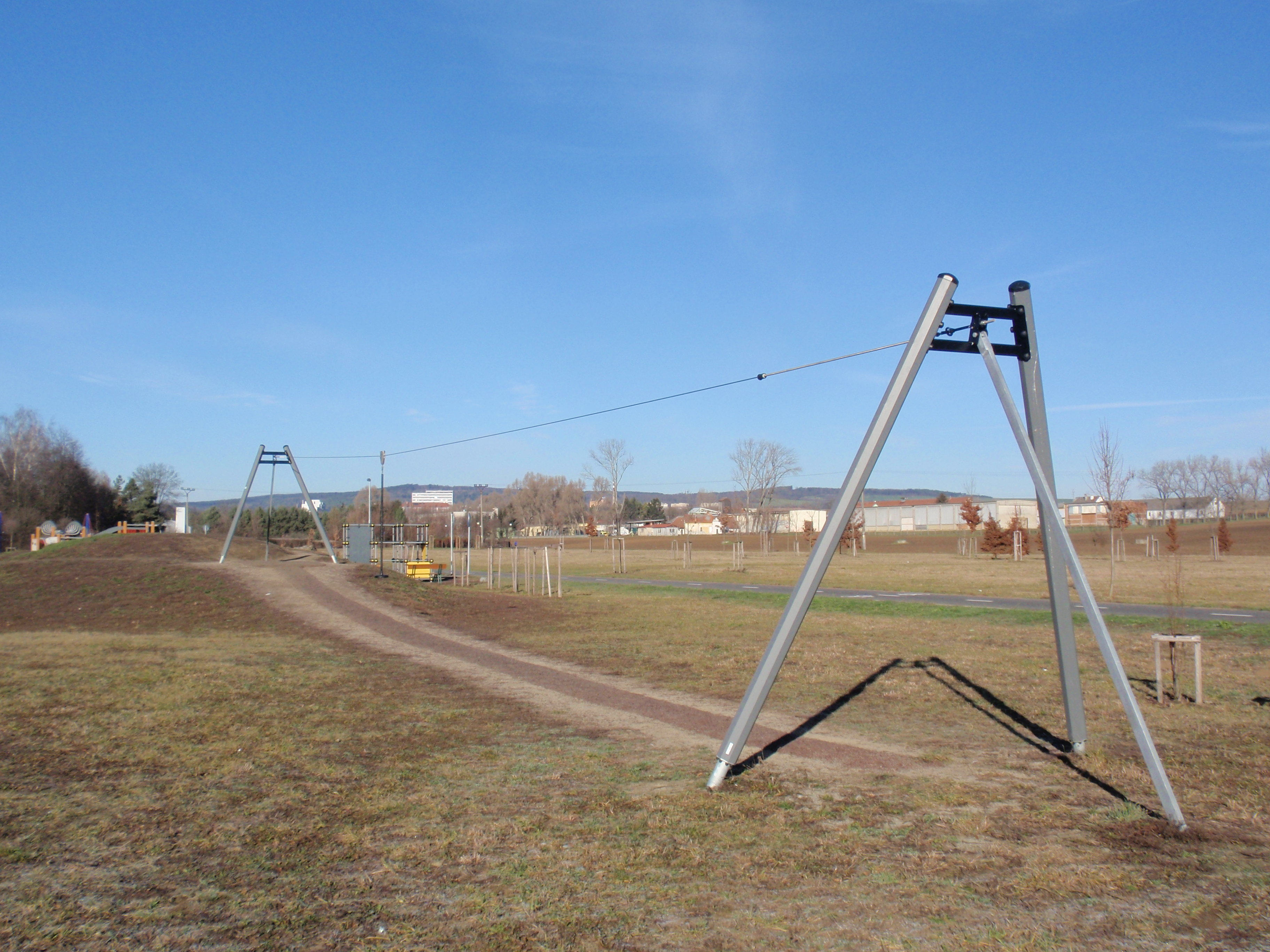
Lanová dráha
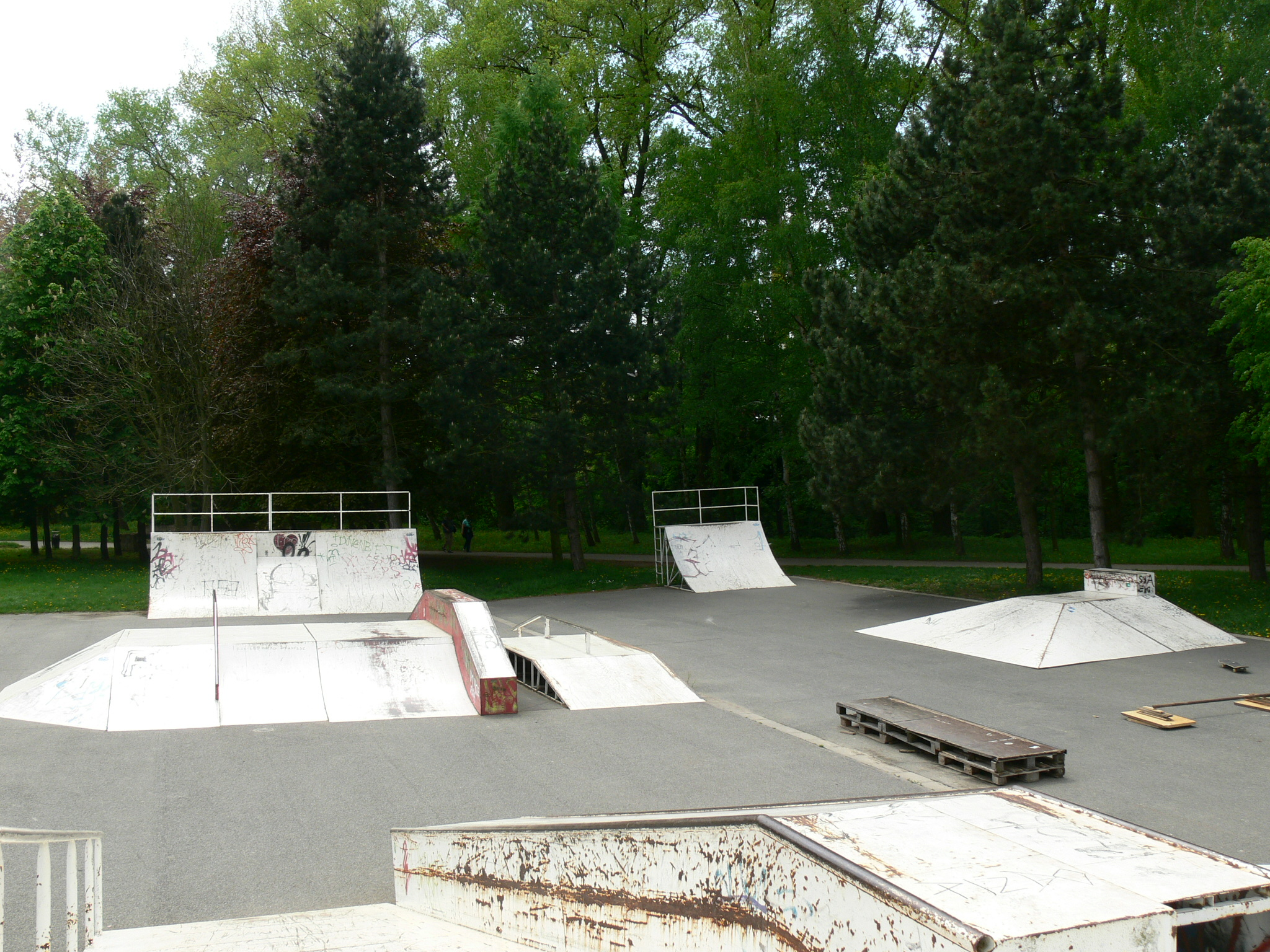
Starý skatepark (do 2017)
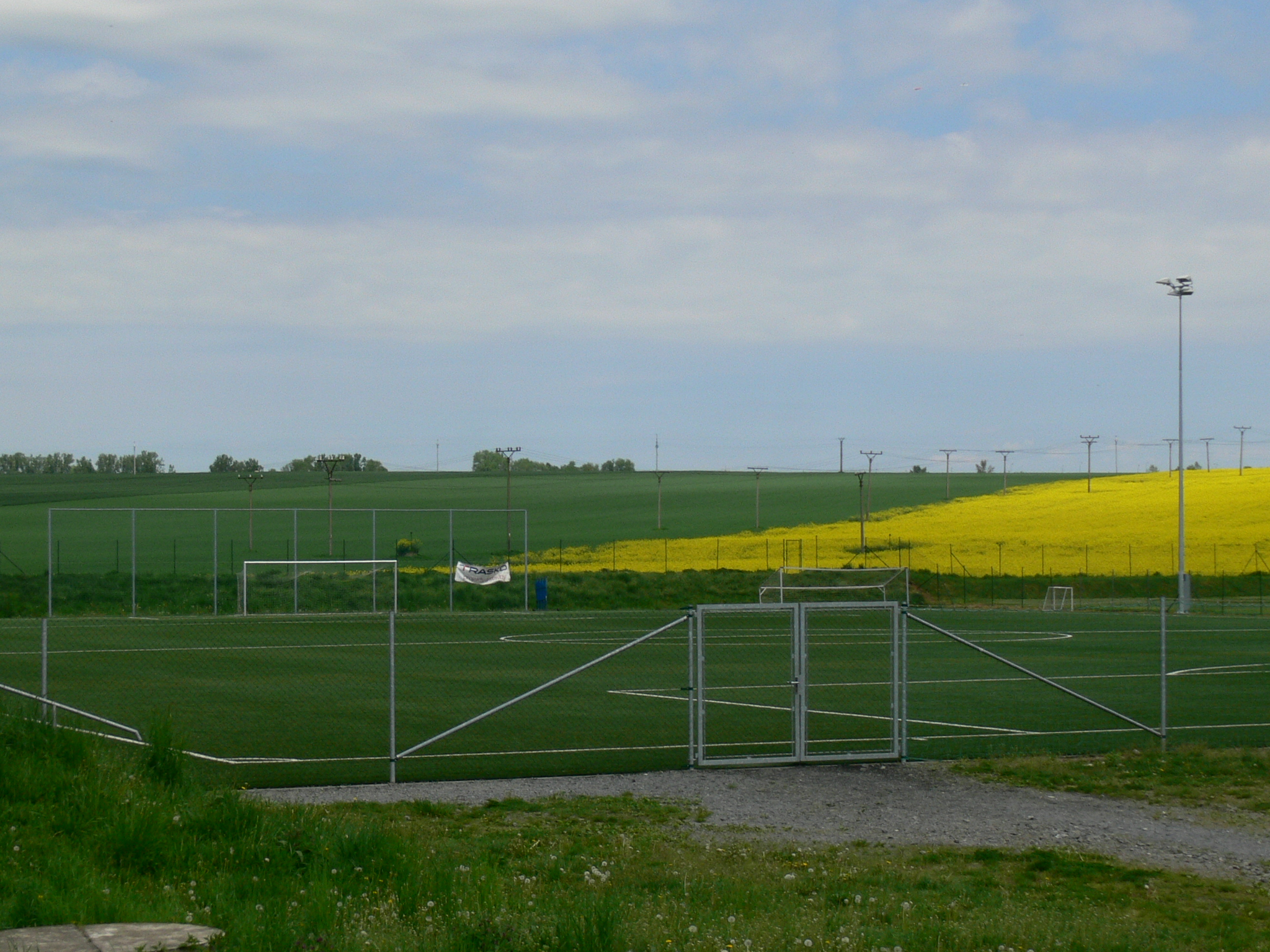
Fotbalové hřiště
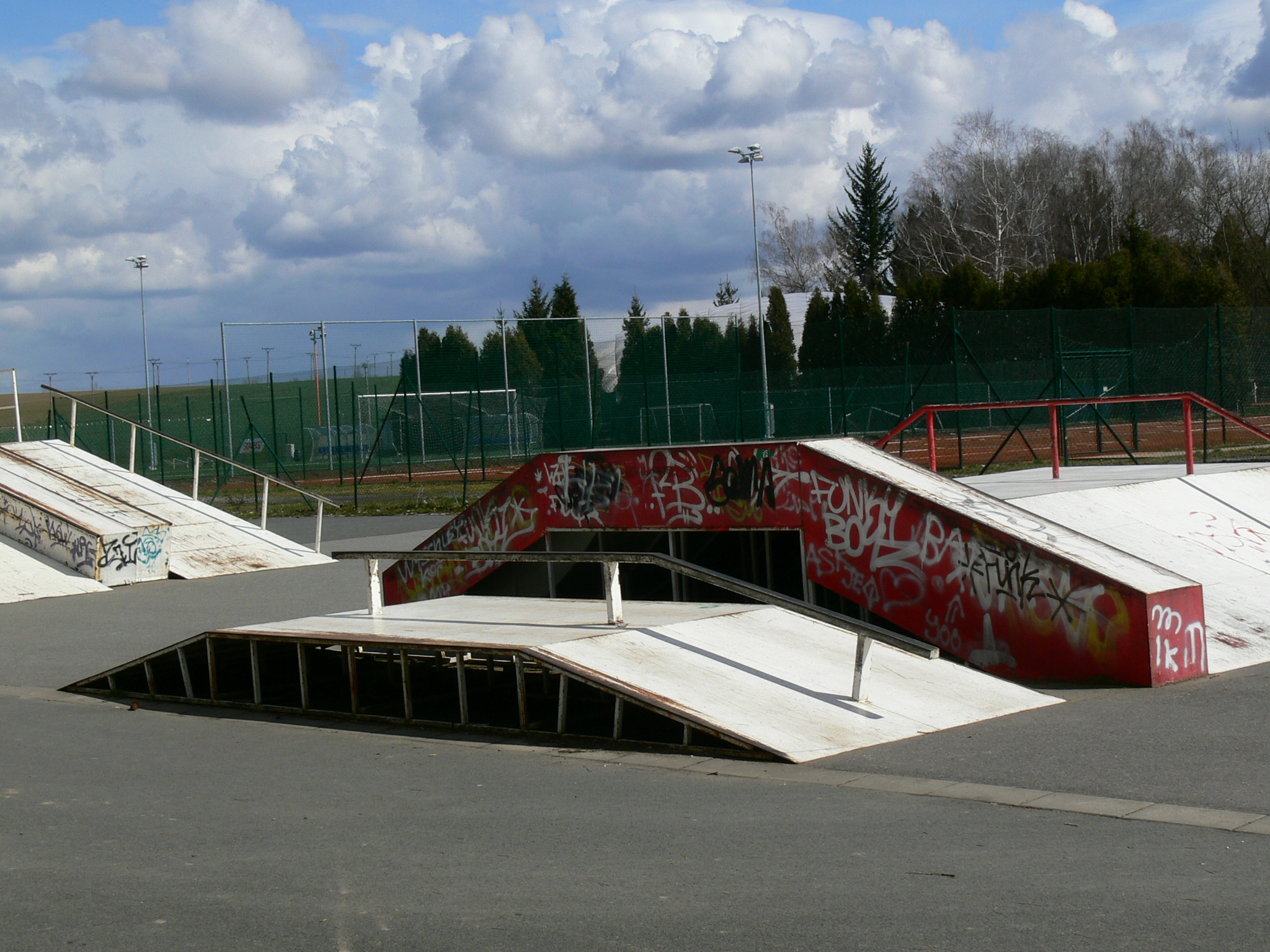
Hřiště (starý skatepark) a přetlaková hala
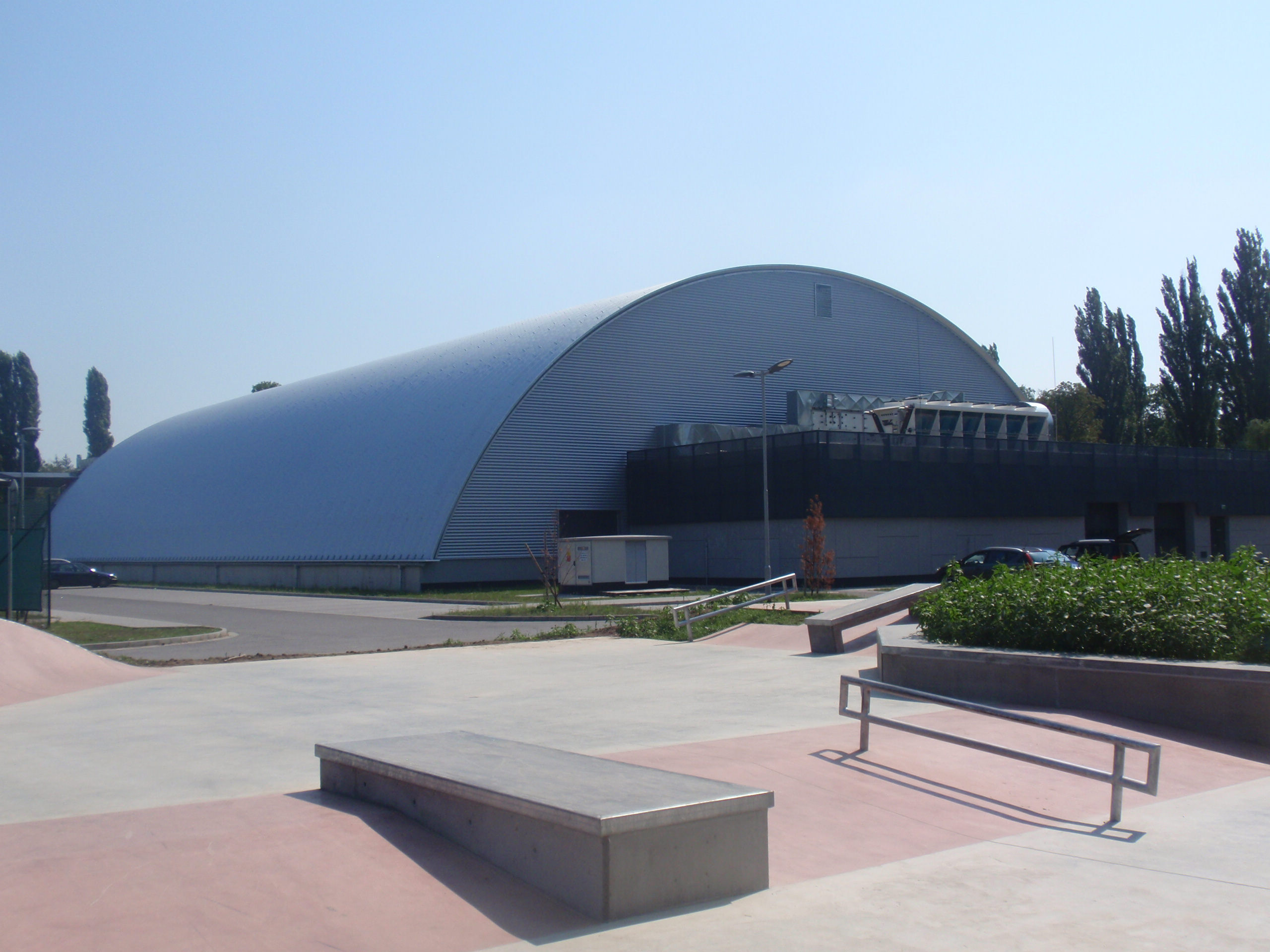
Nový skatepark – hřiště pro jízdu na kolečkovém prkně, speciálním kole nebo koloběžce
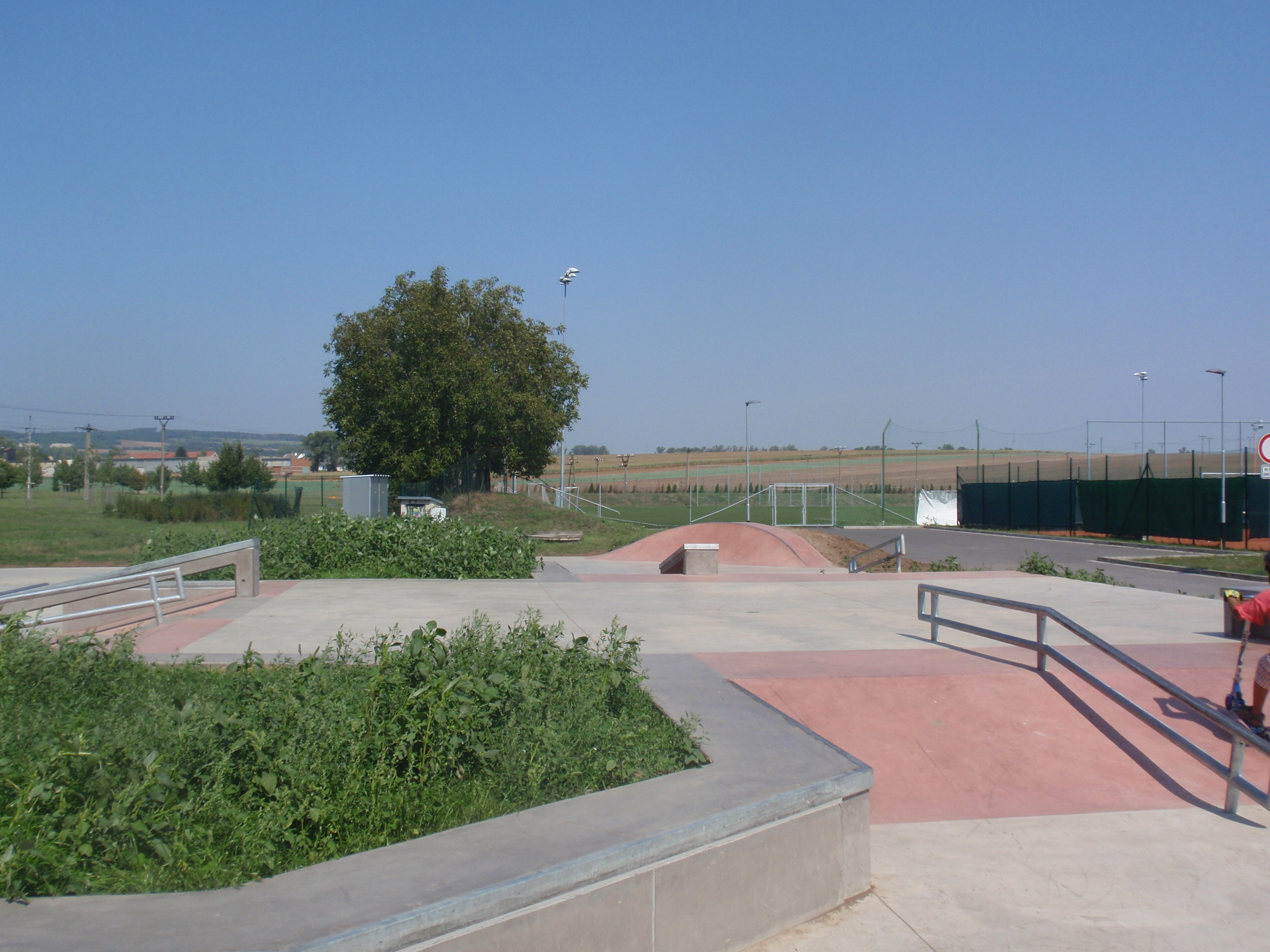
Nový skatepark vedle tenisových kurtů, zimního stadionu, fotbalového hřiště
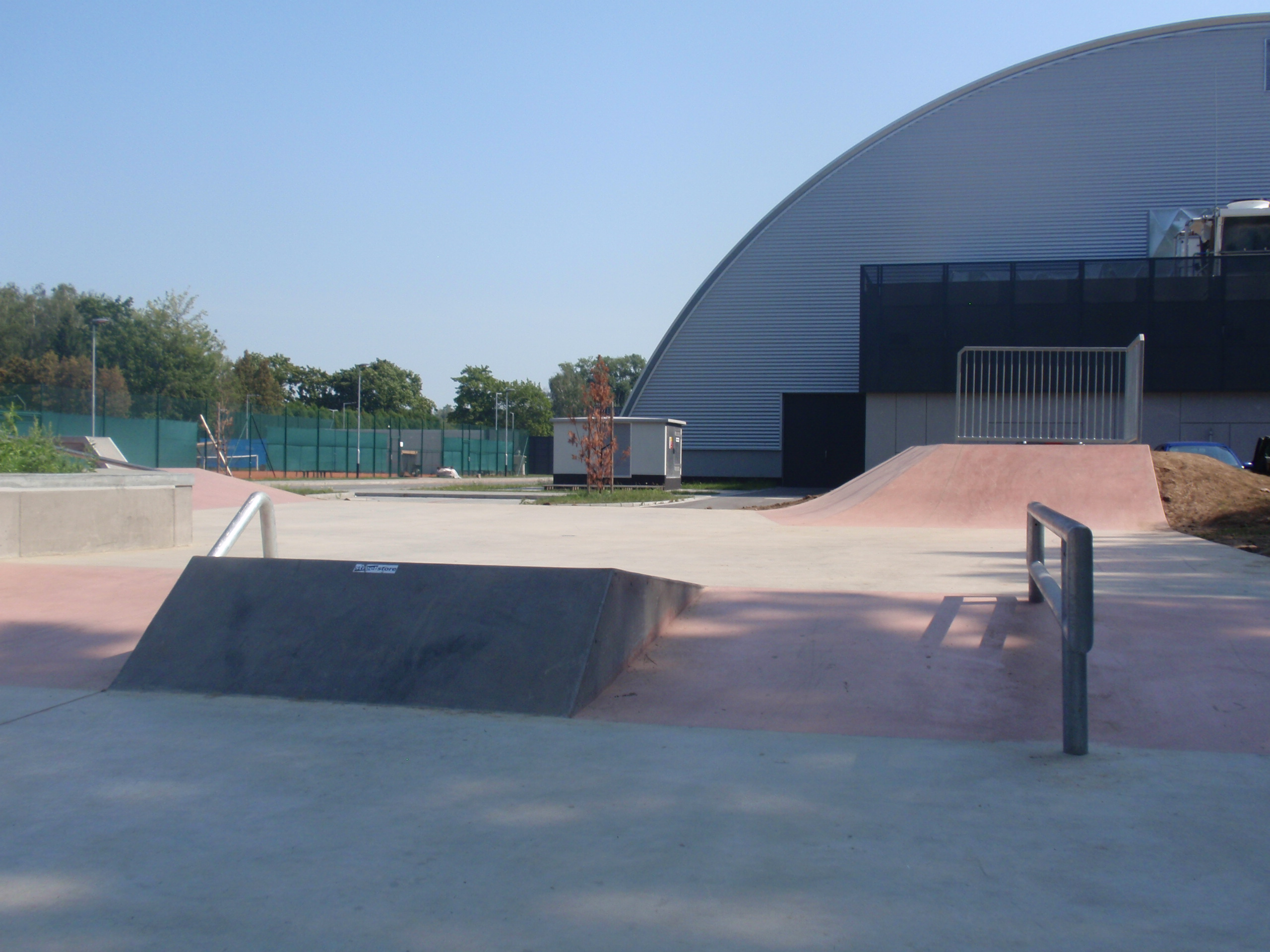
Nový skatepark vedle zimního stadionu
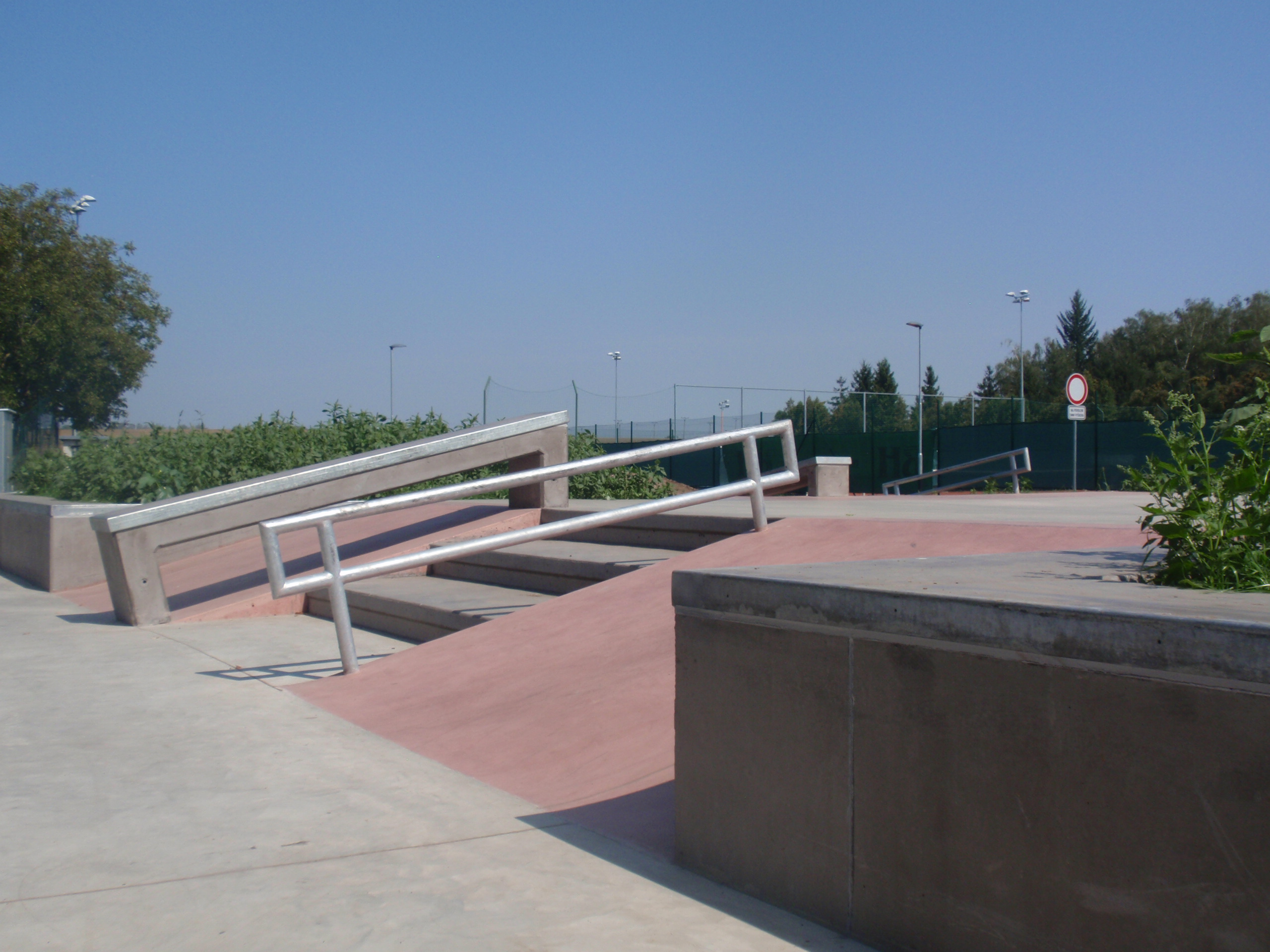
Nový skatepark
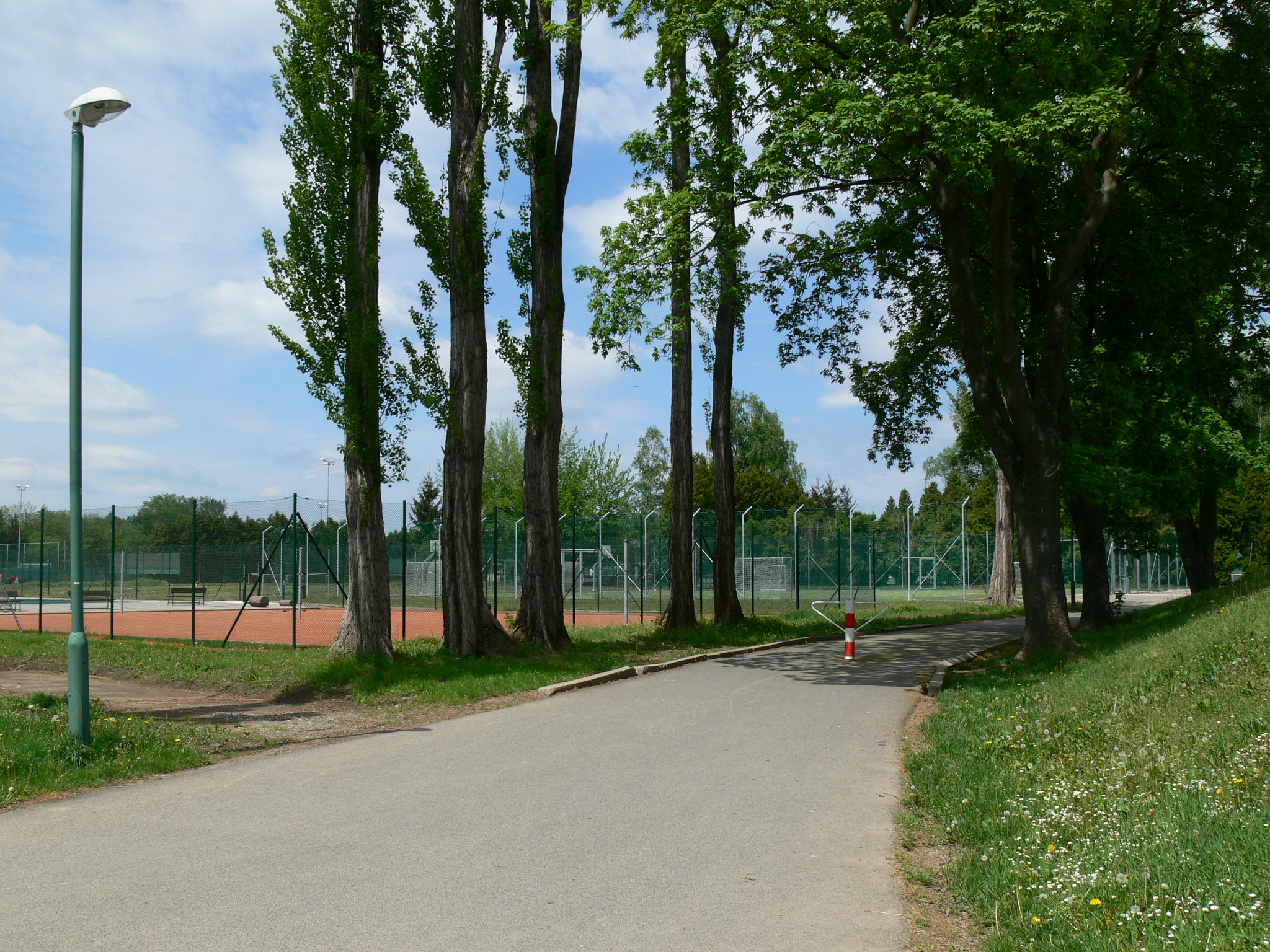
Hřiště
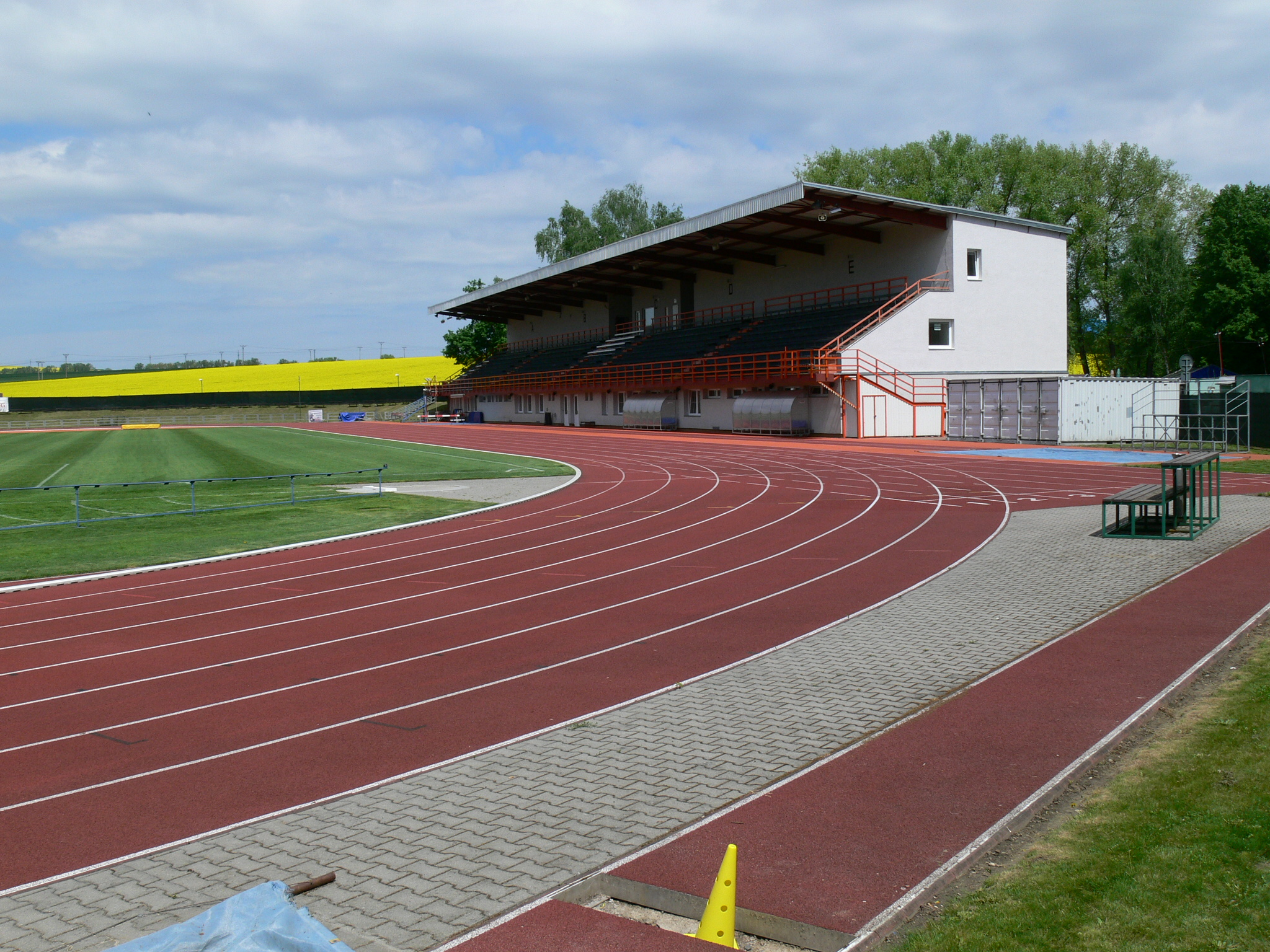
Atletický stadion
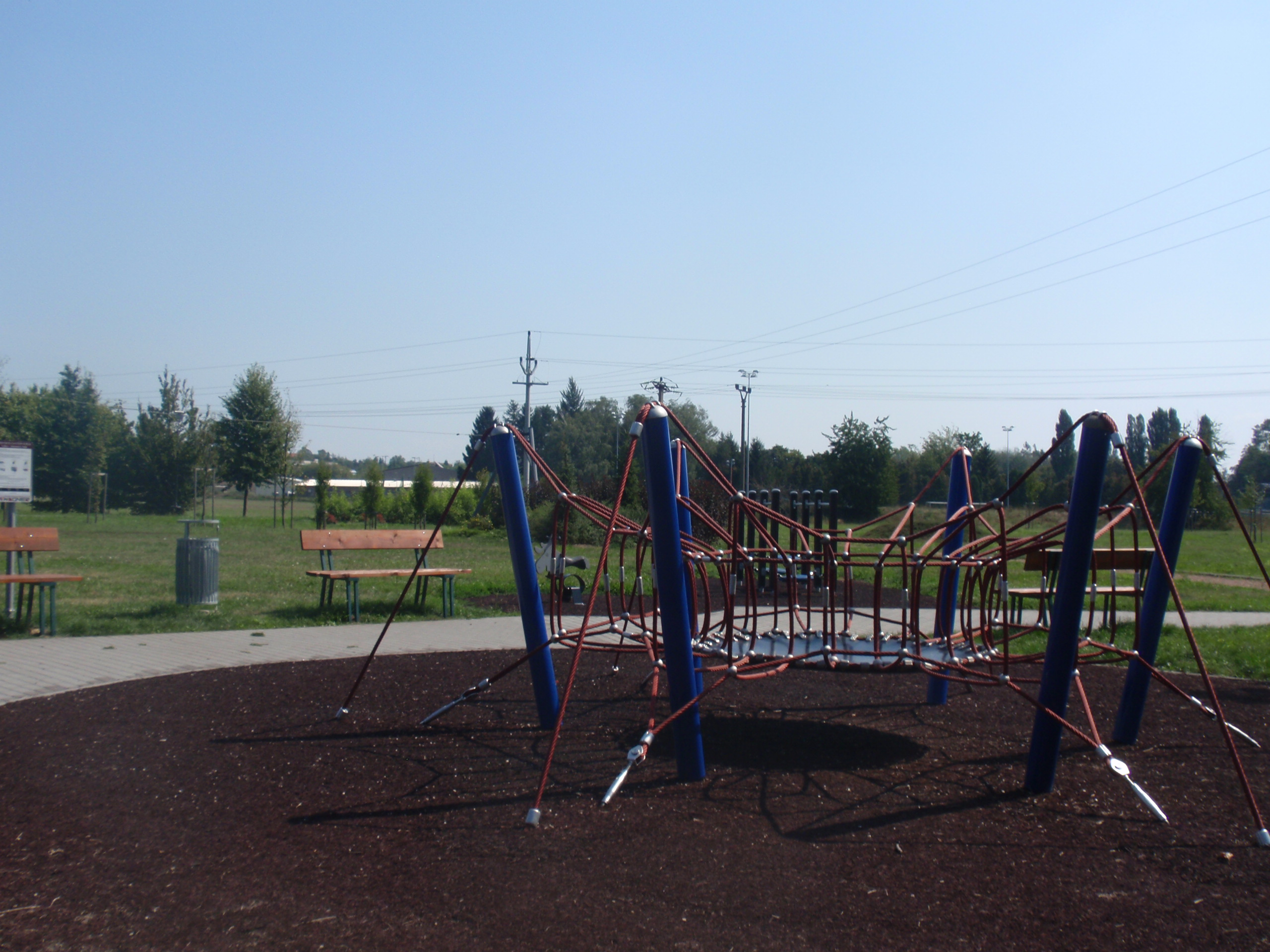
Trampolína na Jahodovém hřišti
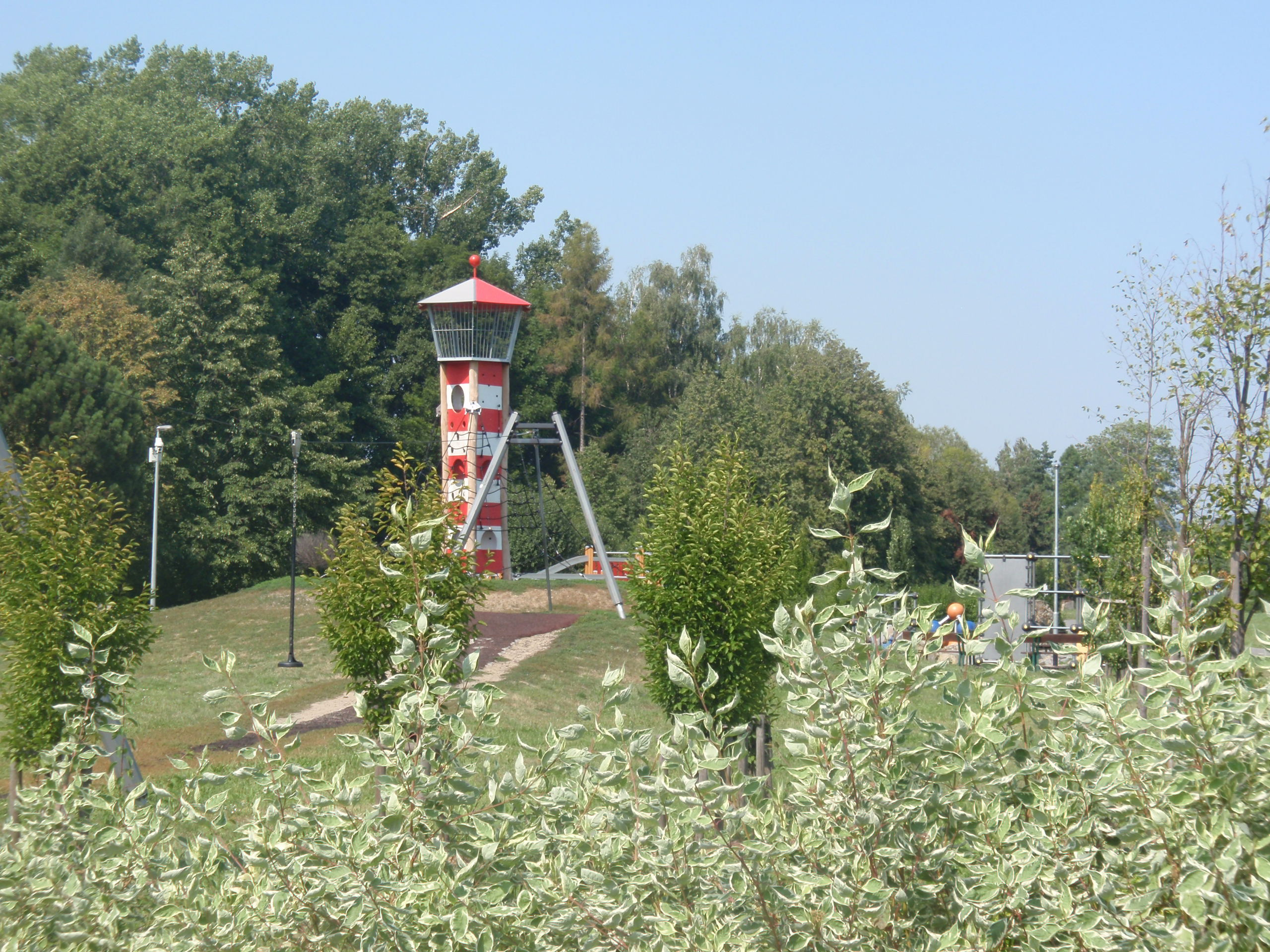
Rozhledna na Jahodovém kopečku v dědickém parku
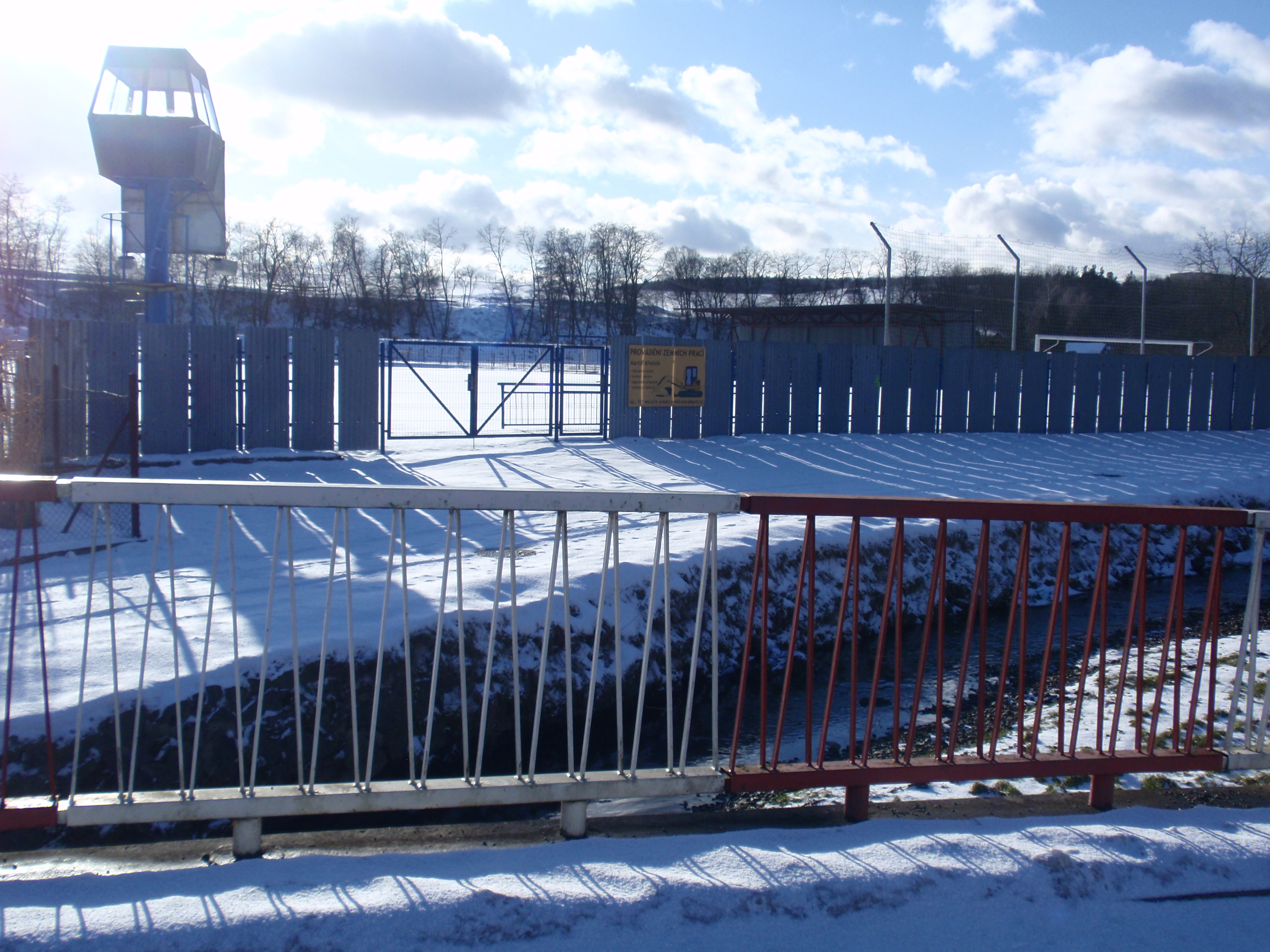
Fotbalové hřiště vedle Malé Hané v zimě (ulice Potoční)
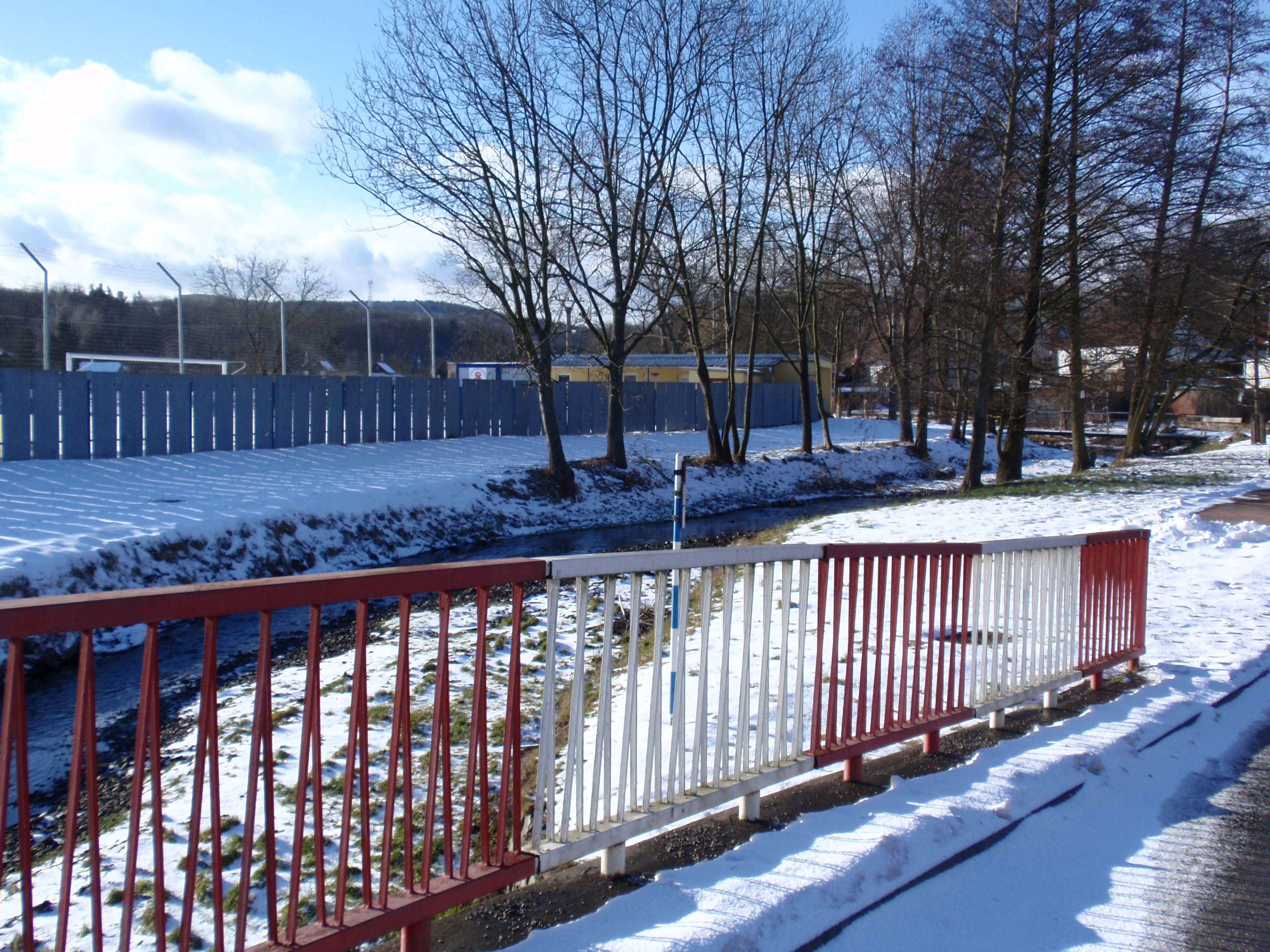
Fotbalové hřiště vedle Malé Hané v zimě (ulice Potoční)
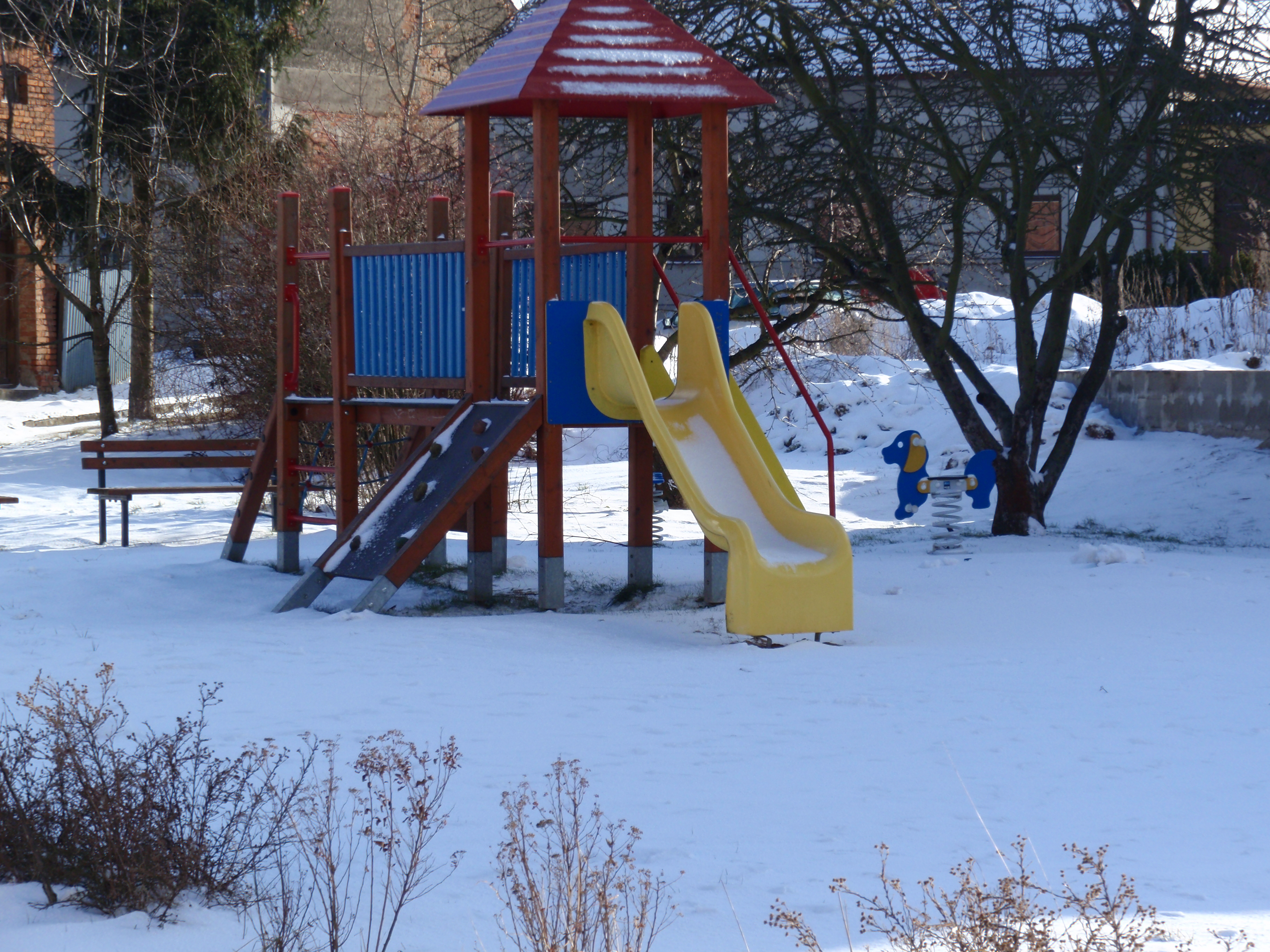
Dětské hřiště (ulice Potoční)

Před téměř půl stoletím vzniklo na sídlišti Víta Nejedlého asfaltové hřiště. Jeho nerovný, popraskaný, místy vydutý asfalt a náletovou zelení prorostlé, zrezivělé a částečně zborcené oplocení a skoro neviditelný přístupový chodník byly zrekonstruovány v roce 2016. Na jaře roku 2017 byl položen umělý travní koberec. Nově je hřiště rozděleno na dvě části. První má umělý povrch, který se hodí pro nohejbal, volejbal, soft tenis, badminton a malou kopanou. Druhá má pevný povrch využitelný díky vybavení pro městský basketbal. Malé děti tu mohou jezdit na kolech. Mladiství a dospělí zde mají místo pro míčové hry.
Své zařízení mají v Dědicích také hráči hry, při které se střílí kuličkami, zvané paintball. Hřiště se nachází v okrajové části areálu na konci ulice Jízdárenská, poblíž dědického parku
Další veřejnosti běžně nepřístupná hřiště a sportovní haly jsou v majetku armády.

### Cestování
Dědicemi prochází několik turistických tras a cyklostezek, které se s nimi částečně překrývají. K vzájemnému poznávání a k odpočinku slouží cykloturistická stezka pojmenovaná Stezka srdcem jižní Moravy, která byla vytvořena v roce 2005. Nevznikly žádné nové trasy, bylo pouze sjednoceno značení již existujících turistických cest a byly přidány informační tabule. Ve stejném roce byla vyznačena nová trasa, o jejíž zařazení tehdy požádal mikroregion Melicko, do něhož patří obce, přes které tato cyklocesta vede.
Stezka srdcem jižní Moravy začíná u vyškovského aquaparku a končí v Blansku. Z parkoviště u vodního parku, kde je umístěna první informační tabule, se cyklista může vydat tunelem pod tělesem železniční tratě, kterým kdysi probíhal náhon Součkova mlýna (podjezdem) a dostat se k červené turistické trase krátkou jízdou po obvodu vyškovského parku (Smetanovy sady). Anebo může okolo plotu koupaliště hned sjet k Hané, podjet pod viaduktem zde a na červenou značku se napojit u mostku přes Hanou.

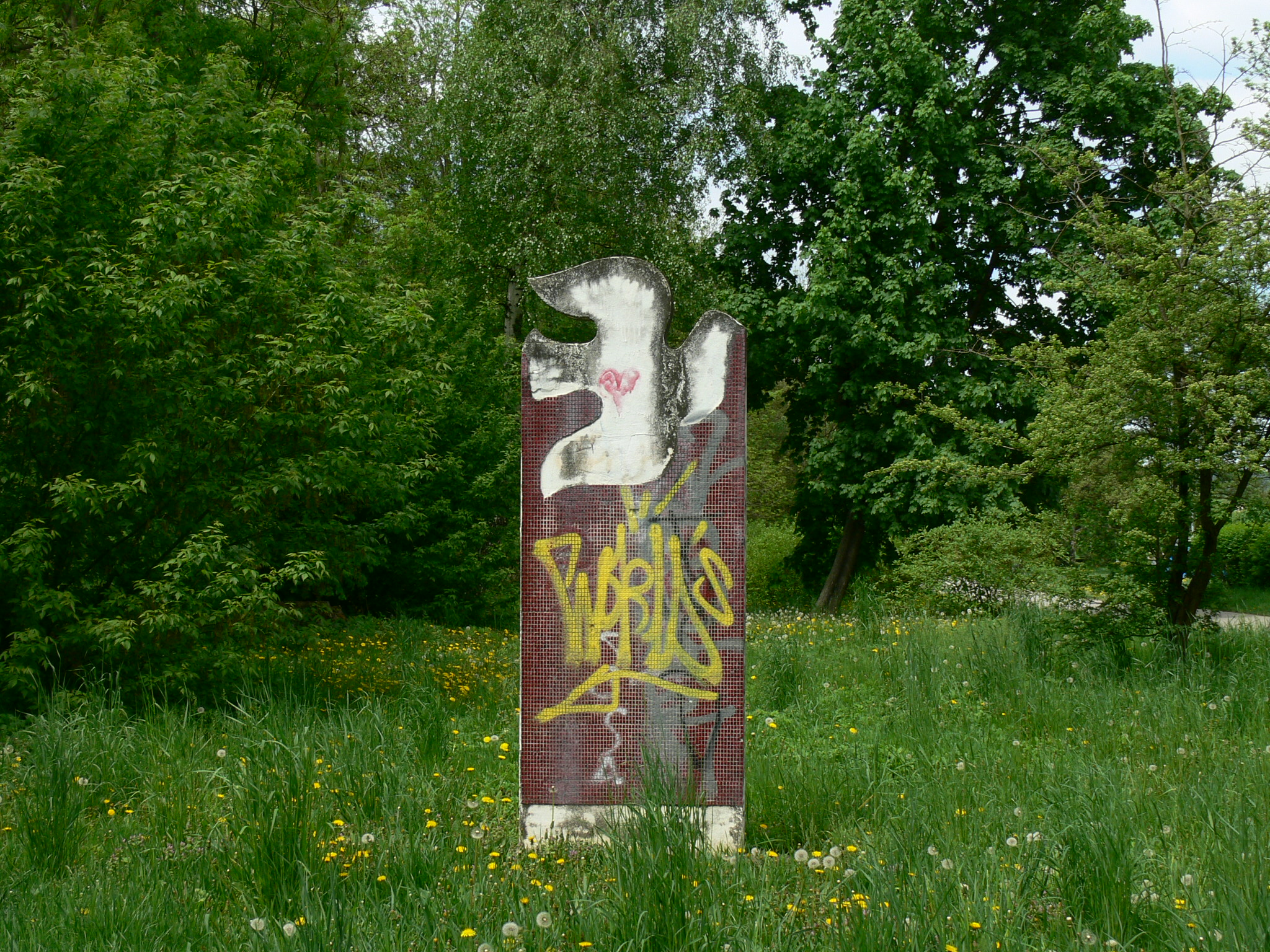
Holubice míru

Poté, co projede parkem s Hanou po své levici, mine u mostku na místě bývalého Součkova jezu, již na k. ú. Dědice, zimní stadion po své pravici. Za stadionem uvidí plochu vybavenou nájezdy, sjezdy a nakloněnými plošinami pro milovníky jízdy na prkně opatřeném kolečky. O kousek dál poutá pozornost nejprve holubice míru a hned nato hřiště pro děti. Rovný povrch úseku začínajícího ve Vyškově ulicí Mlýnskou u mostu přes Hanou na Dukelské ulici a jdoucího až po ulici Jízdárenskou je v teplých jarních, letních i prvních podzimních měsících využíván jezdci na kolečkových bruslích. Cesta vede kolem Hané, lávky přes řeku u Pazderny, kolem zahrádkářské kolonie, části zvané „bahna“, kde stojí vodárenský objekt, okolo areálu AGROS Vyškov-Dědice, a. s., a ulicí Jízdárenskou.
Na konci ulice Jízdárenské, křižovatce ulic Revoluční a Závodí lze zvolit mezi odbočením doleva starší trasou, která vede po ulici Revoluční, a novou, kdy se pokračuje v přímém směru do Závodí. Při volbě jízdy po Revoluční se nejprve překročí po „Dvorském mostě“ řeka Haná. Po krátkém rovnějším úseku následuje stoupání do kopce, který je potřeba zdolat. Po levé straně se nachází objekt tzv. rodného domku Klementa Gottwalda, který spravuje včetně přistavěného depozitáře Muzeum Vyškovska. Části Dědic s několika domy stojícími vedle náhonu napravo od místa, kde je vodní dílo skryto pod vozovkou, se říká Géglovice. Při opravě vozovky na podzim 2014 byl propustek nově řešen uložením dvou rour do tělesa vodního díla, které mají dostačovat objemu případného průtoku vody. Nalevo jsou Příkopy, které končí u zatáčky ulice U Mlýna (dříve Kopřivova, zvaná také jako Ulička). Povrch cesty v této části ulice Revoluční, který až do podzimu 2014 tvořily kočičí hlavy, byl při opravě nahrazen asfaltovým povrchem.
Nově vede cesta Závodím. Na začátku je možnost občerstvení U Miloty. Je to ta část Dědic, které se říkalo Ve dvoře. Před odbočením doleva ke kostelu, kde je za křižovatkou další informační tabule, se nachází těleso splavu. Konstrukce stavidel zmizela 27. dubna 2004.
Na náměstí Svobody se nachází pomník obětem 1. světové války. O kousek dál se na náměstí červená turistická trasa mění v modrou. U dědického kostela sv. Trojice se nachází další informační tabule, od které se pokračuje nejprve ulicí Potoční, na jejímž začátku si díky dochovanému uspořádání zástavby můžeme kousek za kostelem všimnout proluky, která představuje místo, kudy se před svým přeložením ubíral tok Malé Hané, aby se krátce nato spojil s Velkou Hanou. Dále se kousek za mostem přes vodoteč přeložené Malé Hané odbočí před složitou křižovatkou doleva a jede se po statní silnici do Opatovic. V roce 2017 je stavěno překvapivě velkolepé těleso cyklosilnice v úseku z Dědic do Opatovic. V některých místech leží až půl metru nad úrovní terénu. Podivuhodná je také její šířka, když i v užších místech je silnice široká okolo pěti metrů. Někteří lidé si představovali, že bude menší. Cyklotrasa vedoucí z Palackého ulice do Hamilton ke kapličce je užší. Velká je tak však proto, aby po ní mohla jezdit i auta, a současně jde o chytré opatření proti náhlému přívalovému dešti. Záměrem je také zajistit, aby ji nemohla opustit po ní jedoucí zemědělská technika.
Z Opatovic cesta vede přes Ruprechtov, Jedovnice, Rudice, Ostrov u Macochy, Sloup, Pustý žleb do Blanska.

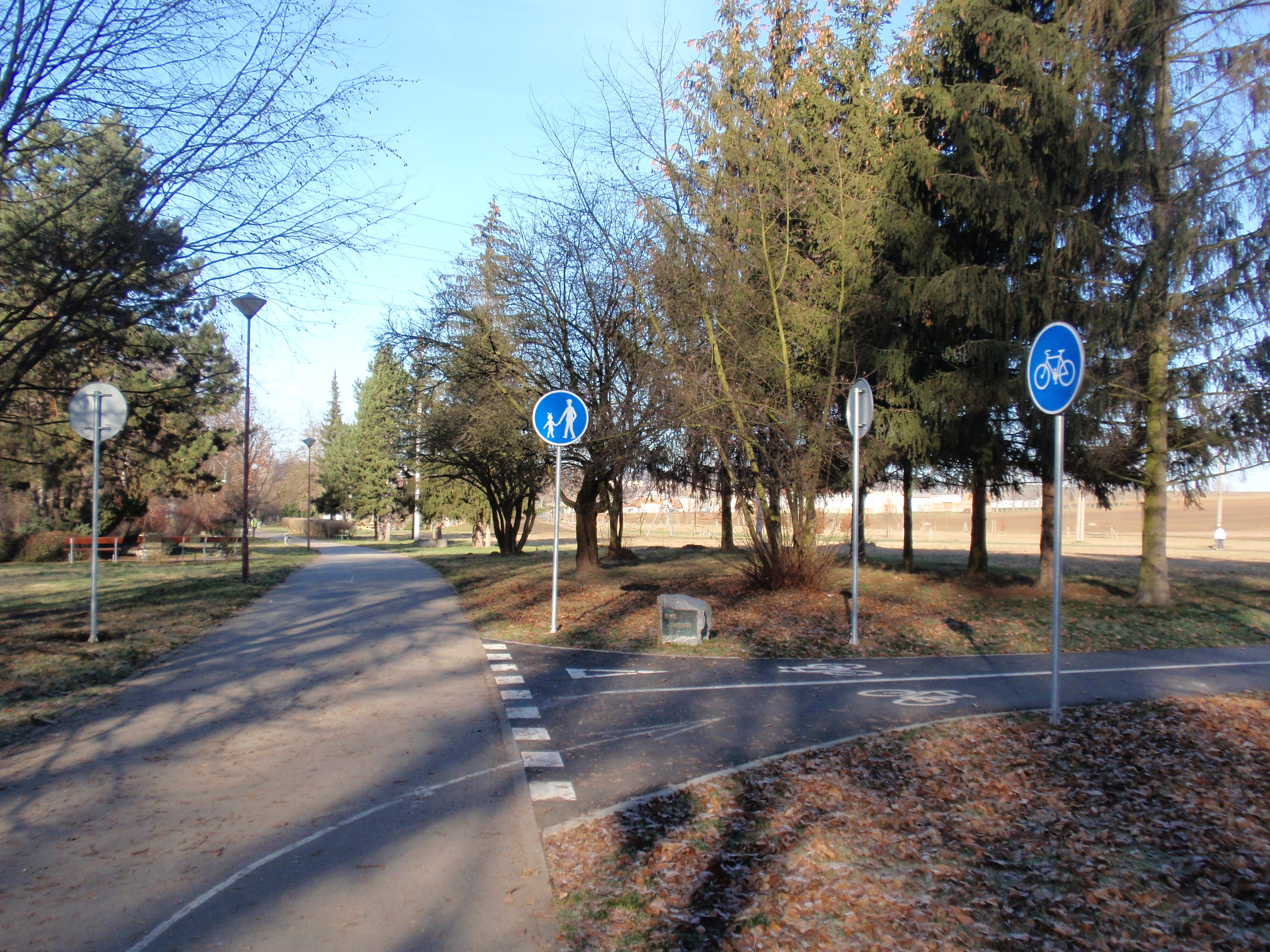
Dědický park, křižovatka. Dopravní značky na jedné z křižovatek v dědickém parku před jejich odstraněním

Druhá cyklocesta začíná stejně jako Stezka srdcem jižní Moravy u vyškovského aquaparku a ze začátku má stejný průběh. Poté, co se cyklista dostane na hlavní silnici odbočí na Morávkově ulici doprava směřuje k Sídlišti Víta Nejedlého. Dál pokračuje okolo Radslavic do Pustiměře. Cílem je dostat se přes Zelenou Horu, Podivice, Ondratice, Brodek u Prostějova do Prostějova.
Smyslem třetí cyklostezky bylo udělat okruh. Začíná na stejném místě jako předchozí dvě cesty. Cyklista vyjíždějící z Vyškova (aquapark) se projede po červené turistické značce přes Dědice, a pak cestou (příhonem) do Hamilton. V roce 2015 zarůstající zužující se dříve dostatečně širokou polní cestu využívanou jak pěšími, tak cyklisty nahradila podstatně širší zpevněná cyklostezka, kterou využijí i hamiltonské děti pro cestu do školy (nedaleká Základní škola Morávkova). Při opravě cesty byly vykáceny náletové dřeviny a keře a zajištěno položení nového povrchu. Prostor se tak znovu rozšířil a prosvětlil. Hamiltony se jede po asfaltce do Hamiltonského údolí. Tento úsek končí u ústí údolí, kde se mění v štěrkovou cestu. Cesta údolím se potom proměňuje v úzkou lesní stezku, která vede podél břehu řeky Velké Hané. Na konci údolí přichází stoupání, kterým se přijede k obci Rychtářovu. Z Rychtářova cesta vede po státní silnici ke Lhotě. Ve Lhotě u obchodu zahýbá vpravo a pokračuje polní cestou nejprve po poli, později kolem kamenolomu. Tato cesta vede do Opatovic, a pak dál po státní silnici zpět do Dědic a Vyškova.

## Kultura
Dědice se v rámci středomoravských nářečí řadí k jižní středomoravské (hanácké) podskupině. Františkem Bartošem jsou počítány k drahanskému nářečí. Kromě Dědic tvoří hranici této nářeční oblasti Podivice, Drysice, Pustiměř, Pustiměřské Prusy, Drnovice, Nosálovice, Luleč, Nemojany, Habrovany, Olšany, Račice, Ruprechtov, Podomí a Krásensko a další obce.
V roce 1905 vznikla Kniha pamětí městečka Dědic, která je dovedena od středověku do roku 1939. Do kroniky vytvářené podle plánu pamatujícího na všechny oblasti života postupně zapisovali Ludvík Fiala (1905–1914), Jan Vavrouch (1914–1916), Josef Krušina (1916–1923) a Vladislav Ambroz (1923–1937). Ludvík Fiala, učitel obecní školy v Dědicích, který do pamětní knihy začal zapisovat za starosty Jana Kuchtíčka, do kroniky převzal záznamy předchozích dědických kronikářů (události let 1646–1788 zachycené v Knize památek ročních (Anales), která byla v roce 1647 založena Jiřím Františkem Hruškou, a dějiny městečka od Viléma Krapla-Kopřivy, po němž se dějinami městečka zaobíral František Benda).

### Kantoři

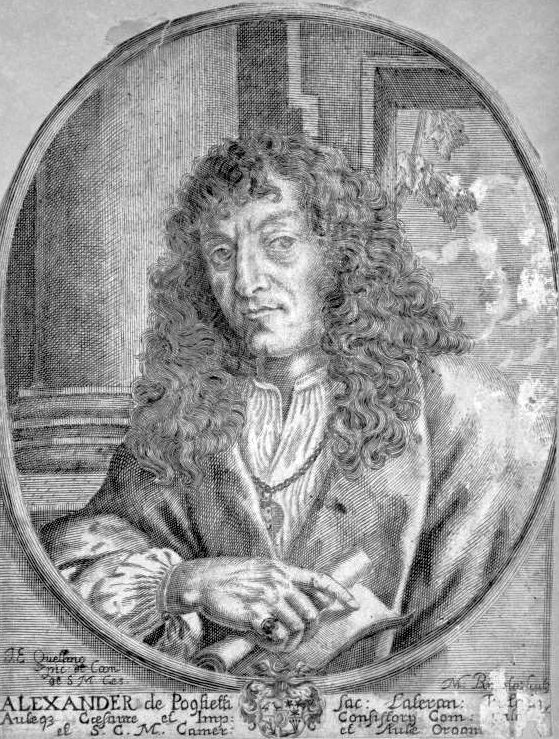
Alessandro Poglietti – barokní varhaník a skladatel

Společenskou situaci ve Vyškově i v Dědicích před rokem 1700 významně ovlivnila třicetiletá válka v polovině 17. století. Krajem několikrát prošla vojska a počet obyvatelstva se snížil na minimum. Po válce se výuka ve školách rozebíhala pomalu. V Dědicích ve škole učil pouze rektor, který zároveň obstarával hudbu v kostele.
Přesné datum založení školy v Dědicích je neznámé. Lze jen předpokládat, že tu škola mohla být ještě před rozdělením Dědic v roce 1397. První dochovaná zmínka o škole v Dědicích je z roku 1609, kdy zde byla obnovena duchovní správa. Učitel byl zároveň varhaníkem a ředitelem kůru, jak tomu dříve bývalo zvykem. Neblahý dopad mělo na městečko stavovské povstání roku 1619, poté ještě třicetiletá válka, a zvláště její poslední fáze – válka švédská.
Po skončení třicetileté války (1648) jsou již známy konkrétní osoby, které se vážou k dědické škole. V 50. letech 17. století zde pravděpodobně učil rolník Kryštof Filka. V dokumentech je jmenován jako rector scholae, jeho hlavním zdrojem obživy však bylo pole. Proto je možné, že byl víceméně učitelem z nouze, aby se po válce výuka vůbec rozběhla. Znamenalo by to však, že vyučování probíhalo pouze v zimě, kdy nebyly na nutném pořádku polní práce. Další otázkou ale je, kolik měl Filka žáků, když válka téměř všechny obyvatele Dědic vyhubila.
Po Filkově smrti zde ve škole učil dva až tři roky Mikuláš Skosarský, který je též jmenován pouze jako rector scholae. Byla to velmi pohnutá doba, neboť městečko se ještě pořádně nevzpamatovalo ze švédské války a další hrozbou byli Turci. Rektorem dědického farního kostela (rector huis Ecclesiae Parochialis Opidi Diedicensis) se až do roku 1669 psal dlouholetý zdejší farář Tomáš Ignác Skalický. K roku 1671 je doložen jako rektor Jakub Loubal.
S Dědicemi je v té době spojeno i jméno varhaníka a skladatele na vídeňském dvoře Alessandra Pogliettiho. Ten měl dům ve Vyškově a dvůr a mlýn v Dědicích. Sám ve Vyškově ani v Dědicích moc často nepobýval a poté, co zemřela jeho žena, vedl v letech 1672–1682 u biskupského soudu pozůstalostní spor o tyto statky. Mezitím se stal mezi obyvatelstvem známým. Pro obyčejné Dědičany to byla určitě velmi žádaná osobnost, hlavně při křtech. Měl styky s biskupským dvorem, s lidmi, kteří něco znamenali, byl dvorním varhaníkem ve Vídni. Určitě by pro své kmotřence mohl zajistit dobré místo. A proto byl jako významná a jistě bohatá osobnost Poglietti v roce 1680 v Dědicích několikrát požádán o kmotrovství. Velmi pravděpodobně se setkal i s tehdejším dědickým rektorem Vavřincem Hruškou, který je zmíněn k roku 1677, když měl kolem padesáti let. Poglietti se tehdy mohl setkat i s Vavřincem Kramářem, který v Dědicích působil po Hruškovi dalších pět let. Nejméně pro léta 1687–1688 lze prokázat přítomnost Bernarda Františka Formana. Jako rektor v Dědicích ve druhé polovině 17. století působil i Šimon Lukanovský.
Na přelomu 17. a 18. století tu pracuje Tomáš Liška. Na začátku roku 1707 do Dědic přišel Jan Turant. Před rokem 1725 už v Dědicích působil Pavel Starhon. Do Dědic přišel z Moravských Prus. Roku 1727 nastoupil do Dědic P. Karel Leopold Felix, který se později zasloužil o zahájení stavby kostela. Ze své funkce Starhon užíval louku a zahradu od domku až k řece Hané. Dům byl v péči farníků.
Školní budova (jak je nazývána) byla v roce 1749 ve velmi špatném stavu. Kostel, téměř zničený zásahem blesku v roce 1731 začali farníci ihned opravovat s tehdejším farářem P. Karlem Leopoldem Felixem (†1750). Zachovanou původní věž farníci dokonce zvýšili o dva sáhy, ale roku 1750 byl kostel i s věží zbourán, kvůli stavbě zcela nového kostela. Ten byl (již za dalšího faráře P. Jana Antonína Grosspetera) dokončen roku 1753, jako holá stavba. Na novém zděném kůru byly varhany se 14 rejstříky. Nejspíš byly použity ze starého kostela, neboť v roce 1764 byly zapsány jako „staré varhany“.
Učitel měl stejně jako varhaník brát z celého farního obvodu (farnosti) 38 rýnských zlatých. Každý sedlák z Dědic dával o Třech králích 3 krejcary, stejně tak každý zahradník z Hamilton 3 krejcary. K roku 1764 je zmíněn zděný hudební kůr a staré varhany. Po roce 1768 již za P. Jana Jiřího Spáčila působil v Dědicích Jan Starhon. Není úplně jisté, zda byl synem Pavla Starhona, neboť se v Dědicích nenarodil.
Nejpozději v roce 1776 byl v Dědicích usazen Petr Cirfus, původně učitel v Topolanech. Toho roku si s Janem Starhonem vyměnil místo. V Dědicích působil téměř čtvrt století, do roku 1799. Měl dům a malou zahradu hned u dědického kostela, kde byla kdysi bídná krčma. O tuto plochu měl při stavbě nového kostela v roce 1750 zájem již dědický farář P. Felix, který o ni tehdy požádal vyškovského purkrabího Zepla. Zepl však odmítl a ani představenstvo nebralo vážně farářovy výtky, že chce město na této ploše místo domu Božího postavit opět krčmu. P. Felix umřel po výměně názorů hned následující den, patrně následkem vnitřního rozrušení. Na místě nebyla postavena ani krčma, ani kostel. Školu v té době udržují farníci.
18. června 1780 první olomoucký arcibiskup Antonín Theodor Colloredo (1777–1811) slavnostně vysvětil nový dědický barokní chrám. Nová škola byla vystavěna v roce 1784, ta ale vyhořela. Škola postavená v roce 1799 hrabětem Althanem byla kryta šindelem. Byly k ní přiškoleny obce Pazderna, Nosálovice, Opatovice do roku 1892, Lhota a Hamiltony.
V Dědicích na začátku 19. století jen z počátku svého působení ve škole vynikl Šimon Cirfus, který svému otci Petru Cirfusovi v posledních letech jeho života pomáhal s vyučováním, a získal po něm místo v Dědicích, kde pak působil až do roku 1838. Po Janu Hlobilovi nastoupil v Dědicích (†1852) Václav Habrnal (1808–1887), jenž v roce 1846 dostal titul Musterlehrer. Byl to vynikající hudebník, který dbal na to, aby i jeho pomocníci byli hudebně zdatní. Do výslužby odešel v roce 1876.
Sbormistry čtenářského a pěveckého spolku Slavibor se stávali právě učitelští pomocníci neboli podučitelé. Posledním v řadě dědických kantorů byl Jan Žák (1850–1921), jenž se varhanického místa vzdal roku 1913.

### Knihovny
Obecní knihovna je v Dědicích doložena již ve 2. polovině 19. století. V současnosti (2015) je dřívější pobočka Knihovny Karla Dvořáčka, která se nacházela v prvním patře budovy vedle bývalého objektu Jednoty (potraviny) na náměstí Svobody, kde ji vedla paní Bášová, zavřena. Pobočka na sídlišti Víta Nejedlého je dnes umístěna v budově Základní školy Morávkova.

### Kino
Promítání filmů v kině v Katolickém domě (Lidový dům) se počítá od roku 1925.
Veřejně byl první zvukový film v Dědicích promítán večer 30. listopadu 1935.
Kino (od září 1974 Kinokavárna, prvním promítaným filmem byla Noc na Karlštejně) v dnešním Katolickém domě (Kaťák) fungovalo až do 80. let 20. století, kdy se zde konala mimo jiné pravidelná nedělní představení pohádek pro děti. Sál je po odstranění hlediště využíván dále, a to kroužky, zejména tanečními, pracujícími pod Domem dětí a mládeže Vyškov (Klub Pinocchio). Schopnost fungovat jako kinosál přístupný pro veřejnost měl svého času (90. léta 20. století) i Posádkový dům armády (PDA). Na Kozině podobně ještě na začátku 90. let 20. století fungovalo kino Palcát.

### Hudba
Při bohoslužbách v dědickém kostele na varhany hraje František Adamec. František Adamec dále vede sbor, který vystupuje vždy o Vánocích a Velikonocích. Mezi opakovaně uváděnými díly je Five lenten motets (Pět postních motet) Antonína Tučapského.

### Osobnosti
V Dědicích působil v letech 1807–1818 syn Jana Tomáše Kuzníka Jan Karel Kuzník (1745–1819), hudebník známý jako sběratel lidových písní z Hané, který byl autorem humoristické mapy Hané.
V letech 1853–1858 zde pobýval Ignát Wurm.
Alois Kleveta (1805 – srpen 1885) byl rakouský politik české národnosti z Moravy, v 2. polovině 19. století poslanec Říšské rady a Moravského zemského sněmu.
PhDr. František Chudoba (4. června 1878, Dědice – 7. ledna 1941, Brno) byl český anglista, literární historik a překladatel. Od roku 1920 byl profesorem anglické filologie na Masarykově universitě v Brně.
Učitel Ludvík Fiala v roce 1898 založil na Ferdinandsku poblíž Dědic první včelín, plemennou a oplozovací stanici v Rakousku-Uhersku.
Marie Pachtová (5. listopadu 1932) – sběratelka lidových písní, tanců, zvyků, umělecká vedoucí dětského folklorního souboru Klebetníček založeného v roce 1970, lektorka a členka porot. Vydala tři výbory dětského folkloru z Hané.

## Pamětihodnosti

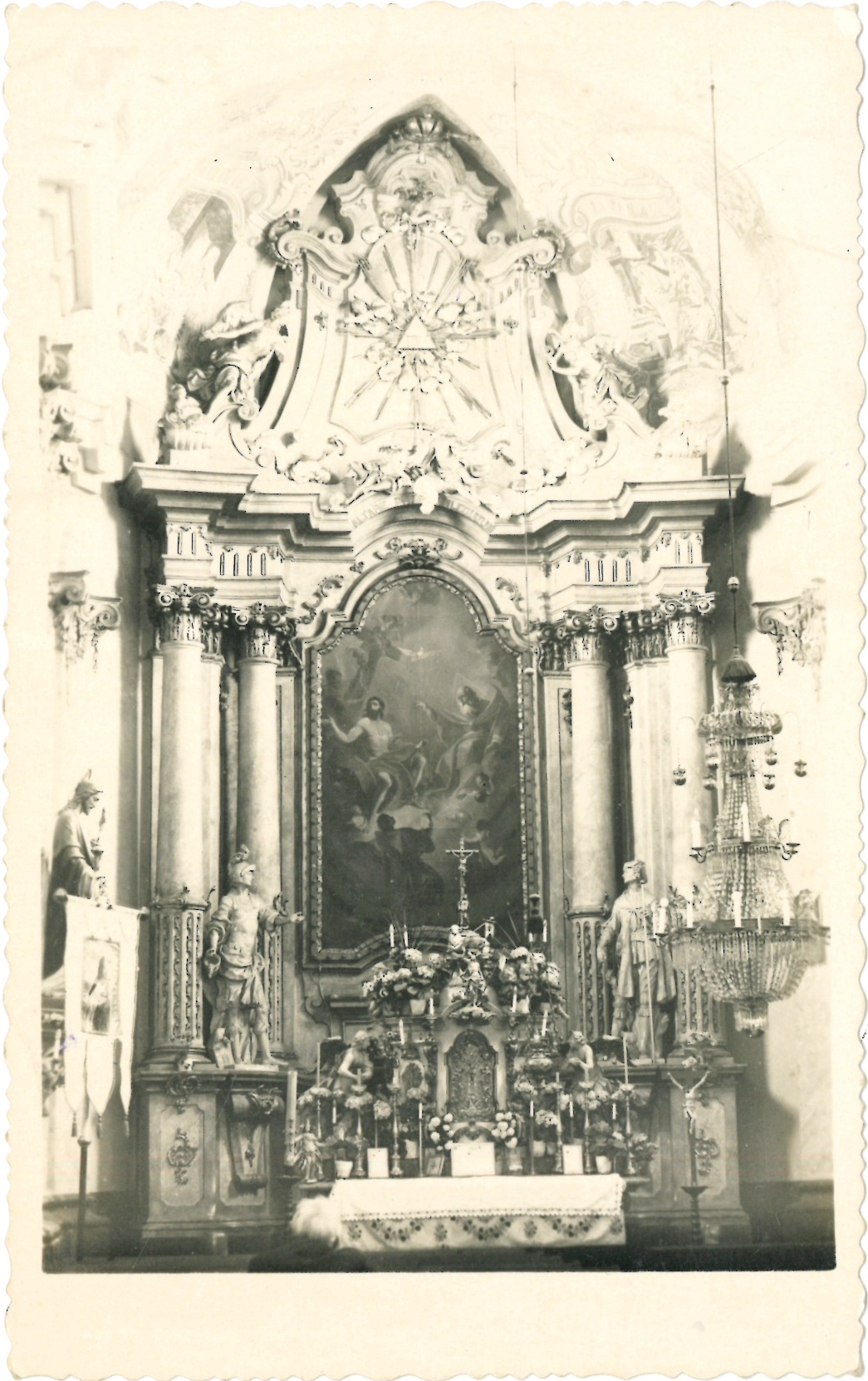
Barokní oltář v kostele Nejsvětější Trojice v Dědicích, asi 1946.

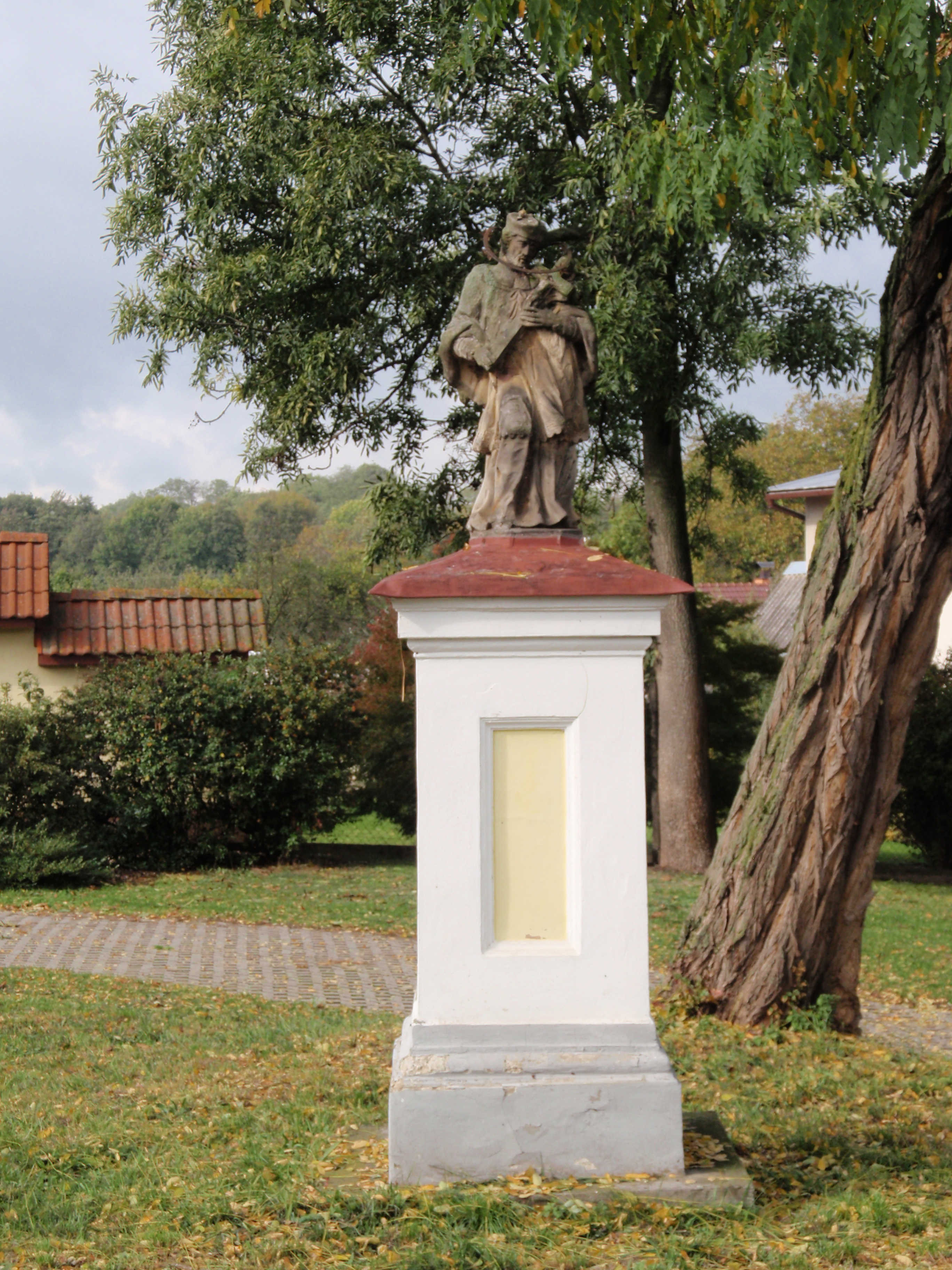
Svatý Jan Nepomucký

- Kostel Nejsvětější Trojice (památkově chráněno od 3. května 1958)
- Socha ukřižovaného Krista před kostelem
- Sochy patronů Moravy i celé Evropy sv. Cyrila a Metoděje (1901) a sv. Jana Nepomuckého (1826) vedle kostela[49]
- Socha ukřižovaného Krista (krucifix) v Padouchách
- Socha svatého Jana Nepomuckého v Padouchách, ulice Kopřivova
- Socha ukřižovaného Krista (krucifix) na ulici Palackého z roku 1881
- Rodný domek Klementa Gottwalda v ulici Revoluční. Žudr. „Rodná světnička“ Klementa Gottwalda je uváděna jako příklad komunistického poutního místa často navštěvovaného v době Československé socialistické republiky (ČSSR). Vedle něj se nachází přístavba z 80. let, později využívaná i jako výstavní sál muzea. Rodný dům byl památkově chráněn od 3. května 1958. Ochrana byla zrušena nařízením vlády České republiky č. 112/1991 Sb.
- Socha ukřižovaného Krista z roku 1890 na Pazderně (krucifix zrekonstruován v roce 2016[194])
- Socha ukřižovaného Krista vedle silnice do Vyškova, ulice Dědická, u sídliště Osvobození
- Socha Panny Marie s Ježíškem z roku 1905 (věnována manželi Kateřinou a Ondřejem Kulíškovými z Dědic) v poli nad ulicemi Revoluční a A. B. Svojsíka, na někdejší křižovatce polních cest. Jak Panna Marie, tak Ježíšek měli uraženu hlavu. Na památce byly patrné stopy po střelbě. Po restaurování byla socha umístěna na konci Revoluční ulice, nad křižovatkou s ulicí A. B. Svojsíka.[195][196]
- Sousoší svaté Kateřiny a svatého Ondřeje s křížem z roku 1902 na hřbitově v Dědicích[195]

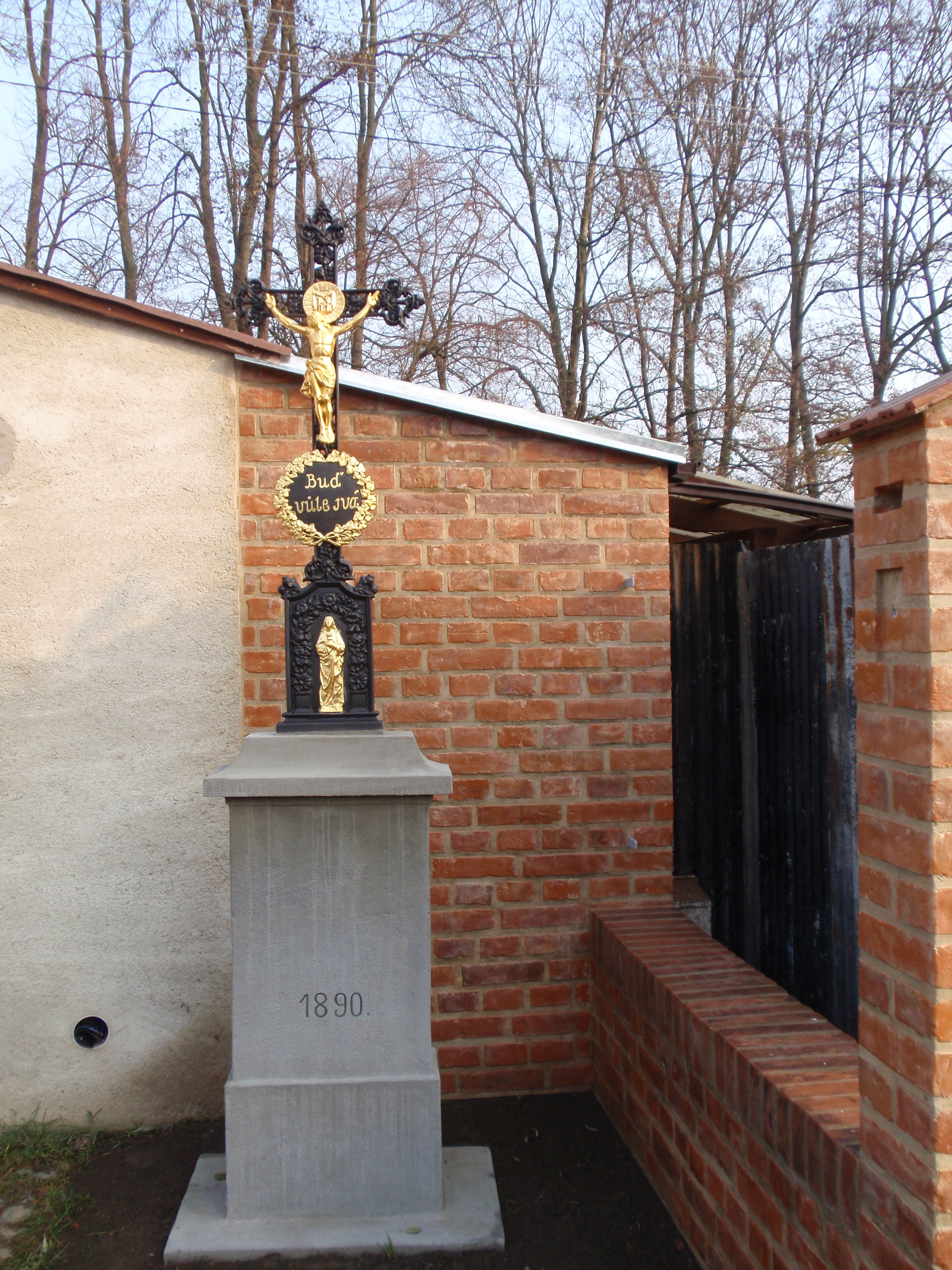
Socha ukřižovaného Krista na Pazderně

- Starý mlýn

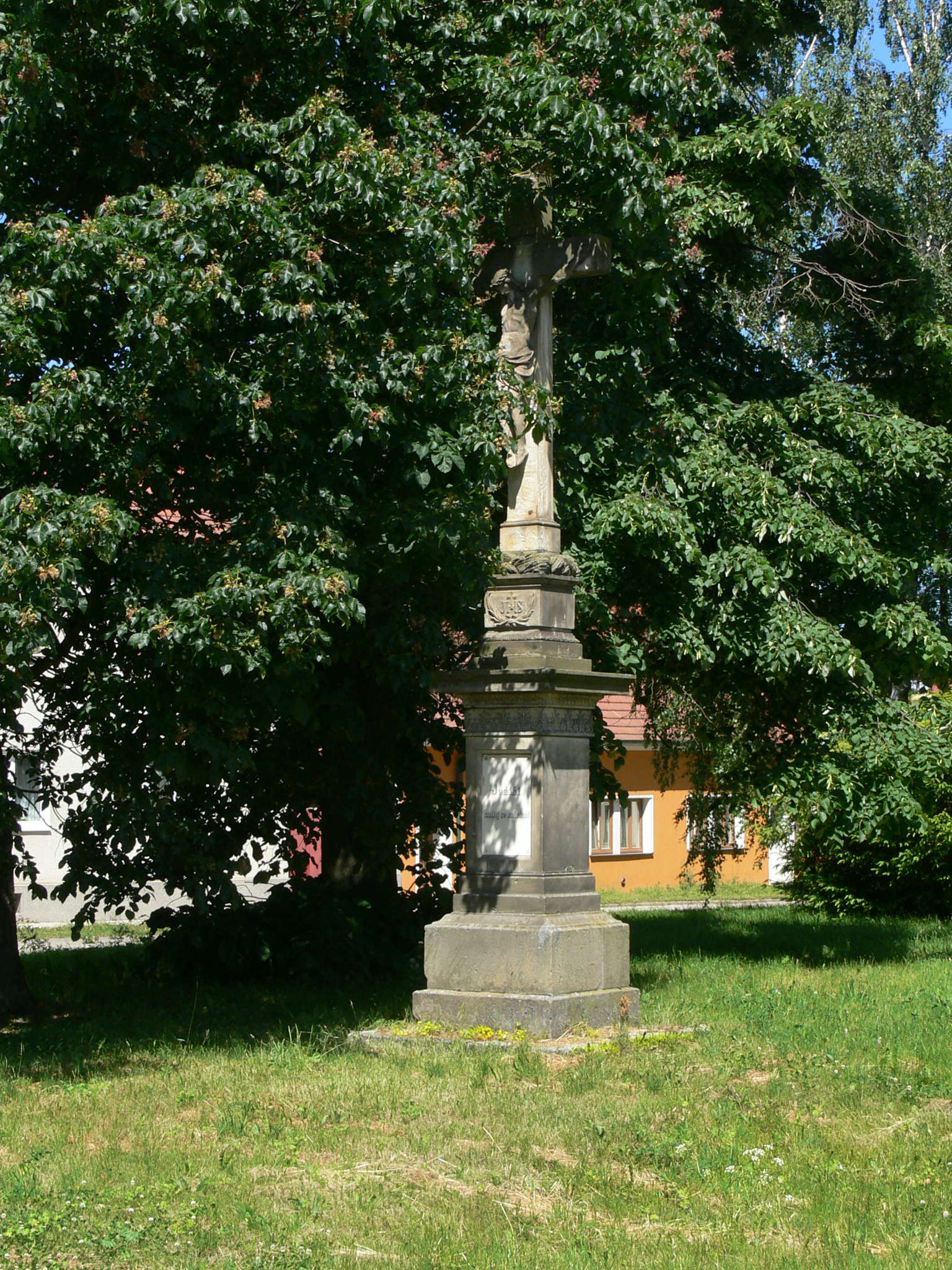
Socha ukřižovaného Krista před kostelem
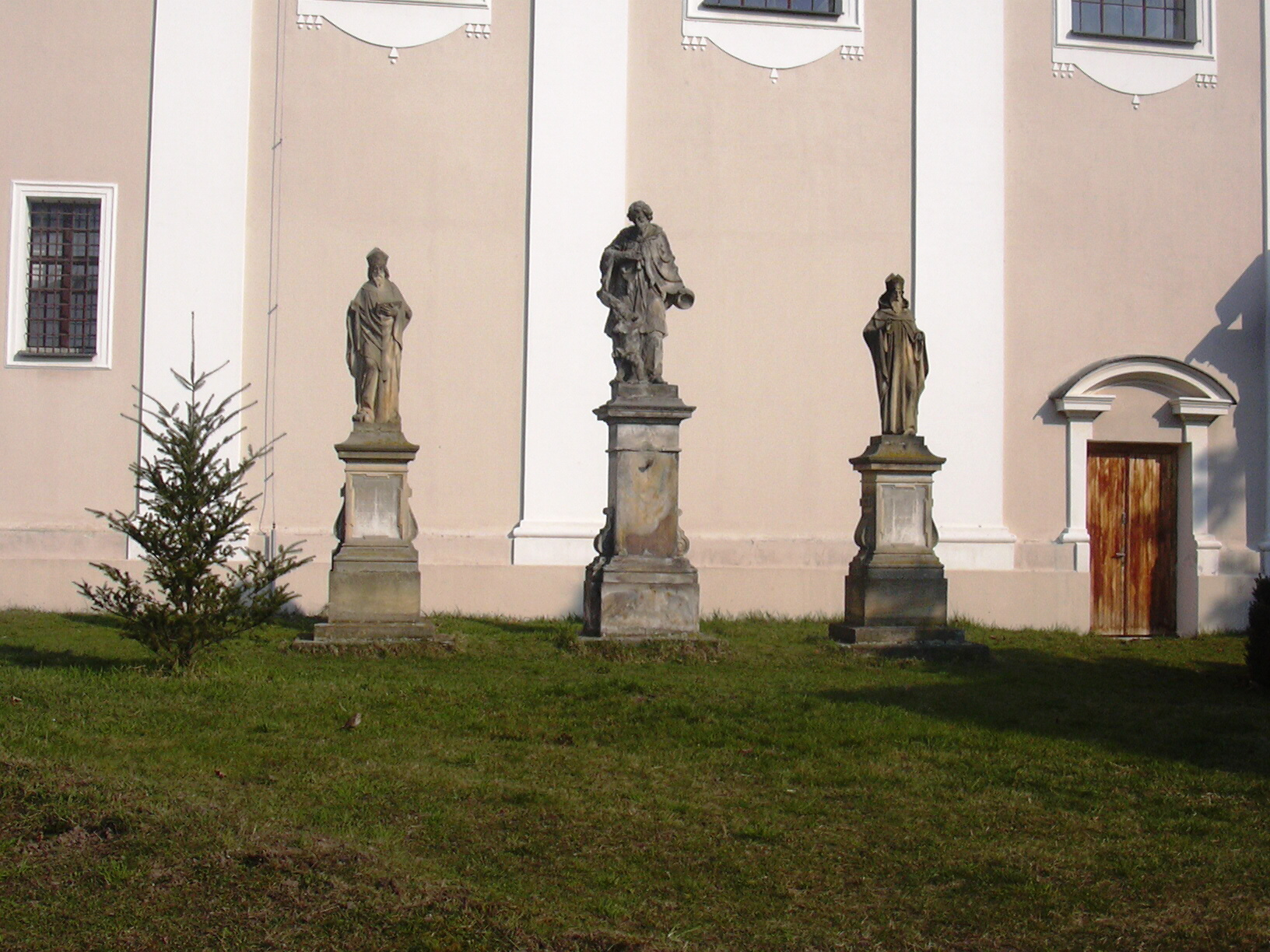
Sochy sv. Cyrila a Metoděje a sv. Jana Nepomuckého
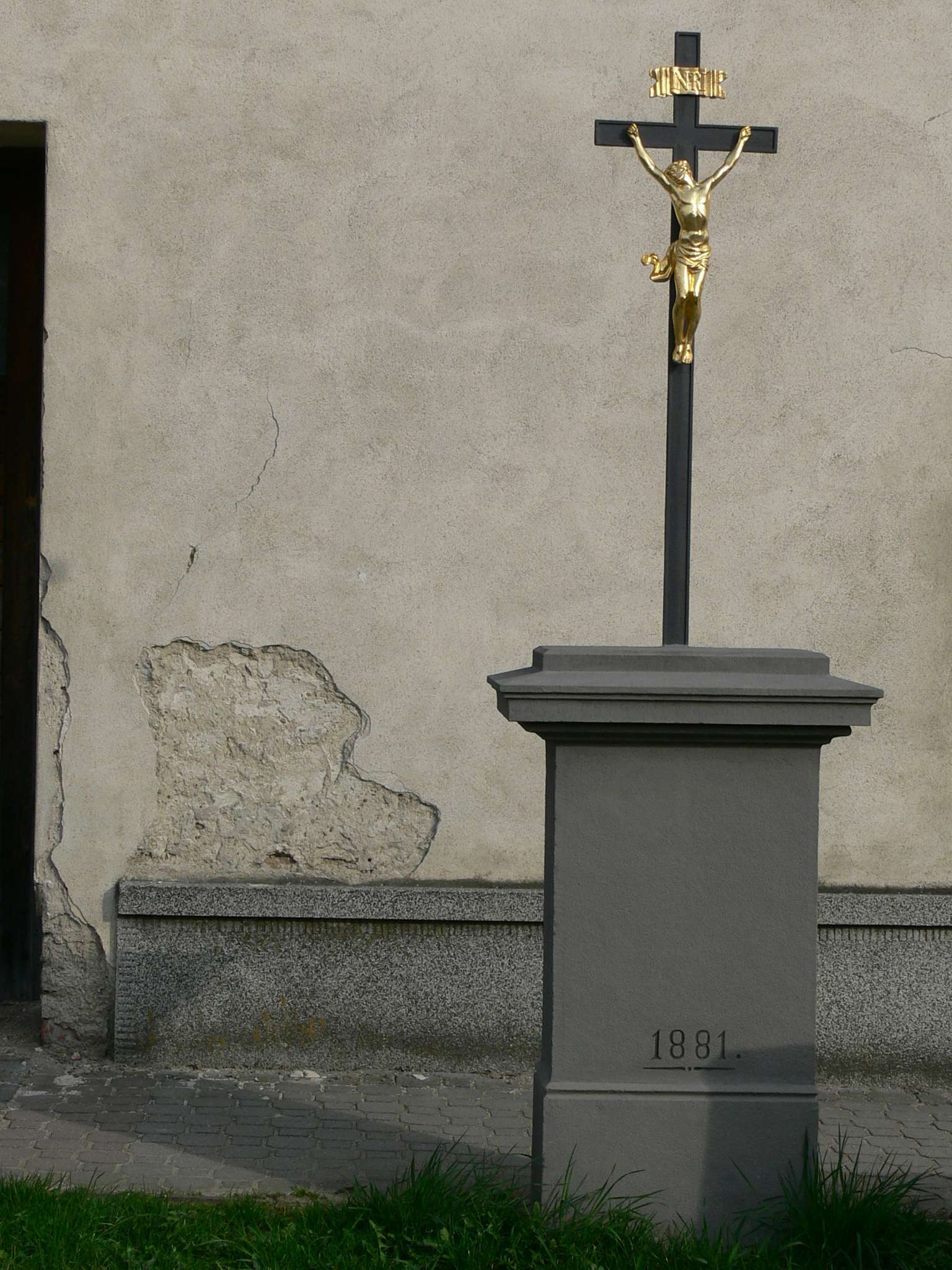
Socha ukřižovaného Krista v Dědicích na ulici Palackého
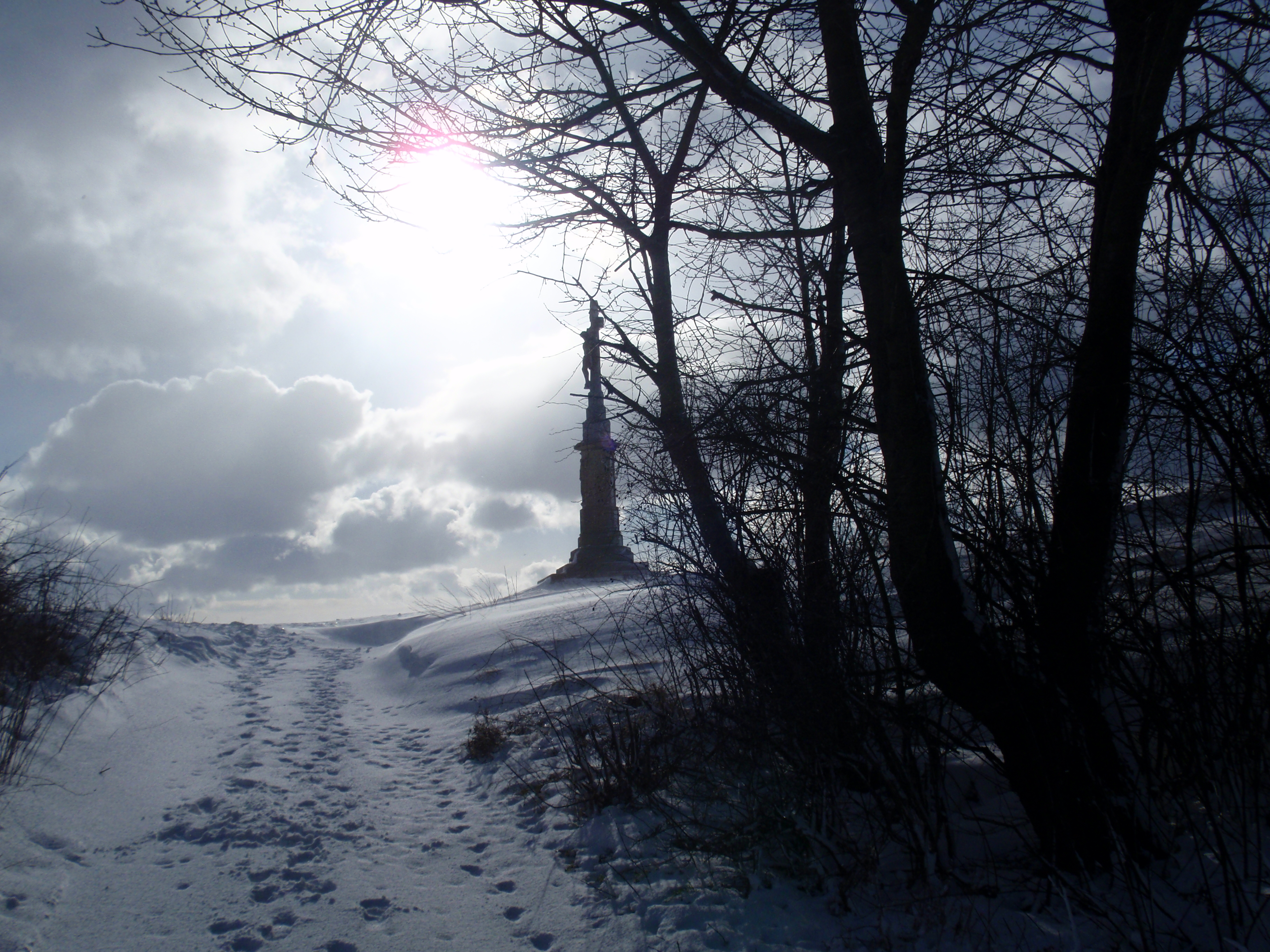
Socha ukřižovaného Krista v Padouchách
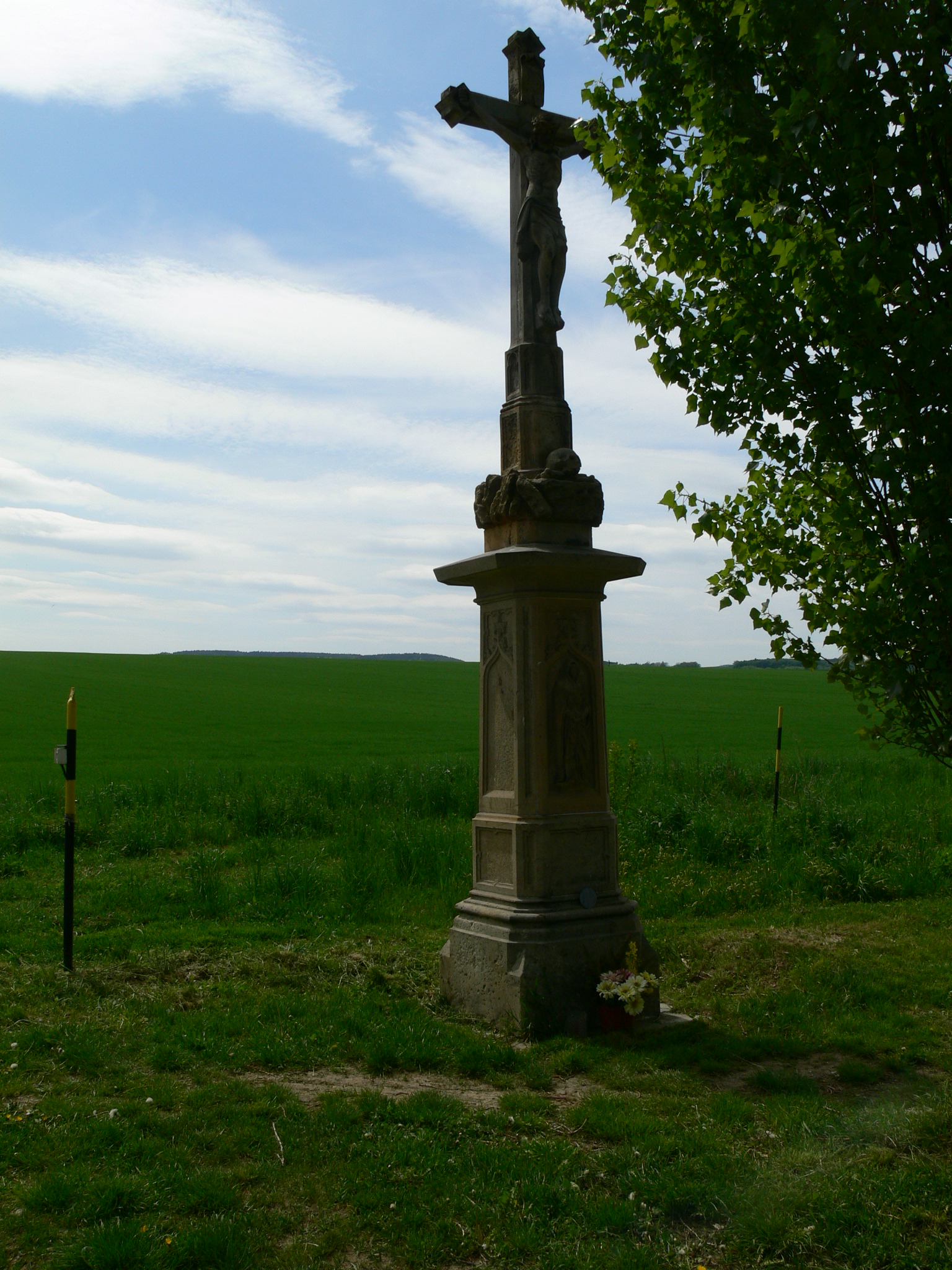
Socha ukřižovaného Krista u sídliště Osvobození
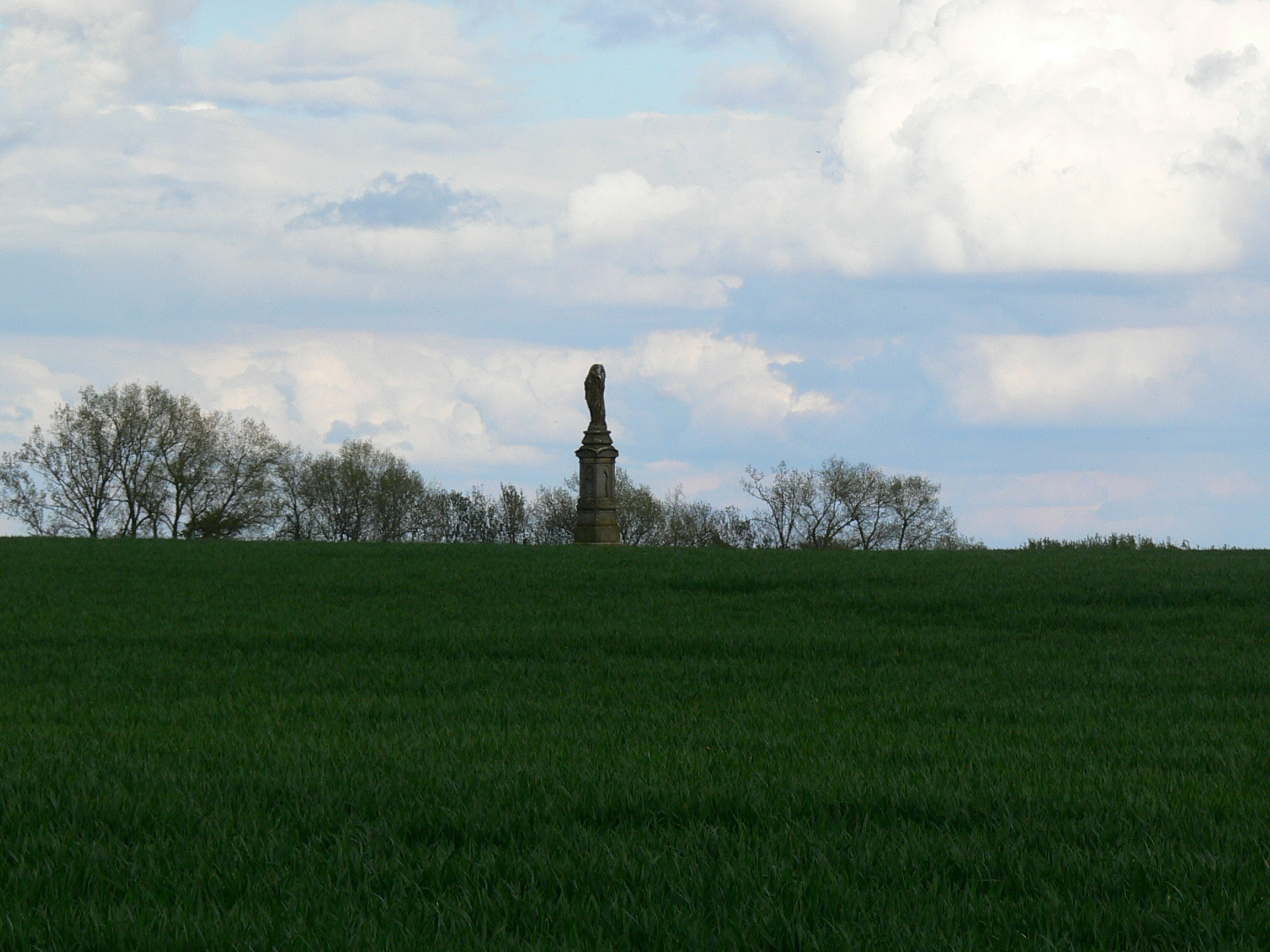
Socha Panny Marie s Ježíškem, původní umístění

Kaplička, která stála ve stráni naproti Krajčova mlýna, o velikosti srovnatelné s kapličkou, která stojí před zatáčkou poblíž opatovického lomu, byla zbořena během bojových operací na konci 2. světové války. Stejně dopadl objekt (drobná sakrální architektura zasvěcená světci) v prostoru křižovatky na Kozině.

### Sochy

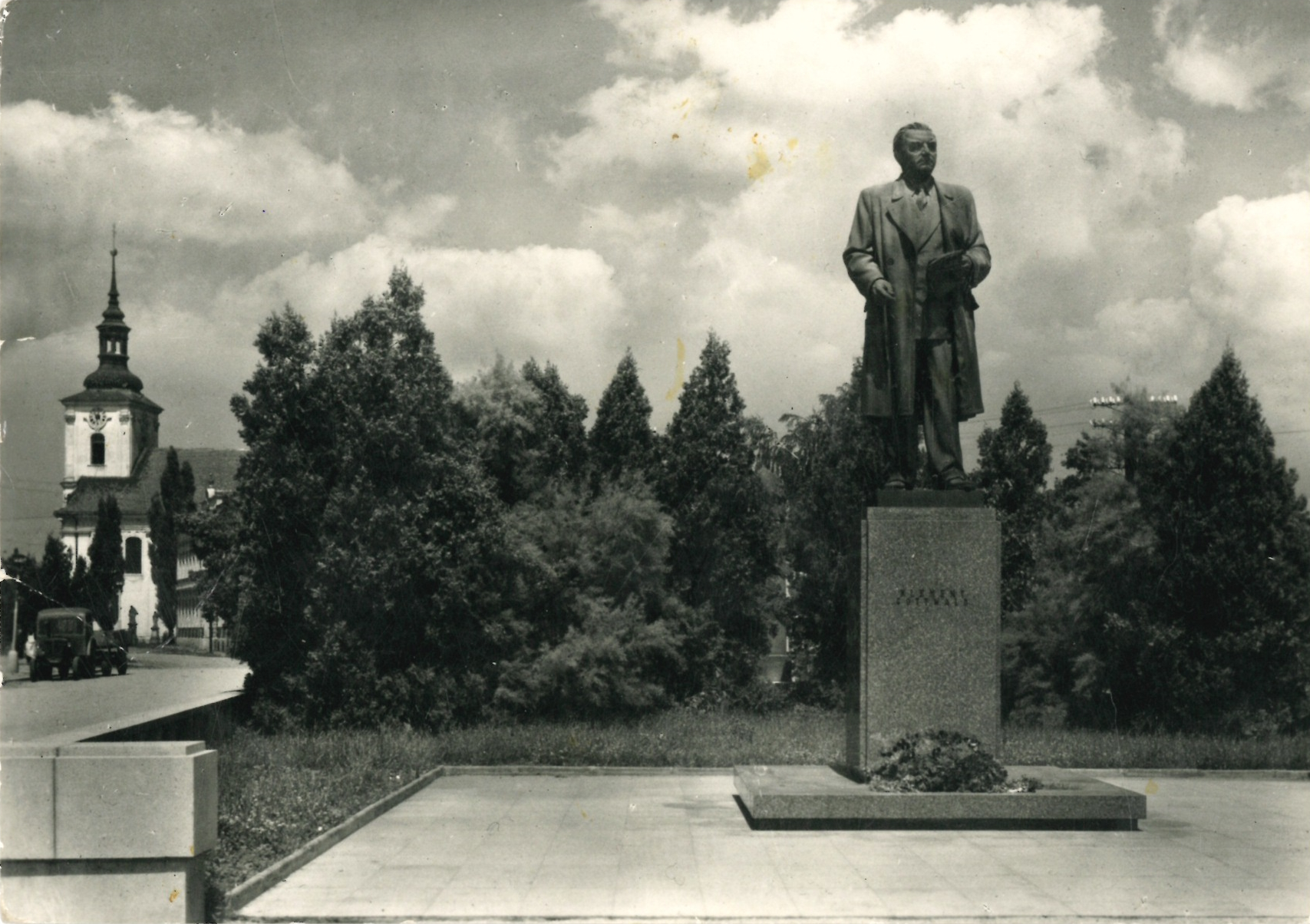
Pomník Klementa Gottwalda v Dědicích na náměstí Svobody, začátek 60. let 20. století.

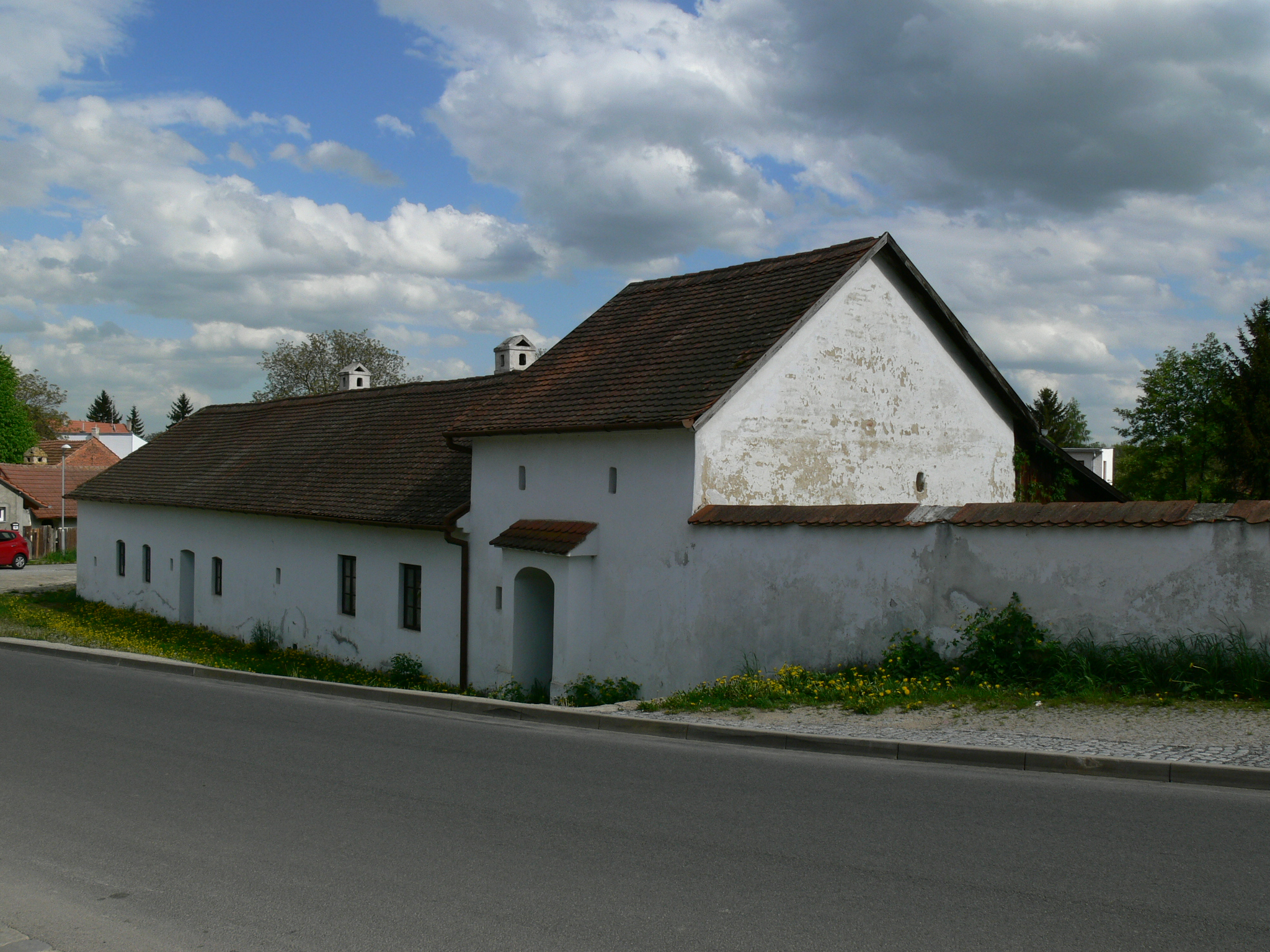
Tzv. rodný domek Klementa Gottwalda

Památková ochrana pomníku Klementa Gottwalda (1956), který stál na náměstí Svobody i po přesunutí z původního umístění, v místech, kde je dnes stavěna jednou za rok mája, byla zrušena (památkově chráněn od 3. května 1958 do 20. července 1992). Socha byla po určitou dobu uložena v poloze vleže vedle rajčat rostoucích u zdi tzv. rodného domku na ulici Revoluční, následně deponována v lapidáriu města Vyškova. Dnes je uložena pod střechou depozitáře Muzea Vyškovska v Dědicích (v přístavbě tzv. rodného domu Klementa Gottwalda z konce 80. let 20. století).

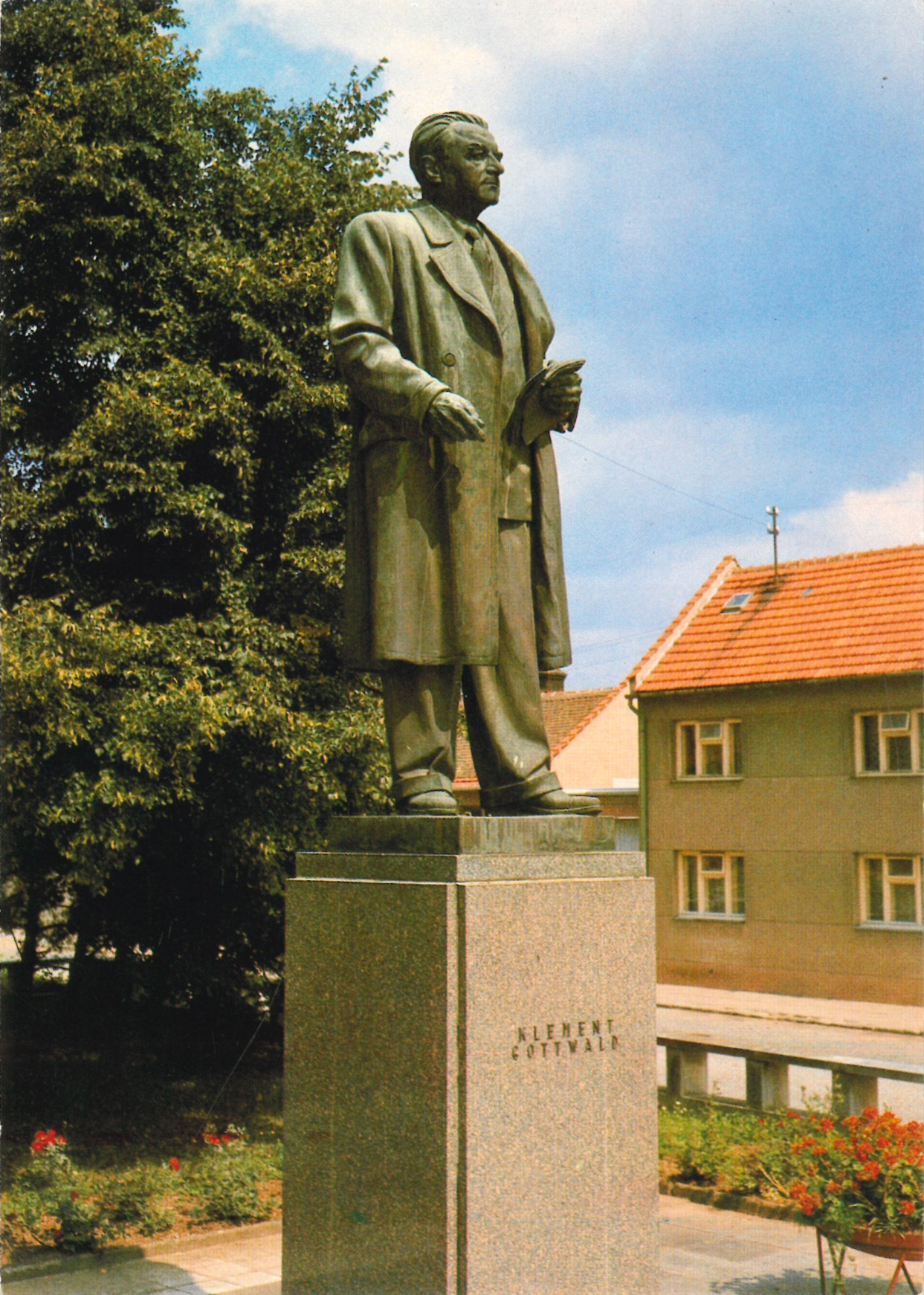
Pomník Klementa Gottwalda na náměstí v Dědicích

### Plastiky
Plastika se znakem olomouckého biskupa Karla II. z Lichtenštejna-Kastelkornu z 2. poloviny 17. století, do roku 1930 umístěná na průčelí dědického mlýna pod letopočtem 1600–1901, která je zachycena na historické fotografii, je nyní spravována Muzeem Vyškovska (sbírková položka inv. č. H 1. 385: V barokní kartuši oválný čtvrcený štít s korunovaným barokním čtvrceným středním štítem se srdečním štítkem s klínem. V prvním a čtvrtém poli středního štítu dovnitř obrácení lvi. Ve druhém a třetím děleném poli dovnitř obrácení vyrůstající lvi. V prvním a čtvrtém poli hlavního štítu šest (4,2) kuželů, ve druhém a třetím poli orlice s šestihrotou hvězdou na hrudi. Na horním okraji kartuše spočívá vpravo mitra a vlevo knížecí koruna. Za štítem byla biskupská berla a meč.
Hlavní štít je znakem Olomouckého biskupství, střední štít s štítkem pak rodu Lichtenstein-Castelcorn, z něhož biskup pocházel.
Kartuše je silně zvětralá, biskupská berla a rukojeť meče jsou (až na zbytky) odlomeny. Na kartuši se nachází pozůstatky souvislého (novodobého, nevhodného) monochromního nátěru zelenou barvou. Je otázkou, zda nebyl znak původně polychromovaný v heraldických tinkturách, později (nepochopením) přetřený fasádní barvou. Mohl však být originálně pouze v „barvě“ materiálu pískovce.

## Kresby a obrazy

### Moravská galerie v Brně
- Emanuel Ranný: Dědice
- Jan Rajlich starší: Dědice od jihu

### Školní plakáty a výukové obrazy
- Dědice, rodná obec prezidenta Klementa Gottwalda; předlohou obraz Augustina Mervarta[198]

### Soukromé sbírky
- Augustin Mervart: Dědice u Vyškova, 1948 (olej na plátně)[199][200]

- Josef Kachlík: Fricův mlýn v Dědicích

## Armáda
Nachází se zde Posádkový dům armády (PDA), který je od roku 2012 nepřístupný a Ministerstvo obrany se jej snaží prodat. Nedaleko se rozkládá vojenský výcvikový prostor Kozina. Součástí vojenského újezdu Březina jsou rozsáhlé lesní porosty nacházející se v katastrálních územích obcí Dědice, Hamiltony a Rychtářov. Pozemky v minulosti využívala armáda Československé a České republiky nebo Vojenské lesy a statky Praha. V současnosti hospodaření ve vojenském újezdu organizují Vojenské lesy a statky ČR Praha zřízené Ministerstvem obrany ČR. Ve Vojenském újezdu Březina zajišťuje hospodářskou činnost státní podnik Vojenské lesy a statky ČR Plumlov, jeho divize Vojenské lesy a statky Plumlov. Území vojenského újezdu je docela dost členité. Rozdíl v nadmořské výšce může dělat až 400 m n. m. Ve zvlněném zalesněném území s mimořádně rozmanitou skladbou dřevin se nachází řada údolí a žlebů, jsou tu však i louky, rybníky a potoky. Pro potřeby armády byla část území odlesněna a vytvořeny cvičné a cílové plochy.